# Automobildesign

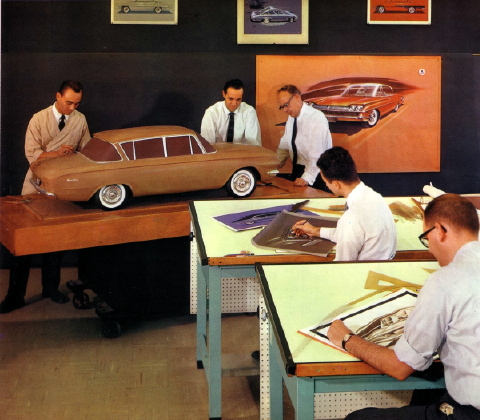
Geschichte des Automobils durch Fahrzeuggestaltung: Automobildesigner der American Motors Corporation (AMC) 1961

Automobildesign ist eine Fachrichtung des Industriedesigns, die sich mit der Gestaltung des Äußeren (Exterieur) und des Innenraumes (Interieur) von Kraftfahrzeugen beschäftigt.
Automobildesigner müssen drei Erwartungen erfüllen: Sie müssen für die Technik eine funktionale, ergonomische und ästhetische Form finden. Diese soll die Markenwerte des Unternehmens wie beispielsweise Sportlichkeit, Komfort oder Technologie versinnbildlichen. Das Design soll Emotionen wecken und auf diese Weise Interessenten zu Käufern machen. Beim Kauf eines Autos ist das Fahrzeugdesign heute eines der wichtigsten Entscheidungskriterien.

## Designobjekt

### Modernes Automobildesign
Das Auto wurde ab Mitte der 1930er Jahre nicht mehr ausschließlich als technisches Gerät, sondern auch als Designobjekt betrachtet. In dieser Zeit verbanden sich zwei Entwicklungen: in Europa, vor allem in Deutschland, führten Versuche über die Stromlinie zu einem neuen Verständnis für die Automobilgestaltung. In den Vereinigten Staaten bildete sich – getrieben durch die Aktivitäten von Raymond Loewy – das neue Berufsbild des Industrial Designers heraus, der der Vision des Streamline folgte und dieses Prinzip auf die Automobilgestaltung übertrug. Beides führte zum Automobildesign.
Als Startpunkt für das moderne Autodesign gilt das Jahr 1927. Alfred P. Sloan, der Vorstandsvorsitzende von General Motors, richtete damals die erste Design-Abteilung eines Automobilunternehmens ein. Zum ersten Leiter der sogenannten Art and Color Section berief er Harley Earl. Sloan und Earl begannen mit den jährlichen Modeschauen neuer Fahrzeugmodelle und schufen damit Designtrends. Das Automobil wurde „zum sozialen Wesen mit eigener Identität“.

### Styling und Design

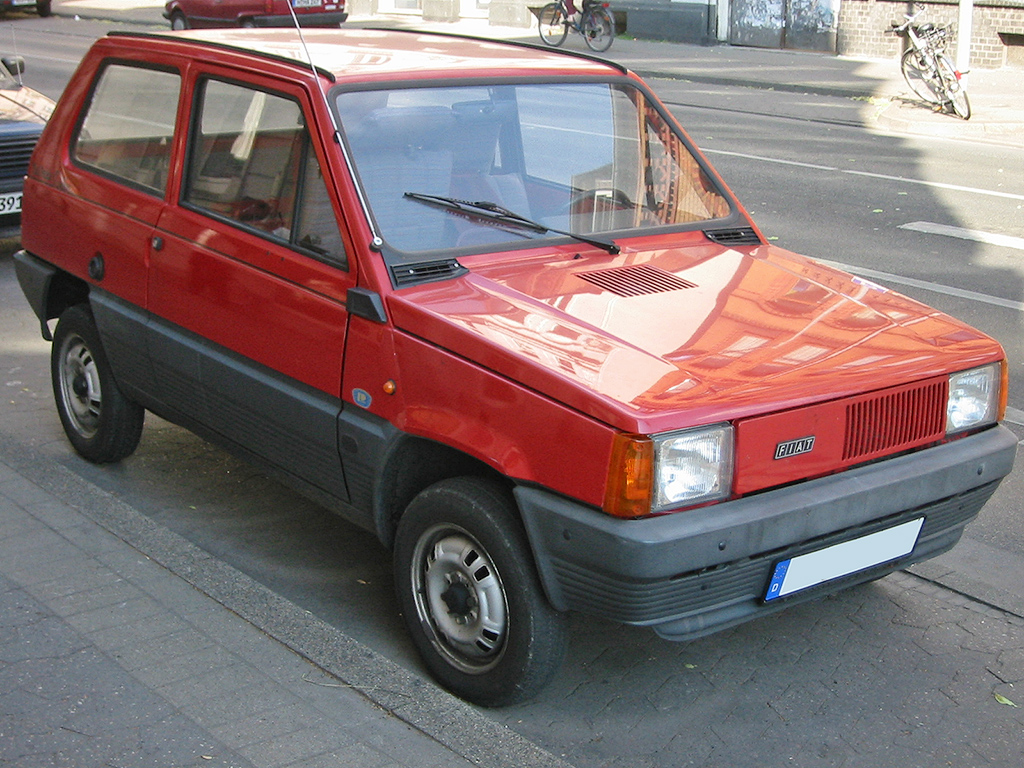
Industriedesign: Fiat Panda, Haushaltsgerät auf Rädern

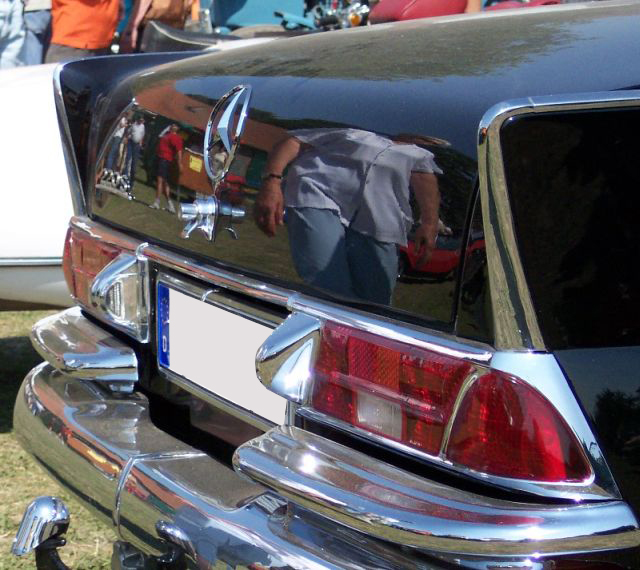
Styling: Mercedes-Benz-Heckflosse, eine modische Übertreibung

Bis in die 1960er Jahre lag der Schwerpunkt der Autodesigner auf der Stilistik, das heißt auf der ästhetischen Verkleidung der ingenieurstechnisch definierten Grundform. Patrick le Quément, Designdirektor bei Renault, verglich in den 1980er Jahren Styling mit „der Kunst, einen Buckel einzukleiden“.
Typisches Beispiel für Styling sind die Heckflossen an den Automobilen der 1950er Jahre. Zu diesem „wahnsinnigen Modegag“ soll Harley Earl, Chefdesigner bei General Motors, 1941 durch einen Lightning-Jagdbomber inspiriert worden sein. Die Flossen wurden 1948 in Serie eingeführt und erreichten 1959 ihre größte Dimension beim Cadillac Sixty Special. Die Heckflossenmode wurde auf der ganzen Welt nachgeahmt. Selbst eine so konservative Marke wie Mercedes-Benz entzog sich dem nicht. Der spätere Mercedes-Designdirektor Bruno Sacco nannte sie im Rückblick eine Übertreibung. Andere Designmoden waren Dagmar Bumpers, Knudsen-Nase und Coke-Bottle-Linie.
In den vergangenen Jahrzehnten hat sich das Automobildesign als formschöpfende Aufgabe emanzipiert; die Designer müssen bei ihrer Arbeit auch Ergonomie, Ökologie, Aerodynamik, Kosten und weitere Aspekte berücksichtigen. Organisatorisch lösten sich die Designbereiche aus dem Engineering und der Designdirektor rückte oft in die Vorstandsetage auf. Gleichzeitig nahmen die Designer Einfluss auf das Lastenheft eines neuen Automobilprojektes und übernahmen eine aktive einflussreiche Rolle im gesamten Produktdesignprozess. Designer handeln in ihrem Selbstverständnis auch als Ingenieure.
Ein bemerkenswertes Produkt des Industriedesigns ist der 1980 vorgestellte Fiat Panda des Designers Giorgetto Giugiaro. Zur Entwicklung des Fahrzeugs hatte das Designteam die zwei Vorgaben begrenzte Kosten und geringes Gewicht. Gleichzeitig sollte das Fahrzeug so groß wie möglich werden. Das Design bearbeitete daher die Gesamtform des Fahrzeugs und entwickelte jedes Detail einschließlich Sitzen und Aschenbecher. Giugiaro bezeichnete das Ergebnis als „Haushaltsgerät auf Rädern“.

## Design-Prozess

### Phasen im Design-Prozess
Design gilt als schwieriger Teil der Fahrzeugentwicklung; der Designer muss rund 12 Jahre in die Zukunft denken: vier Jahre Entwicklungszeit und rund acht Jahre Produktionsdauer. Die Anstrengungen, eine Form für ein Automobil zu finden, lassen sich vereinfacht in vier Phasen unterteilen:
In einer ersten Phase werden meist mehrere Designer gebeten, ihre Ideen in zeichnerischen Entwürfen anzufertigen. Diese Skizzen sind oft überhöht, weil sie bestimmte Eigenschaften des künftigen Autos besonders betonen. Für eine Auswahl der Entwürfe werden Bildsynthesen oder Renderings erstellt. Es handelt sich um Seitenansichten, bevorzugt in natürlicher Größe, die sich in farbiger Darstellung um eine angemessen proportionale Visualisierung bemühen. 

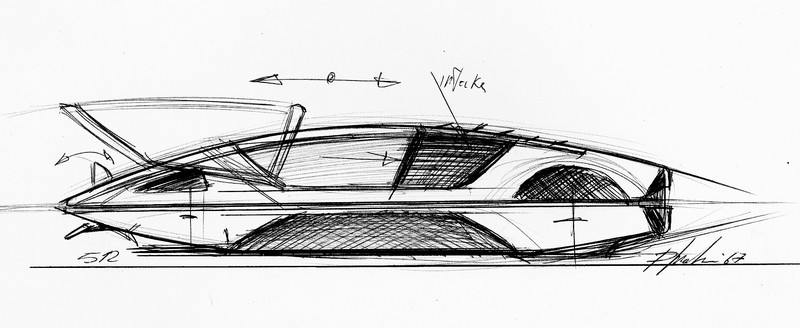
Phase 1: Entwurfszeichnung
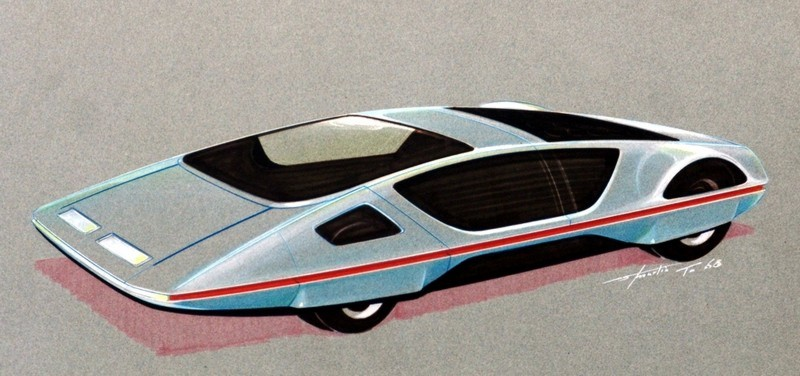
Phase 1: Reinzeichnung
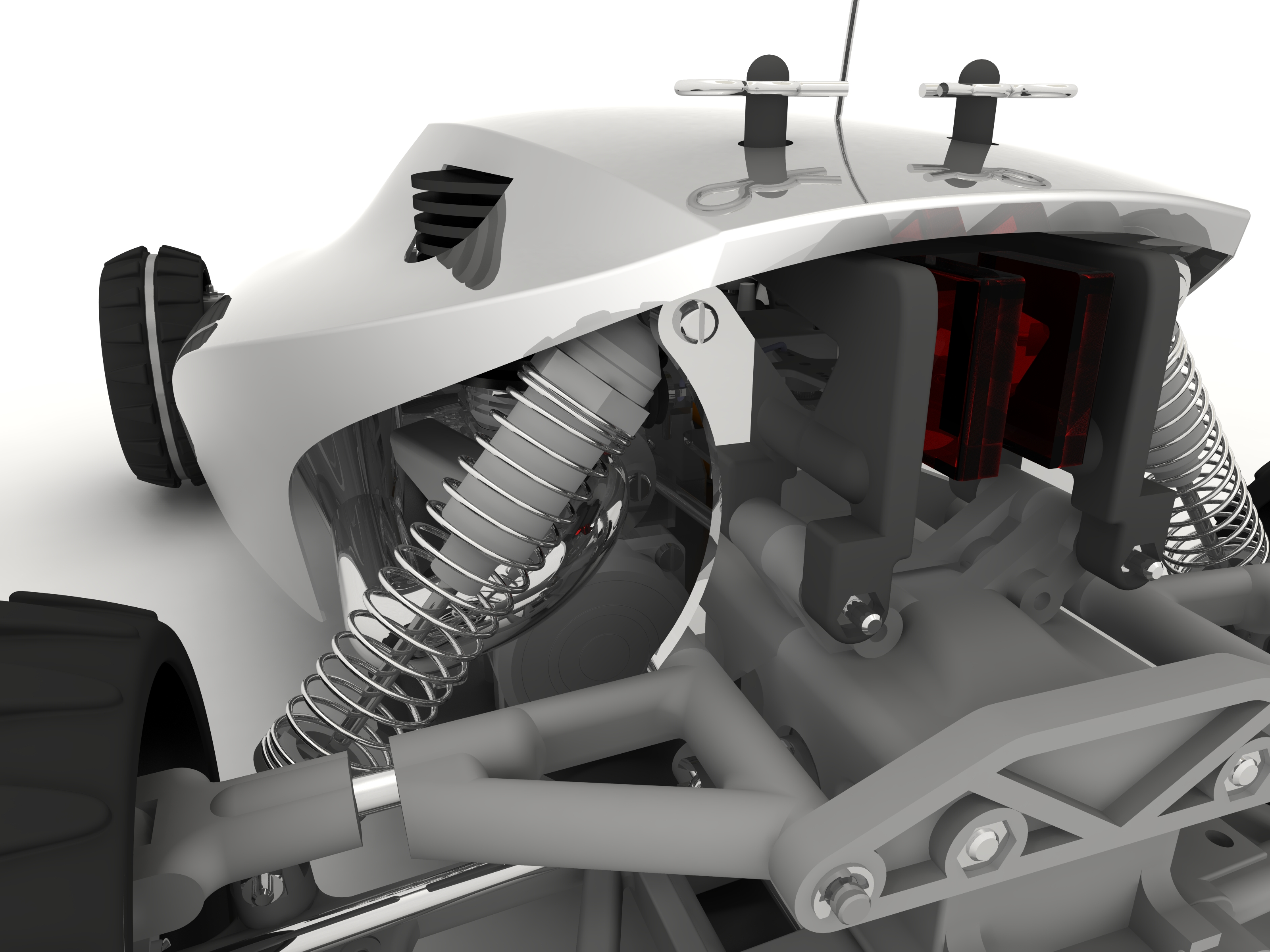
Phase 2: Bildsynthese
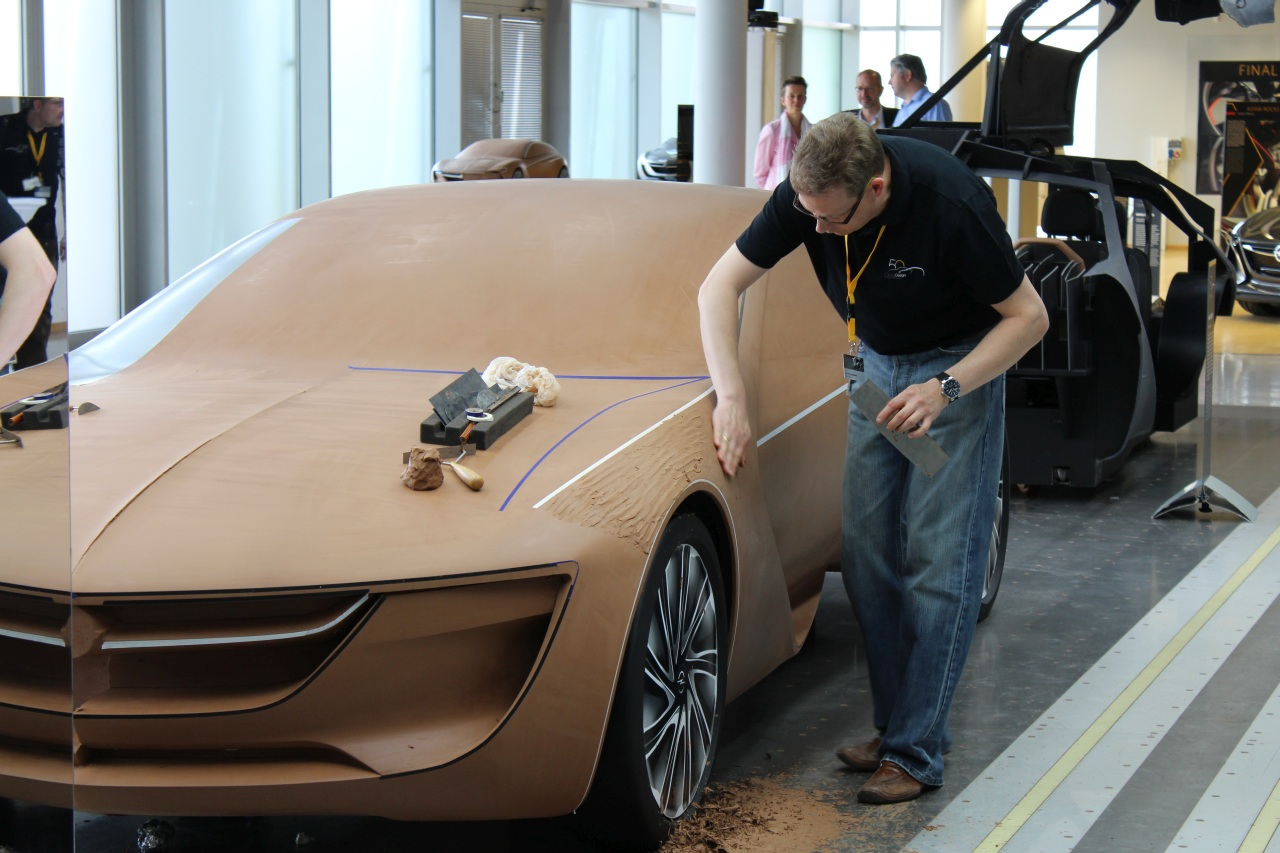
Phase 3: Tonmodell
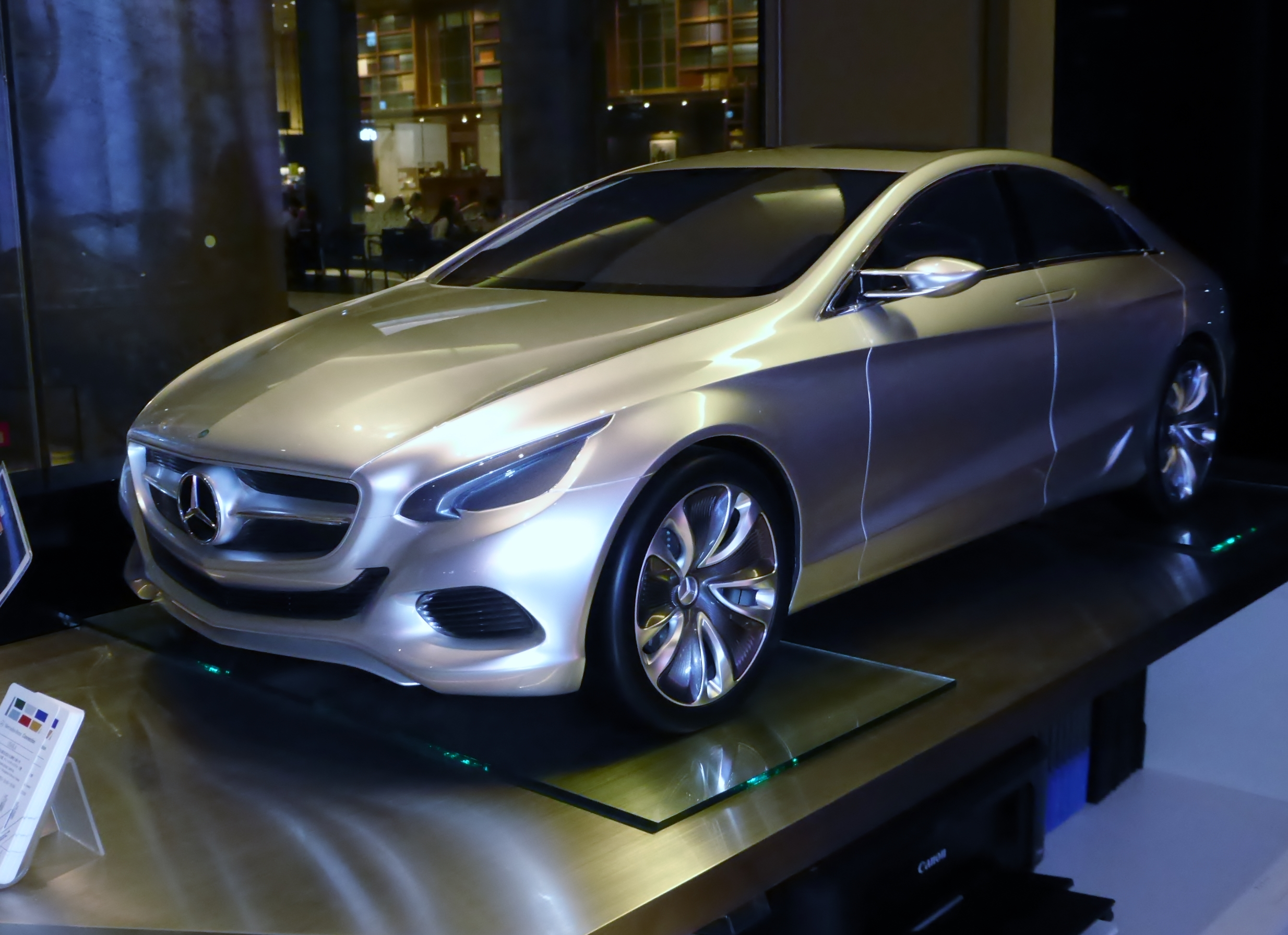
Phase 4: Attrappe

In der dritten Phase werden von den selektierten Renderings dreidimensionale Modelle erstellt. Dazu erstellen die Designabteilungen Tonmodelle aus Clay in unterschiedlichen Maßstäben, bevorzugt in Originalgröße. Erst am räumlichen Körper werden die formalen Details ausgearbeitet. Das Ton-Modell gibt bereits einen guten räumlichen Eindruck der Autoform. Allerdings fehlt die Illusion von Fenstern und Lack. Daher wird schließlich viertens eine Attrappe des künftigen Automobils, das sogenannte Mock-up, gebaut. Im Gegensatz zum Prototyp ist der Mock-up technisch nicht funktionsfähig. Er lässt sich allerdings leicht und intuitiv mit existierenden Fahrzeugen vergleichen und wird daher auch zu vertraulichen Publikumstests, den sogenannten Car Clinics, genutzt.

### Historie des Design-Prozesses
In den frühen Jahren der Automobilherstellung war die Gestaltung des Automobilaufbaus eine Aufgabe der spezialisierten Karosseriebauerwerkstätten. Harley Earl, langjähriger Design-Chef von General Motors, gilt als derjenige Designer, der diese Gestaltungsaufgabe seit dem Ende der 1920er Jahre in das Zentrum der Automobilentwicklung holte und damit die Basis für das Automobildesign legte. Earl wird auch zugeschrieben, das Ton-Modell für die Gestaltung neuer Entwürfe erfunden zu haben. In jedem Falle schuf Earl mit dem integrierten Autodesign bei General Motors die Grundform des bis heute gültigen Designprozesses. Er legte fest, dass die Zeichnung in über Holzformen gebaute Tonmodelle übersetzt werden sollten; so konnten Designer und Geschäftsführung die Wirkung des Fahrzeugs besser bewerten und die Fertigungsingenieure die Formen leichter in Metall und Produktion übertragen.

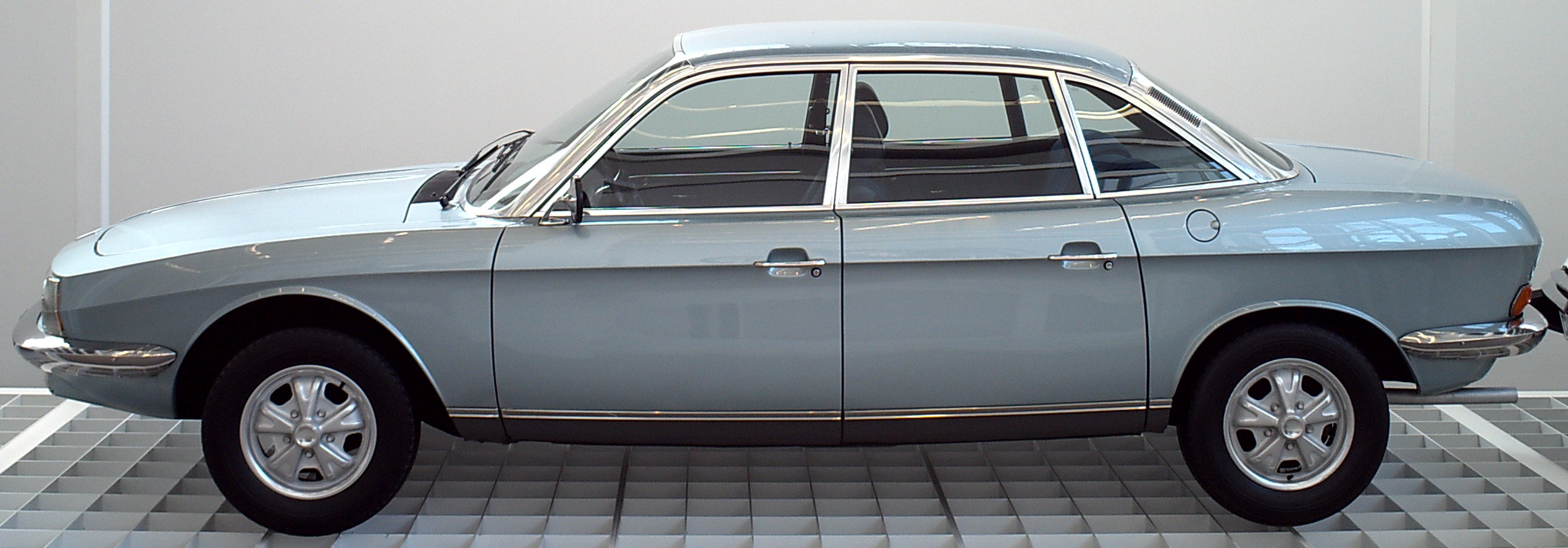
Ein Ton- und ein Holzmodell: NSU Ro 80
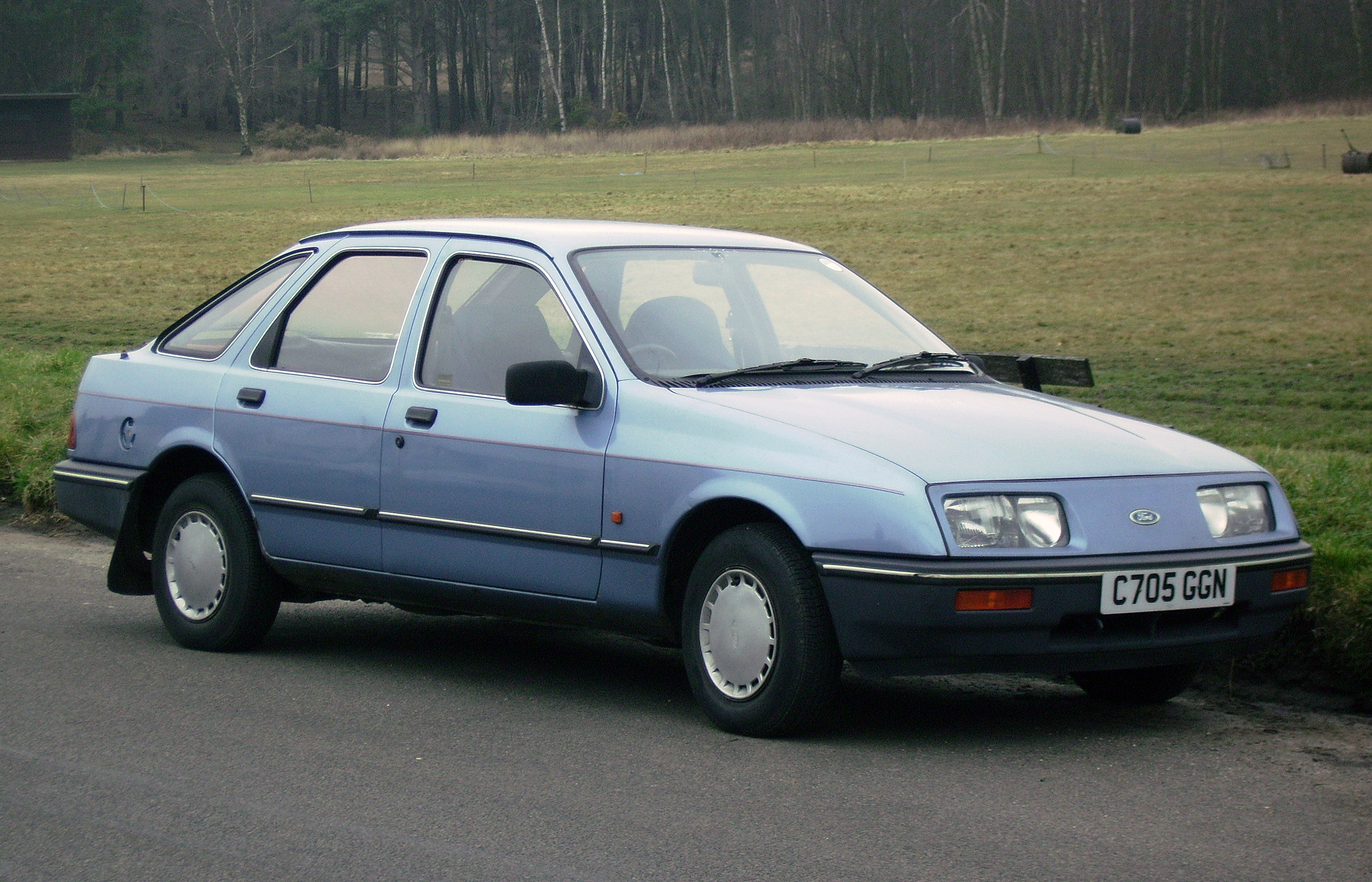
Vier Designstudios, 15 Designmodelle: Ford Sierra

Der Aufwand, den Unternehmen betrieben, um eine neue Automobilform zu finden, schwankte beträchtlich. Claus Luthe, Chefdesigner bei NSU und später bei BMW ist nach eigenen Angaben in den 1960er Jahren bei der Entwicklung der revolutionären Form des NSU Ro 80 mit nur einem Tonmodell und einem Holzmodell ausgekommen. Dagegen waren an der bereits 1976 begonnenen Entwicklung der ebenfalls als neuartig empfundenen Karosserieform für den Ford Sierra die vier Ford-Designstudios in Köln, Ghia in Turin, Dunton (Vereinigtes Königreich) und Detroit (USA) mit Entwürfen beteiligt, die für den Entscheidungsprozess mehr als 15 Designmodelle herstellten. Gleichzeitig wurden eigene Modelle für gesonderte Aerodynamik-Tests geschaffen.
Heute wird der Design-Prozess im Computer durchlaufen. Die zeichnerischen Entwürfe, die Einbindung der technischen Konstruktion sowie die lebensechte dreidimensionale Abbildung des Modells erfolgen in elektronischer Form. Die Designstudios können die Entwürfe als bewegte Modelle in realitätsnahe Filme einbinden. Dennoch wird auf ein dreidimensionales Tonmodell und eine anfassbare Attrappe nicht verzichtet.

## Designtrends
Das Automobildesign ist in parallele Stilrichtungen aufgefächert, so dass eine Kennzeichnung nach seriellen Stilphasen nicht sinnvoll ist. Zur Unterscheidung der wesentlichen Designtrends sind zuletzt fünf Kategorien vorgeschlagen worden, die das Automobildesign zwischen den 1930er Jahren und der Gegenwart durchlaufen hat:
- Aeroform (ab den 1930er Jahren)
- Muschelform (seit Mitte der 1940er Jahre)
- Dominanz der Linie (seit Ende der 1950er Jahre)
- Box-Design (seit Anfang der 1970er Jahre)
- Ausprägung als Formkörper (seit Mitte der 1990er Jahre).

### Aeroformen (ab den 1930er Jahren)

#### Stromlinie
Die Stromlinienform, die der Zeppelin-Ingenieur Paul Jaray Mitte der 1920er Jahre entwickelte, wurde zum ersten Idealbild für das Automobil – und damit zum Ursprung für das moderne Automobildesign. Die fließenden Formen der Jaray-Konstruktionen erlaubten eine höhere Geschwindigkeit und einen niedrigeren Verbrauch. Verschiedene Hersteller experimentierten mit der neuen Form, auch um eine angemessene Karosserie für eine hochgeschwindigkeitsfeste Reise auf den neuen Autobahnen zu ermöglichen. Der tschechische Hersteller Tatra hatte in den 1930er Jahren den Mut, sie in ihrer Reinform in Serie zu fertigen. Die Stromlinie  wurde zur Leitidee für eine ganze Generation von Fahrzeugen mit geschwungenen Kotflügeln, integrierten Scheinwerfern, gerundeter Kühlerform und abfallend-buckeliger Rückenlinie. Dennoch hatte die Designlinie durchaus sehr unterschiedliche Kundenreaktionen: der Chrysler Airflow war ein ziemlicher Misserfolg; vom Peugeot 402 mit seinem in der Presse sogenannten „Raketendesign“ aber wurden rund 30.000 Einheiten verkauft.

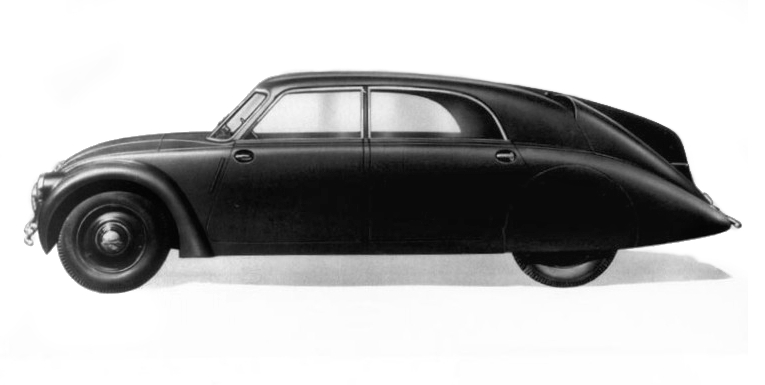
Tatra 77, 1934
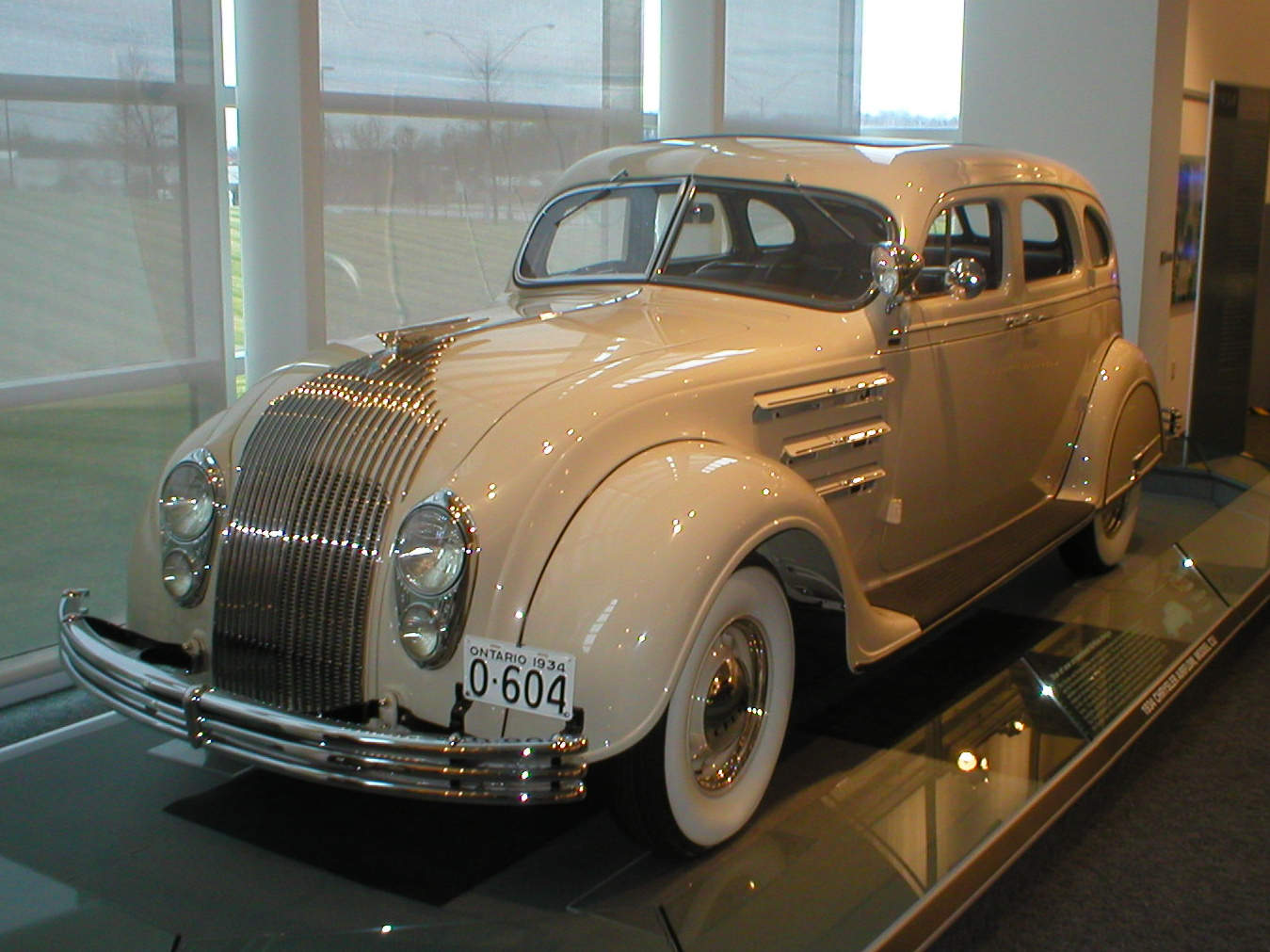
Chrysler Airflow, 1934
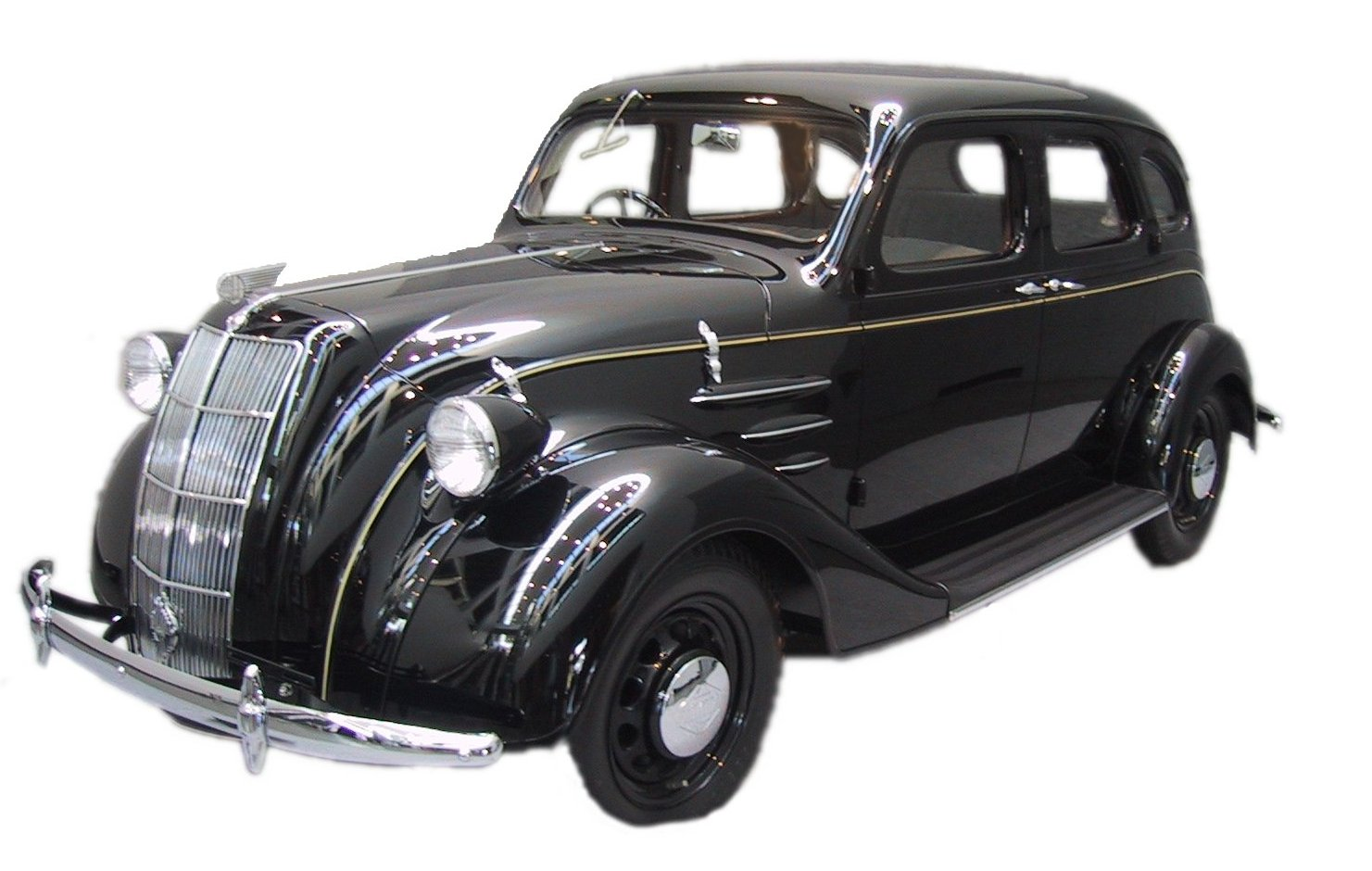
Toyota AA, 1935
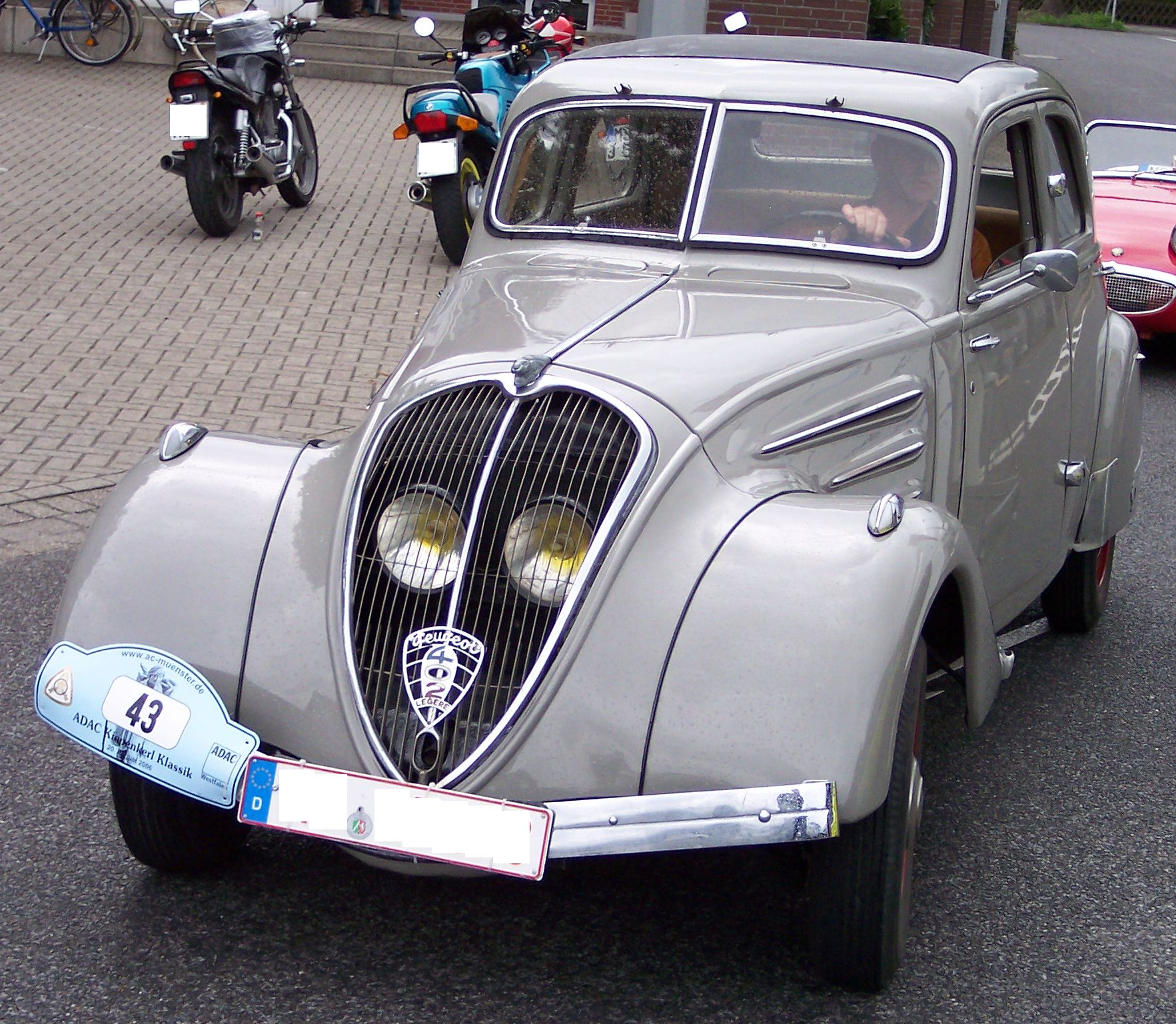
Peugeot 402, 1936
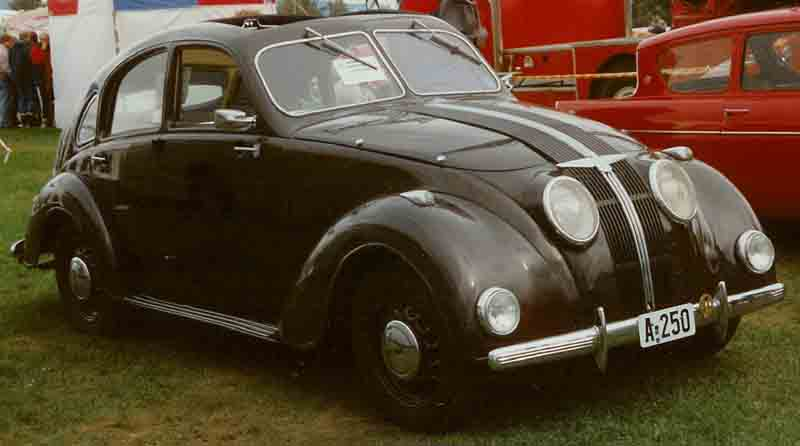
Autobahn-Adler, 1937

#### Impulse des Art déco
Die zwischen den 1920er und 1940er Jahren wichtige Designbewegung des Art déco beeinflusste vor allem die Form von extravaganten und teuren Automobilen. Der Flugzeug-Pionier und große Exzentriker Gabriel Voisin übertrug die Ideen aus dem Flugzeugbau auf die Form seiner exaltierten Automobile. In Molsheim schuf der junge Jean Bugatti mit dem Bugatti Type 57 SC Atlantic mit einem kammartigen Nietflansch über der stromlinienförmigen Karosserie ein faszinierendes Modell. Eine führende Rolle bei der Gestaltung von Luxusautomobilen spielten die im Großraum Paris ansässigen Karosseriehersteller Saoutchik und Figoni & Falaschi, die fließende Formen auf Fahrgestellen hochwertiger Marken – insbesondere Delahaye und Talbot-Lago – entwarfen. Markenzeichen wurden die ausladenden stromlinienförmig gestalteten Kotflügel und schlank auslaufende Heckformen. Schließlich glich der französische Karosseriebauer Labourdette selbst den ikonographischen Rolls-Royce-Kühler der flüssigen Linie der Karosserie an.

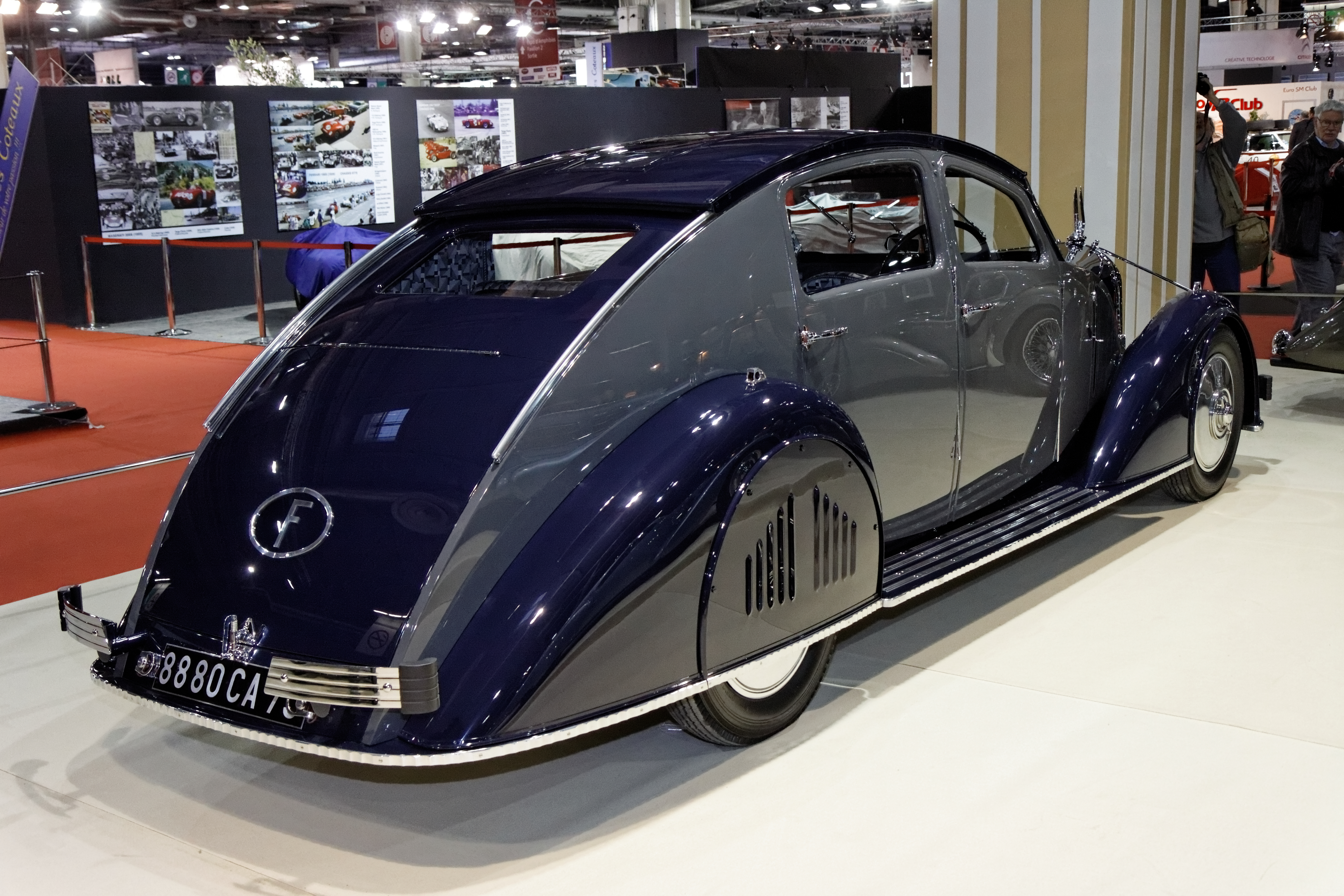
Voisin C 25 Aérodyne, 1934
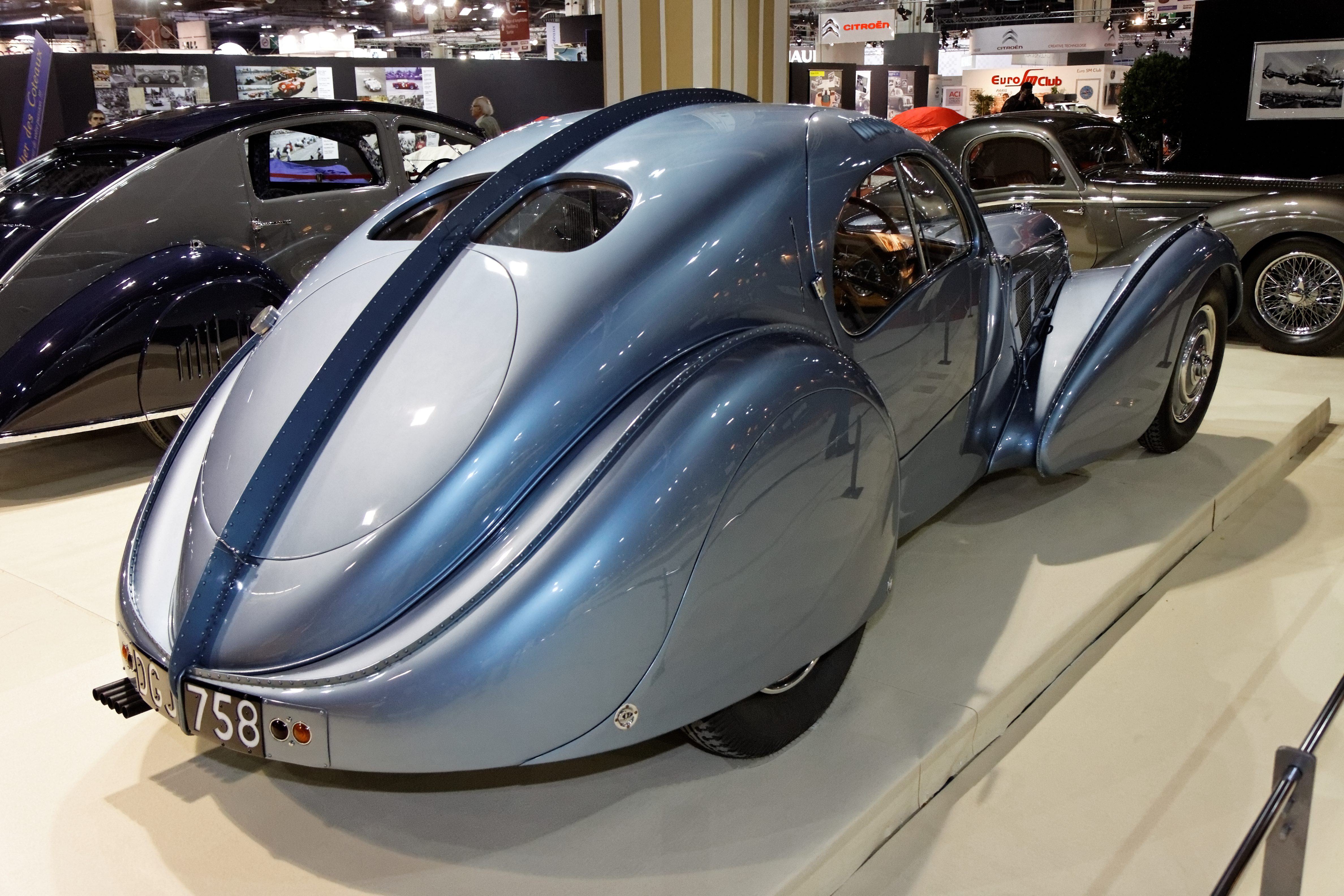
Bugatti Type 57SC Atlantic, 1936
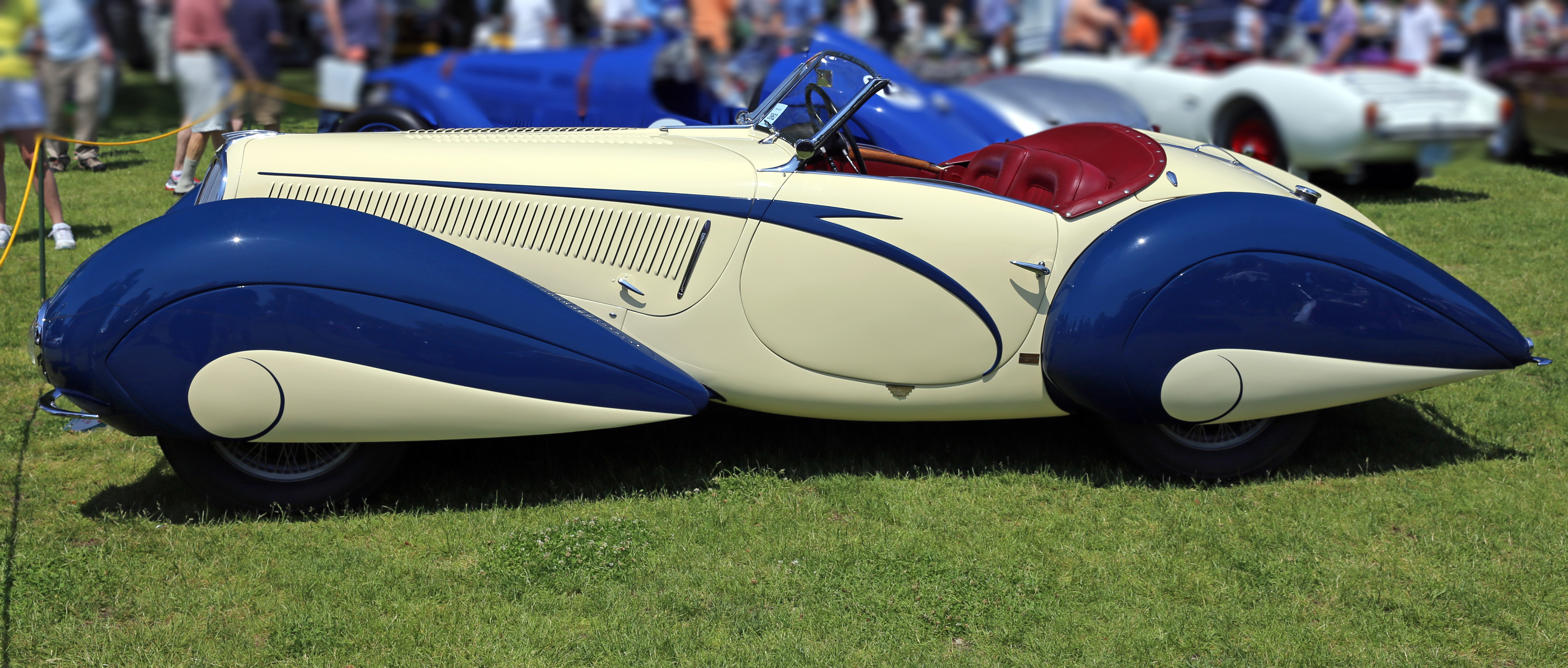
Delahaye Type 135 M / Figoni & Falaschi, 1937
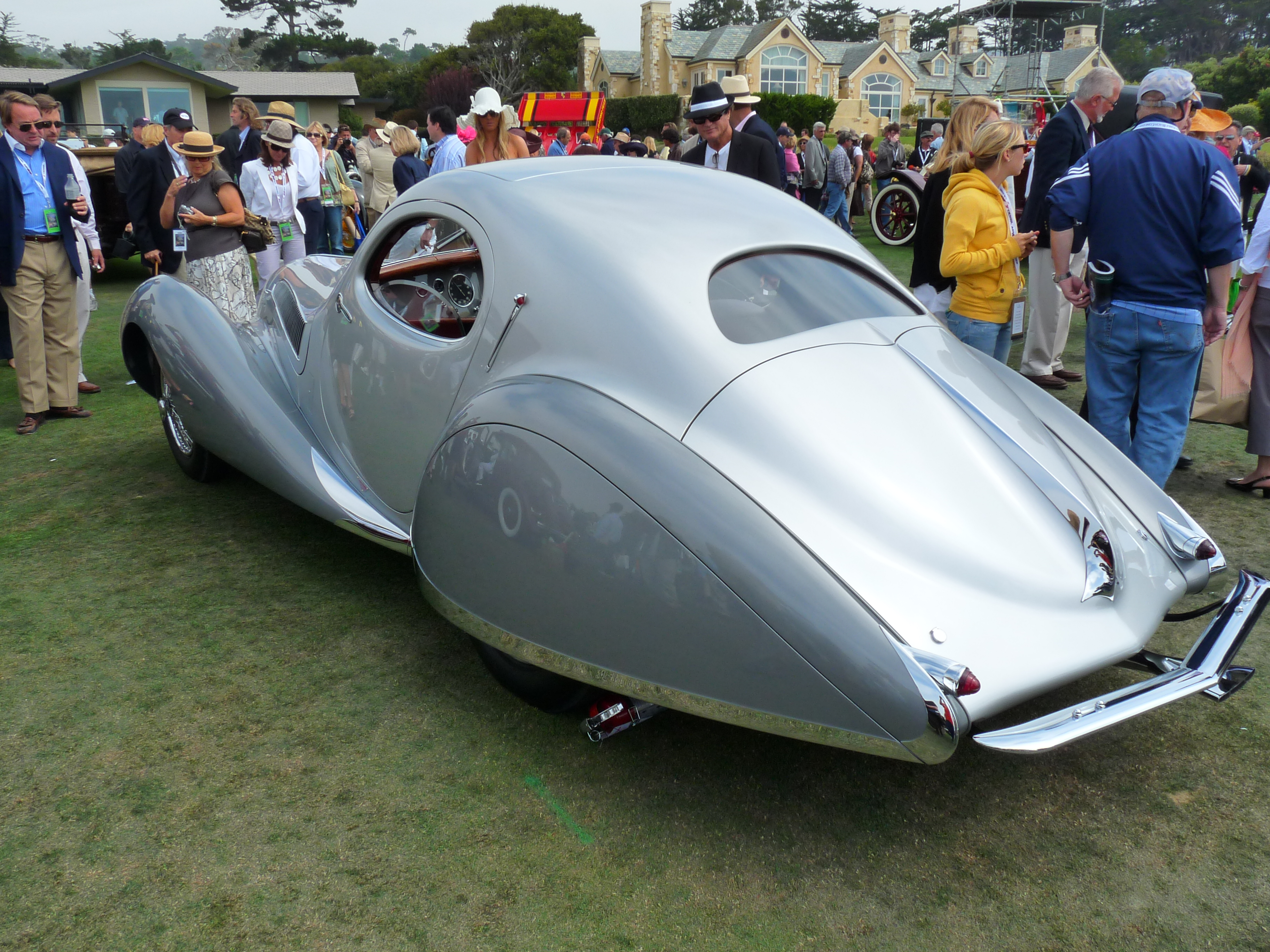
Talbot-Lago T150C / Figoni & Falaschi, 1938
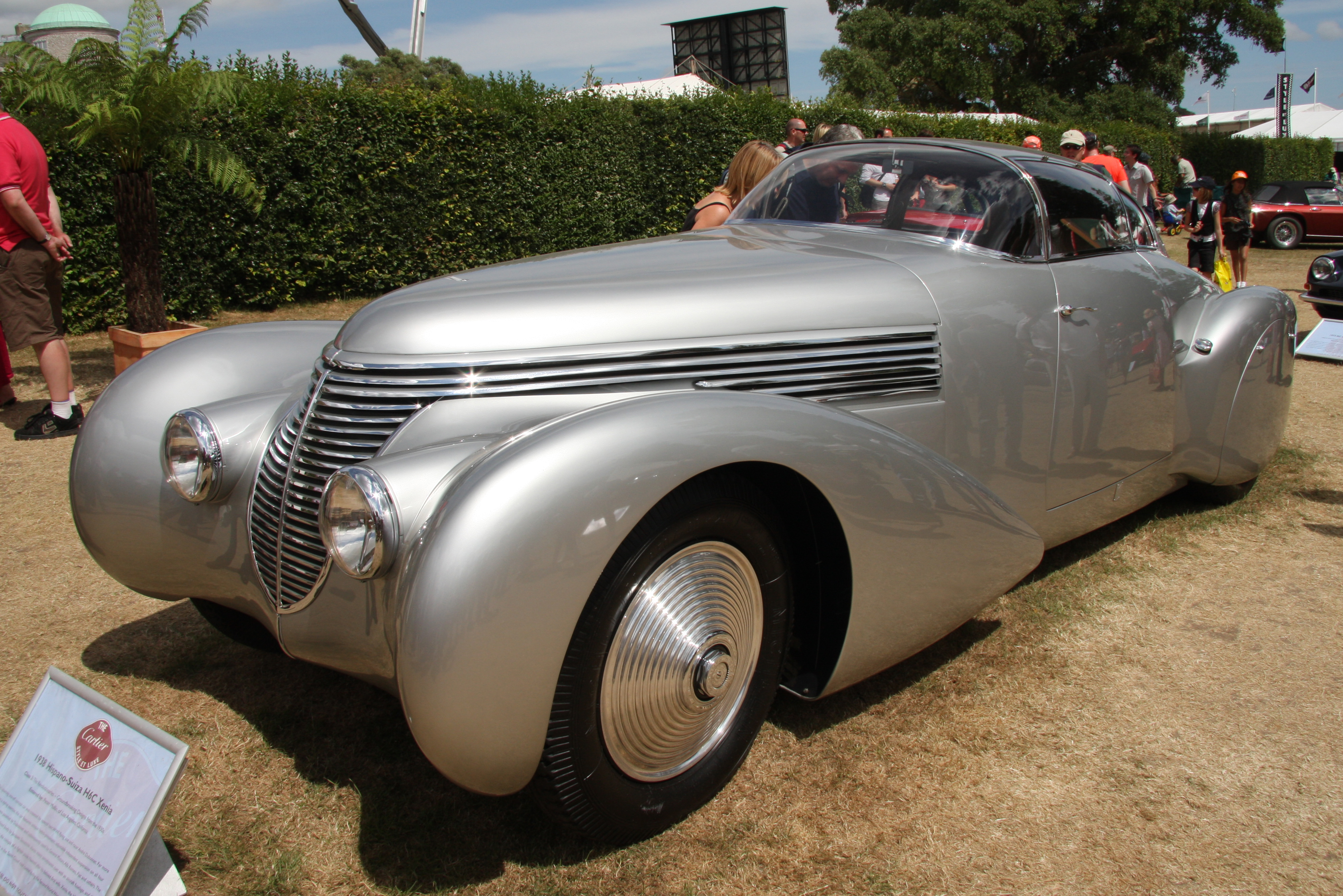
Hispano-Suiza H 6 Xenia / Saoutchik, 1938
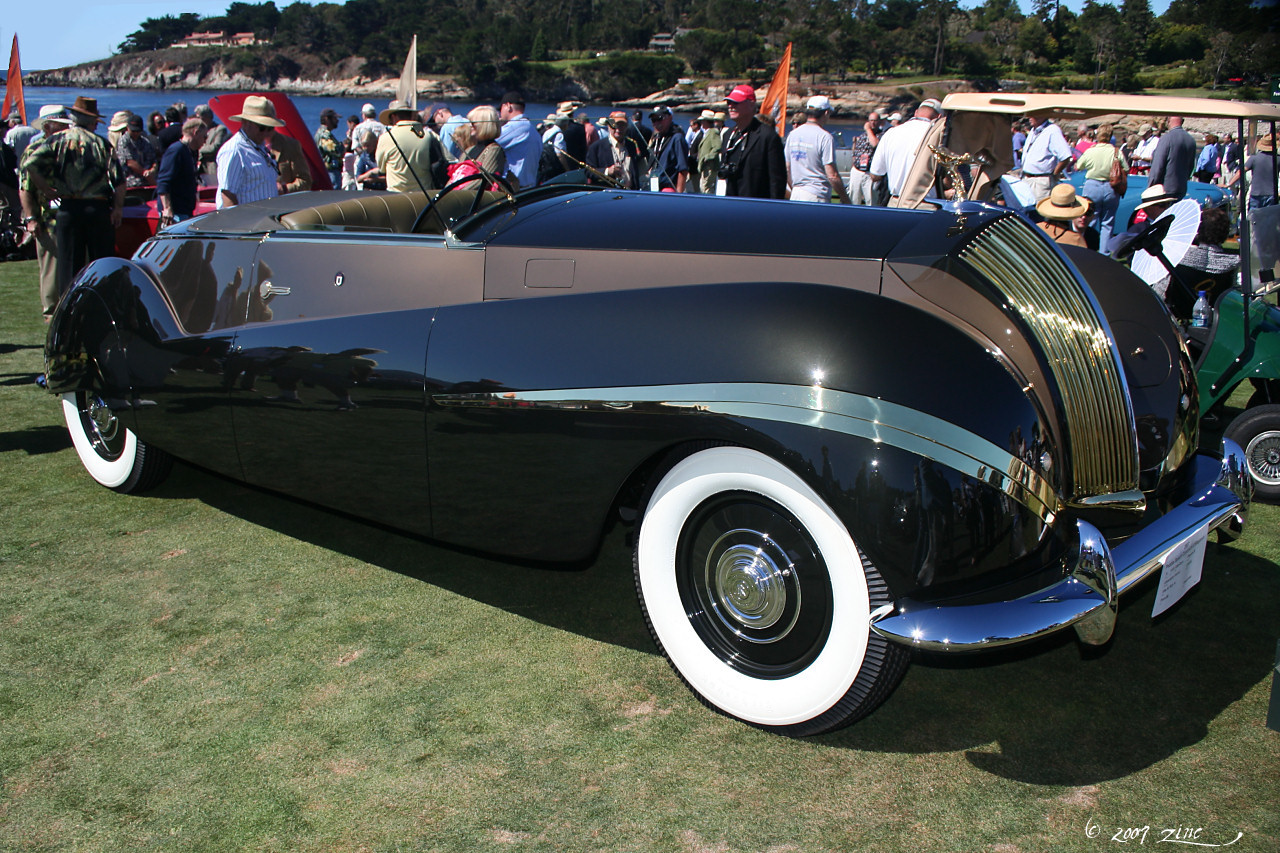
Rolls-Royce Phantom III / Labourdette, 1939

In den Vereinigten Staaten experimentierten die Verantwortlichen seit den frühen 1930er Jahren mit Designlinien, die die Moderne widerspiegeln sollten. Einen ersten Wurf wagte die Luxusmarke Pierce-Arrow mit dem Anfang 1933 von Philip Wright entworfenen Silver-Arrow. Die Ultrastromlinienform des Autos mit vorderen Kotflügeln und einem gepfeilten Kühlergrill wurde zwar als zukunftsweisend verstanden, war allerdings nicht erfolgreich zu verkaufen; so fand das Design auch keine Nachahmer.
Der Designer Gordon Buehrig fand eine neue Form für den 1935 präsentierten Cord 810. Die Designlinie wurde beim amerikanischen Patentamt zum Gebrauchsmusterschutz angemeldet. Der Kühlergrill war mit waagerechten, gebogenen Querlamellen geformt, die sich bis zur A-Säule zogen. Die Scheinwerfer wurden versenkbar in den tropfenförmigen Kotflügeln verborgen.
Der 24-jährige Bill Mitchell verwandelte den vom Kunden zunächst als zu extravagant beurteilten Stromlinienlook beim Cadillac Sixty Special Sedan mit fließender Linienführung, großen Fensterflächen und integriertem Kofferraum in eine breit akzeptierte Formensprache. Die Designlinie mit den charakteristischen Querlamellen der Motorhaube wurden bis weit in die 1950er Jahre im Automobildesign zitiert (beispielsweise beim Opel Kapitän von 1939).

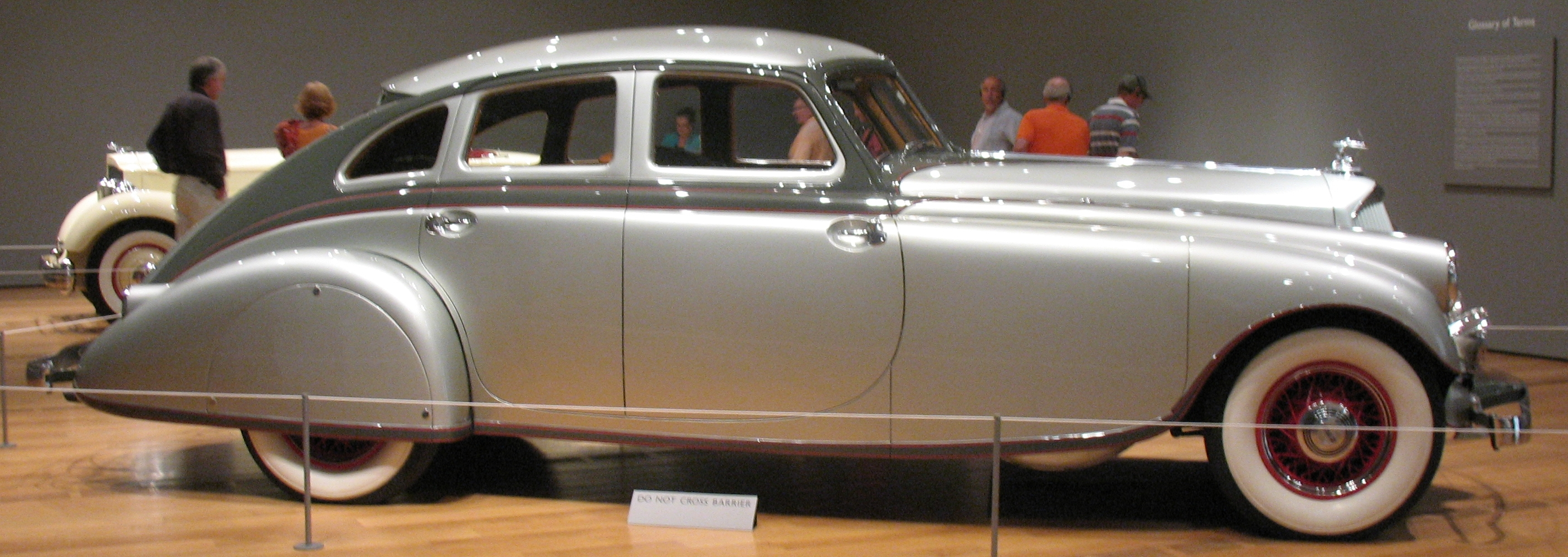
Pierce-Arrow Silver Arrow, Design P. O. Wright, 1933
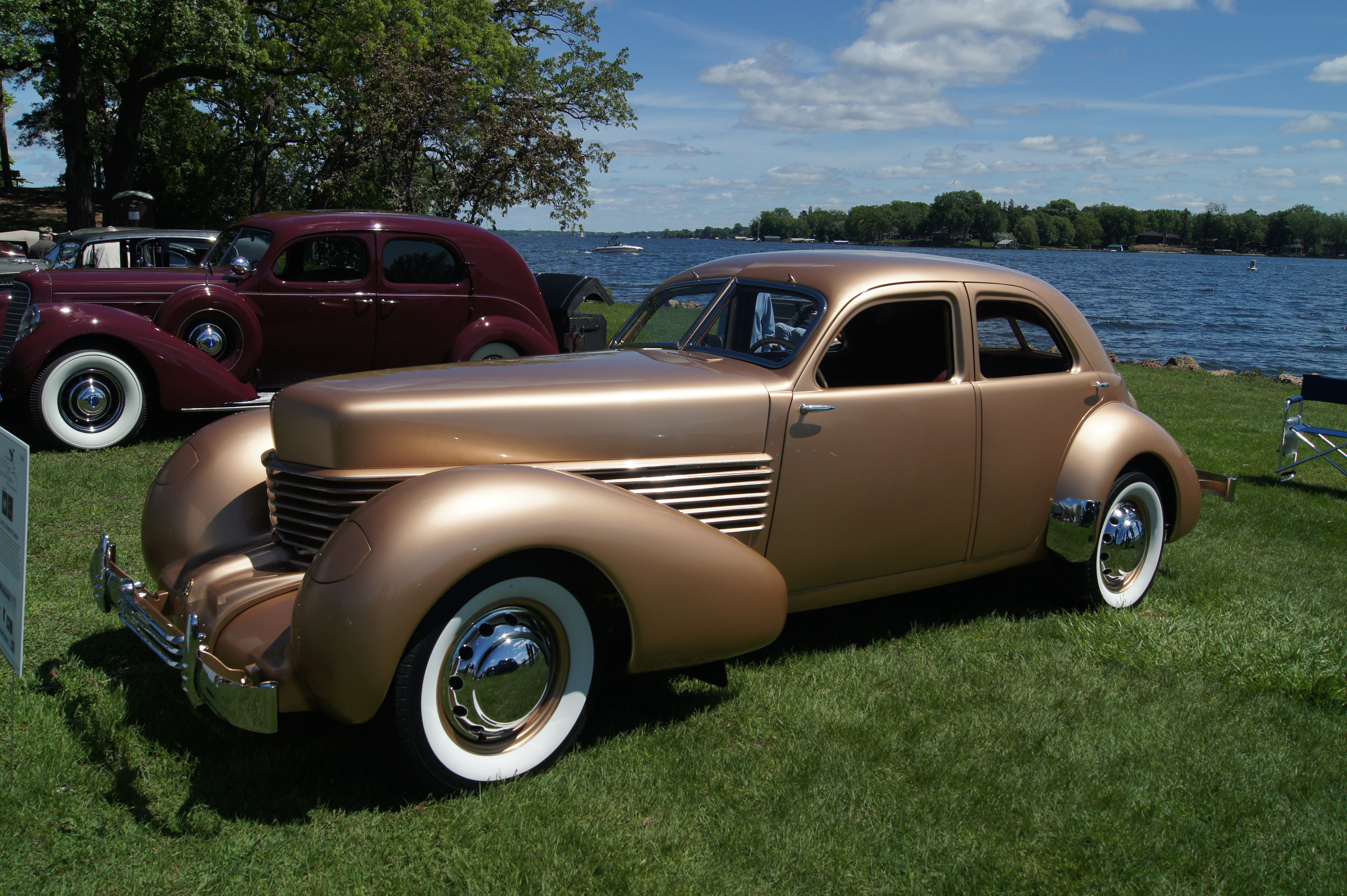
Cord 812, 1936
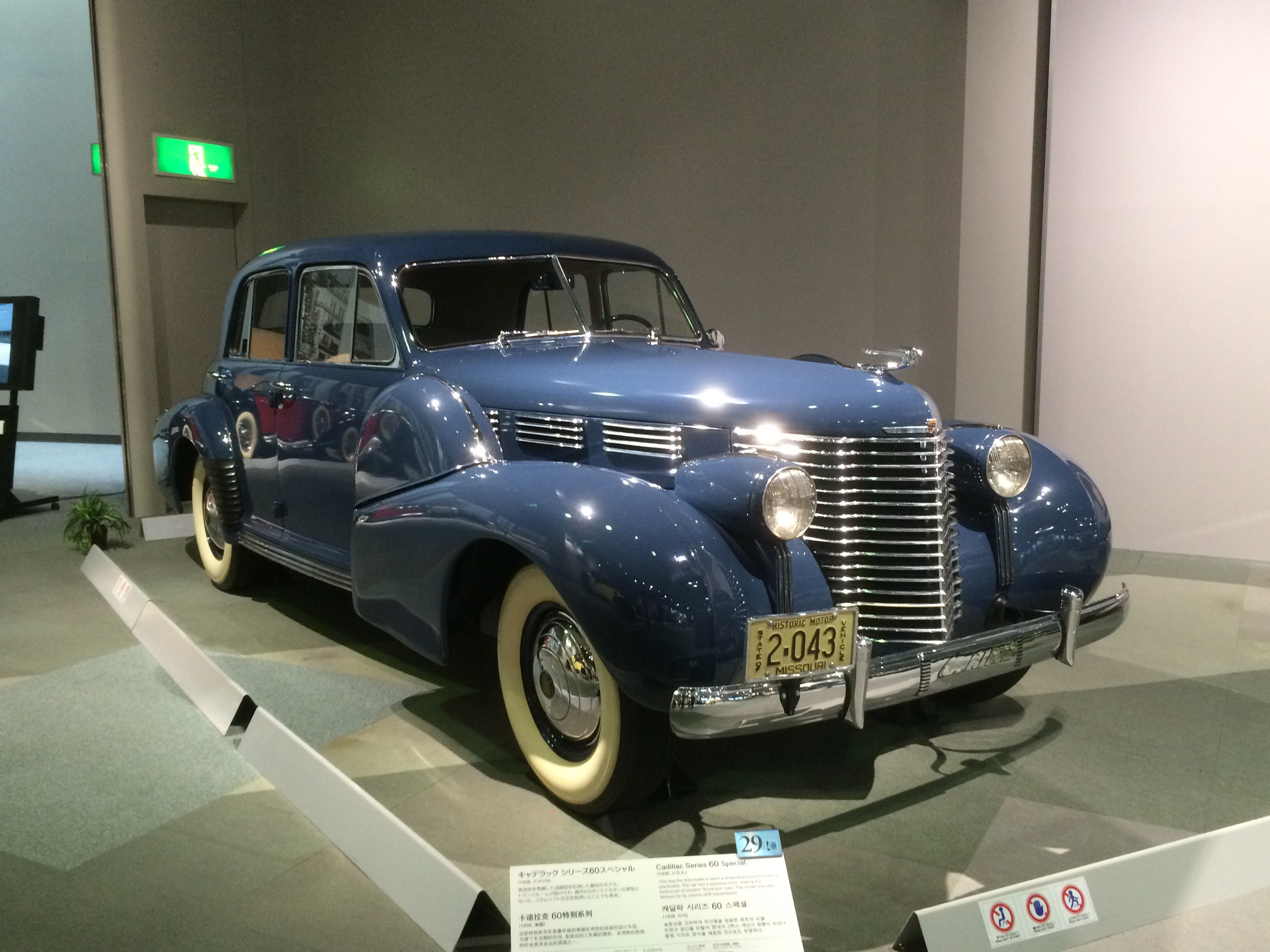
Cadillac Sixty Special, 1938
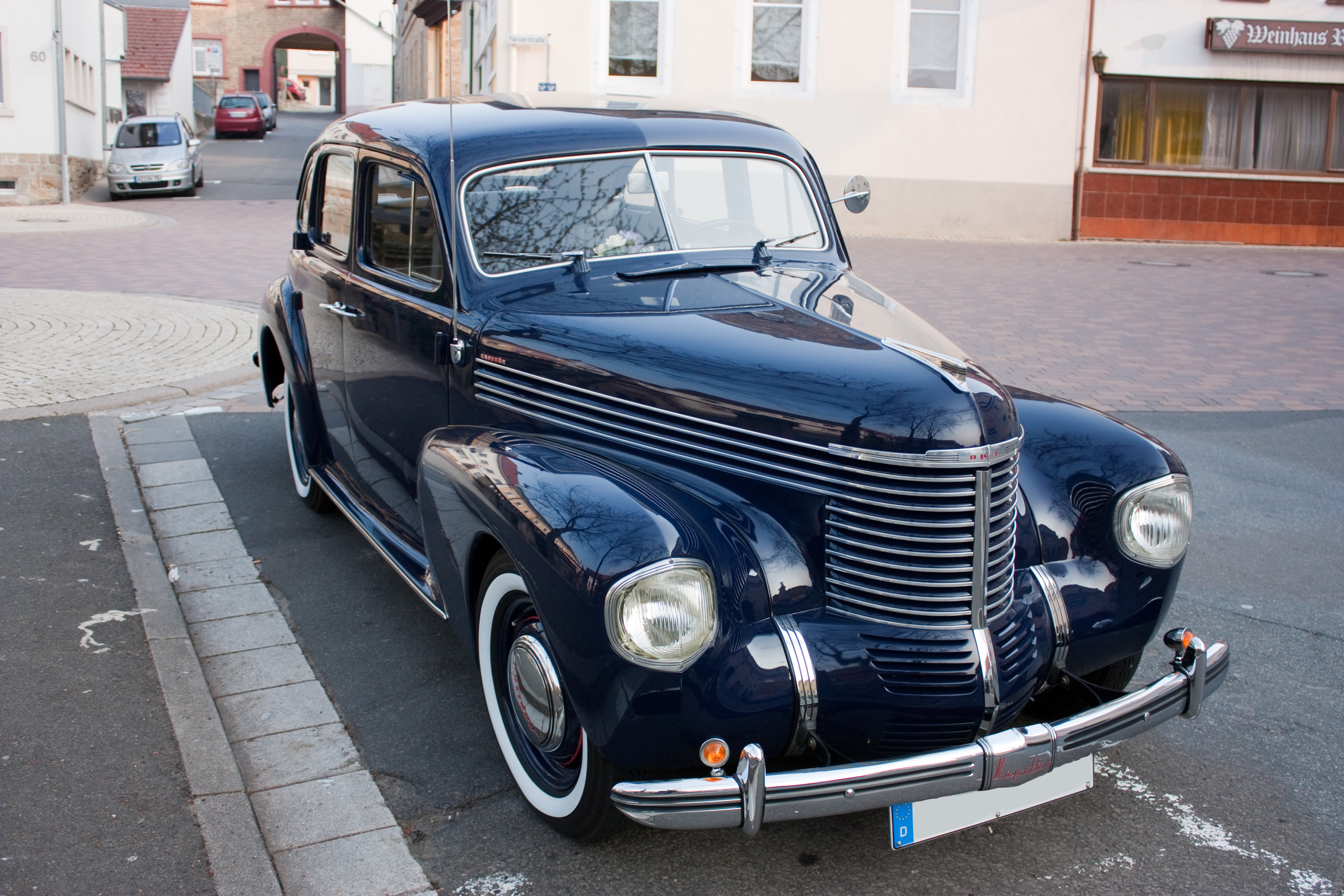
Opel Kapitän, 1939

#### Buckelform
In dem Bemühen, die Erkenntnisse der Stromlinienforschung an die konservativen Erwartungen des Publikums anzupassen, entstand die Buckelform. Diese Übung meisterten 1935 zuerst John Tjaarda und der Ford-Chefdesigner Bob Gregorie, die dem Lincoln-Zephyr eine gemildert rundliche Form mit nasenartiger Front gaben. Das Museum of Modern Art erkannte in dem Modell später den ersten erfolgreichen Stromlinienwagen in den Vereinigten Staaten. Die Grundform wurde in unterschiedlichen Varianten von anderen Herstellern aufgegriffen, wobei der Buckelvolvo und der Buckeltaunus wegen ihrer stark gewölbten Hecks sprichwörtlich wurden.

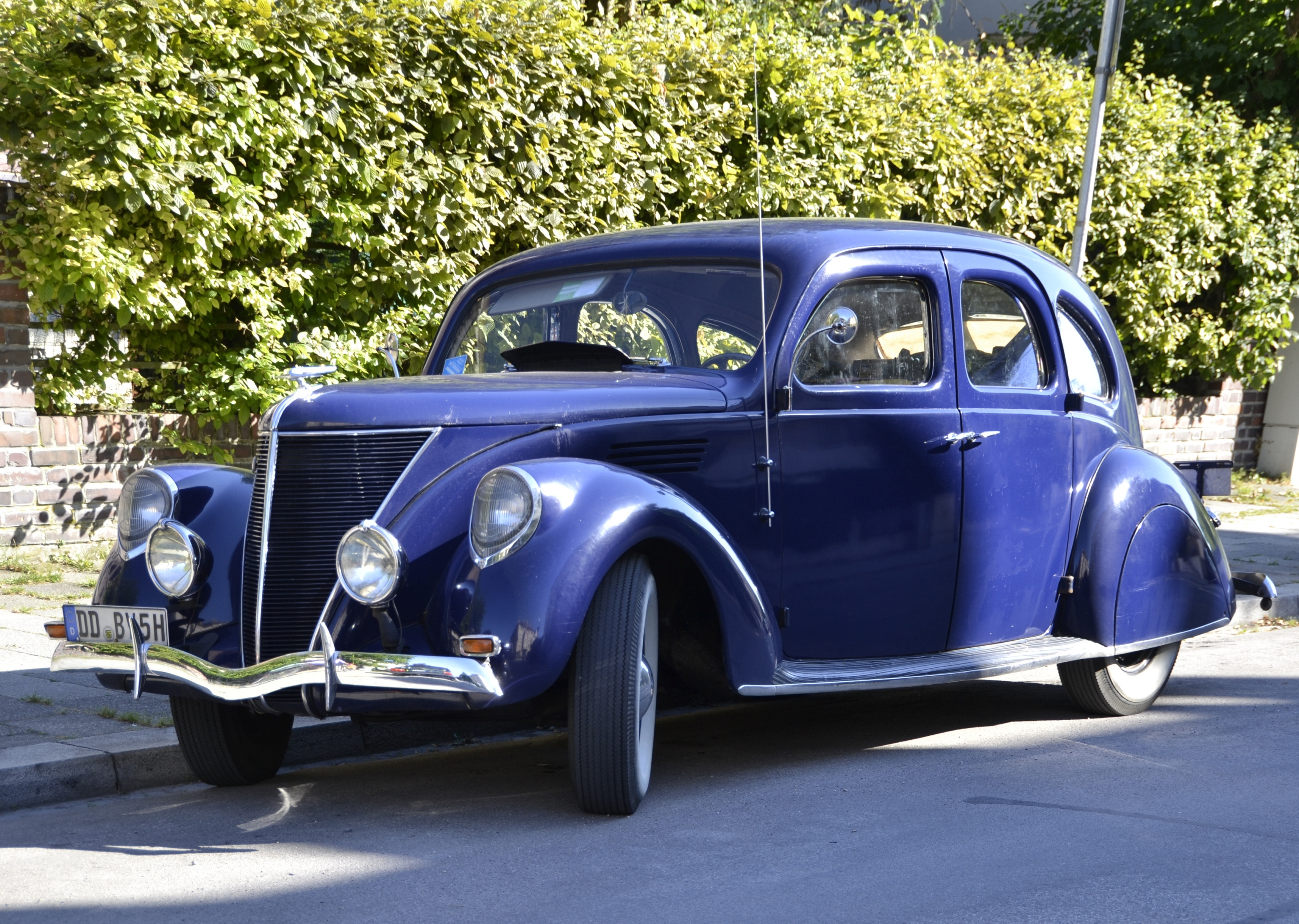
Lincoln-Zephyr, 1935
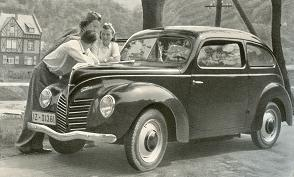
Ford Buckeltaunus, 1939
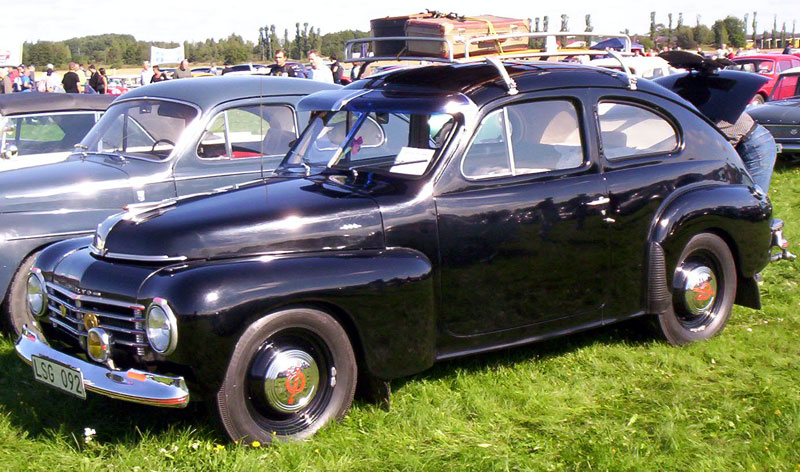
Buckelvolvo PV 444, 1944
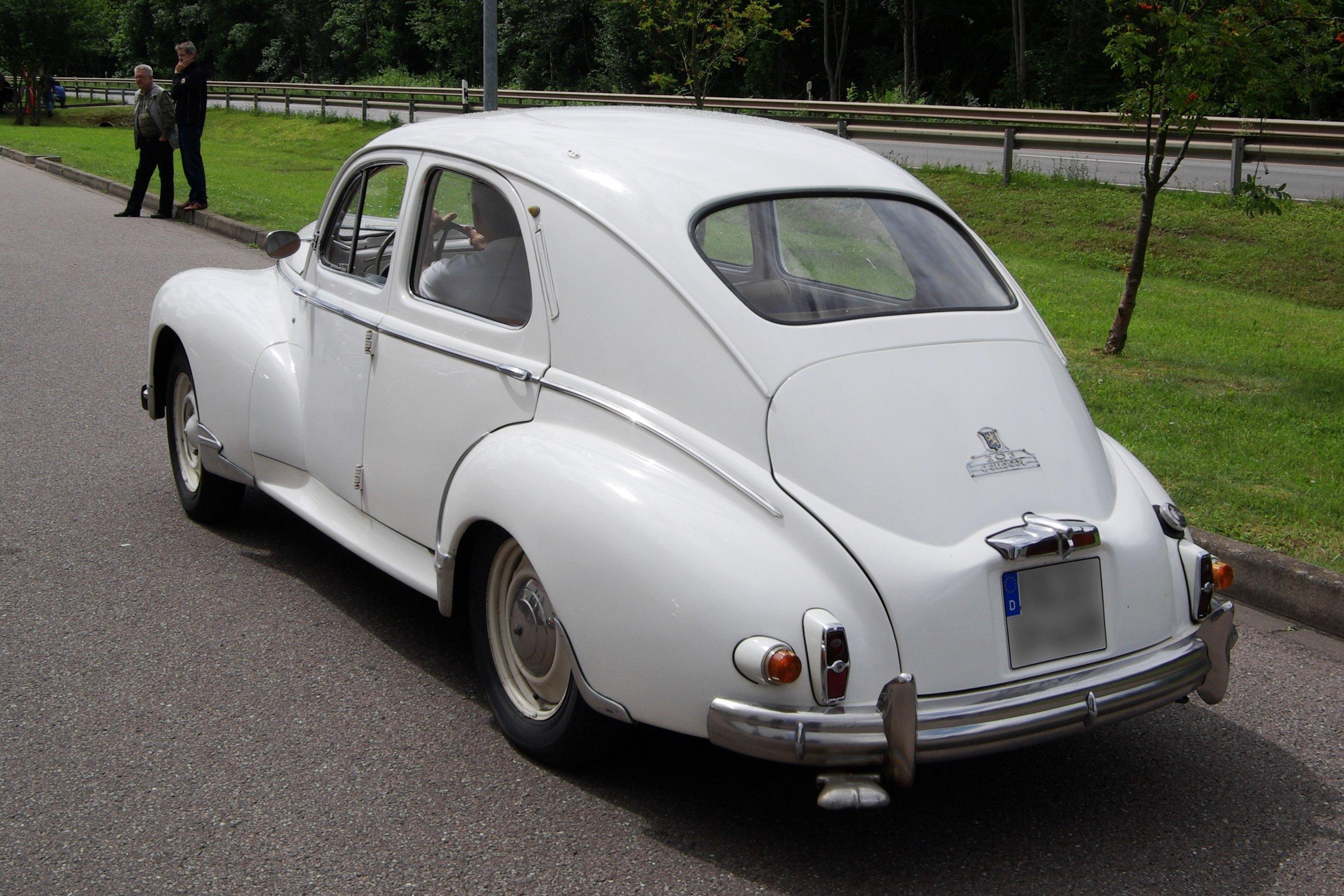
Peugeot 203, 1948

#### Umhüllung in neuen Proportionen
In den 1940er Jahren bemühten sich die Designer, den Fahrzeugkörper in eine fließende Umhüllung zu kleiden, bei der die bisher einzeln vorstehenden Konstruktionselemente – Kotflügel, Motorhaube, Heck – unter einem einheitlichen Kleid verschwanden. Gleichzeitig veränderten sich die Proportionen der Fahrzeuge: sie wurden erstmals breiter als hoch. Chrysler zeigte diese Envelope Body genannte Designlinie 1941 beim vom Ralph Roberts gezeichneten Showcar Newport. Der Konkurrent Packard aber brachte mit dem Clipper das erste Serienmodell mit diesem neuen Package auf die Straße. Howard Darrin reklamierte die Urheberschaft dieses Modells stets für sich. Der Clipper war deutlich niedriger als vergleichbare Fahrzeuge, sodass „ein normal großer Mann“ über das Dach sehen konnte. Der Envelope Body mit den Fade-away Kotflügeln, die sanft in die vordere Türe übergehen, wurde bis in die 1950er Jahre sowohl in den Vereinigten Staaten, aber auch in Europa – wie beispielsweise von Alfa Romeo beim 6C Freccia d’oro nachgeformt.

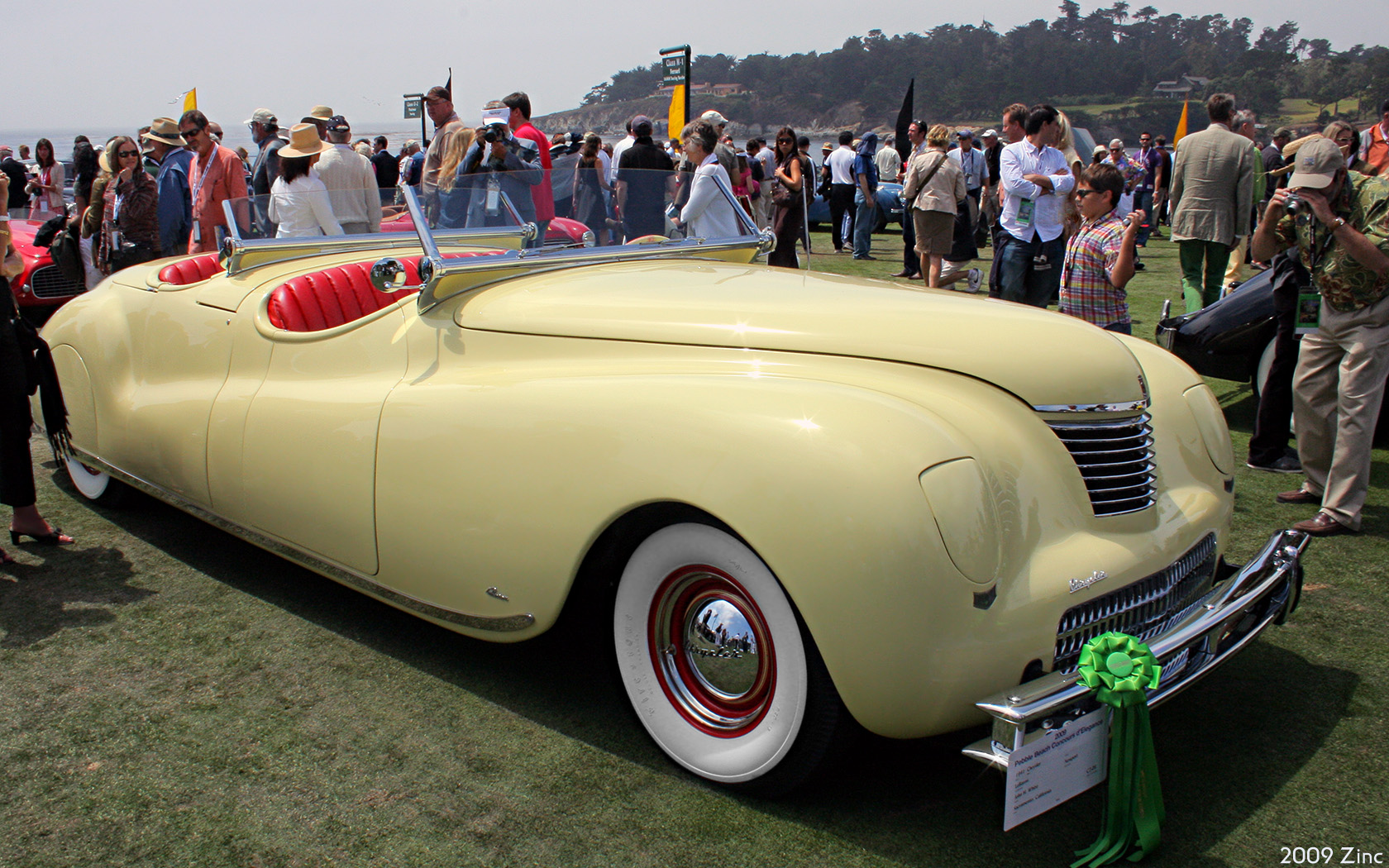
Chrysler Newport, 1941
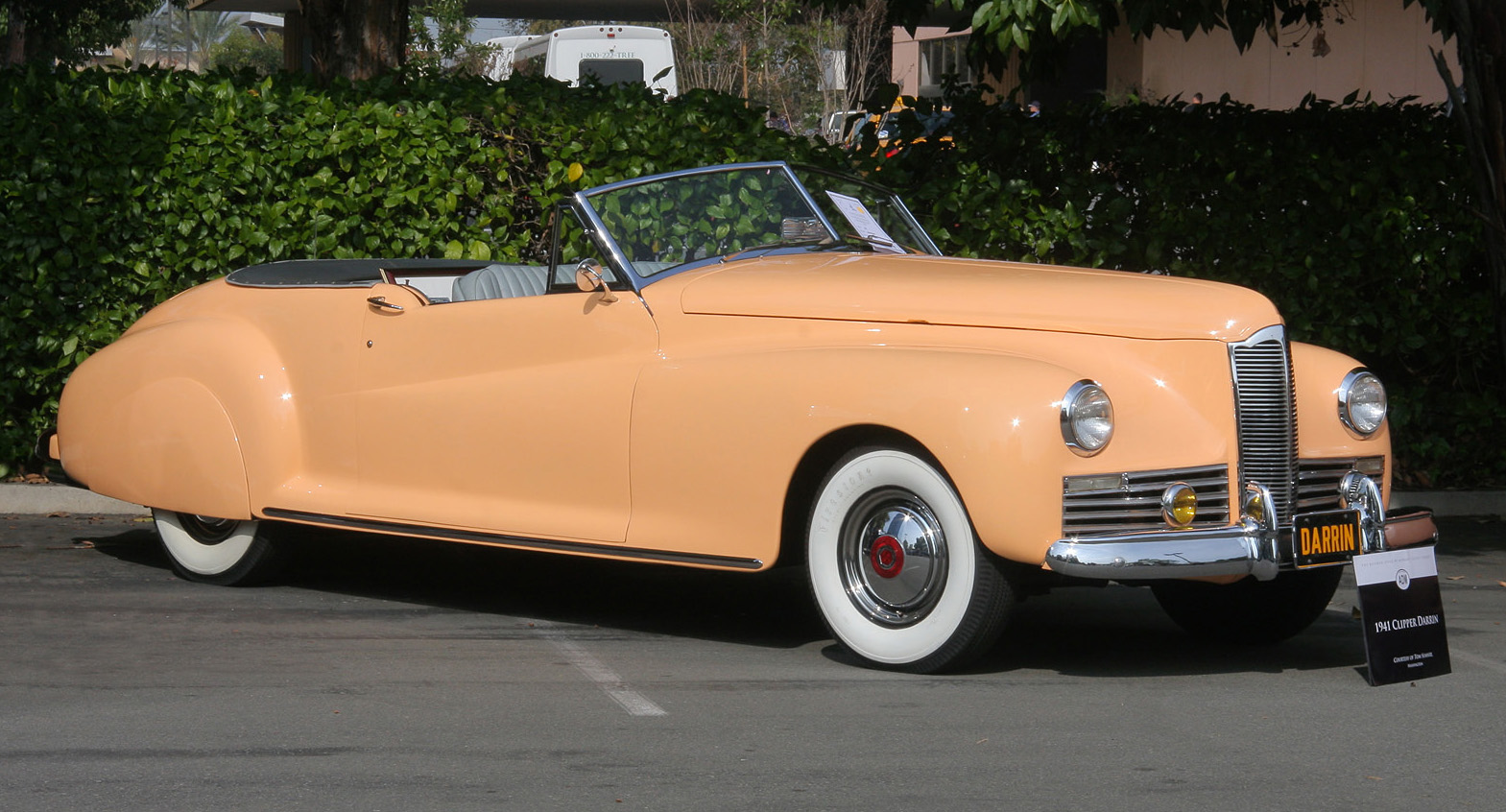
Packard Clipper, 1941
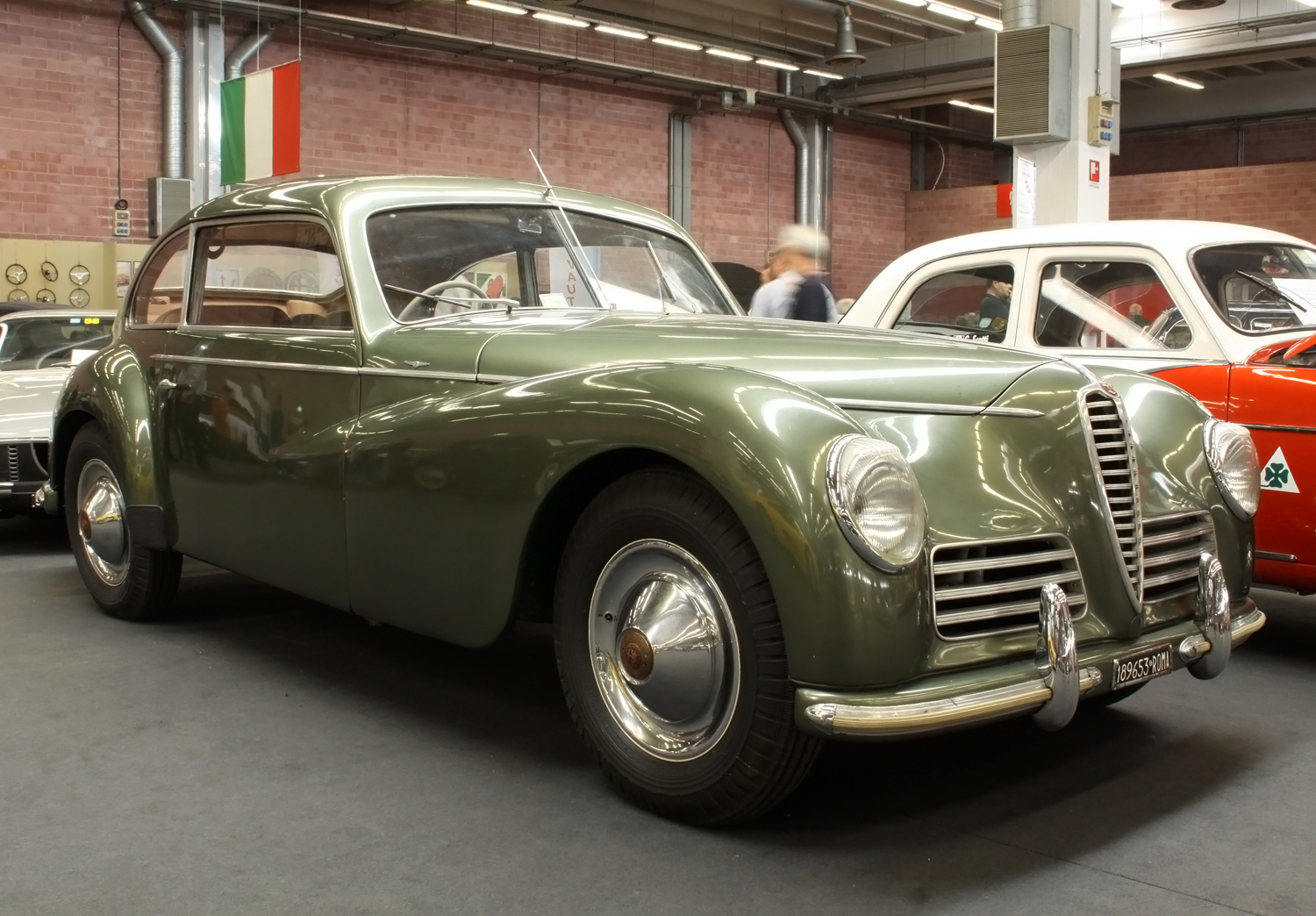
Alfa Romeo 6C 2500 Freccia d'oro, 1946

#### Volksauto
In den 1930er Jahren wuchsen in Europa die Anstrengungen, auch ein Automobil für jedermann zu entwickeln. Bis zu diesem Zeitpunkt waren die Fahrzeuge zu teuer für die Mittelschichten; für den Bau entsprechender Fahrzeuge konnte bis dahin aber kaum ein Hersteller die notwendigen Investitionen stemmen. Zum Teil schon vor dem Zweiten Weltkrieg fertigentwickelt, kamen die Volksautos außer dem italienischen Fiat 500 Topolino von 1936 erst nach dem Krieg auf die Straße: der Morris Minor in England, der Citroën 2 CV in Frankreich – und der VW Käfer in Deutschland, dem Erwin Komenda eine Form gegeben hatte, die Jarays Aerodynamik mit dem ornamentalen Schmuck des Art déco verband. Alle Volksautos folgten den damals modernen Erkenntnissen des Stromliniendesigns und alle zeigten durch die Wahl eines vermenschlichten Spitznamens – Käfer, Ente, Topolino (Mäuschen), Moskito und Baby – dass das Automobil in der Gesellschaft angekommen war.

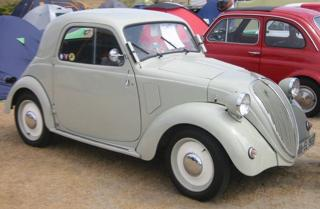
Fiat 500 Topolino, 1936
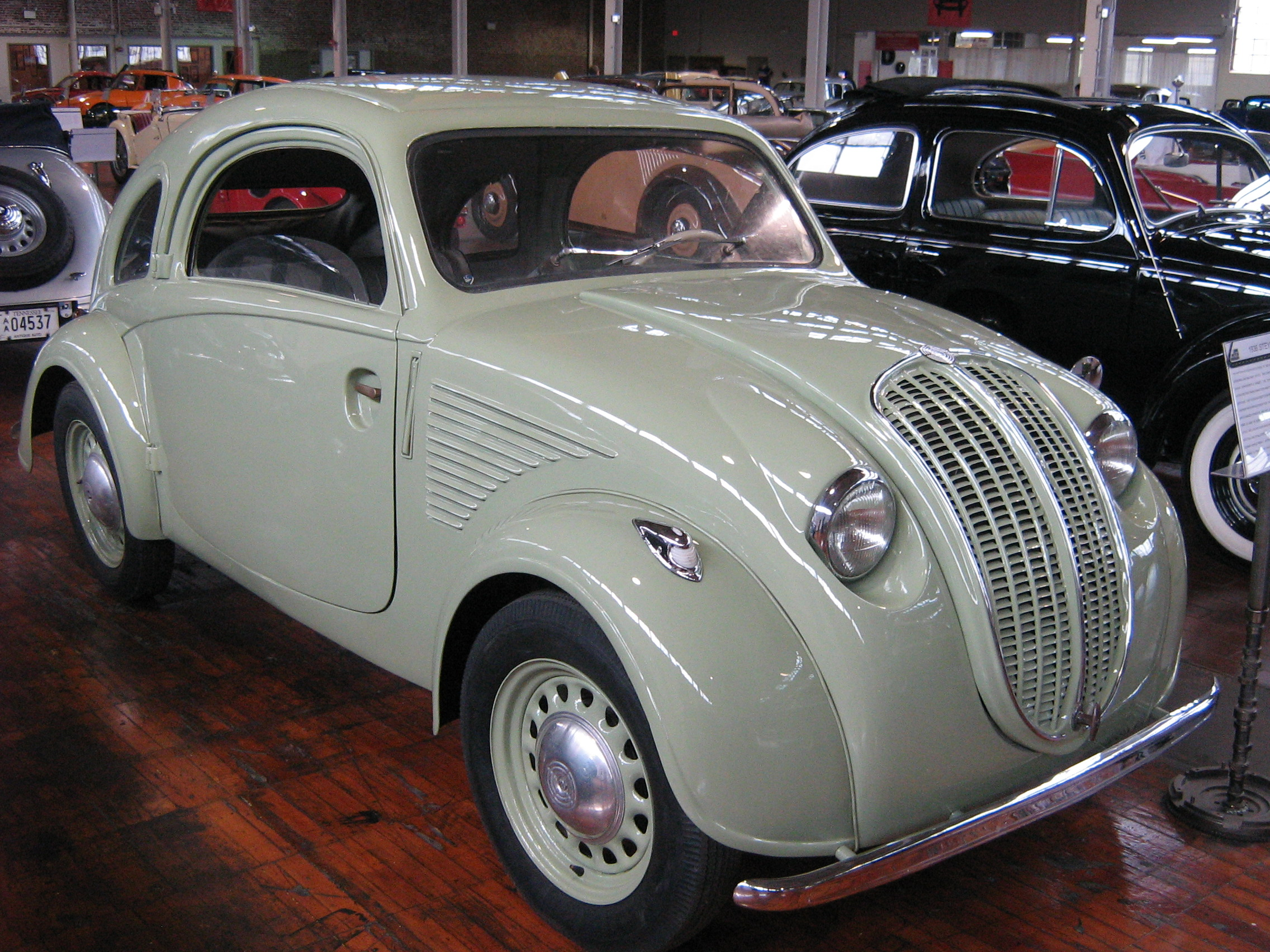
„Steyr-Baby“, 1936
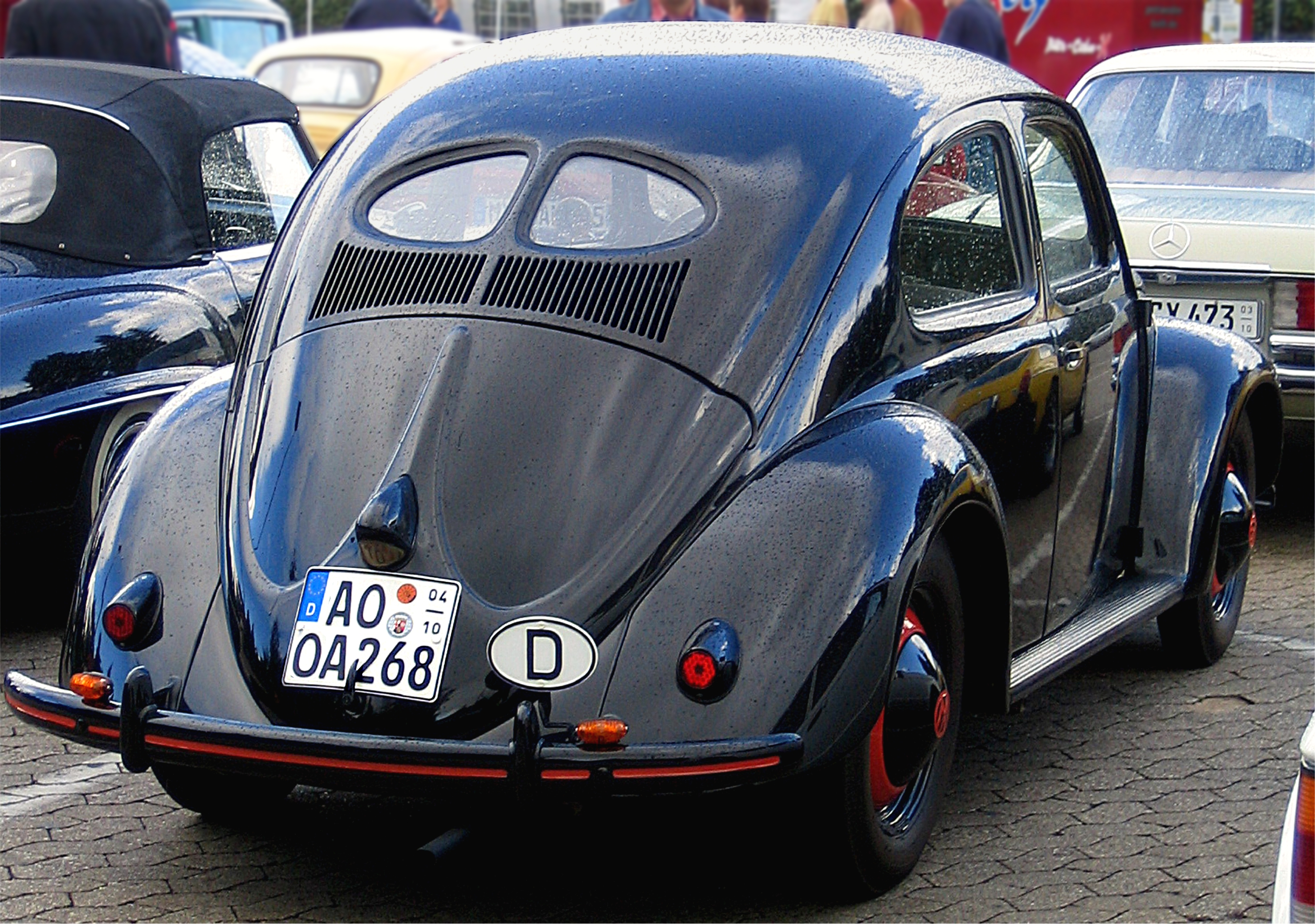
Volkswagen Typ 1, 1946
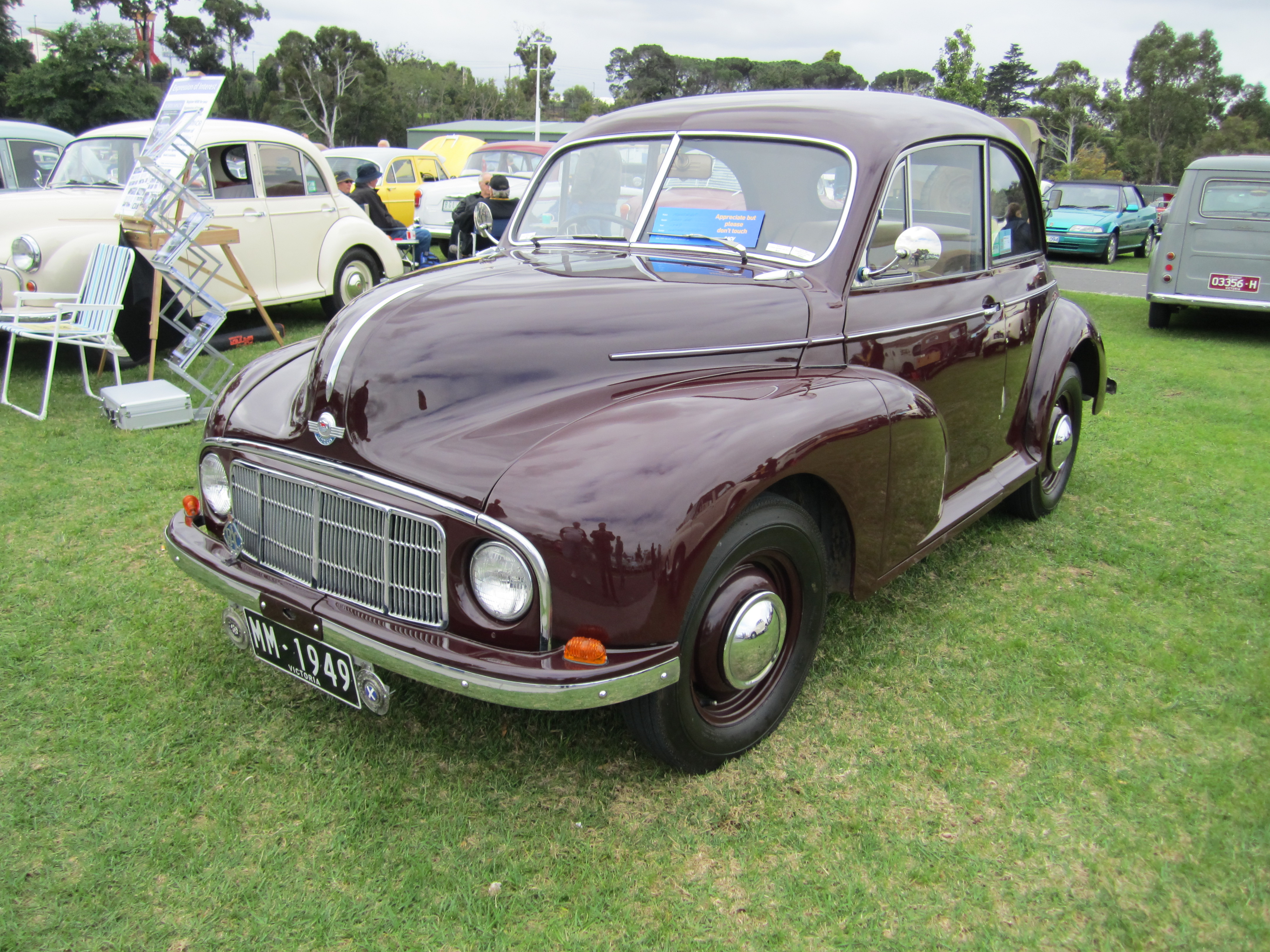
Morris Minor, 1948
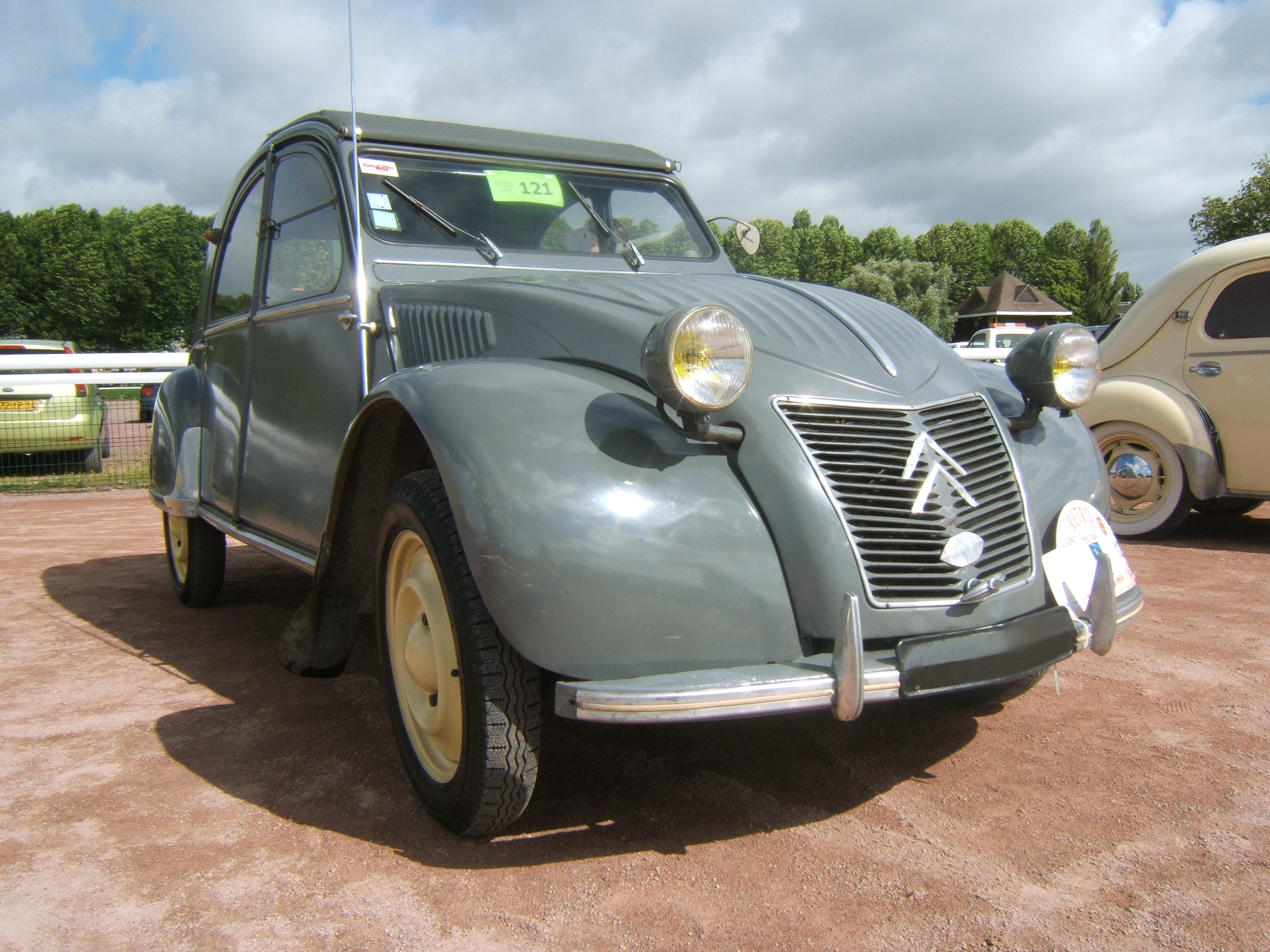
Citroën 2CV, 1949

#### Schnitt am Heck
Umfangreiche Windkanalversuche in den 1930er Jahren hatten gezeigt, dass ein an geeigneter Stelle abgeschnittenes Heck bessere Luftwiderstandsbeiwerte erzielen kann. Dieses sogenannte K-Heck ging auf Forschungen von Reinhard von Koenig-Fachsenfeld und Wunibald Kamm zurück. BMW übernahm die Ideen für sein Modell 332, dem die Formgestalter sowohl ein abgeschnittenes K-Heck als auch vollständig plane Seiten ohne Ausbuchtungen für Kotflügel modelliert hatten. Die Versuchswagen konnten 1940 erprobt werden; wegen des Krieges kam allerdings eine Serienproduktion nicht zustande. Alfa Romeo entwickelte 1943–1945 den 6C 2000 Gazzella mit einer damals futuristisch anmutenden vollverkleideten Stromlinie mit K-Heck, von dem aber auch nur ein Modell fertig gestellt werden konnte.
Unmittelbar nach dem Krieg lebte die Idee in anderen Unternehmen wieder auf und die Ingenieure verbanden die Buckelform mit vollständig flachen Seitenflächen. Damit schufen sie den Übergang zur Pontonform. Vorreiter wurde der in der UdSSR von Veniamin Samoilov gestaltete GAZ-M20 Pobeda, der die glatten Seitenflächen mit einem Fließheck verband. In England zeigte Standard mit den Vanguard eine moderne Silhouette mit aerodynamischen Linien und fließendem, an das K-Heck erinnernde Fahrzeugende.

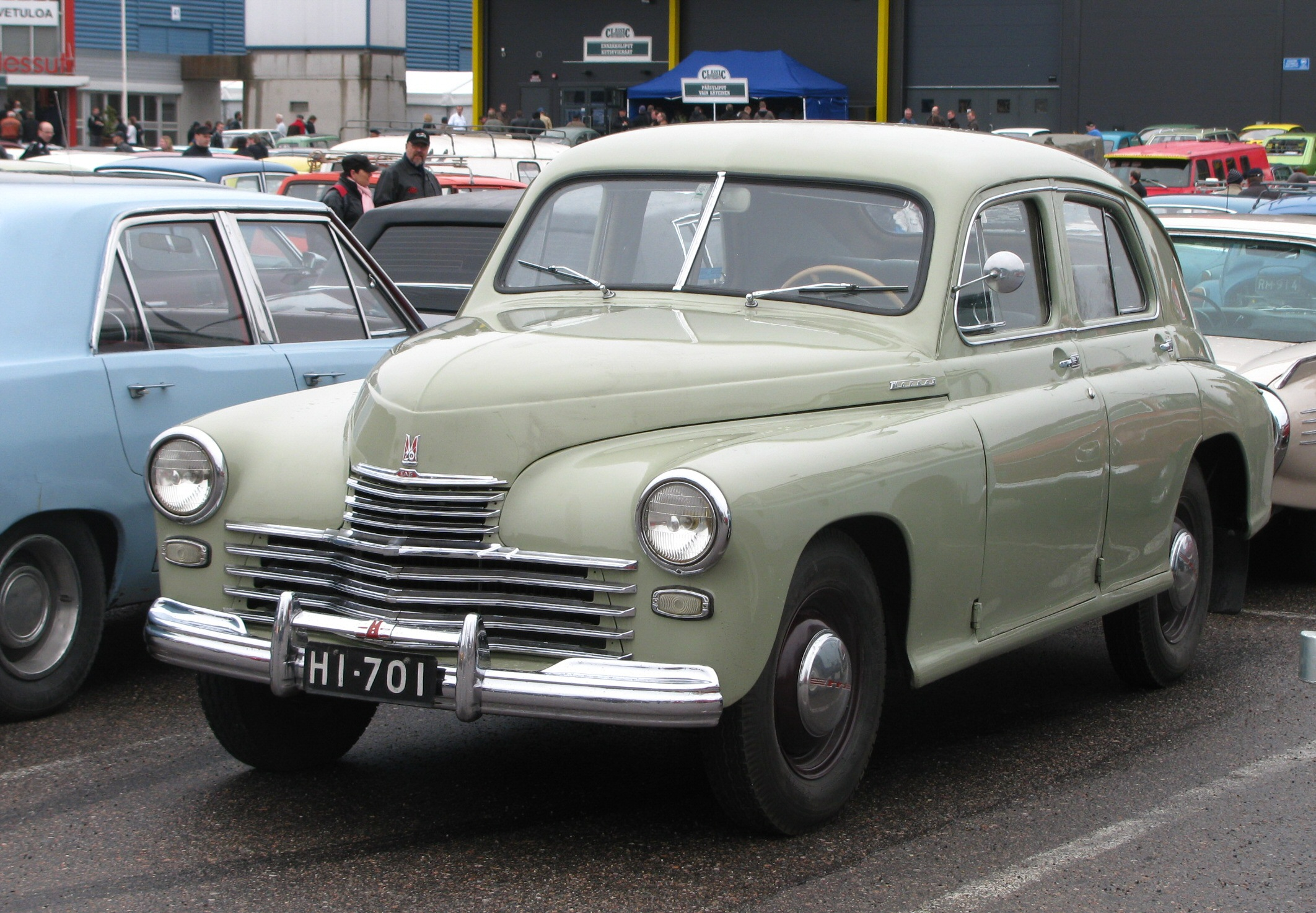
GAZ-M20 Pobeda, 1946
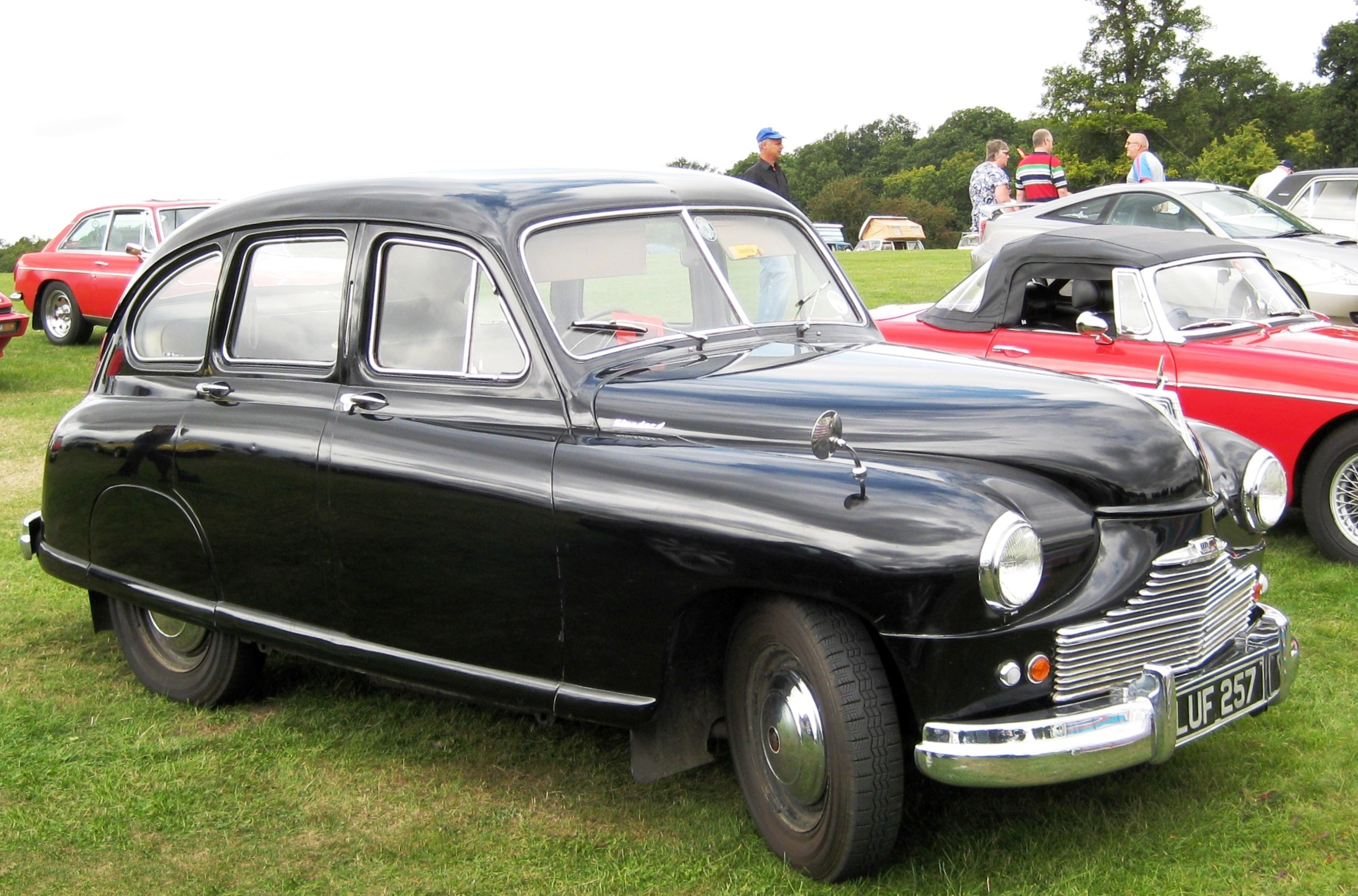
Standard Vanguard, 1948

#### Heckflossen
Die Heckflosse, die zum stilistischen Symbol der 1950er Jahre geworden ist, wurde in ihren ersten Varianten in den Strömungsversuchen der 1930er Jahre entwickelt. Zwar wird heute von Aerodynamikern bestritten, dass die Heckflossen jemals zur Verbesserung der Windschlüpfigkeit eines Fahrzeugs beigetragen hätten, jedoch schien in den frühen Tests eine Flosse auf dem Fahrzeugrücken dafür zu sorgen, dass das Automobil weniger von Seitenwind gestört wurde. So besitzt der Tatra 87 die erste Heckflosse der Automobilgeschichte. Dass Harley Earl bei seinem ab 1948 zelebrierten Heckflossendesign bei Cadillac ausschließlich von damals neuartigen Jets inspiriert wurde, scheint widerlegt. Jedenfalls wurde die Heckflossen-Mode zu einem globalen Design-Trend. In Italien schuf Franco Scaglione in den 1950er Jahren für Bertone drei damals vielbeachtete Konzeptfahrzeuge, die eine aerodynamisch optimierte Autoform zeigen sollten – und die ganz selbstverständlich große und geschwungene Heckflossen zeigten. Die als B.A.T. (Berlinetta Aerodinamica Tecnica) bezeichneten Einzelstücke galten zu ihrer Zeit als Krönung des europäischen Autodesigns. Heute indessen gilt die Flossenmode als „Exzess“, der im Jahr 1959 gipfelte. Schon 1960 wurden Heckflossen wieder deutlich dezenter gestaltet, wenig später verschwanden sie weitgehend aus dem Automobilbau.

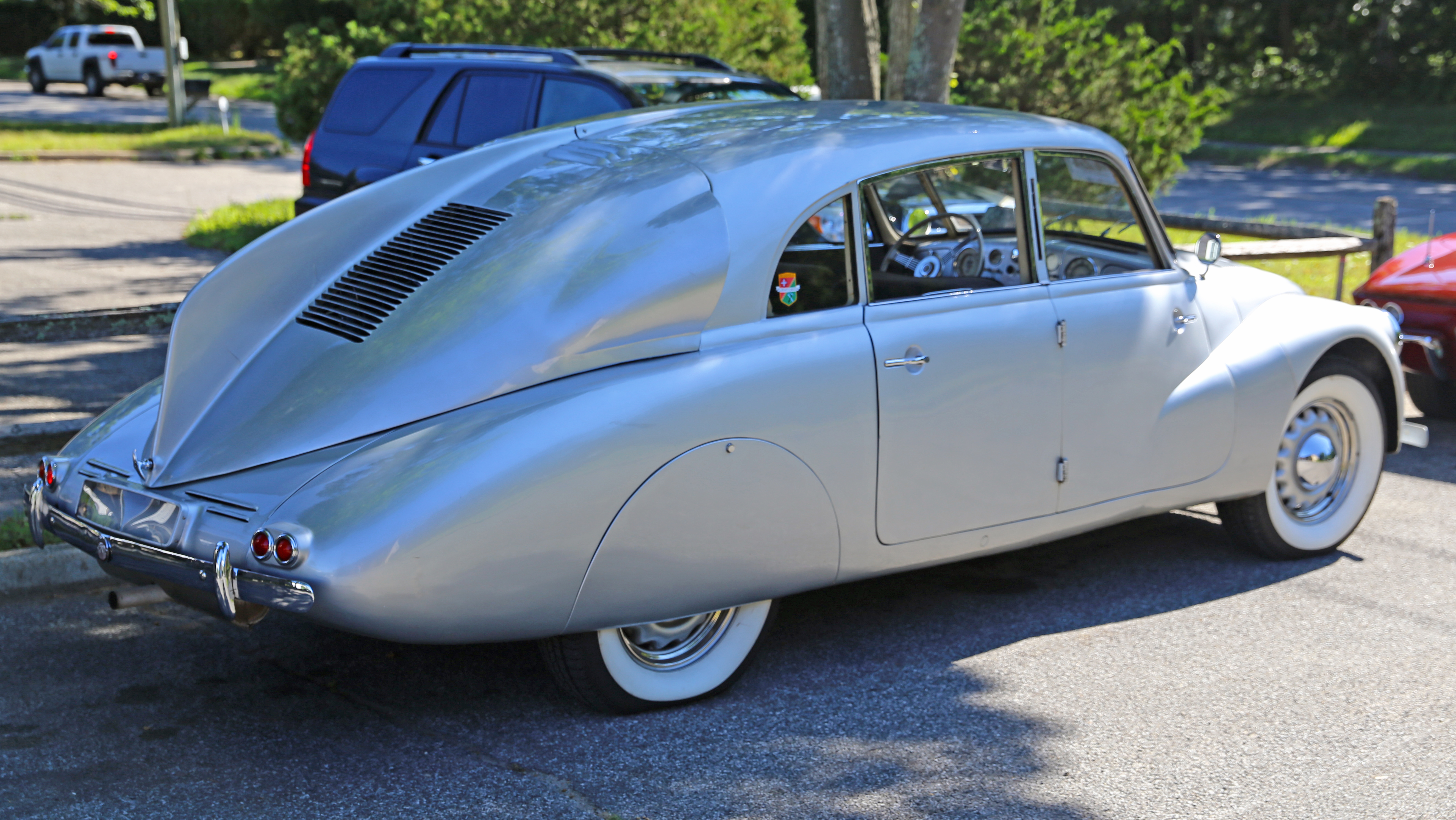
Tatra 87, 1937
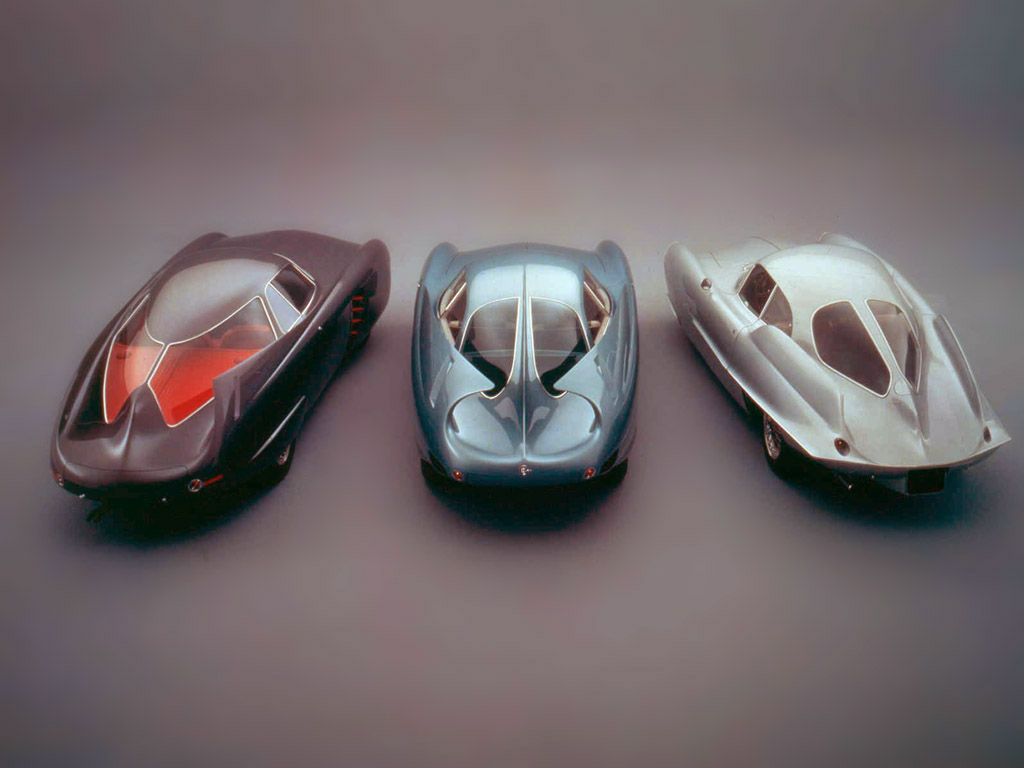
B.A.T. Fahrzeuge, 1953
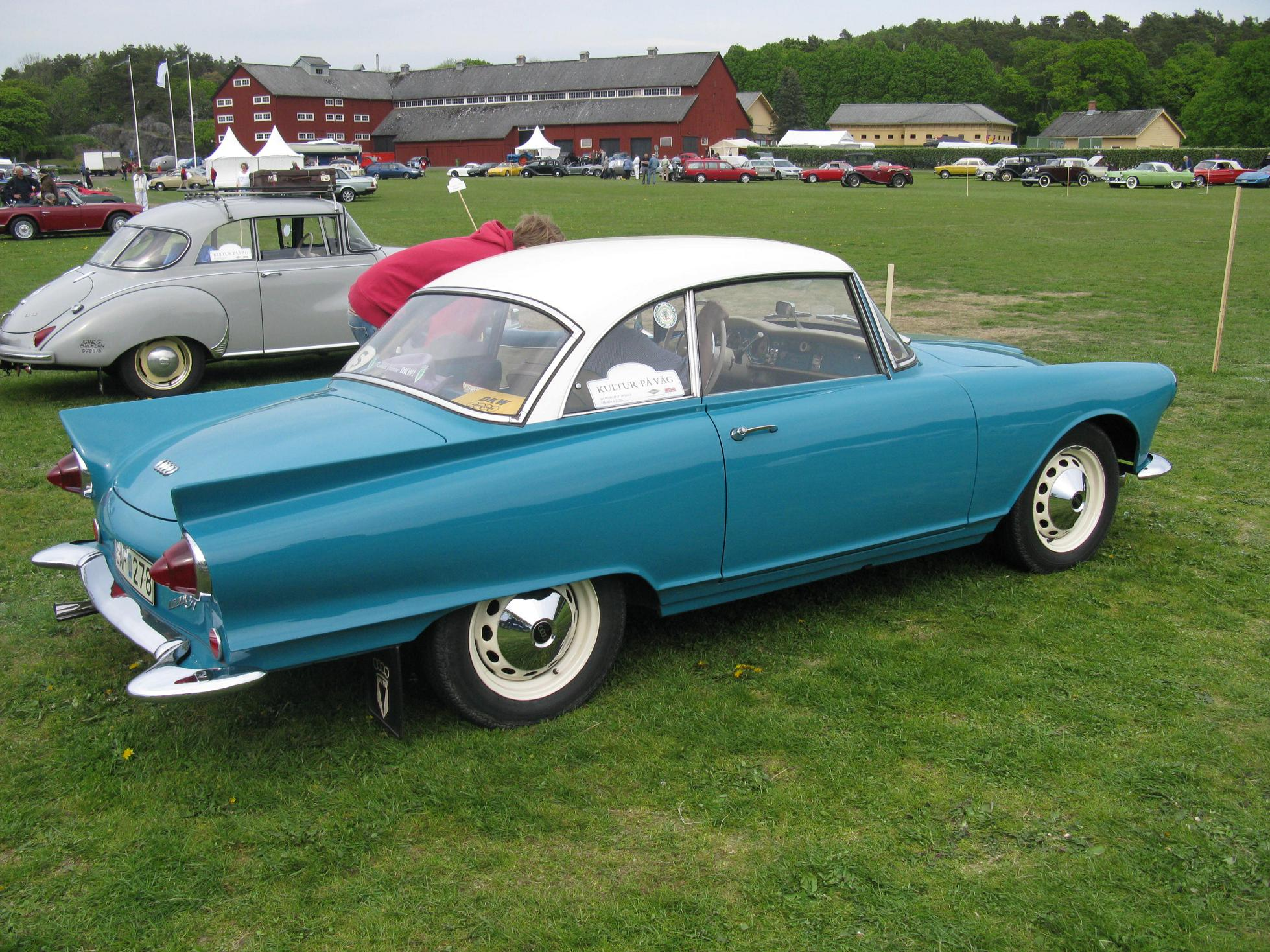
Auto Union 1000 Sp, 1957
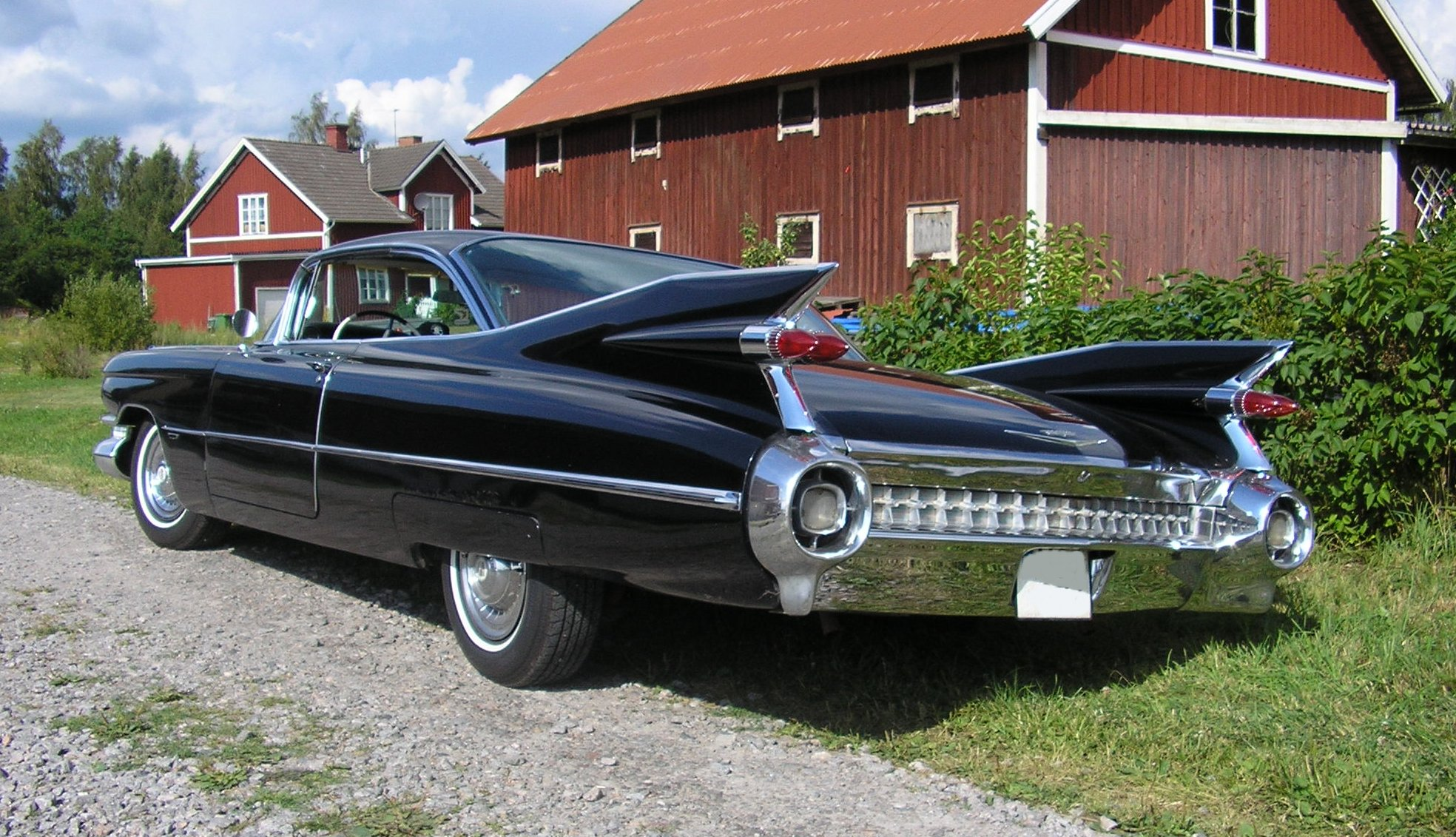
Cadillac Series 62, 1959
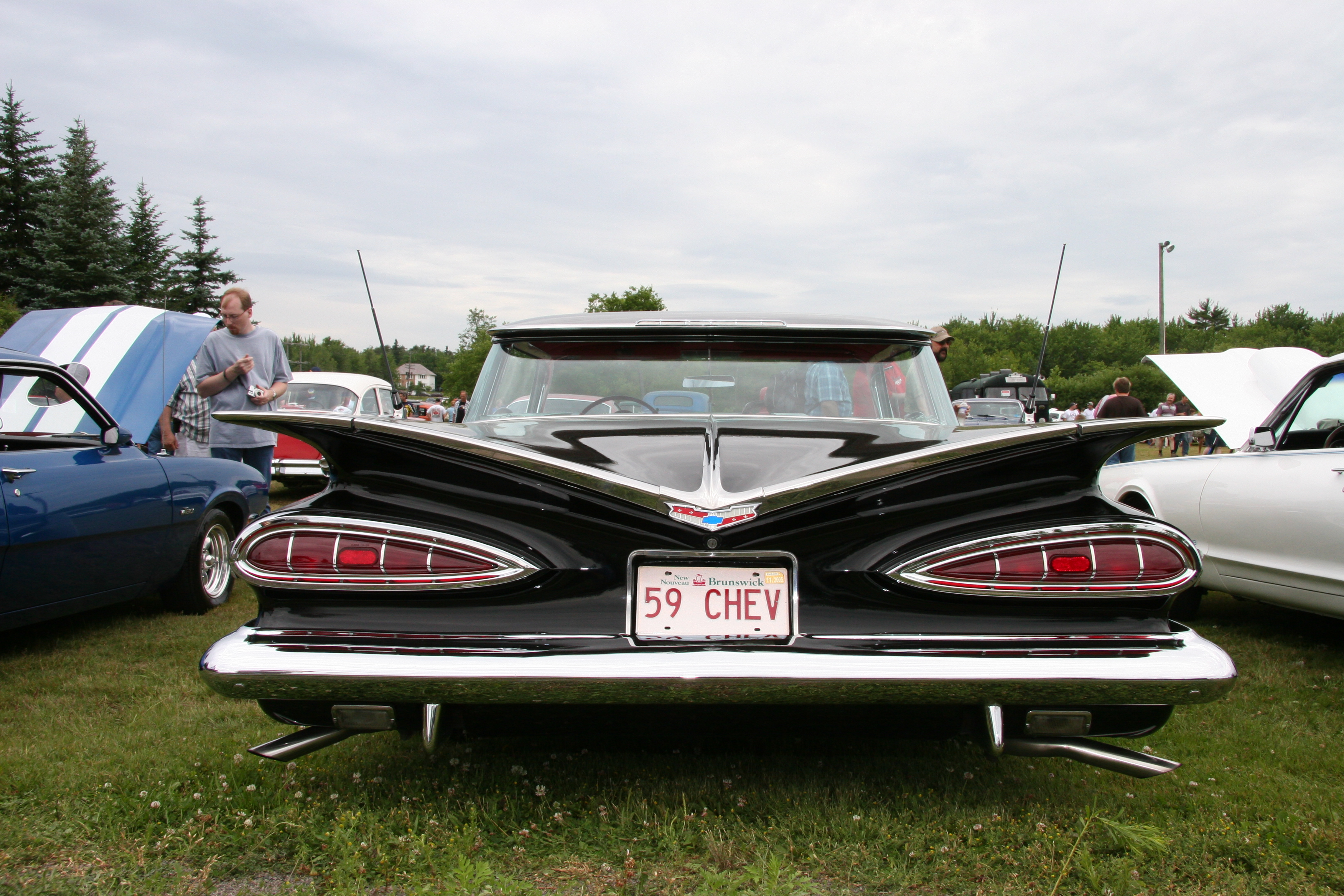
„Batwings“ am Chevrolet Impala/Bel-Air, 1959
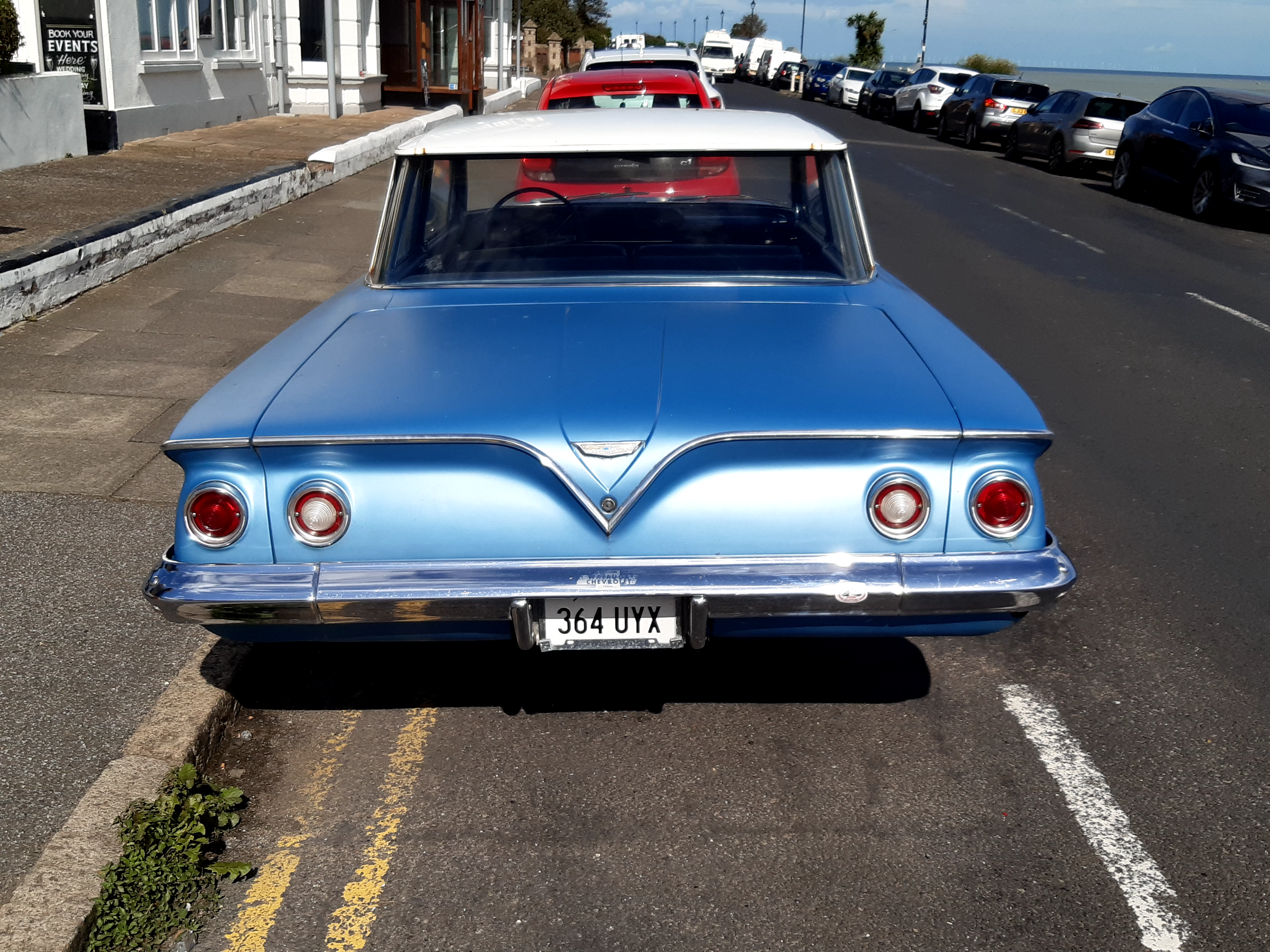
Rudimentäre Batwings am Chevrolet Impala/Bel-Air, 1961
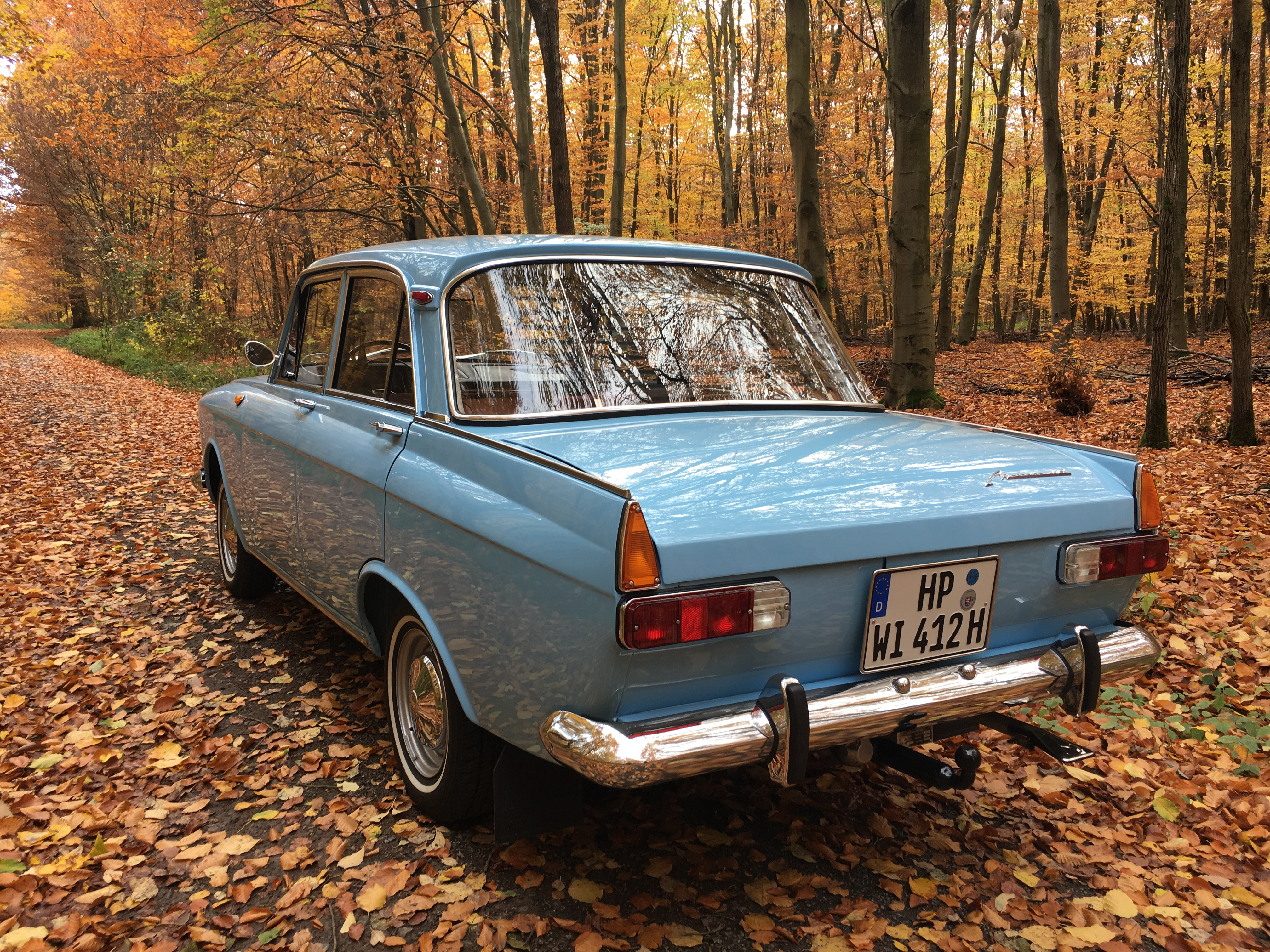
Moskwitsch-412, 1967

#### Repräsentativer Barock
Die Ausdruckskraft der Kutschenform wurde auch nach dem Krieg noch zitiert, wenn es darum ging, Macht und Bedeutung der Insassen eines Autos zu dokumentieren. Fahrzeuge für die Elite zeigten bauchige vordere Kotflügel, die sich bis zu den bauchigen hinteren Kotflügeln spannen (die sogenannten Through-Fender). Die oft etwas pummelige Gesamterscheinung der Fahrzeuge führte im Volksmund anlässlich des BMW 501/502 zum spöttischen Begriff Barock-Engel, der sich später auf alle ursprünglich herrschaftlich gemeinten aufgebauschten Karosserien der 1950er Jahre übertrug. Dass Staatskarossen auch bürgerlich erscheinen konnten, zeigte ausgerechnet das gestrecktere Design des Mercedes-Benz 300 Adenauer, der dafür aber auch als Bonner Volkswagen bezeichnet wurde.

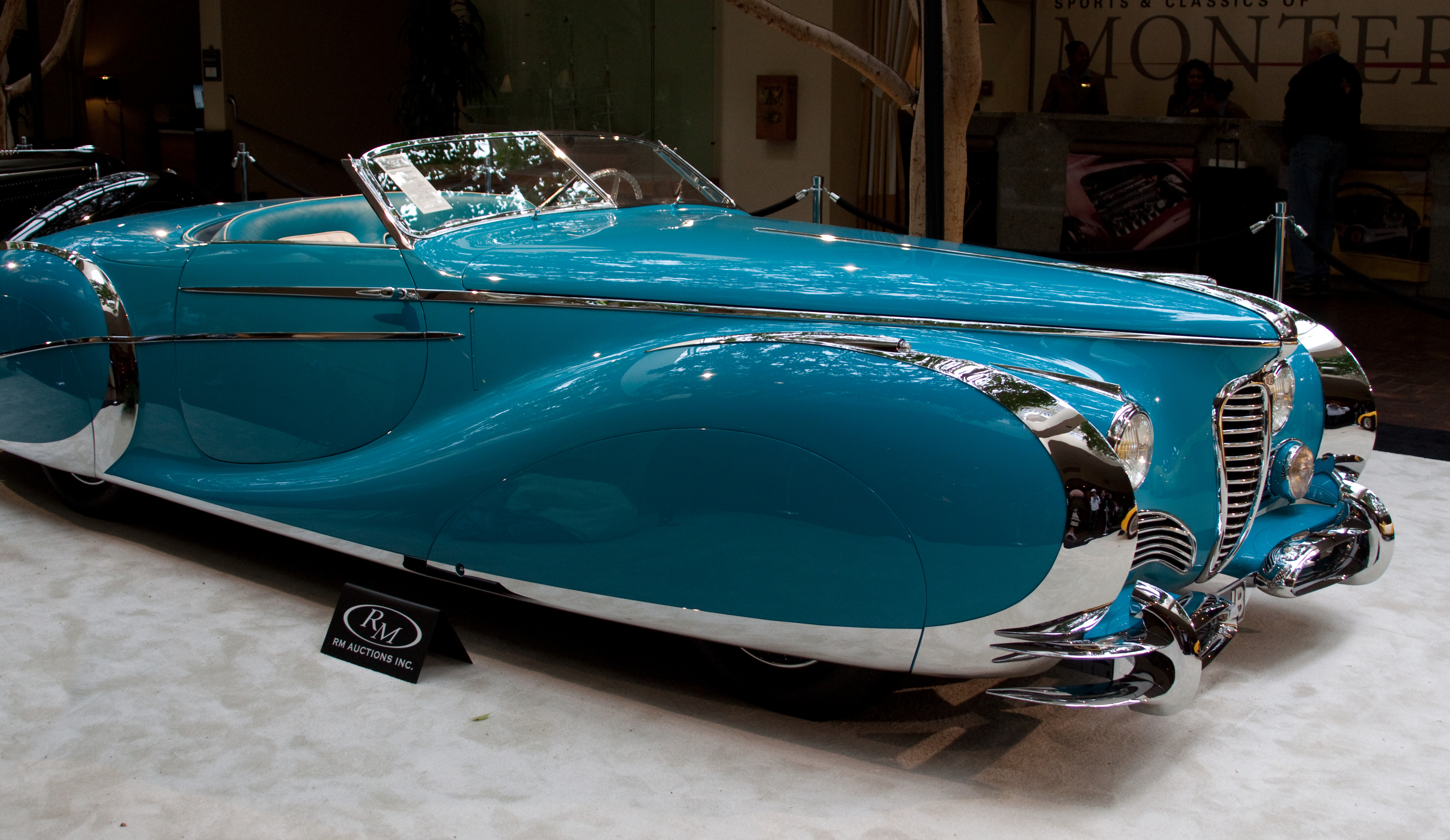
Delahaye Type 175 S / Saoutchik, 1949
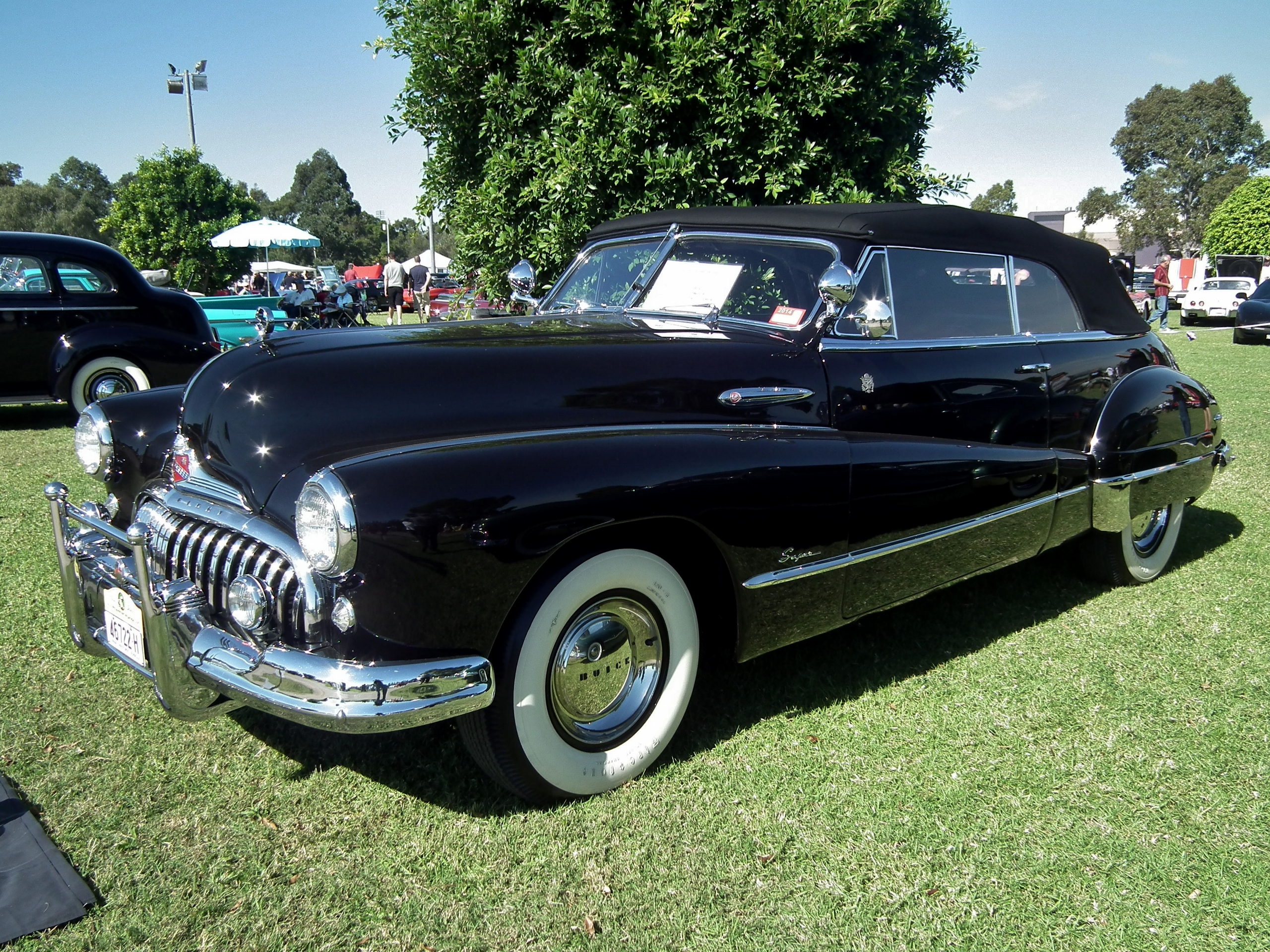
Buick Super Convertible Coupe, 1948
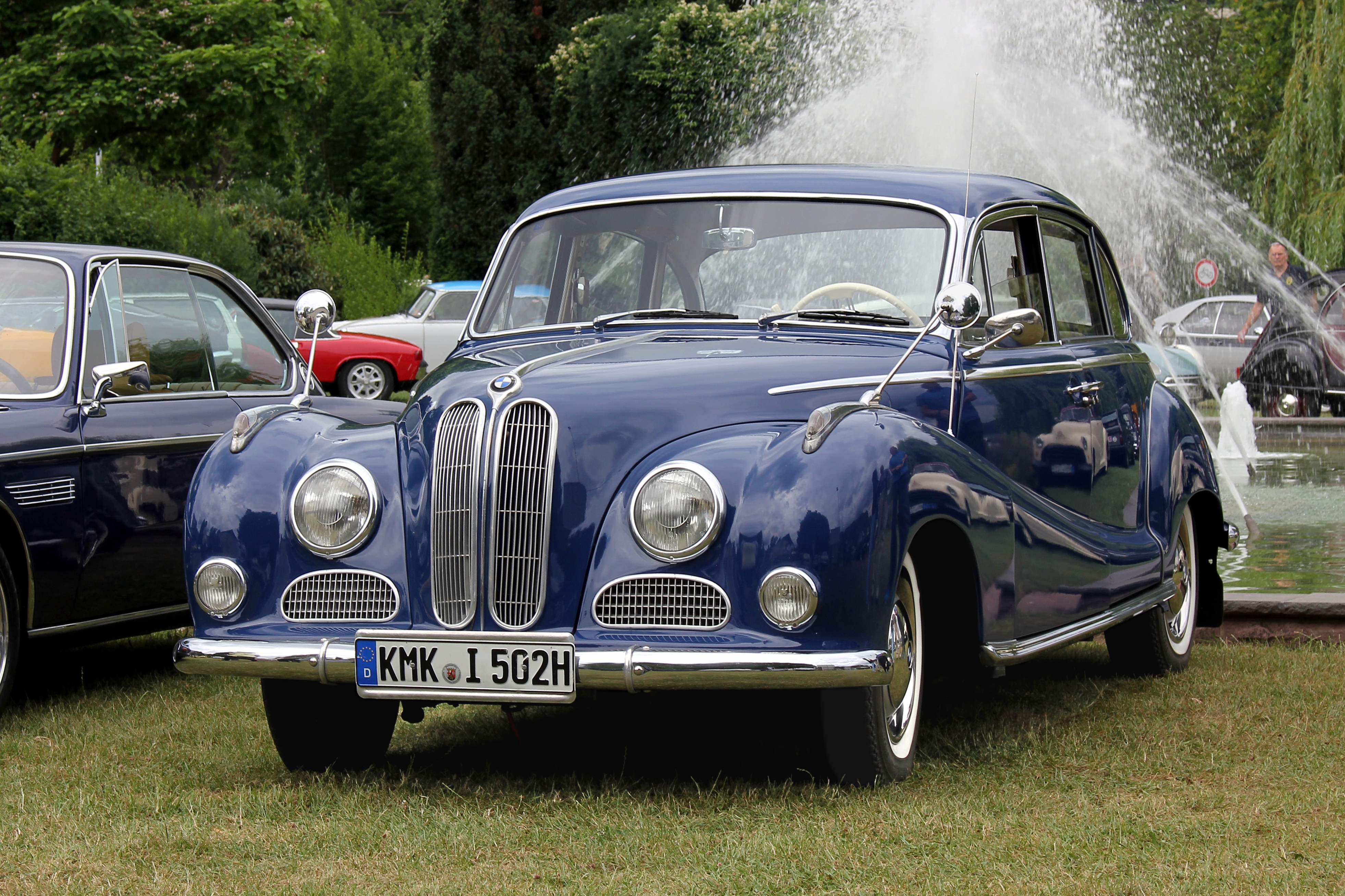
BMW Barock-Engel, 1952
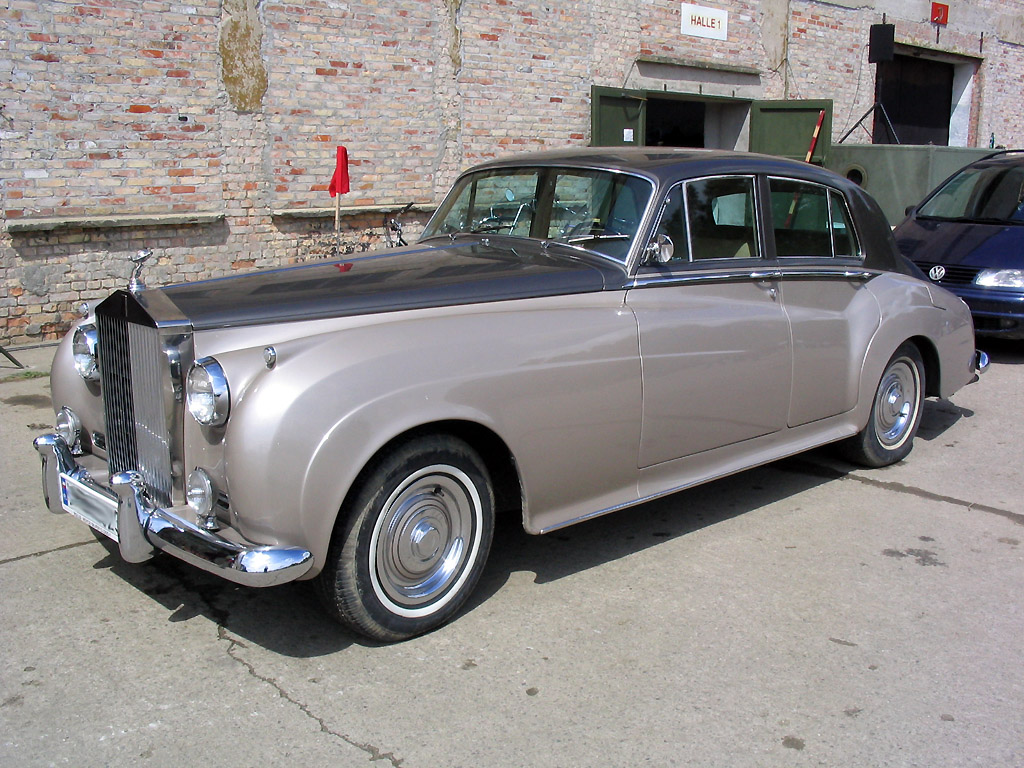
Rolls-Royce Silver Cloud, 1955
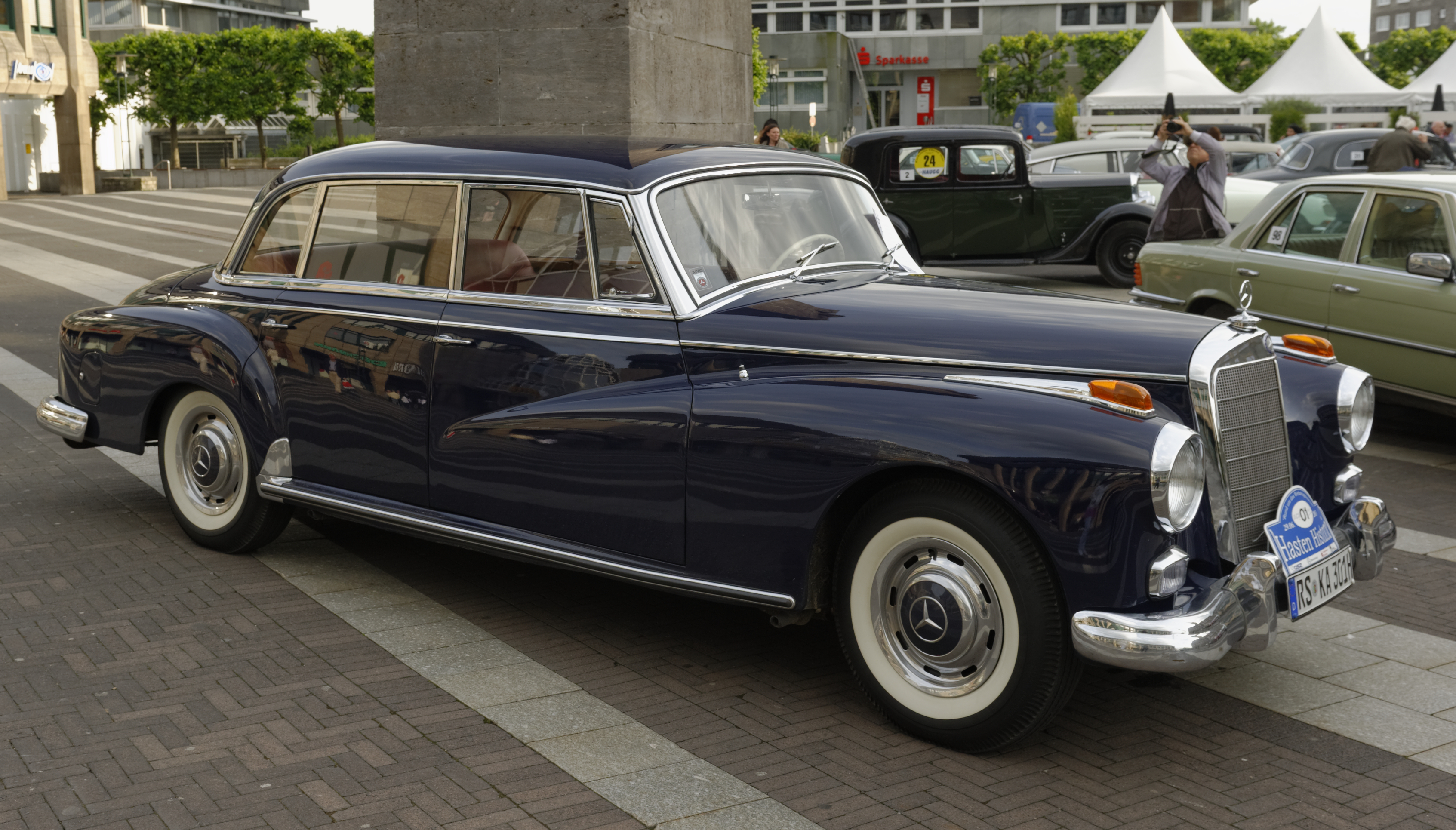
Mercedes-Benz 300 Adenauer, 1957

Für den individualistischen Gentleman, der aus Vergnügen selbst fährt, entstand eine sportliche Variante des barocken Aerostils. Eines der ersten bewunderten Modelle dieser Designrichtung, die nach dem Zweiten Weltkrieg auf den Markt kamen, war dem Design von William Lyons zu verdanken. Die Linien Jaguar XK 120 zeigte als „üppige Barockskulptur“ eine exzentrische Variante von Aerodynamik. Besitzer wie Clark Gable und Humphrey Bogart sorgten für den Durchbruch dieses Modells. Seine volkstümliche Version zeigte 1955 der MGA, der damit die Vorstellung vom kleinen britischen Sportwagen lange Zeit prägte. Die deutsche Variante des sportlichen Barock baute Karmann in Form des Karmann-Ghia, dessen Design nach amerikanischer Inspiration von Luigi Segre stammte.

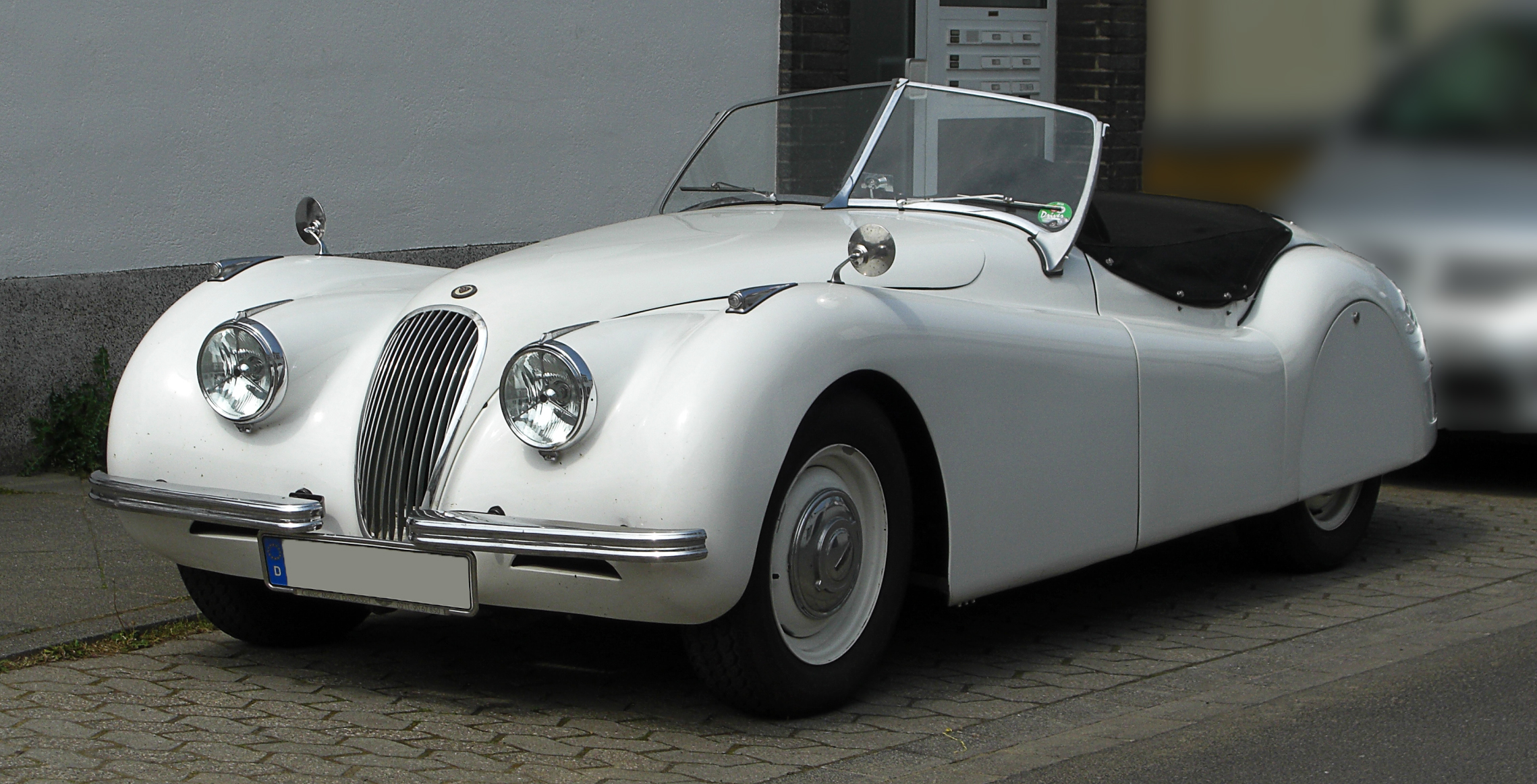
Jaguar XK 120, 1948
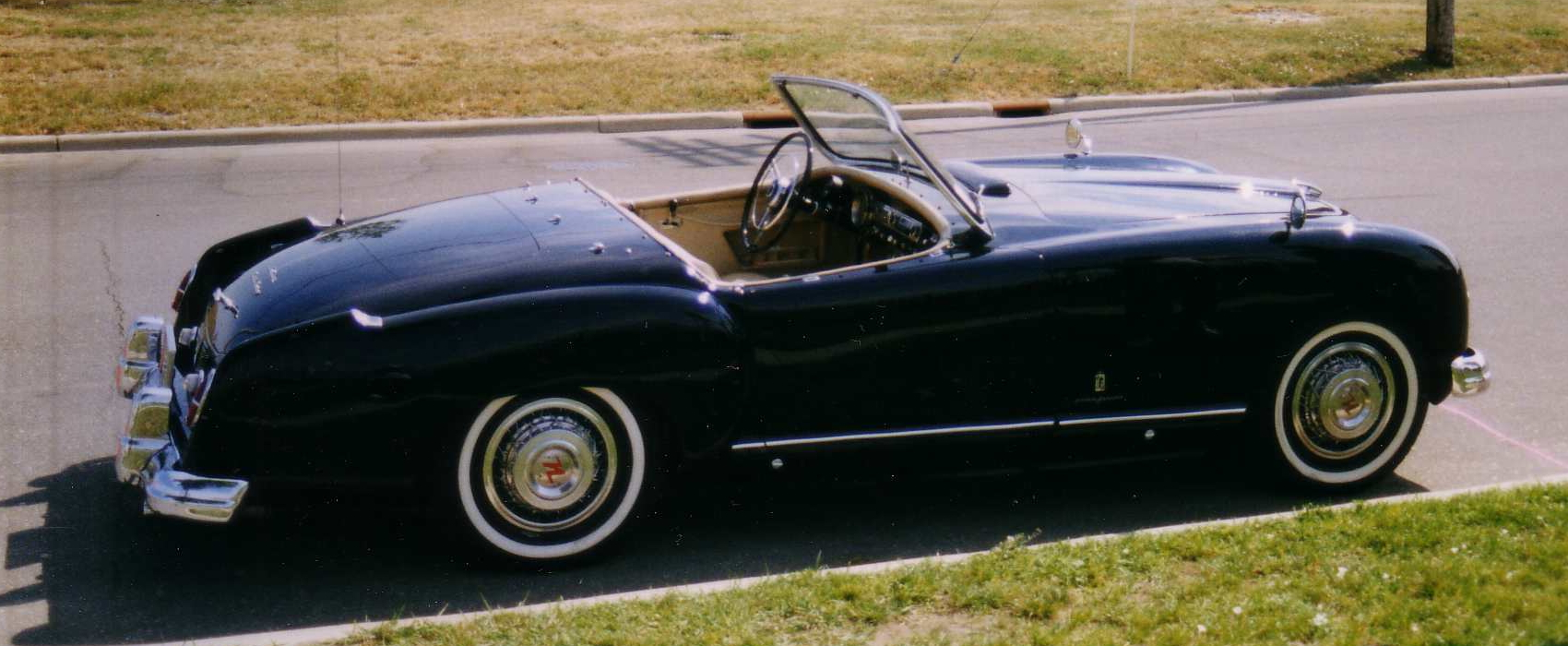
Nash-Healey Roadster, 1952
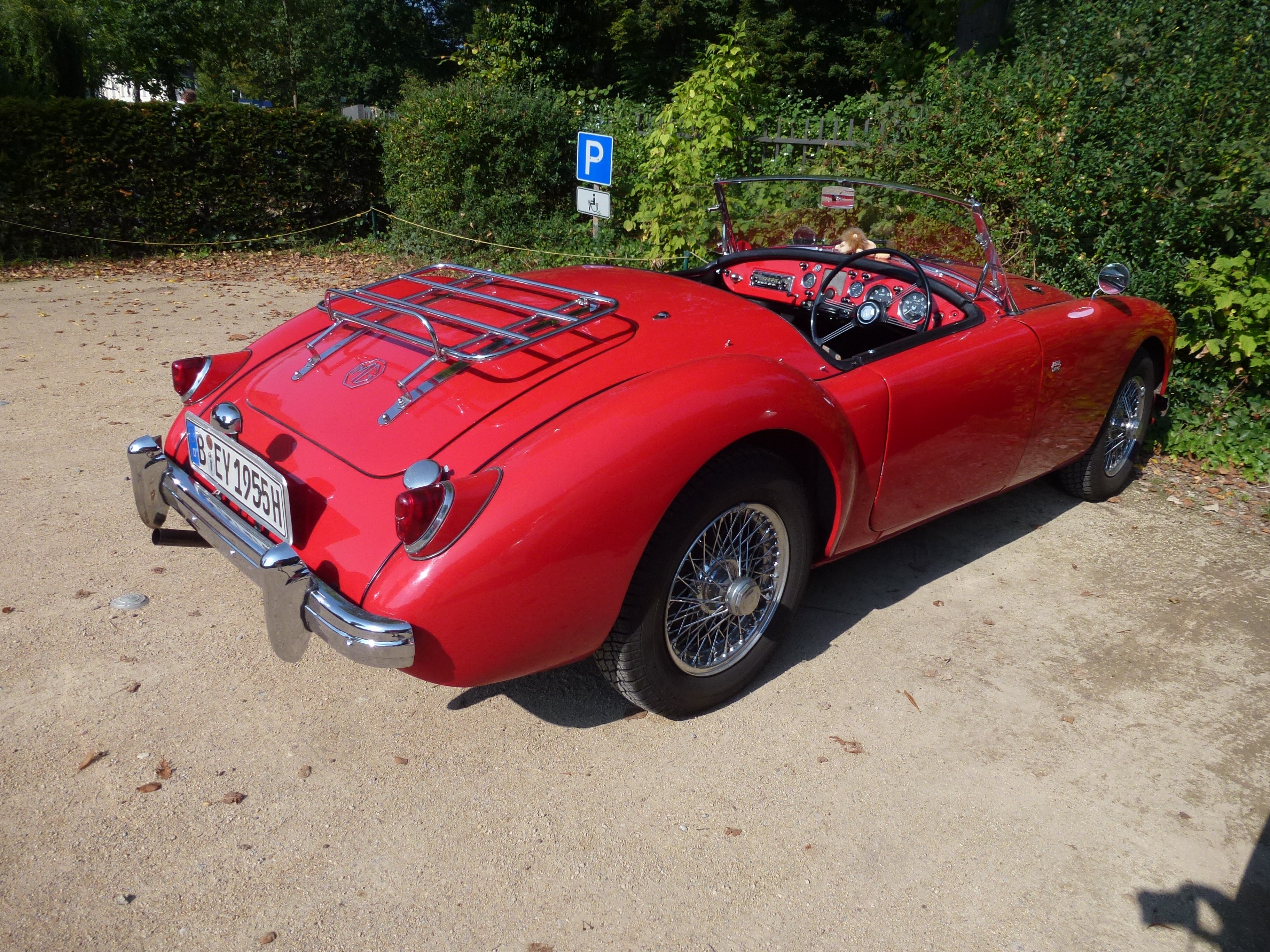
MGA, 1955
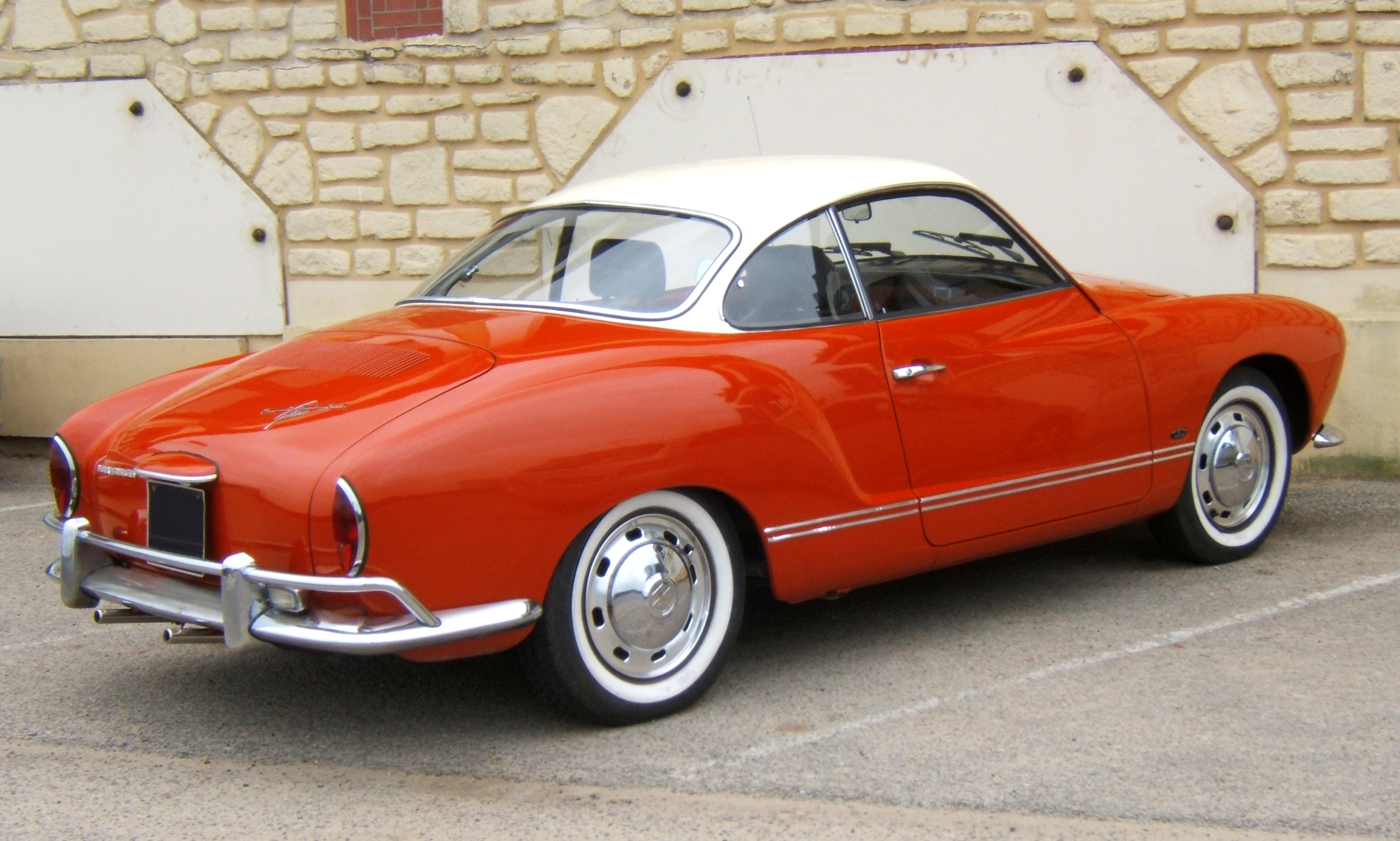
VW Karmann-Ghia Typ 14, 1955

#### Vollendung des Stromliniendesigns
Die seit den 1920er Jahren entwickelten Vorstellungen von Stromlinie griffen einige Fahrzeughersteller in der Nachkriegszeit erneut auf.
In Deutschland ging die bereits 1939 entworfene Stromlinienform des DKW F9 als DKW F 89 (Westdeutschland) und IFA F9 (Ostdeutschland) in Serie, und auch die Form des KdF-Wagens, der als VW Typ 1 und später VW Käfer in Großserie produziert wurde, galt als Stromlinie.
Eine wirklich neue Nachkriegskonstruktion, die konsequent der Stromlinienform folgte, war der 1948 herausgebrachte Tatra 600. Zudem wurde an zahlreichen Kleinwagen wie dem Citroën 2CV versucht, an der Stromlinie orientierte Formen zu verwirklichen.
Der Flugzeughersteller Saab stieg nach dem Zweiten Weltkrieg mit einem von Sixten Sason gestalteten stromlinienförmigen Automobil auch in das Automobilgeschäft ein. Der Saab 92 erinnerte an die Jaray-Stromlinie, wirkte aber rundlicher. Die Jaray-Linie zu einem „vollkommen magischen Objekt“ zu verwandeln gelang 1955 Flaminio Bertoni. Der von ihm geformte Citroën DS gilt als Kandidat für „die fiktive Ruhmeshalle des Autodesigns“.
Die gestreckte Linie des DS „reflektiert reinrassige Stromliniengedanken“ nach dem Jaray-Entwurf. Die Seitenlinie entsprach dem von Jaray vorgeschlagenen, vorn erhöhten und hinten flach auslaufenden Flügelprofil. Ebenso folgte die flache Front und das schräg nach unten auslaufende Heck der ursprünglichen Stromlinienform. Die elegante Linienführung des Citroën zeigte die alten Gestaltungsideen und bewies zudem, dass diese Form sich auch erfolgreich im Markt verkaufen ließ. Parallel entwickelte Tatra eine andere Interpretation der Stromlinie in Gestalt des Tatra 603 weiter.

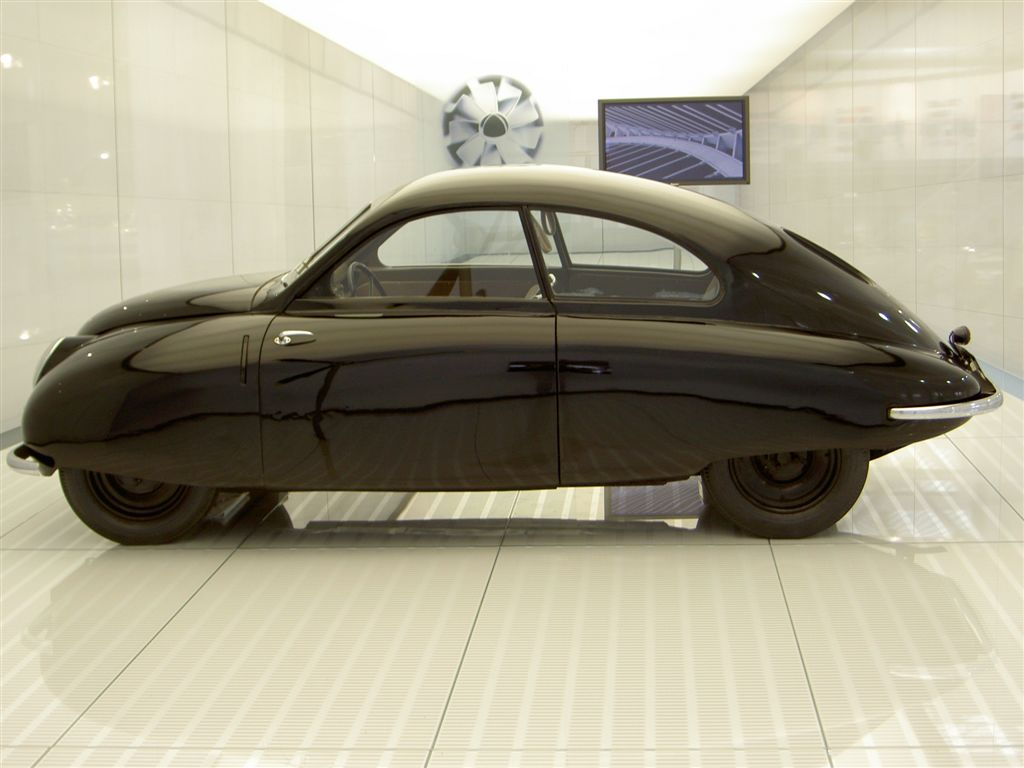
Übung zur Stromlinie: Ursaab, 1947
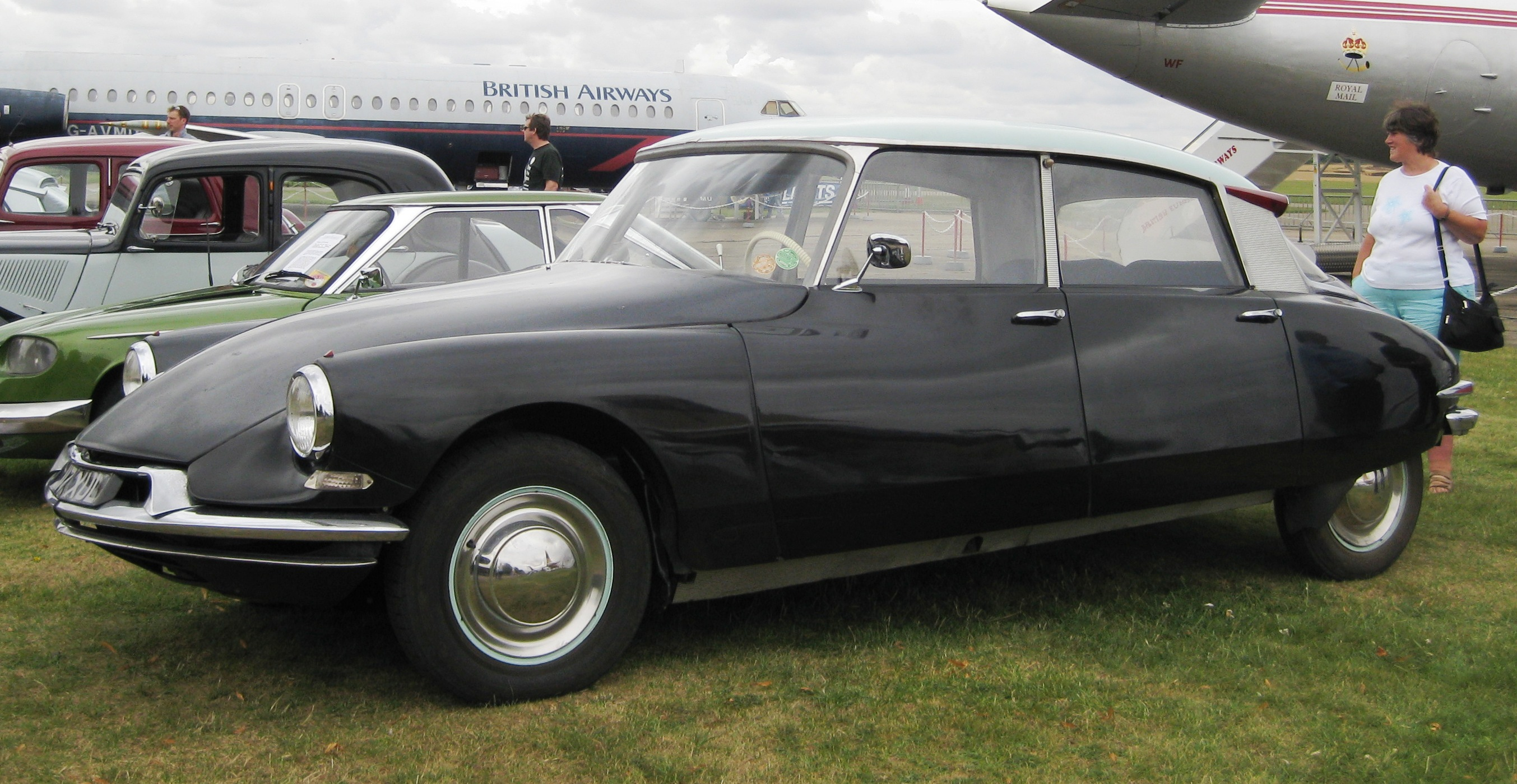
Vollendung der Jaray-Linie: Citroën DS, 1955
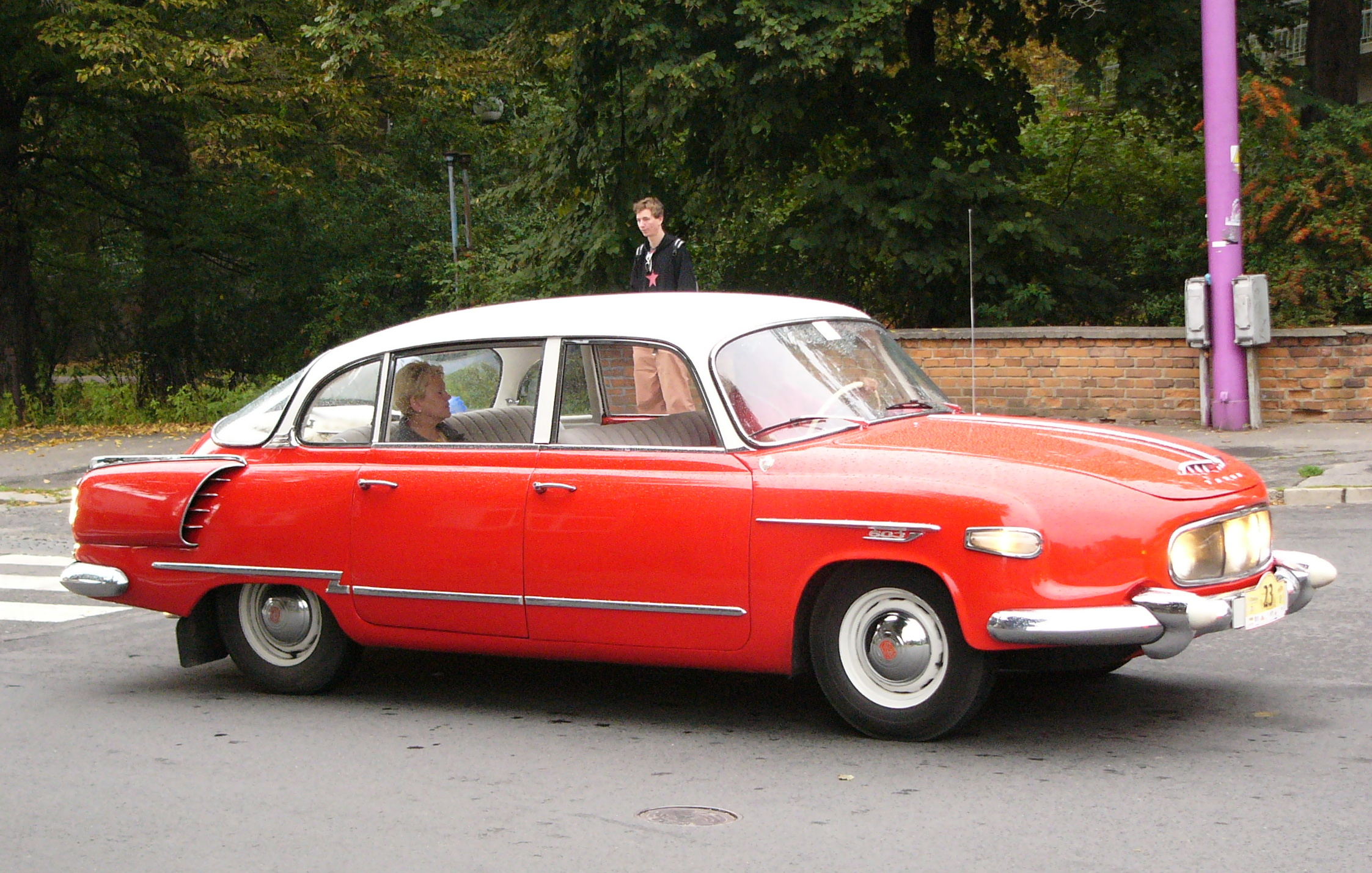
Tatra 603, 1956

#### Illusion der Stromlinie
Die aerodynamische Limousine wurde Ende der 1960er Jahr von Pininfarina nochmals neu entdeckt. Der dort beschäftigte Designer Paolo Martin entwickelte für die BMC den Prototyp für eine Mittelklasse-Limousine mit einer neuen Illusion von Stromlinie: Die aerodynamische, großzügig verglaste Fahrgastzelle endete in abgeschnittenen Kammheck. Fahrgäste und Gepäck reisten unter einem gemeinsamen Dach. BMC lehnte diese neuartige Architektur 1967 als zu innovativ ab; bei Citroën aber übernahm Robert Opron diese Form für den 1970 vorgestellten GS und später in weiterentwickelter Fassung auch für den CX. David Bache griff für den großen Rover SD1 3500 auf dieselbe Stromlinien-Illusion zurück und schließlich konnten auch Aldo Brovarone und Leonardo Fioravanti von Pininfarina für den Lancia Gamma das eigene Konzept in ein reales Produkt überführen. Der Verkaufserfolg bei Rover und vor allem bei Lancia blieb sehr weit hinter den Erwartungen zurück; das elegant auslaufende Fließheck blieb daher eine Randerscheinung bei der Fahrzeugkonzeption.

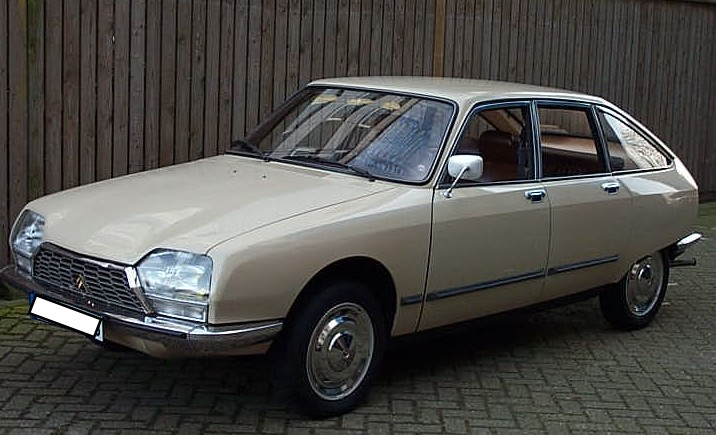
Citroën GS, 1970
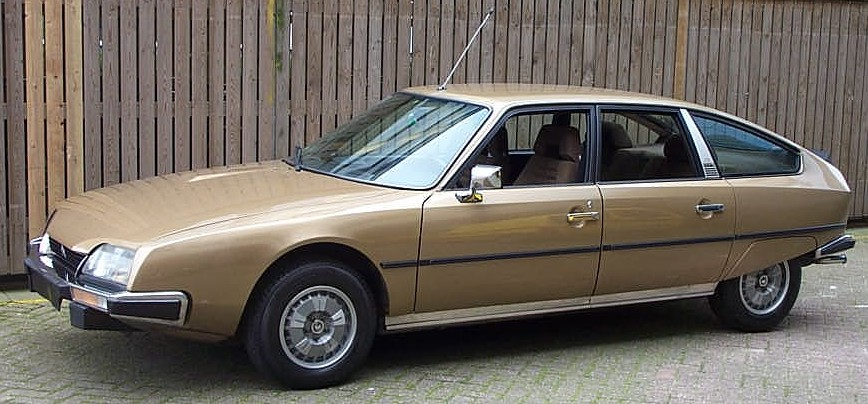
Citroën CX, 1974
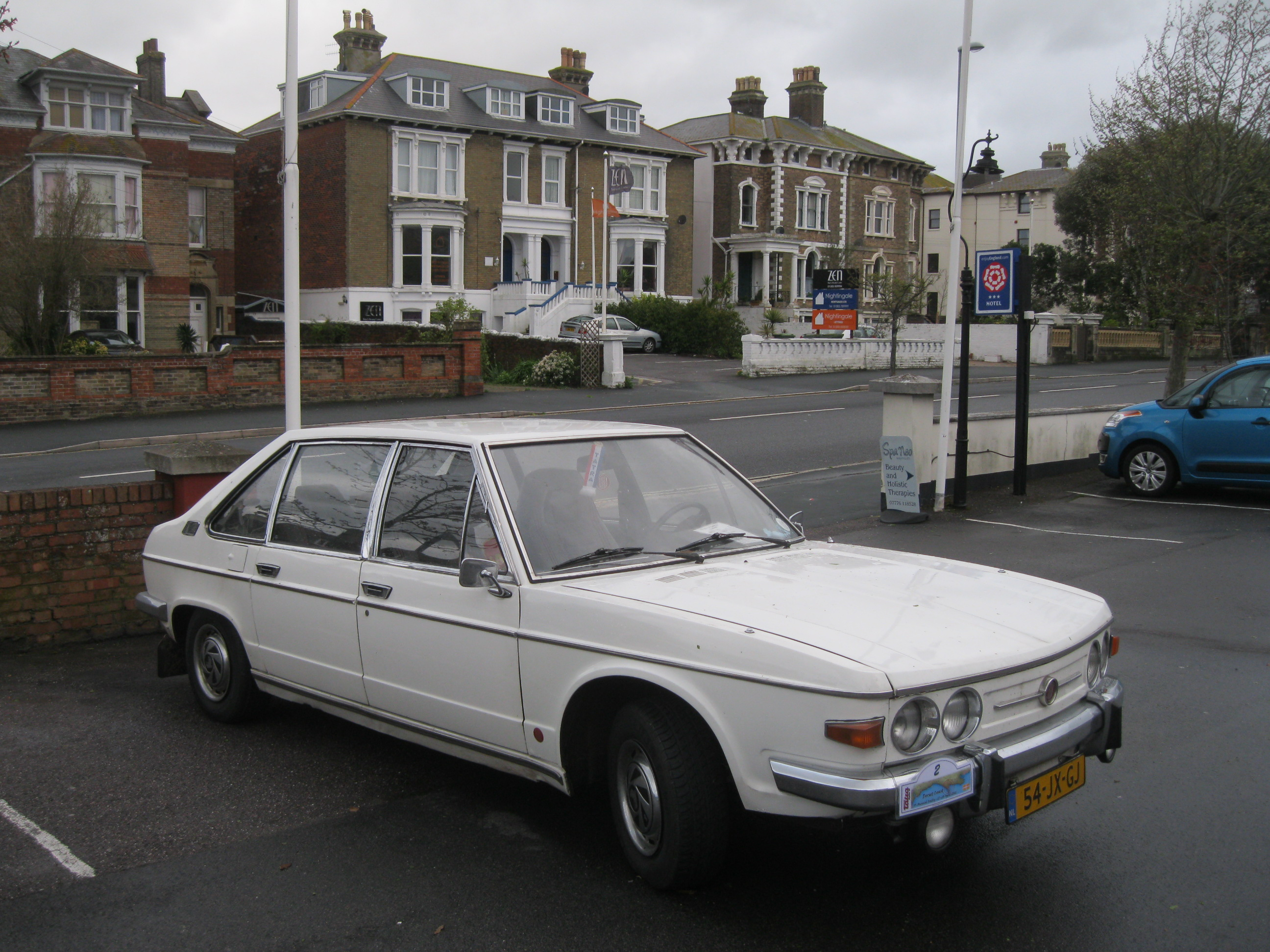
Tatra 613, 1974
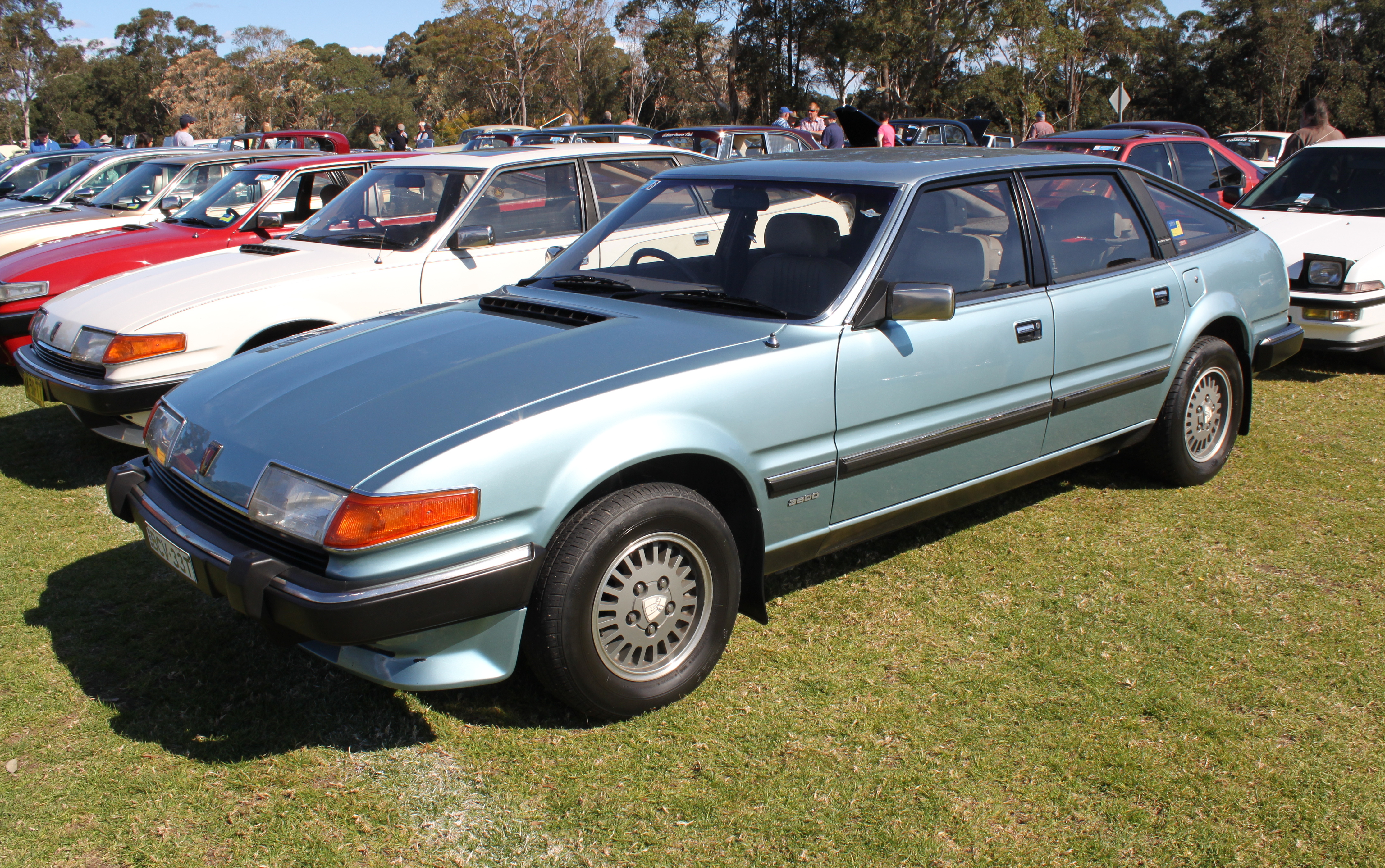
Rover SD1, 1976
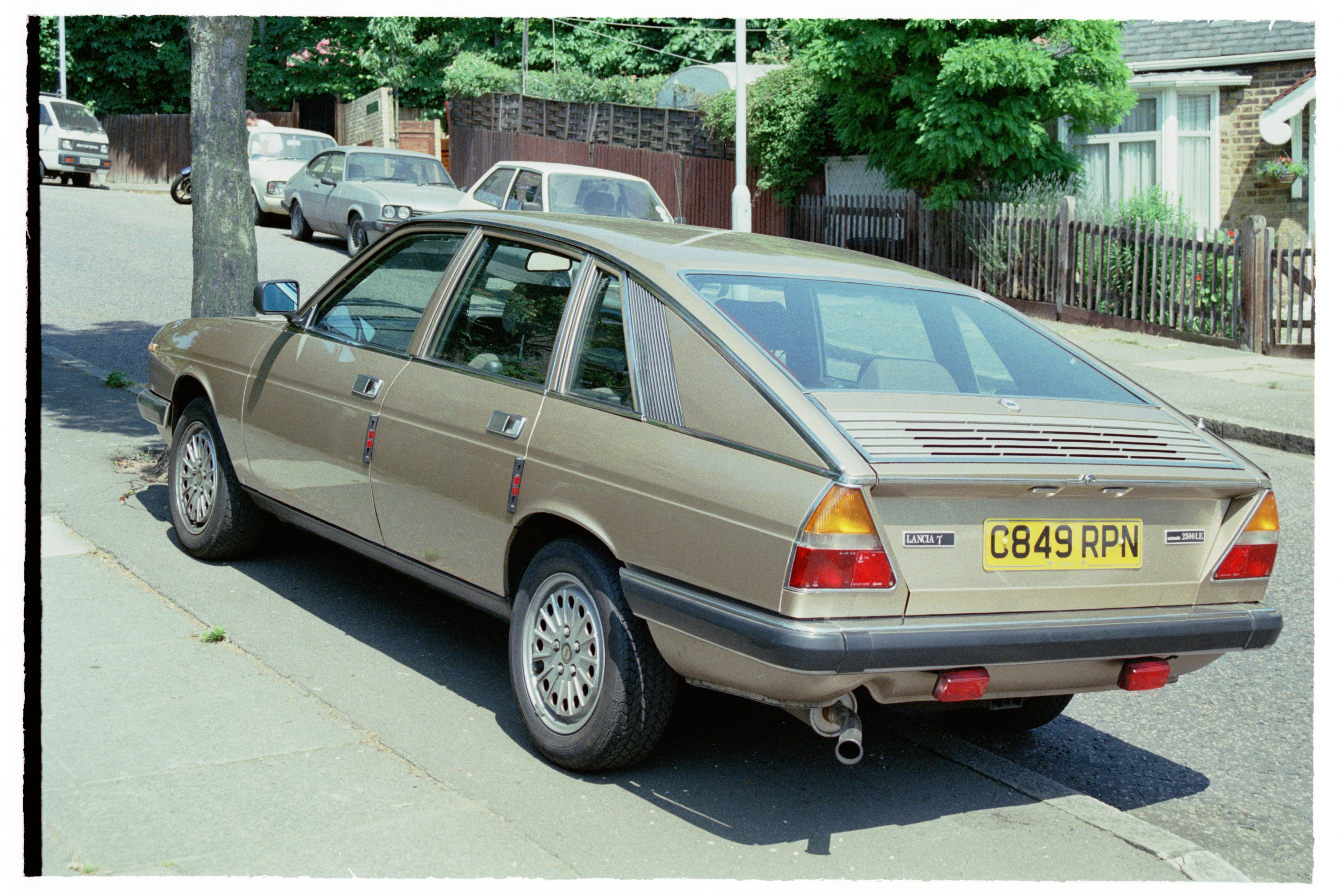
Lancia Gamma, 1976

### Muschelform (seit Mitte der 1940er Jahre)

#### Designqualität durch Knappheit
Der Beginn des modernen Automobildesigns wird traditionell mit dem Cisitalia 202 verbunden, der 1946 erstmals gezeigt und 1972 als erstes Fahrzeug in die Designsammlung des  MoMA aufgenommen wurde. Die flachen, fließenden und horizontalen Linien waren von Giovanni Savonuzzi gezeichnet und von Battista „Pinin“ Farina kongenial in ein Blechkleid verwandelt worden. Sie schafften einen neuen Designschnitt, der durch Knappheit überzeugte. „Die Karosserie des Cisitalia ist über das Chassis gezogen wie ein Schutzumschlag über ein Buch.“ Das verlängerte Dach und die nach hinten gedehnten Seitenfenster verleihen dem Fahrzeug optische Länge und Eleganz. Statt Chrom sollte das Zusammenspiel von Blech und Licht in neuen Proportionen Schönheit ausdrücken. Einer vergleichbaren Philosophie folgte 1948 der von Erwin Komenda geformte Porsche 356, dessen Kleid ein wenig füllig über das Fahrzeug hinausragt. Das ergab eine ikonische Form, die praktisch unverändert bis heute fortlebt. Die Cisitalia-Linie wurde schnell als moderne Designlinie adaptiert und beim Lancia Aurelia B20, beim Aston Martin DB2 und bei der Alfa Romeo Giulietta Sprint variiert. Damit wurde diese Designsprache „zur Mutter der modernen Automobilform“.

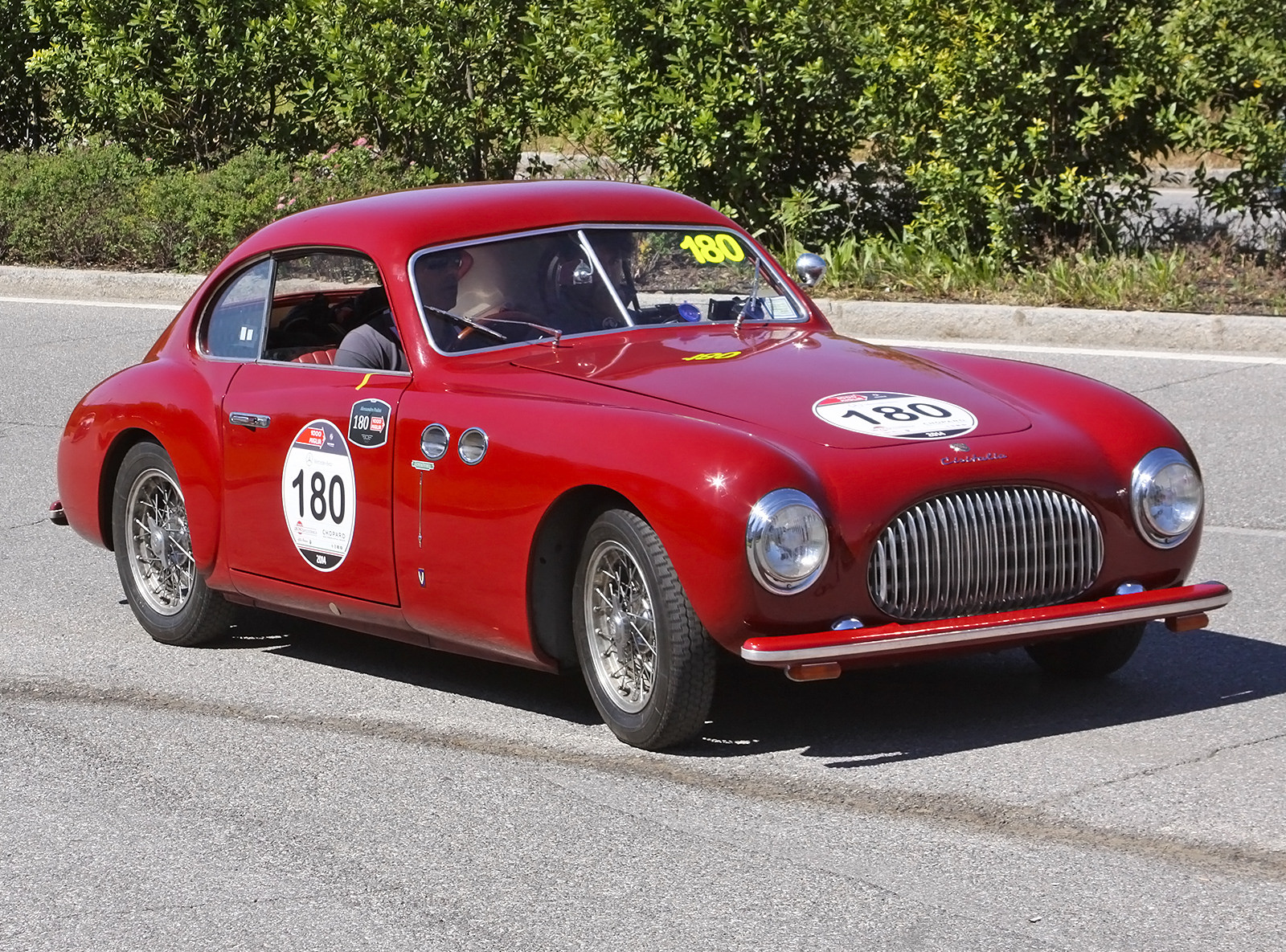
Cisitalia 202, 1946
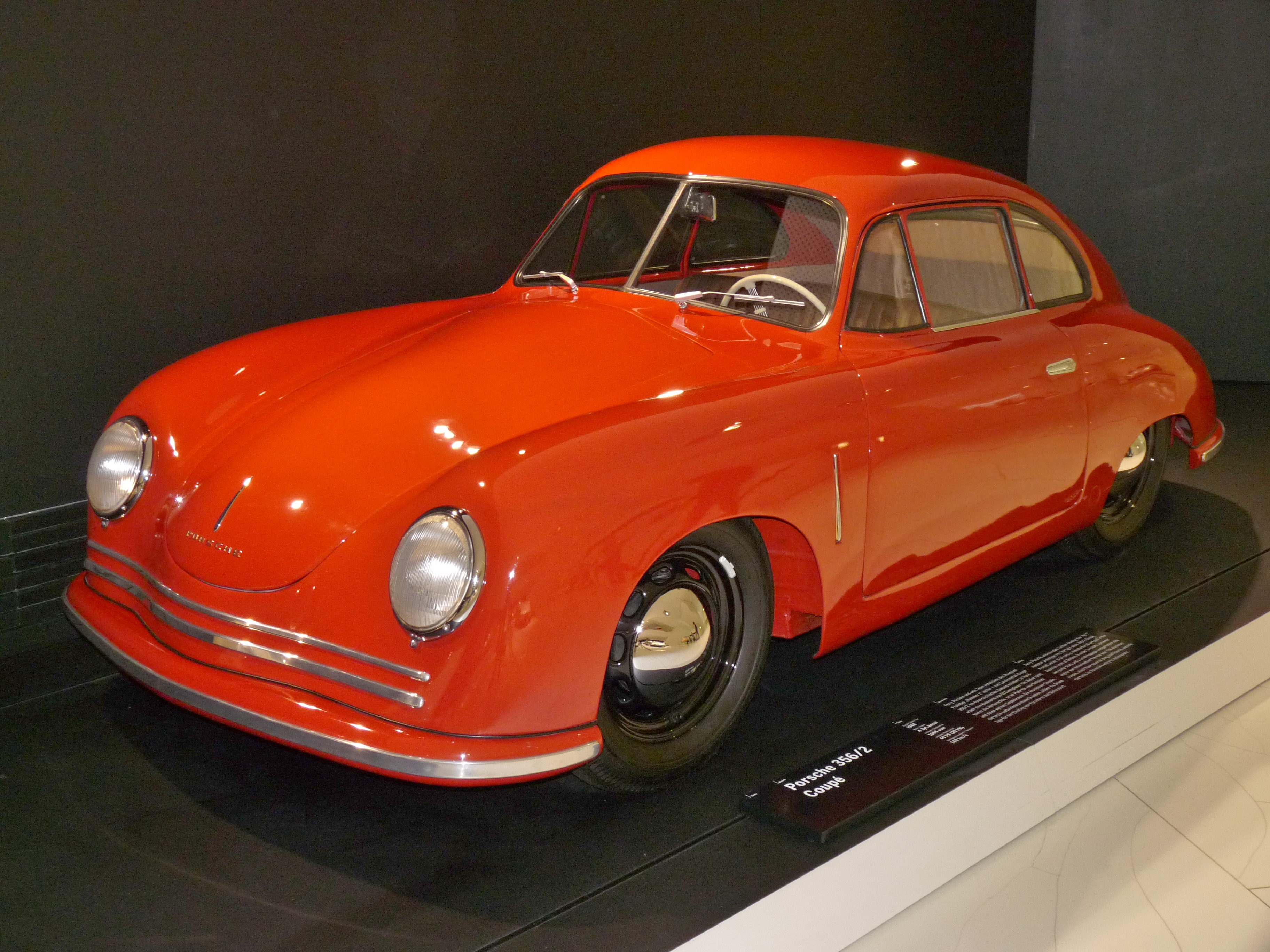
Porsche 356, 1948
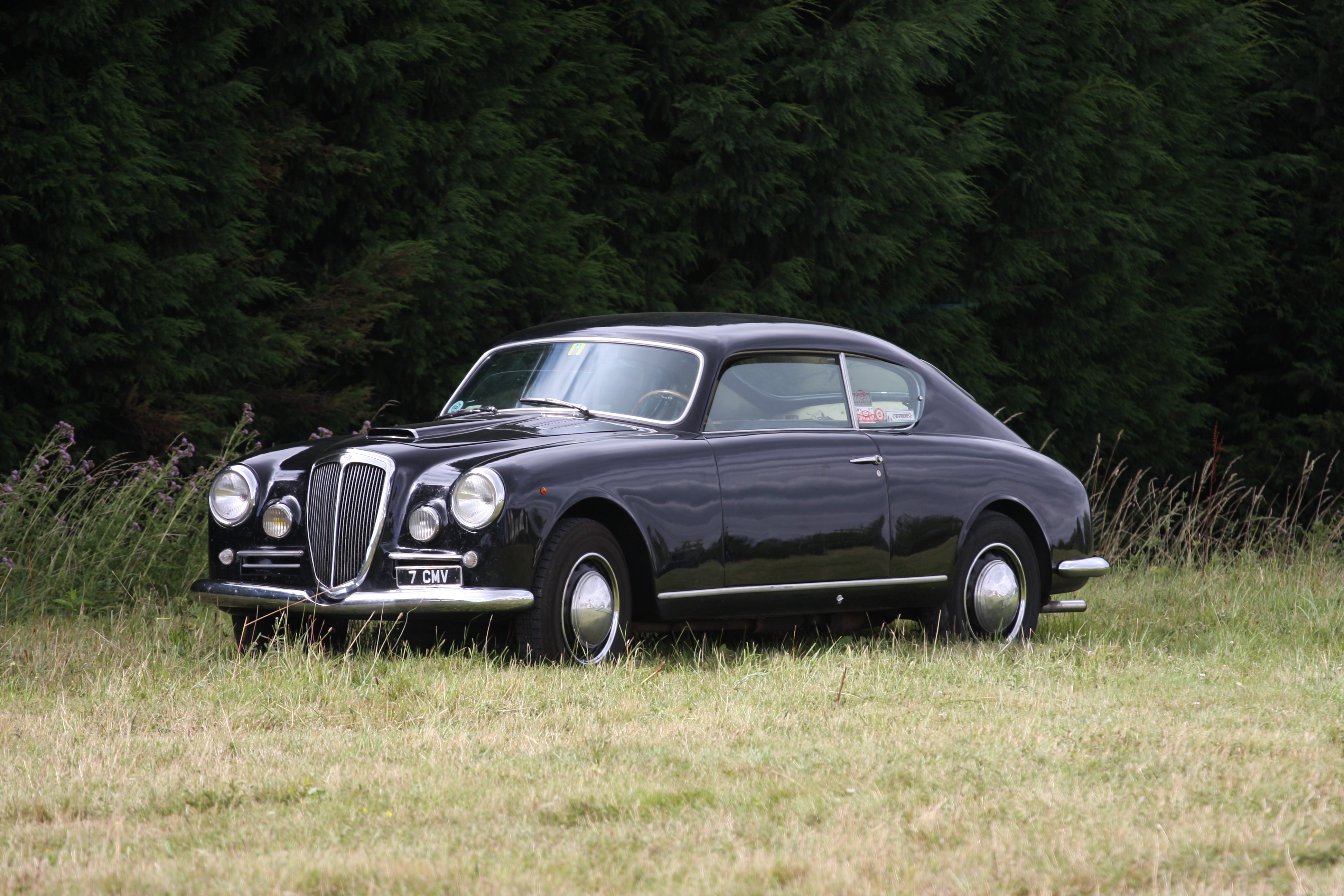
Lancia Aurelia GT B20, 1951
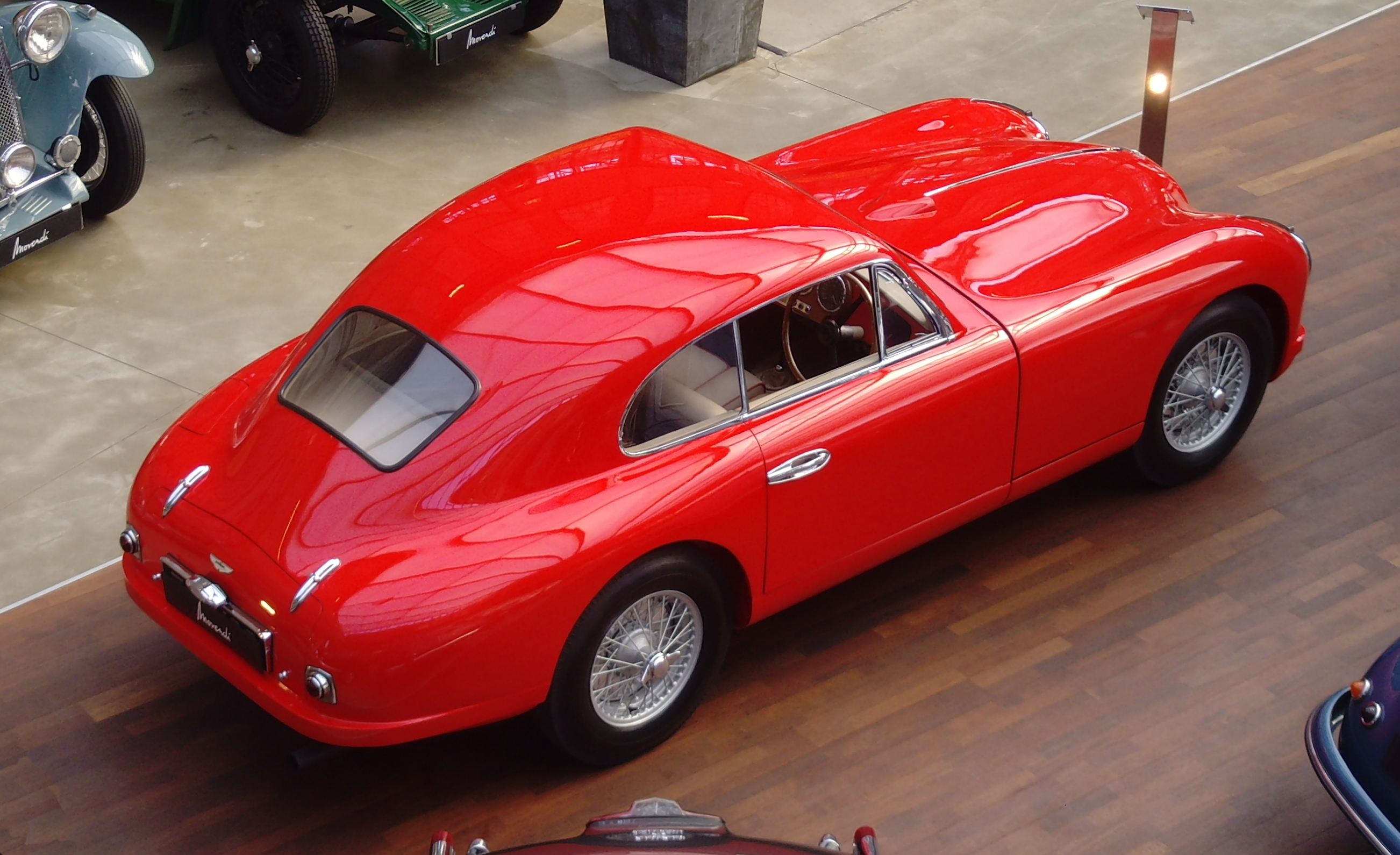
Aston Martin DB2, 1953
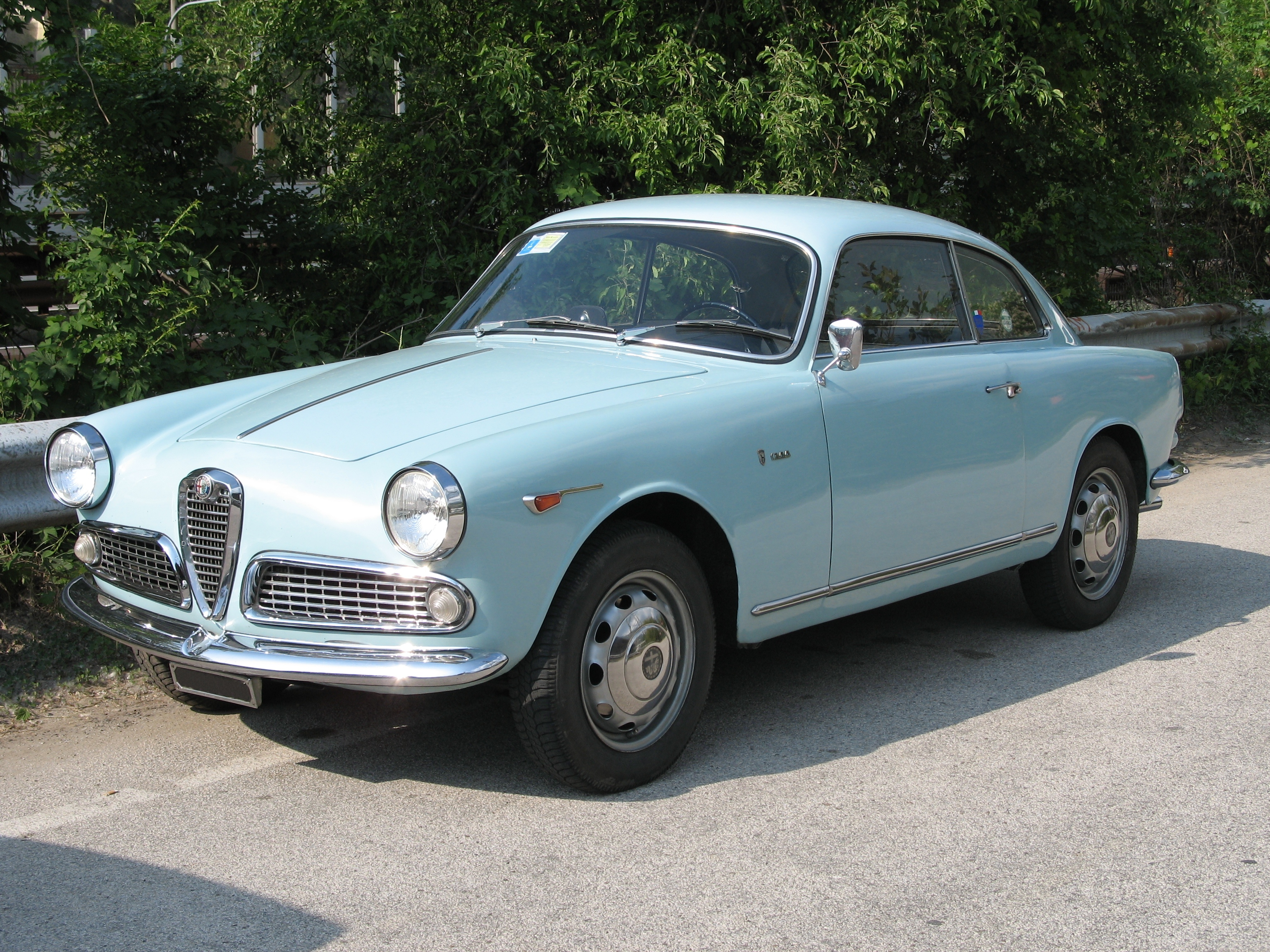
Alfa Romeo Giulietta Sprint, 1954

#### Pontonform
Nachdem Europa die Pontonform schon 1923 mit dem Bugatti Type 32 und 1925 mit Hanomag 2/10 PS („Kommissbrot“) hatte, wurde sie 1946 in den USA in die Automobilproduktion eingeführt. Der vielseitig interessierte Howard Darrin, der in den 1930er Jahren in Paris das Karosseriebauen gelernt hatte, erfand die mit vollständig glatten Seitenflächen versehene und insgesamt schnörkellose Karosserie für den 1946 vorgestellten Kaiser Special. Er gilt damit als Erfinder der Pontonform. Sie wurde stilbildend für zahlreiche Limousinen bis Mitte der 1950er Jahre. Stilistisch übernahm die Pontonform der Muschel-Formensprache, allerdings in einer sachlicheren Drei-Box-Karosserie mit flachen Blechen, kleinen Fensteröffnungen und sanft gerundeten Kurven. Einige Jahre adaptierten die Hersteller diese damals moderne Form eher undifferenziert, so dass sich die Modelle fast nur durch den Kühlergrill unterschieden. In Deutschland wurde der Mercedes-Benz Ponton sprachprägend, wobei allerdings Carl Borgward mit dem Borgward Hansa 1500 das erste deutsche Nachkriegsauto mit Pontonkarosserie 1949 auf den Markt brachte.

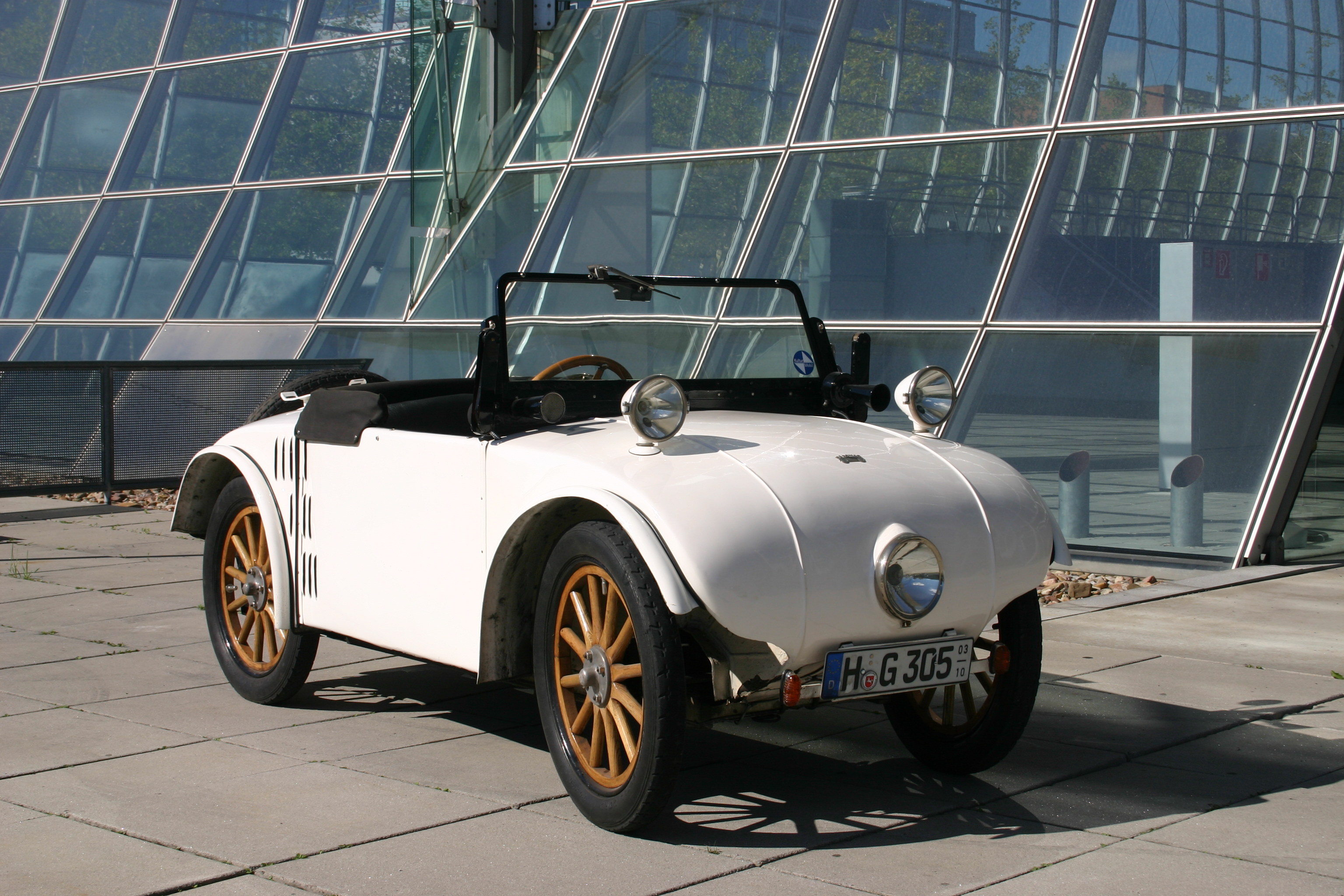
Hanomag Kommissbrot, 1925
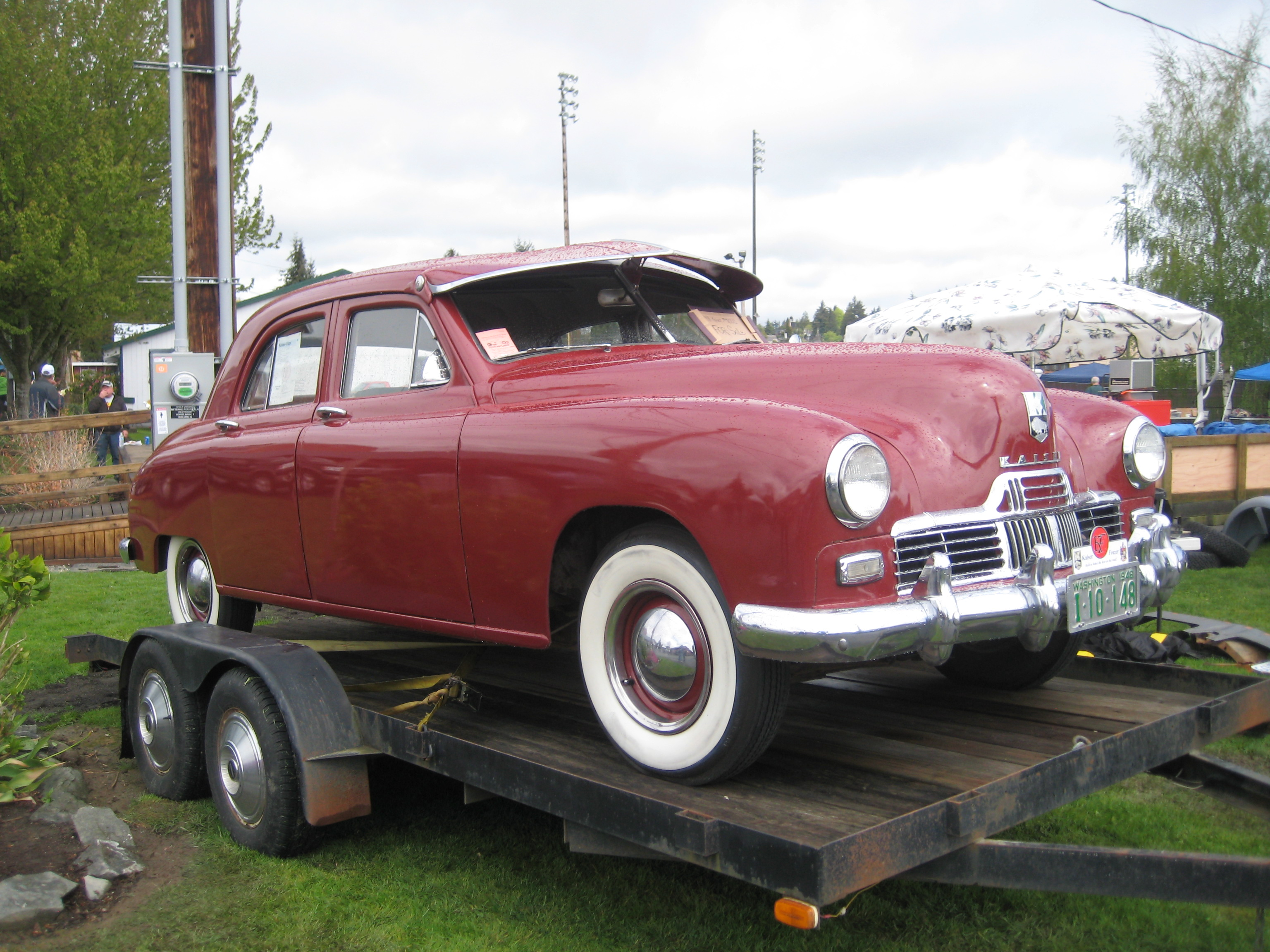
Kaiser Special, 1946
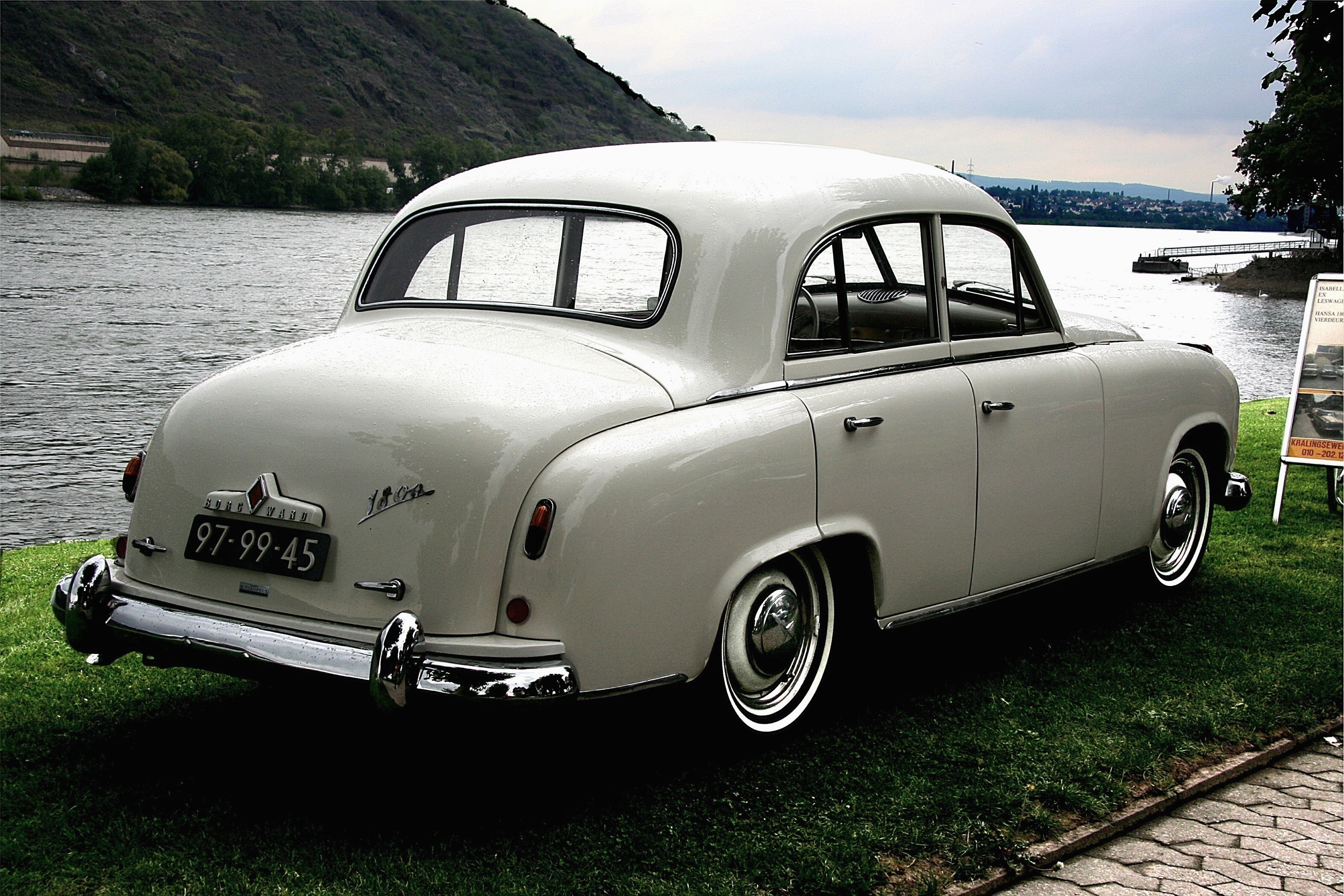
Borgward Hansa, 1949
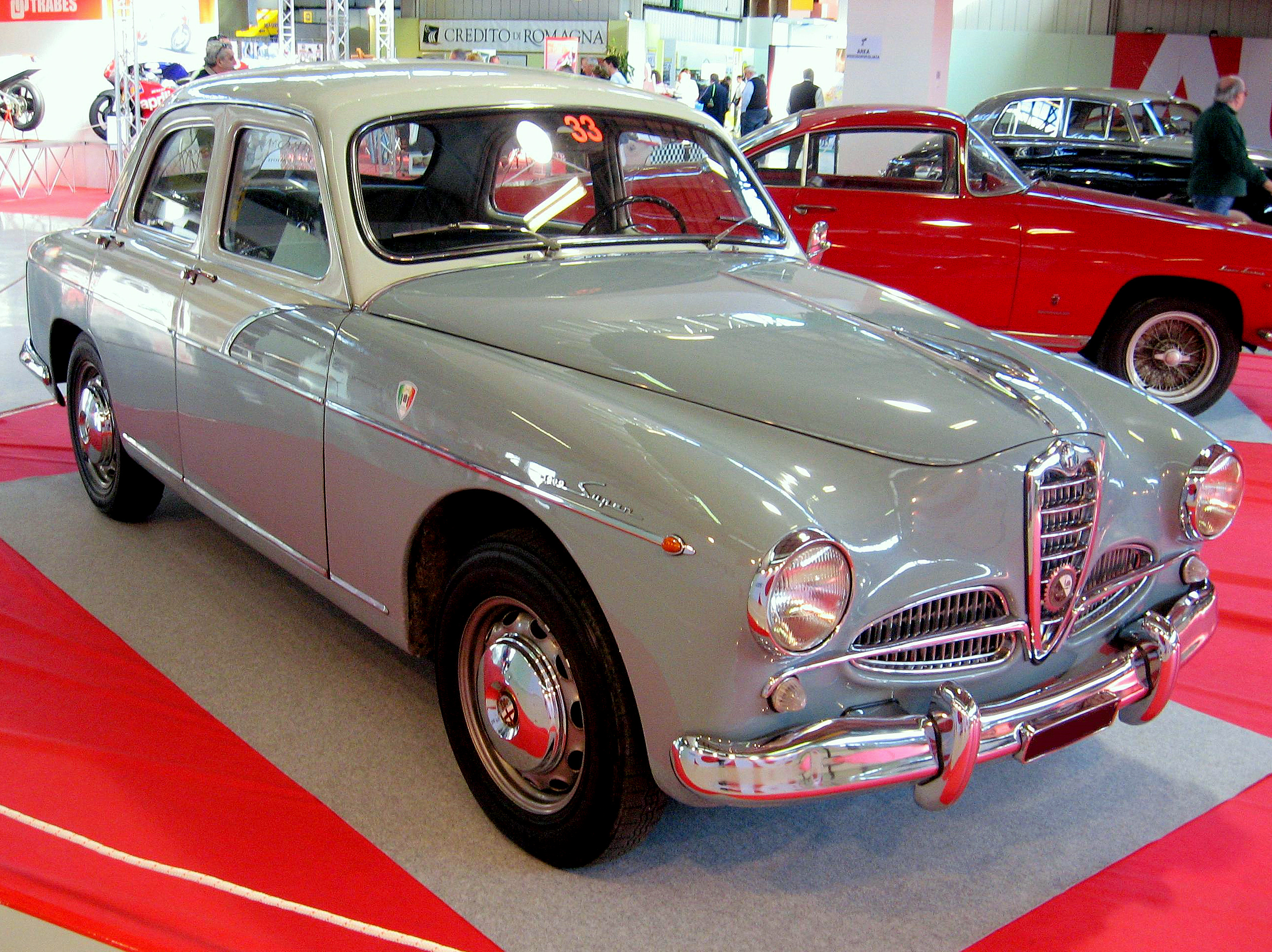
Alfa Romeo 1900, 1950
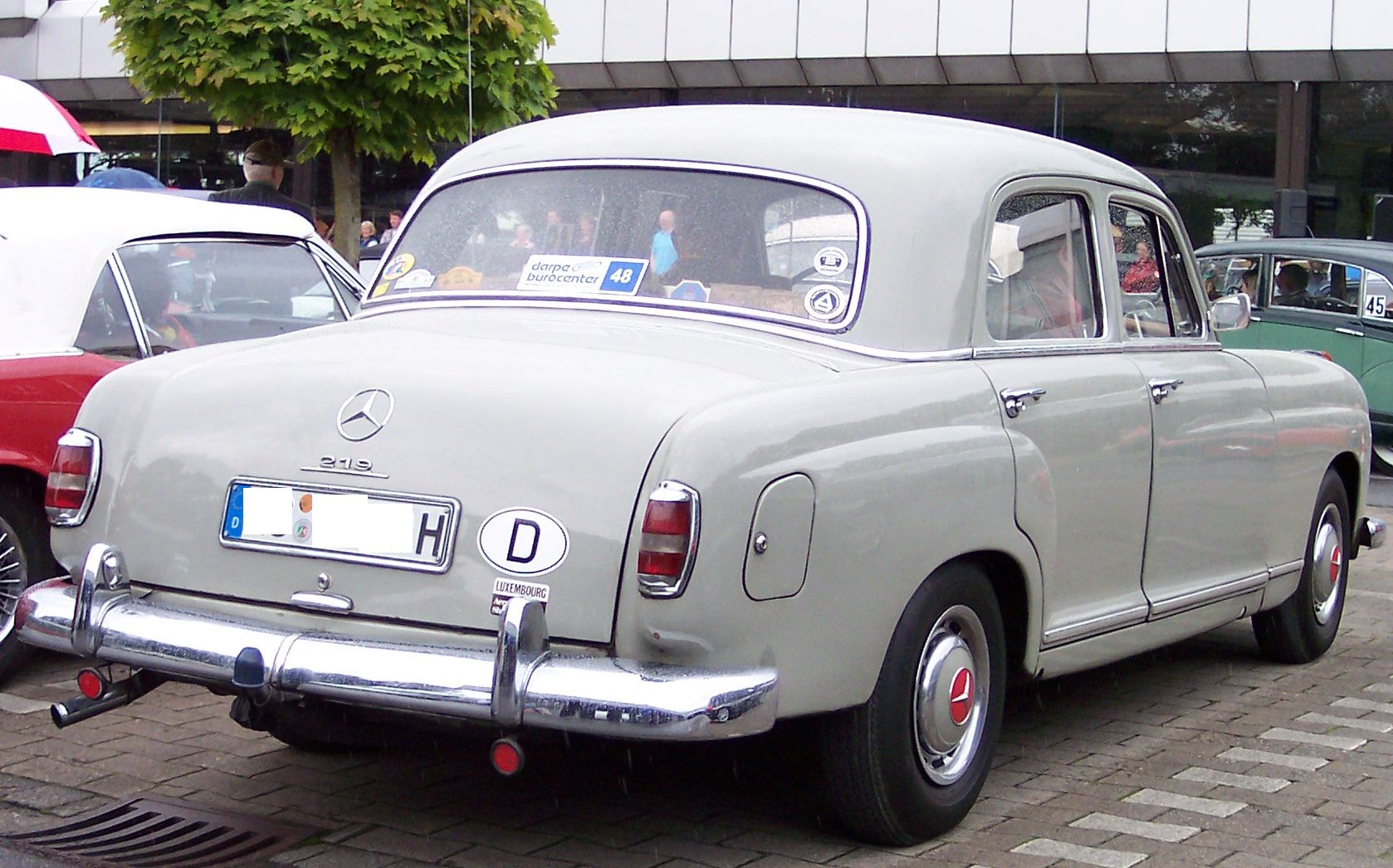
Mercedes-Benz W 120, 1953
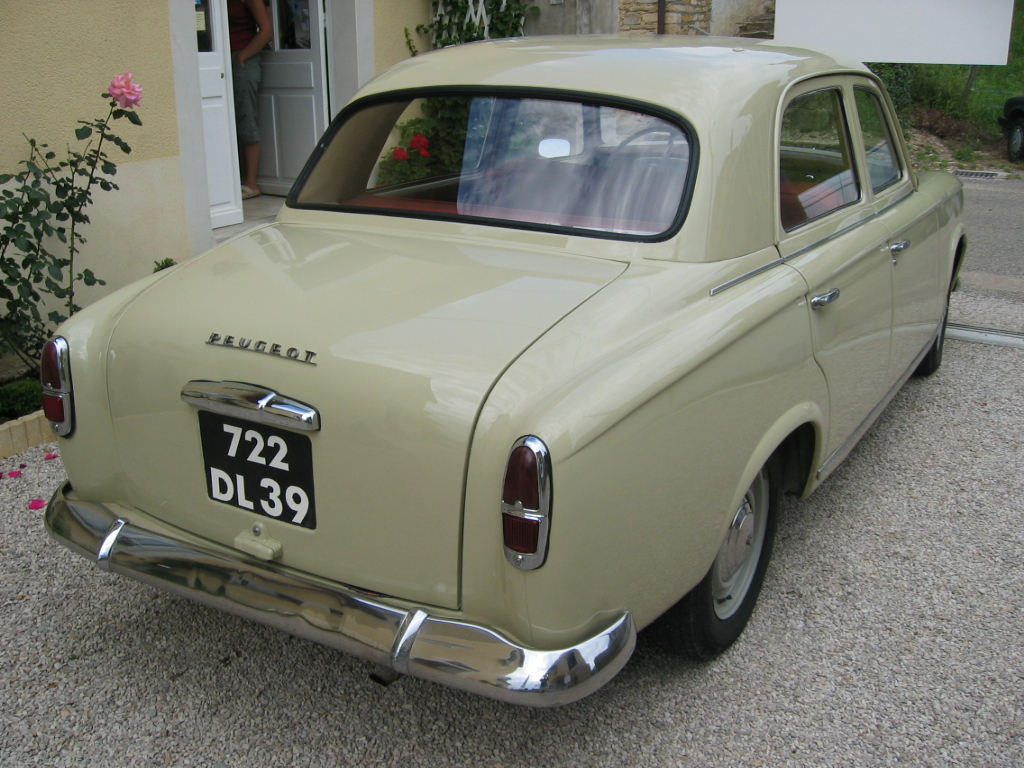
Peugeot 403, 1955

#### Drei-Box-Design
Die Stufenhecklimousine erfand Raymond Loewy 1947 für Studebaker mit einer Form, die für mustergültig und richtungweisend gehalten wurde. Der Studebaker Champion zeigte ein Heck, das annähernd so lang war wie die Motorhaube und dadurch Platz für einen üppigen Kofferraum bot. Diese in beide Richtungen gleichermaßen gestreckte Automobilform definierte die Dreiteilung des Autokörpers: die Aufteilung Haube, Pavillon, Kofferraum wird als Drei-Box-Design oder Drei-Schachtel-Prinzip (engl. Three-box design) bezeichnet und wurde für Jahrzehnte die Form des üblichen Automobils. So wurde die Loewy-Schöpfung anschließend zum Vorbild für unzählige Automobilmodelle und damit zur modernen Form des Autos.

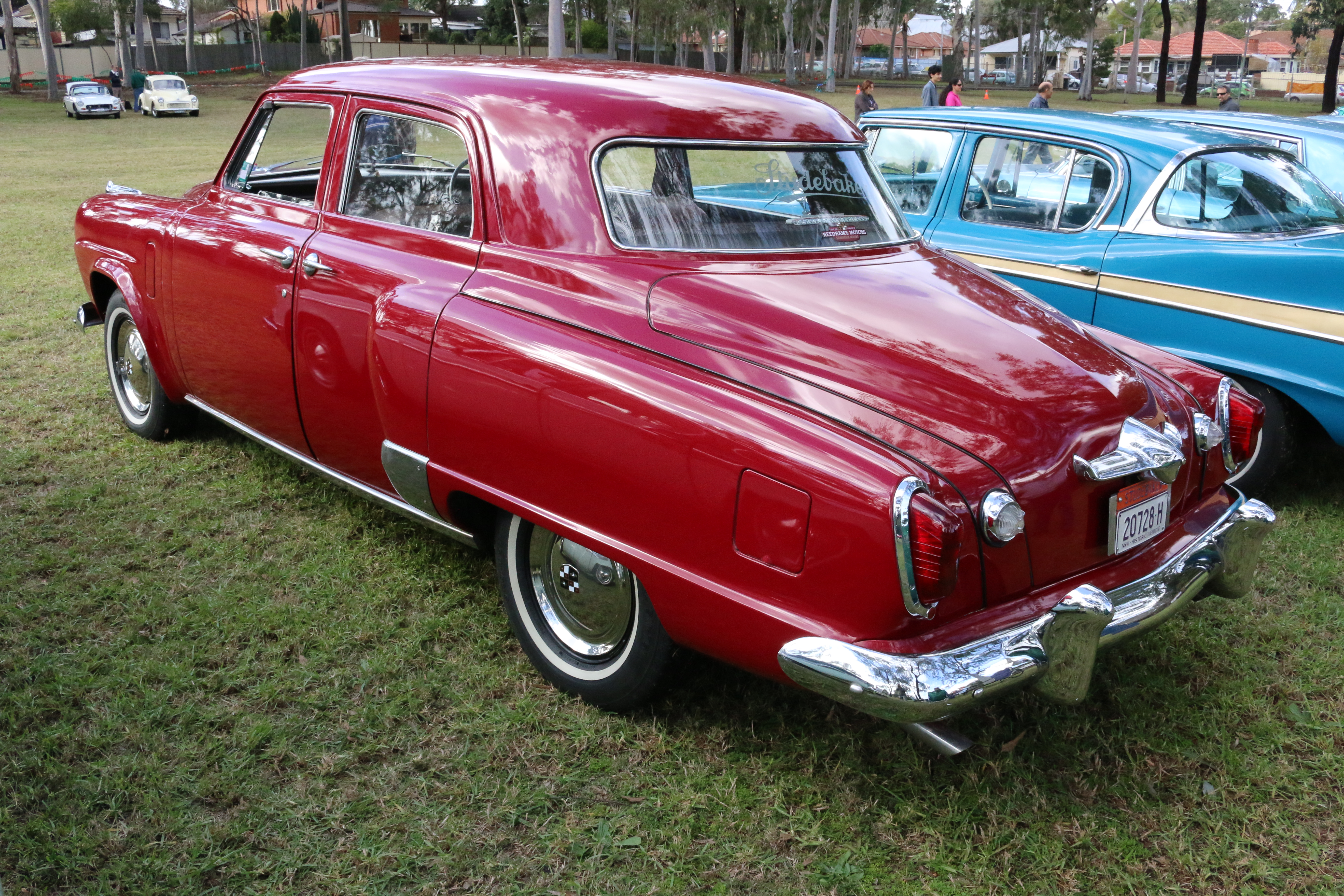
Studebaker Champion, 1947
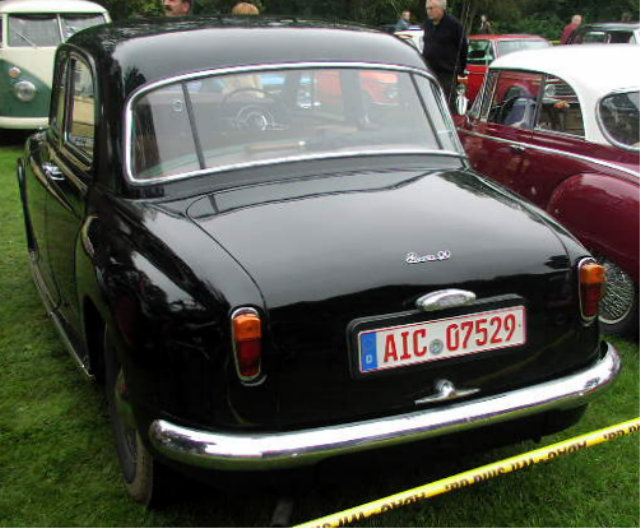
Rover P4, 1949
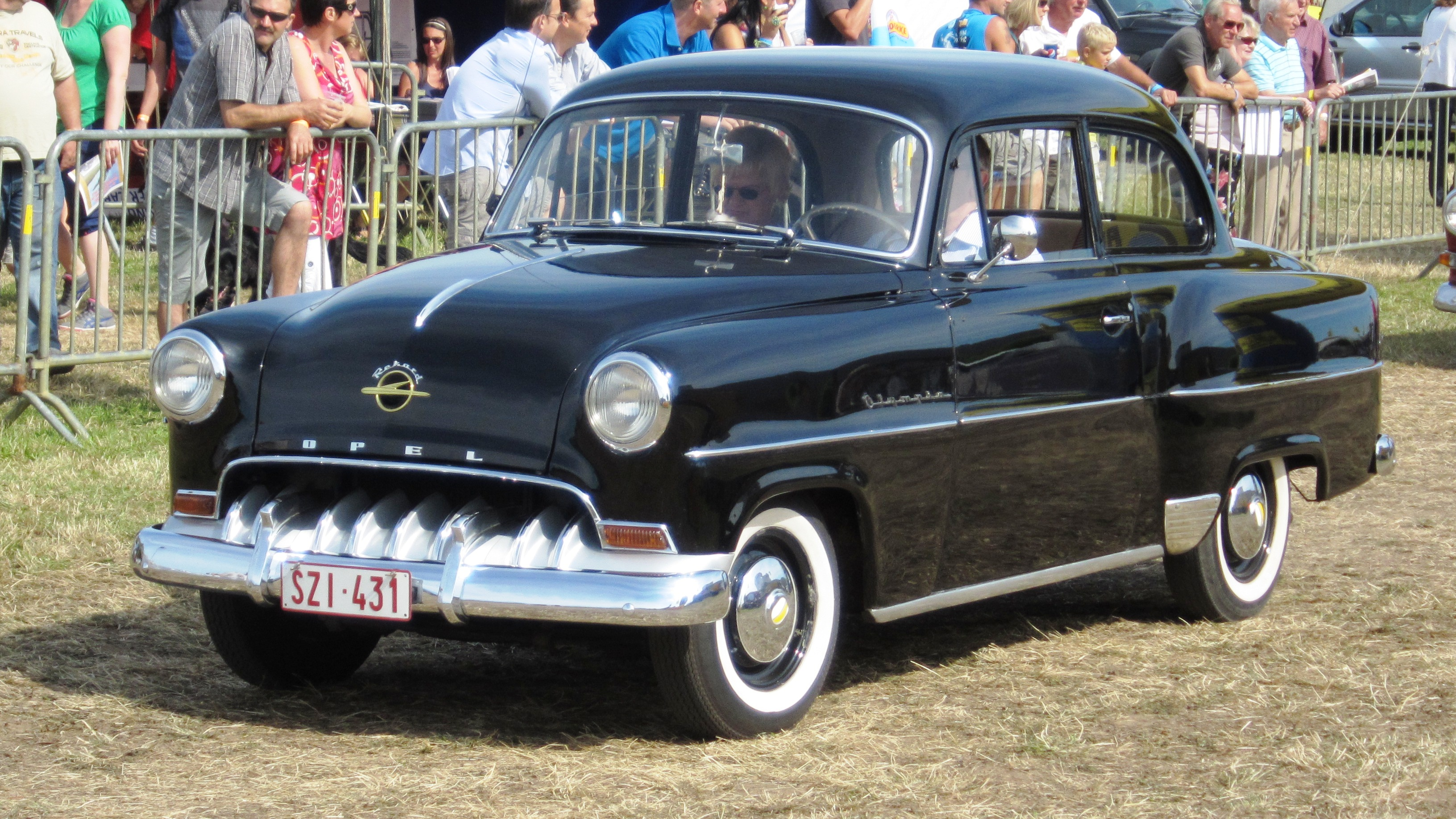
Opel Olympia Rekord, 1953

#### Chrom-Betonung
Um der Verwechselbarkeit der Pontonformen zu entgehen, flüchteten sich die Automobilhersteller in die Dekoration. In den Vereinigten Staaten wurde es üblich, den Chromschmuck jährlich zu verändern, um die Kunden mit den systematischen Kollektionswechseln zum jährlichen Kauf zu animieren. Typisches Ausdrucksmittel der funktionslosen Dekoration wurden die projektilähnlichen verchromten Aufsätze auf den Stoßstangen, die Dagmar Bumpers genannt wurden. Als Beispiel für die theatralische Designsprache gilt der Buick Roadmaster, dem der GM-Chefdesigner Harley Earl ein Styling von flamboyanter Extravaganz mitgegeben hatte, das der Designkritiker Reyner Banham als „Wegwerfästhetik“ schmähte. In Europa zitierten vor allem Fiat und Opel die laute, amerikanische Chrom-Betonung. Dagegen pflegten Marken wie Mercedes-Benz oder Alfa Romeo sehr systematisch ihr Kühlergesicht und erreichten über Jahrzehnte hinweg eine sorgsam gepflegte Selbstähnlichkeit ihrer Automodelle. Auch in Osteuropa verbreitete sich der Stil etwa in Gestalt des GAZ M-21 Wolga und Moskwitsch-407.

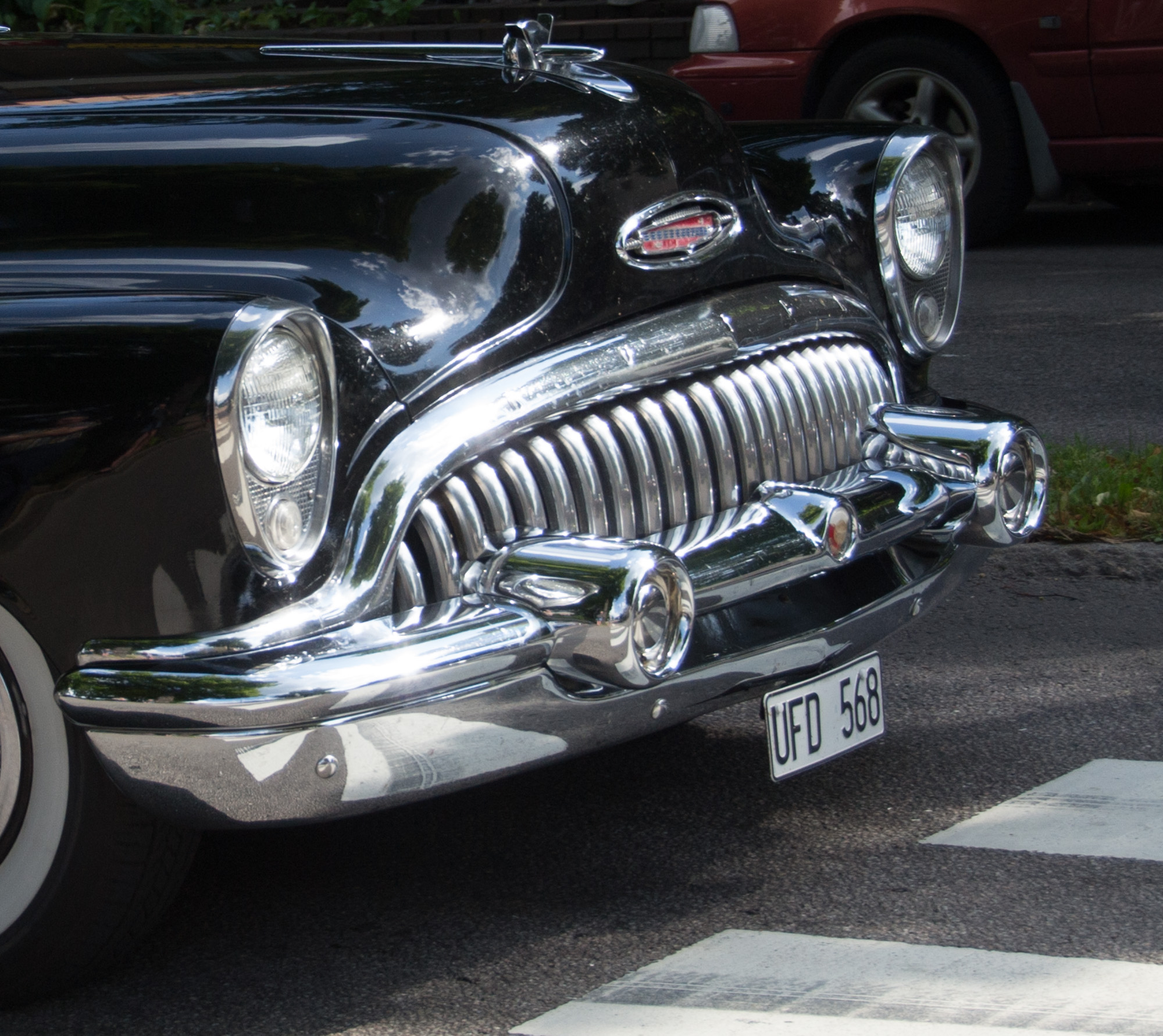
Buick Roadmaster, 1954
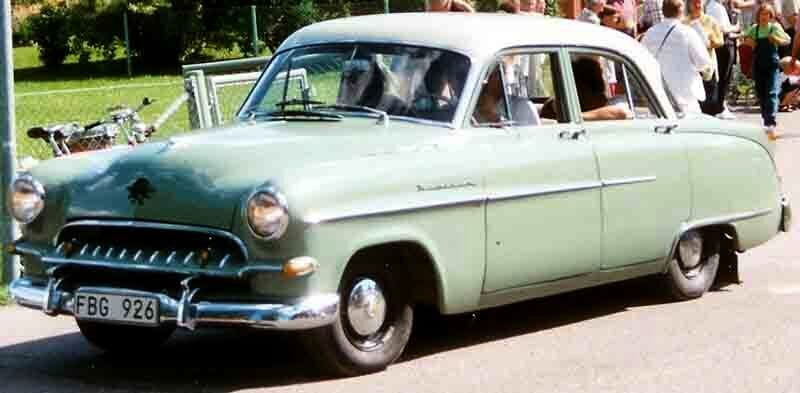
Opel Kapitän, 1954
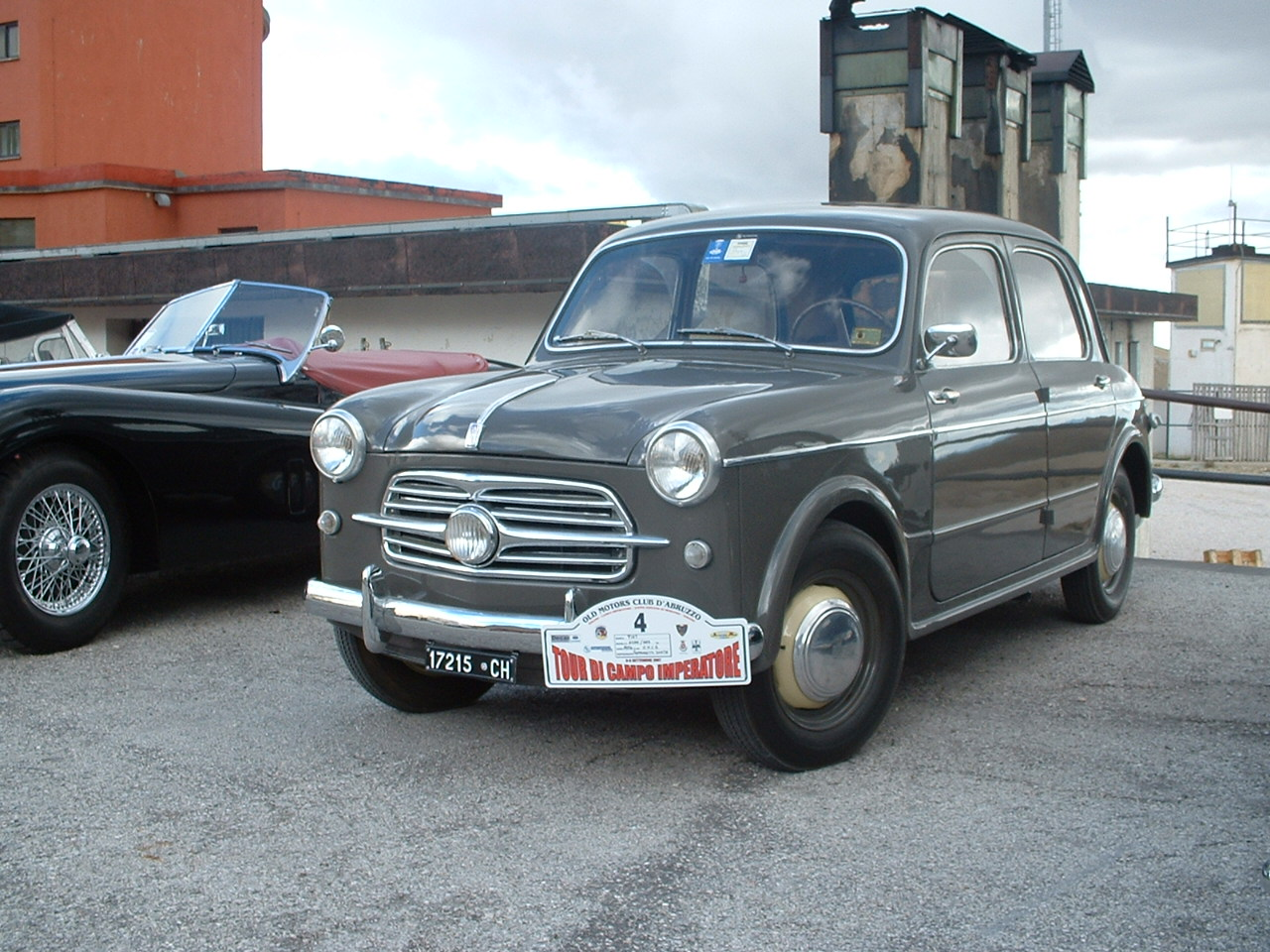
Fiat 1100, 1954
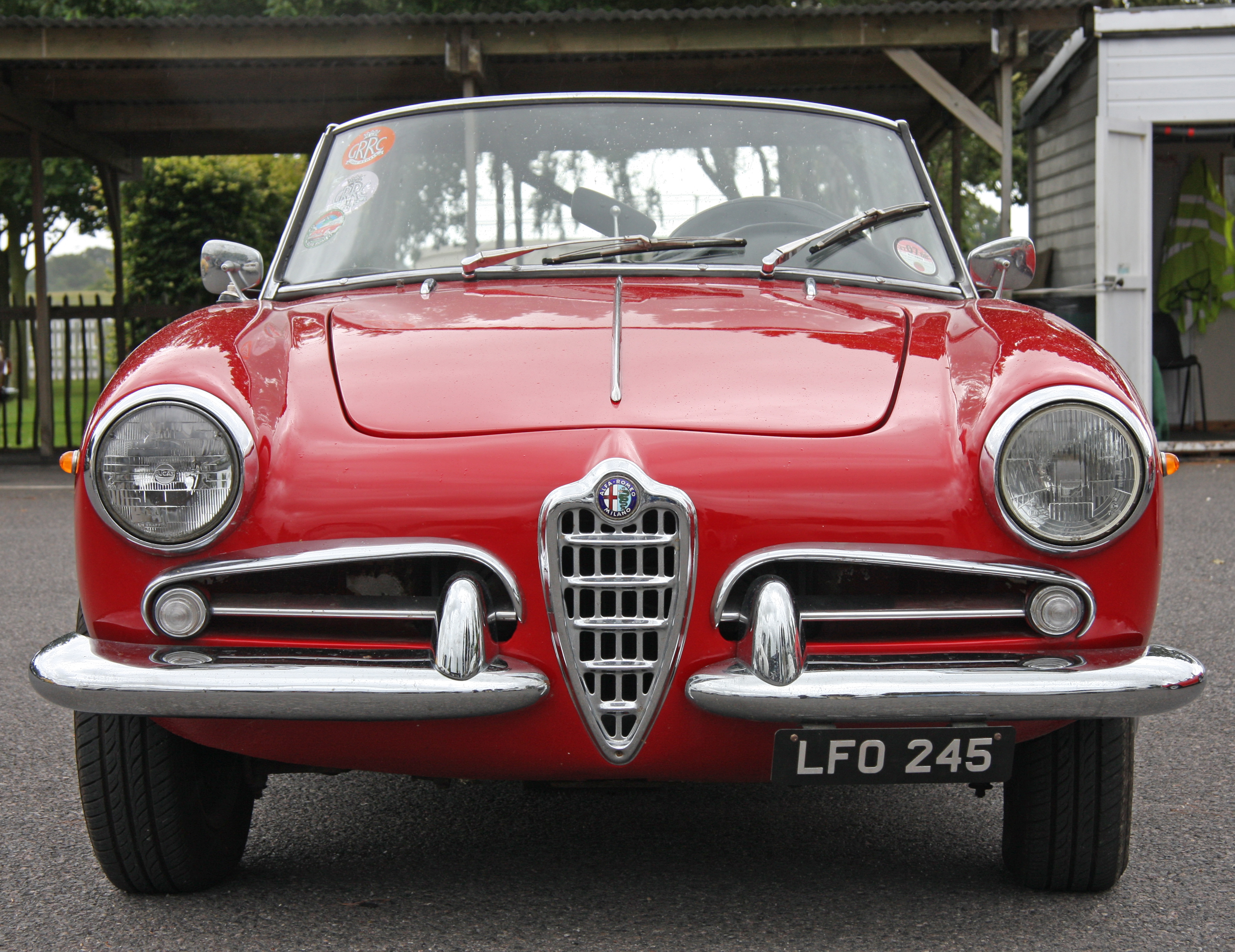
Alfa Romeo Giulietta Spider, 1954
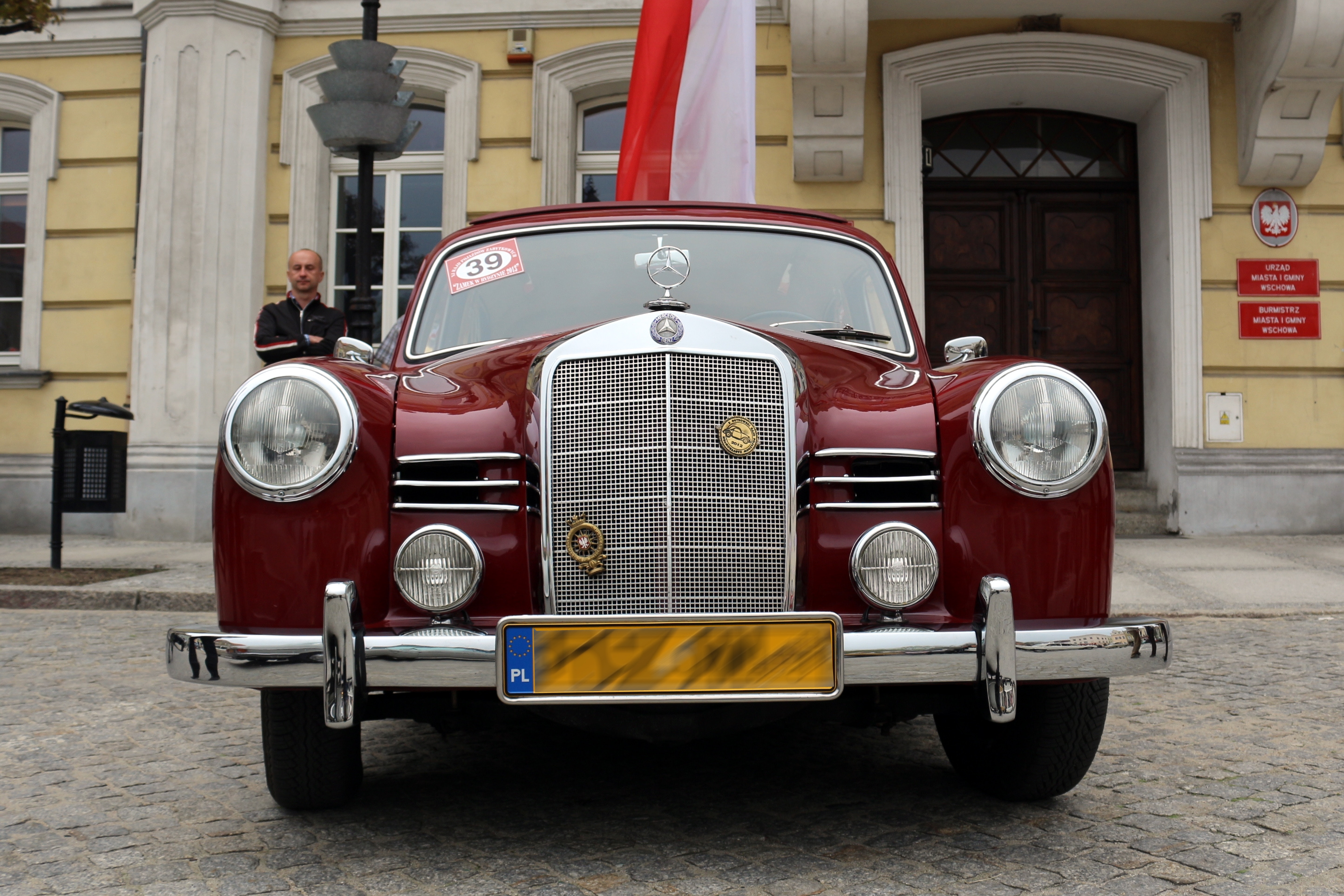
Mercedes-Benz 180D, 1954
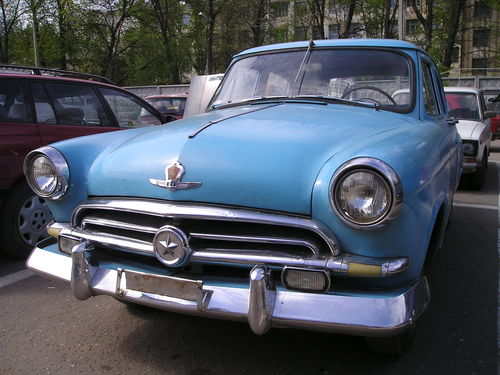
GAZ M-21 Wolga, 1956

#### Ponton mit Profil
Die Designer lernten schnell, wie eine Pontonkarosserie sachlich, aber dennoch mit persönlichem Profil zu formen ist. Eine Übung in Leichtbau und Aerodynamik führte bei Panhard zur Modellierung des Dyna Z mit einem beachtlichen niedrigen Luftwiderstandsbeiwert und ausdrucksstarker, avantgardistisch erscheinender Pontonkarosserie, die zunächst sogar aus Aluminium geformt wurde. Jan Wilsgaard gelang es beim Volvo Amazon, auf stilistische Auffälligkeit zu verzichten und gerade darum ein Auto zu schaffen, das nach Einschätzung des Volvo Generaldirektors Assar Gabrielsson aussah „wie ein Pin-up-Girl“.

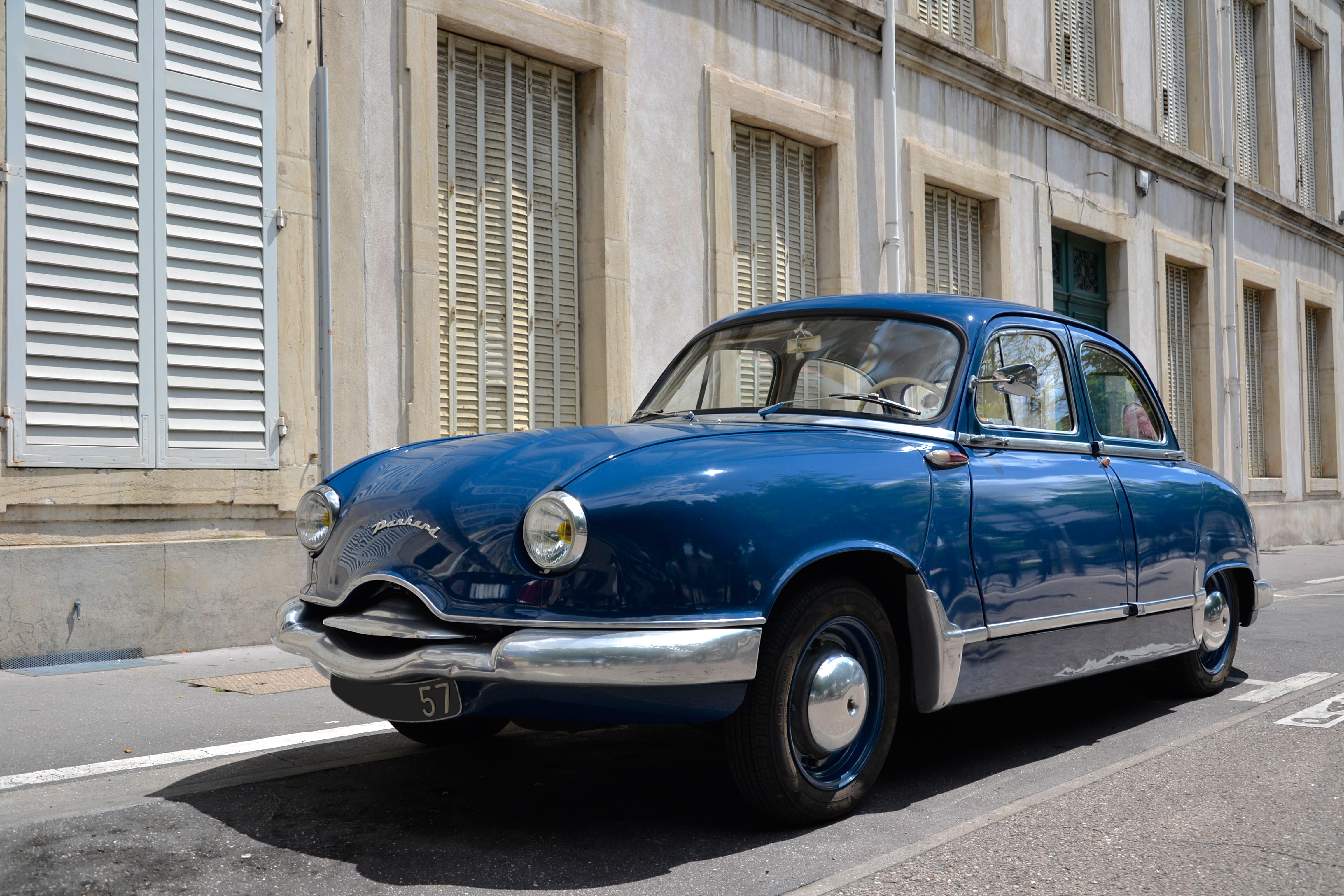
Panhard Dyna Z, 1953
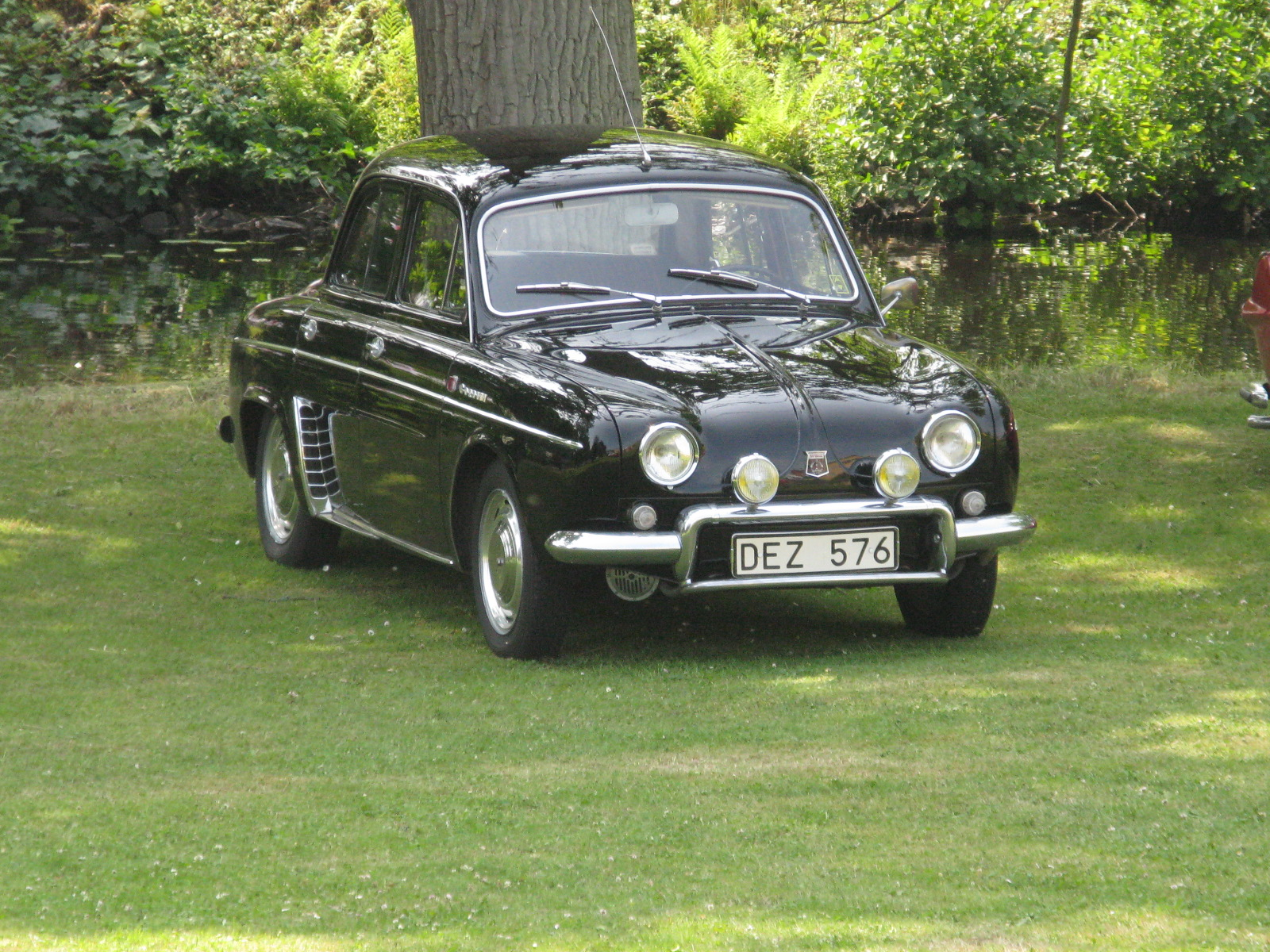
Renault Dauphine, 1956
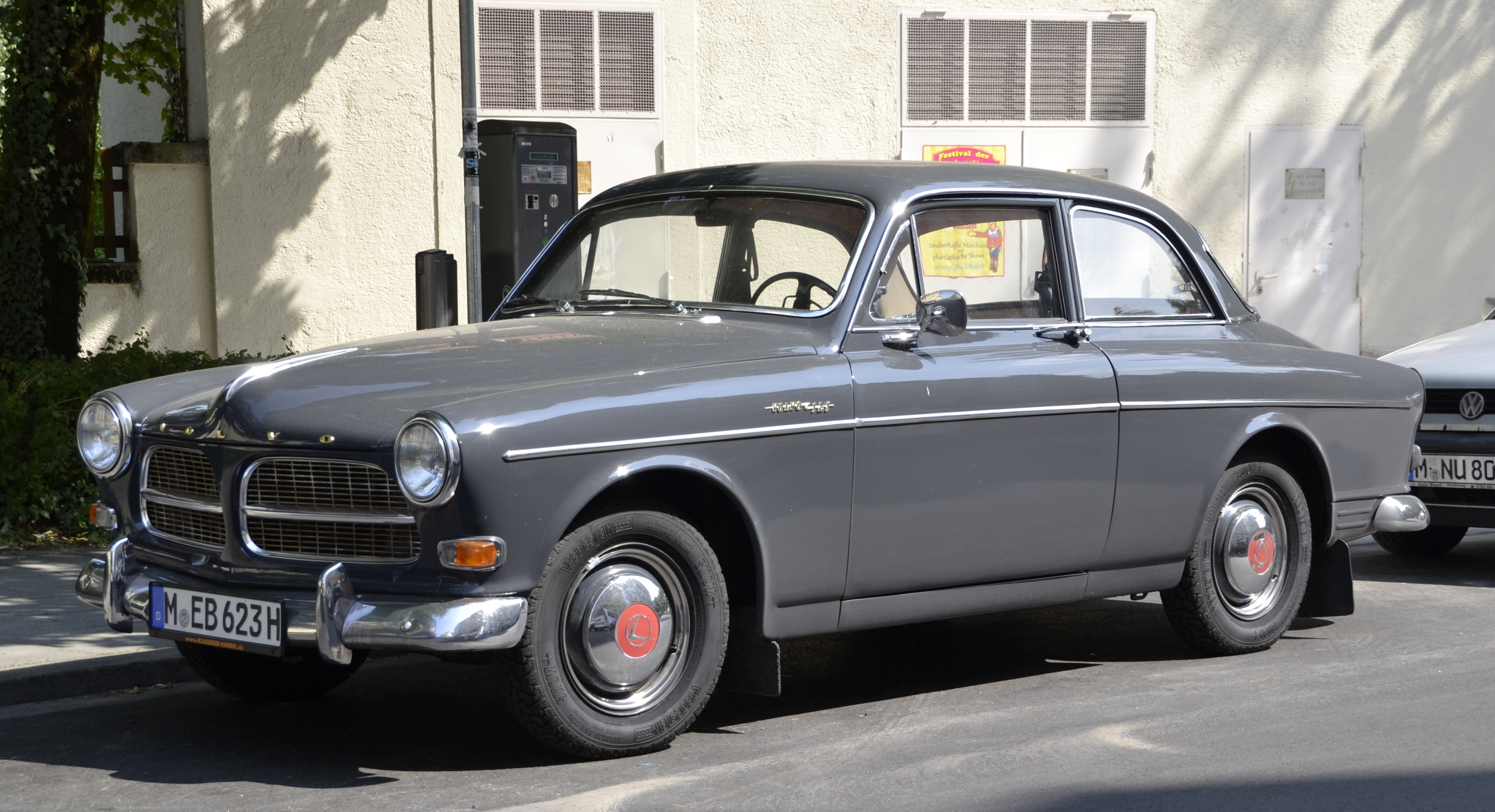
Volvo Amazon, 1956

#### Erotik des Roadsters
Lebensfreude und Irrationalität führten zur Gestaltung des Roadster. Die meist aus Rennwagen abgeleiteten offenen, zweisitzigen Automobile galten Mitte der 1950er Jahre als Ausdruck von Freiheitsliebe und Individualismus, die zudem Status und Potenz des Besitzers verstärkten. Obwohl eigentlich für den Jet Set prädestiniert, wurde der Roadster zu einer klassenlosen Fahrzeugkategorie, weil mehrere Großserienhersteller ihre eigene Version des offenen Sportwagens auf den Markt brachten. Nachdem die englischen Roadster, die den Trend gesetzt hatten, im Aero-Barock gestaltet wurden, zeigten der Austin-Healey 100 und vor allem die kontinental-europäischen Roadster wie der Alfa Romeo Giulietta Spider, die Lancia Aurelia B24 Spider und der Porsche 550 Spyder einen eleganten und dynamischen Auftritt – in einer schlank geschnittenen Form. Die amerikanische Spielart dieser Fahrzeuggattung fand in Gestalt der Corvette den Weg zum Kunden. Die Spitzenprodukte in Europa blieben aber unbestritten die Ferrari 250 und der Mercedes-Benz 300 SL.

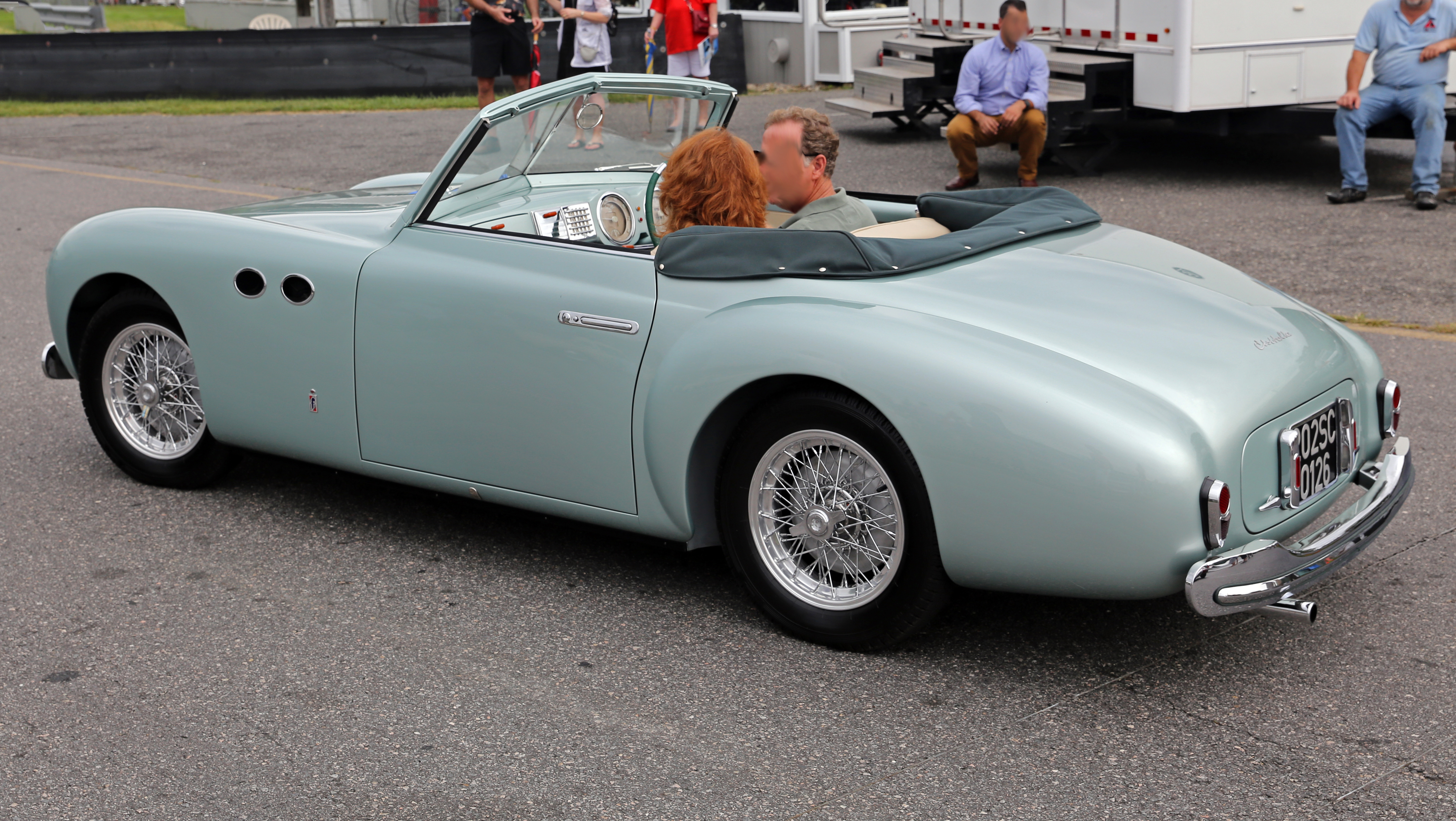
Cisitalia 202 Spyder, 1951
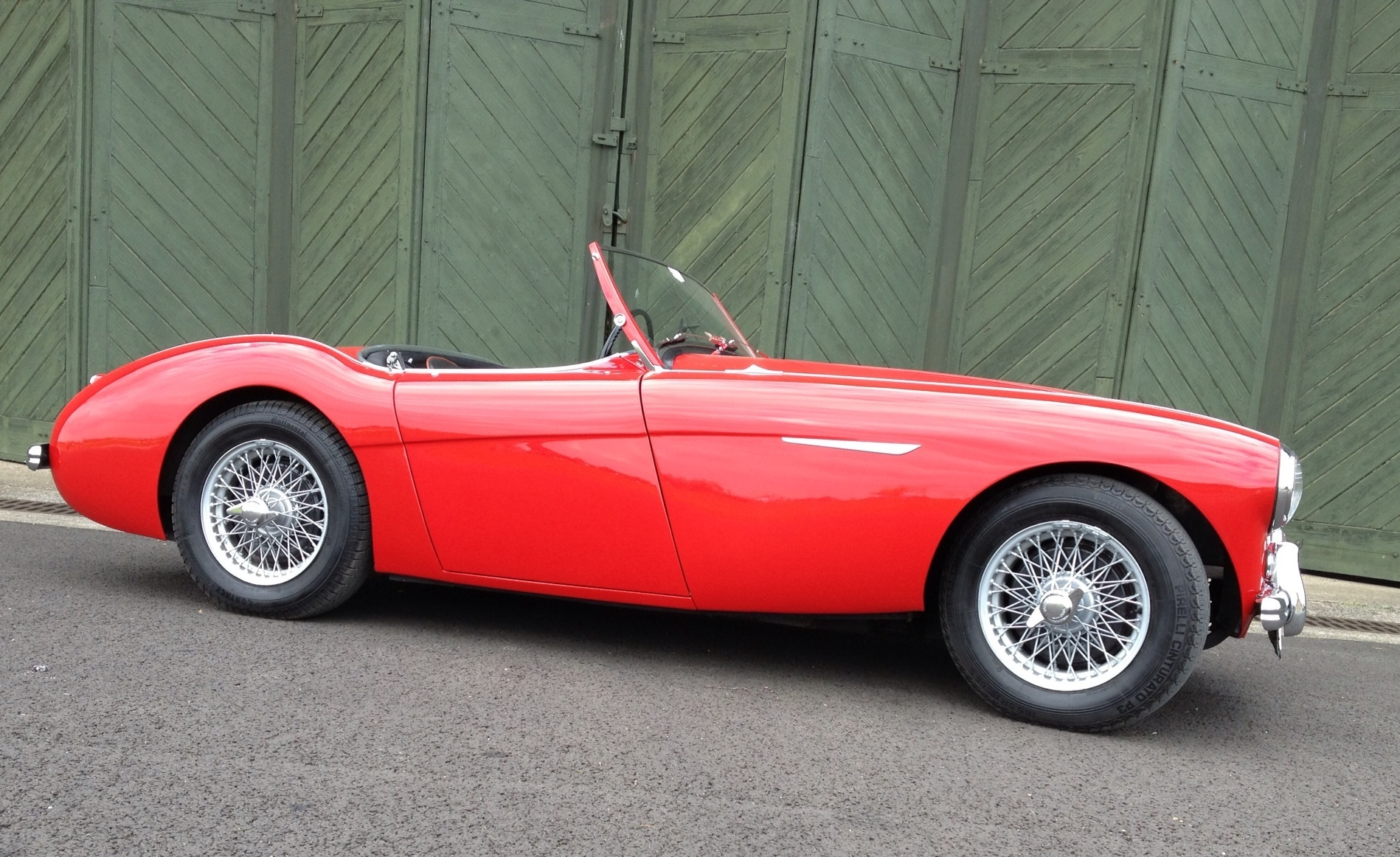
Austin-Healey 100, 1953
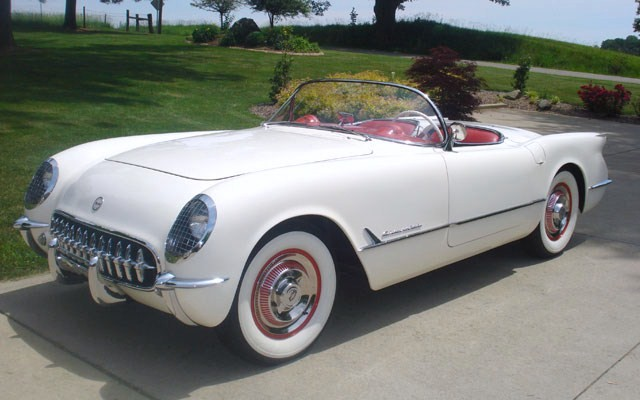
Corvette, 1953
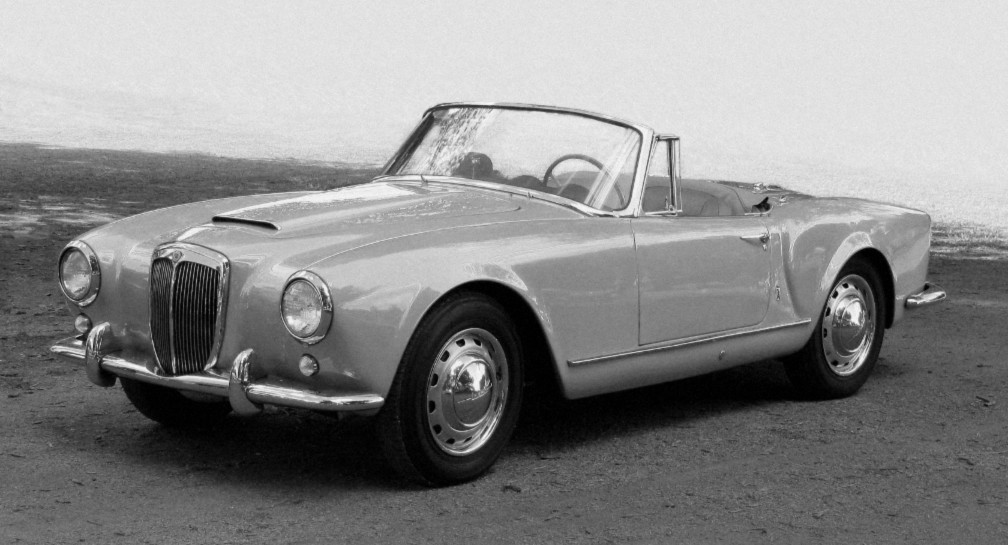
Lancia Aurelia B24 Spider, 1954
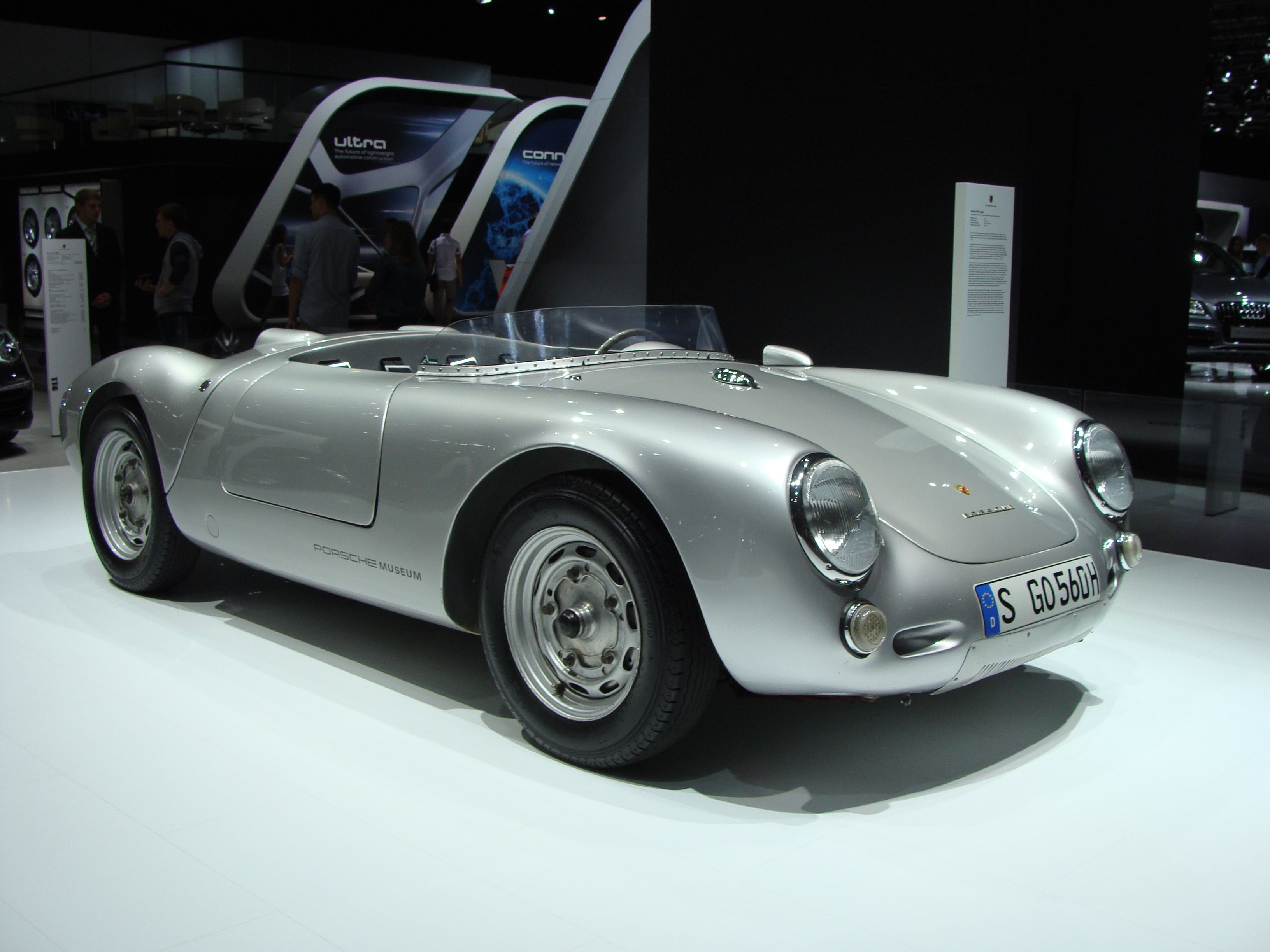
Porsche 550 Spyder, 1955
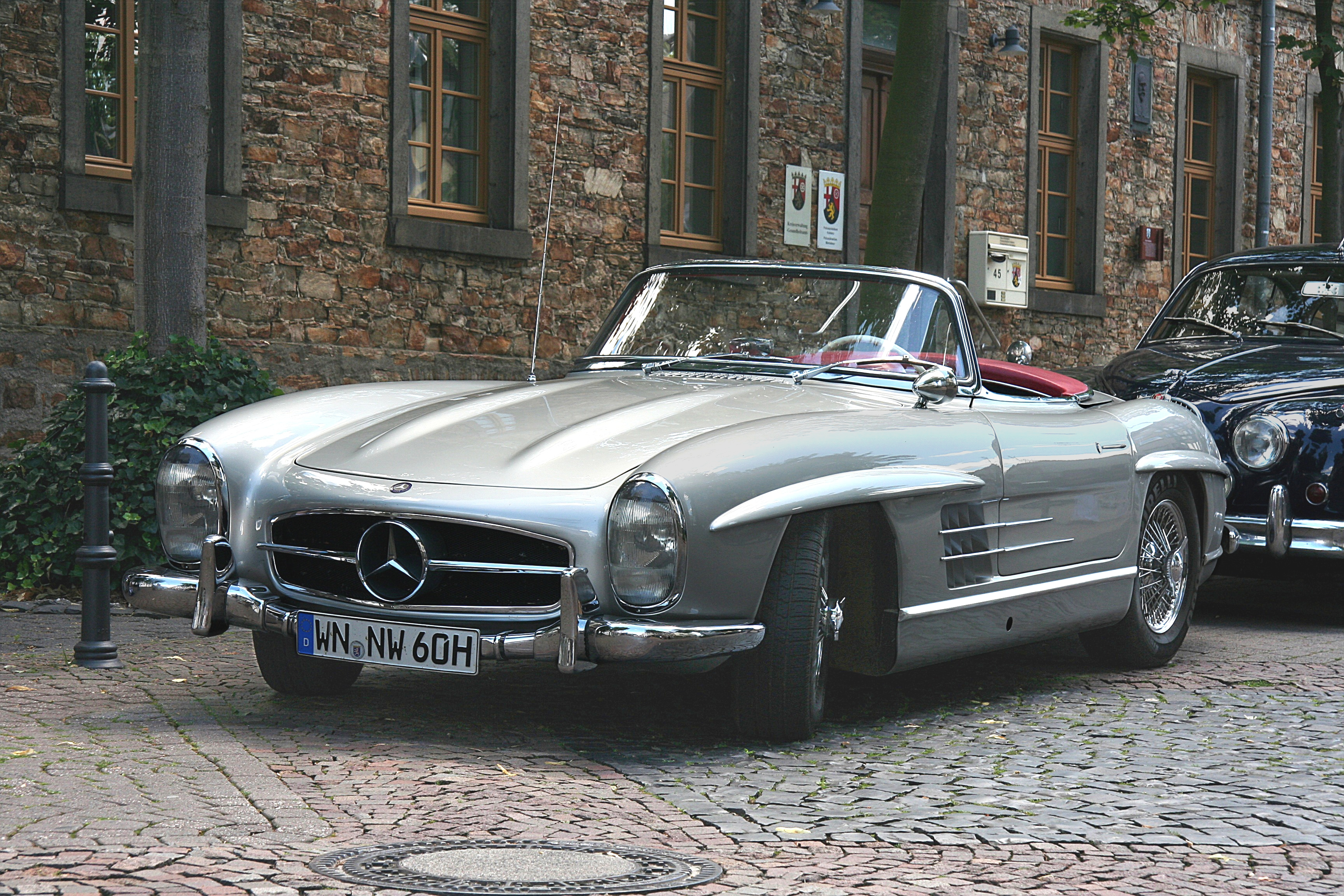
Mercedes-Benz 300 SL, 1957
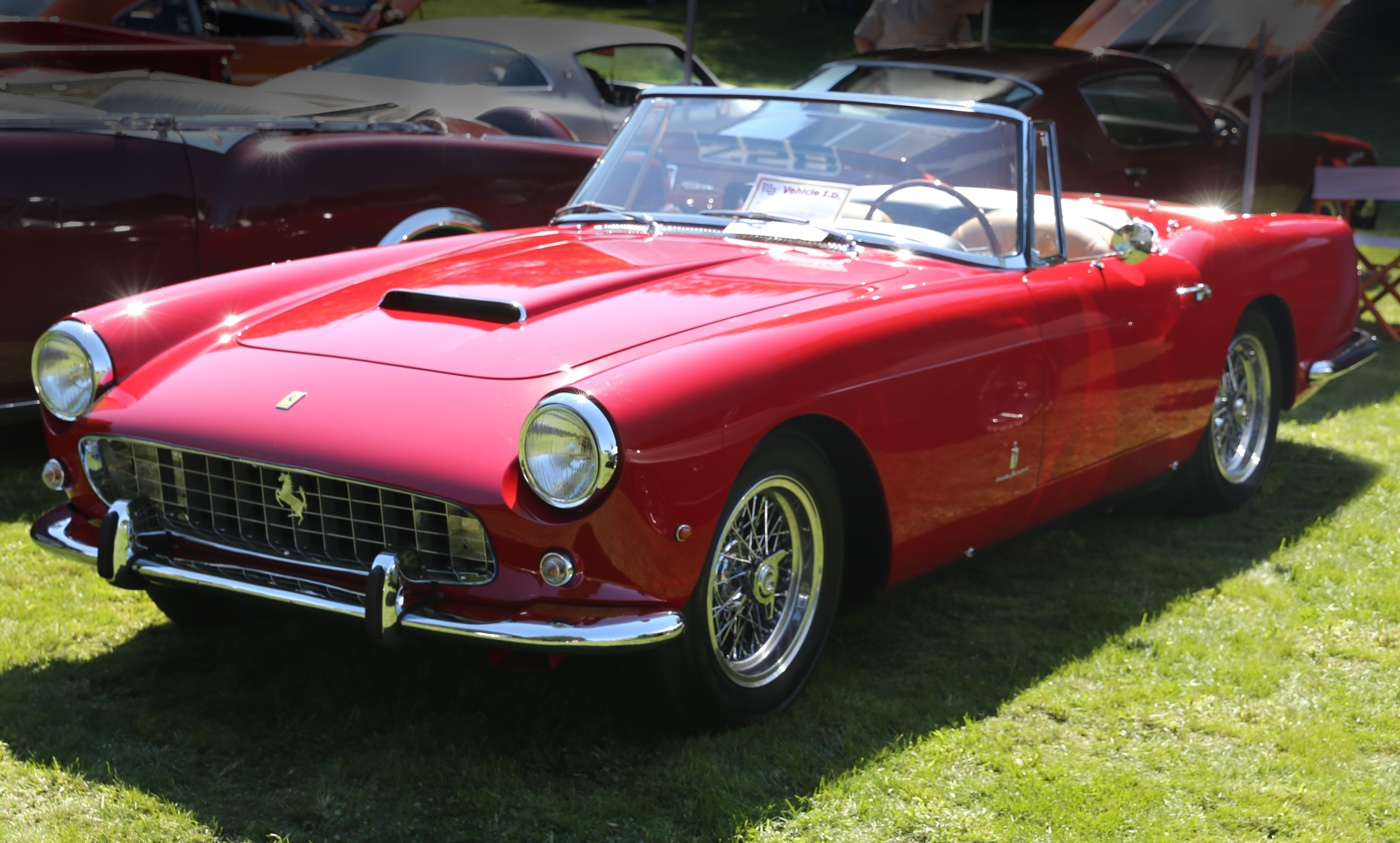
Ferrari 250 GT, 1958

Einzelne Formgestalter verstanden sich darauf, die ohnehin schon erotisch aufgeladene Linie des Roadsters überdeutlich ins Bild zu setzen. Albrecht Graf von Goertz zeichnete eine besonders knapp sitzende, fließende Karosserie für den BMW 507. Das Fahrzeug, das heute als Ikone gilt, erhielt damit die für die Zeit der 1950er Jahre „provokante Ausstrahlung einer Dame mit einem viel zu knappen Kleid“. Ähnliches gelang Malcolm Sayer bei der Modellierung des Jaguar E-Type. Obwohl Sayer nach eigener Aussage nur an einer mathematisch fundierten, optimierten aerodynamischen Form gelegen war, erzeugte er auf diese Weise „mit Phallus-Front und Spitz-Po die erotischste Form der Automobilgeschichte“.

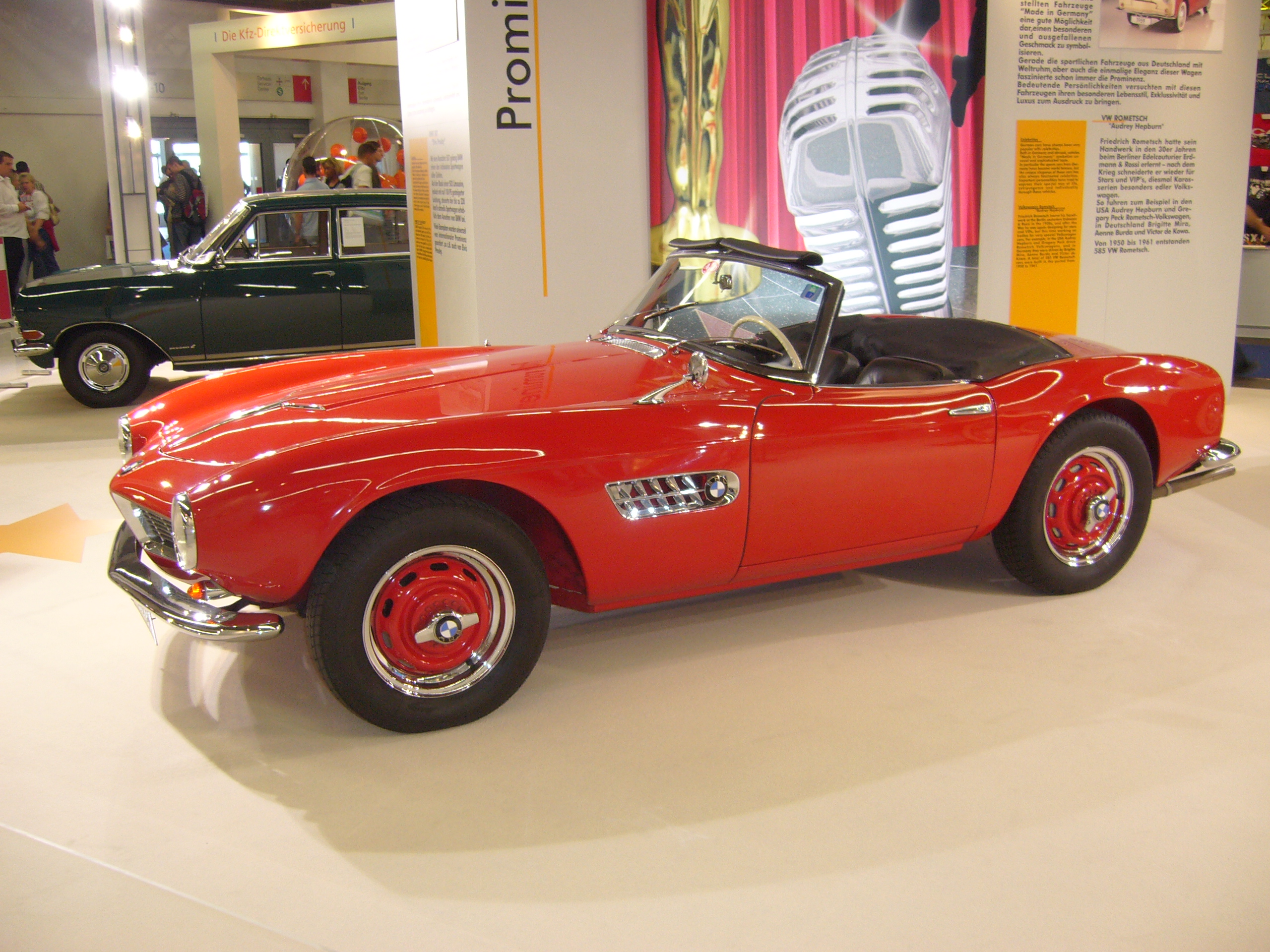
BMW 507, 1956
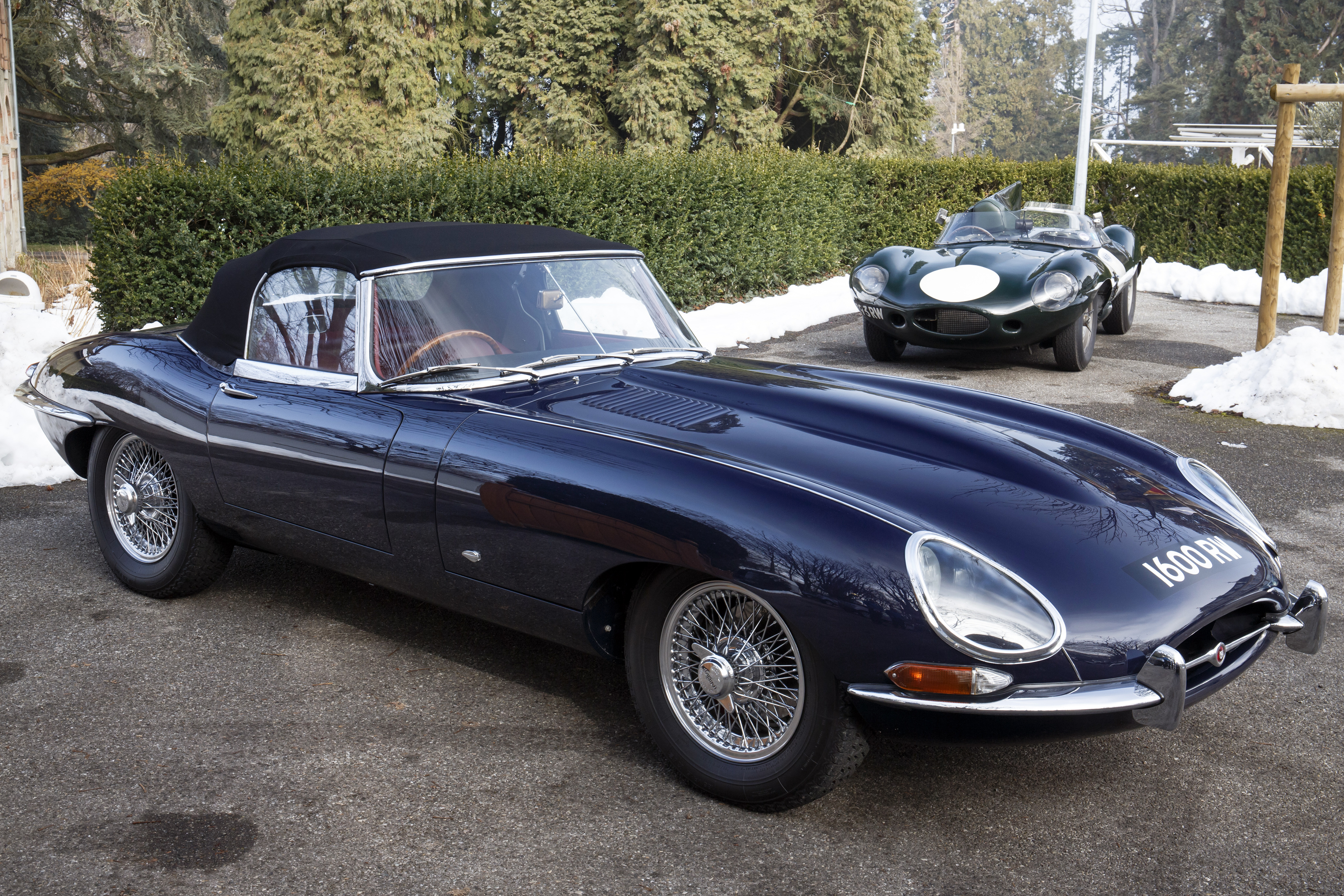
Jaguar E-Type Roadster, 1961

#### Mobilität in geringer Größe
Um möglichst viele Menschen zu mobilisieren, schufen die Hersteller möglichst vollwertige Automobile, aber mit geringen Abmessungen. Die Bemühungen, möglichst viel Nutzraum in sehr knappen Abmessungen zu finden, führten bei den Automobilingenieuren wie Dante Giacosa und Alec Issigonis zu neuartigen Konstruktionen und zu Formen, die schließlich das Image des Kleinwagens revolutionierten. Er war nicht nur klein, sondern wurde auch zu einer Modeerscheinung, die junge Nutzer mitunter als Ausdruck eines neuartigen Lebensgefühls empfanden. Der von Dante Giacosa mit einem straffen Gürtel geformte, eigentlich winzig-kleine Fiat 500 wurde in seiner Grundform ein Referenzpunkt einer ganzen Generation. Dem Austin Mini gab Alec Issigonis in seinen geringen Ausmaßen viel Zweckmäßigkeit mit – vor allem aber so viel Charme, dass das Fahrzeug im Verein mit dem gleichzeitig erfundenen Minirock zum Symbol für Jugendrebellion und Carneby-Pop werden konnte. „Die allgegenwärtigen Volksmobile sind Rückgrat der Mobilität und weniger Designikonen denn Universalkunstwerk.“

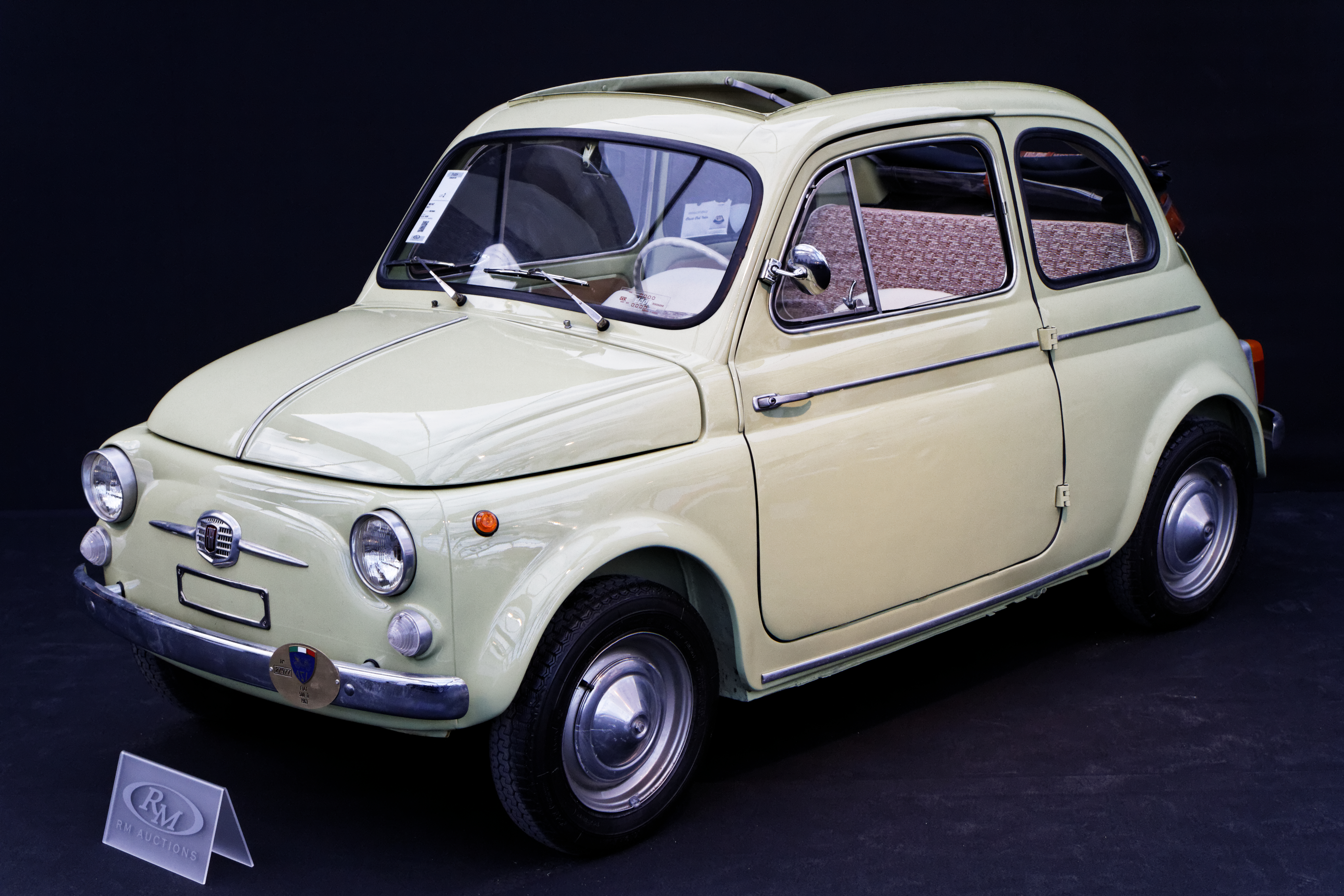
Fiat 500, 1957
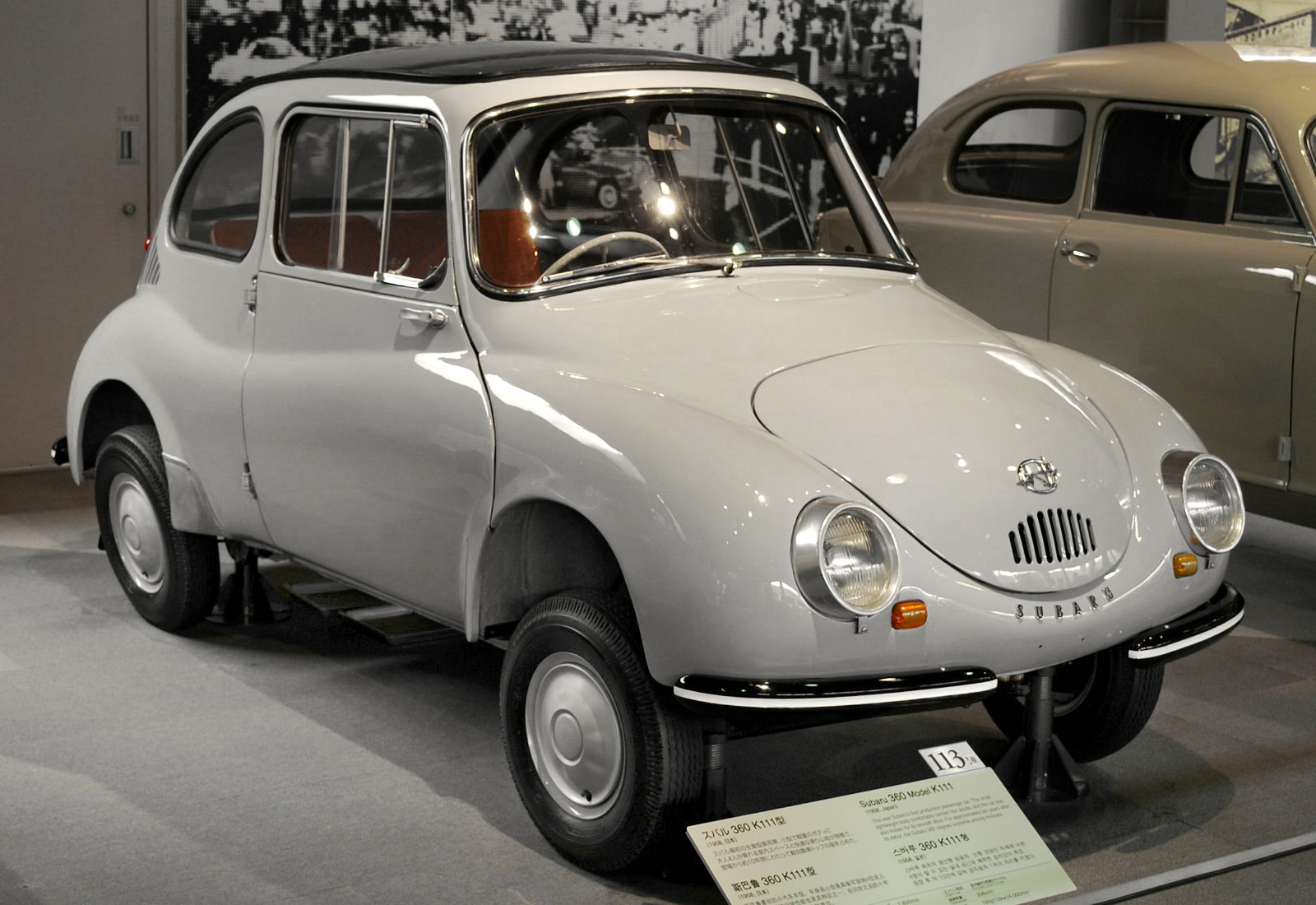
Subaru 360, 1958
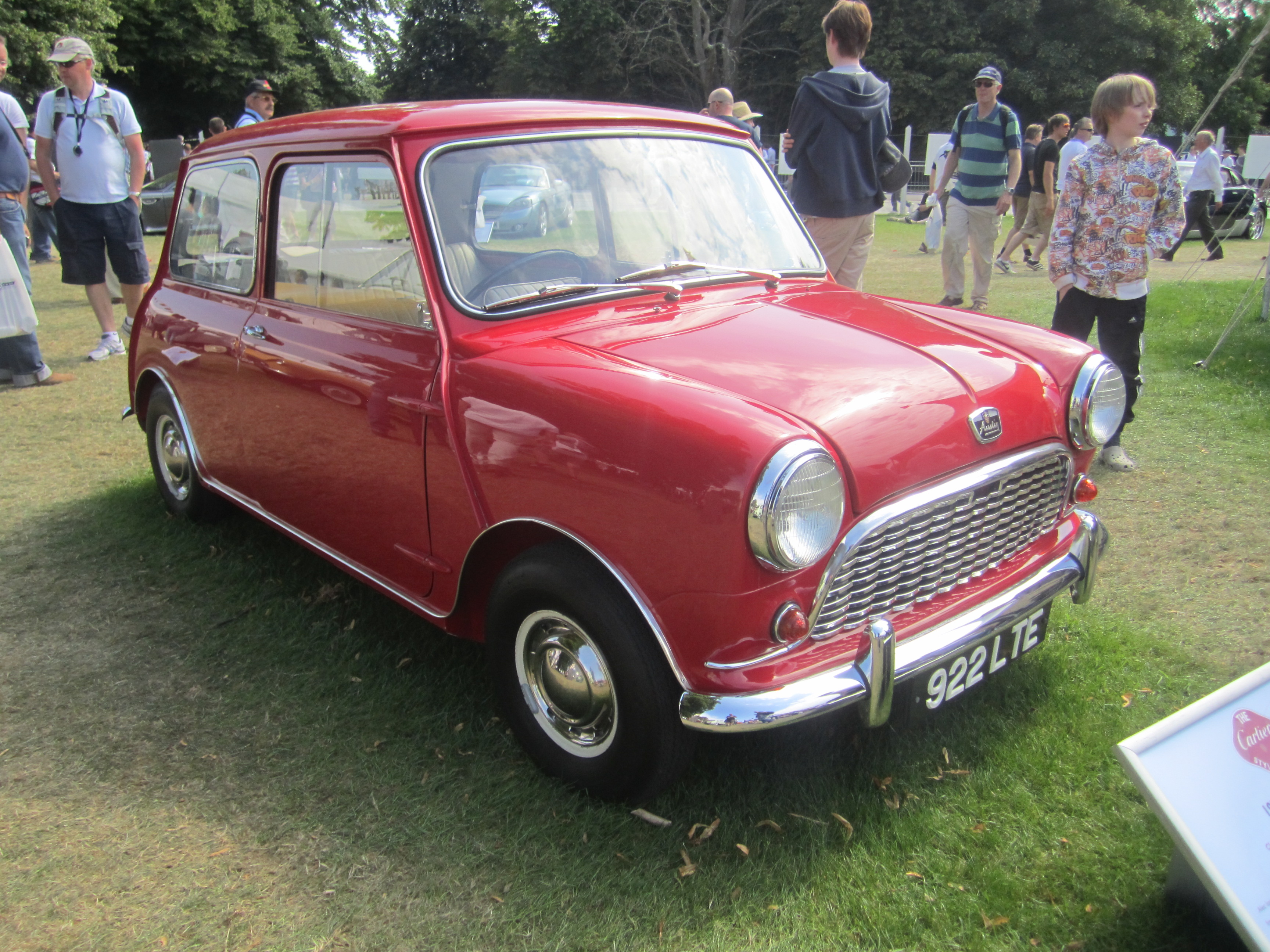
Austin Mini, 1959

#### K-Form
Wiederkehrend versuchten die Automobilhersteller, die sogenannte K-Form in die Automobilgestaltung einzuführen. Die K-Form geht auf Versuche der 1930er Jahre von Wunibald Kamm und Reinhard von Koenig-Fachsenfeld zurück, die zu einer aerodynamisch vorteilhaften Form mit Abrisskante und Steilheck führten. Die dann wegen des Krieges nicht gebauten BMW 332 und Alfa Romeo 6C 2000 Gazzella waren nach diesen Ideen entwickelt worden. Zum Kunden fand die K-Form erstmals 1952, als Carl F. W. Borgward seine große repräsentative Limousine Borgward Hansa 2400 vorstellte. Sie wurde allerdings damals nur sehr zurückhaltend aufgenommen.

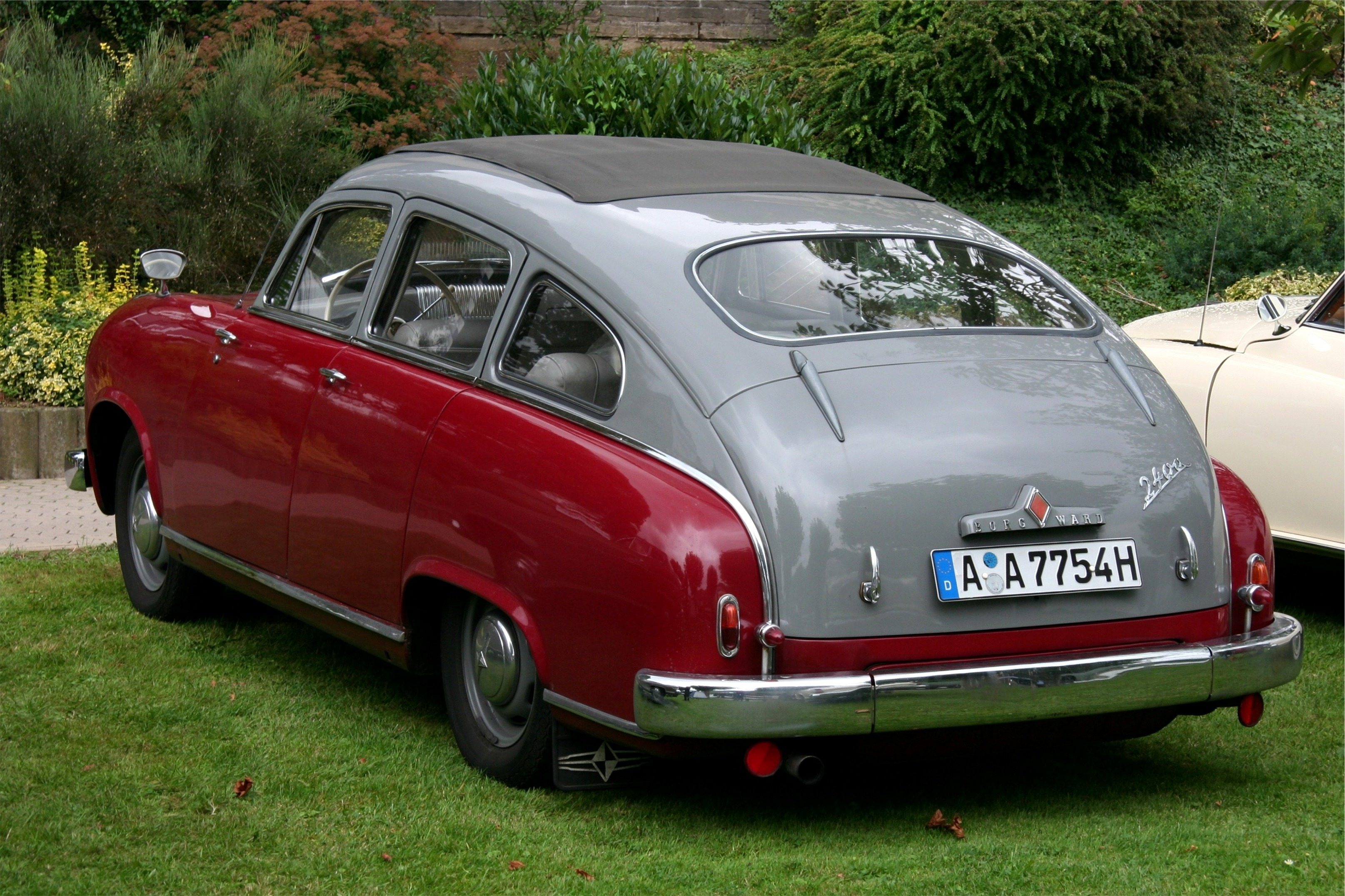
Borgward Hansa 2400, 1952

### Dominanz der Linie (seit dem Ende der 1950er Jahre)

#### Trapez-Linie
Passend zum kühlen Design, das auch für Gebrauchsgeräte verwendet wurde, erhielten die Autos mit dem Ende der 1950er Jahre Ecken, Kanten und Kniffe. Die weichgespülten Rundungen der muschelartigen Formen wurde durch eine sachlich-klare Linie ersetzt. Es war die Übersetzung des International Style auf das Automobildesign. Nachhaltig geprägt wurde dieses Linien-Design moderner Limousinen durch Battista Pinin Farina, der bei dem Einzelstück Florida II auf Lancia-Basis erstmals die sogenannte Trapezlinie durchformte. Pininfarina deklinierte die neue Form anschließend bei den im Publikum sehr positiv aufgenommenen Lancia Flaminia, Fiat 1800 und Peugeot 404. Die kantige Gestaltung sah von der Seite betrachtet aus wie ein Trapez: Die betonte Gürtellinie war am Ende der Motorhaube und des Kofferraums über die Bodenlinie hinausgezogen; gegenläufig verjüngte sich der Pavillon von der Gürtellinie an nach oben. In Deutschland war der als Gelsenkirchener Barock bespöttelte Taunus 17M 1957 einer der ersten Vertreter der Trapezlinie, die den Kunden beim Zackenford als zu amerikanisch und zu wenig ausgewogen erschien. Später zeigten der von Jupp Dienst gezeichnete DKW F 12 und der von Werner Lang verantwortete Trabant 601 eine tadellose Trapezlinie.

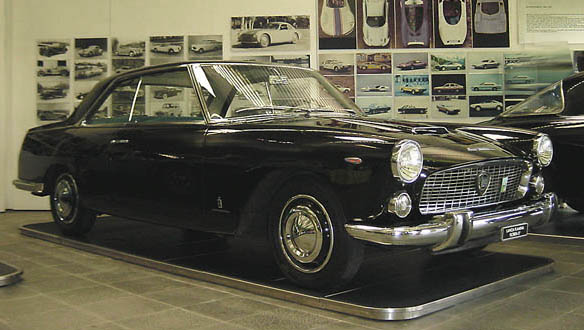
Lancia Florida II, 1957
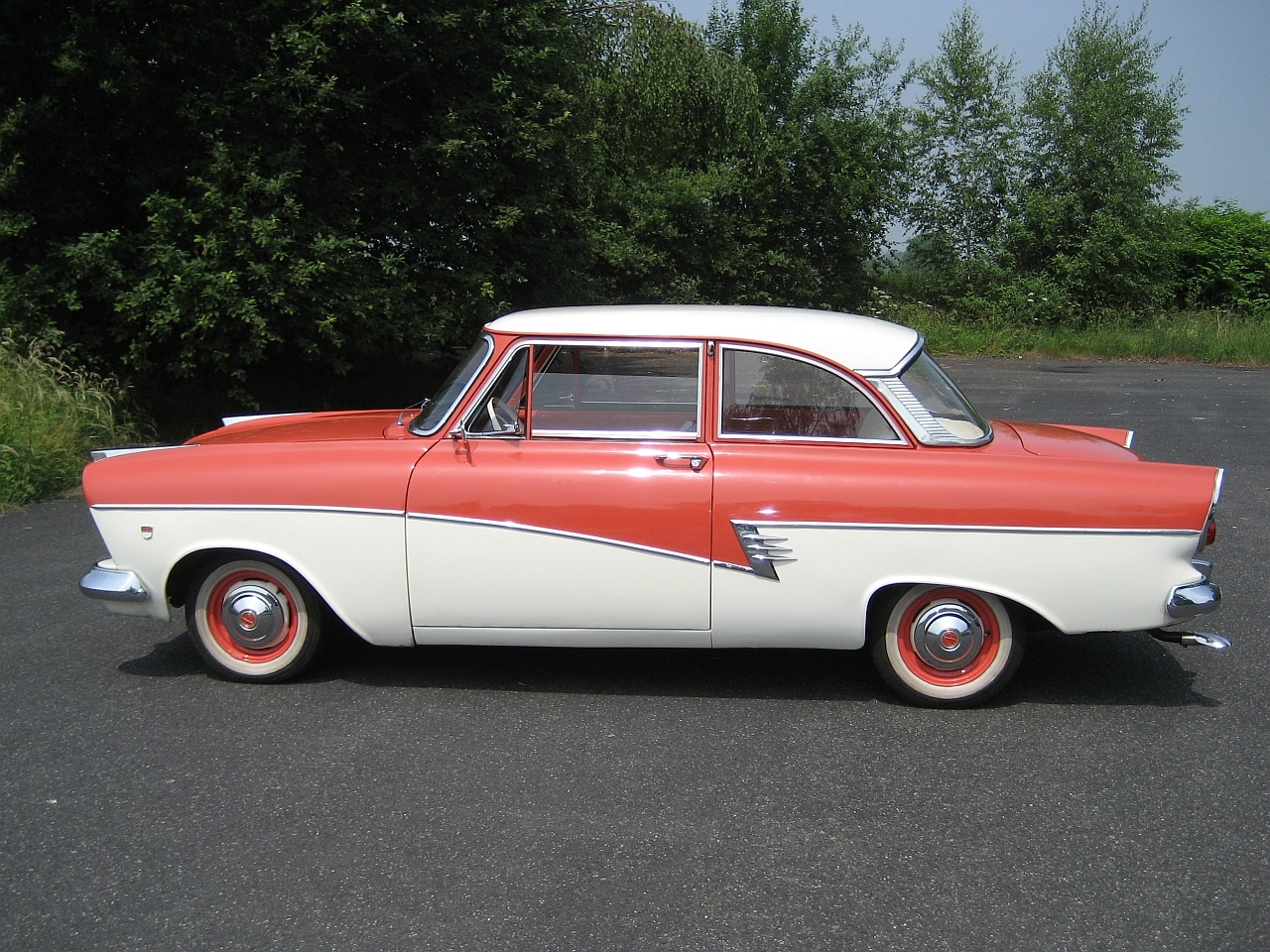
Taunus 17M, 1957
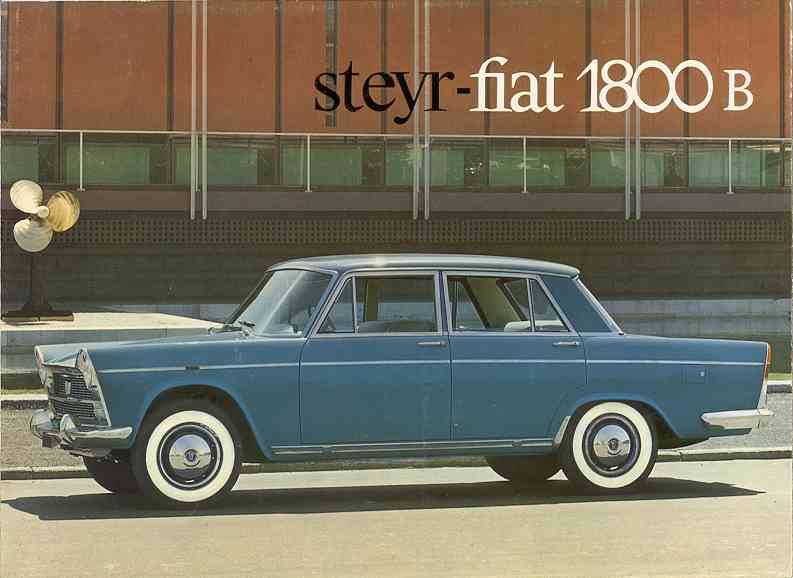
Fiat 1800, 1959
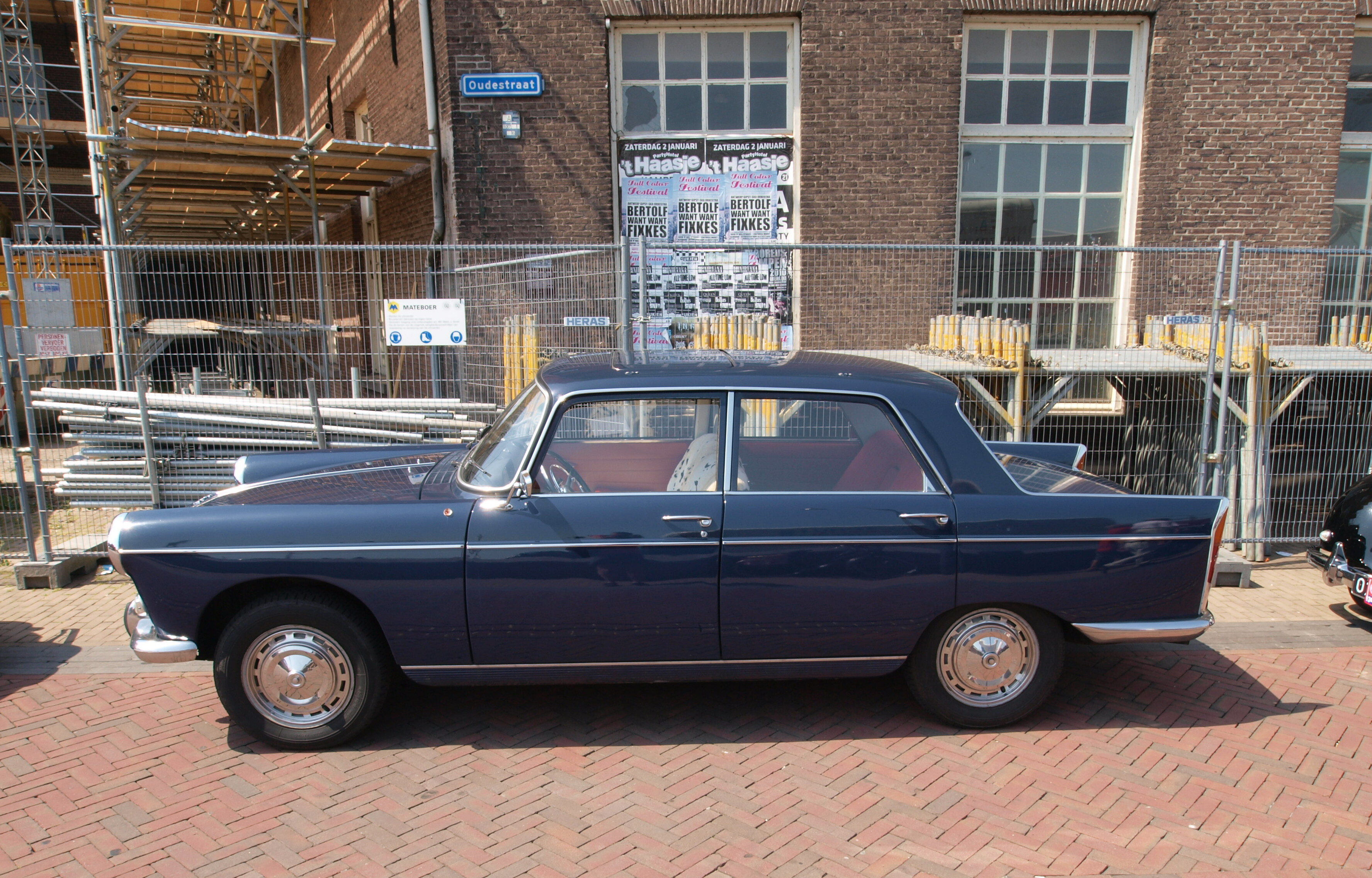
Peugeot 404, 1960
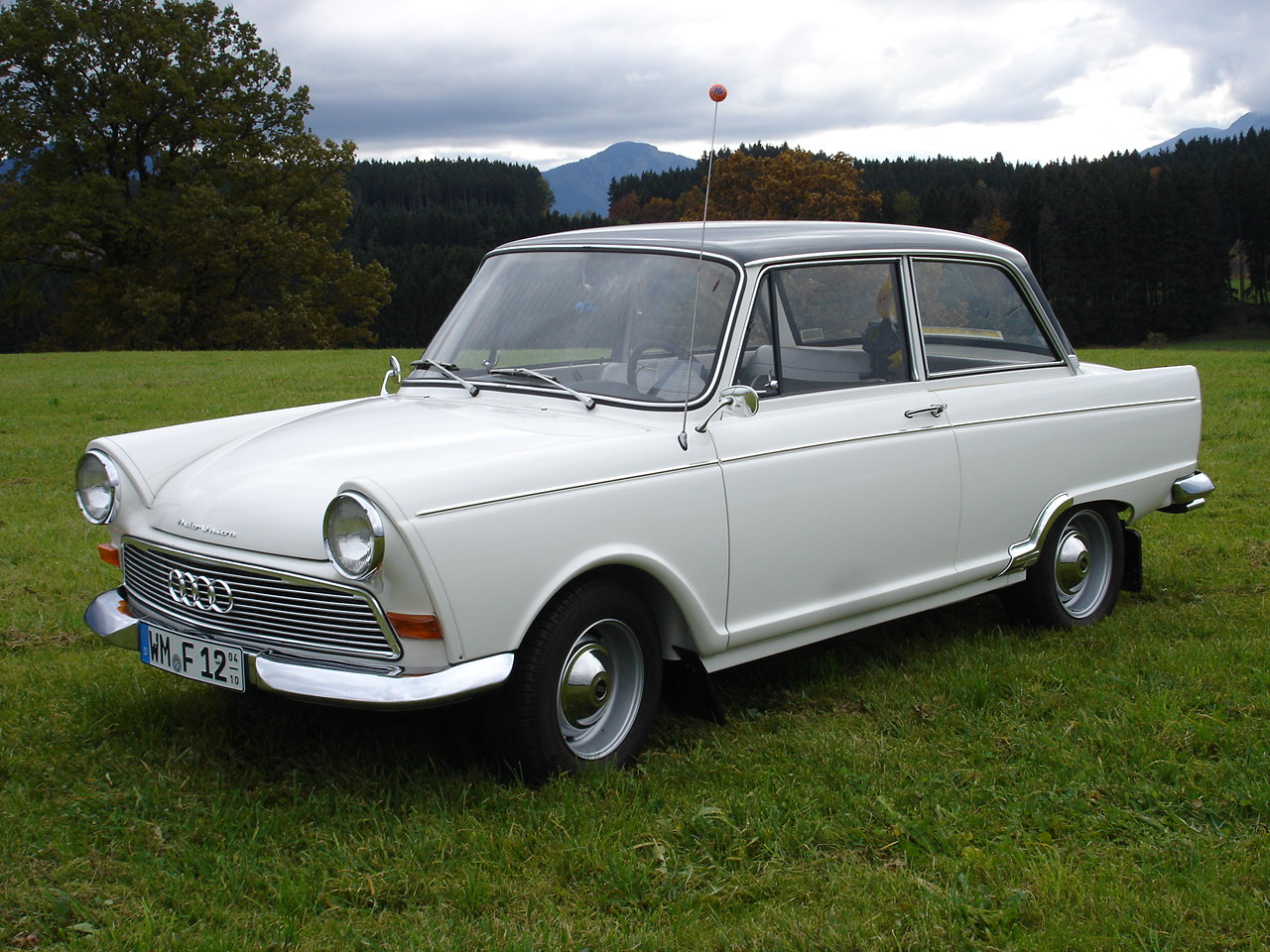
DKW F 12, 1963
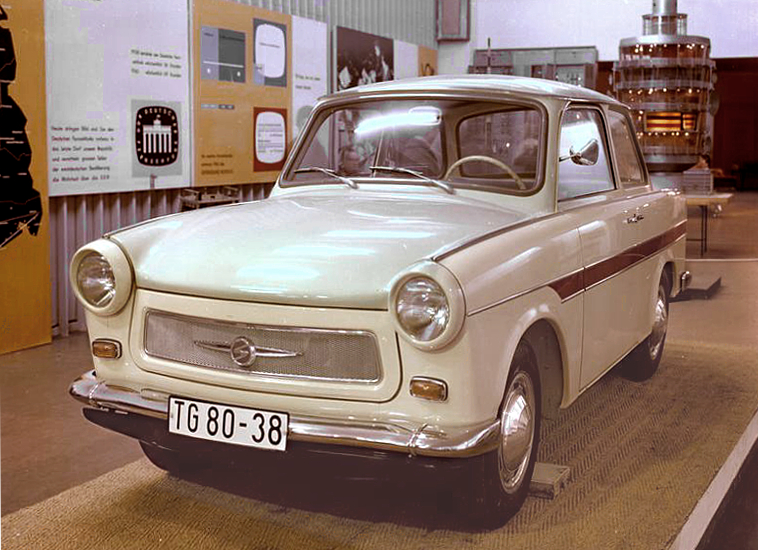
Trabant 601, 1963

#### Elitäre Limousine
Die ausgewogenen Proportionen der von Battista Pinin Farina entwickelten Trapezform prädestinierten dieses Design für elitäre Limousinen. Bereits der Vorreiter des Trapezes, die Lancia Flaminia, war eine damenhafte, großbürgerliche Erscheinung – damals Italiens größtes und luxuriösestes Automobil. Die überaus kultivierte und klassische Reiselimousine wurde gerne von Würdenträgern der katholischen Kirche gefahren. Die präsidiale Steigerung erschien 1961 in Form der verlängerten Landaulet-Version, die Jahrzehnte sowohl vom italienischen Staatspräsidenten wie auch vom Papst genutzt wurde. Als sich Rolls-Royce zum Bau einer kompakteren Limousine, des Silver Shadow, entschloss, wählte Chefdesigner John Blatchley ebenfalls die herrschaftliche Trapezform. Sie wurde damit über Jahrzehnte zum Inbegriff elitärer Automobilgestalt.

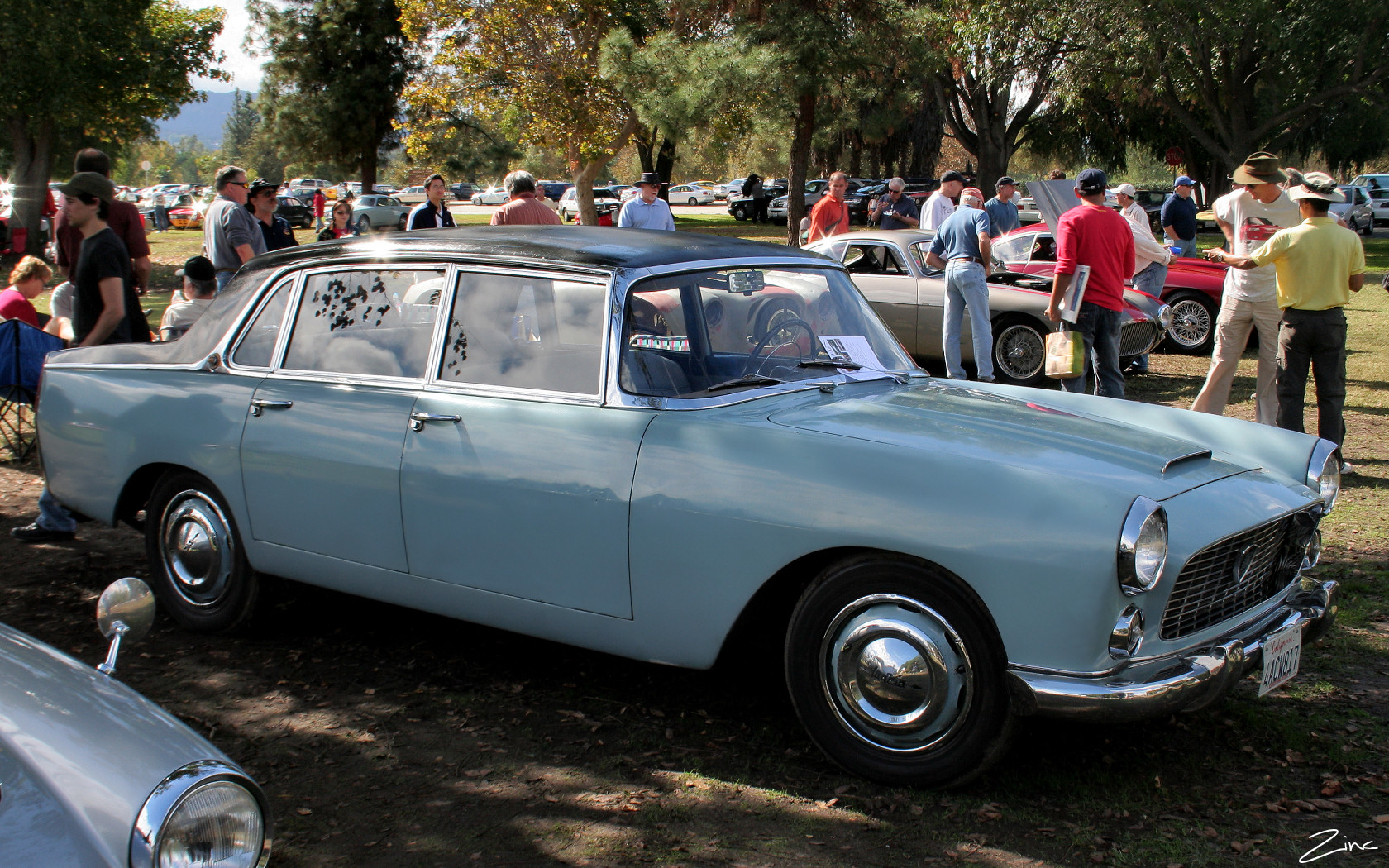
Lancia Flaminia, 1957
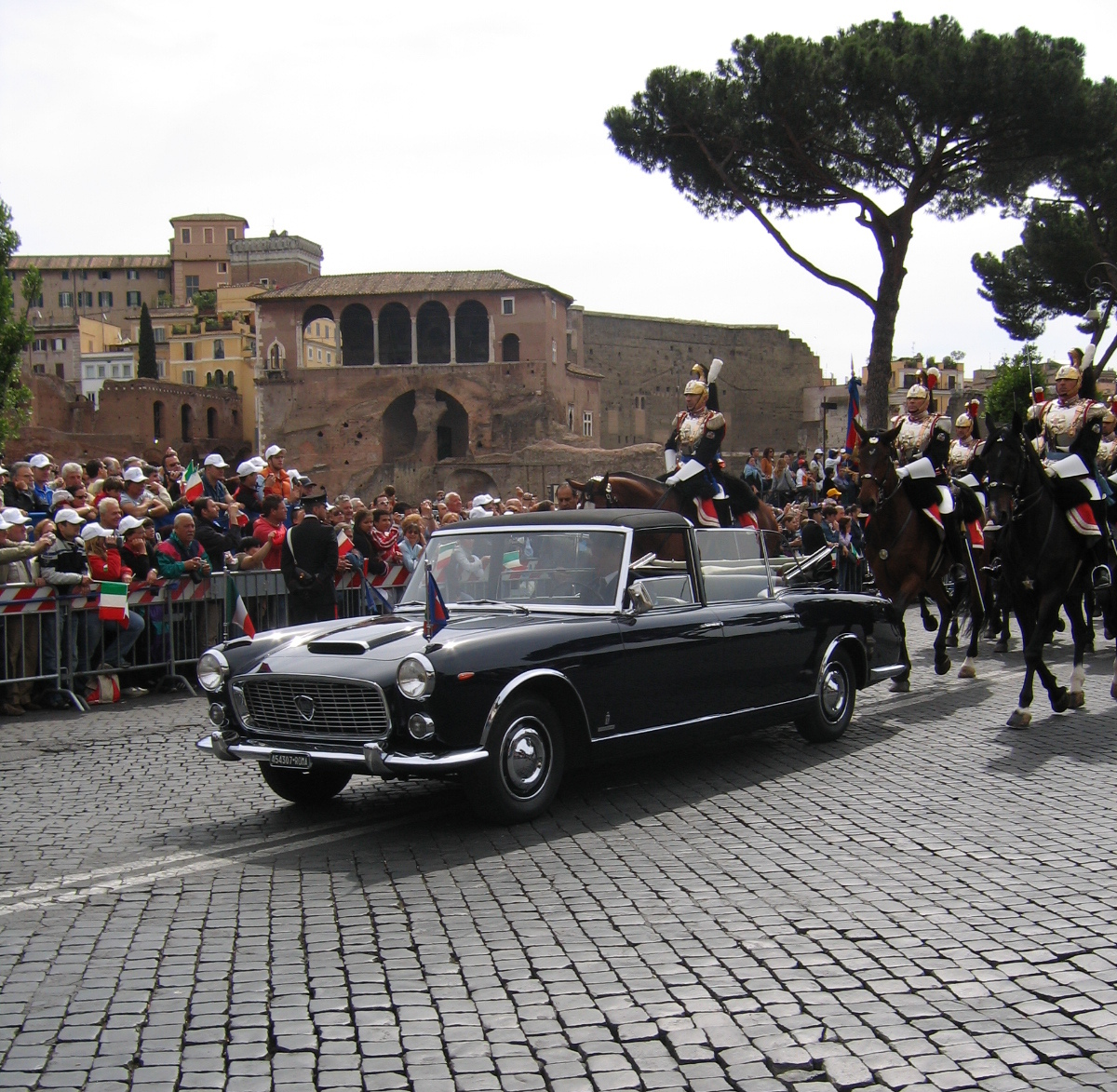
Lancia Flaminia Presidenziale, 1961
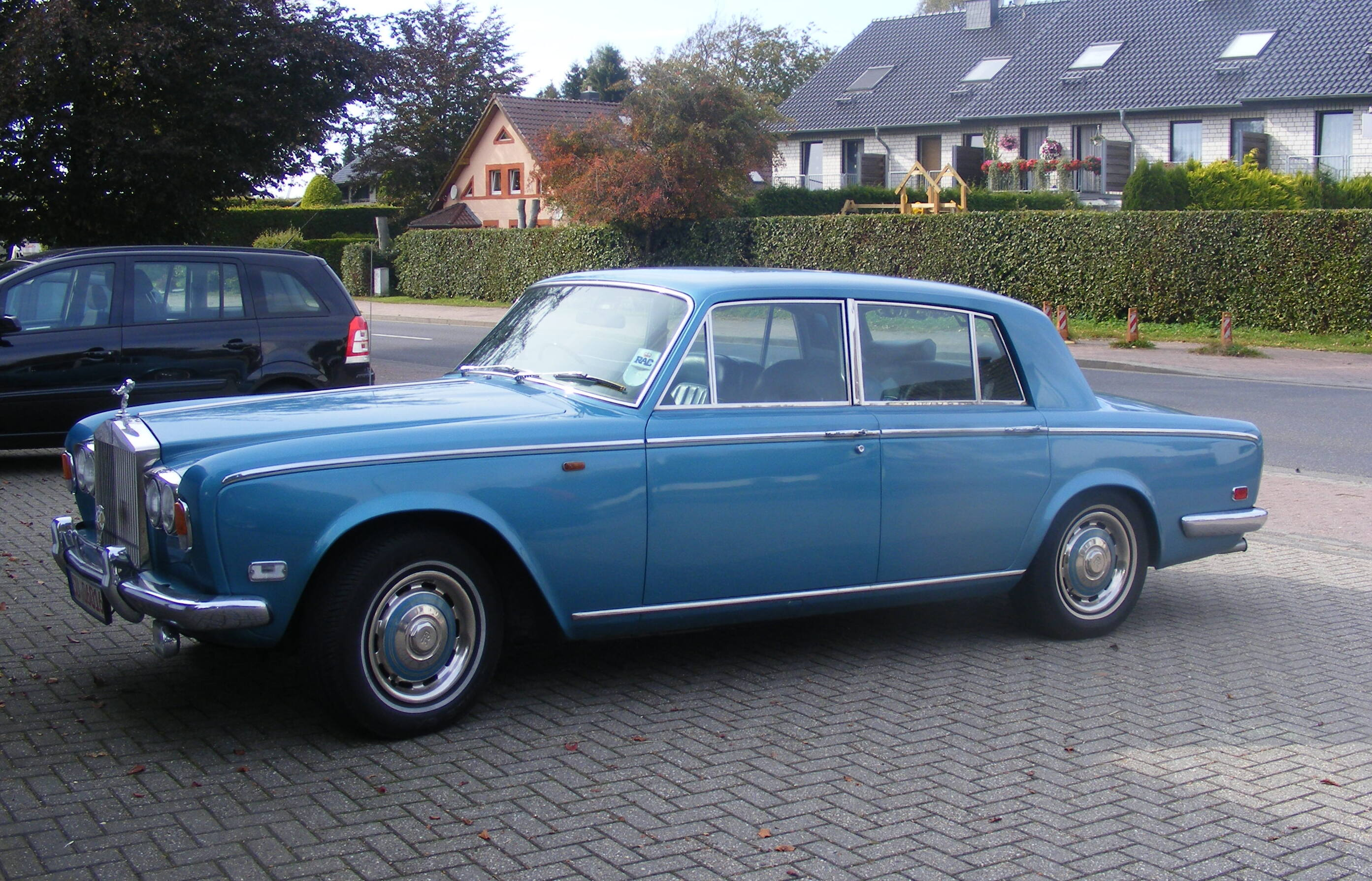
Rolls-Royce Silver Shadow, 1965

#### Compact-Form
Eine umlaufende Sicke in der Seitenlinie des Fahrzeugs sorgte ab 1960 für eine neue, originellere Modellierung beim Autodesign. Der „Blechkniff“, der die Gürtellinie betonte, sorgte für eine Spannung erzeugende Lichtkante: Oberhalb der Sicke spiegelte sich das Licht, was für eine erhellte Fahrzeugschulter sorgte; darunter erschien eine Schattenpartie, die die Eintönigkeit der Seiten wirkungsvoll modellierte. Frühzeitig führten die Designer diese Sicke um das gesamte Auto herum und schufen so einen Eindruck von Einheitlichkeit. Das Fahrzeug wurde in ein Oben und Unten gegliedert – und nicht mehr in Kotflügel, Hauben und Aufbauten. Angeblich wurde der Blechfalz ursprünglich erfunden, um unterschiedliche Karosserieteile miteinander verbinden zu können, deren Stoßkante dann hinter einer Chromleiste verborgen wurde. Auf jeden Fall wurde diese Compact-Form genannte Designlinie nach ihrem erstmaligen Erscheinen 1960 beim von Ned Nickles gezeichneten Chevrolet Corvair schnell bei zahlreichen Herstellern in Europa zitiert. Der NSU Prinz 4 wirkte sogar wie eine vollständige Adaption des amerikanischen Vorbilds. Varianten zeigten der Fiat 1500 und der Karmann-Ghia Typ 34. In Osteuropa war die Compact-Form aufgrund des bis 1979 gebauten Zastava 1300/1500 und des bis 1994 gebauten SAS-968M „Saporoshez“ noch weit über die Mode hinaus im Straßenbild gegenwärtig.

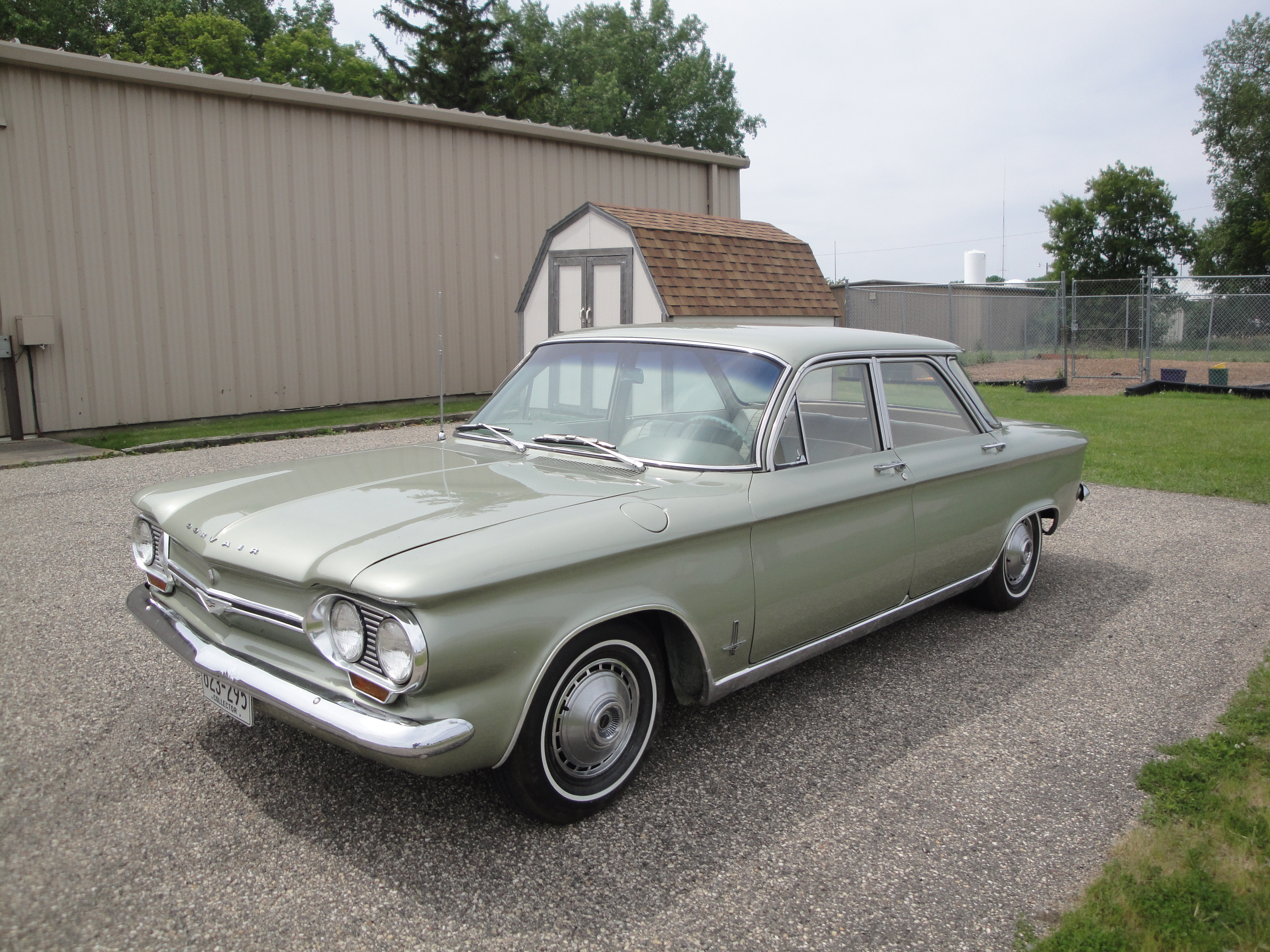
Chevrolet Corvair, 1960
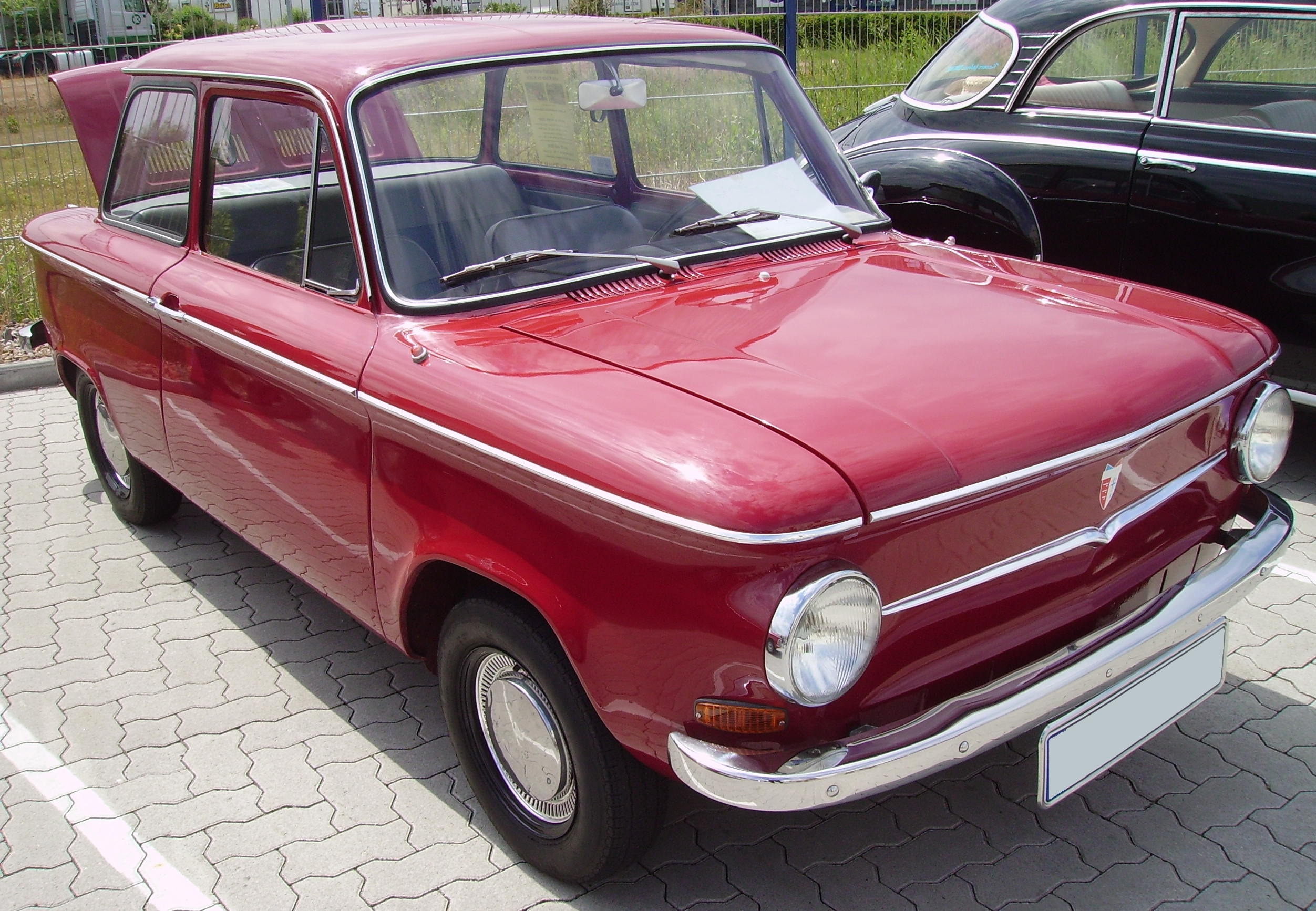
NSU Prinz 4, 1961
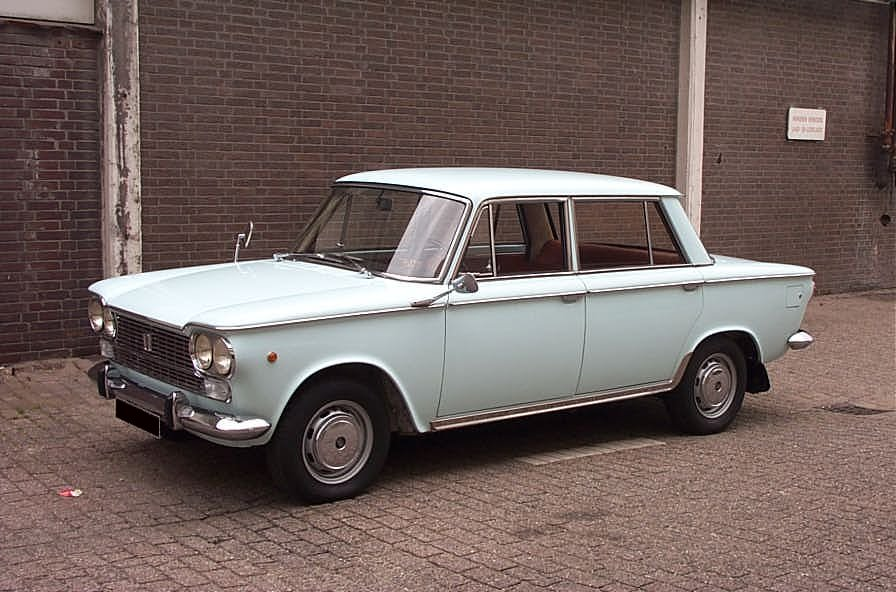
Fiat 1500, 1961
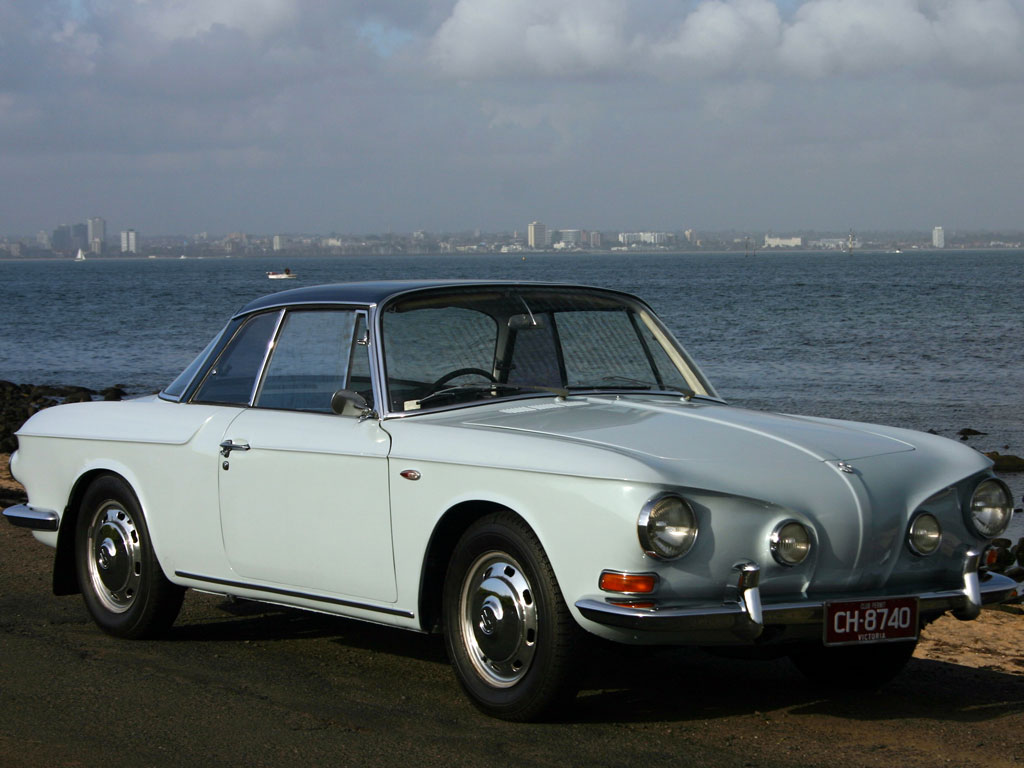
VW Karmann-Ghia Typ 34, 1961

#### Fließende Linie
Einen eigenen Weg beschritt 1960 Uwe Bahnsen mit der Gestaltung des Taunus 17M. Für den Ford mischte der Designer Geometrisches mit Organischem und schaffte so das Urbild der Fließenden Linie. Gegen alle Trends der Zeit verzichtete der Ford auf grafisch motivierten Chromschmuck und wirkte durch seine glatte, schnörkellose Form, bei der in gekurvter, ununterbrochener Linie Front, Seite und Heck zusammengeführt wurden. Die Stoßstangen wurden dabei integraler Bestandteil des Wagenkörpers. Die sogenannte Stromform wurde von der Presse als revolutionäre Abkehr von der Trapezlinie gefeiert und von Ford selbst als Linie der Vernunft vermarktet. Die Kunden schätzten die neue Linie, wenn sie auch als Badewanne verulkt wurde. Die fließenden Linien wurden dennoch stilprägend. Pininfarina zeigte 1965 mit dem Peugeot 204, wie sich eine fließende Linie modellieren lässt, die nicht nach Badewanne aussieht.

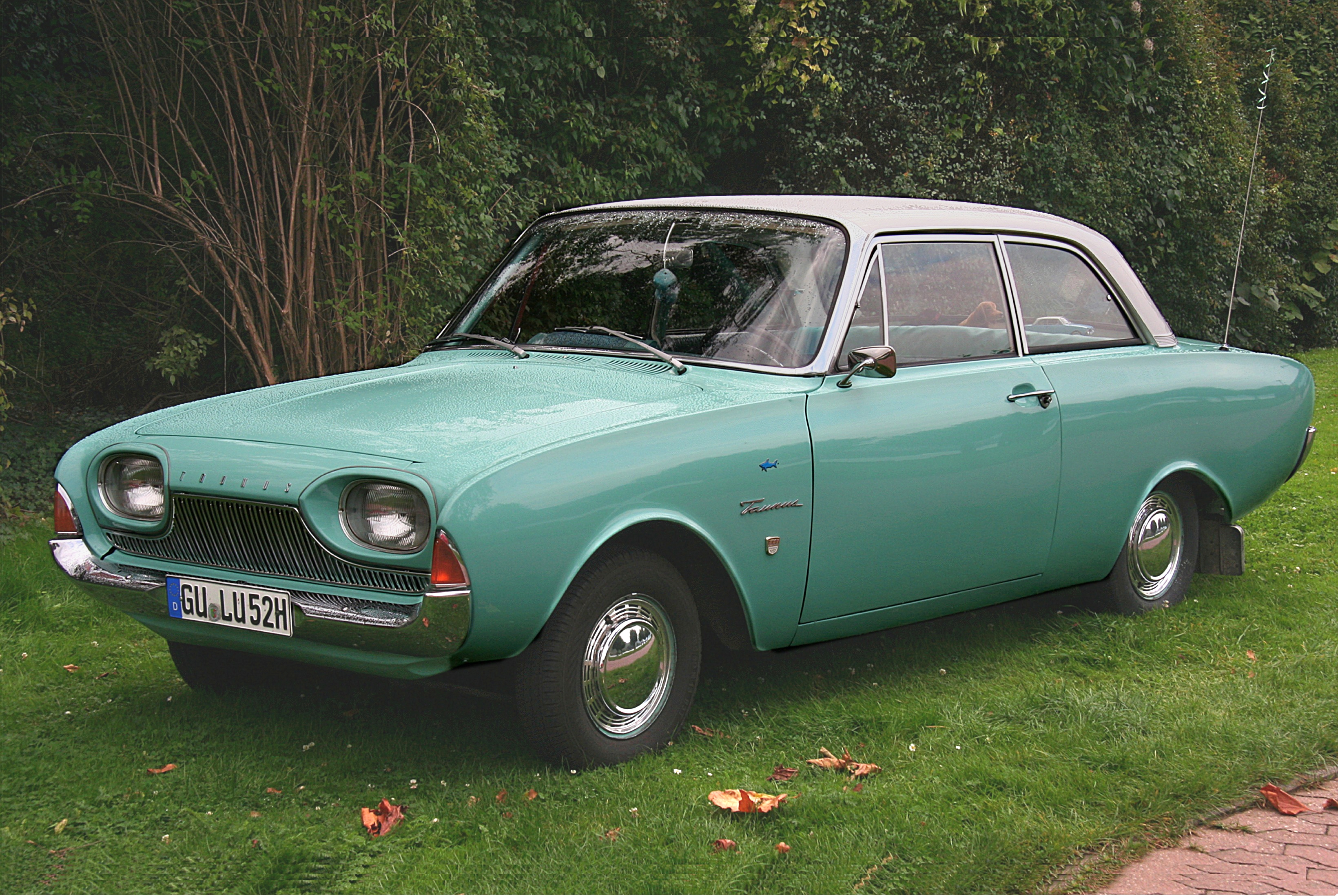
Taunus 17M, 1960
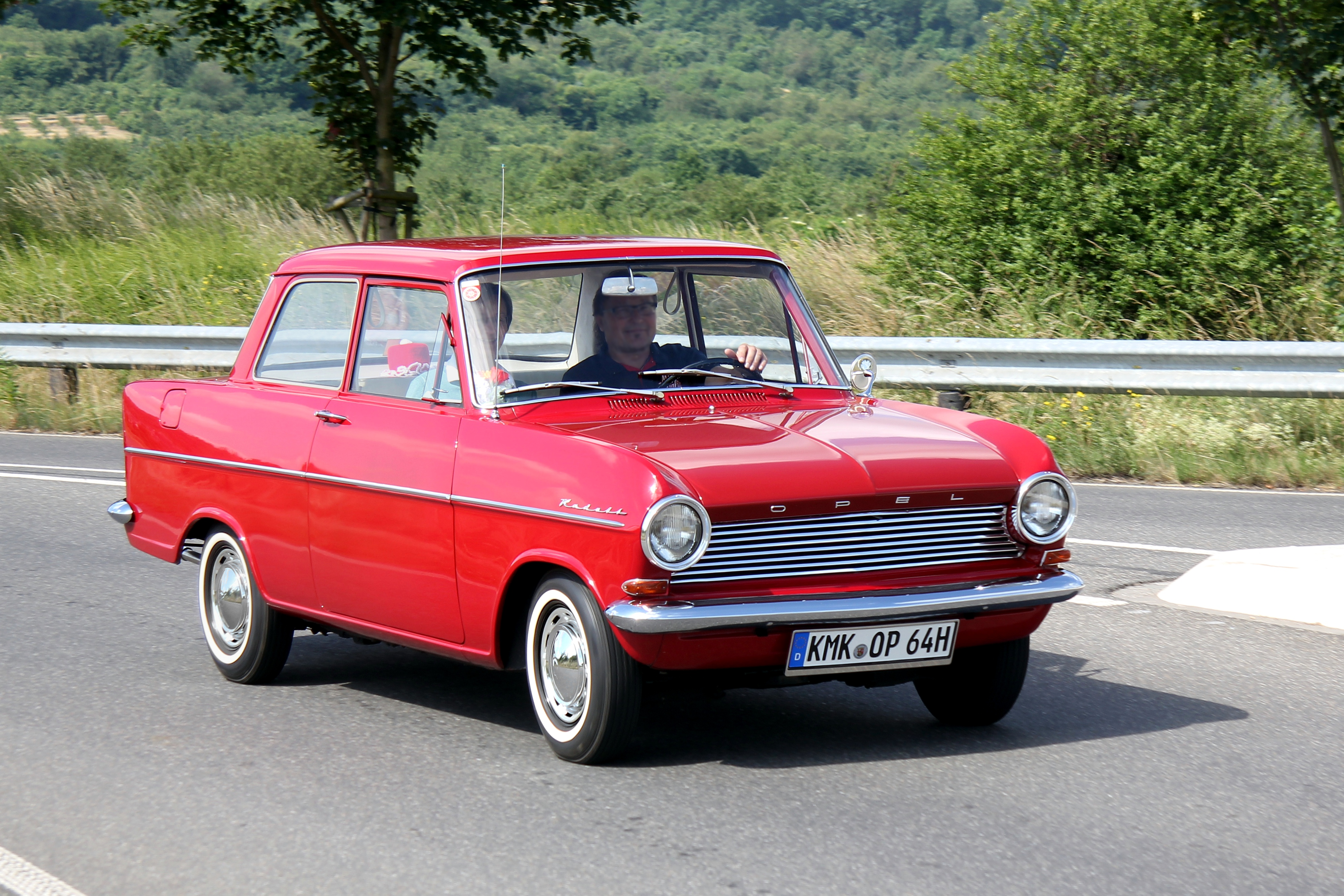
Opel Kadett A, 1962
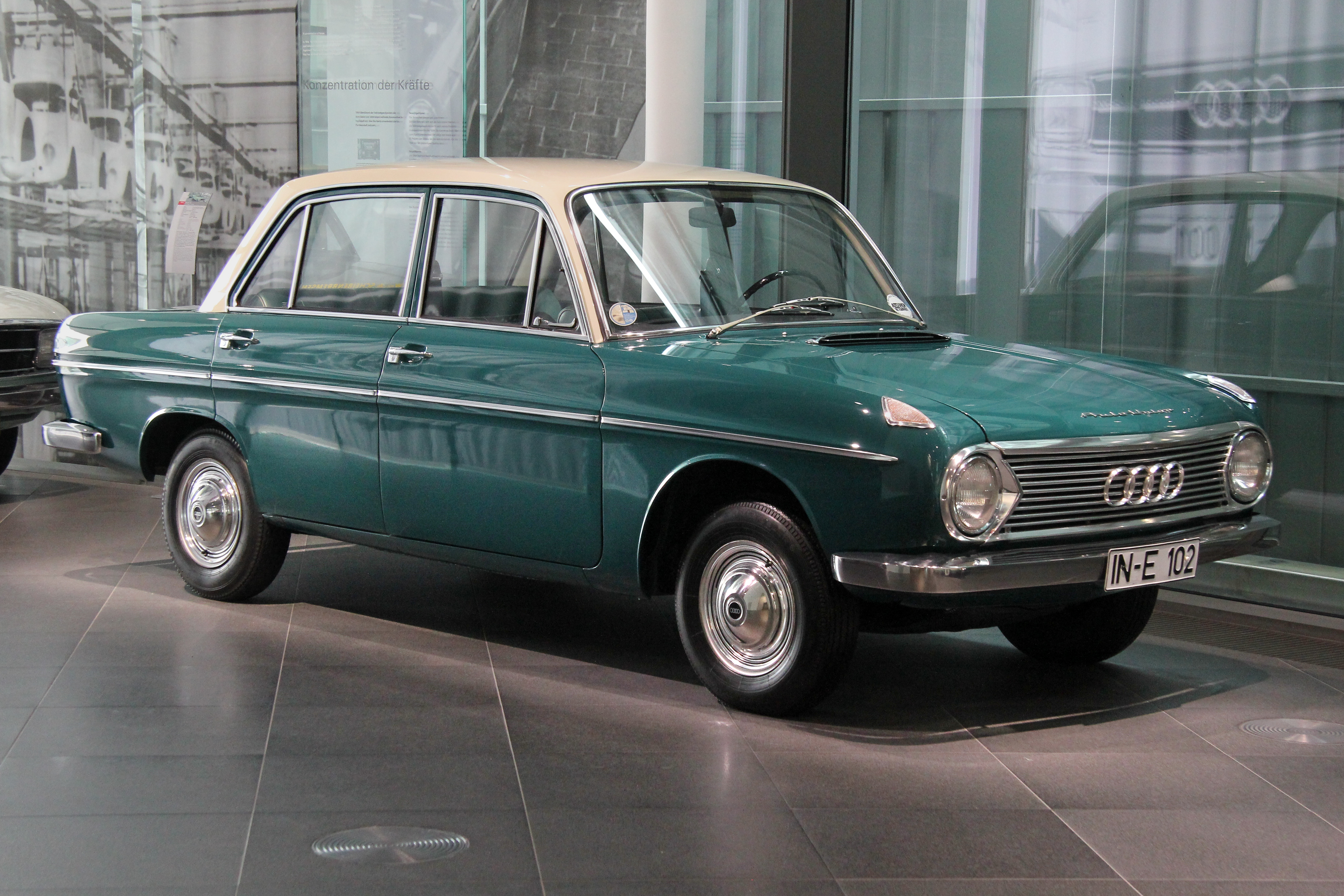
DKW F 102, 1963
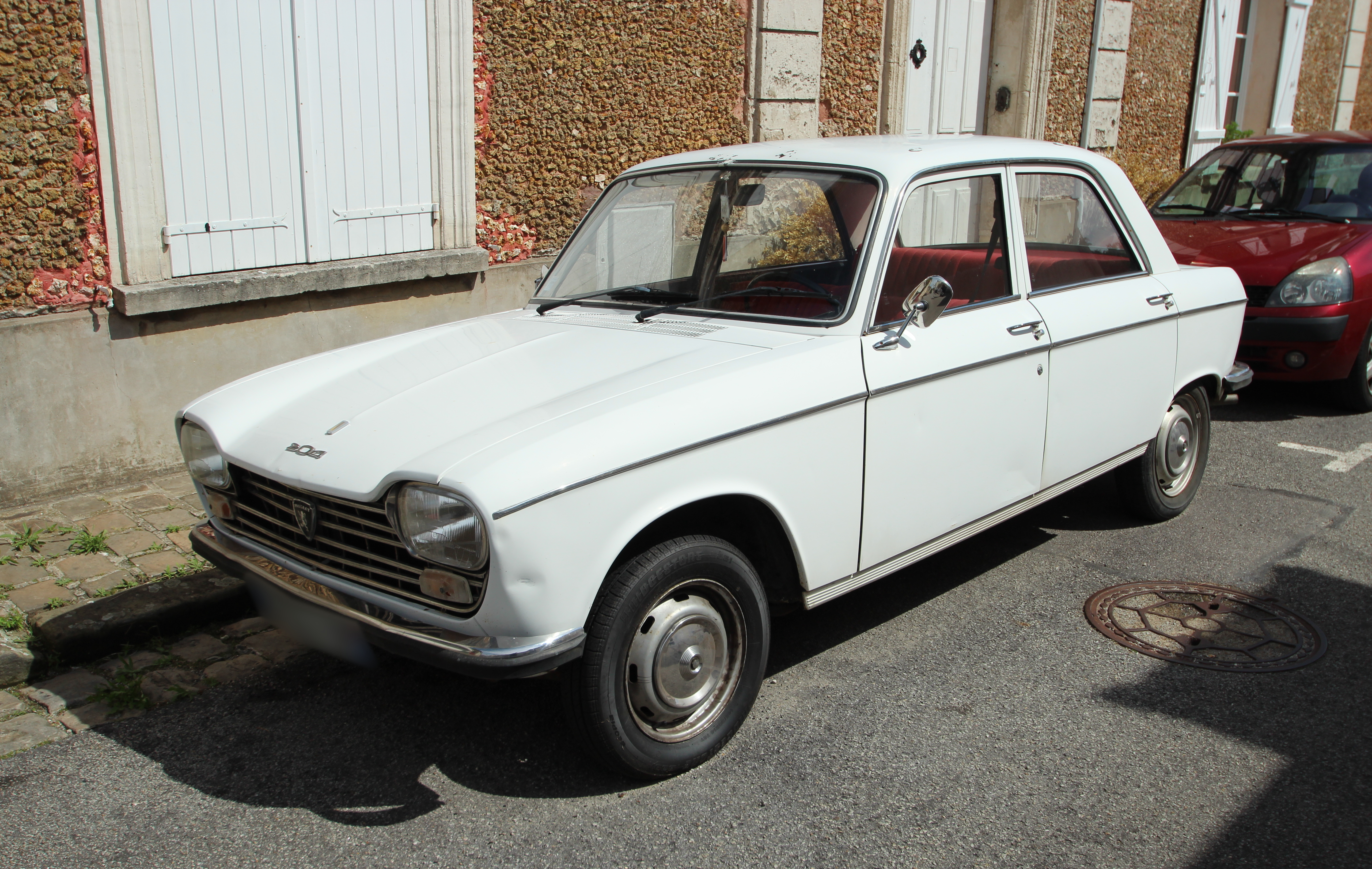
Peugeot 204, 1965

#### Vom Stufenheck zum Steilheck
Lange schlossen sich Bürgerlichkeit und Kombi aus. Erst in den 1960er Jahren gelang es, die Vorzüge eines großen Kofferraumzugangs mit dem statusorientierten Selbstverständnis einer Limousine zu verbinden. Vorreiter war der von Pininfarina gestaltete Austin A40, der in seiner Countryman genannten Variante die Gestalt eines Kompaktfahrzeugs mit einer steilen Heckklappe verband, die aber noch zweigeteilt war. Dante Giacosa gestaltete für den Autobianchi Primula ein bürgerlich-elegantes Trapezheck. Das Schrägheck zur Raumausnutzung mit einteiliger, oben angeschlagener Heckklappe gelangte erstmals in Gestalt des Renault 4 zu großem Erfolg – eine Designikone wurde das auf minimale Produktionskosten ausgelegte Fahrzeug allerdings nicht. Schließlich verschmolz erst im von Philippe Charbonneaux geformten Renault 16 die Flexibilität mit dem Konservativismus des Mittelstands.

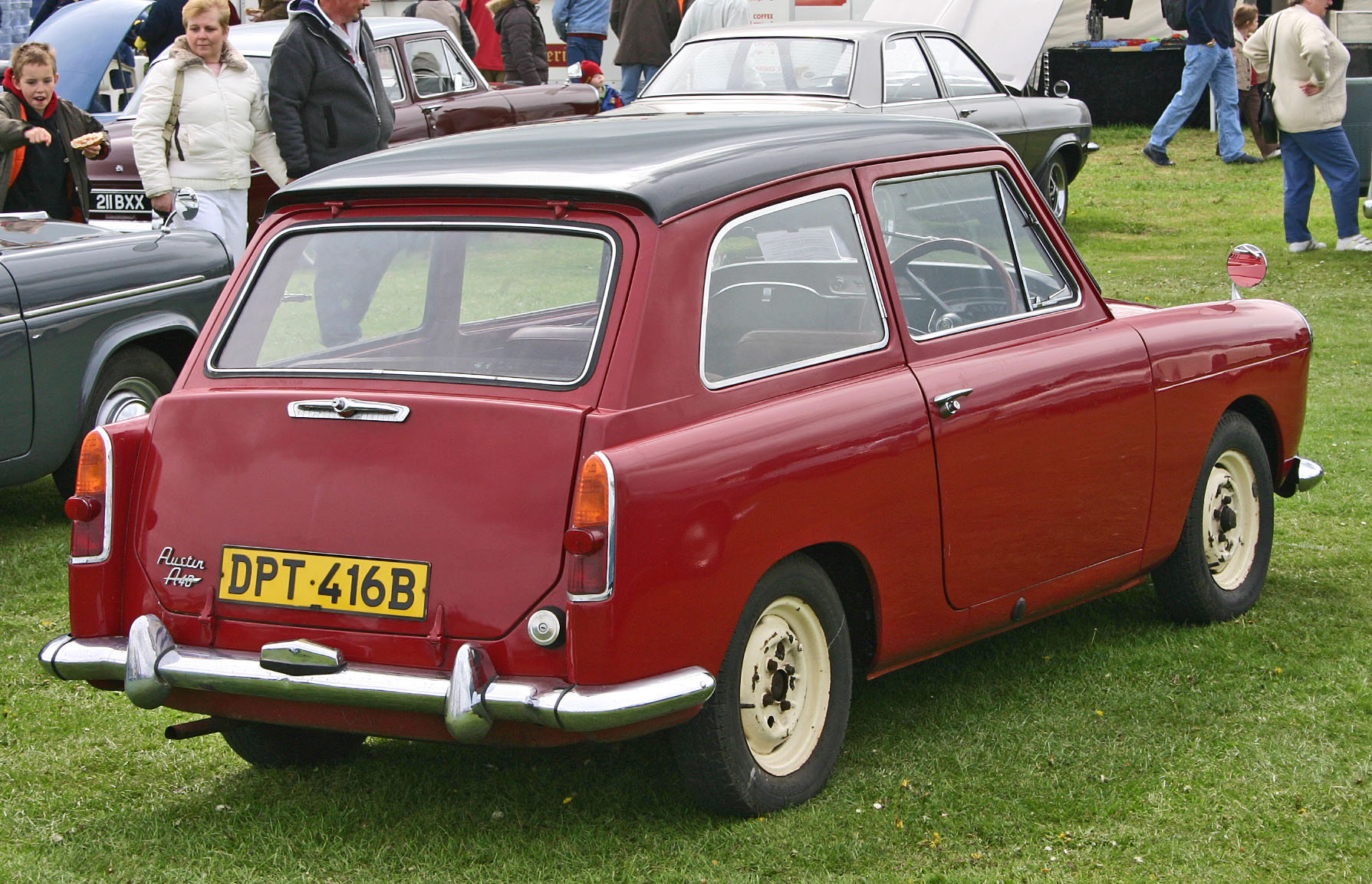
Austin A40 Countryman, 1959
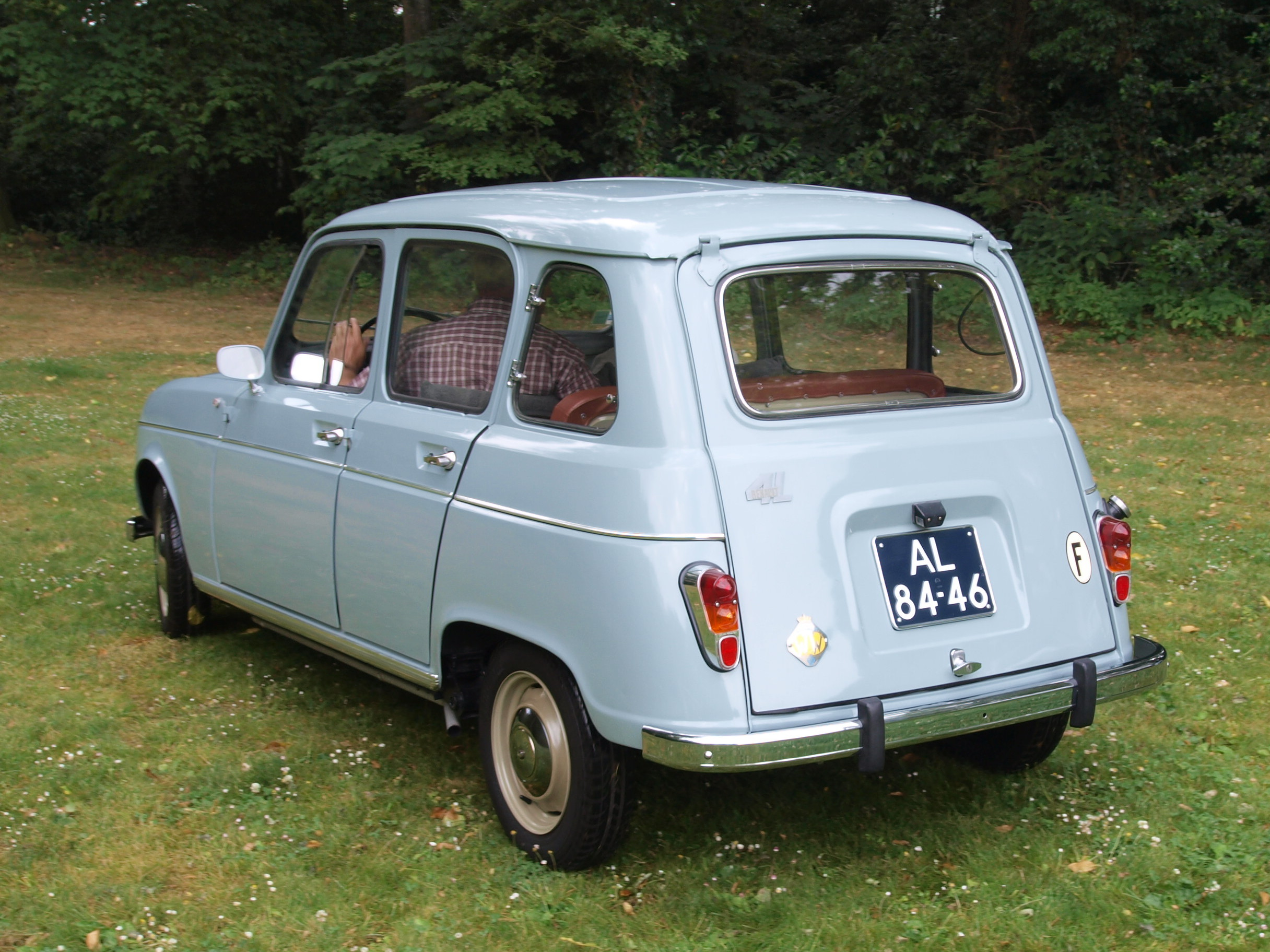
Renault 4 (1961)
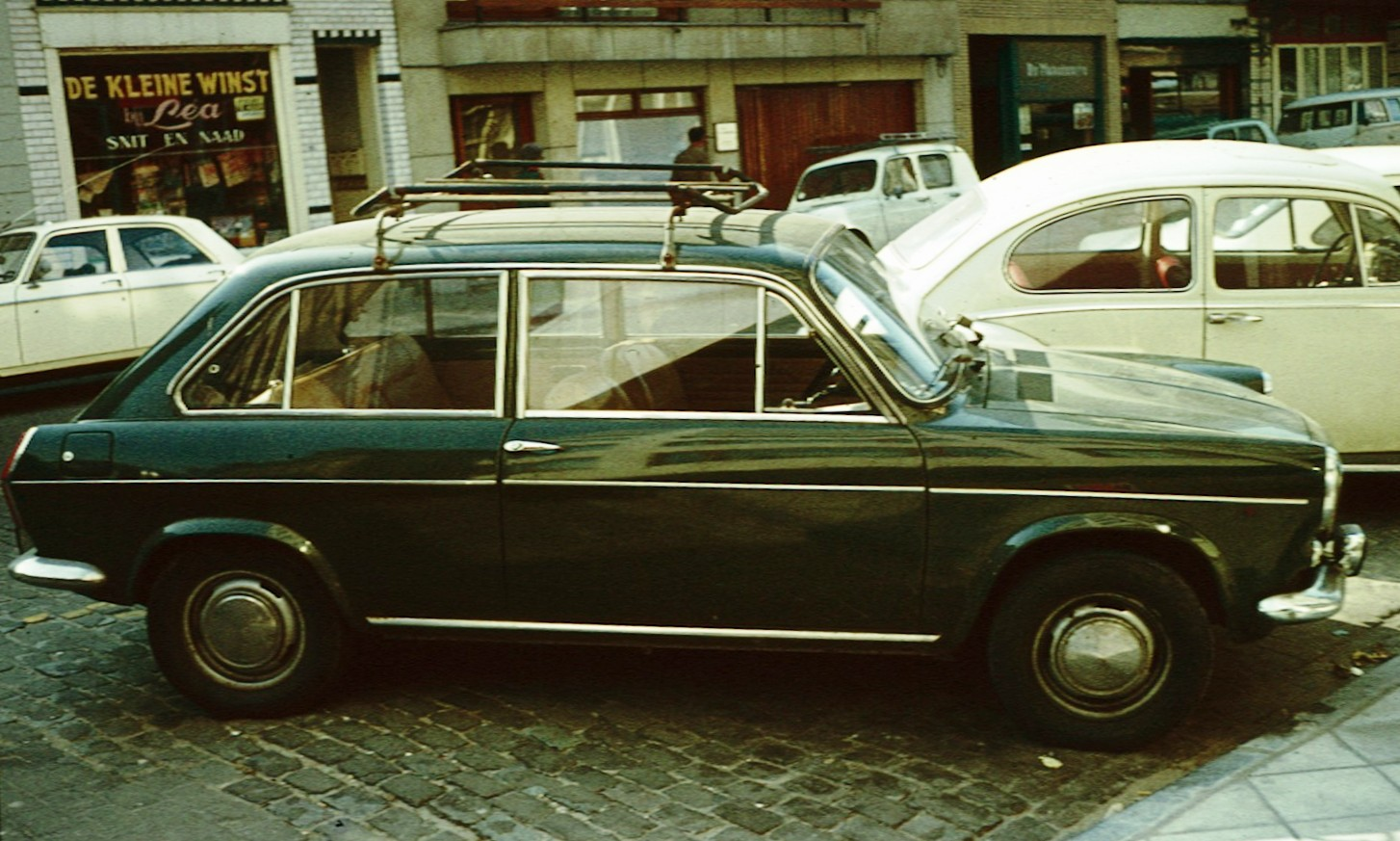
Autobianchi Primula, 1964
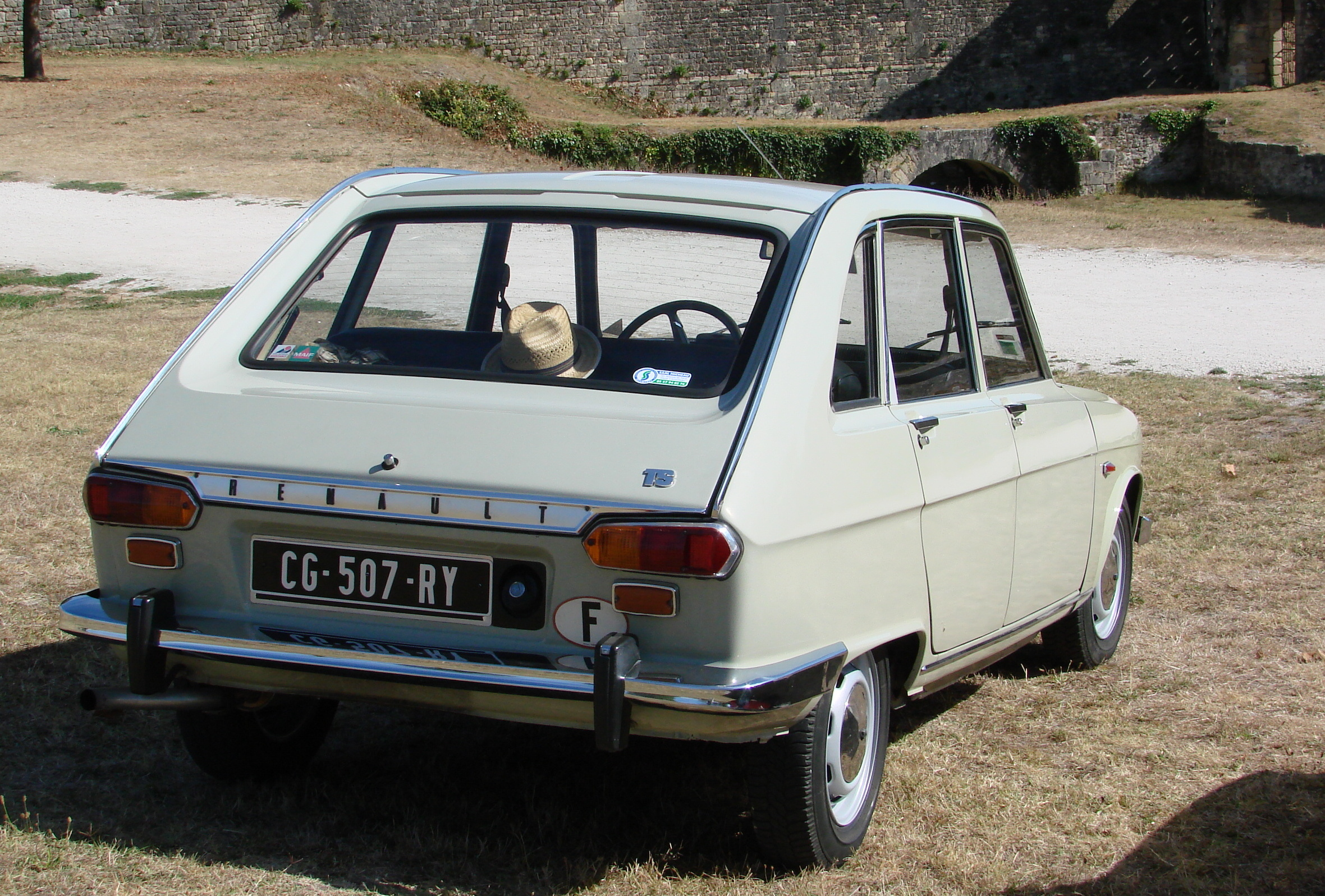
Renault 16, 1965
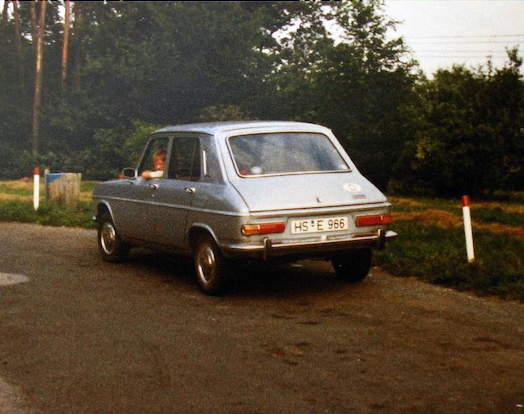
Simca 1100, 1967

#### Trapez in Bewegung
Die Hersteller begannen in den folgenden Jahren, die unterschiedlichen Design-Elemente zu einem markentypischen Auftritt neu zu kombinieren. Wilhelm Hofmeister, BMW-Chefstilist, und Giovanni Michelotti gelang es, die Trapezlinie und die Kompakt-Form für den BMW 1500 zusammenzufügen. Damit schufen sie die bis heute gültige Markenhandschrift des Herstellers und schafften es zudem, das Trapez in Bewegung zu modellieren. Das Design für die Sportlimousine war gefunden – und es machte Schule.
Eine ähnliche Übung meisterte David Bache bei der Gestaltung des Rover P6. Er verband die Rumpfseiten in einem leichten Trapez mit dem von einer breiten C-Säule abgeschlossenen Parallelogramm des lichten Fensterbandes. „Der P6 sah immer ein wenig so aus, als bewegte er sich, selbst wenn er stand.“ Das Meisterwerk in dieser Disziplin aber lieferte William Lyons mit dem Jaguar XJ. Diese Limousine wurde mit ihrer rundlich gemilderten Trapezform und den starken Einzügen zum Sinnbild der zeitlos klassischen Sportlimousine überhaupt.

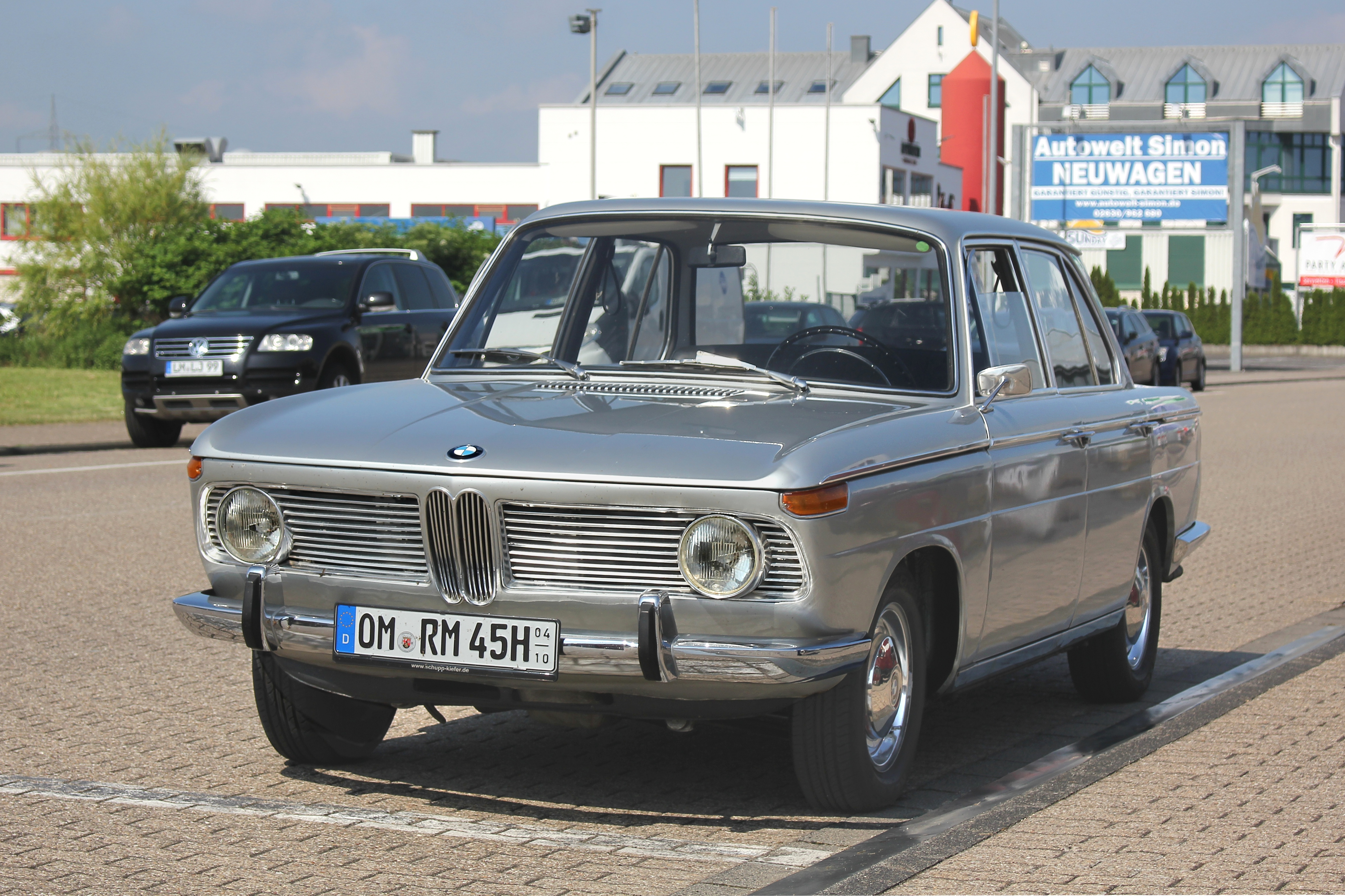
BMW 1800, 1962
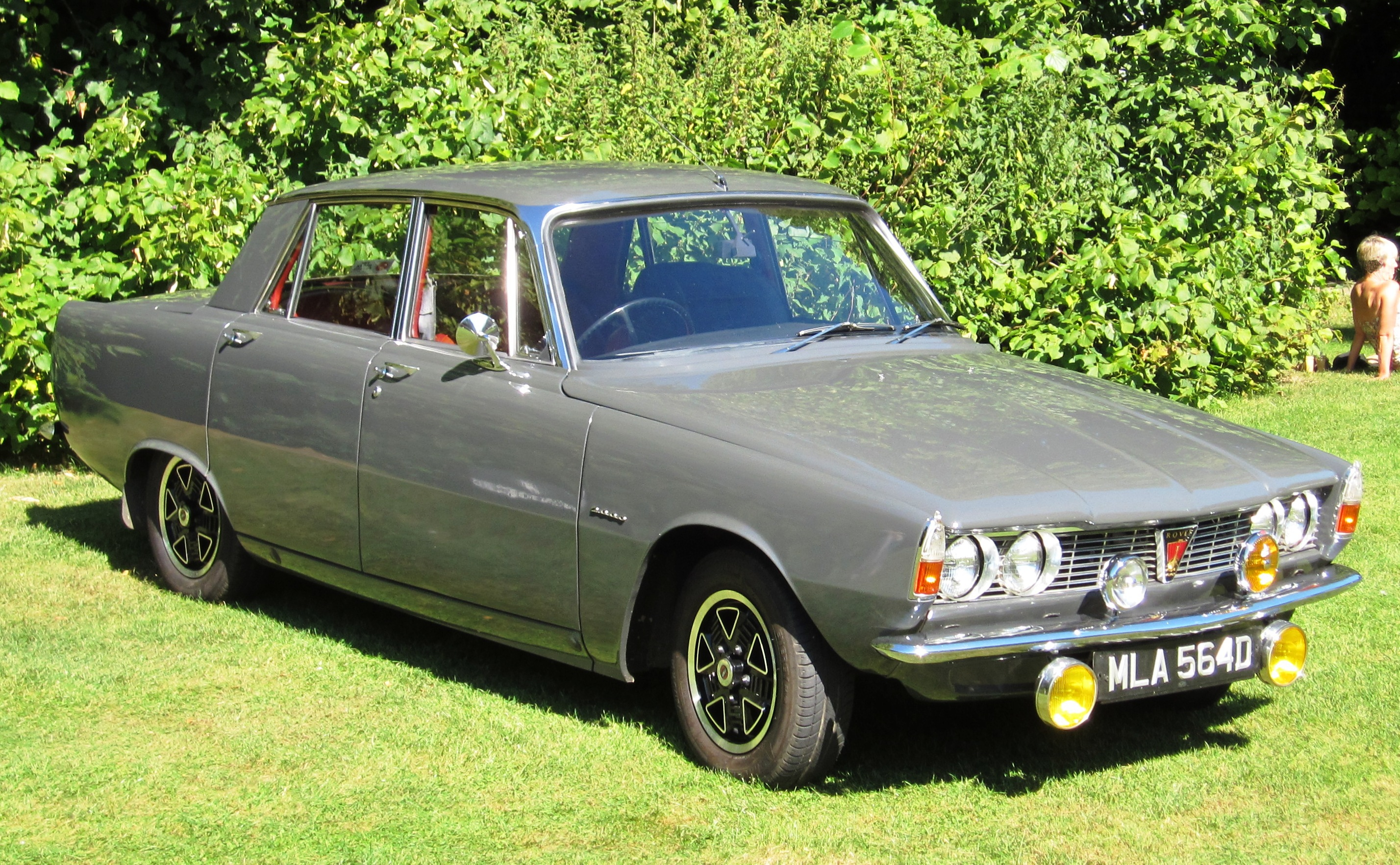
Rover P6, 1963
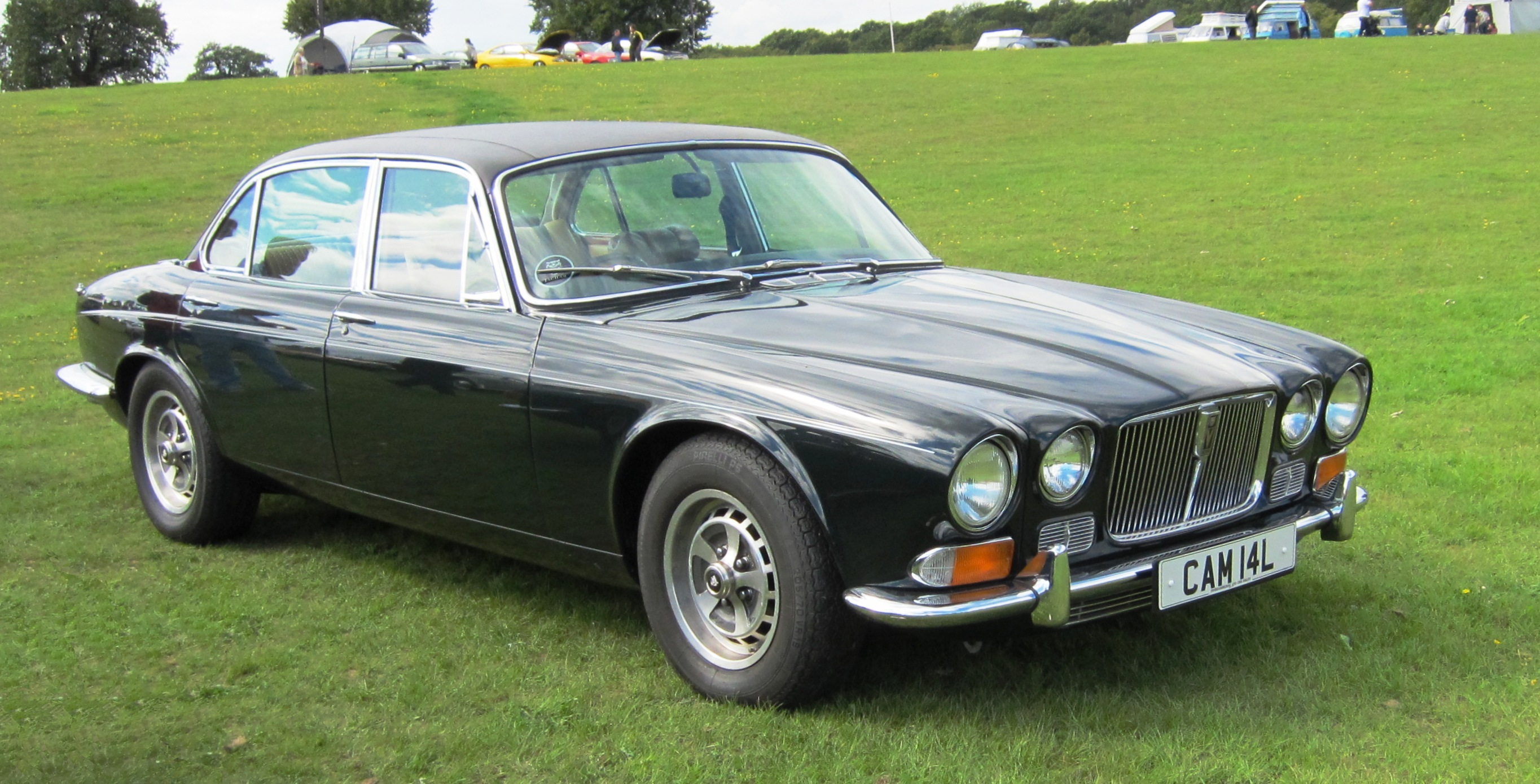
Jaguar XJ, 1968

Für den Herrenfahrer erfanden die Designer auch eine GT-Version der Trapezform. Die muskulösen, straffen Linien der Karosserien spiegelten die ideale Selbstinszenierung ihrer sportbegeisterten Besitzer, die allerdings doch Wert auf einen stilvollen Auftritt legten. Diese Formübung bewältigten mustergültig Paul Bracq für den Mercedes-Benz SL Pagode, Giorgetto Giugiaro in Diensten von Bertone für den Alfa Romeo Giulia Sprint GT und Virginio Vairo im Auftrag von Vignale zur Gestaltung des Maserati Mexico. Den „gefeierten Urmeter für Coupékarosserien“ aber schuf Piero Castagnero in Gestalt des Lancia Fulvia Coupé.

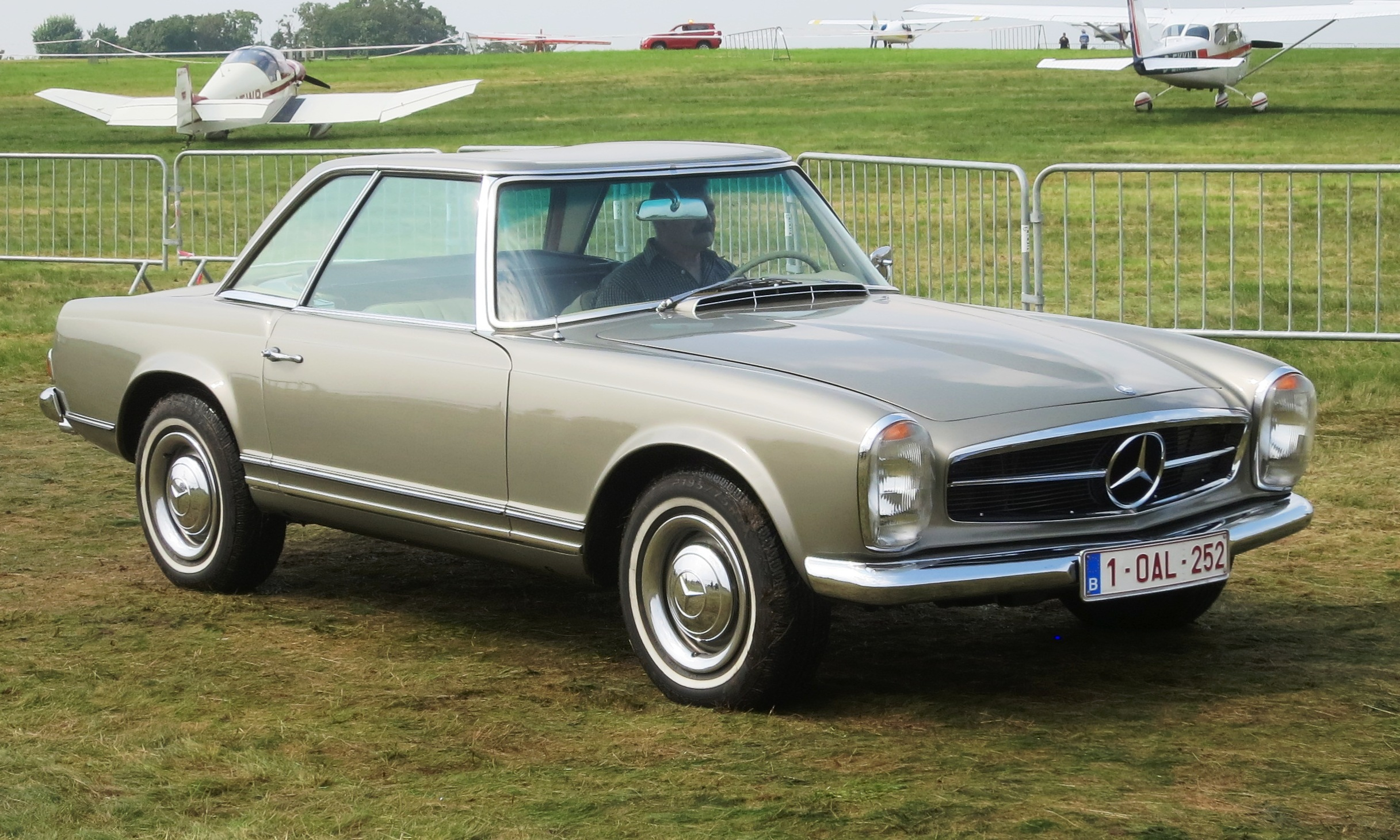
Mercedes-Benz SL Pagode, 1963
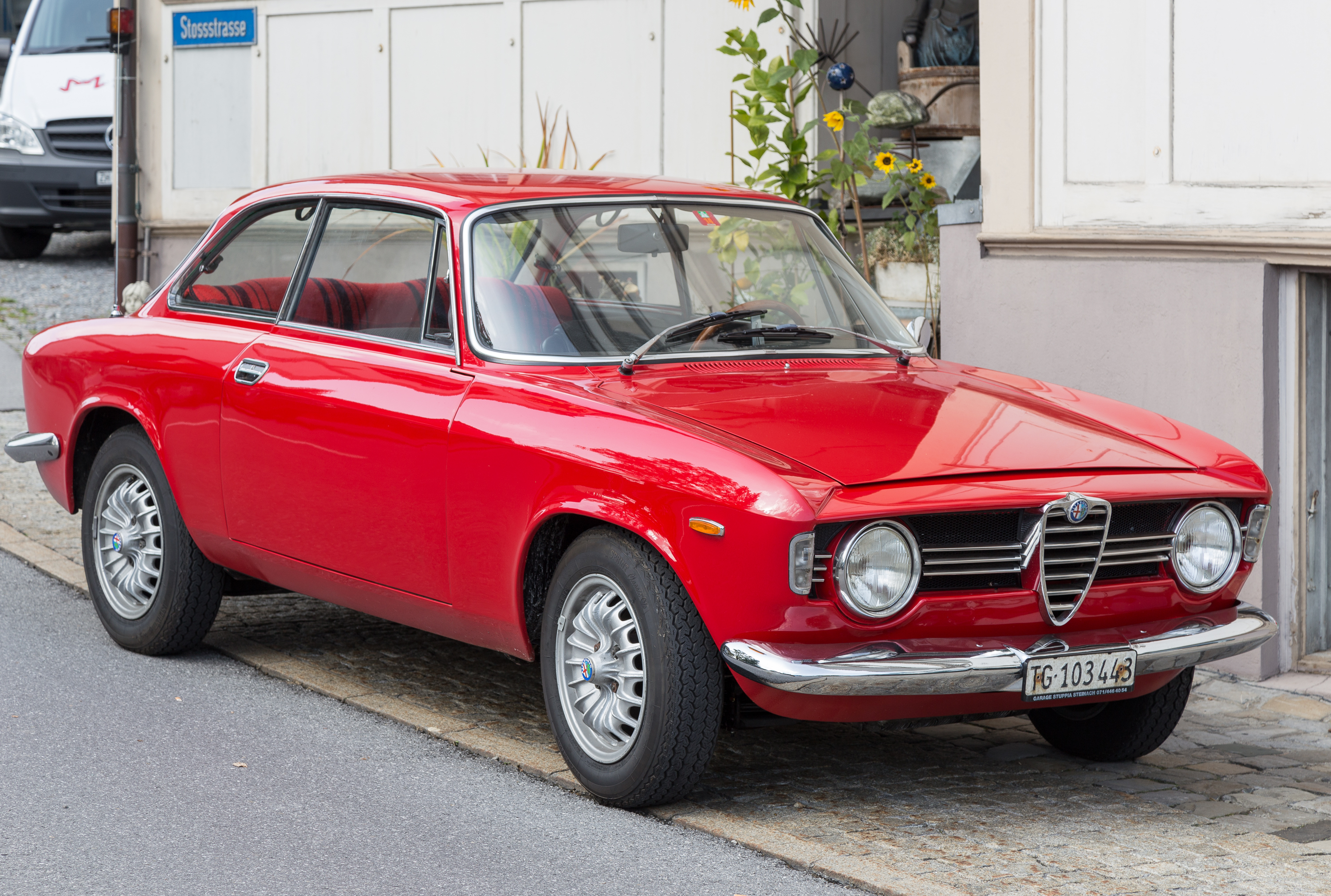
Alfa Romeo Giulia Sprint GT, 1963
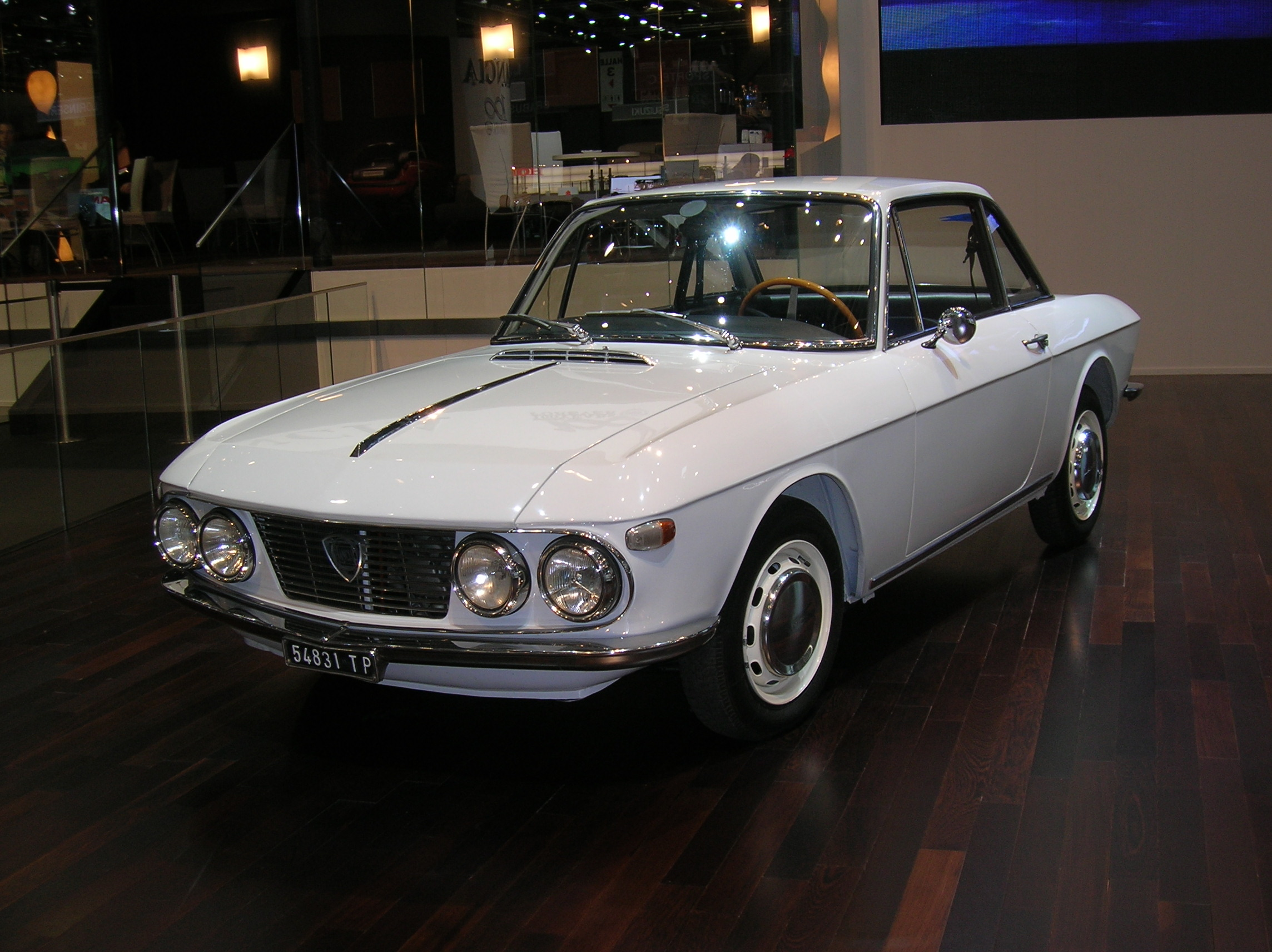
Lancia Fulvia Coupé, 1965
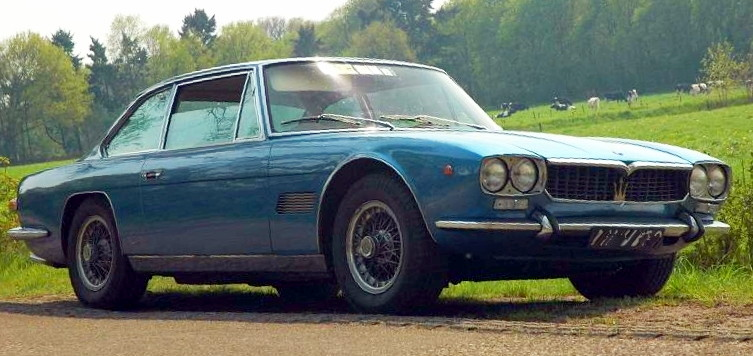
Maserati Mexico, 1966

#### Architektur der Macht
Um Macht und Status zu versinnbildlichen, entwickelten die Designer zu Beginn der 1960er Jahre eine neue flächige Formensprache, die insgesamt distinguierte Ruhe ausstrahlen sollte und die Schultern der Fahrzeuge betonte. Elwood Engel erfand für den Lincoln Continental eine Art motorisierten Smoking, der in seiner besonnenen Linie auch wesentliche dazu beitrug, die Heckflossen-Exzesse zu überwinden. Einen absoluten Understatement-Effekt modellierte Pietro Frua in die Karosserie des Maserati Quattroporte I, der 1963 schnellsten viertürigen und viersitzigen Limousine. Die niedrige, aber ausgeprägte Gürtellinie und der großzügig verglaste Aufbau schufen einen distinguierten, aber sportlichen Auftritt. In all seiner Perfektion aber wurde der von Paul Bracq gezeichnete Mercedes-Benz 600 zum Nonplusultra der herrschaftlichen Staatslimousinen. Seine in ausgewogen sachlichen Linien gehaltene Karosserie demonstrierte eine „palladianische Architektur der Macht“.

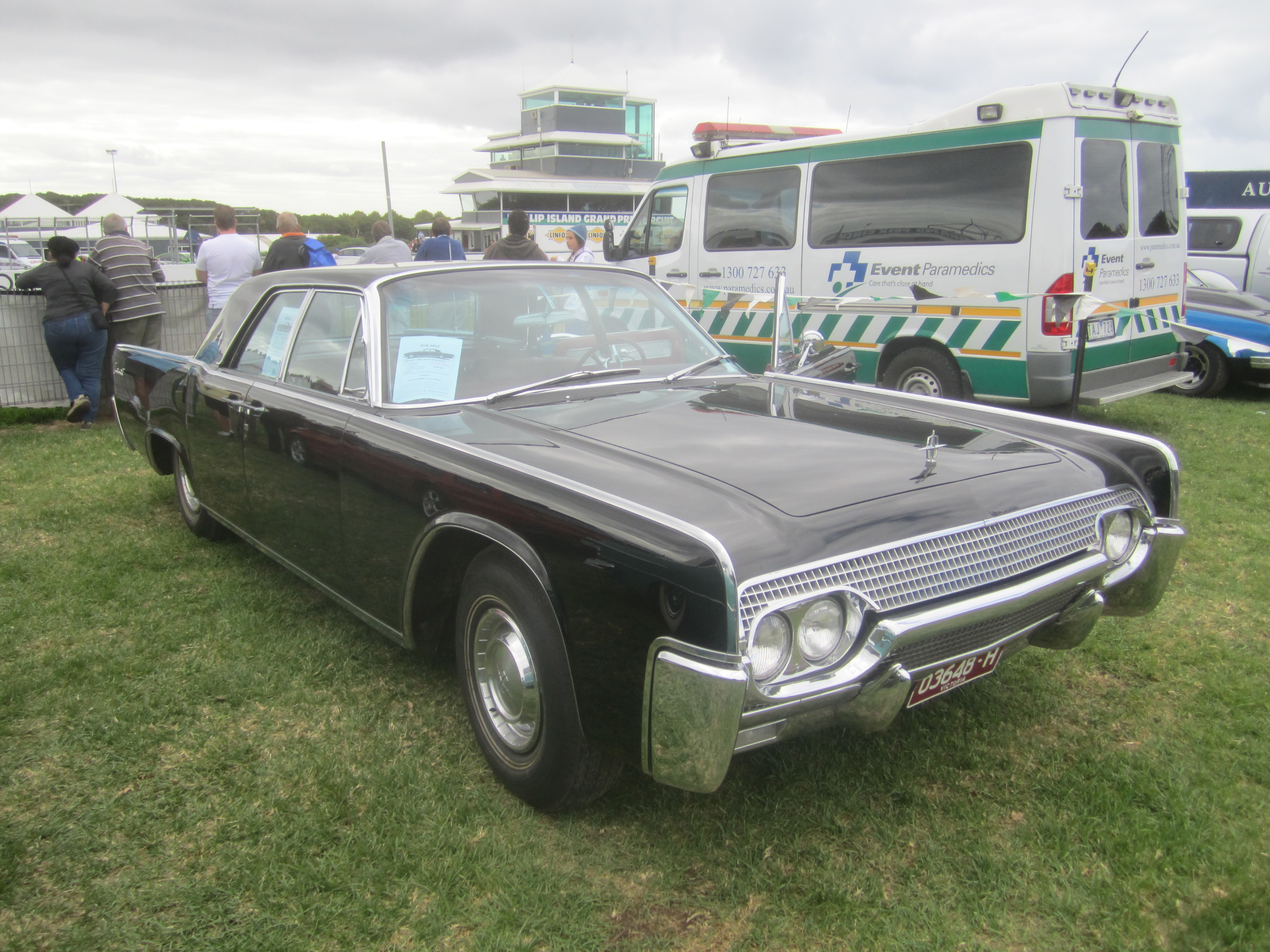
Lincoln Continental, 1961
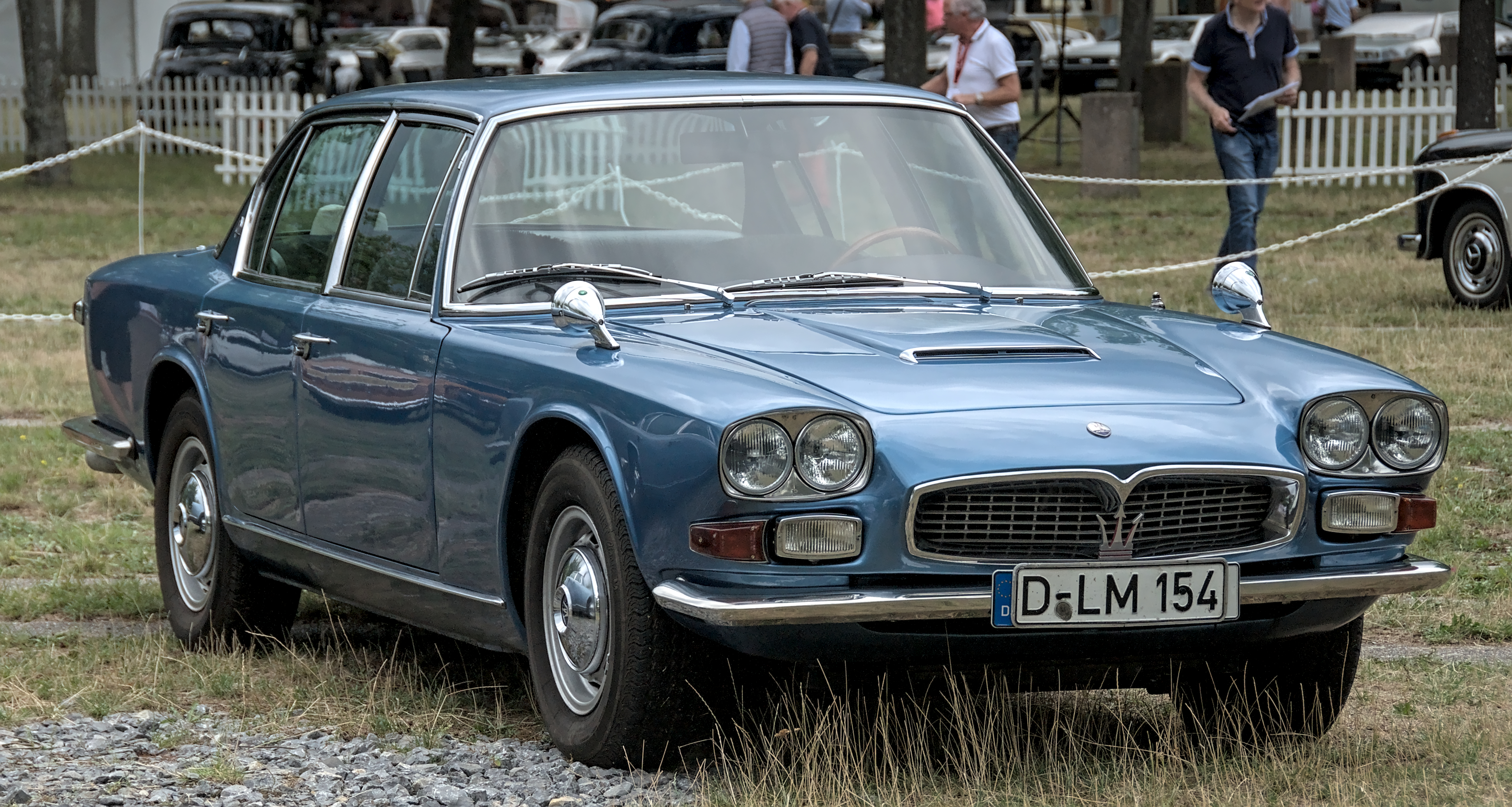
Maserati Quattroporte I, 1963
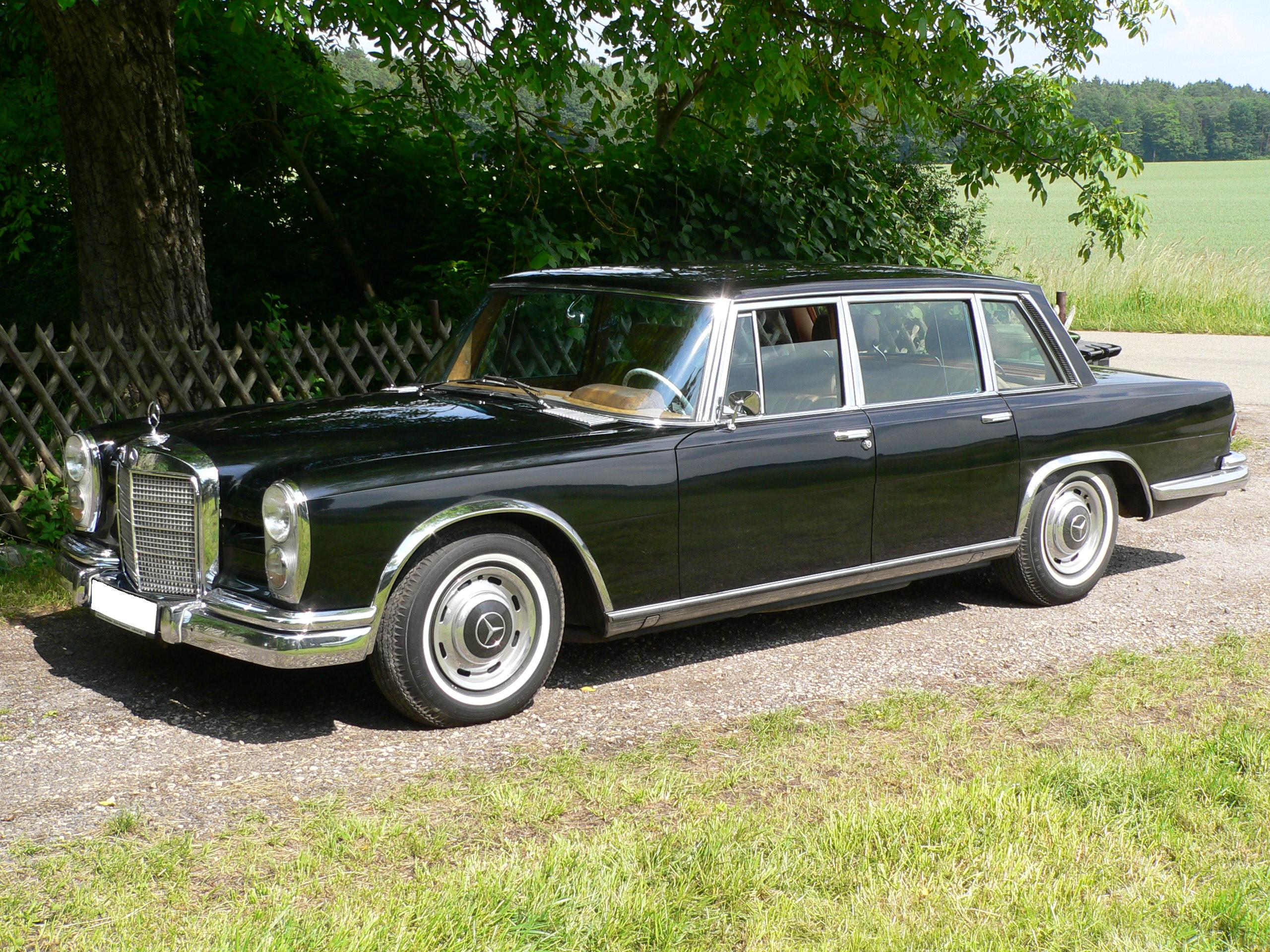
Mercedes-Benz 600, 1964
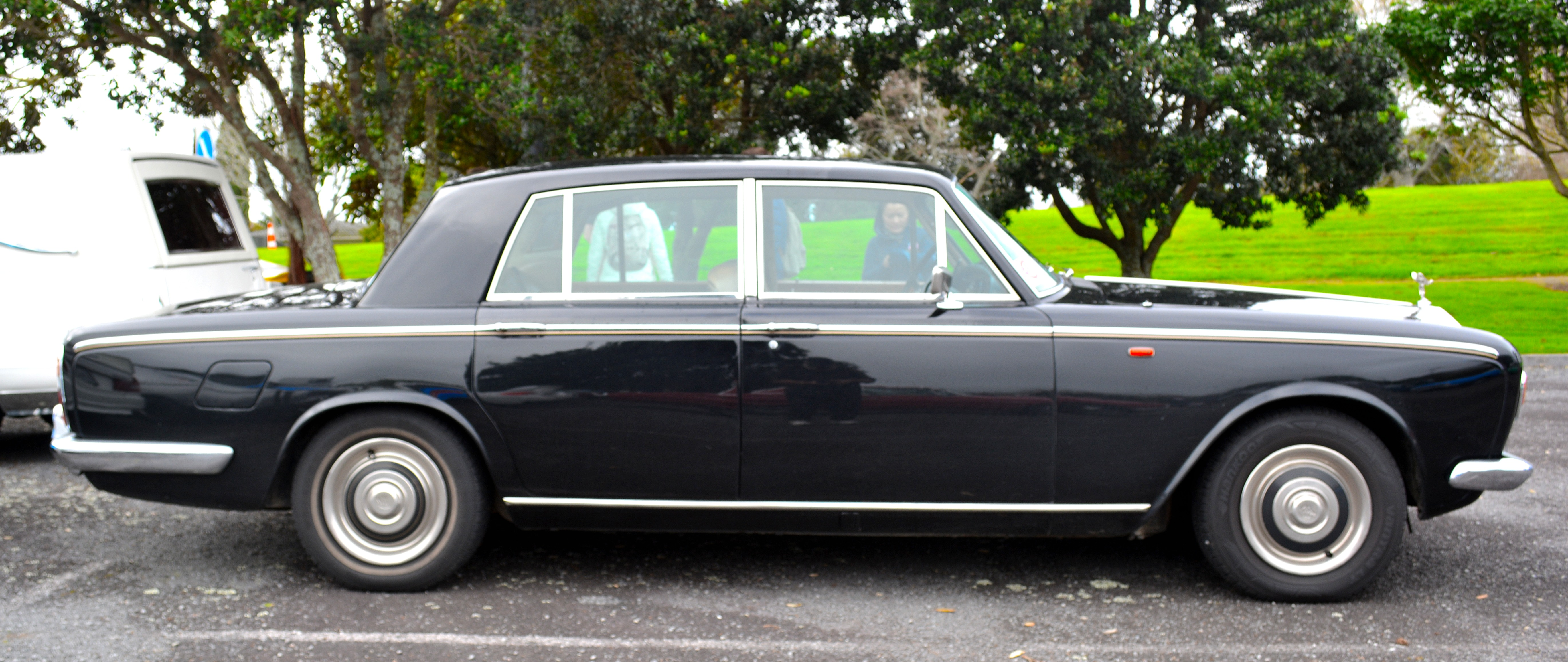
Rolls-Royce Silver Shadow, 1965

#### Schlanke Taille, runde Hüfte
Eine nachhaltig umwerfende Form wünschte sich Studebaker-CEO Sherwood Egbert für seinen Sportwagen – und Stardesigner Raymond Loewy lieferte in Rekord-Zeit die Hülle für den Avanti. Der Sportwagen wurde eine Design-Ikone, dessen formaler Mythos noch dadurch gesteigert wurde, dass er mit schmaler Taille und breiten Hüften die ebenfalls mit mythischer Form gerundete Cola-Flasche zitierte und diesen Hüftschwung als Coke-Bottle-Linie für das Automobildesign nutzbar machte. Diese taillierte Karosserieform, die nicht frei von erotischen Anspielungen war, wurde eine gern nachgeahmte Automode. Der von Bill Mitchell geformte Buick Riviera zeigte das elegante Potenzial der schönen Hüfte; schnell allerdings wurde die auch Slimline genannte Gestaltung missbraucht, um dicklichen Karosserien – wie beispielsweise in Deutschland dem Opel Rekord C oder dem Ford Taunus TC – einen sportlichen Anschein zu verleihen.

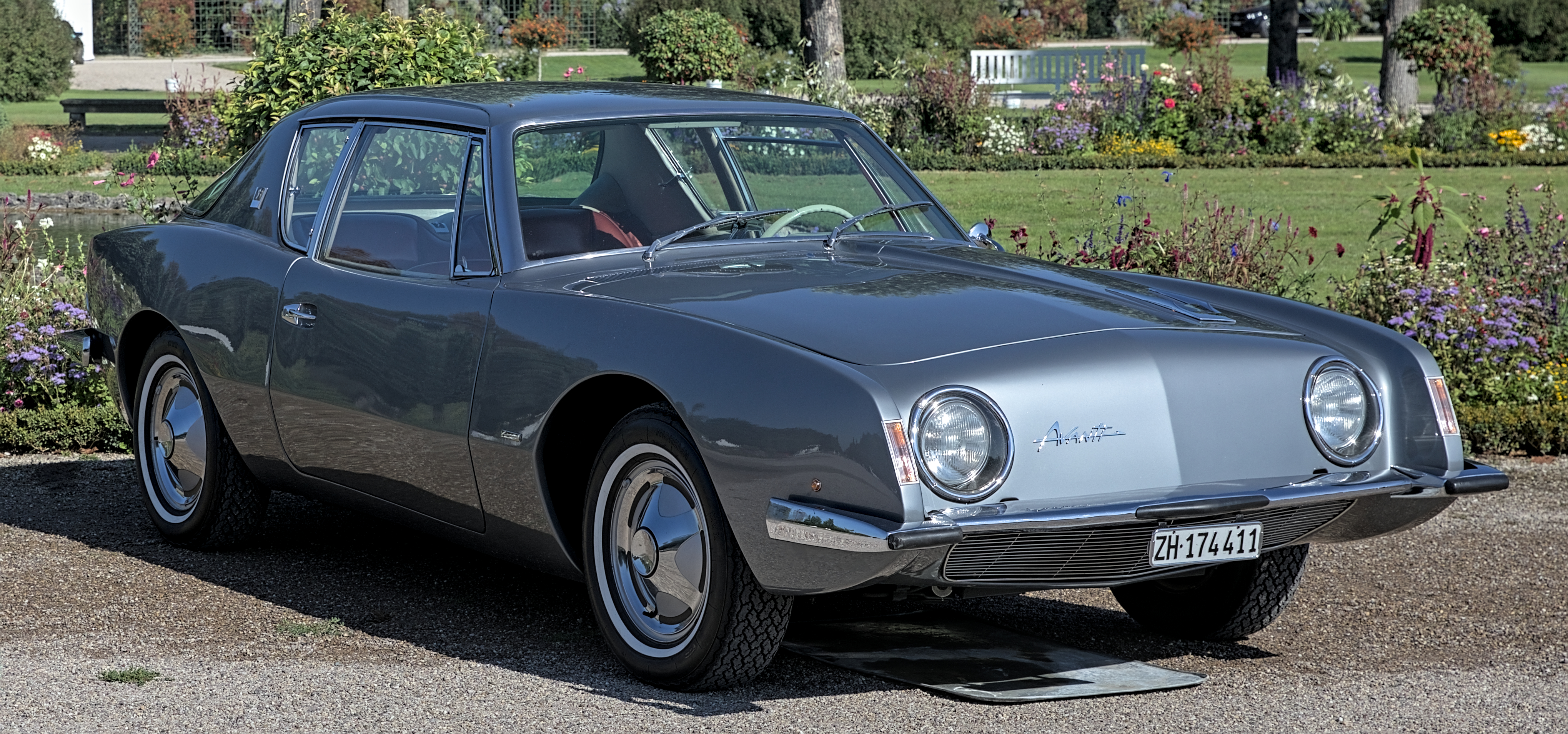
Studebaker Avanti, 1962
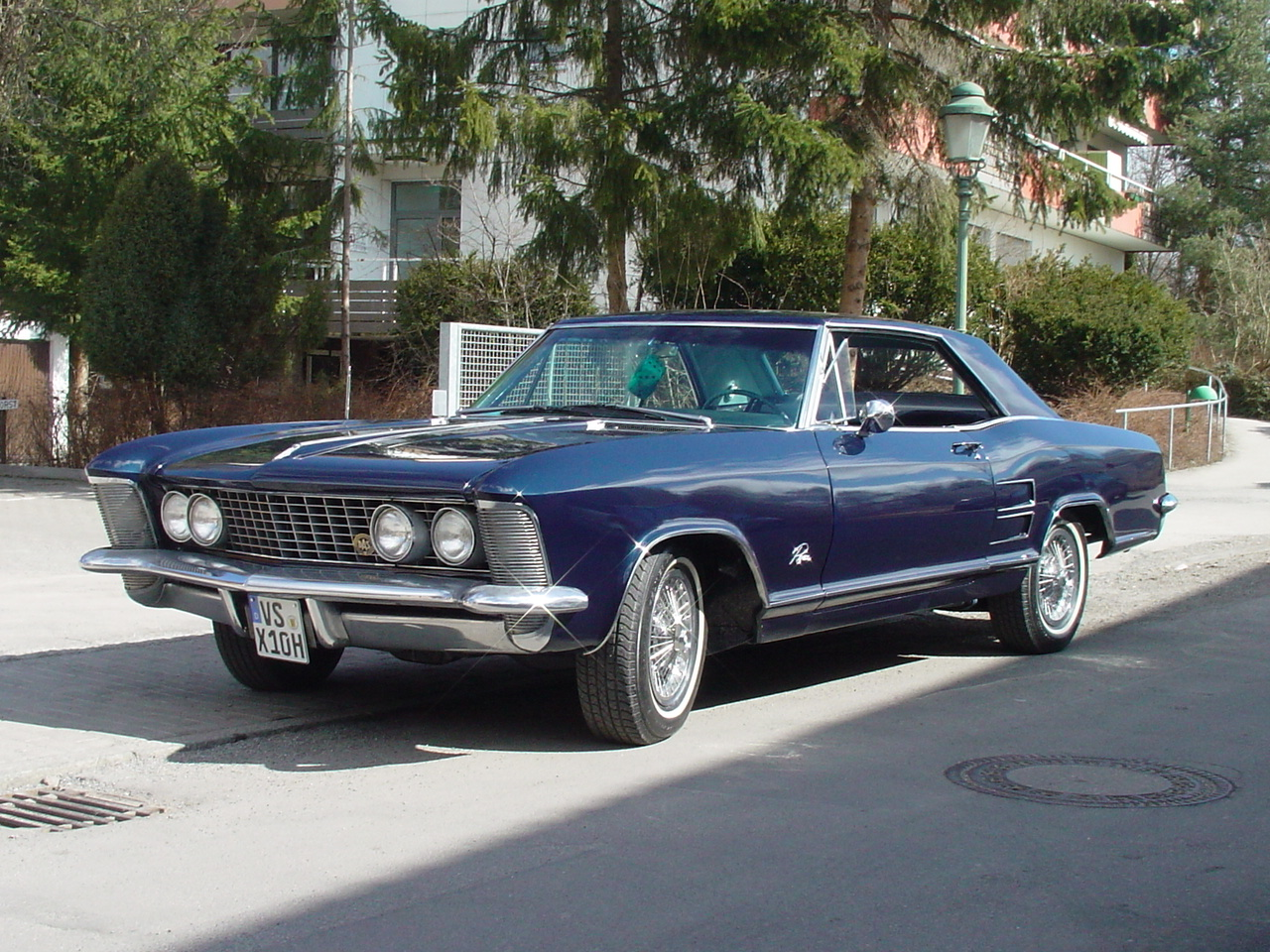
Buick Riviera, 1963
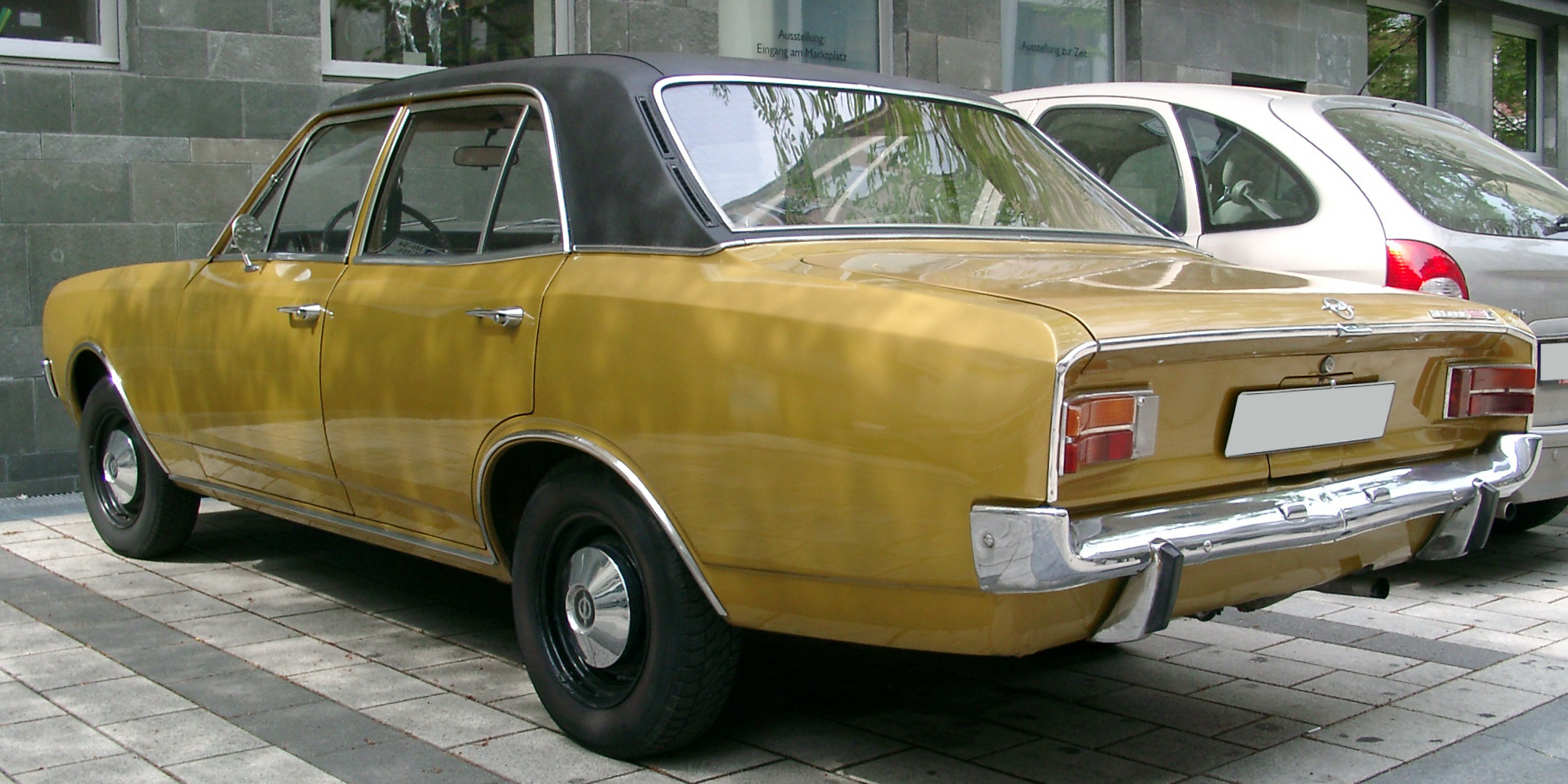
Opel Rekord C, 1966
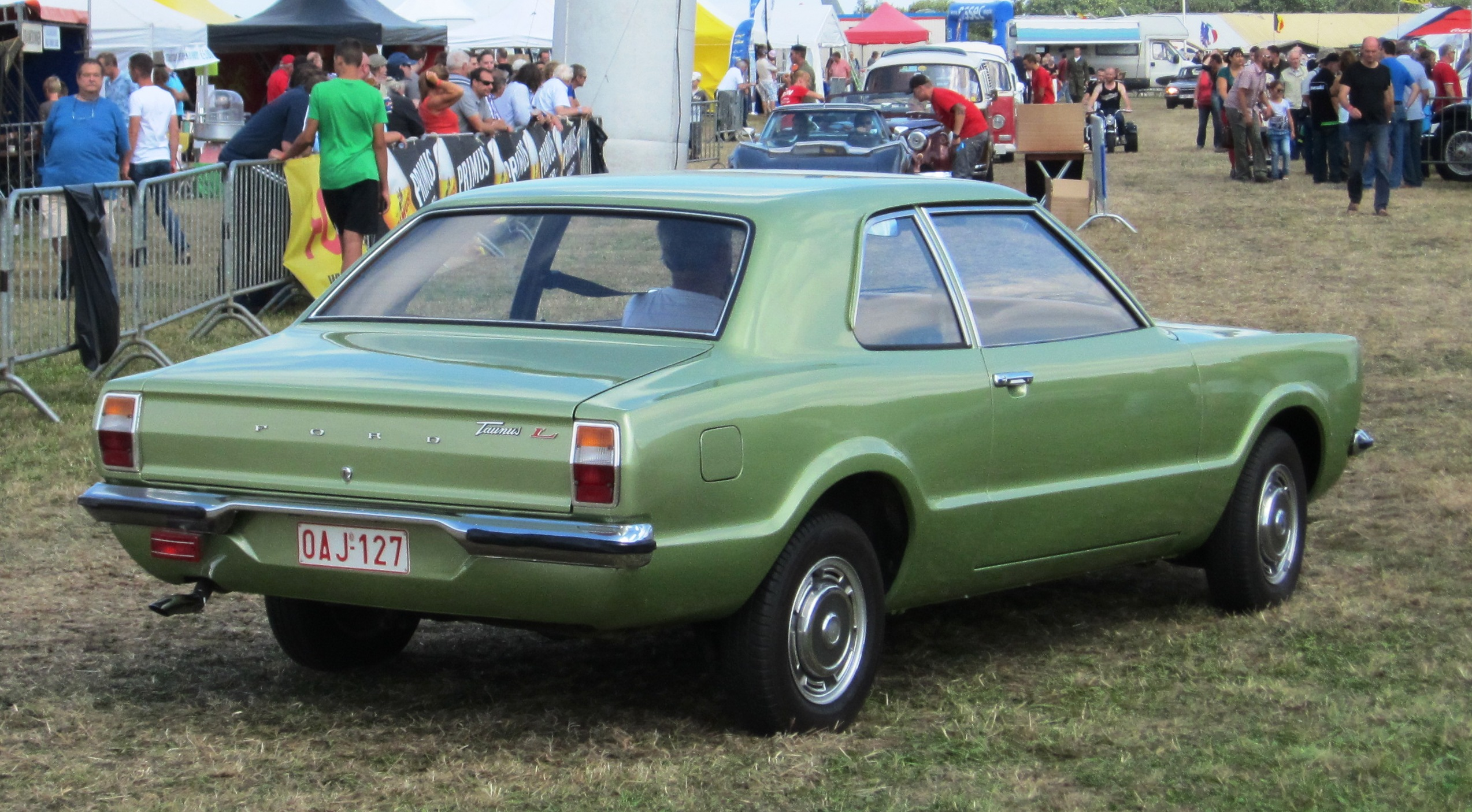
Ford Taunus TC, 1970

#### Hüftschwung für den Casanova
Für einen eleganten Playboy-Lebensstil hatte es sich in den 1960er Jahren eingebürgert, den Sportwagen zur Eroberung zu nutzen. Die Hersteller wetteiferten darin, dieser Attitüde ein flaches und schnittiges Coupé zur Verfügung zu stellen, dessen aggressive Stilelemente mit Hai und Rochen assoziiert wurden. Angeblich war der Chefdesigner von General Motors, Bill Mitchell beim Hochseefischen auf diese Analogie verfallen, die Larry Shinoda dann in der Karosserie der Corvette Stingray mit Kiemen, maulähnlichem Kühler und rachenartiger Rückenfalte verewigte. Die Hai-Nase führte Giorgetto Giugiaro beim Maserati Ghibli ein, dessen Erscheinung mit kühn geschwungener Haube und abgeschnittenen Heck das Publikum regelrecht elektrisierte. Schließlich formte Leonardo Fioravanti für Pininfarina den Ferrari 365 GTB/4 Daytona, dessen machohafte Form als eine der besten Ferrari-Karosserien jener Jahre gilt. Um die Deutschen auch mit schmalerem Portemonnaie an der Macho-Welle teilhaben zu lassen, schuf Erhard Schnell in Gestalt des Opel GT eine Art Westentaschen-Corvette, die auch im Stand schon schnell aussah.

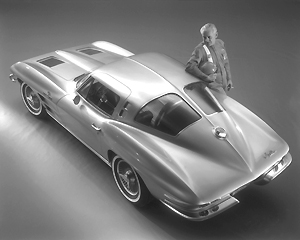
Corvette Stingray, 1963
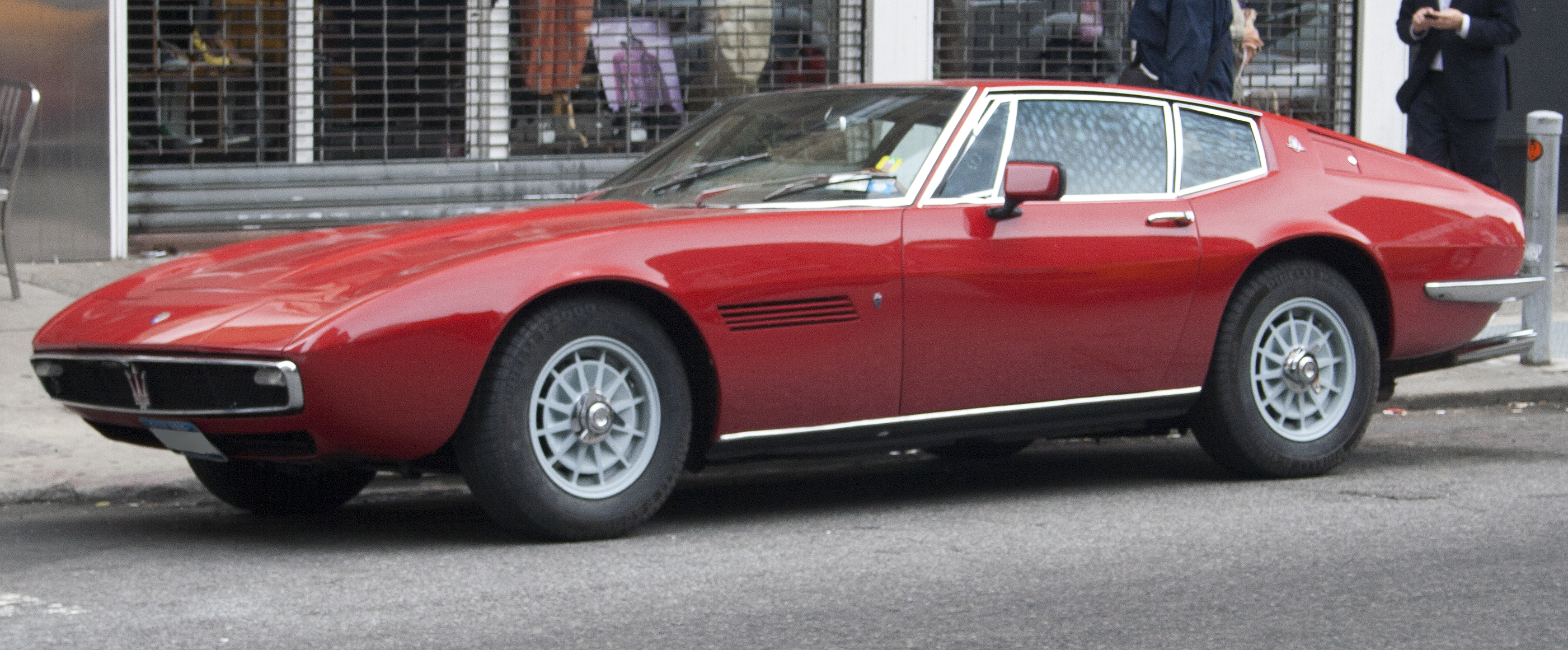
Maserati Ghibli, 1966
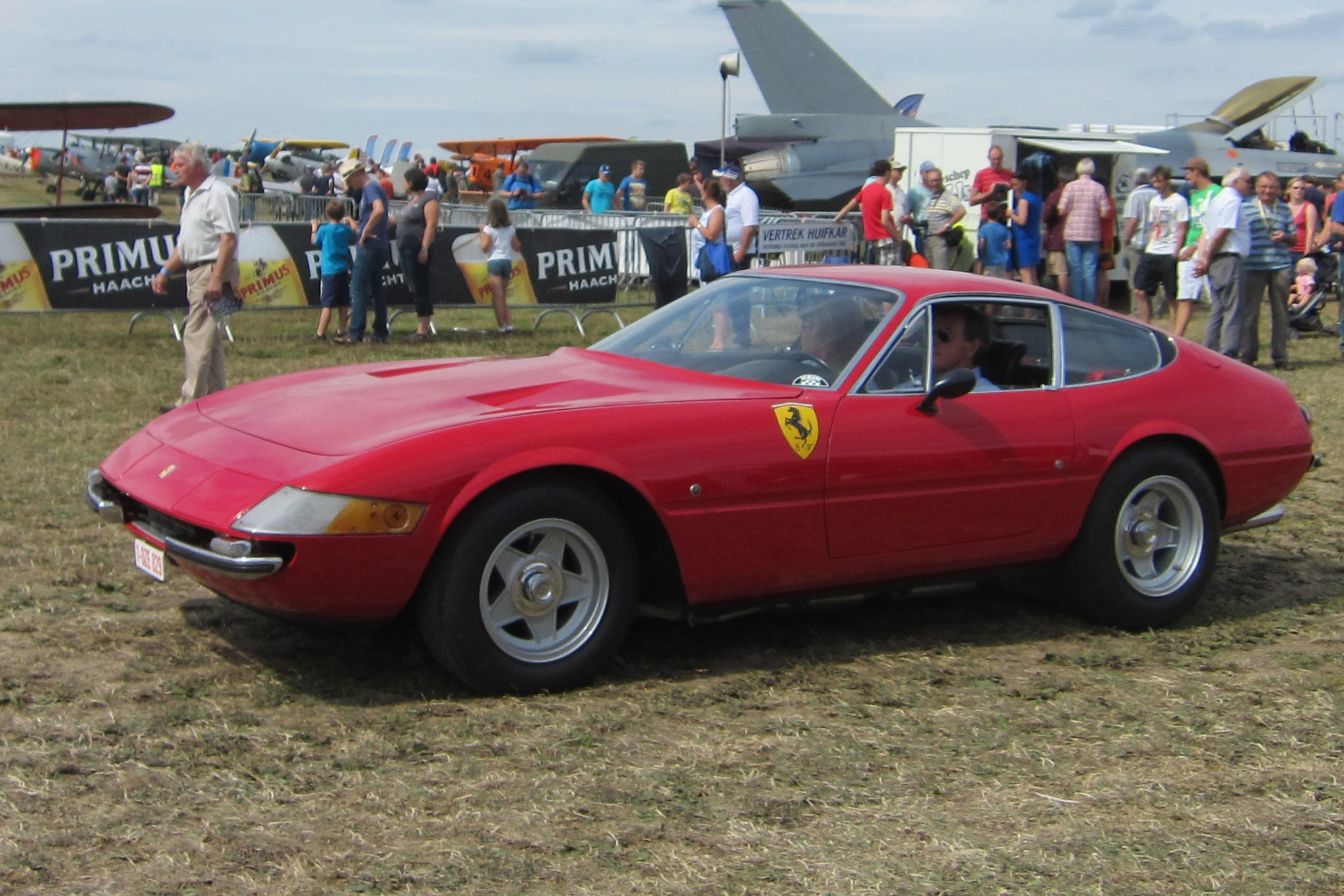
Ferrari 365 GTB/4 Daytona, 1968
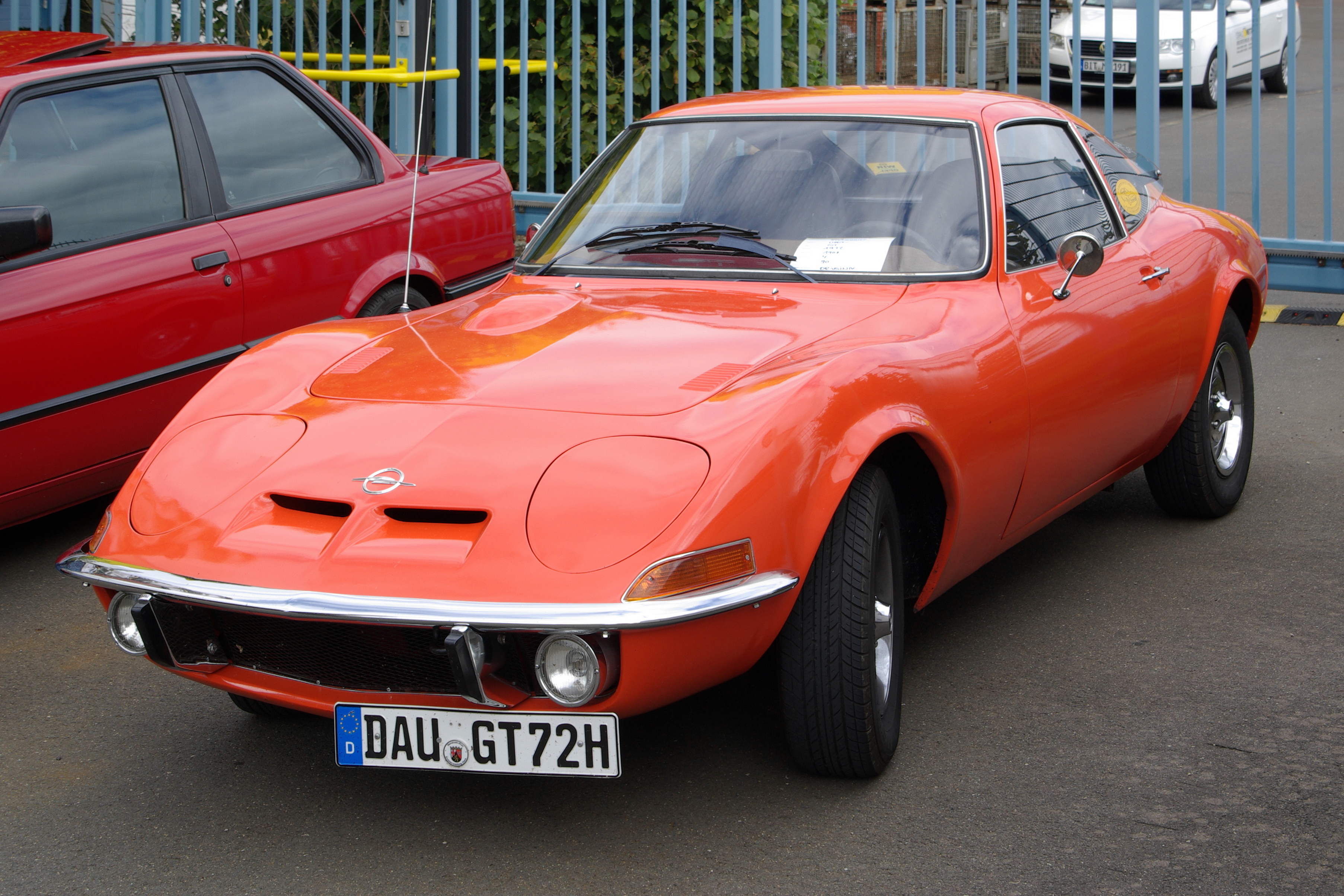
Opel GT, 1968

Nachdem die Mittelmotor-Rennwagen auf den Rennstrecken ihre Überlegenheit bewiesen hatten, kam auf die Konstrukteure die Herausforderung zu, das Mittelmotorkonzept auch in einem Straßensportwagen zu verpacken. Sowohl der Porsche 904 wie auch der Ford GT40 hatten aus Gründen der Homologation auch eine Straßenzulassung erhalten; ihre Gestalt allerdings war einzig im Hinblick auf den Renneinsatz gefunden worden. Ferruccio Lamborghini indessen wollte dieses Urkonzept des Automobilmachos auf einen Sportwagen übertragen sehen und ließ daher den jungen Marcello Gandini bei Bertone die extremen Proportionen des Miura einkleiden. Der Miura war nicht als Fahrzeug für die Rennstrecke gedacht, sondern eher ein Fahrzeug für den Boulevard, gekleidet in einer Ästhetik der Sinnlichkeit und damit ein ebenso extravagantes wie radikales Sex-Symbol: ein „testosterotisches Spielzeug“. Für den eleganteren Macho schneiderte Giorgetto Giugiaro, damals bei Ghia, den extravaganten Anzug auf das Chassis des De Tomaso Mangusta. Der Dino 246, der nicht Ferrari heißen durfte, erhielt seine sanft geschwungene Mittelmotor-Linie von Aldo Brovarone von Pininfarina, der damit eine Ikone von Maranello schuf.

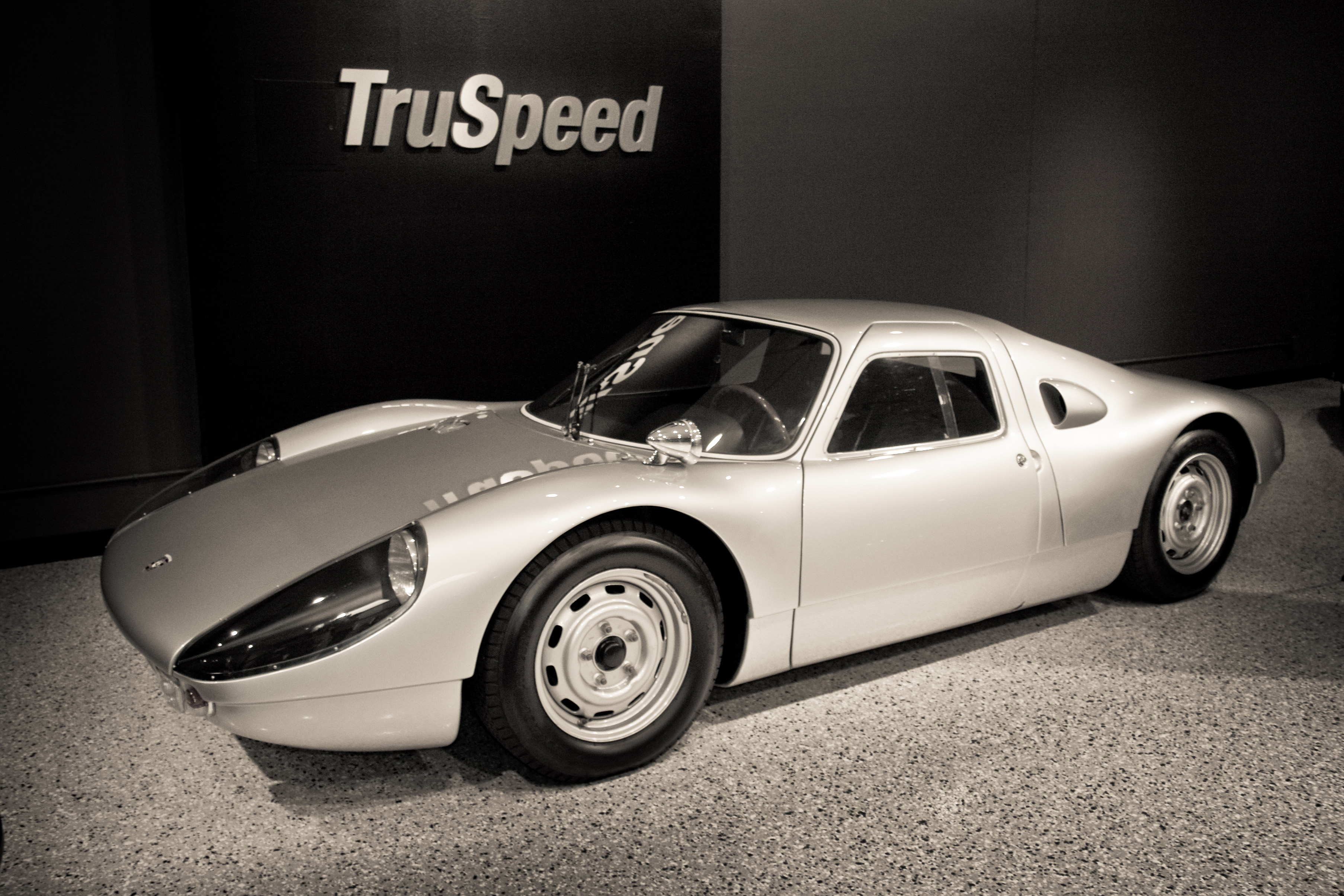
Porsche 904, 1963
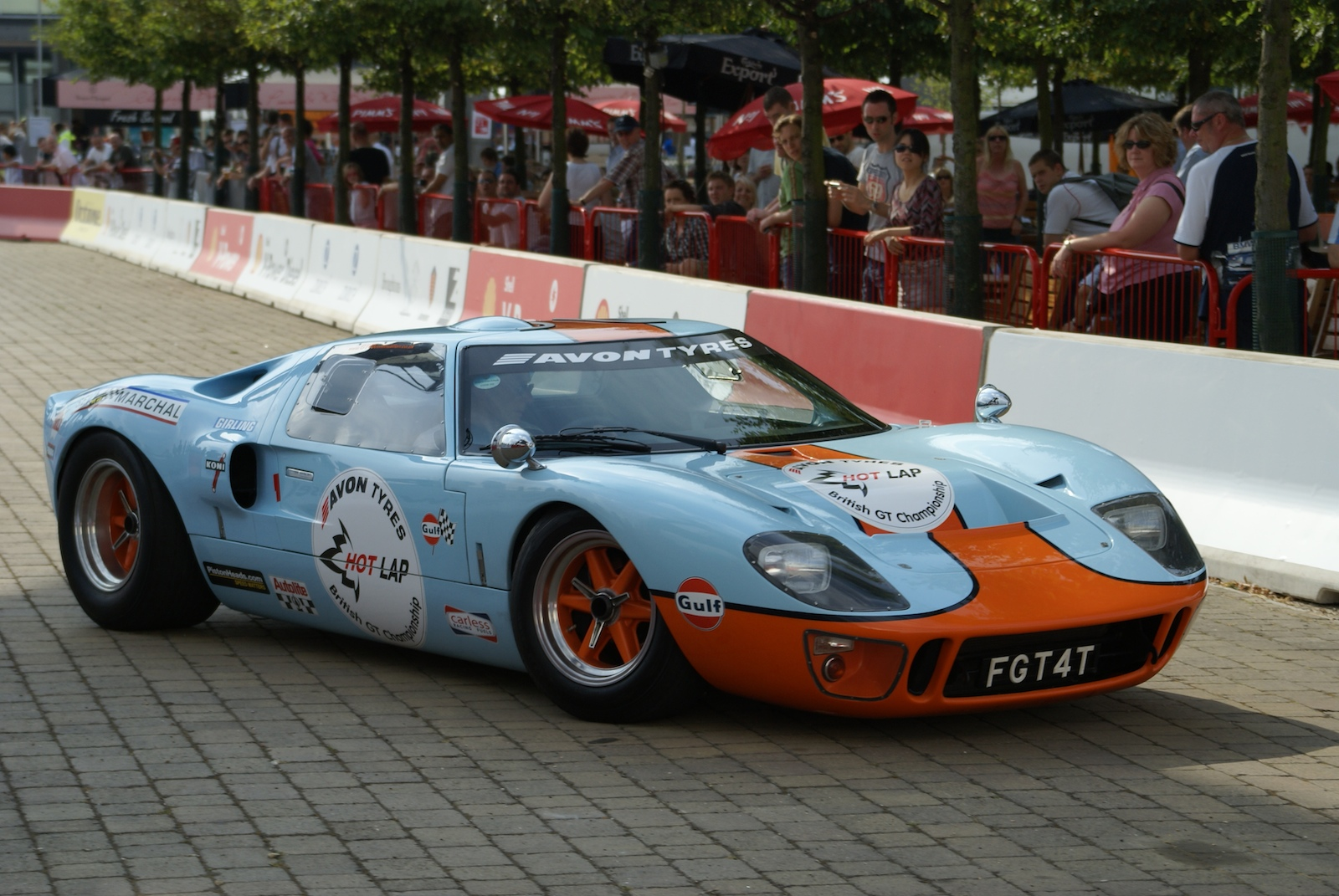
Ford GT40, 1965
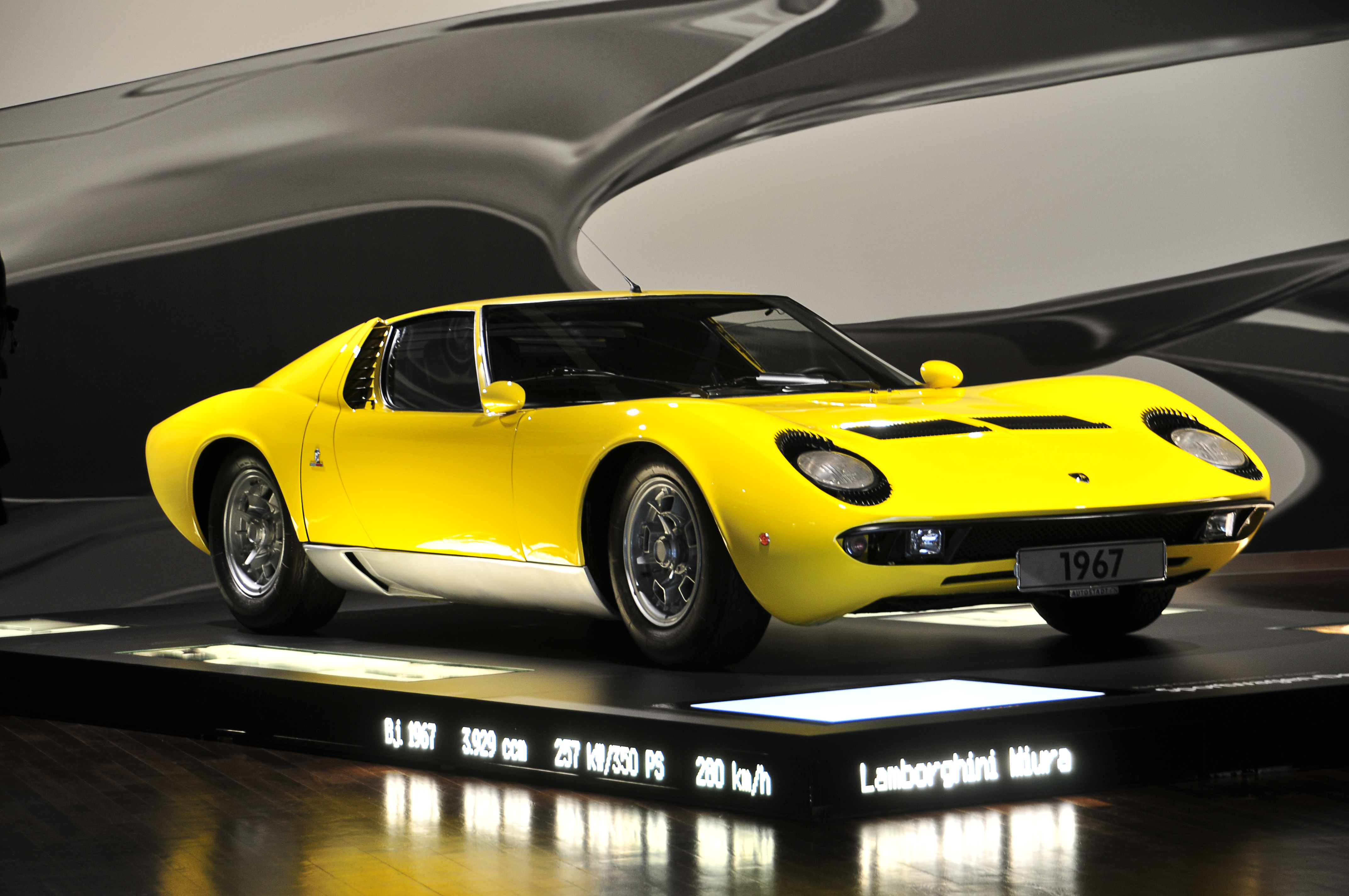
Lamborghini Miura, 1966
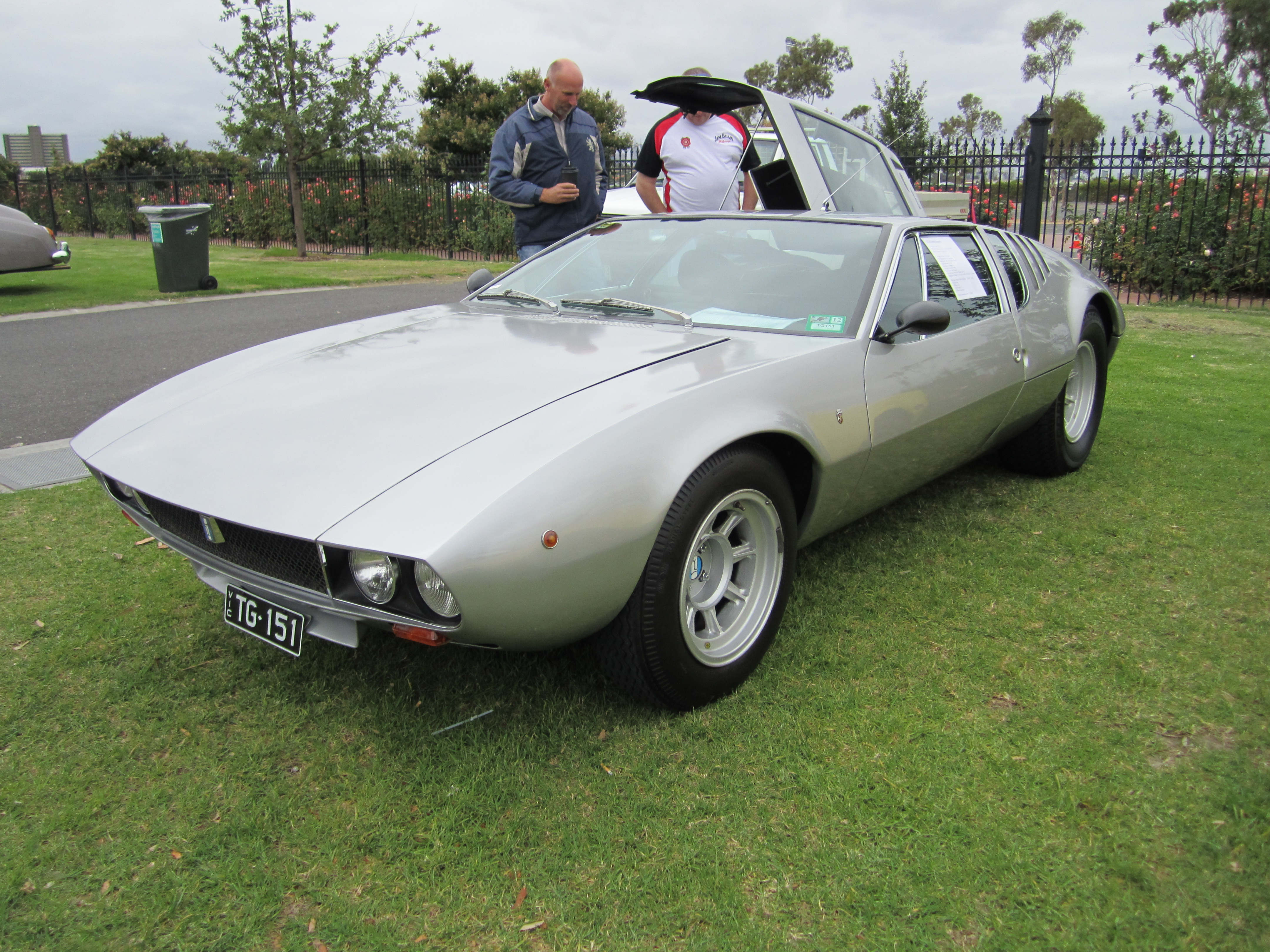
De Tomaso Mangusta, 1967
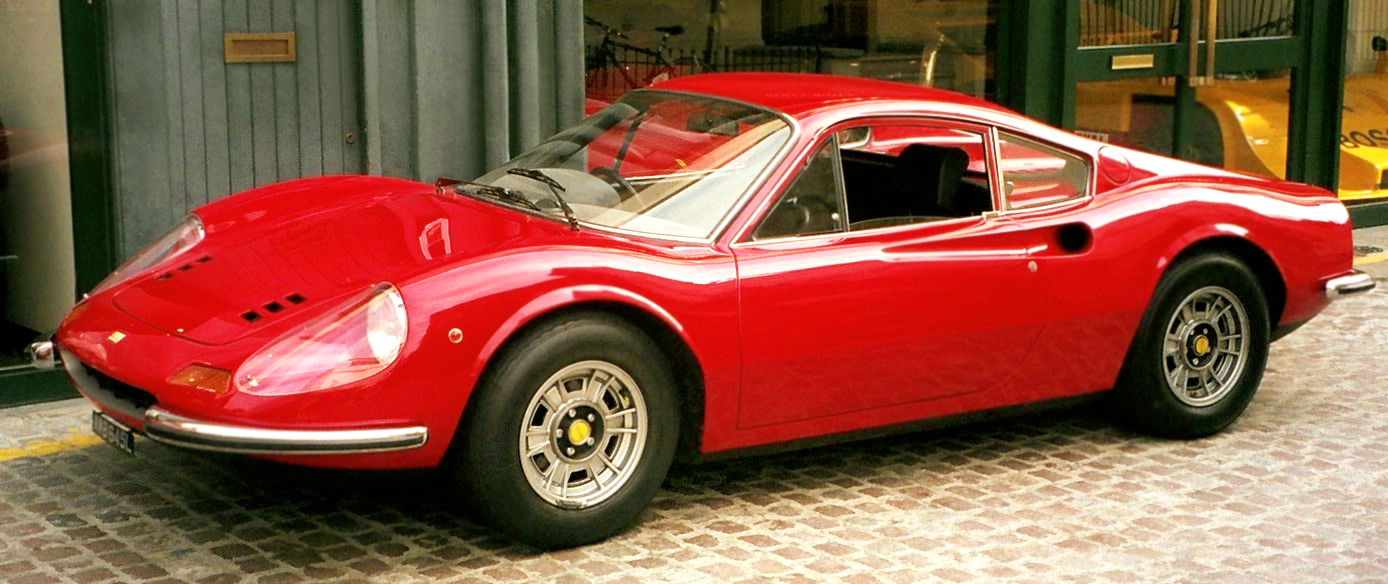
Dino 246, 1969

#### Ponycar
Die sportliche Attitüde der Babyboomer fand ihre automobile Verwirklichung im Ford Mustang. Dieses vom Ford-Vorstand Lee Iacocca erdachte und von den Designern Joe Oros und David Ash geformte Fahrzeug begründete fast über Nacht die neue Fahrzeugklasse der Pony-Cars. Die lange Motorhaube und das kurze Heck schufen eine neue Proportion des sportlichen Fahrzeugs, das nach Aussagen des Designers „die Frauen so lieben, dass es die Männer auch lieben“. Schnell wurde das Konzept nachgeahmt. In Deutschland zeigte der von Phil Clark mit jugendlichem Enthusiasmus gestreckte Ford Capri eine schlankere europäische Erscheinung der Ponycar Idee, die der von Chuck Jordan geformte Opel Manta – ursprünglich als Kadett Coupé – entwickelt.

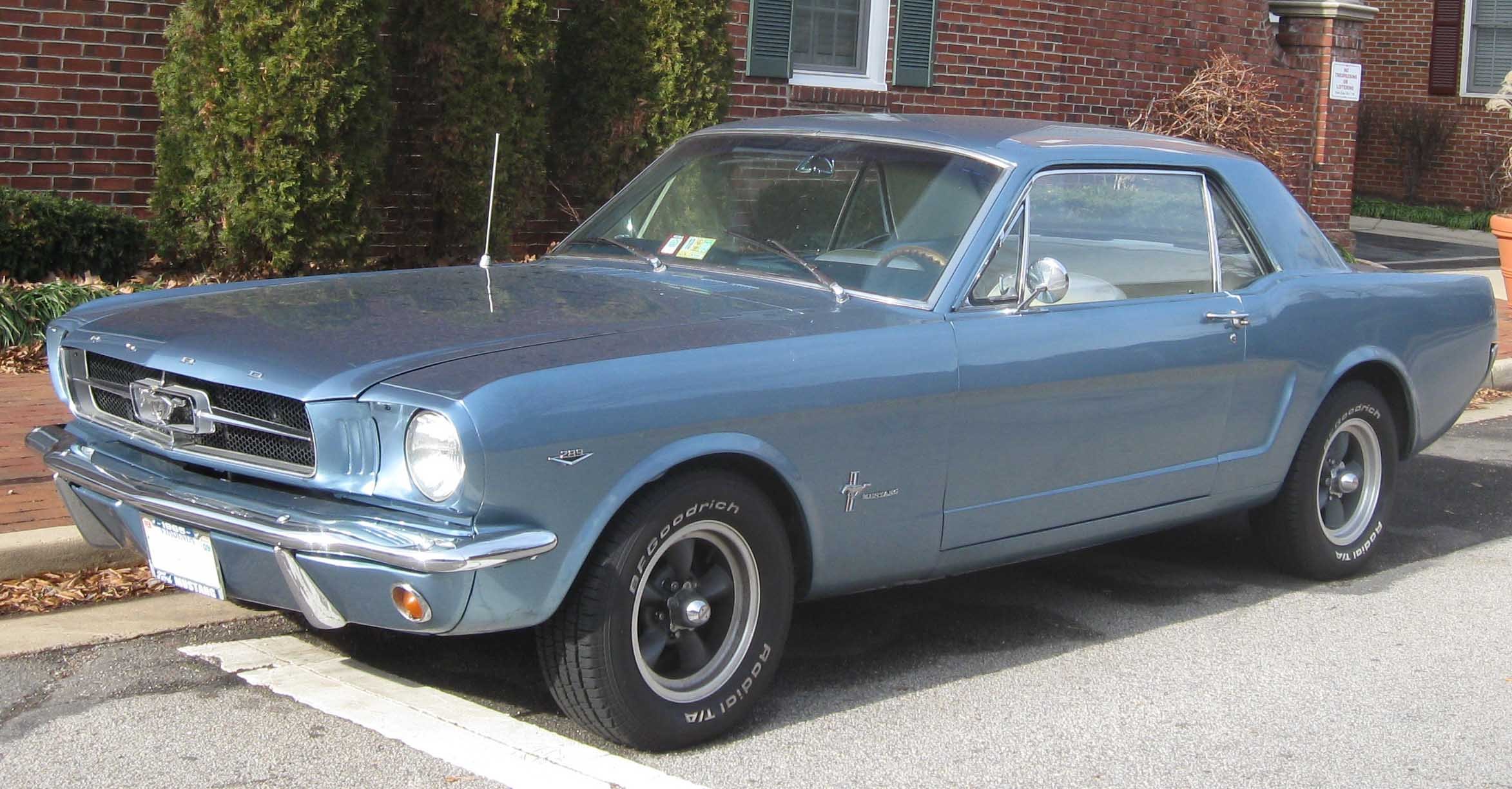
Ford Mustang, 1964
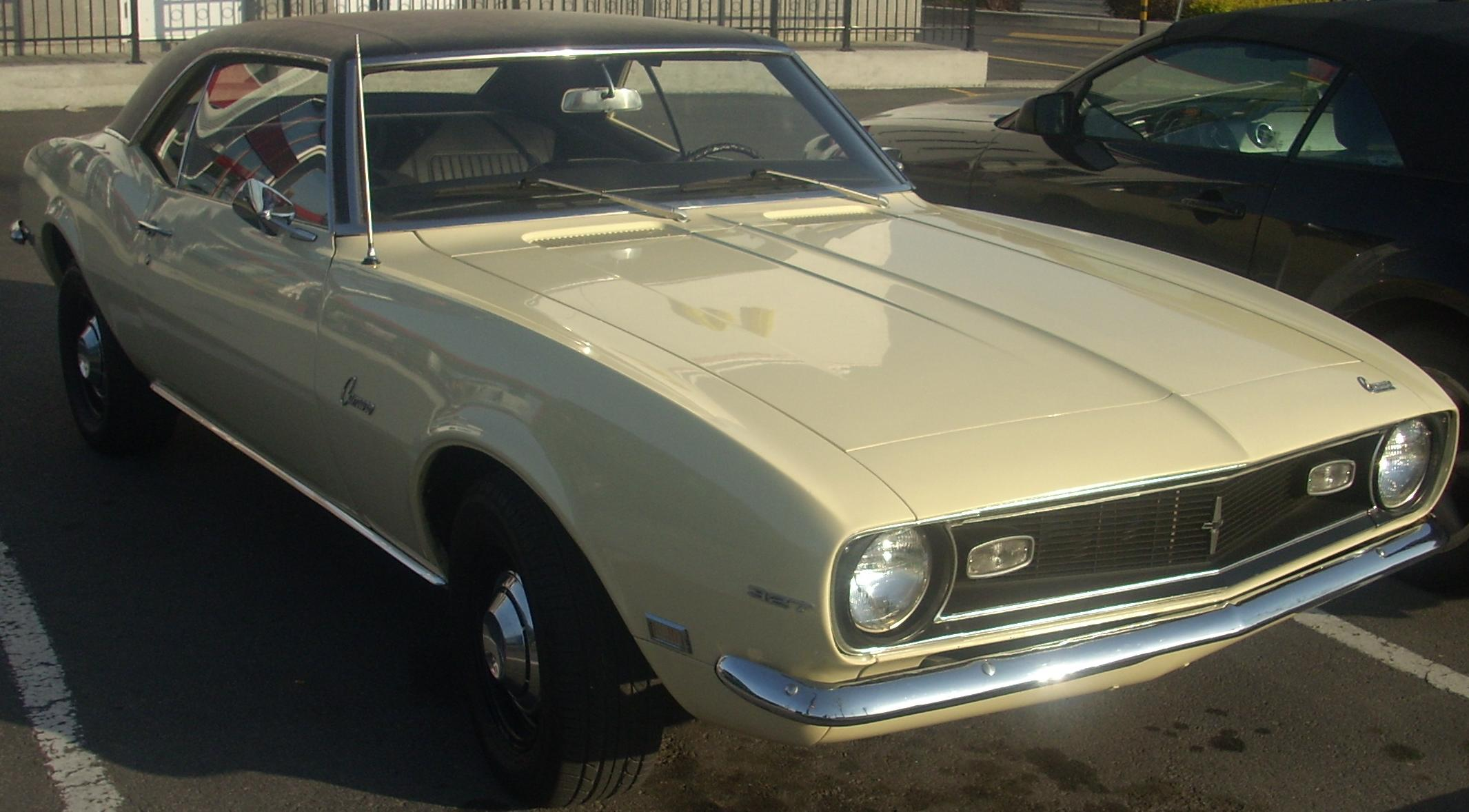
Chevrolet Camaro, 1967
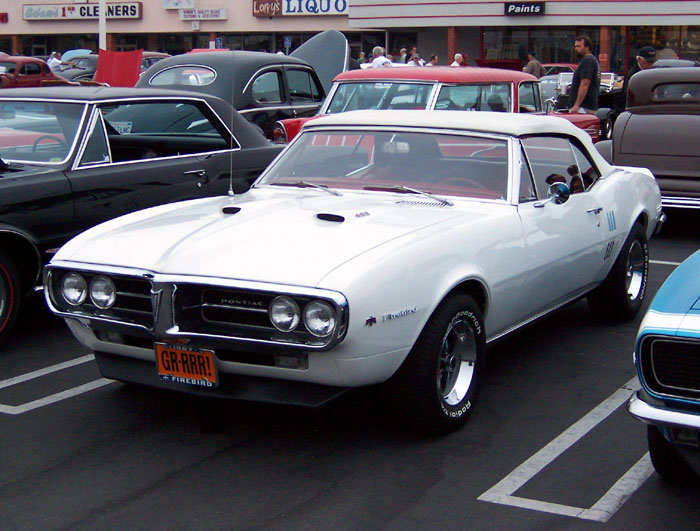
Pontiac Firebird, 1967
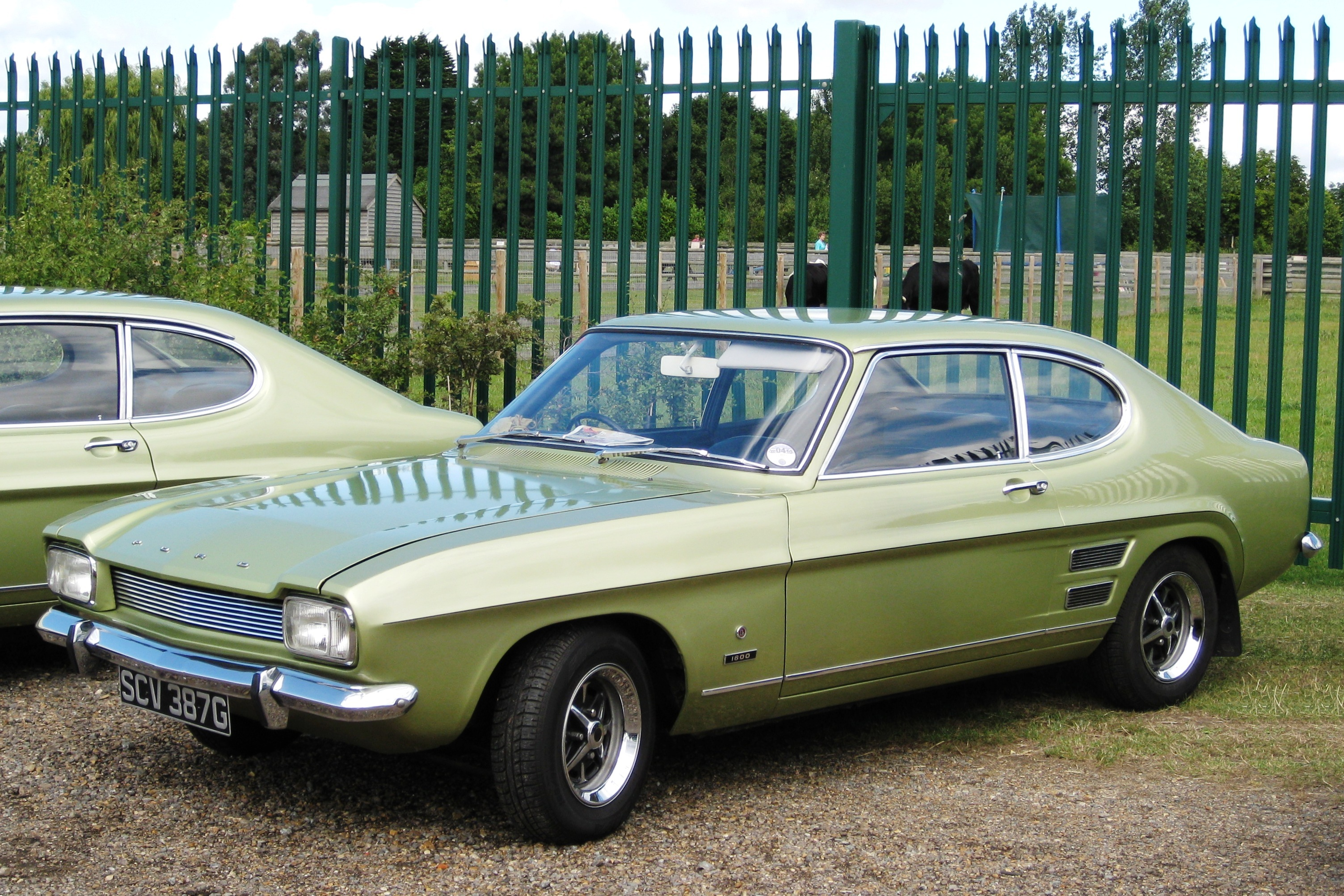
Ford Capri, 1969
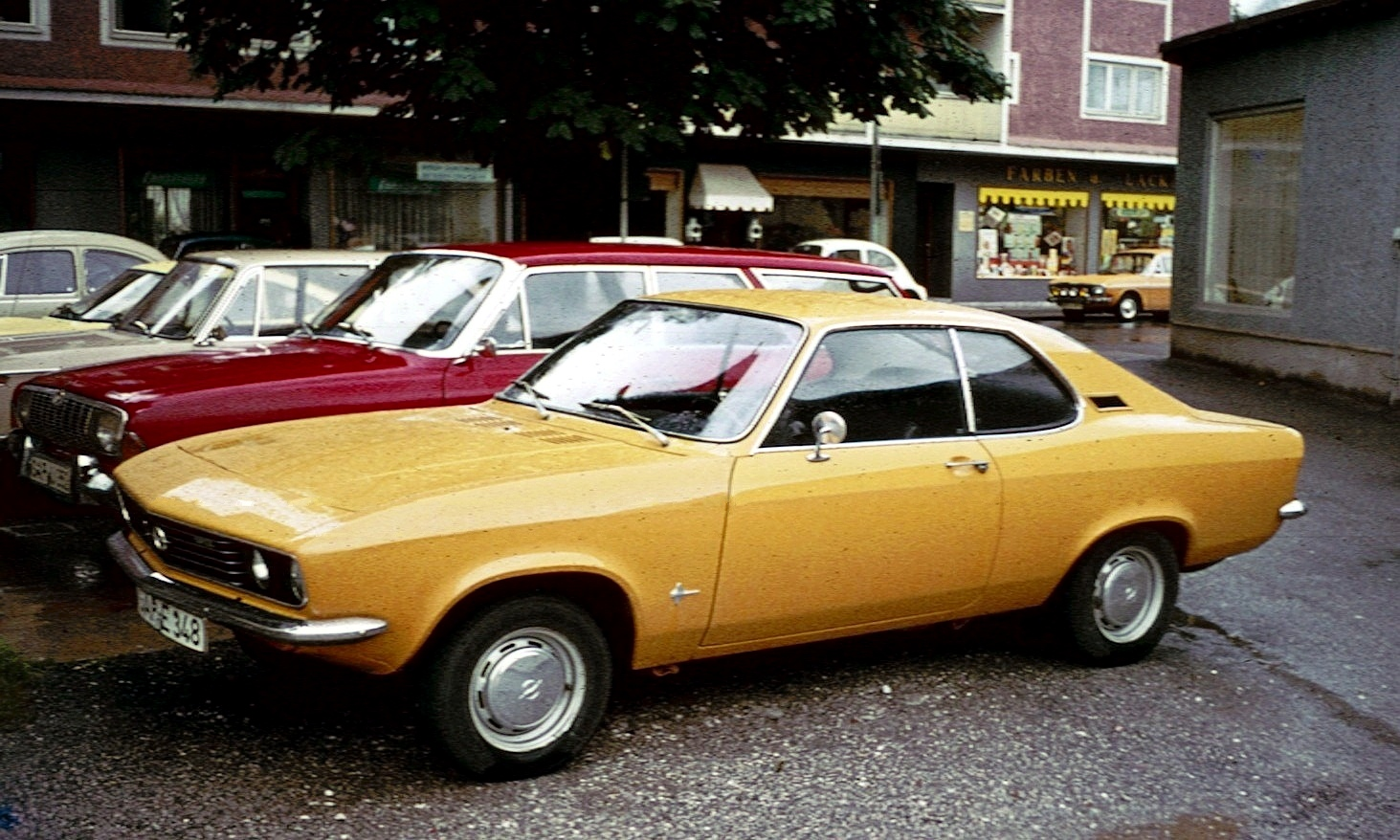
Opel Manta, 1970

#### Konsequente Sachlichkeit
Ein Vorreiter für die Gradlinigkeit wurde der unter der Verantwortung von Fiat-Entwicklungschef Dante Giacosa geformte 124. Fiat etablierte damit die neue Fahrzeugklasse der internationalen Familienlimousine: vollwertig, leistungsfähig und vielseitig – aber in unbestechlicher und planer Sachlichkeit. Der 124 wurde ein erstes Weltauto, das als Lada Schiguli auch als sowjetisches Volksmobil Karriere machte. Giacosa selbst hatte nur begrenzte Sympathie für den Entwurf und Fiat-intern lange die progressivere Alternative Typ 123 mit Frontantrieb und noch klareren Karosserielinien favorisiert. Dieses Modell, das für Fiat als zu modern abgelehnt wurde, wurde schließlich als Autobianchi A111 vermarktet. Mit dem von Jan Wilsgaard gezeichneten Volvo 140 zeigten die Schweden, wie sich ein Fahrzeug mit No-Nonsense-Linien gestalten lässt und dabei einen eigenen Charakter behält.

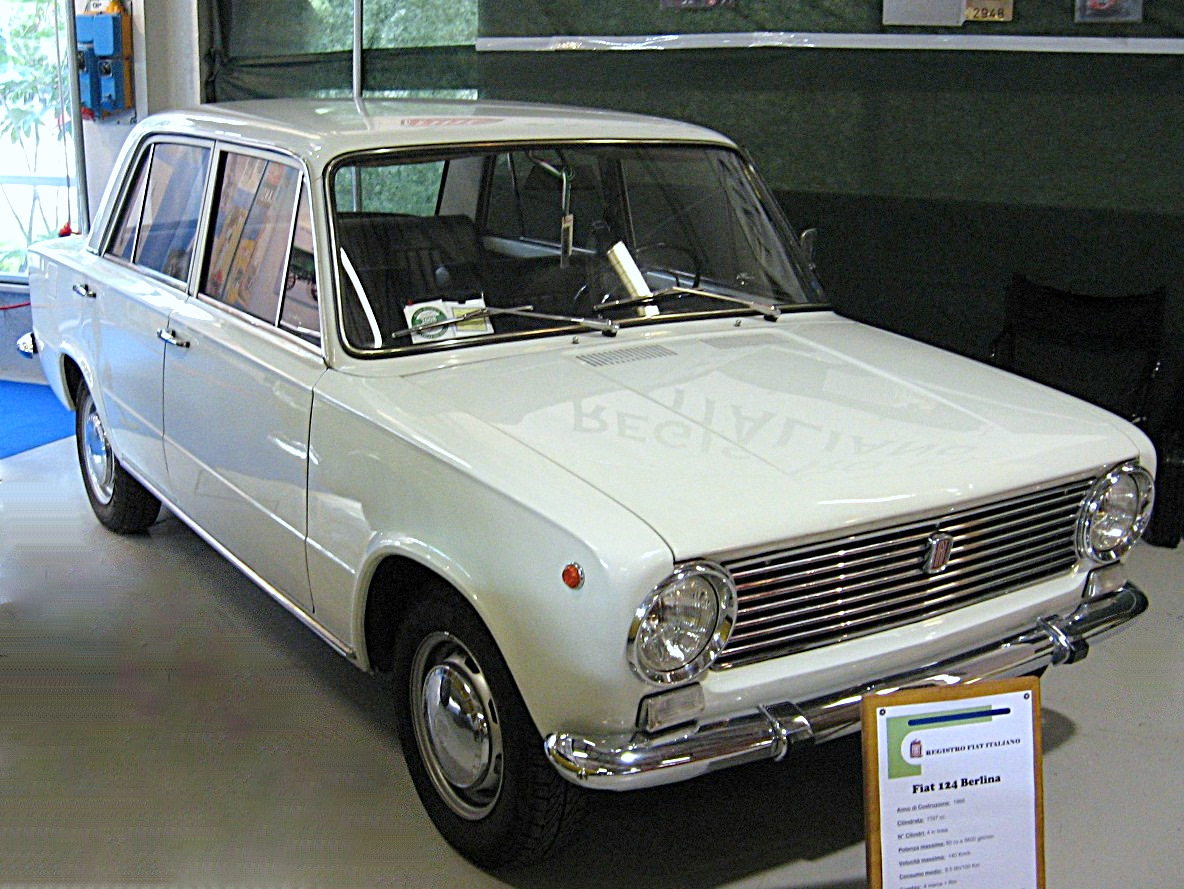
Fiat 124, 1966
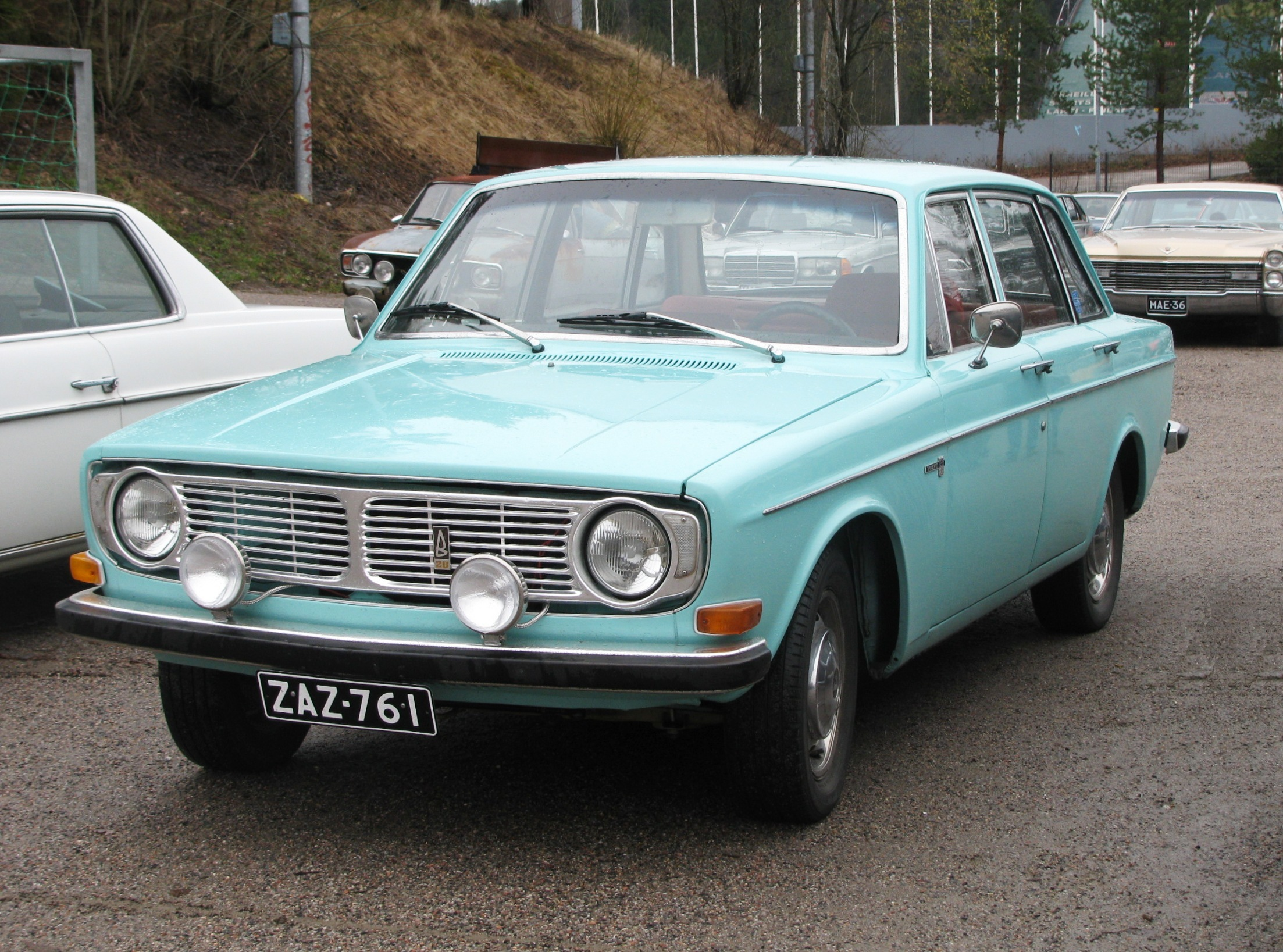
Volvo 140, 1966
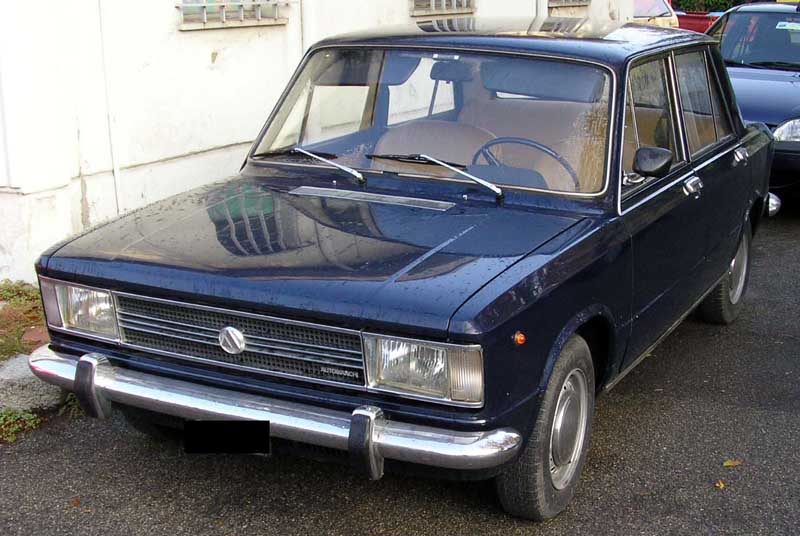
Autobianchi A111, 1969

#### Der Ro 80 als gestalterische Revolution

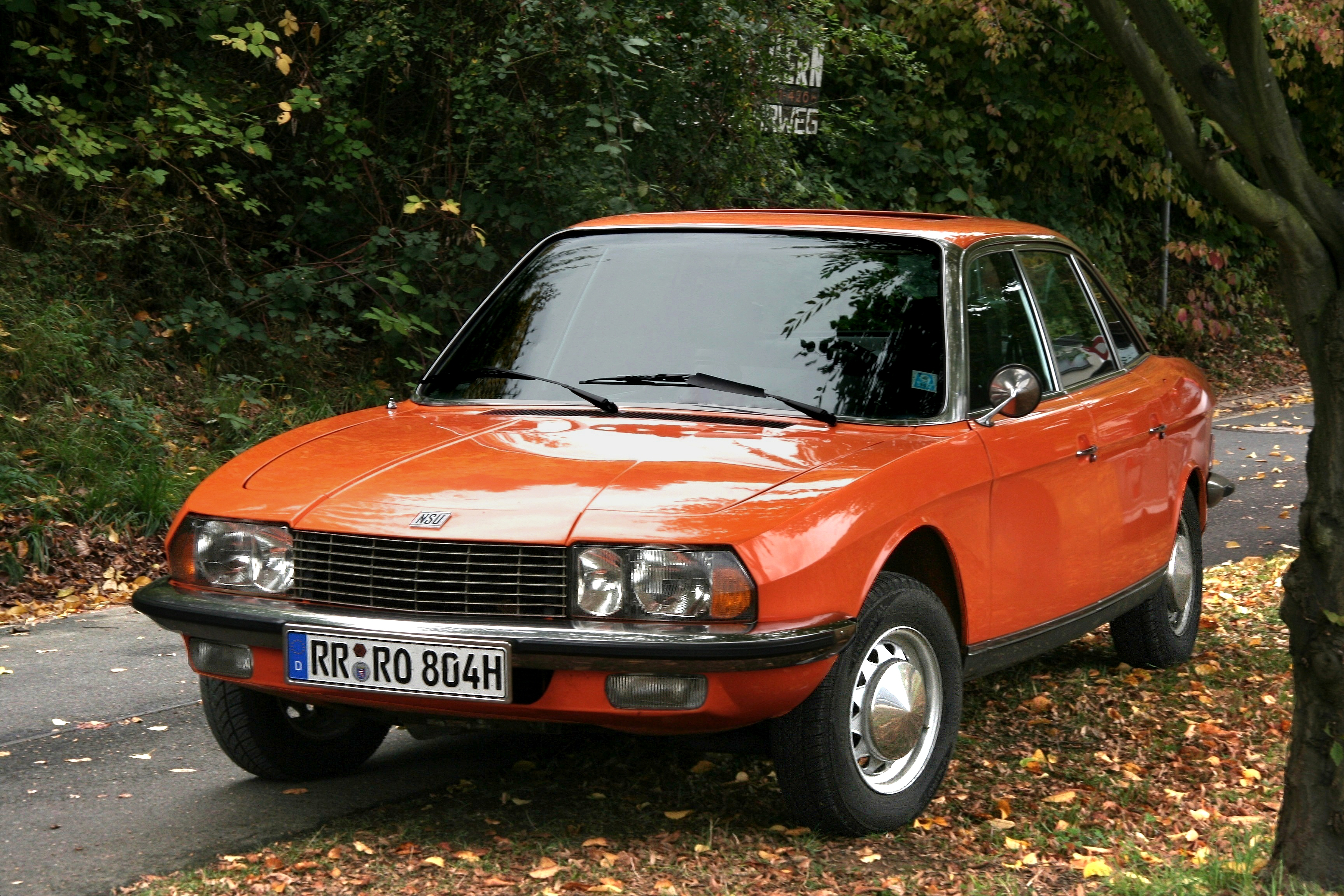
NSU Ro 80, 1967

Der von Felix Wankel entwickelte Kreiskolbenmotor galt als Revolution. Daher sollte die große Limousine, die erstmals um einen solchen Motor herum konstruiert wurde, auch eine Revolution ausstrahlen. Mit diesen Vorgaben entwickelte Claus Luthe die Karosserie des 1967 vorgestellten NSU Ro 80. Tatsächlich zeigte die Limousine viele vorausweisende Stilelemente: die niedrige Front, die der flach bauende Wankelmotor erlaubte; das hochbauende Heck, das den Anschein hatte, als sei es im Windkanal geformt worden (was trotz des für die damalige Zeit günstigen Strömungswiderstandskoeffizienten (cW-Werts) nicht der Fall war); die mit dem Kühlerraster eine Einheit bildenden, rechteckigen Frontscheinwerfer; die großen, kuppelartig geformten Fensterflächen; und die dezente, umlaufende Hüftfalte in einem in virtuoser Linienführung durchgestalteten Karosseriekörper. Der Ro 80 trug nachhaltig zu einer grundlegenden Neuorientierung des Automobildesigns bei. Der wirtschaftliche Erfolg allerdings war dem Fahrzeug nicht vergönnt, in zehn Jahren Bauzeit wurden weniger als 40.000 Einheiten hergestellt.

#### Familie im Trapez
In den 1970er Jahren begannen die Automobilhersteller, sich von den Designstilen zu emanzipieren. Sie modellierten dagegen eine eigene Formensprache, die nicht mehr auf den Moden einer Produktlinie, sondern auf die Marke ausgerichtet war. Vorreiter für die formgewordene Markenpersönlichkeit wurde BMW. Der deutsche Hersteller kombinierte die Designmerkmale der Trapezform und der Kompaktform in markentypischer Weise zu einer keilförmigen Pfeilfront, der der sogenannte Hofmeister-Knick (der Gegenschwung an der C-Säule) und ein sanft abfallendes Heck beigegeben wurden. Diese Designsprache hielt die Marke lange durch – und die zur Formgestaltung neuer Autos gebetenen Designer (u. a. Marcello Gandini, Paul Bracq, Manfred Rennen) beugten sich diesem Diktat. Das Marketing formte auch die Typenbezeichnungen und erfand die in Rangziffern gegliederten Modellreihen (3er, 5er, 6er, 7er).

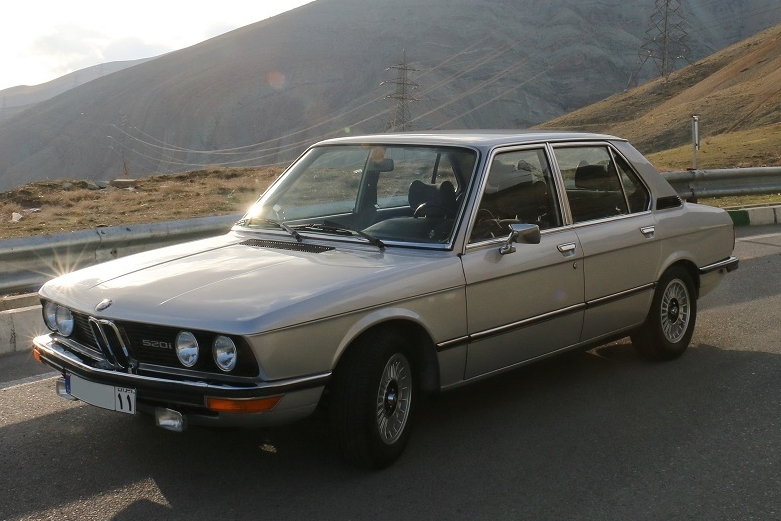
BMW 5er E12, 1972
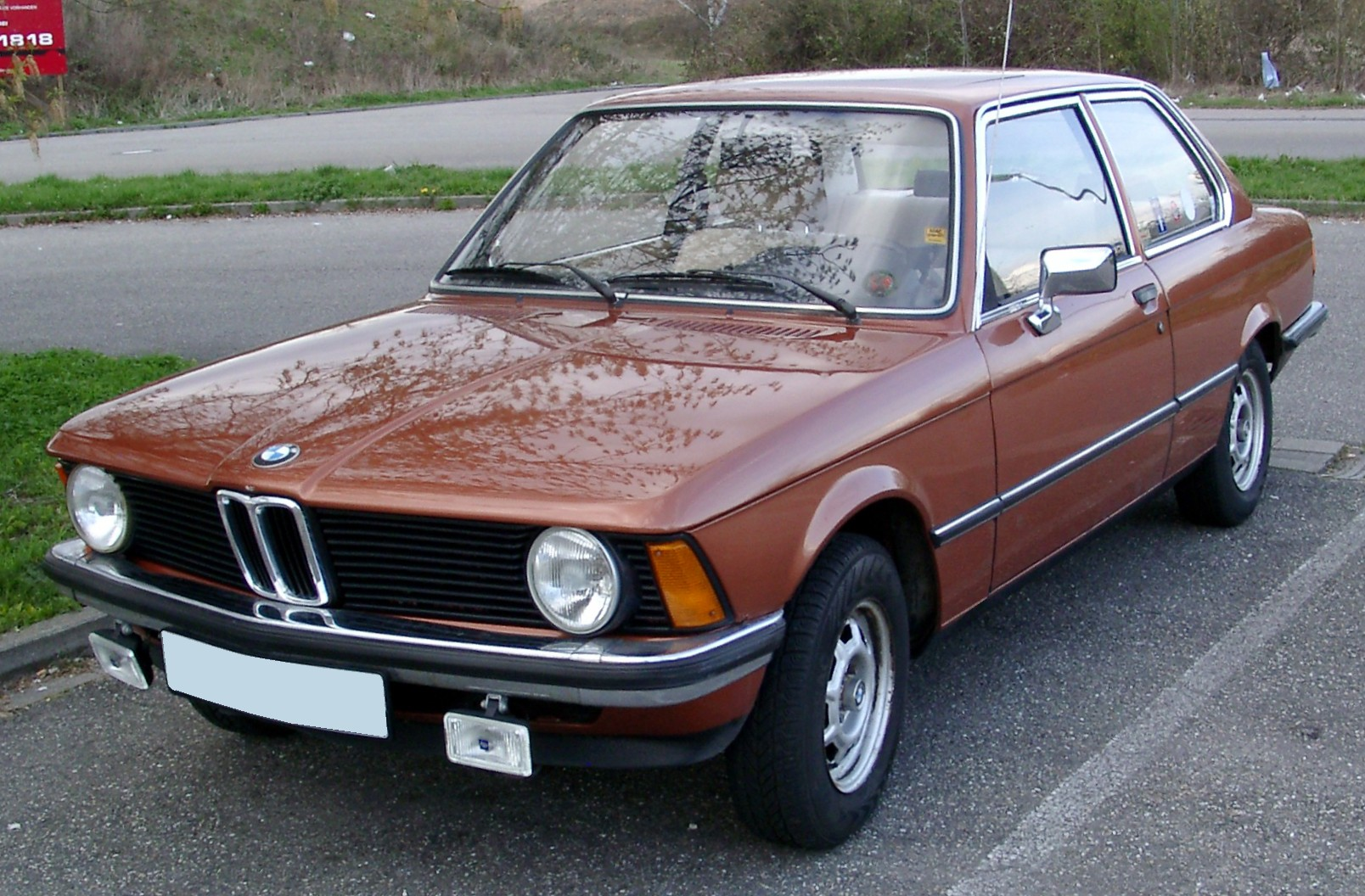
BMW 3er E21, 1975
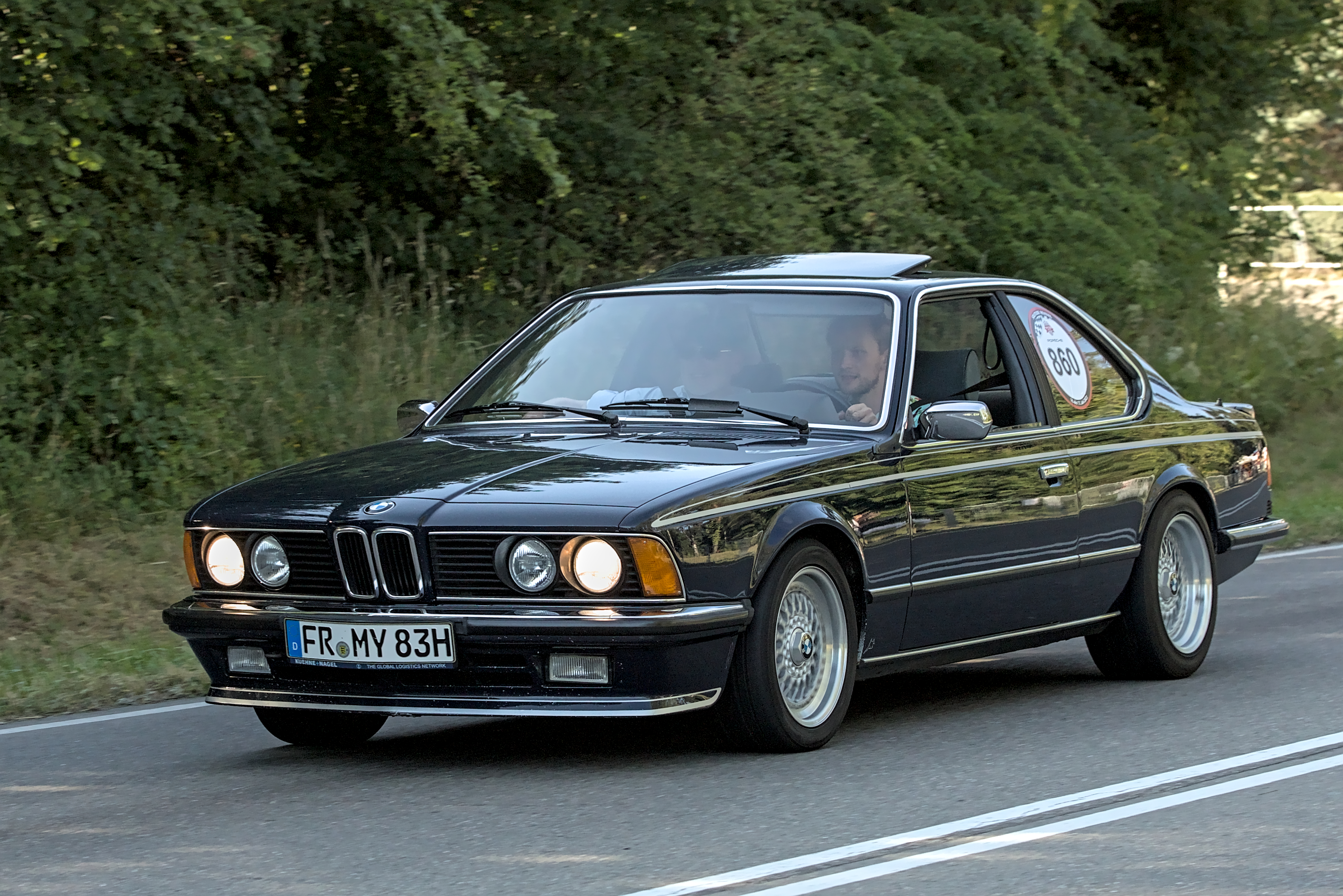
BMW 6er E24, 1975
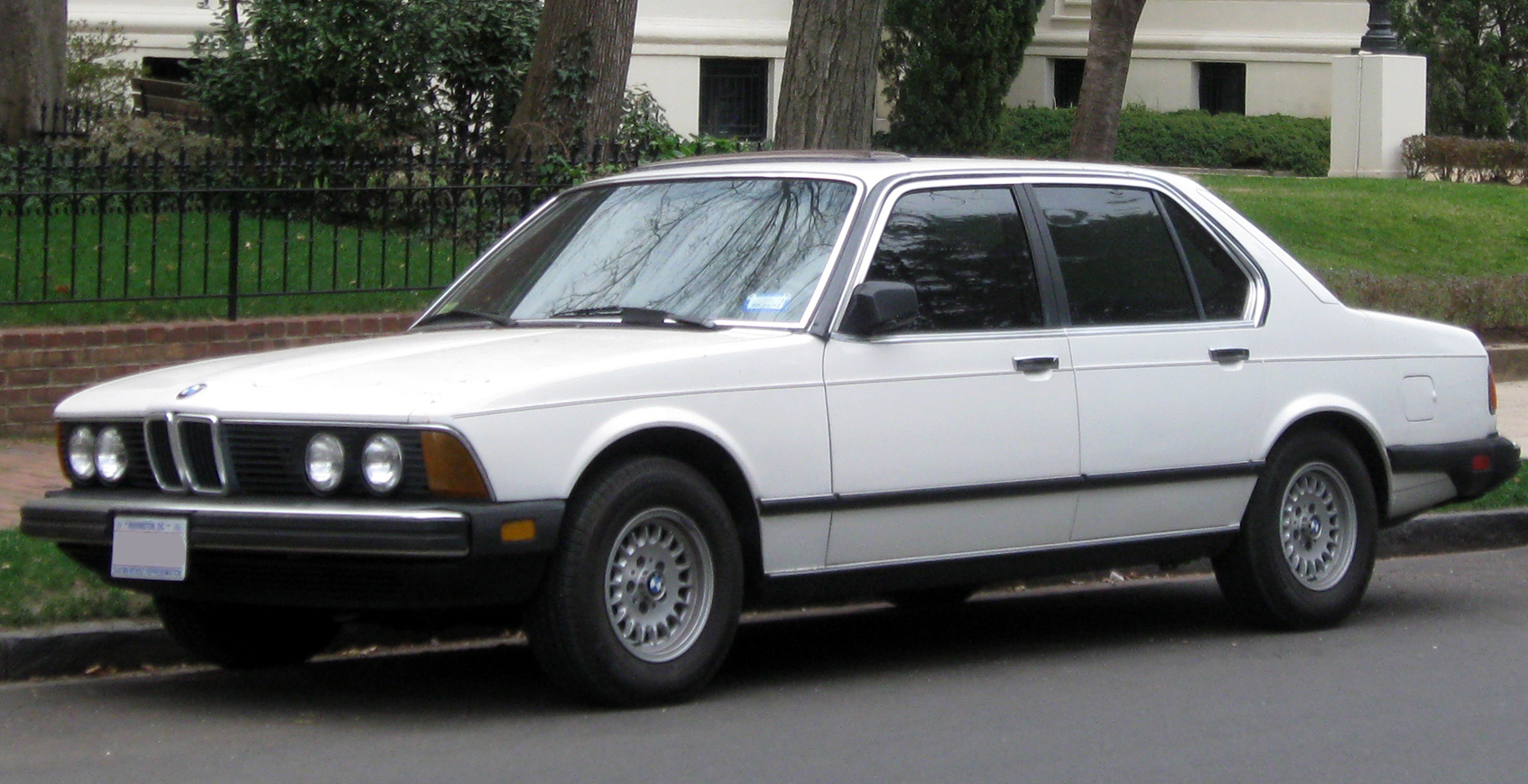
BMW 7er E23, 1977

### Box-Design (ab Anfang der 1970er Jahre)

#### Gegliederte Flächen
Die Automobildesigner spürten im Übergang zu den 1970er Jahren die Notwendigkeit, die rationalen Konzepte der Architektur auf das Fahrzeugdesign zu übertragen. Glas und Blech sollten geometrisch geordnet und mit Kanten begrenzt, die Volumina sauberer gegliedert werden. Einen ersten Design-Meilenstein dieser neuen Anschauung schuf der für Pininfarina tätige Designer Paolo Martin in Gestalt des Fiat 130 Coupé. Die einfache und gerade, fast minimalistische Architektur ist als „Meisterwerk an Schlichtheit und Eleganz“ gewürdigt worden. Sie machte Schule. Beispielsweise stand ein 130 Coupé in den Kölner Design-Studios von Ford, als das von Uwe Bahnsen geleitete Team daran arbeitete, die Form für den Ford Granada II zu finden. Dass es auch für meisterhafte Designer eine besondere Herausforderung war, den großen Flächen eine geometrische Spannung zu geben, zeigten der Peugeot 604 und auch der Rolls-Royce Camargue. Beide entstanden bei Pininfarina; das Urteil über ihre Formensprache fiel indessen uneinheitlich aus.

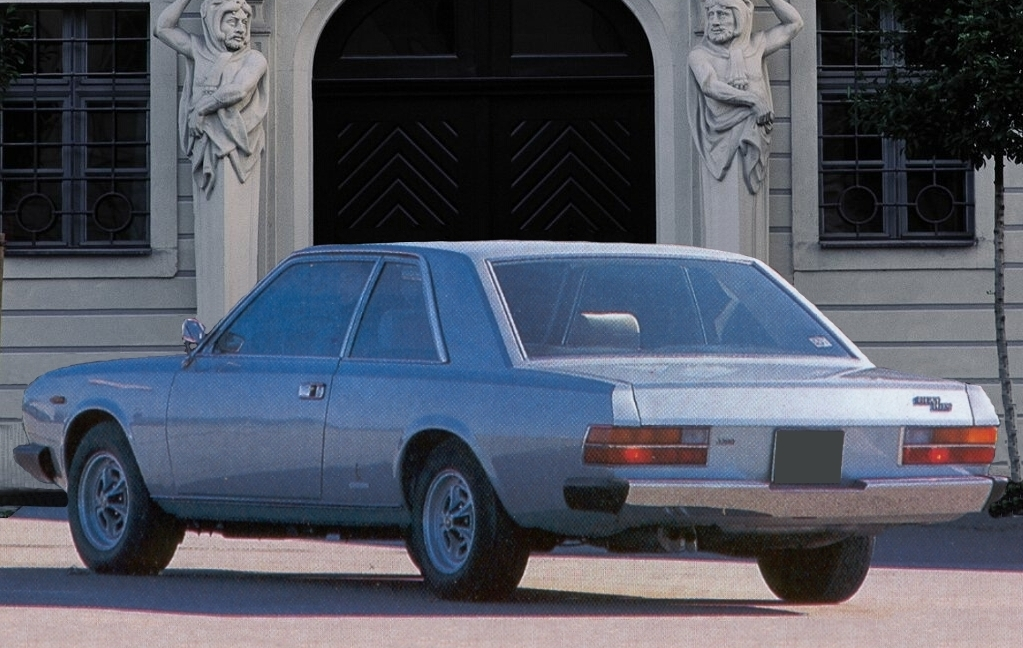
Fiat 130 Coupé, 1971
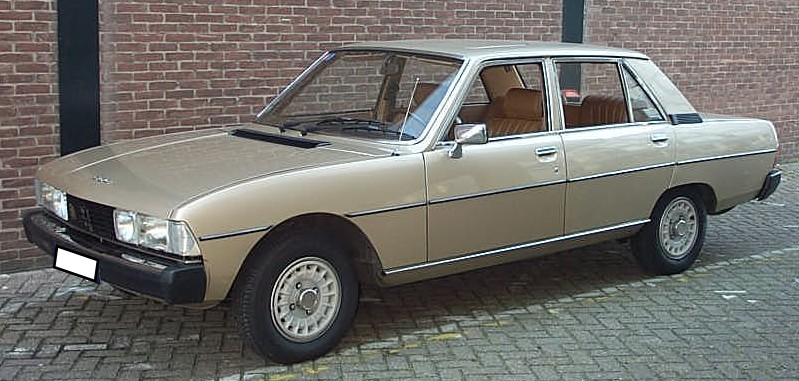
Peugeot 604, 1975
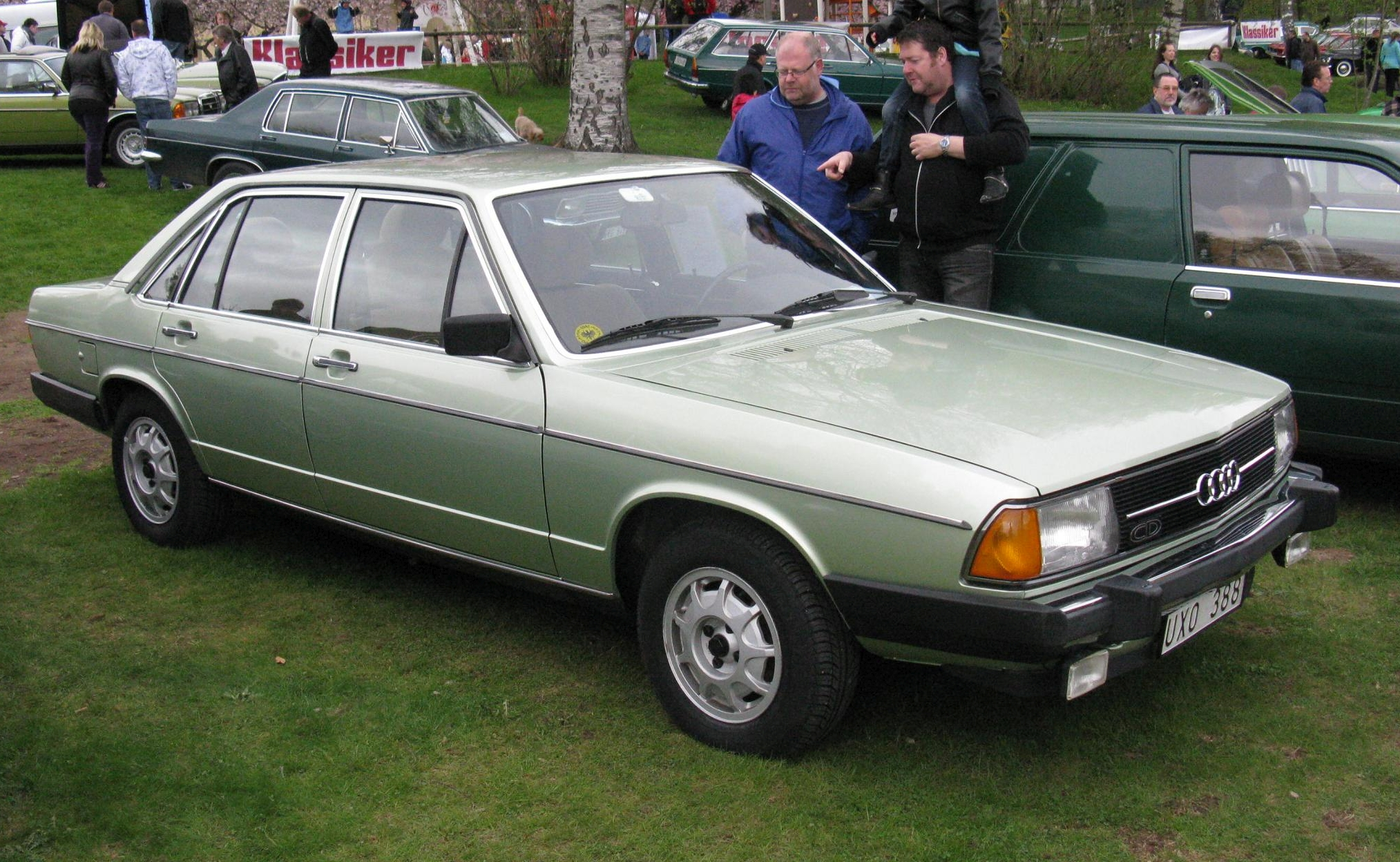
Audi 100 C2, 1976
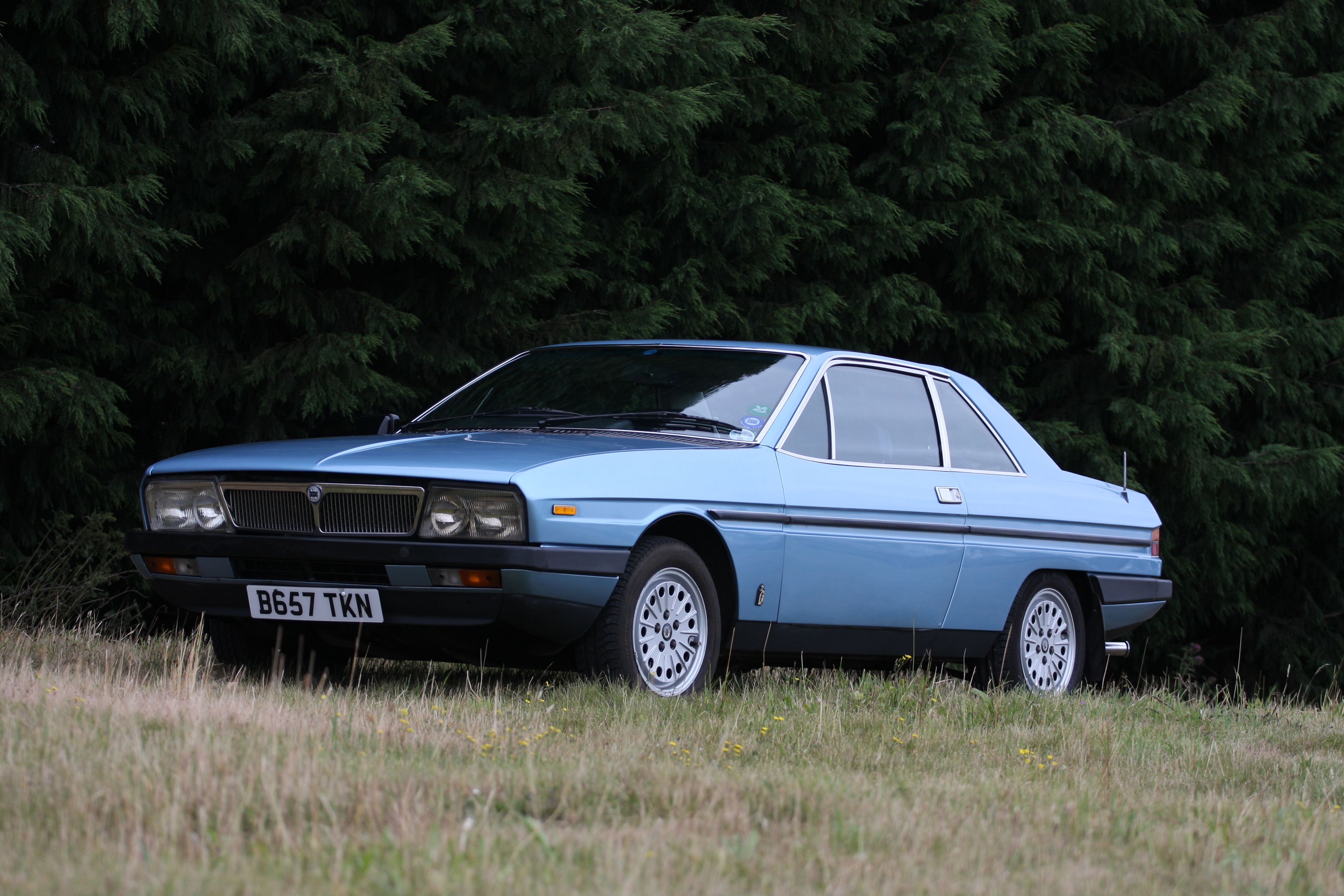
Lancia Gamma Coupé, 1976
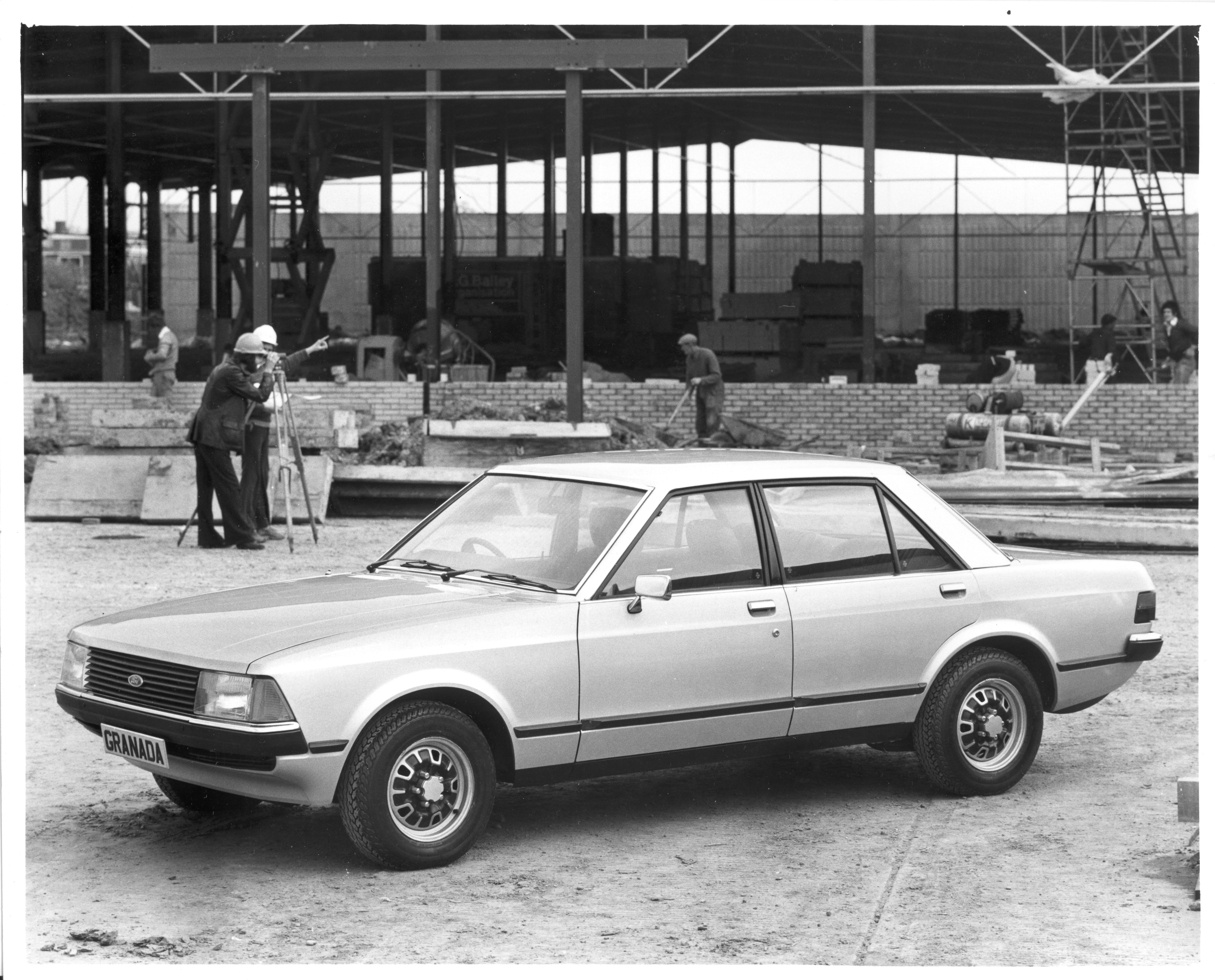
Ford Granada II, 1977

#### Form für den Landadel
Das epochale Symbol für die Sehnsucht nach dem Landleben schuf Rover mit dem Range Rover bereits 1970. Das ebenso geländegängige wie luxuriöse Modell definierte eine neue Fahrzeugarchitektur, die gleichzeitig immens nützlich und souverän abgeklärt wirkte. Sie verschmolz den innovativen Pragmatismus des Britischen mit seinem zutiefst romantischen Wesen. Der Range Rover war in erster Linie das Werk des Rover Chef-Ingenieurs Charles Spencer King – und der Chef-Stylist David Bache konnte nur noch die Details glätten. Vermutlich war es keinem der beteiligten Formschöpfer klar, dass sie damit die Form für das ultimative Sport Utility Vehicle (SUV) gefunden hatten, die mehr als vier Jahrzehnte Bestand haben sollte. Der Range Rover hatte Zeit, in seiner Nische zu einem Statussymbol zu reifen. Erst 14 Jahre später öffnete der Jeep Cherokee, der als „Meisterstück“ des AMC-Designchefs Richard A. Teague galt, den Weg zu großen Stückzahlen in diesem neuen Fahrzeug-Segment.

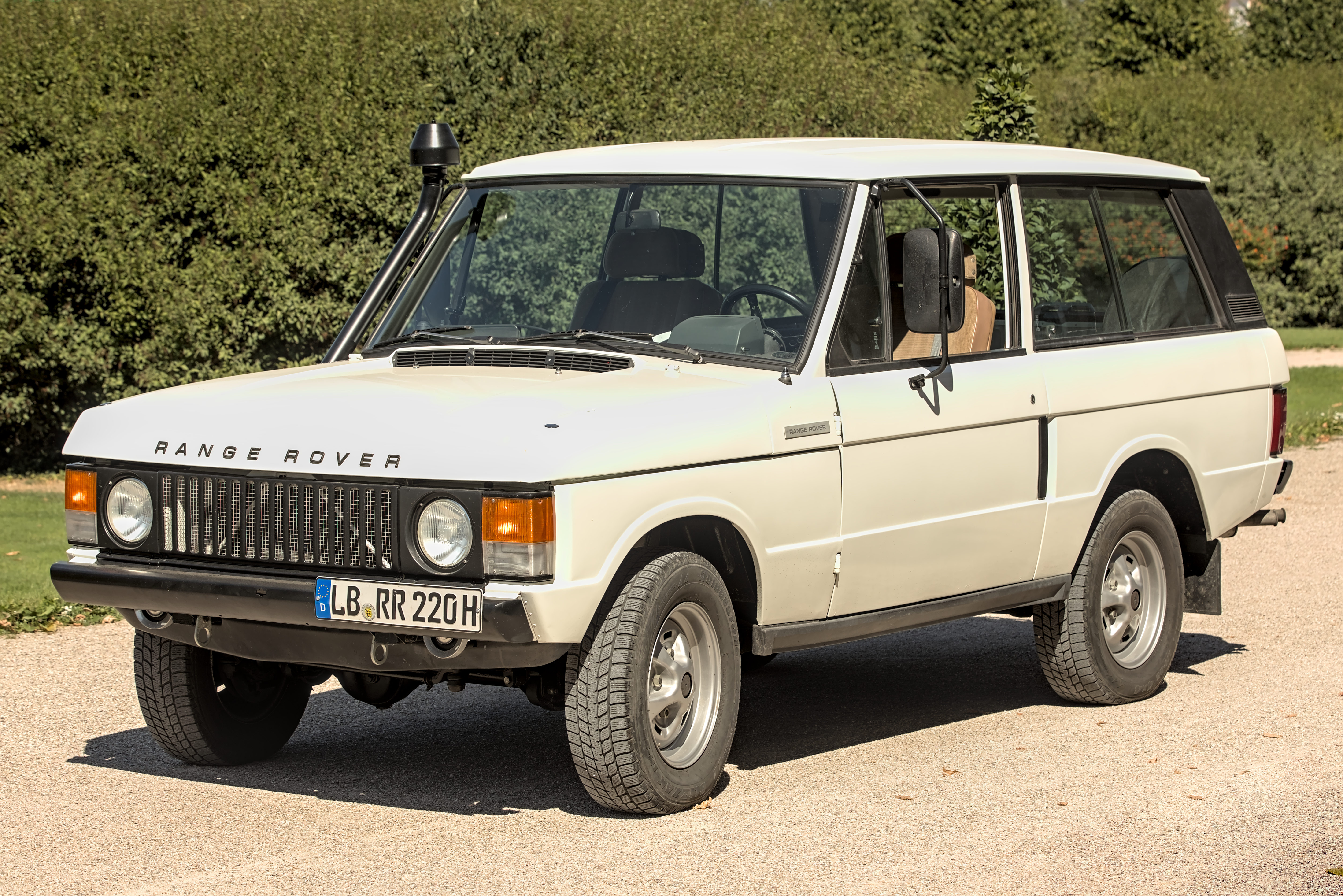
Range Rover, 1970
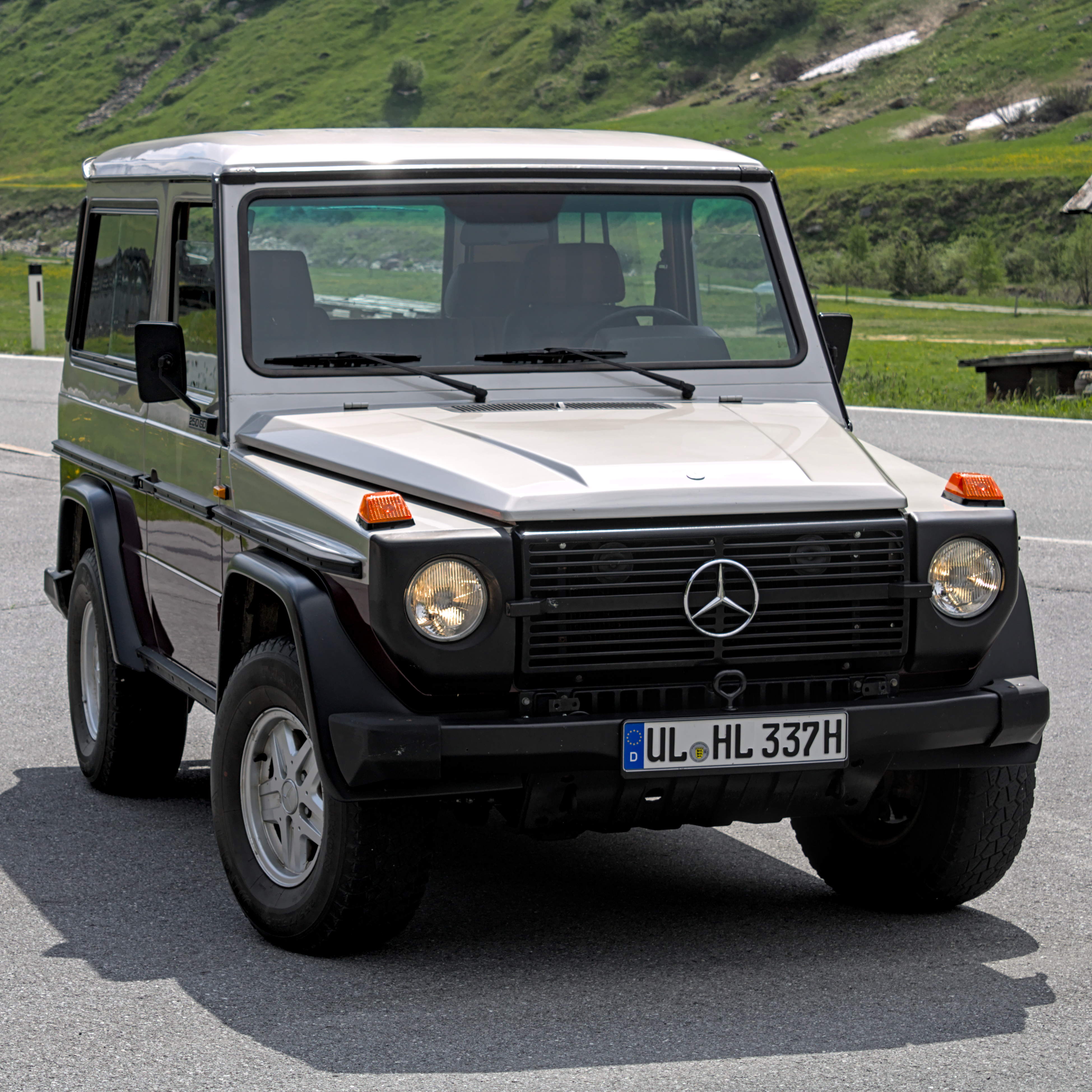
Mercedes-Benz G-Klasse, 1979
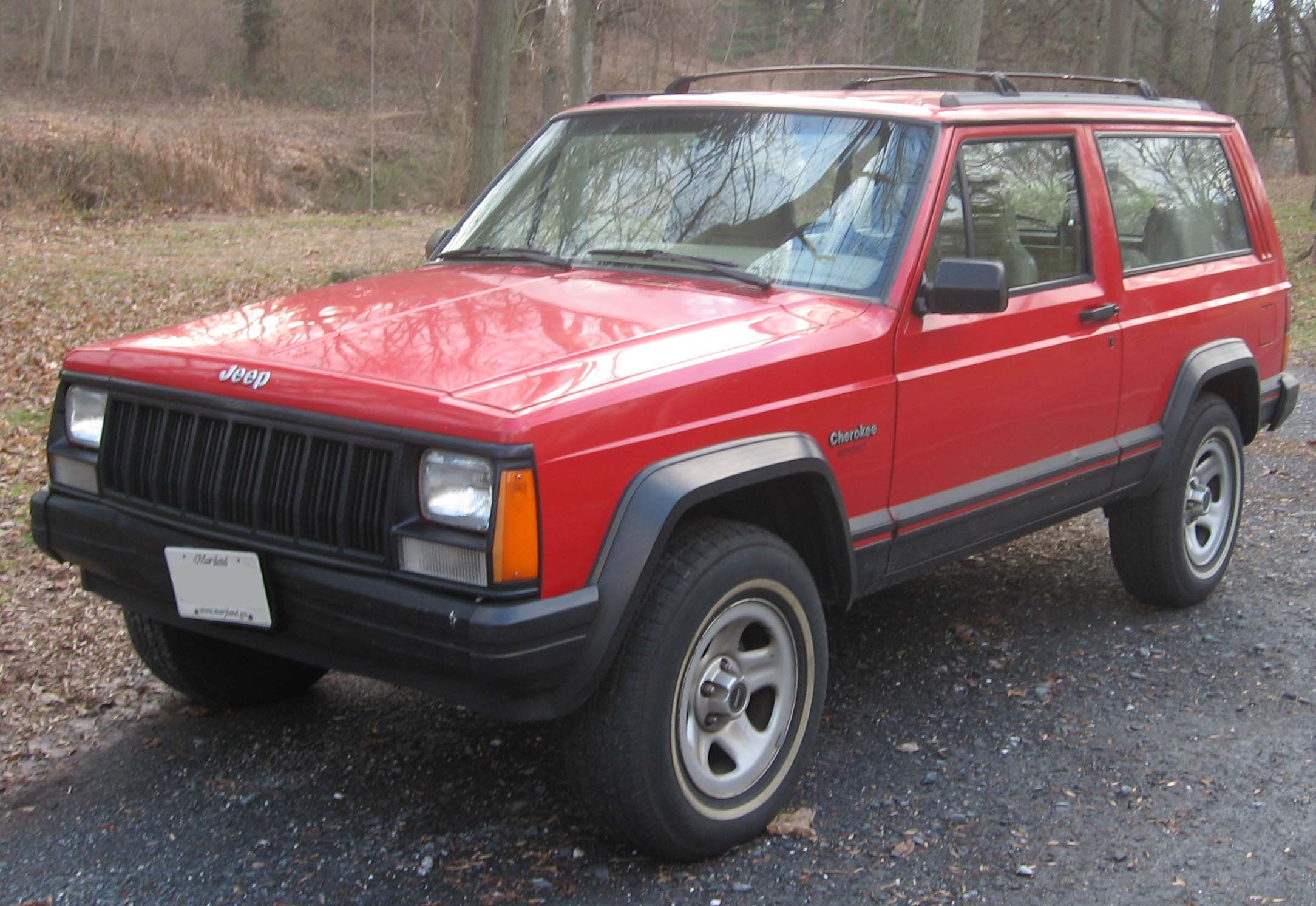
Jeep Cherokee, 1984

#### Siegeszug der Dritten Tür
Die große Heckklappe und der Abschied vom Stufenheck waren als Tabubruch bewertet worden – zu Beginn der 1970er Jahre erst gelang dieser heute so typischen Karosserieform der Siegeszug. Bahnbrechend für das sogenannte Two-Box-Design wurden der stilistisch vorbildlich aufgeräumte Renault 5 und der mit minimalistisch-simplen Linien geformte Fiat 127. Beide superkompakten Allrounder waren mit zwei Körpern gestaltet: Einer bildete den Motorraum, der zweite verband Fahrgastraum und Kofferraum zu einem variabel nutzbaren Innenraum, der über eine große Heckklappe zugänglich ist. Beide Fahrzeuge sind – obwohl Millionen Mal produziert – nicht als Designikonen registriert worden; dennoch tragen sie die typische Handschrift je eines Formschöpfers, die beide das Ergebnis ihrer Arbeit nicht mehr erlebten. Michel Boué, der dem Renault 5 den freundlich-charmanten Blick eingezeichnet hatte, starb an Krebs. Der junge Designer Pio Manzù verunglückte tödlich, als er auf dem Weg war, dem Fiat-Direktorium den ausgewogen-nüchternen Formentwurf des künftigen 127 zu erläutern.
Auf deutschem Gebiet gelang in der DDR im Jahr 1966 der vorausgreifende Entwurf eines sachlich gestalteten Dreitürers in Gestalt des Trabant 603, die Serieneinführung des Fahrzeugs wurde jedoch politisch gestoppt. Nachdem bei Glas 1966 ein wenig erfolgreicher Dreitürer erschienen war, zogen deutsche Hersteller erst Jahre später mit dem von Marcello Gandini geformten und von Claus Luthe finalisierten Audi 50 und Ford mit dem von Tom Tjaarda gezeichneten Fiesta nach. Gerard Welter, der Chef-Stylist von Peugeot, brachte knapp eine Dekade später mit dem 205 das Kunststück fertig, einen Kleinwagen zu formen, der gleichzeitig sportlich-maskulin und feminin wirkte. Der Millionenseller wurde damit zur Referenz seiner Klasse und rettete zudem den Peugeot-Konzern.

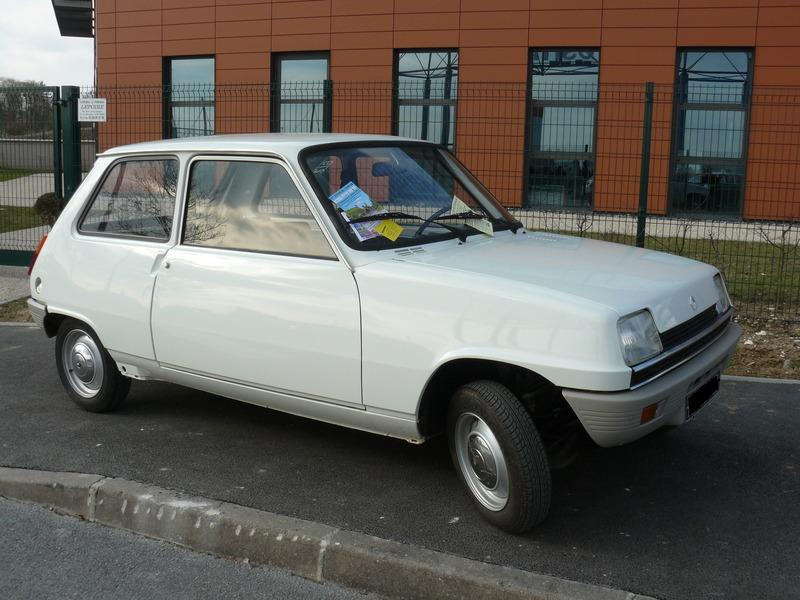
Renault 5, 1972
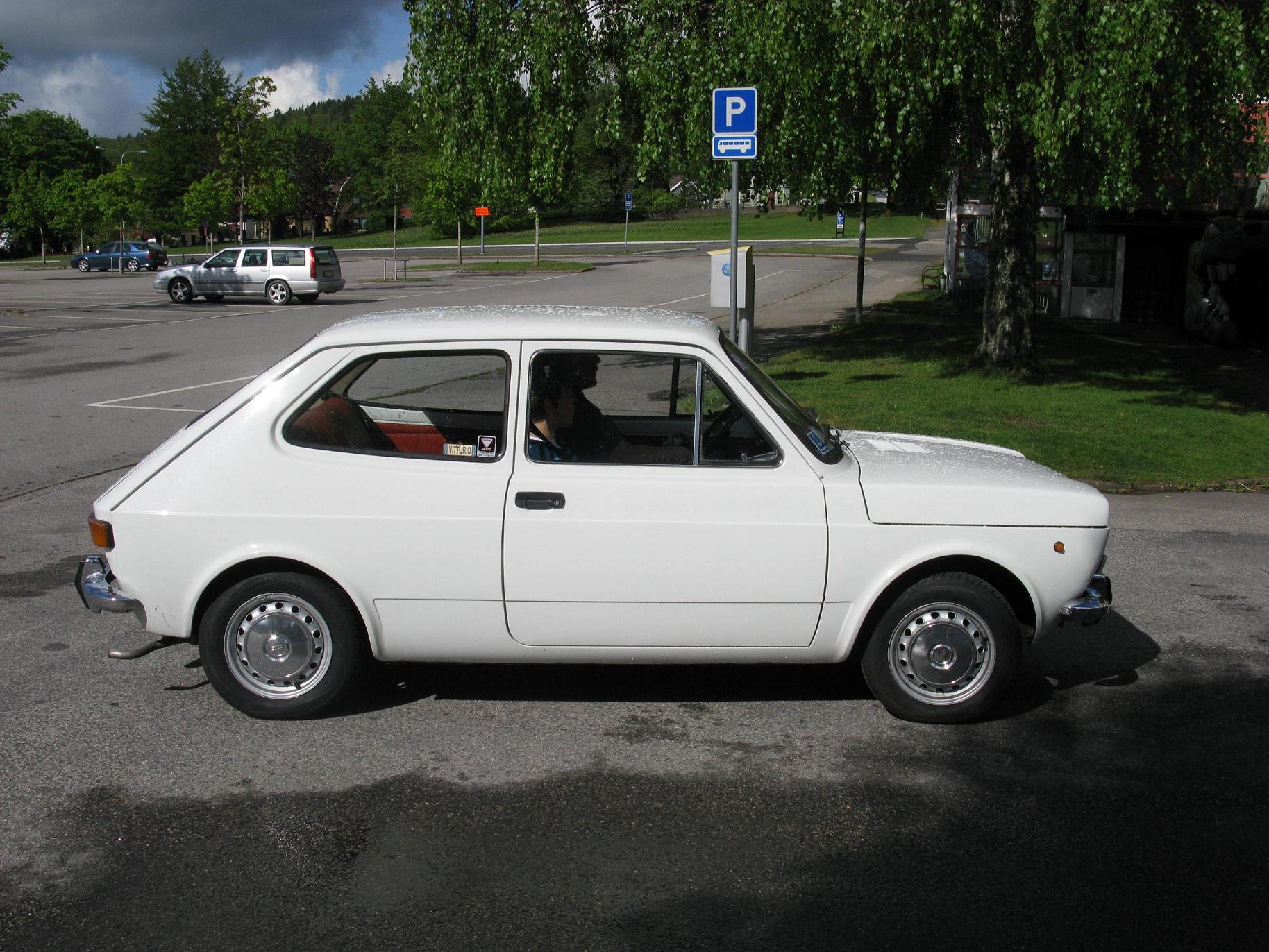
Fiat 127 (mit Hecktür), 1972
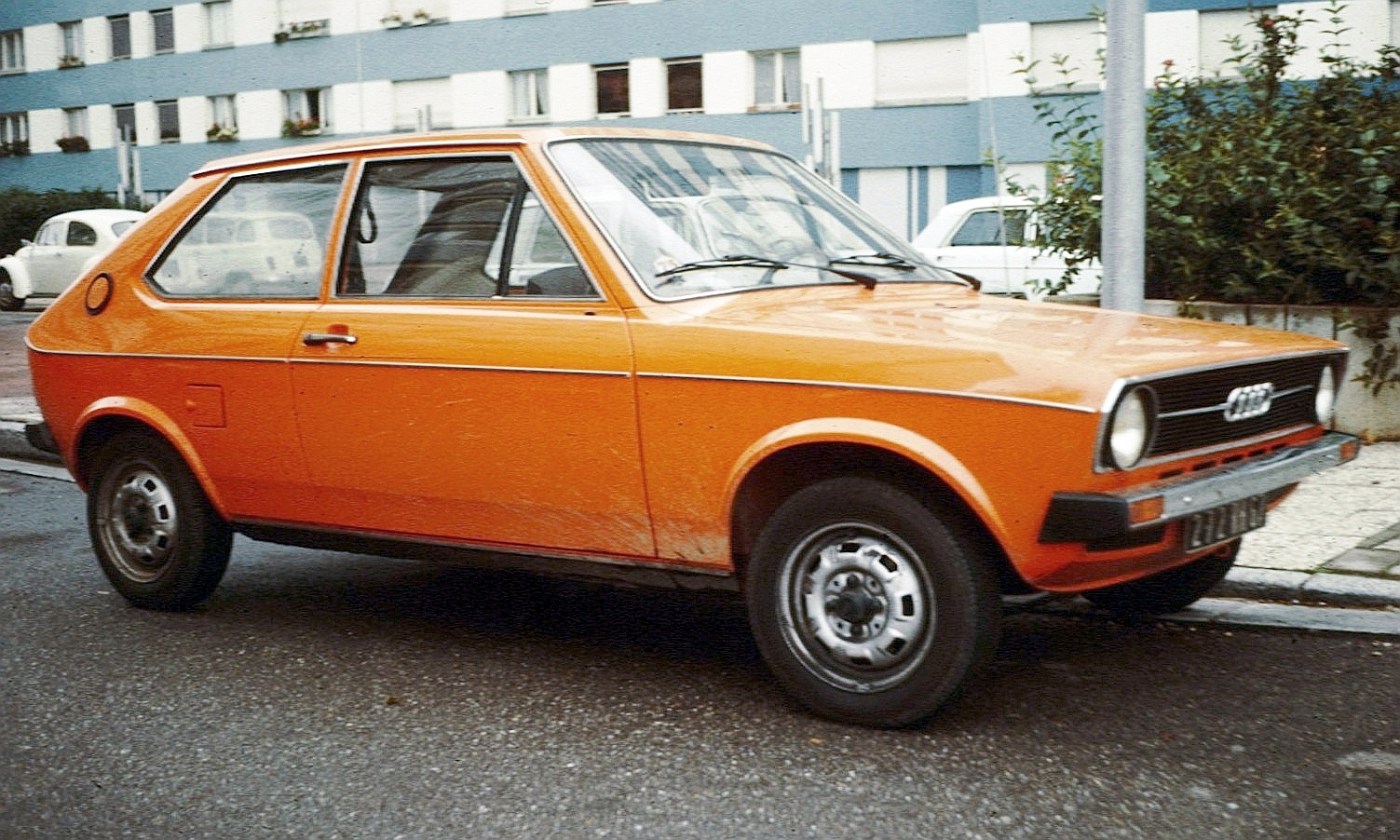
Audi 50, 1974
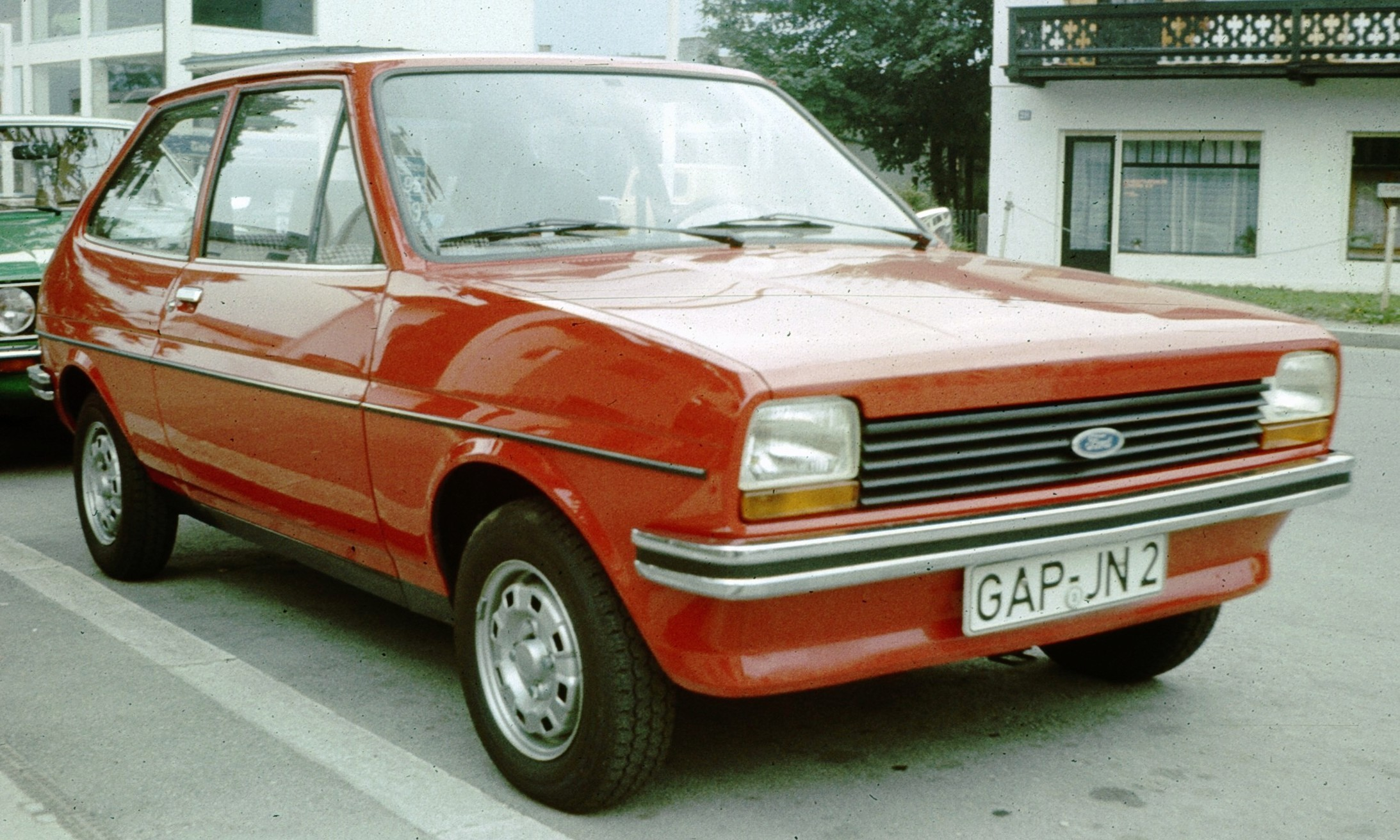
Ford Fiesta, 1976
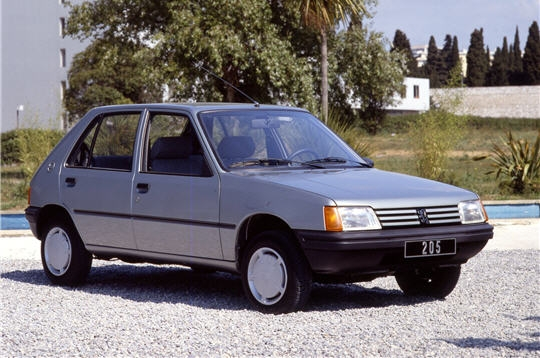
Peugeot 205, 1983

#### Keil
Die Keilform entwickelte sich im Übergang der 1960er zu den 1970er Jahren zu einer radikalen neuen Interpretation der automobilen Ästhetik. Sie ließ sich mit aerodynamischen Argumenten begründen: Mit zunehmender Geschwindigkeit drohen stromlinienförmige Fahrzeuge abzuheben, weil sich Auftriebskräfte entwickeln. Ein hohes Heck mit Abrisskante kann dagegen wie ein Spoiler Anpressdruck entwickeln. Gleichzeitig aber wurde die Keilform zu einer symbolischen Botschaft für eine neugefundene Dynamik und eine „ultimative Form des Sieges“. Zum revolutionären Vorreiter für diese neue Ästhetik entwickelte sich der in den Diensten von Bertone stehende Marcello Gandini. Nachdem er sich mit Konzeptfahrzeugen – dem Lamborghini Marzal (1967), dem Alfa Romeo Carabo (1968) und dem Lancia Stratos 0 (1970) – an die gekeilte Formsprache herangetastet hatte, übertrug er sie 1971 auf den Lamborghini Countach. Die ästhetische Urgewalt dieses Fahrzeugs „verurteilte die klassische Automobilform zum Tode“. Verkleinerte Varianten der Keilform erfand Gandini in Gestalt des Lancia Stratos HF und des Fiat X1/9. Die radikale Modernität der Keil-Ästhetik verführte selbst Ferrari dazu, die Form des Ferrari Dino 308 GT bei Bertone – und nicht beim langjährigen Designpartner Pininfarina – modellieren zu lassen. Giugiaro indessen zeigte mit dem Showcar Maserati Boomerang (1971) und den davon abgeleiteten Maserati Bora und Lotus Esprit, dass er auch etwas von Keilen verstand.

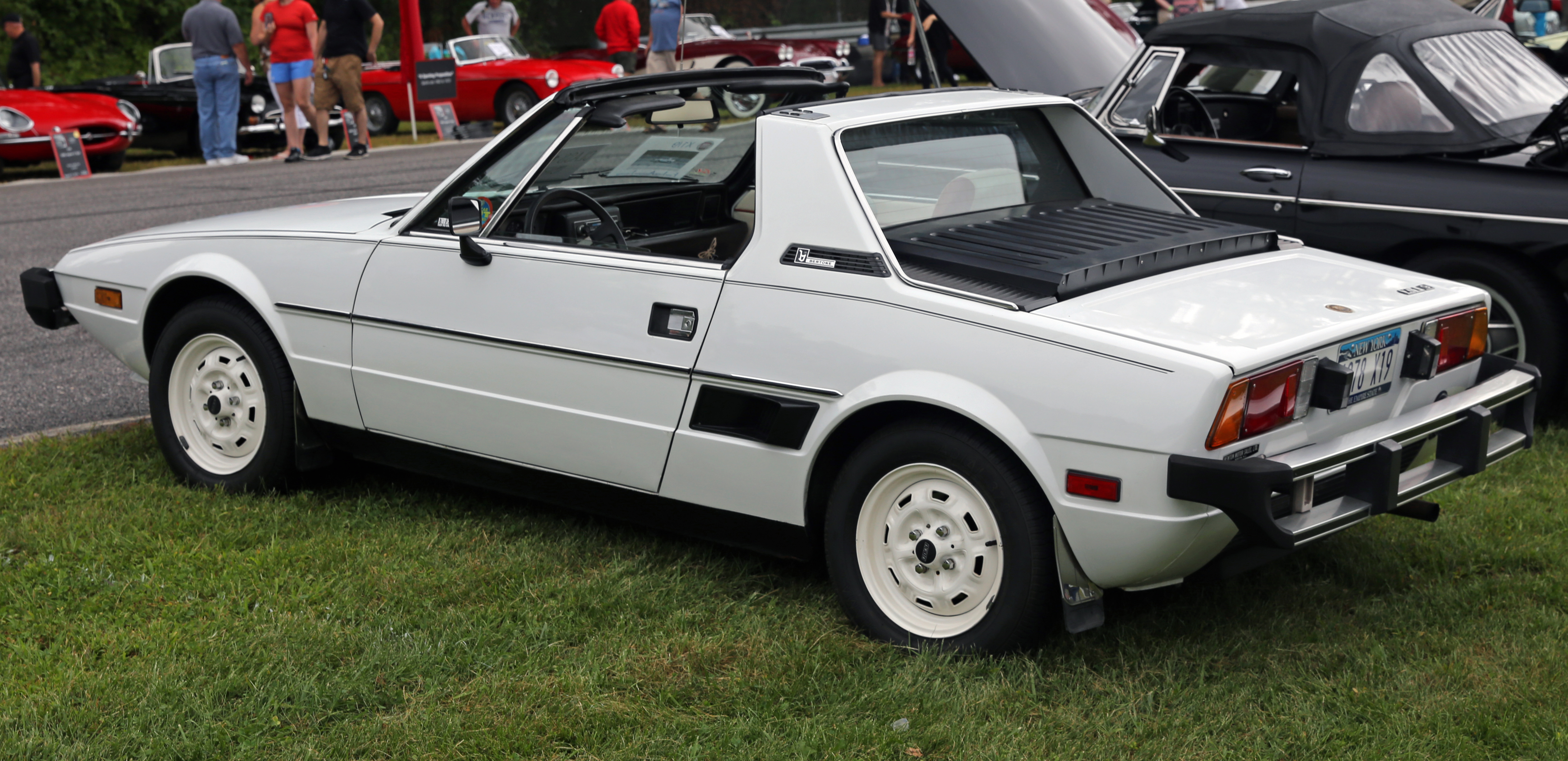
Fiat X1/9, 1972
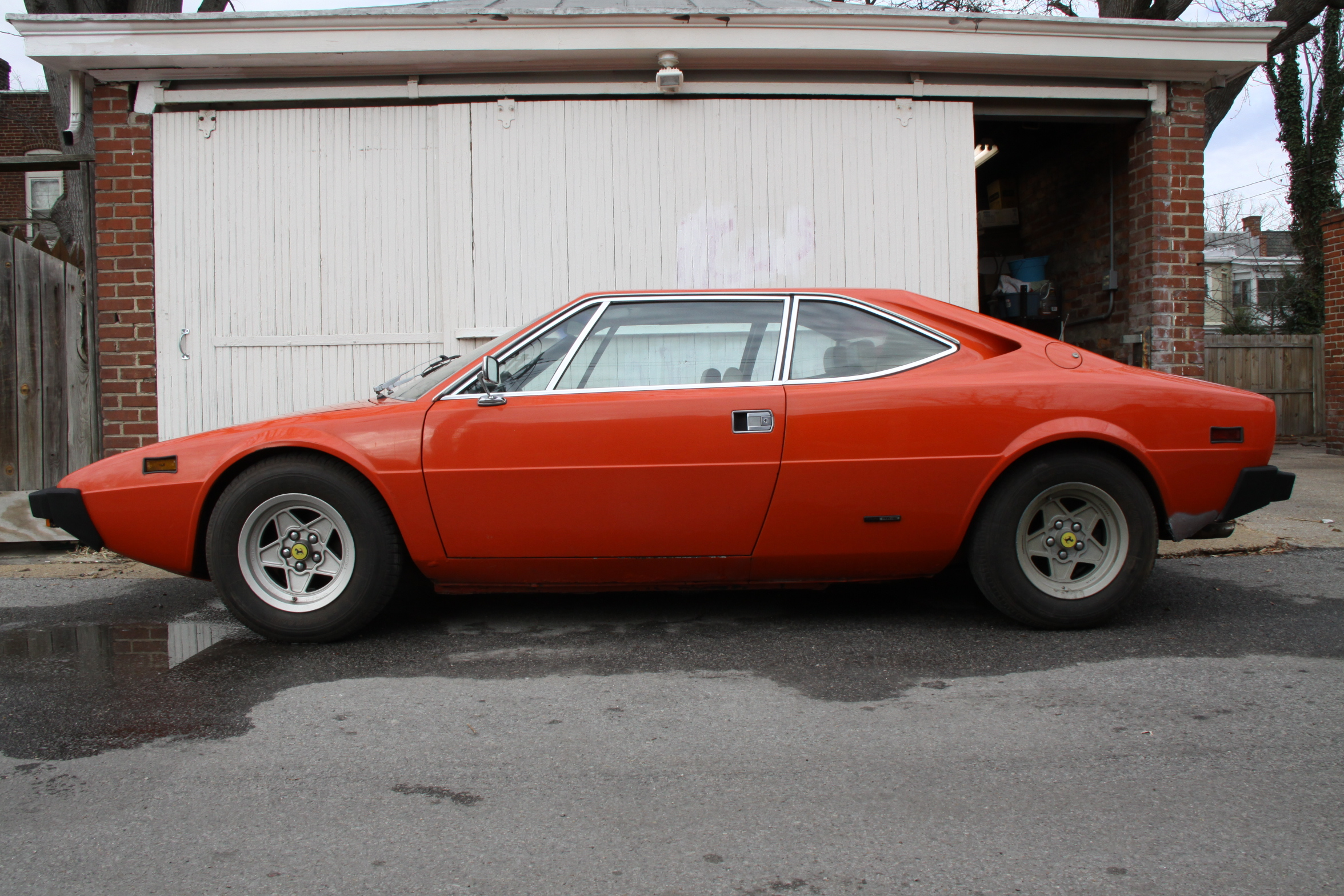
Dino 308 GT, 1973
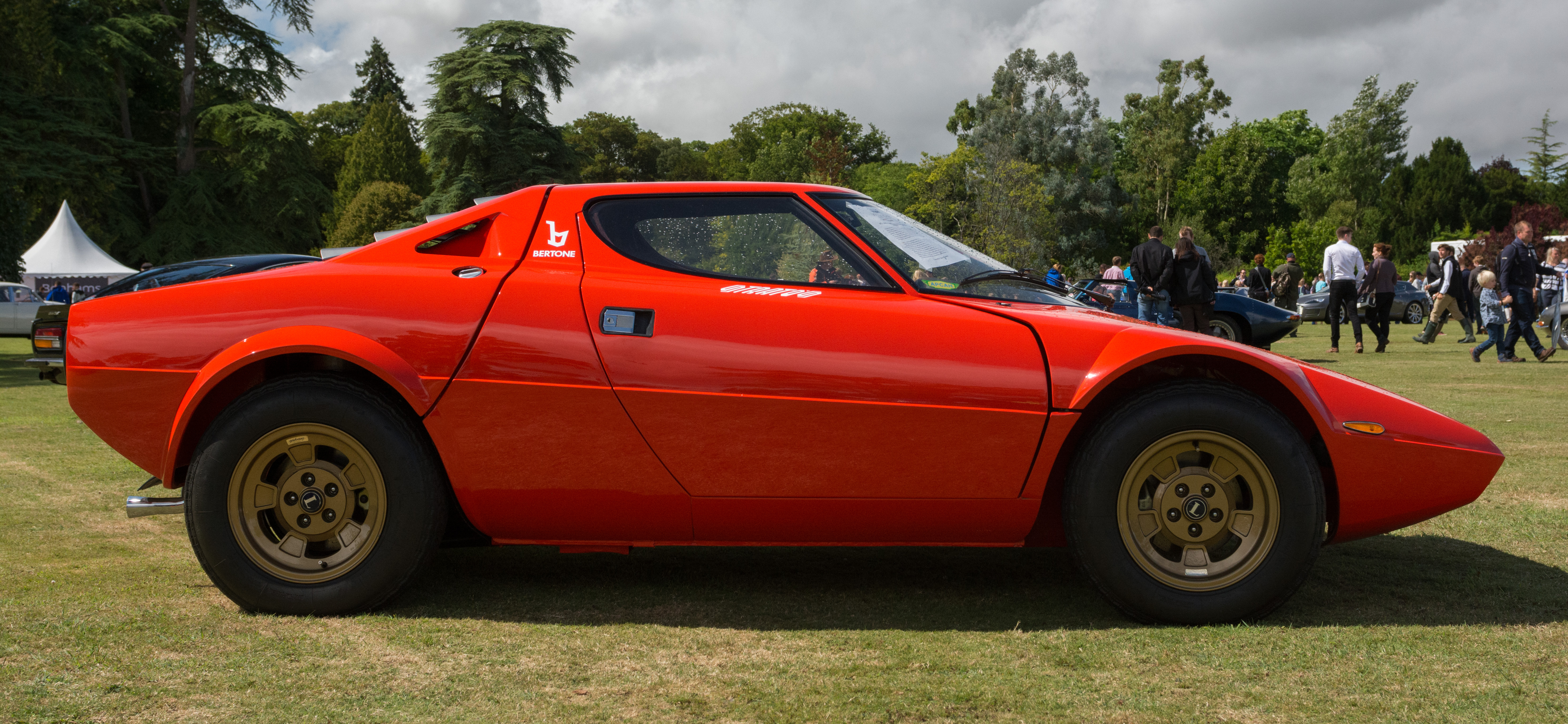
Lancia Stratos HF, 1973
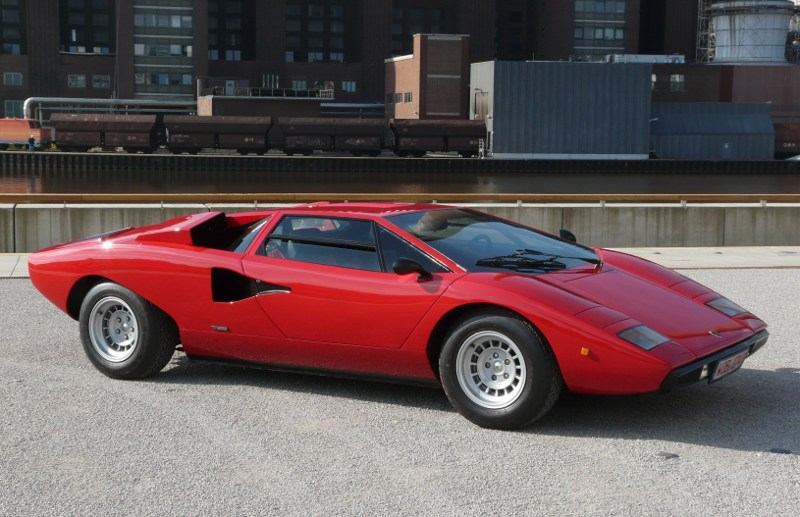
Lamborghini Countach, 1974
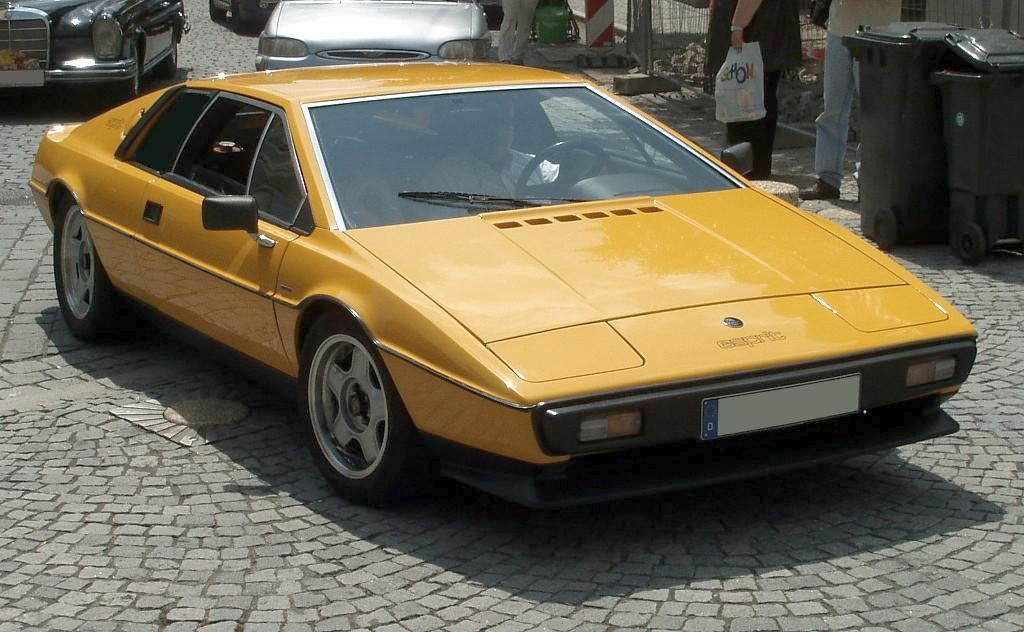
Lotus Esprit, 1976

So sehr die Keilästhetik bei Sportwagen für Furore sorgte, so schwierig erwies es sich, sie auf andere Fahrzeugkategorien zu übertragen. Die Keilform für ein Coupe – den Alfetta GT – zu nutzen, gelang Giorgetto Giugiaro anerkanntermaßen ganz gut. Ermanno Cressoni modellierte die Keilform in Gestalt der Alfa Romeo Giulietta für eine Limousine, deren kurzes und hohes Heck als gewöhnungsbedürftig beurteilt wurde. Für Aston Martin erfand William Towns die Lagonda genannte Luxuslimousine mit Doppelkeil, die eher als Kuriosität denn als Vorreiter in die Automobilgeschichte einging. Mit dem Triumph TR 7 zeigte Harris Mann, wie ein britischer Keil aussehen kann, und provozierte damit die Traditionalisten. Die flachen Fronten der Fahrzeugkeile – oft ohne Kühlergrill und mit Klappscheinwerfern – führten dazu, dass die Autos kein Gesicht mehr hatten. Daher fand die reine Keilform nur begrenzte Verbreitung.

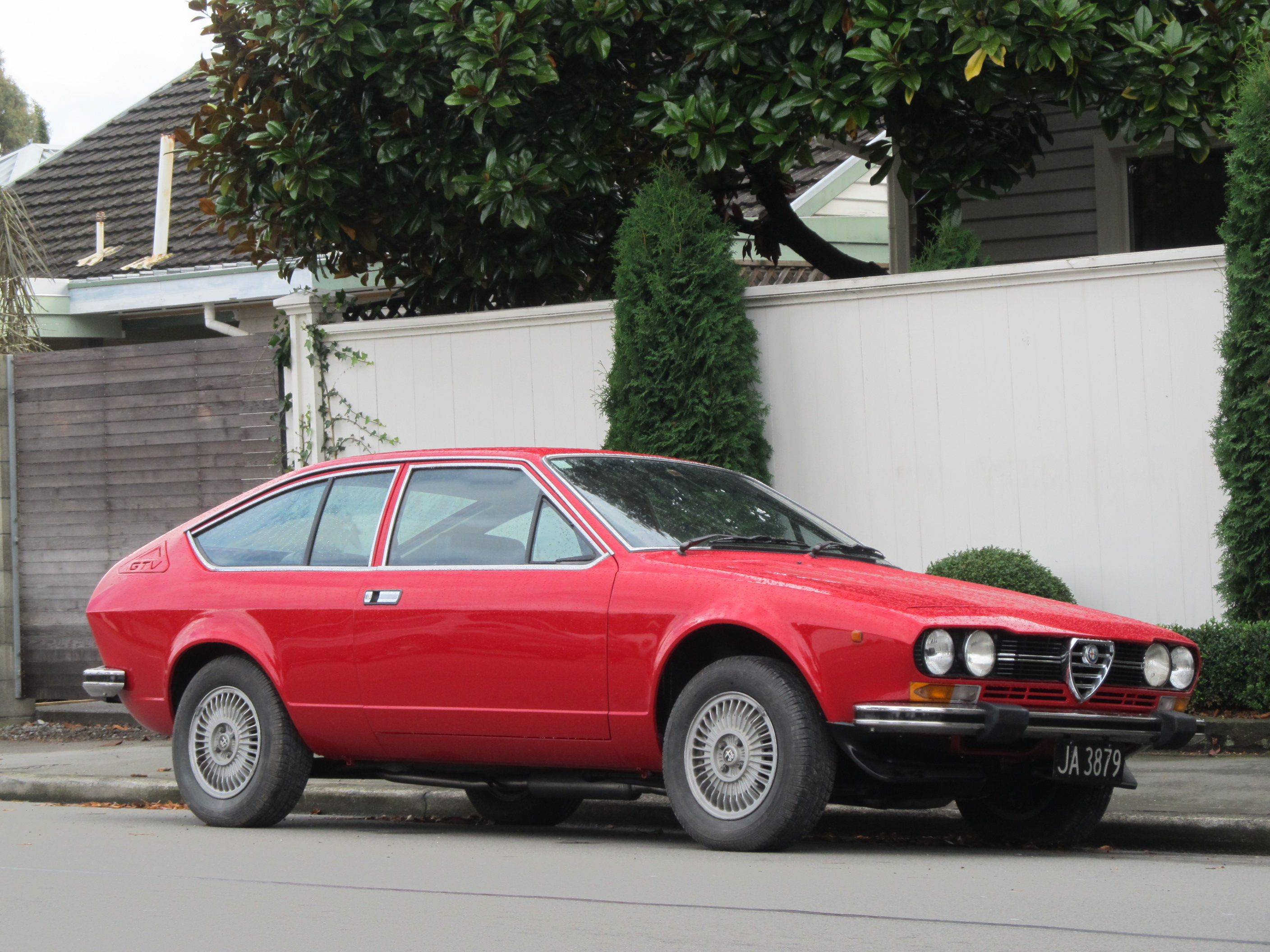
Alfa Romeo Alfetta GT, 1974
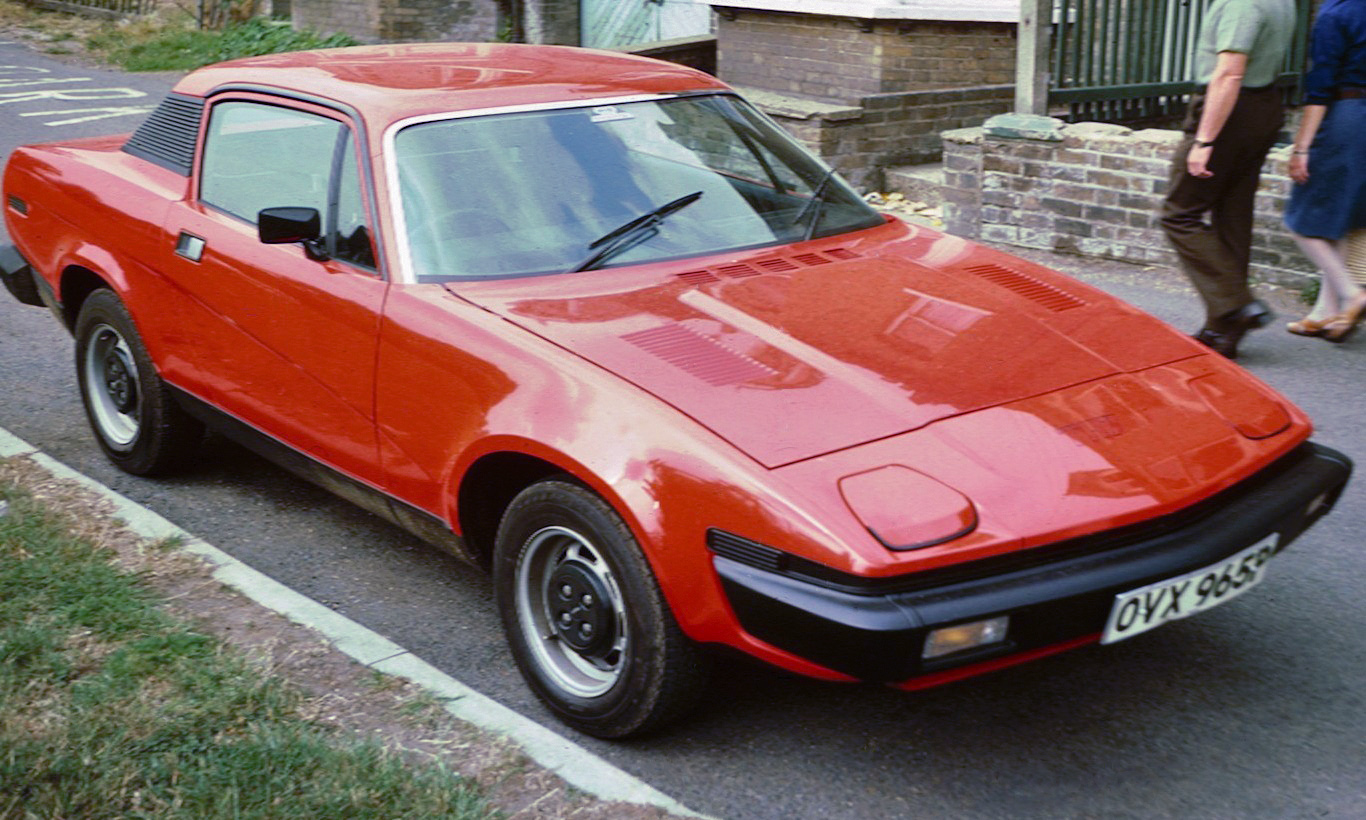
Triumph TR7, 1975
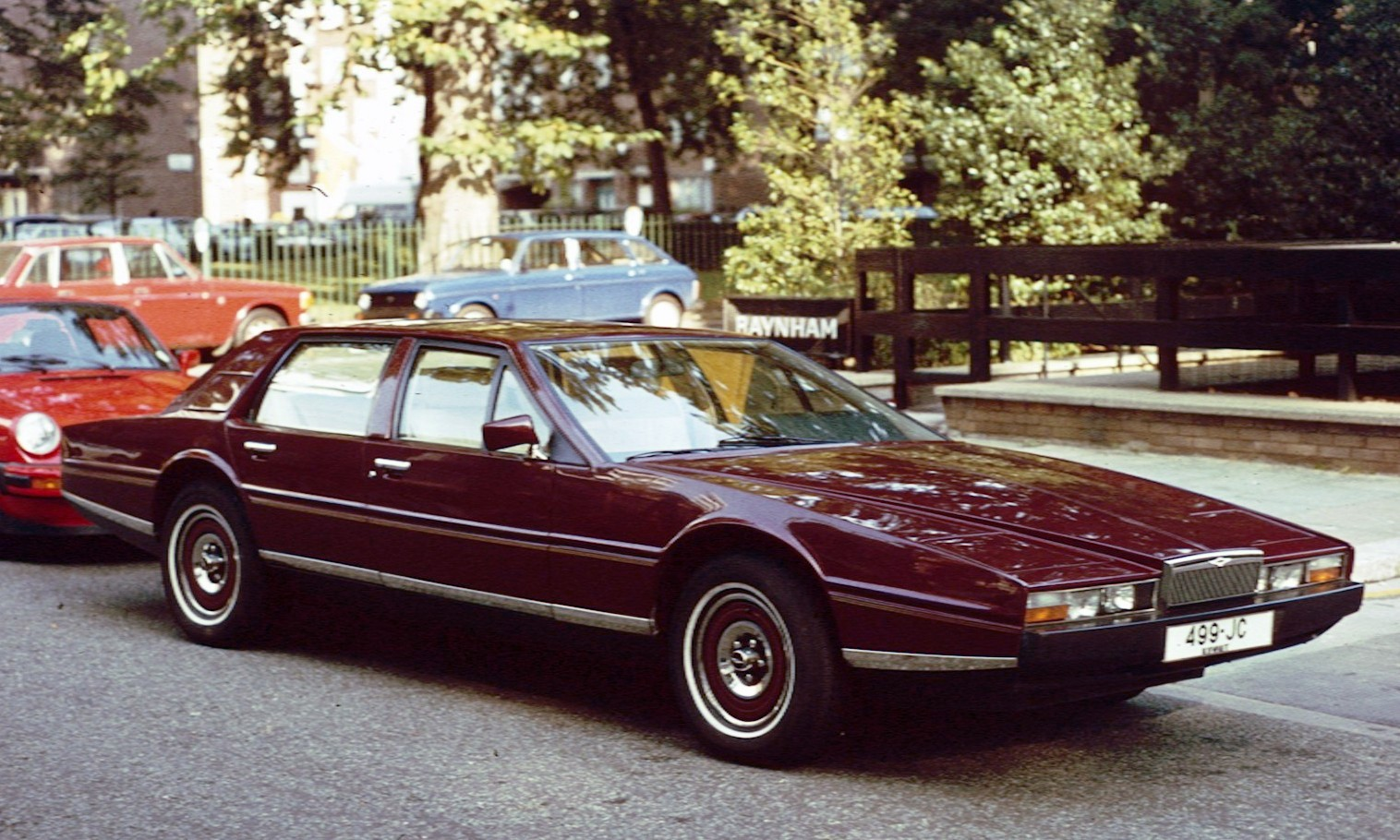
Aston Martin Lagonda, 1976
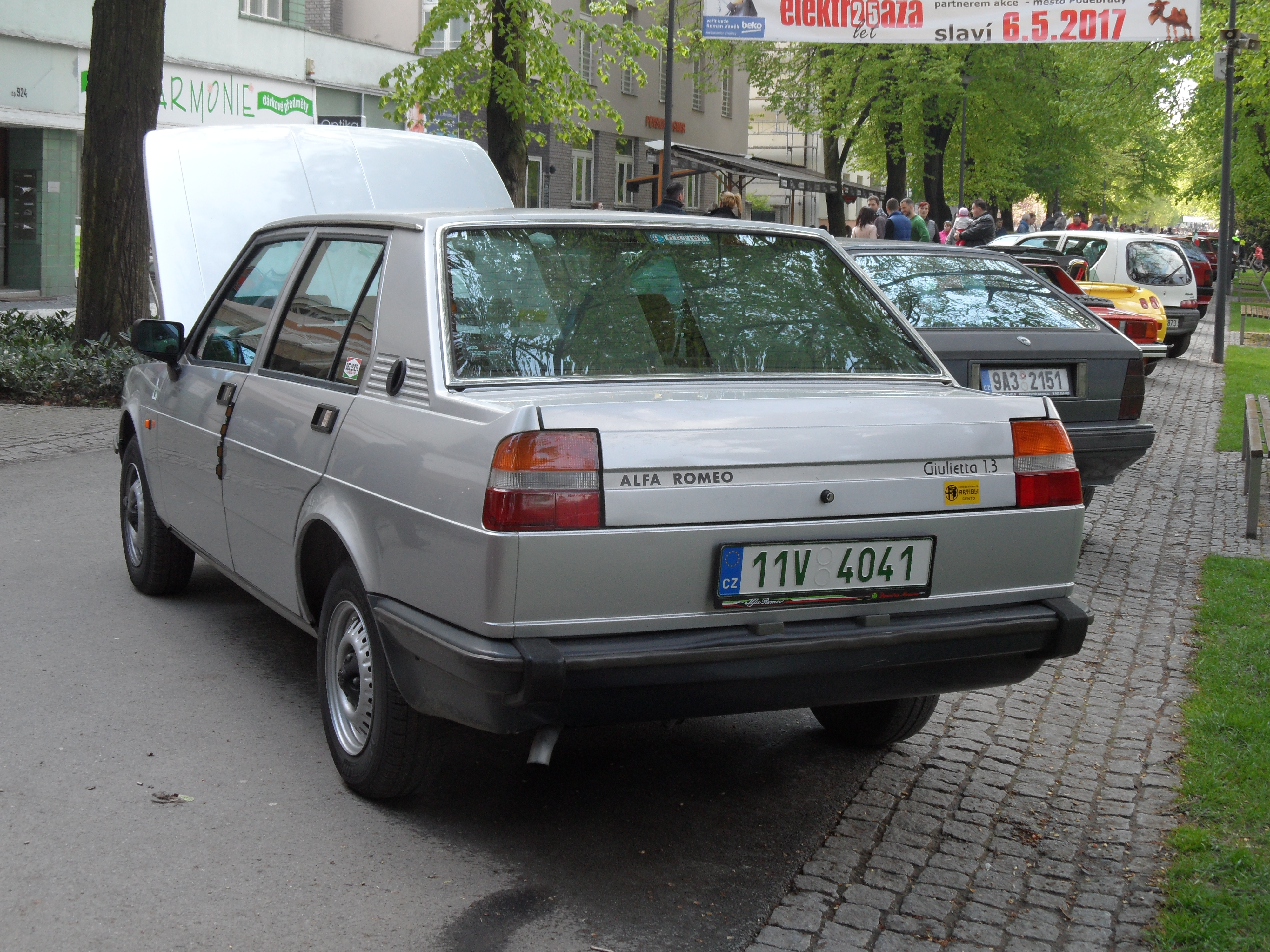
Alfa Romeo Giulietta, 1977

#### Ästhetik der Rationalität
Die Grundlagen moderner Automobilarchitektur entwickelte Giorgetto Giugiaro Anfang der 1970er Jahre. Seine Vorstellung der rationalen Automobilform erprobte er beispielhaft beim Volkswagen Golf, der als Millionenseller stilprägend für die gesamte Generation Golf wurde. Der Golf ist ein Beispiel für Bescheidenheit mit geraden Linien und planen Flächen, die in ihren Proportionen eine Form von hoher Zweckmäßigkeit bilden. Diese kompromisslos technische Gestaltung wurde als „rationale Architektur auf Rädern“ gewürdigt: als Bauhaus-Design mit einer Portion Italo-Esprit. Eine prägnante Evolution dieses Gestaltungskonzepts erhielt der Lancia Delta, dessen ausgeprägt eckige Konturen als das zeitloseste aller Giugiaro-Designs der 1970er Jahre bewertet wurde. Später zeigten der Seat Ibiza und der Renault 19 eine gereifte Weiterentwicklung des rationalen Giugiaro-Stils.

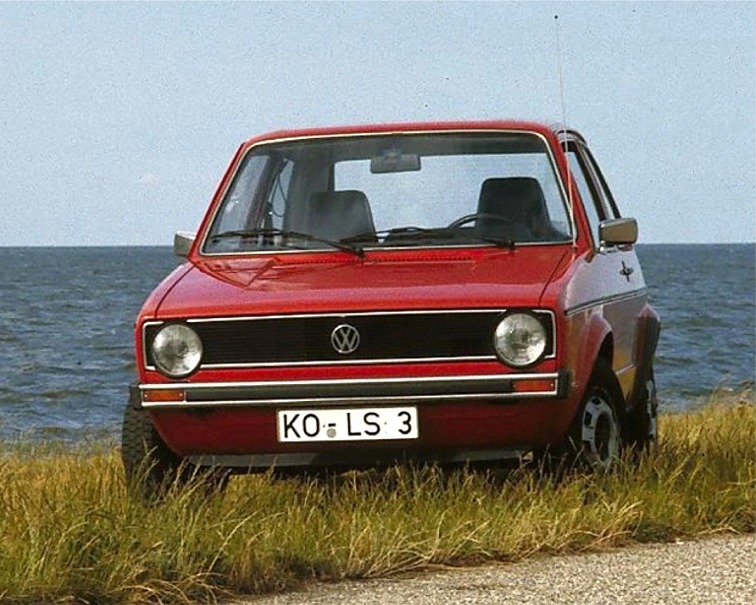
VW Golf I, 1974
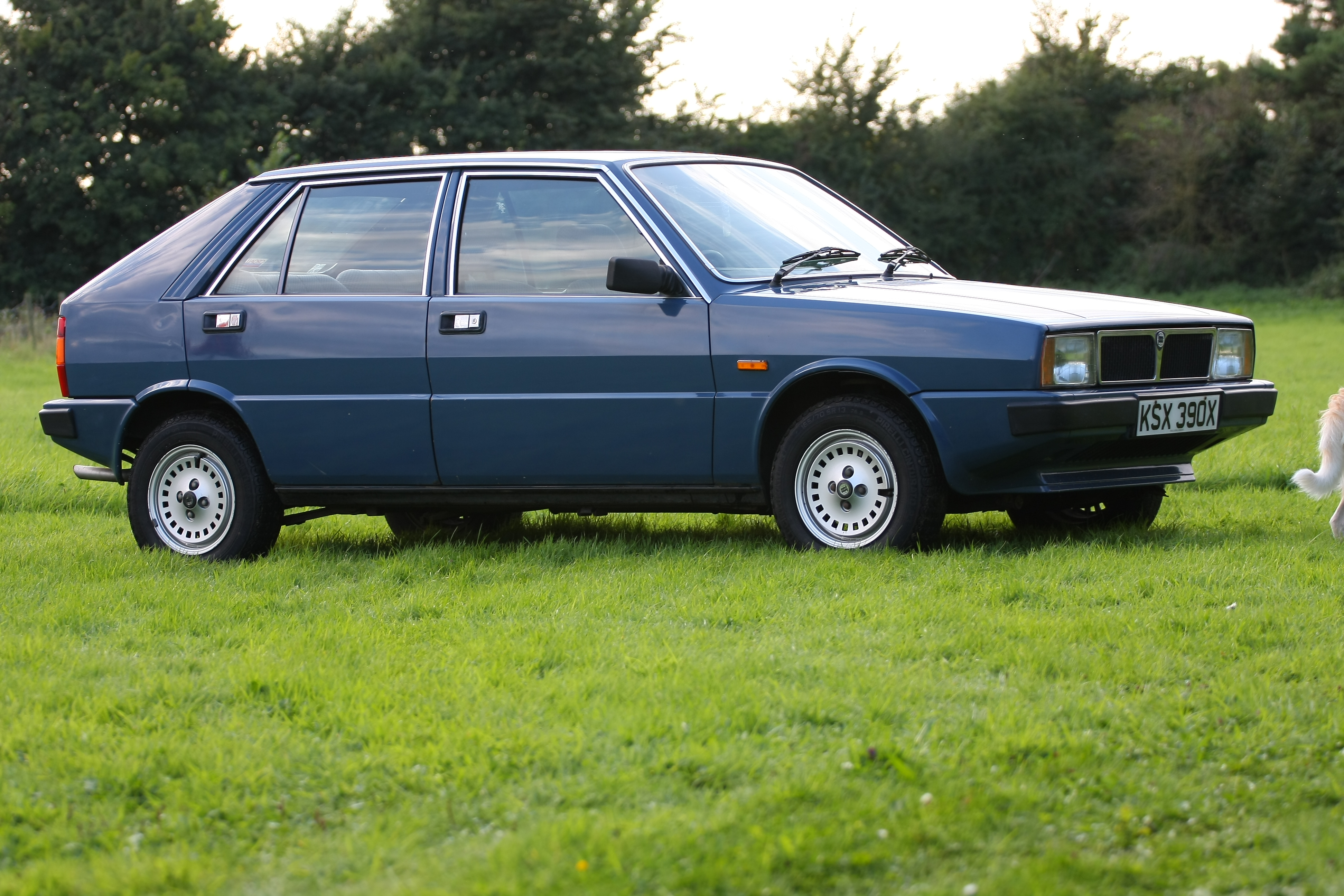
Lancia Delta, 1979
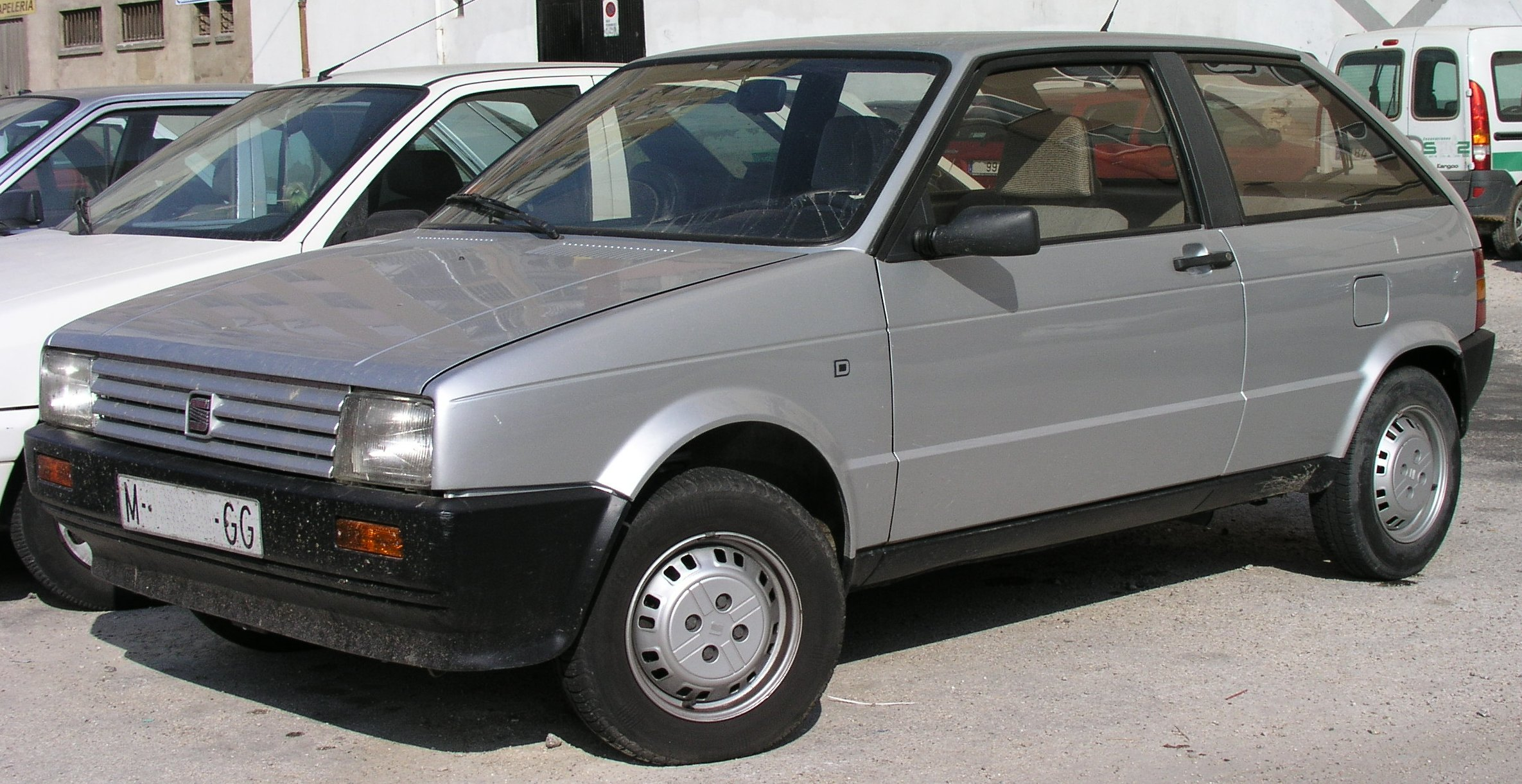
Seat Ibiza, 1984
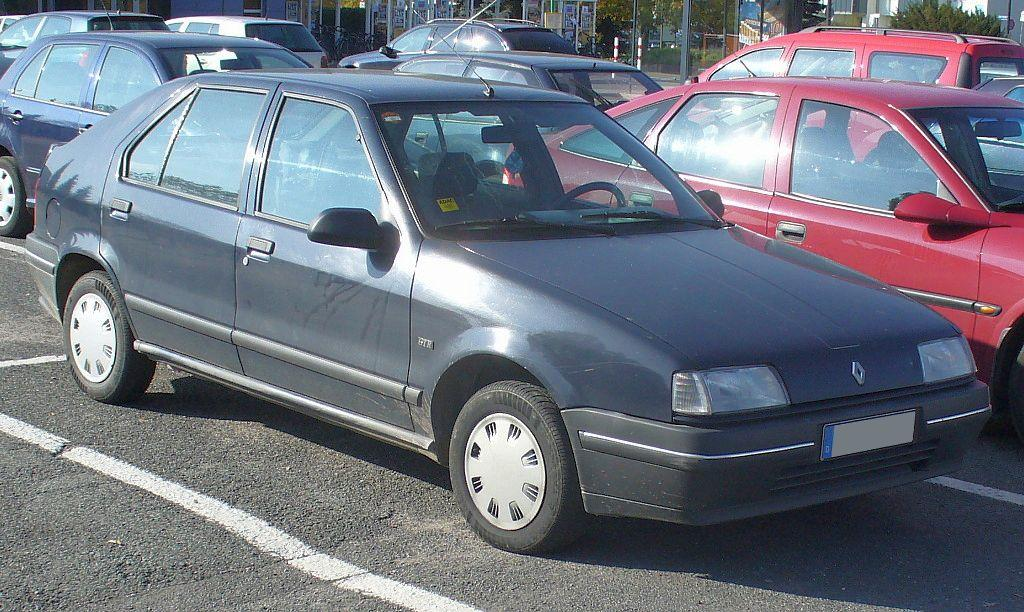
Renault 19, 1988

#### Banalität der Kastenform
Gegliederte Flächen und rationale Strukturen wurden im Verlauf der 1970er Jahre zum vorherrschenden Gestaltungsprinzip im Automobildesign. Zur Behandlung der Kanten und Falze orientierten sich viele Designer zudem an dem vor allem von Giorgetto Giugiaro eingeführten sogenannten Origami-Design, bei dem die Bleche durch ihre scharfen Kniffe aussehen, als seien sie aus Papier gefaltet. Vor allem bei Stufenhecklimousinen führte die Kombination dieser Elemente zur geschmähten Kastenform: Die Fahrzeuge wurden „zu sachlichen Formen der Beliebigkeit geschrumpft“. Zum „Festival der Banalität“ trafen sich Fahrzeuge wie der Opel Rekord E, der Volkswagen Santana, der Fiat Regata und der Talbot-Simca Solara. Nur Jan Wilsgaard bewies mit dem Volvo 760, wie sich dieselben Inspirationen auch zu einer schnörkellosen, präzisen Geometrie fügen ließen; es brachte ihm aber dennoch den freundlich gemeinten Spitznamen „schwedischer Backstein“ ein.

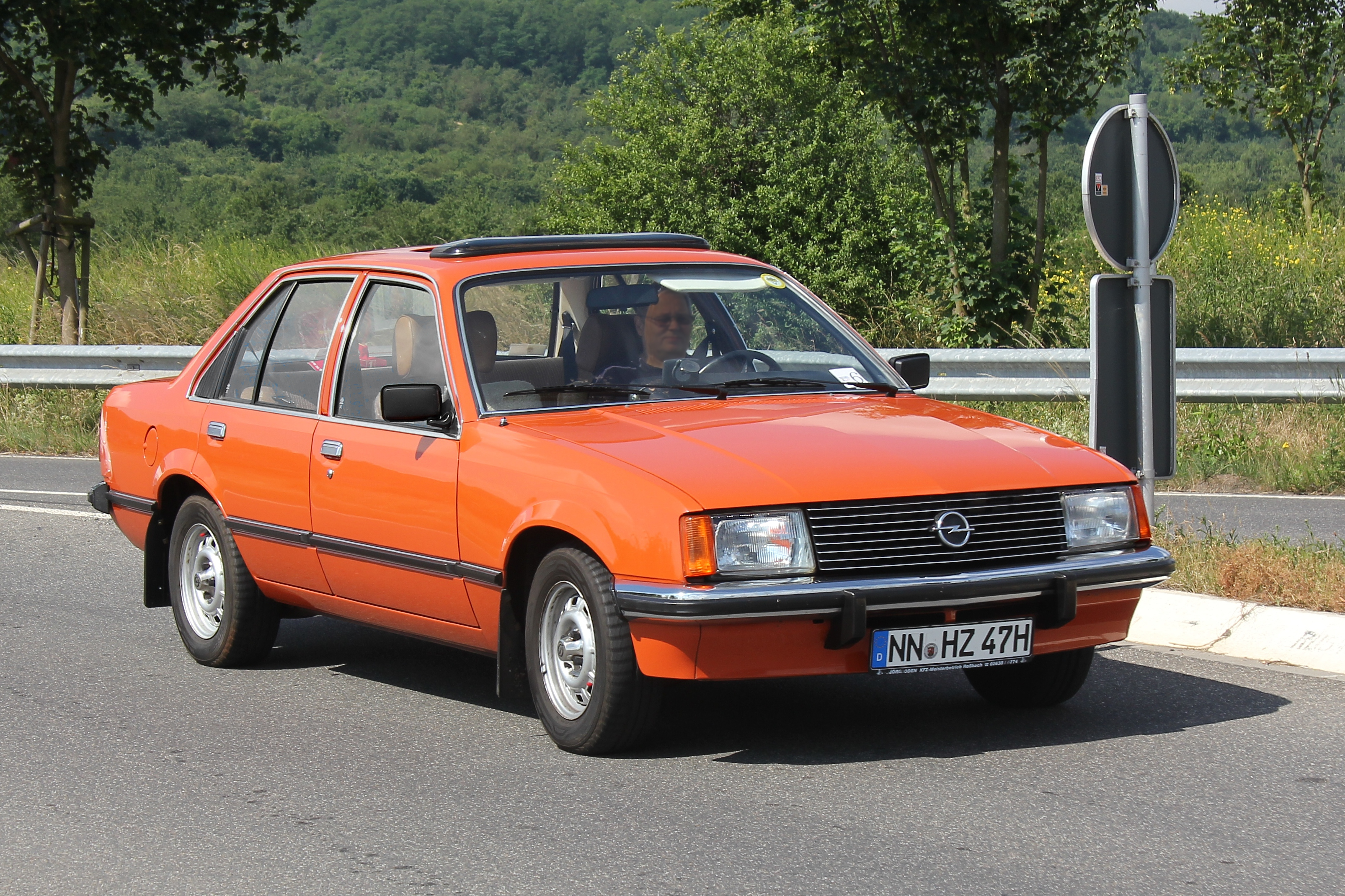
Opel Rekord E, 1977
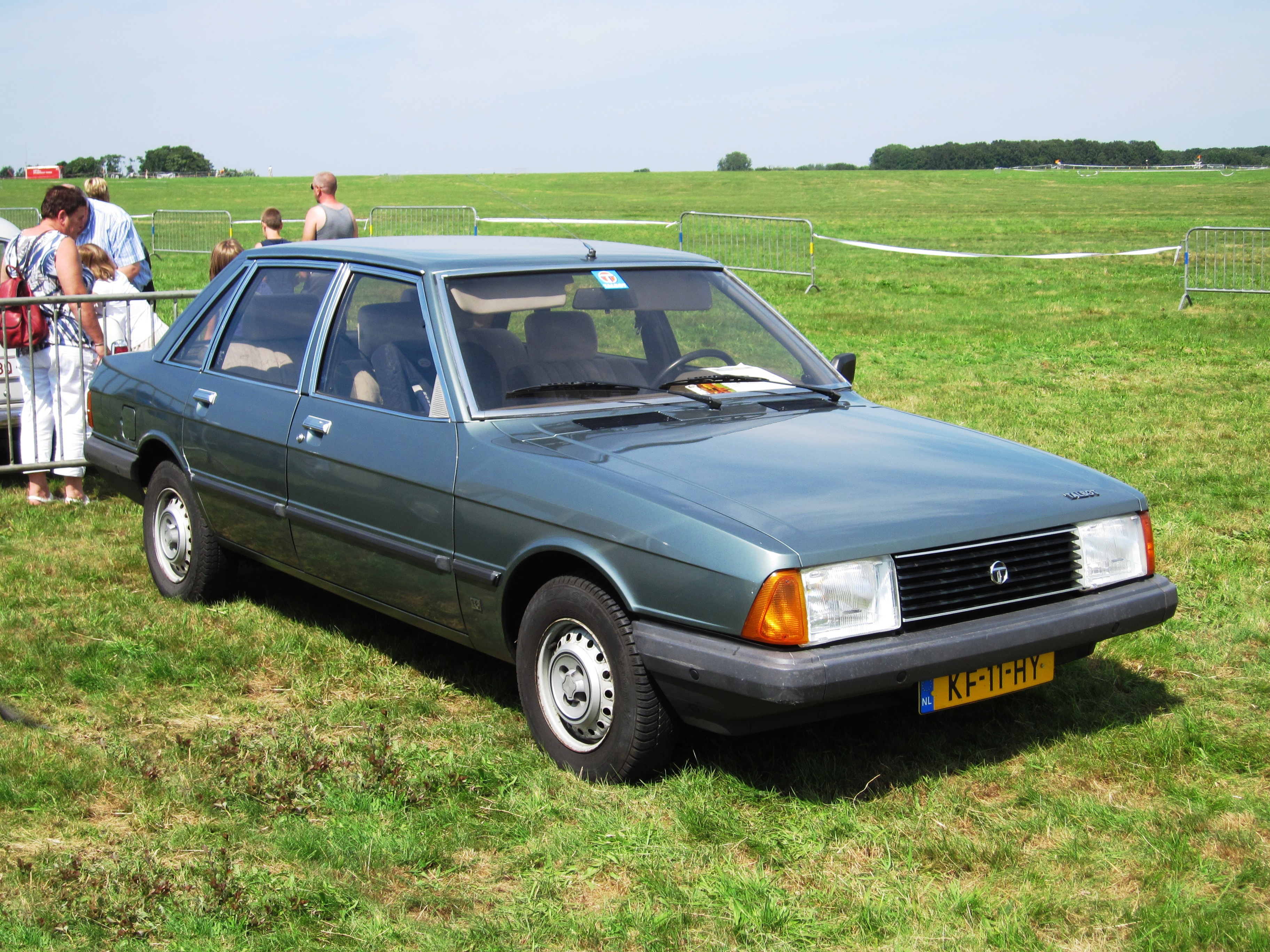
Talbot-Simca Solara, 1980
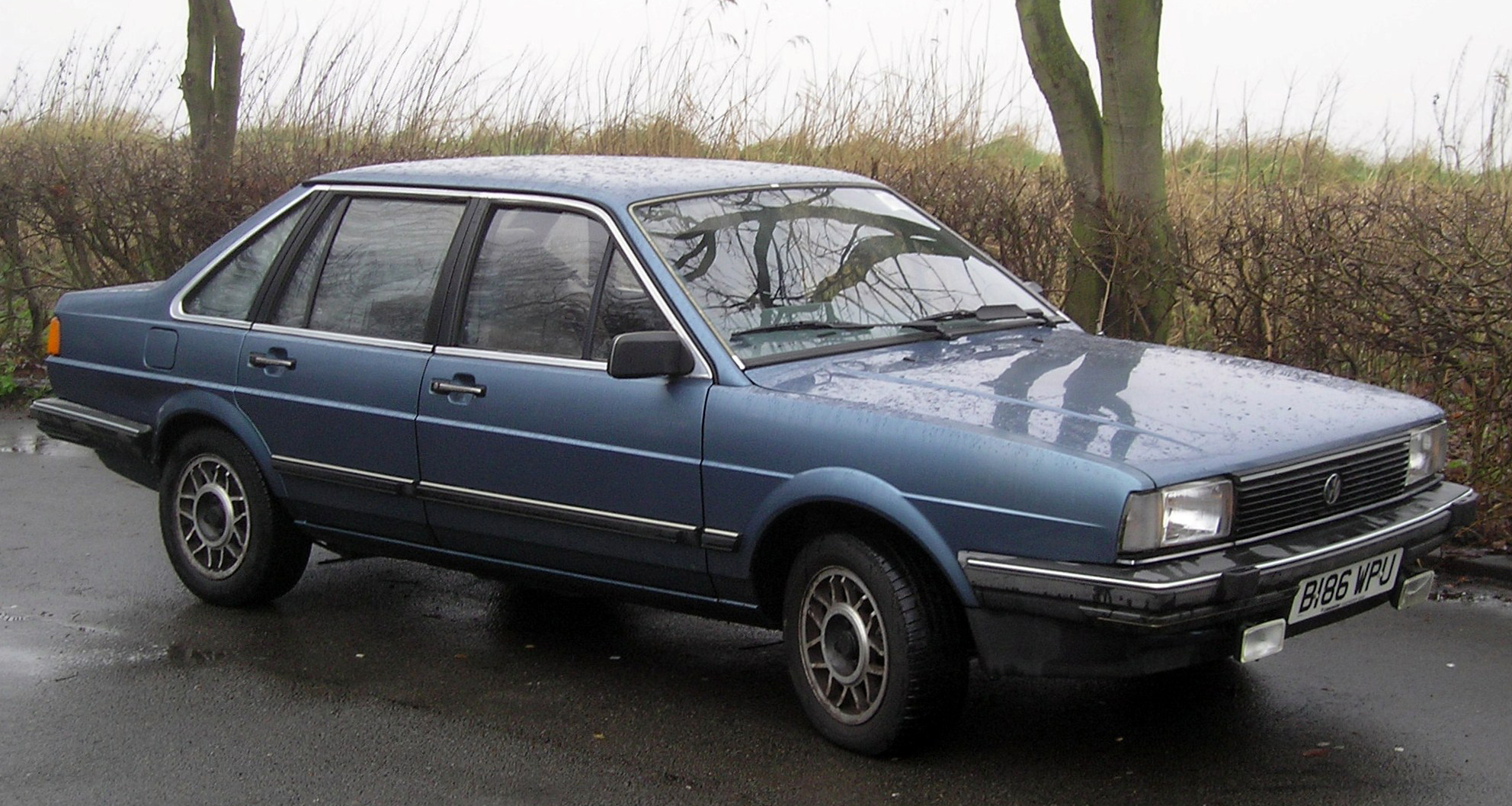
Volkswagen Santana, 1981
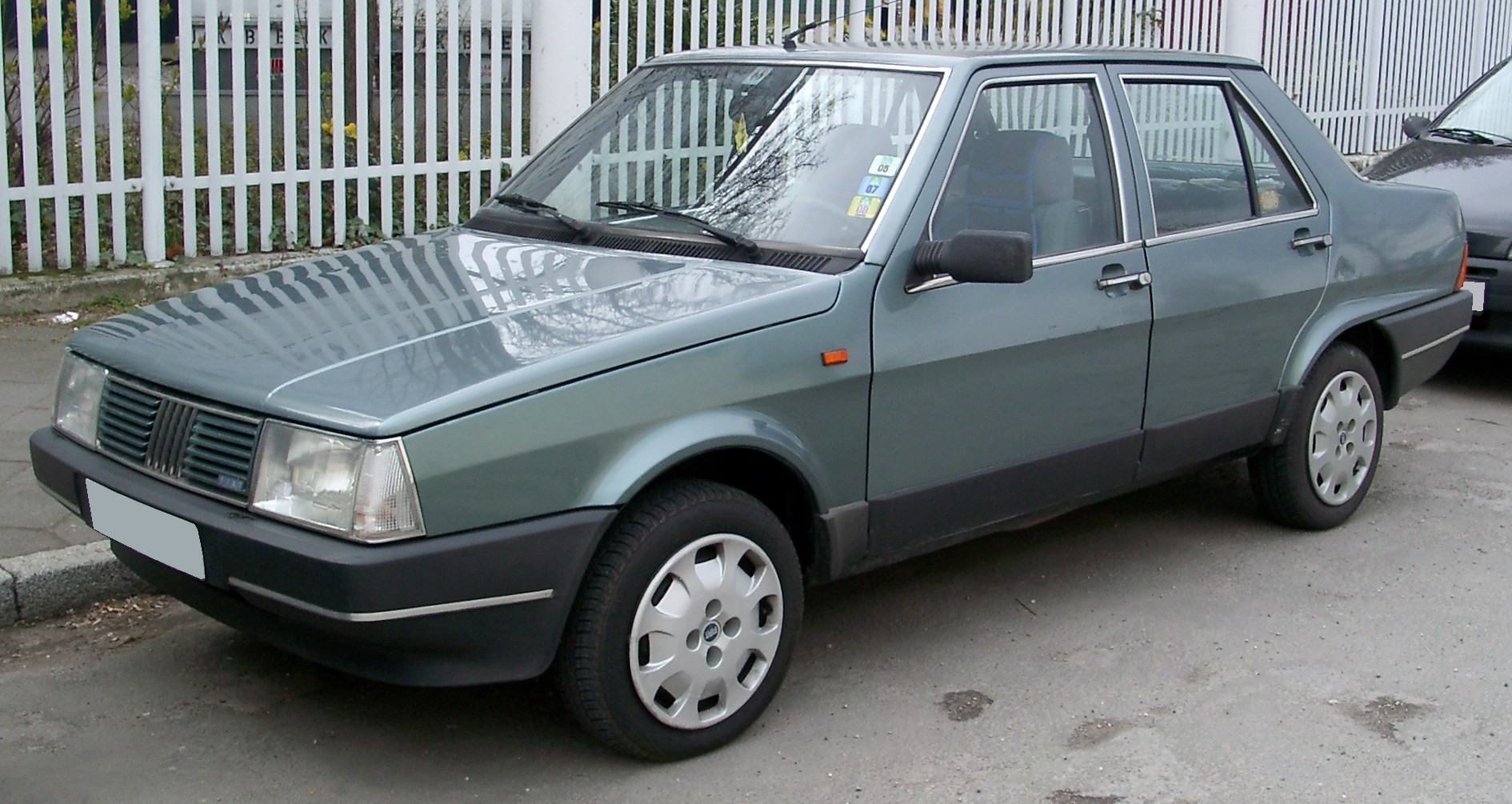
Fiat Regata, 1983
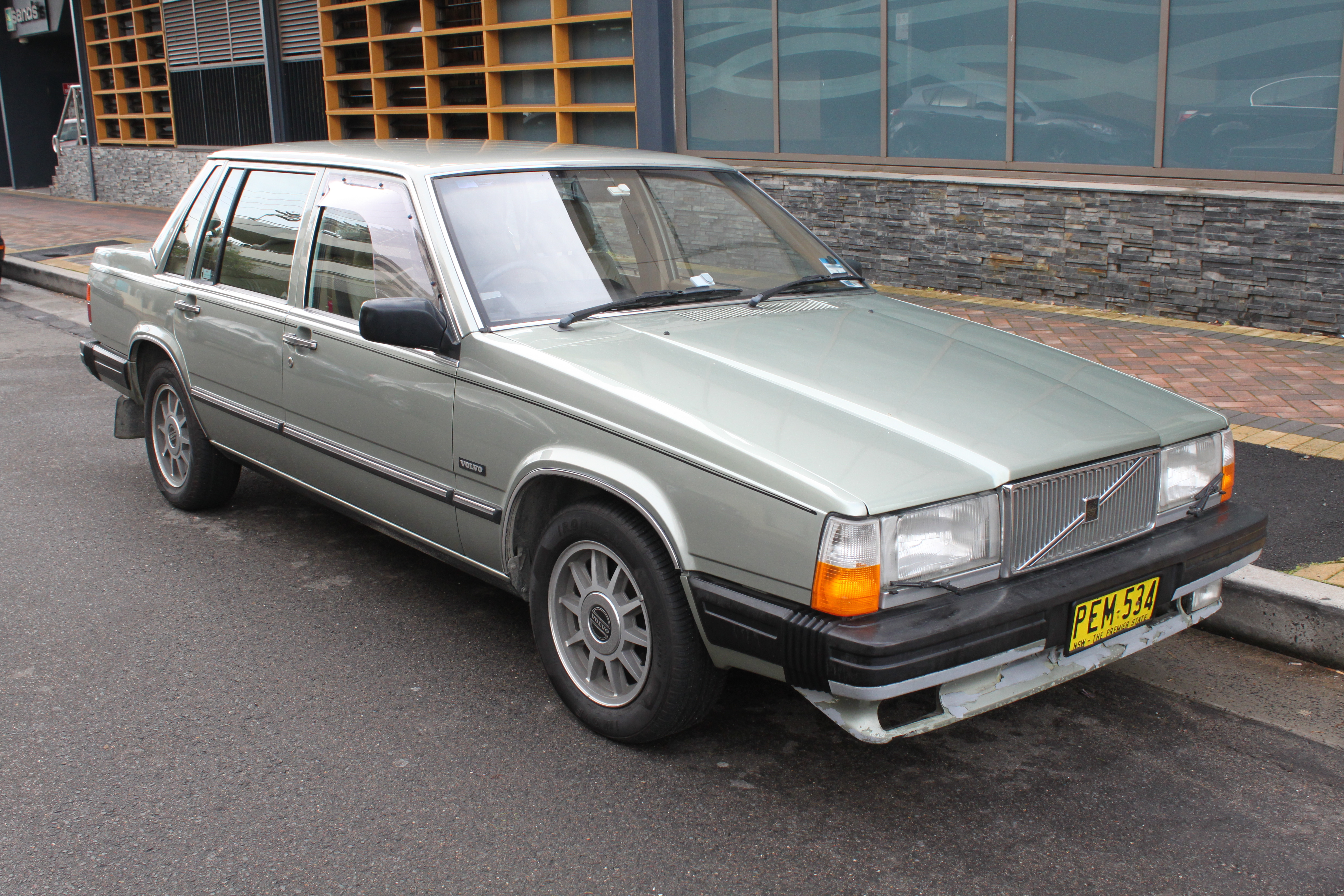
Volvo 760, 1982

#### Design eines Haushaltsgeräts: Fiat Panda

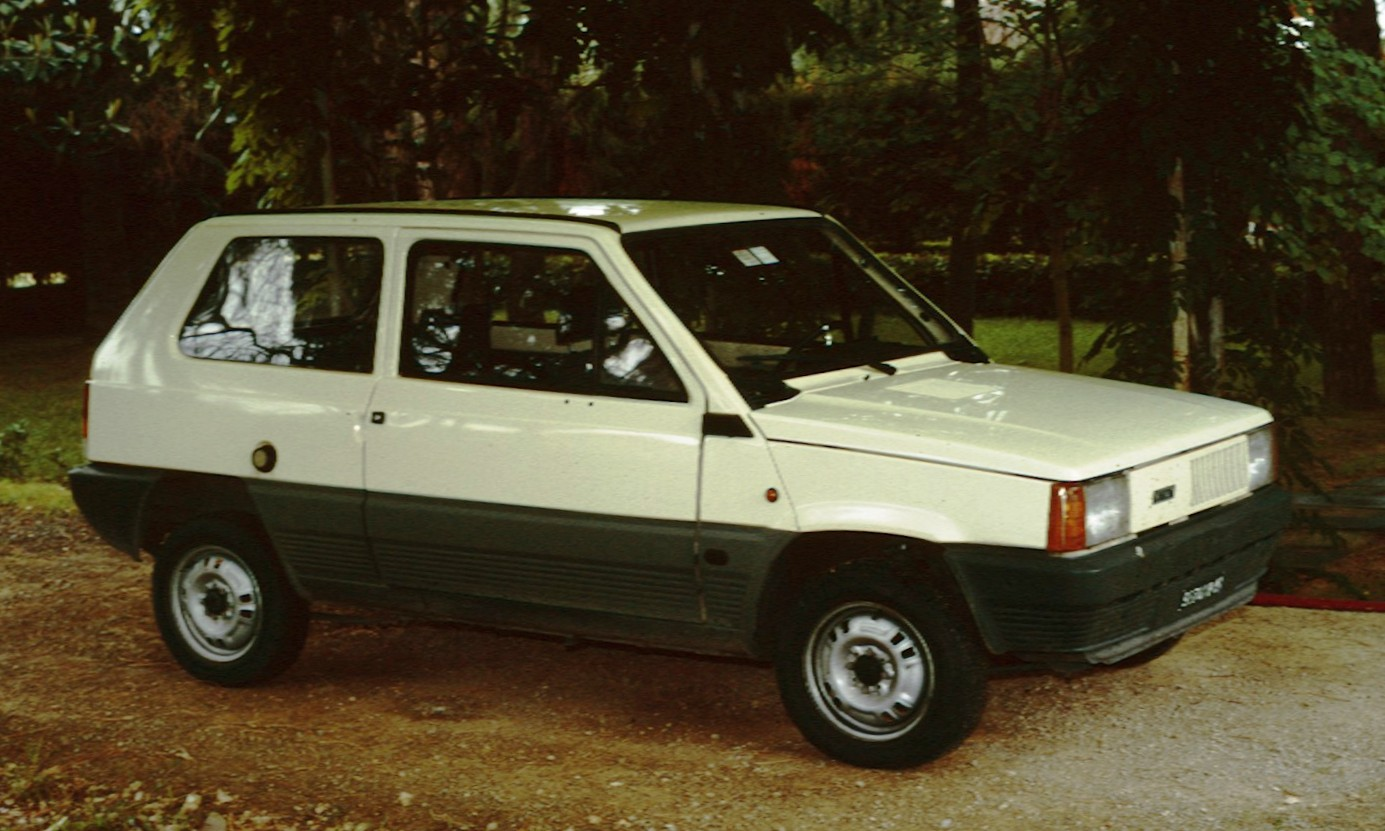
Fiat Panda, 1980

Die „Inkarnation des Kastens“ schuf Giorgetto Giugiaro 1980 indessen selbst, indem er den Fiat Panda modellierte. Er entwarf damit sowohl den letzten wahren Volkswagen als auch gleich sein „Meisterwerk“. Das Fahrzeug, dessen Entwicklung 1976 begann, sollte „ein Maximum an Raum für Fahrer und Mitfahrer mit den geringstmöglichen Kosten“ verbinden. Davon abgesehen, hatten die Designer freie Hand. Sie schufen einen eckigen Einkaufswagen auf Rädern, weil Rundungen Raum kosteten, und erfanden das an Rechts- und Linksverkehr leicht anpassbare Armaturenbrett und die leicht faltbare Rücksitzbank als Polstermatte an zwei verstellbaren Rohren. Giugiaro selbst hält den Panda – ein „Haushaltsgerät auf Rädern“ – bis heute für seine beste Schöpfung: „Die schönsten sind die Entwürfe, die besonders schwierig waren und eine neue Richtung vorgegeben haben. Aber am schönsten in diesem Sinne ist vielleicht der Panda. Der war der Schwierigste und konzeptionell Radikalste.“

#### Affin und homogen
Die Hersteller begannen, eine markentypische Formensprache zu entwickeln, um sich von den modischen Design-Linien abzukoppeln. Die Formensprache sollte verstärkt dem markentypischen Kern einen angemessenen Ausdruck schaffen. Wegweisend wurde die 1980 von Bruno Sacco, dem Chefdesigner von Mercedes-Benz, formulierte Designstrategie. Danach sollten alle Fahrzeuge der Marke eine „vertikale Affinität und eine horizontale Homogenität“ zeigen: die Fahrzeuge der unterschiedlichen Baureihen sollten sich ähneln und zusätzlich sollte das neu vorgestellte Modell seinen Vorgänger nicht veraltet aussehen lassen. Mit dem Mercedes-Benz 190, der E-Klasse (W 124) und der S-Klasse (W 126) lieferte Sacco auch eine perfekte Verwirklichung seiner Strategie. Vor allem der W 124 gilt als Beispiel eines vollkommenen Designs, bei dem man auf Anhieb gar nichts Besonderes zu erkennen vermag. Die 1991 vorgestellte S-Klasse (W 140) zeigte mit ihrer kritisierten Großflächigkeit allerdings auch die Gefahren eines zu engen Formkorsetts. Dennoch galt die markentypische Formschöpfung von Mercedes-Benz als vorbildlich; viele andere Hersteller versuchten ihr eigenes Corporate Design zu gestalten. Die unabhängigen Turiner Design-Studios indes verloren dadurch an Einfluss.

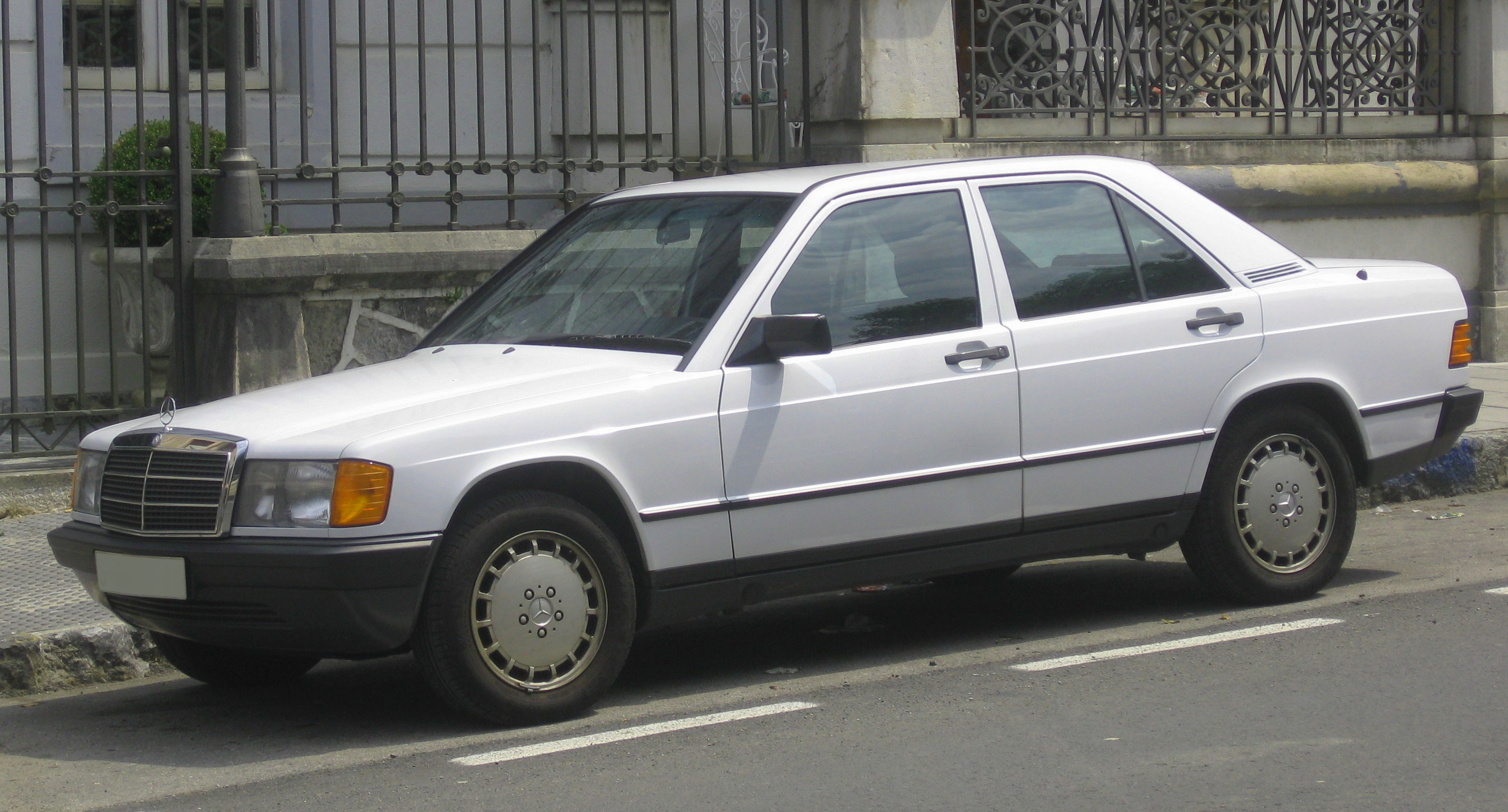
Mercedes-Benz 190 (W 201), 1982
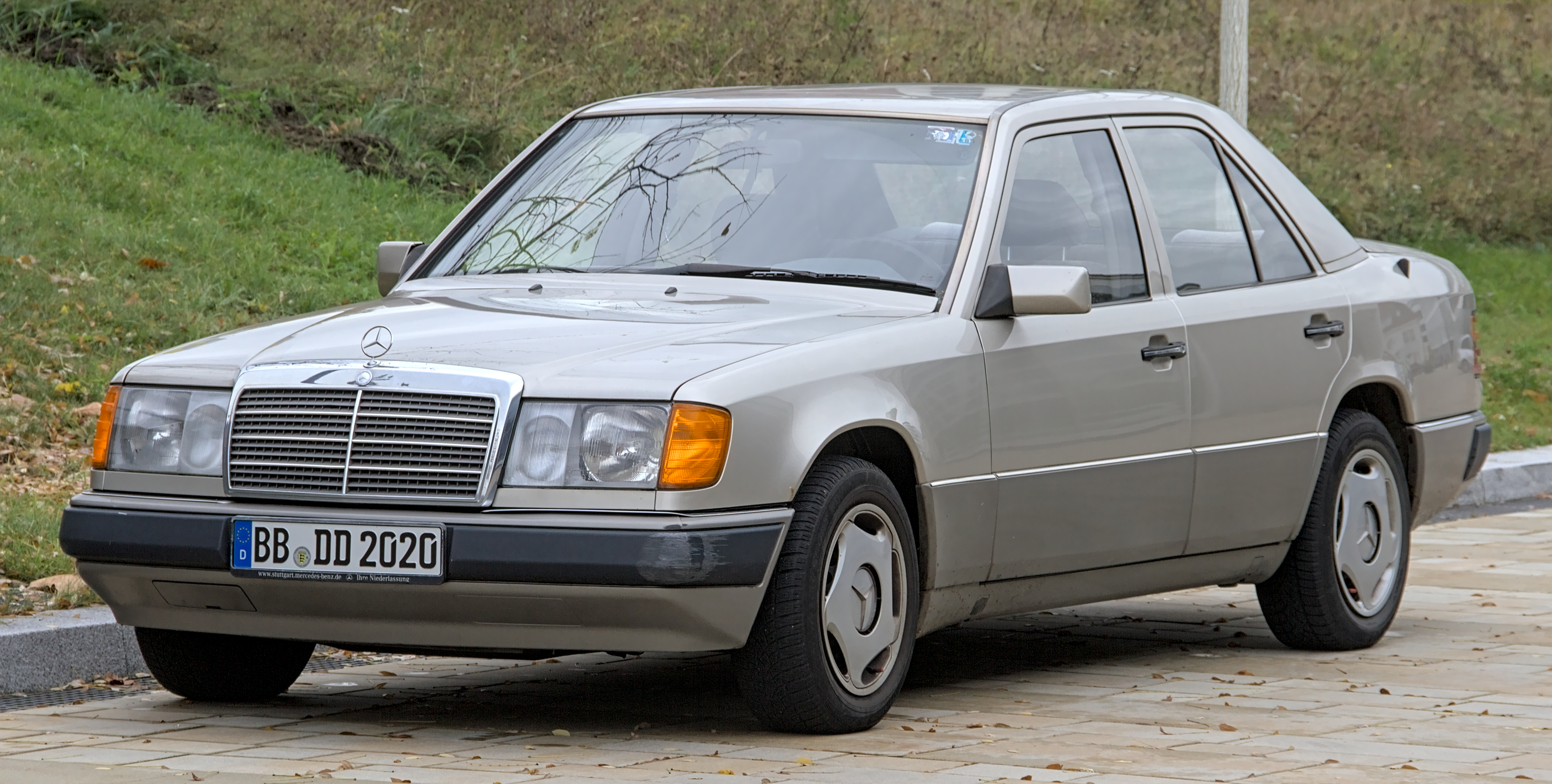
Mercedes-Benz E-Klasse (W 124), 1984
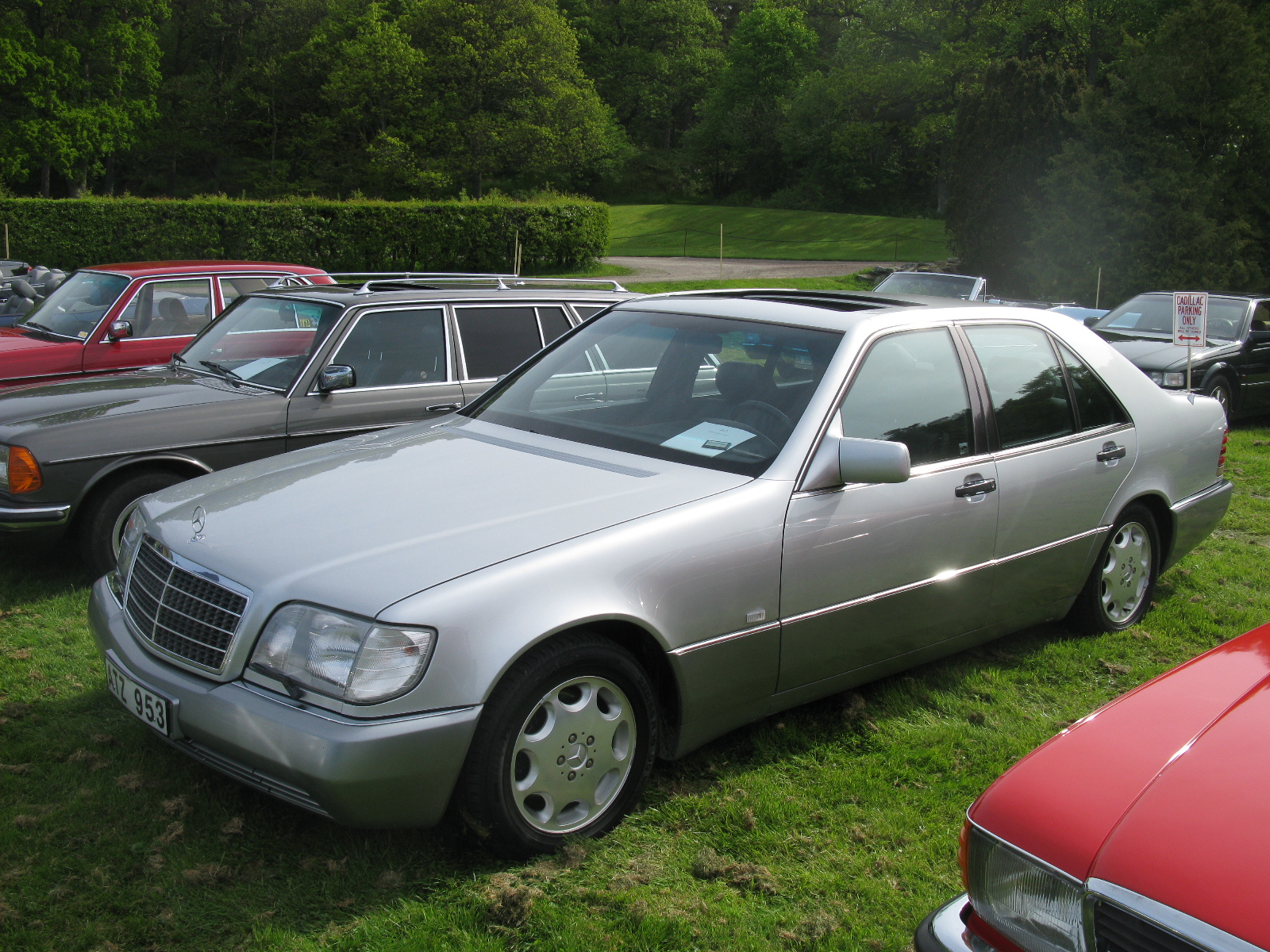
Mercedes-Benz S-Klasse (W 140), 1991

#### Suche nach Raum

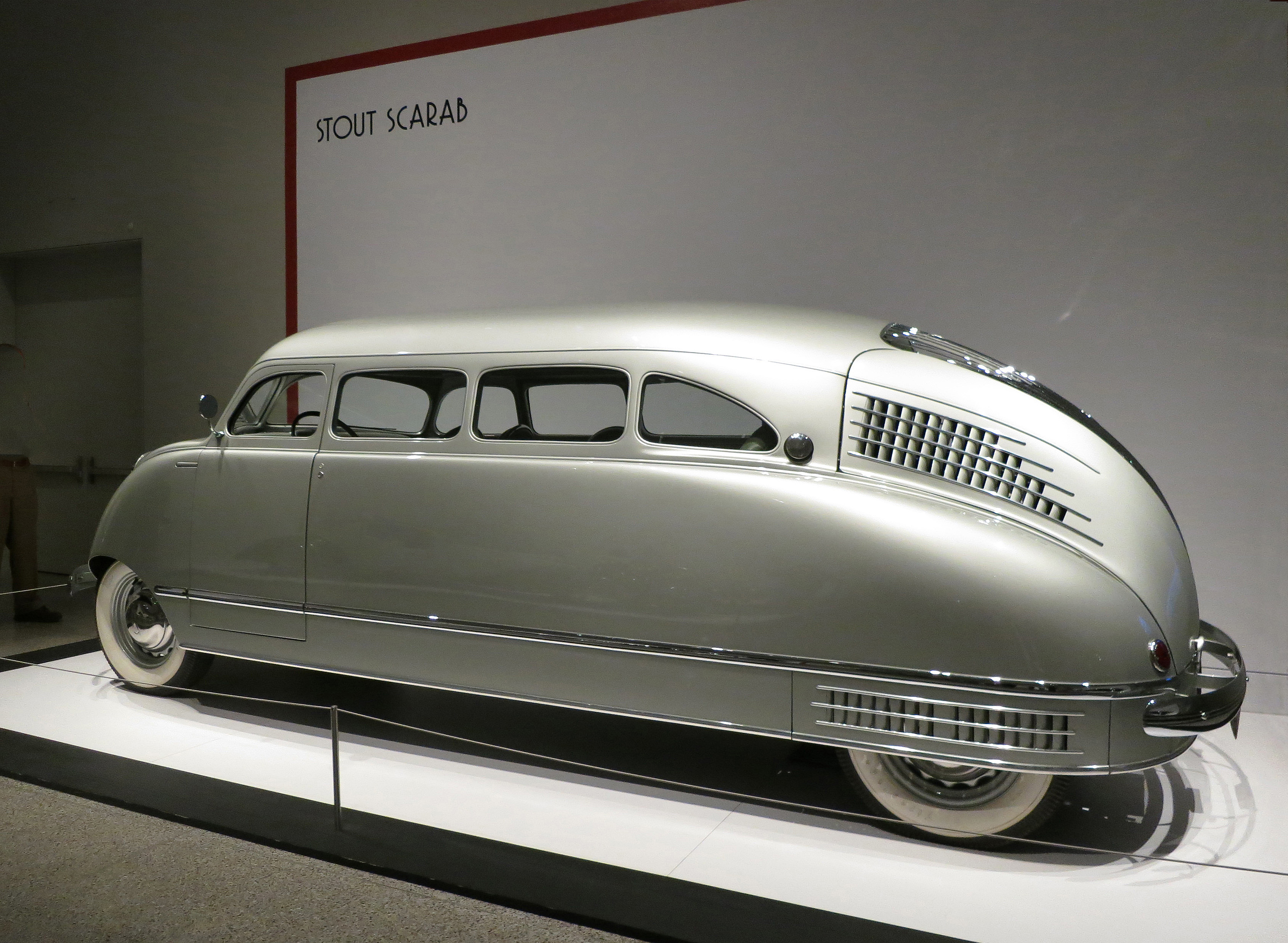
Stout Scarab, 1932

Um den Passagieren bei gegebenen Außenabmessungen mehr Innenraum bieten zu können, entwickelten die Designer unterschiedliche Ideen für Hochdach-Autos. Bei einem erhöhten Dach können die Sitze für eine aufrechtere Sitzhaltung höher montiert werden. Dadurch wird für jeden Mitfahrer oder jede Mitfahrerin mehr Beinfreiheit geschaffen. Das erste auf diesen Ideen basierende Konzeptfahrzeug war 1932 der Stout Scarab. Lloyd baute 1953 außer Kleinwagen den sechssitzigen LT. 1956 erschien der Fiat 600 Multipla. Auf der IAA 1965 zeigte Fritz B. Busch den Autonova Fam, der ein Einzelstück blieb. Giorgetto Giugiaro gestaltete 1978 seinen Lancia Megagamma, den das Fachpublikum in Europa allerdings eher distanziert aufnahm. In Japan dagegen übernahm Nissan die Idee und stellte 1982 den Nissan Prairie vor. Nissans Designer kopierten das eckige, in scharfen Blechknicken geformte Konzeptfahrzeug von Giugiaro weitgehend, ohne allerdings dessen ausgewogene Proportionen nachahmen zu können. Der Nissan wurde damit zum ersten Hochdach-Auto – allerdings nicht zu einem Markterfolg. In der öffentlichen Wahrnehmung wetteiferten daher der Renault Espace und der Dodge Caravan (in Europa als Chrysler Voyager vermarktet) darum, den Weg zum Minivan gebahnt zu haben. Der Espace, der als einziger wirklich als Onebox-Fahrzeug entwickelt worden war, „war ein Radikalauto, in dem Futurismus und Vernunft fusionierten“. Er ging auf eine Designidee zurück, die der junge Formschöpfer Fergus Pollock 1977 ursprünglich für Chrysler Europa zu Papier gebracht hatte und die Matra dann übernahm. In der Folge entwickelte sich ein Markt für Vans in verschiedenen Größen, der in den 2000er-Jahren seinen Höhepunkt erreichte. Bei diesen Fahrzeugen wurde besonders Wert auf die Praktikabilität gelegt, was beispielsweise durch einen geräumigen Fahrgastraum und große Fenster für eine gute Übersichtlichkeit ermöglicht wurde.

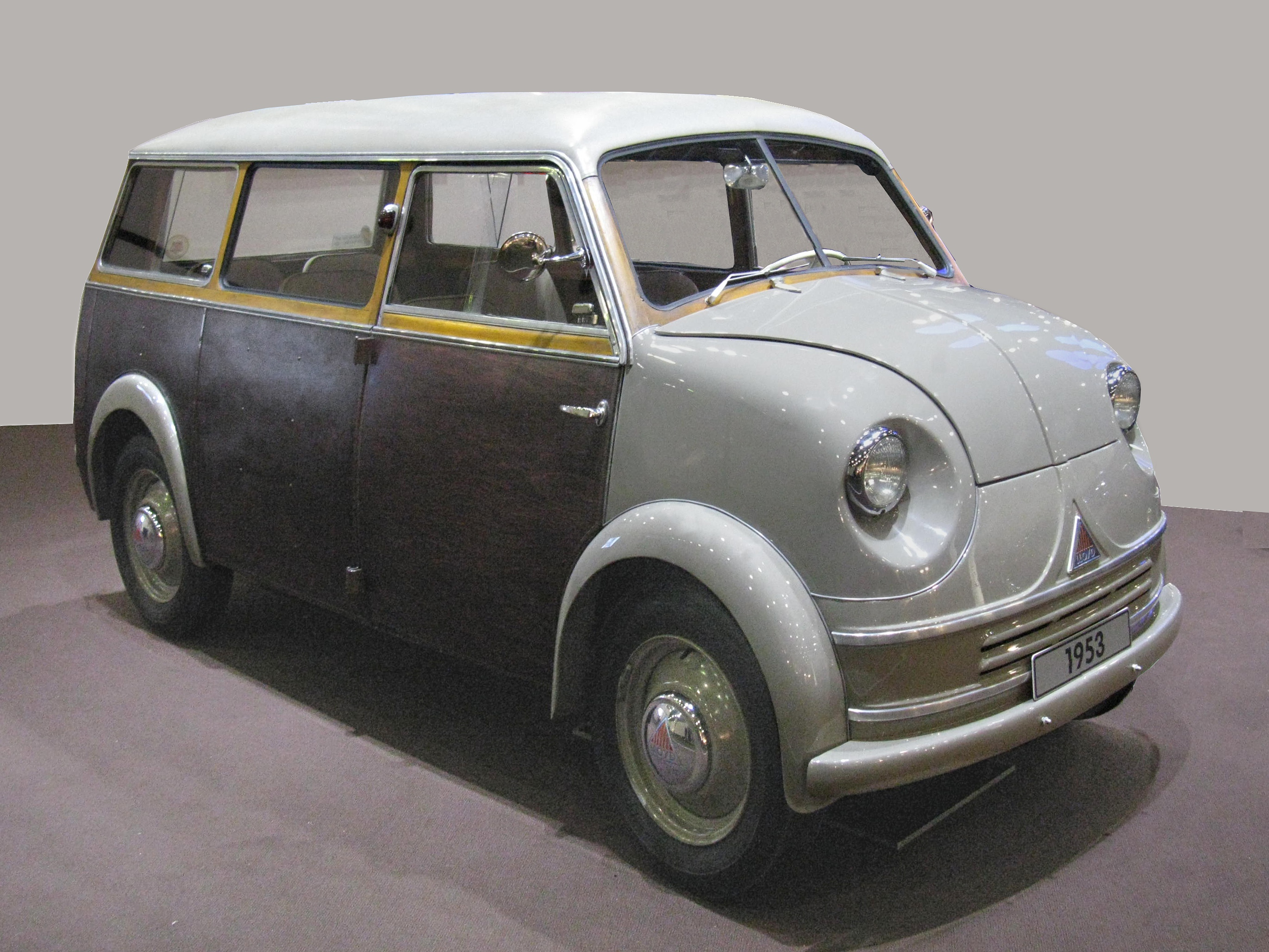
Lloyd LT 500, 1953
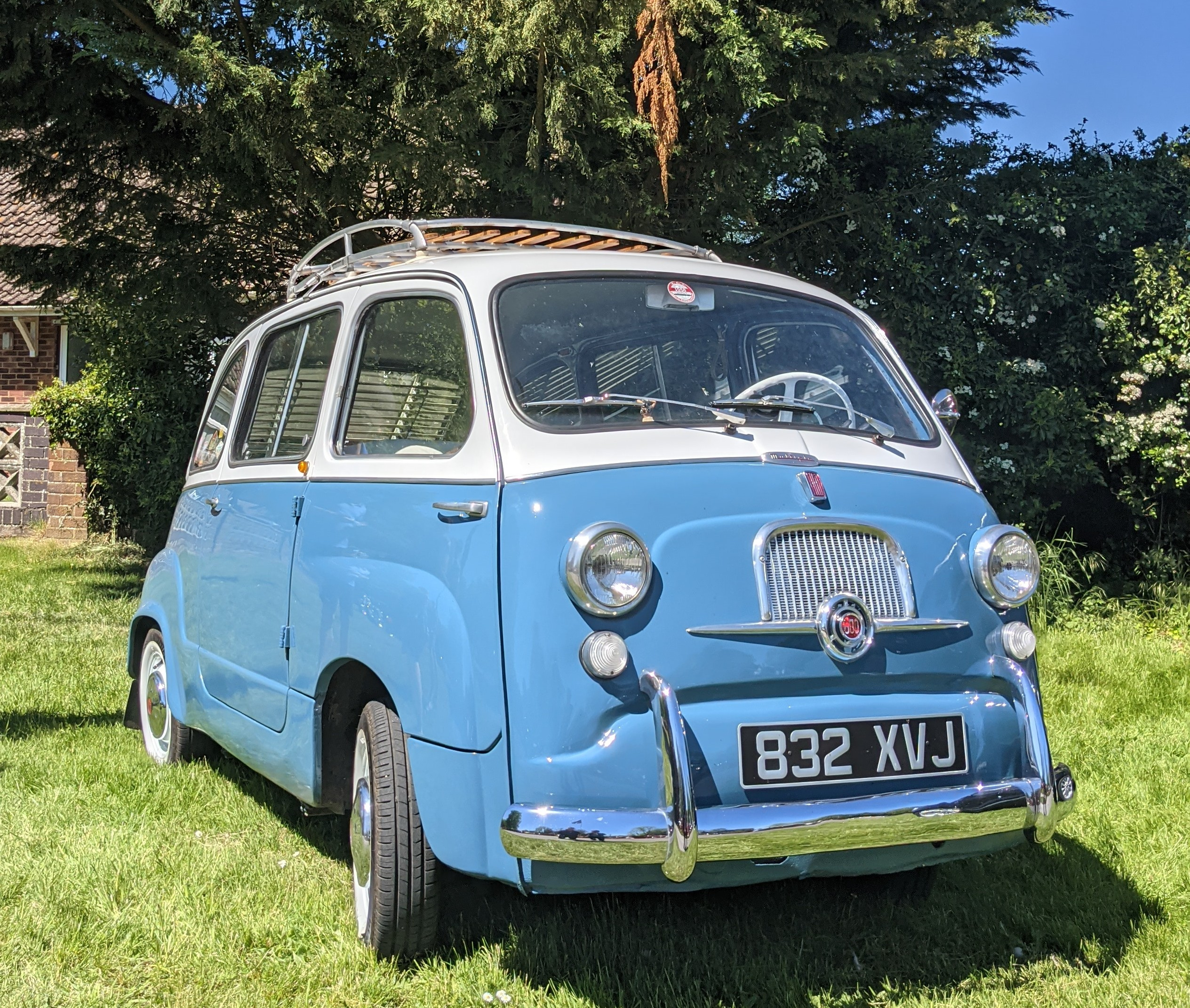
Fiat Multipla, 1956
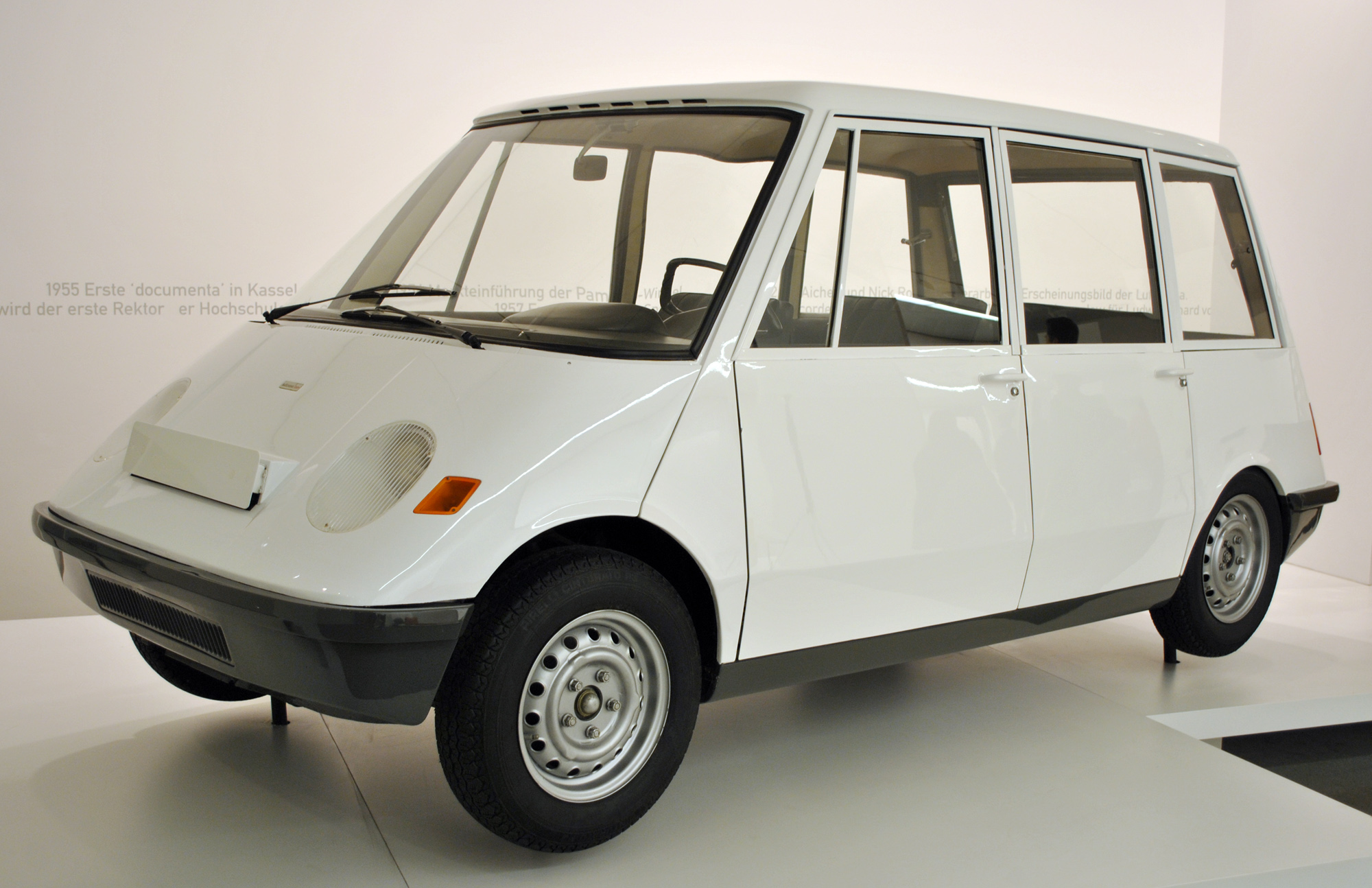
Autonova-Fam, 1965 (Prototyp)
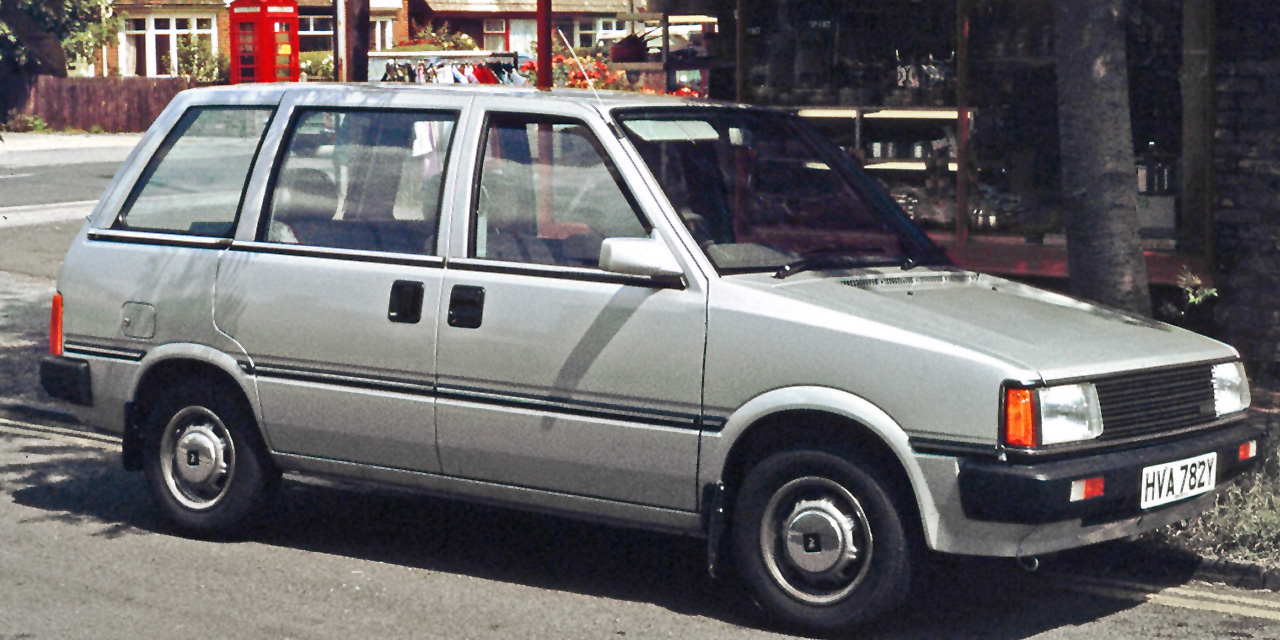
Nissan Prairie, 1982
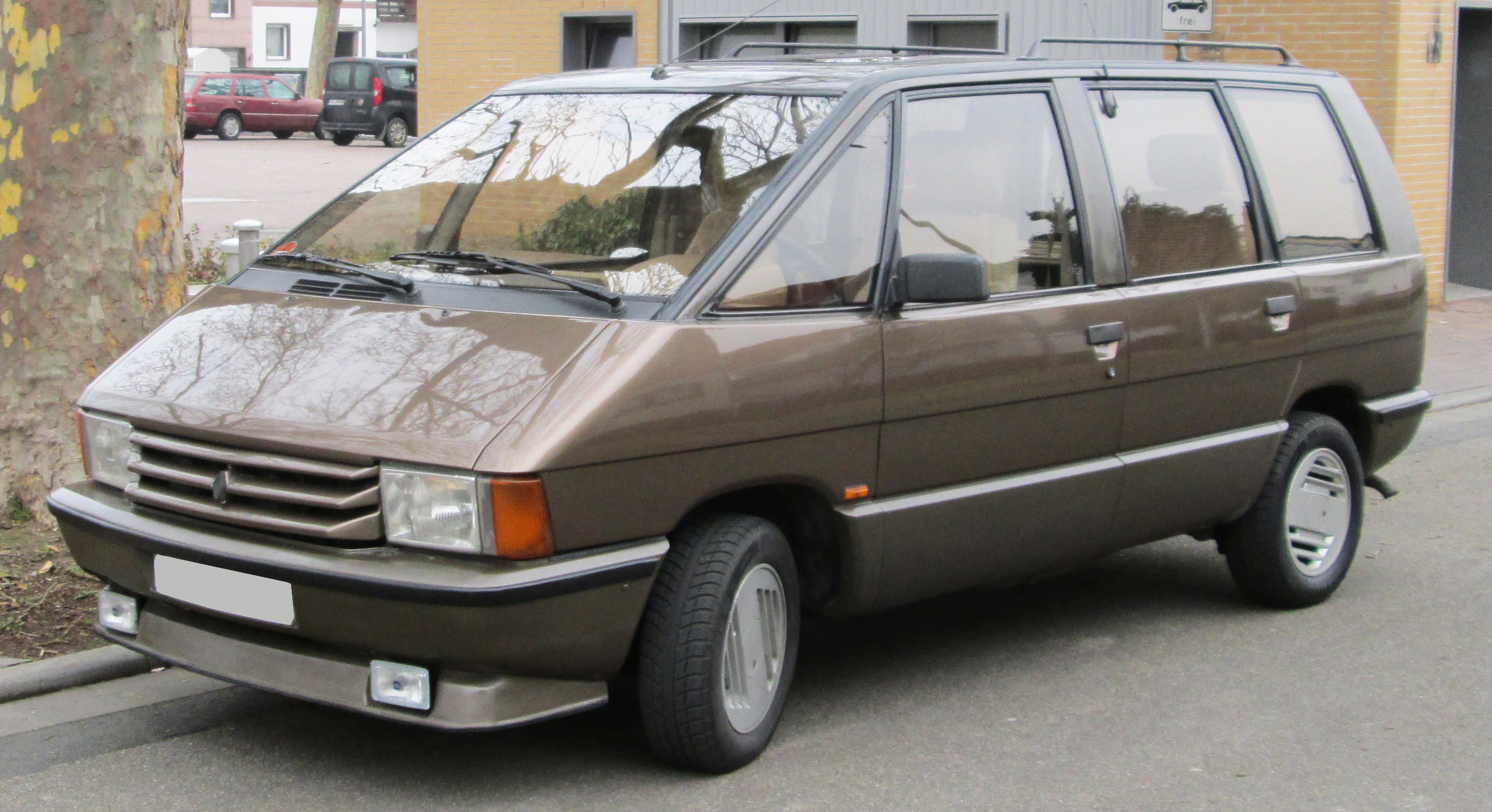
Renault Espace, 1984
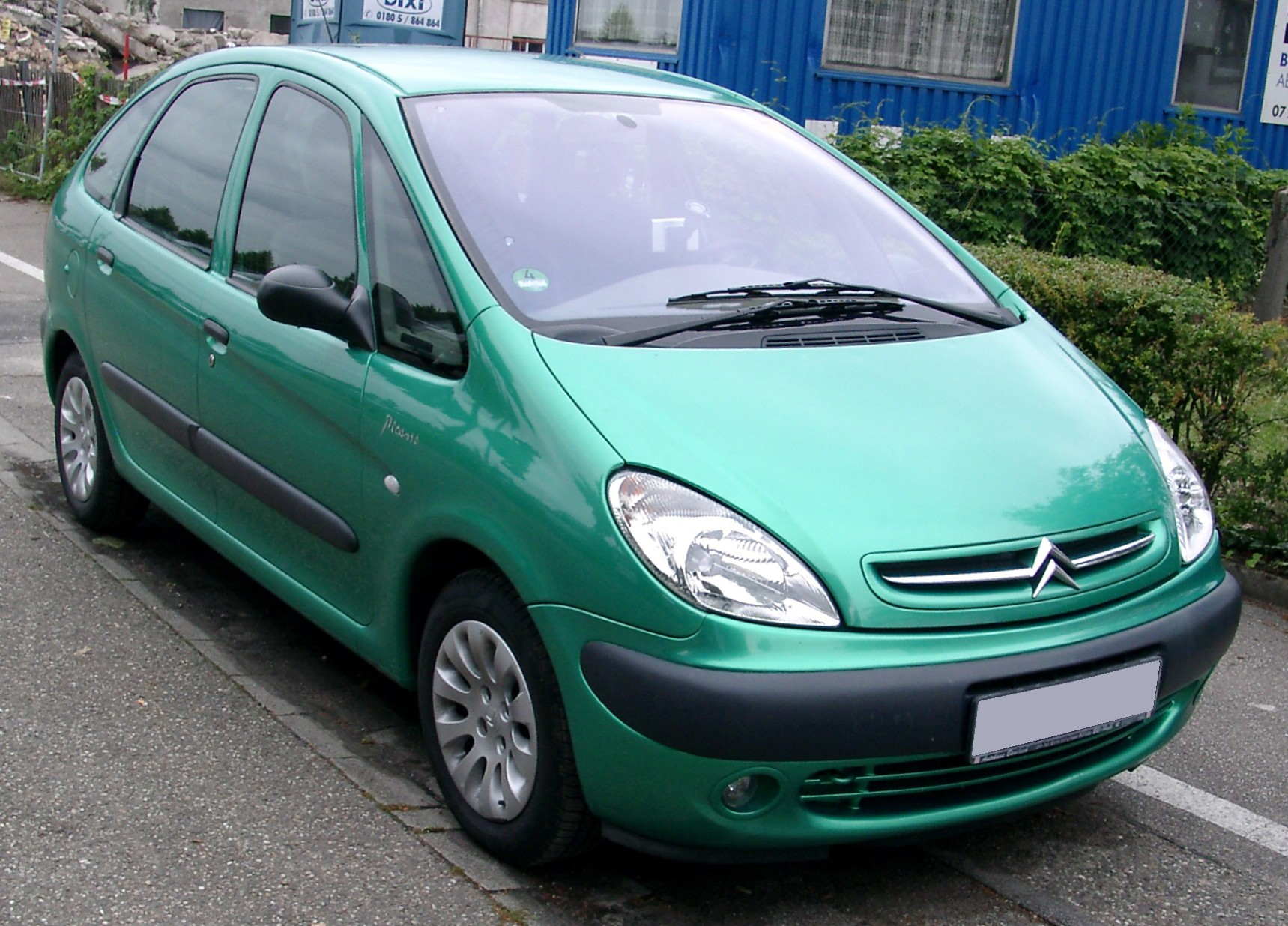
Citroën Xsara Picasso, 1999
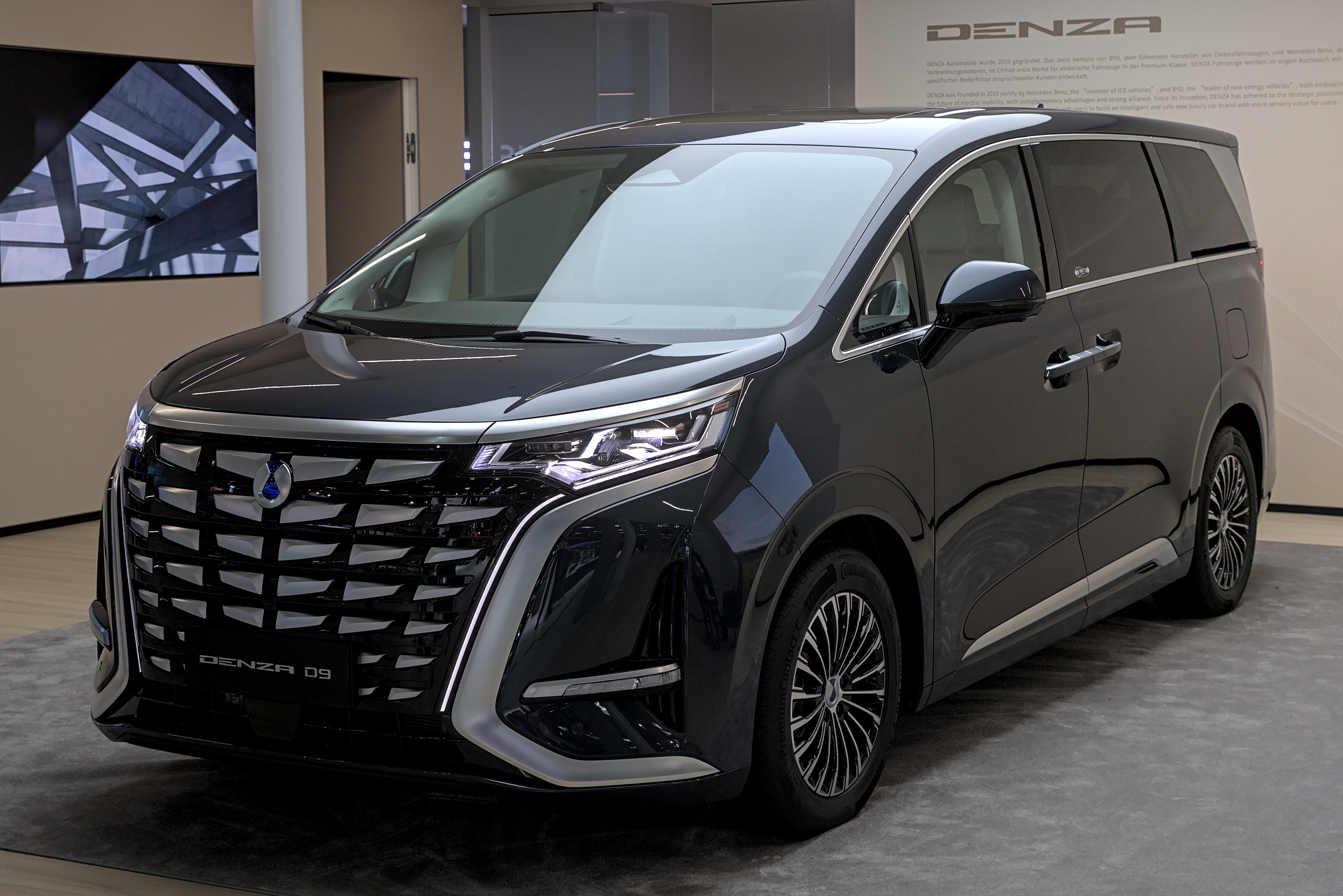
Denza D9, 2022

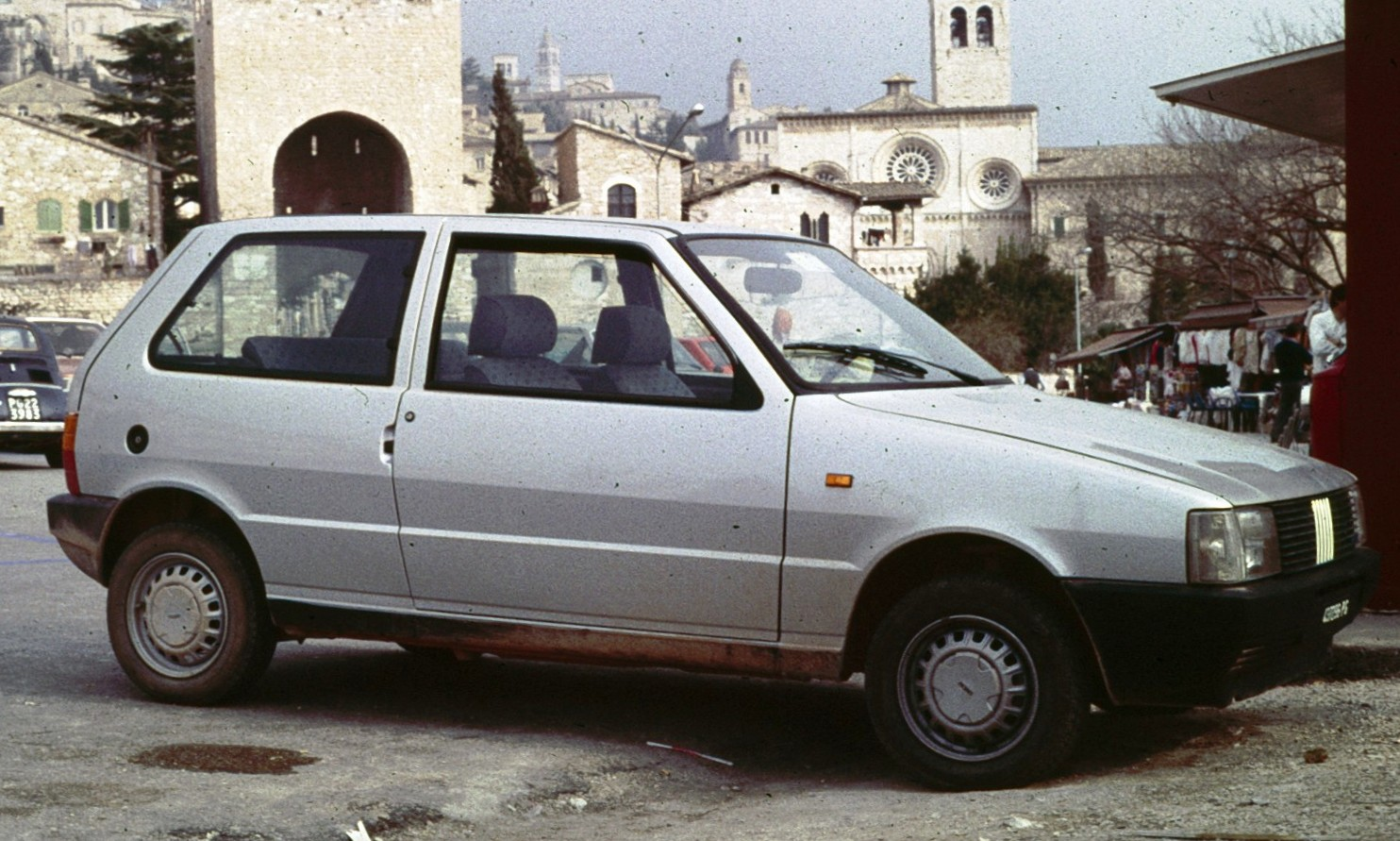
Fiat Uno, 1983

Danach gewannen SUVs an Popularität, wodurch Vans bei vielen Herstellern wieder aus dem Modellportfolio verdrängt wurden. In China sind schon immer Vans im Luxussegment als Statussymbol beliebt. In den 2020er-Jahren gelangten erste Modelle aus diesem Segment auch nach Europa, beispielsweise mit dem Maxus Mifa 9 oder dem Lexus LM. Um ihren individuellen sozialen Aufstieg zu demonstrieren, bevorzugen die chinesischen Kunden einen ausdrucksstarken und dominanten Designstil. Deshalb haben diese Luxus-Vans häufig extravagante Gestaltungselemente wie einen großen, verchromten Kühlergrill.
Der Megagamma blieb das Einzelstück, dessen Nichtverwirklichung Giugiaro am meisten schmerzte. Immerhin konnte er wesentliche Inspirationen im kleineren Maßstab bei der Entwicklung des Fiat Uno verwenden. Dieses Fahrzeug, das ursprünglich als Lancia Lambda entwickelt wurde, trug den Designwandel in die Kleinwagenklasse: durch größere Bauhöhe wurde der Innenraum einer größeren Limousine möglich.

#### Einfluss des cw-Werts
Die Ingenieure fühlten sich durch den Ölpreisschock herausgefordert und suchten nach effektiver, aber marktgängiger Aerodynamik bei der Gestaltung der Fahrzeuge. Dadurch entstand der „Mythos cw-Wert“, durch den die Qualität eines Automobildesigns objektiv bewertbar werden sollte. Das Ford-Design-Team um Uwe Bahnsen fand für den Ford Sierra eine rundlich-windschlüpfige Form (cw-Wert 0,34), die die Designphilosophie der 1980er Jahre vollständig verkörperte. Die Kunden allerdings – vor allem die in England – reagierten schockiert und für den maßgeblich an der Formgestaltung beteiligten Patrick le Quément bedeutete das einen Karriereknick. In Deutschland zeigte der von Hartmut Warkuß modellierte Audi 100 C3, wie auch evolutionäres Design an einem biederen Stufenheck zu einem rekordfähigen cw-Wert führt (0,30). Diese Übung meisterte schließlich Gaston Juchet für den Renault 25 noch ein wenig besser (cw-Wert 0,28) und zudem ohne auf rundliche Formen zurückgreifen zu müssen.

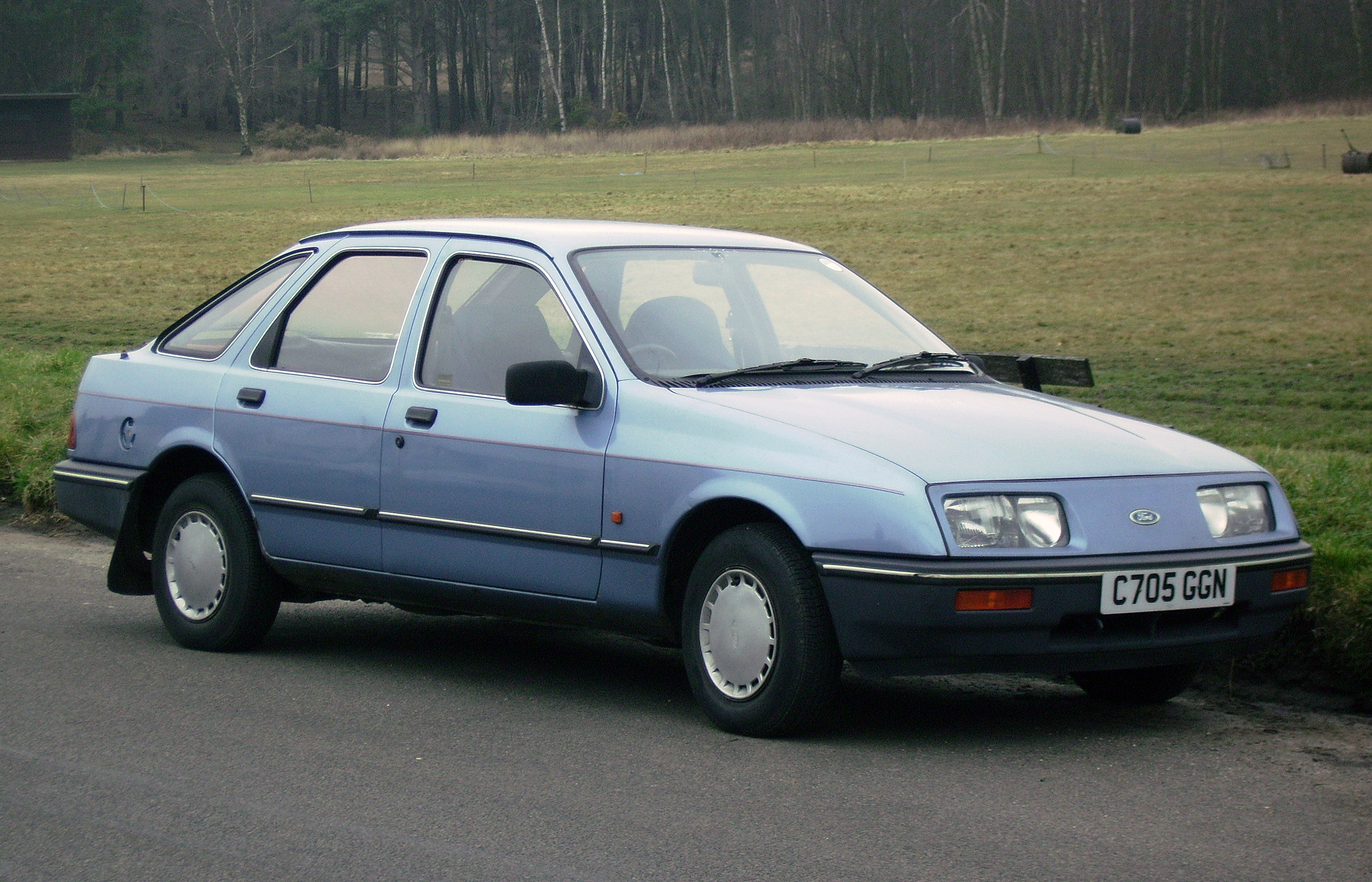
Ford Sierra, 1982
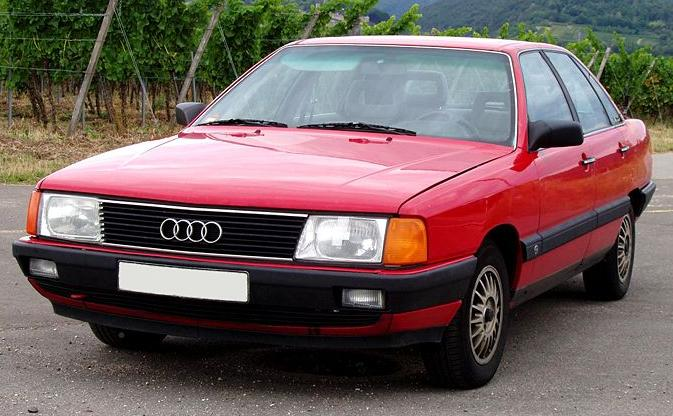
Audi 100 C3, 1982
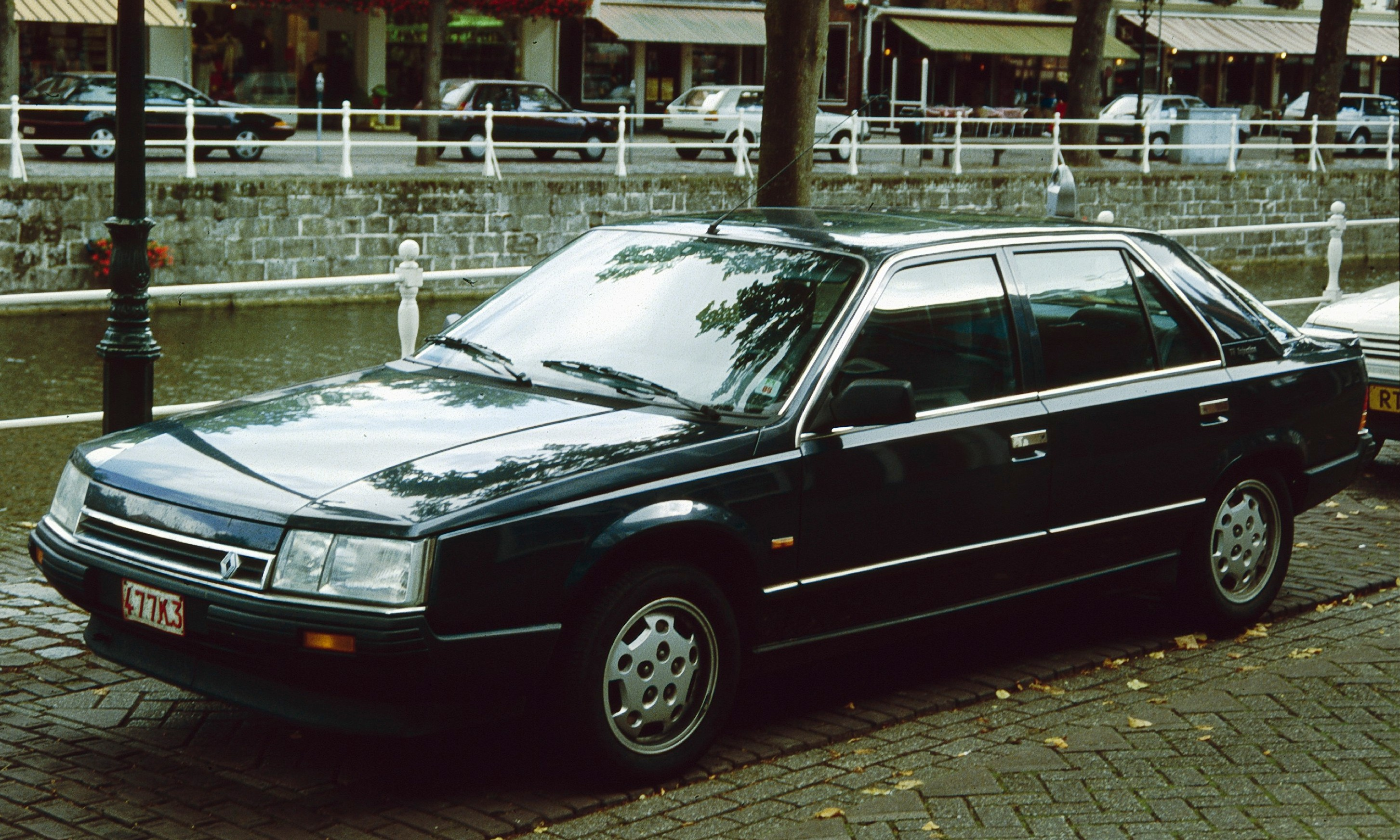
Renault 25, 1984

#### Sicken im Wind
Um das Kasten-Design zu überwinden, suchten die Designer nach neuen Ausdrucksformen. Wegweisend wurde dazu der von Pininfarina schon 1980 vorgestellte Concept-Car Ferrari Pinin, der einen sportlich durchgeformten und mit umlaufenden Sicken profilierten Wagenkörper für eine klassische Stufenhecklimousine zeigte. Enzo Ferrari mochte die Limousine, konnte sich aber nicht zu einer Serienproduktion durchringen. Später profanierte Pininfarina die Designideen bei der Gestaltung des Alfa Romeo 164 und des Peugeot 605. Die umlaufenden Sicken gaben den aerodynamisch modellierten Formen Kanten und dem Betrachter optischen Halt. Gleichzeitig demonstrierte die nach vorne geneigte, sanfte Keilform sportliche Dynamik. Eine extravagante Spielart der in den Wind geneigten Sicken erfand Marc Deschamps, Chefdesigner von Bertone, für die Schräghecklimousine Citroën XM.

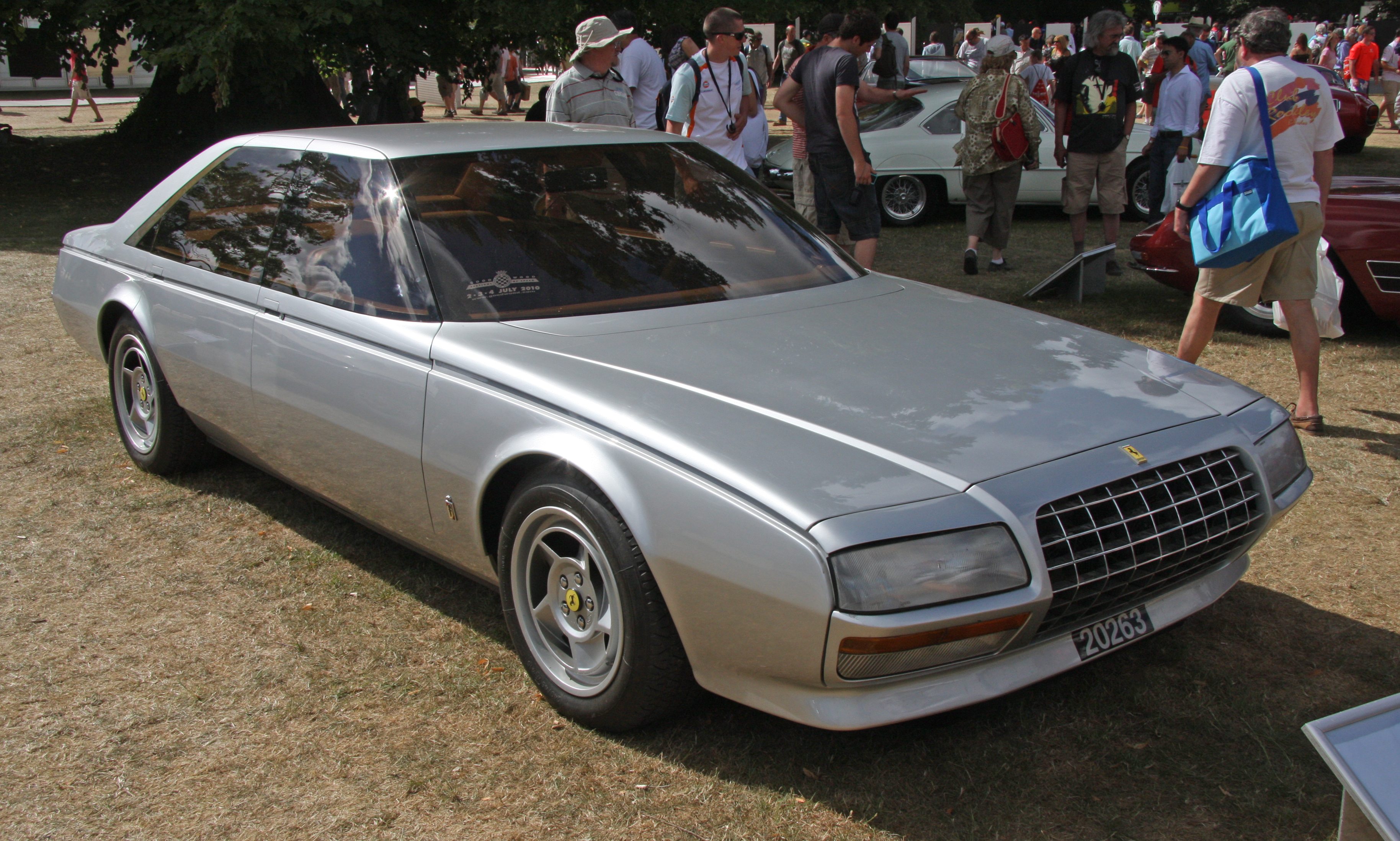
Ferrari Pinin, 1980
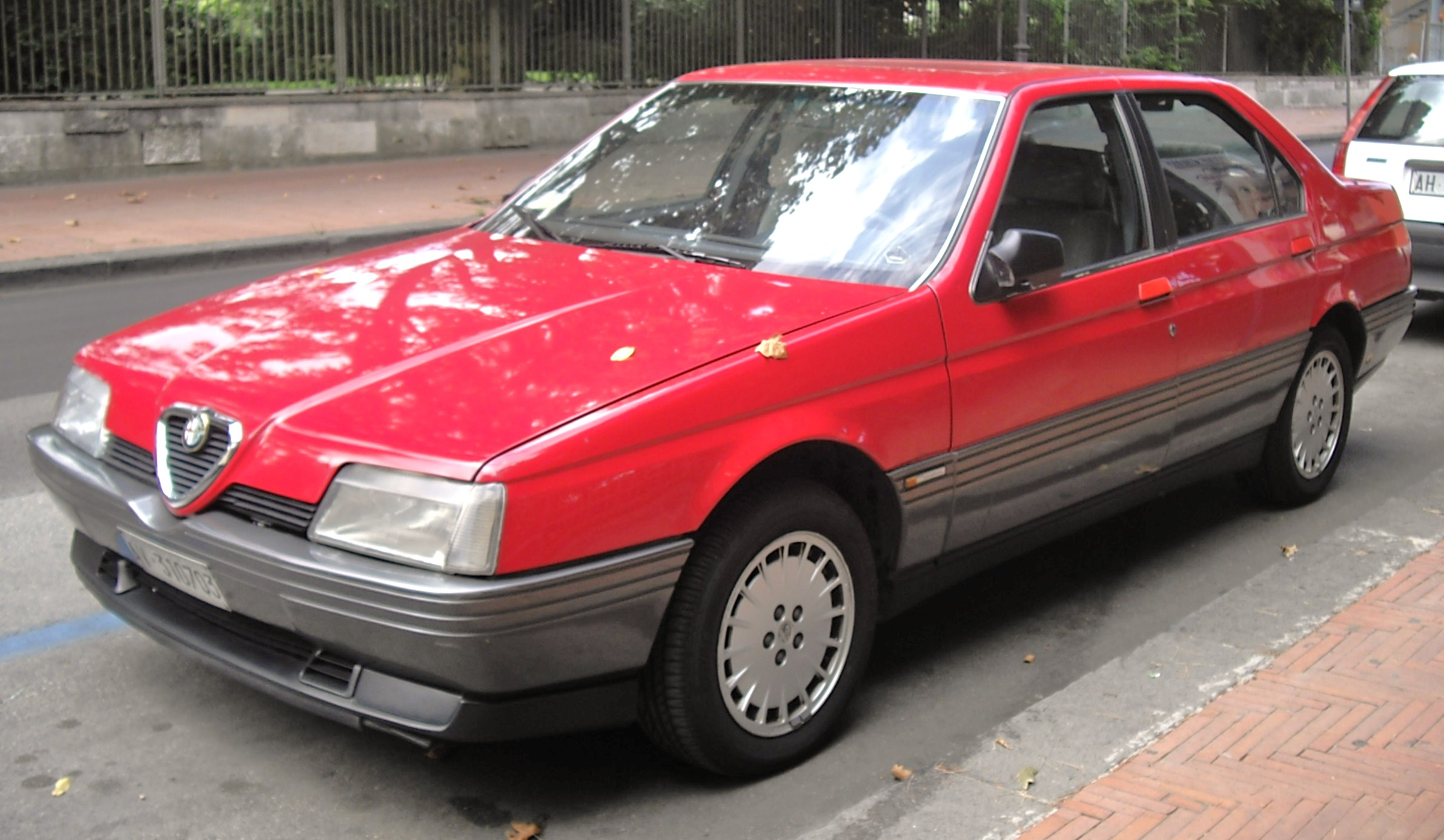
Alfa Romeo 164, 1987
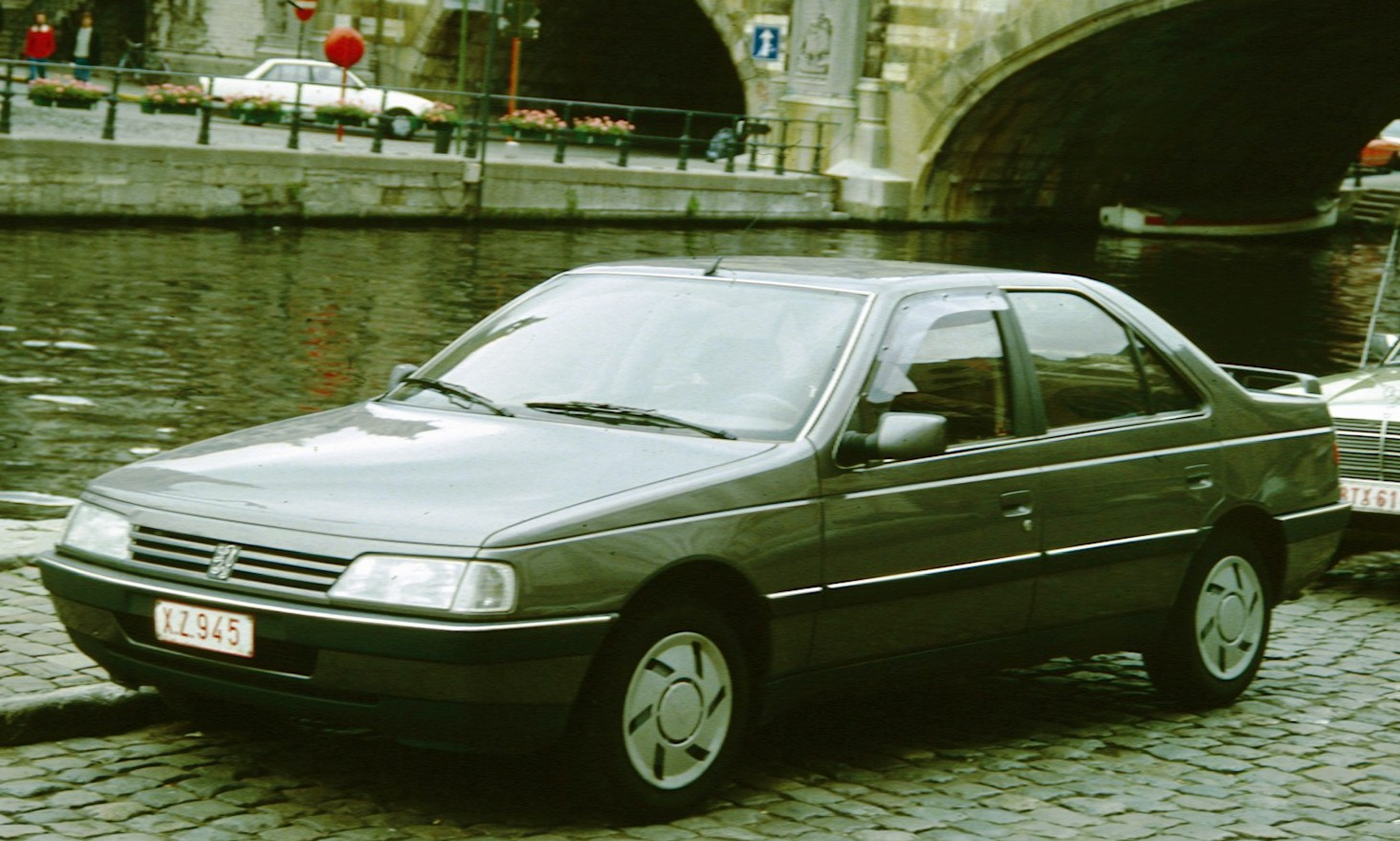
Peugeot 405, 1987
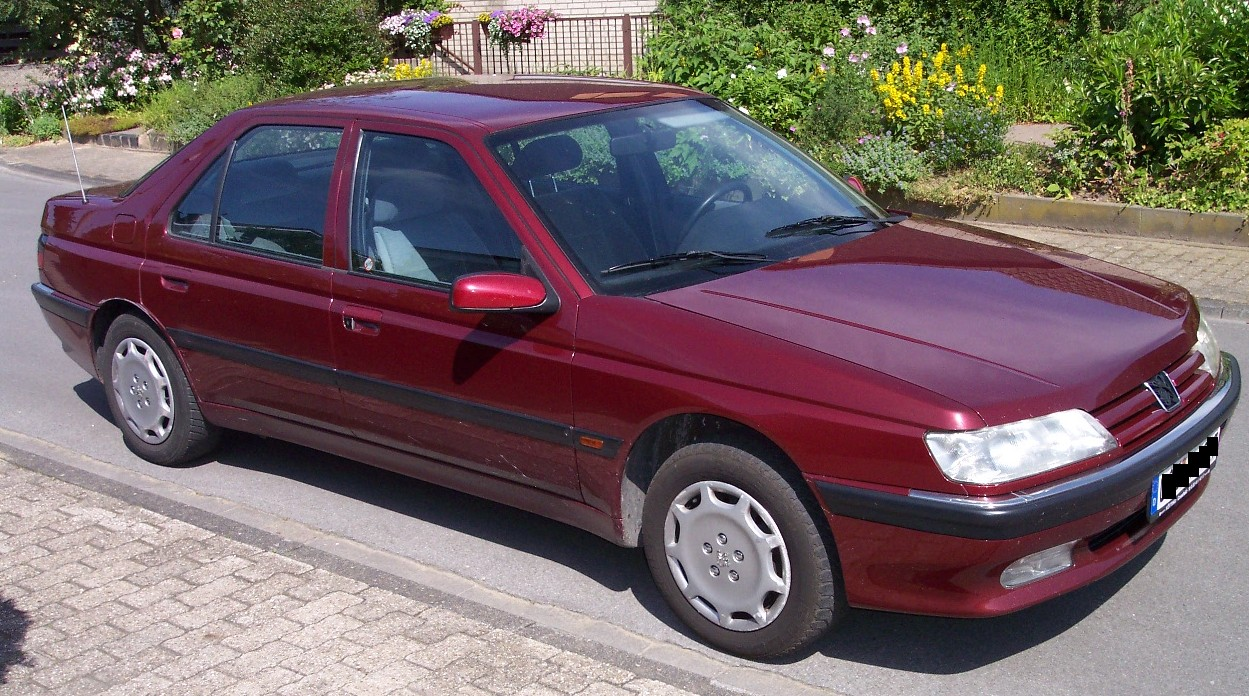
Peugeot 605, 1989
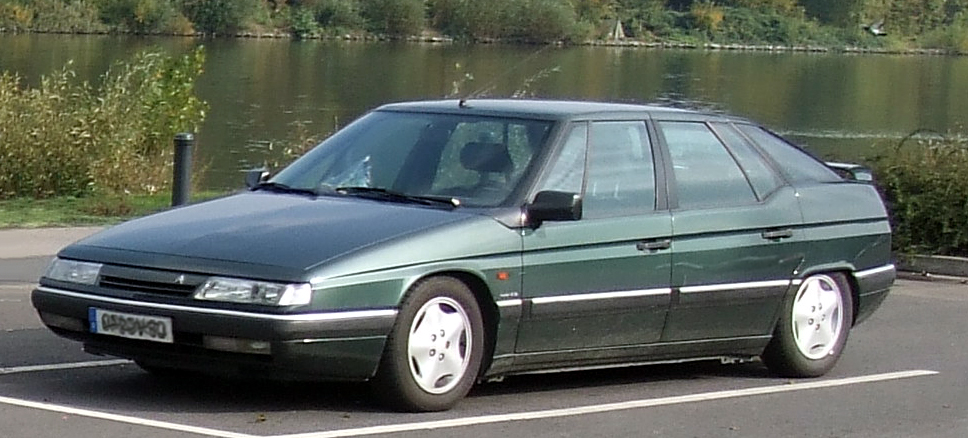
Citroën XM, 1989

#### Keil auf Stückzahlen
Nachdem die Keilform in den 1970er Jahren in weiten Käuferschichten zunächst auf Ablehnung gestoßen war, hatte sich die ästhetische Wahrnehmung bis zum Ende der 1980er Jahre weiterentwickelt. Der in ausgeprägter Keilform von Pinky Lai gezeichnete BMW 3er (E 36) wurde 1990 immer noch als radikale Neuerung aufgenommen, entwickelte sich allerdings zu einem nachhaltigen Verkaufserfolg. Das breite Publikum konnte sich mit dem niedrigen, knappen Bug, der stark ansteigenden Seitenlinie und dem hohen Heck nun als Ausdruck sportlicher Dynamik anfreunden.

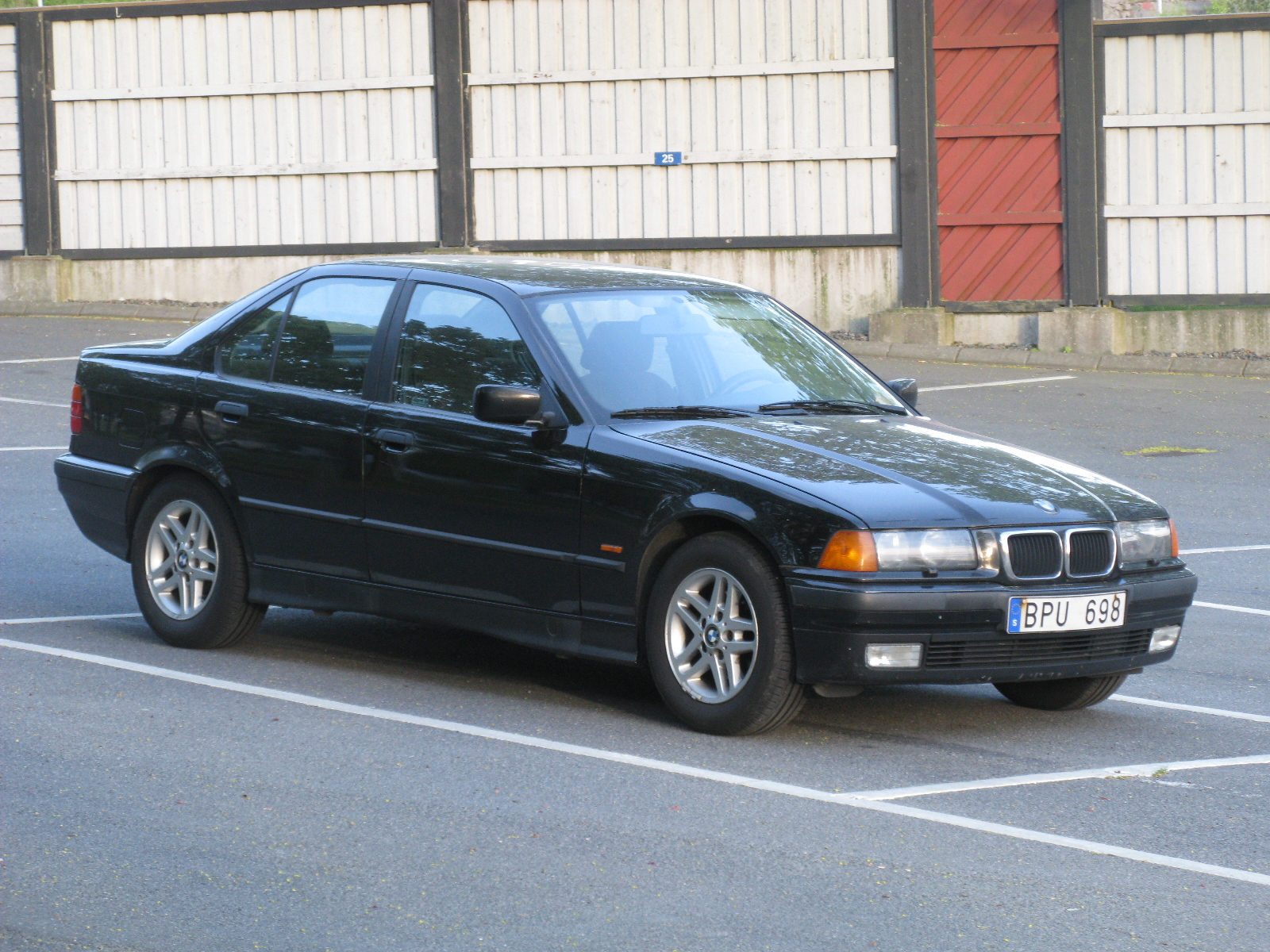
BMW 316 E36, 1990
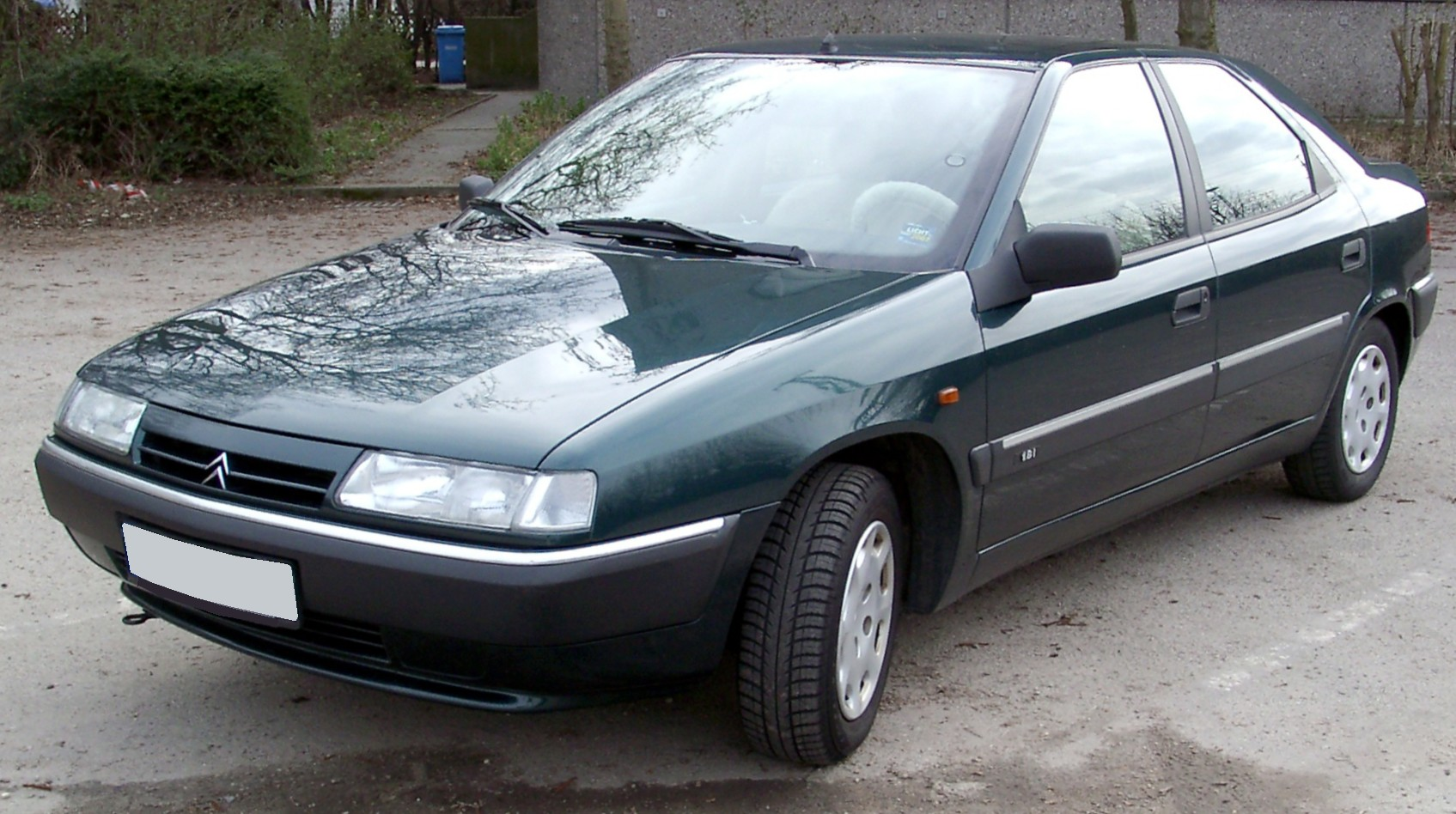
Citroën Xantia, 1993
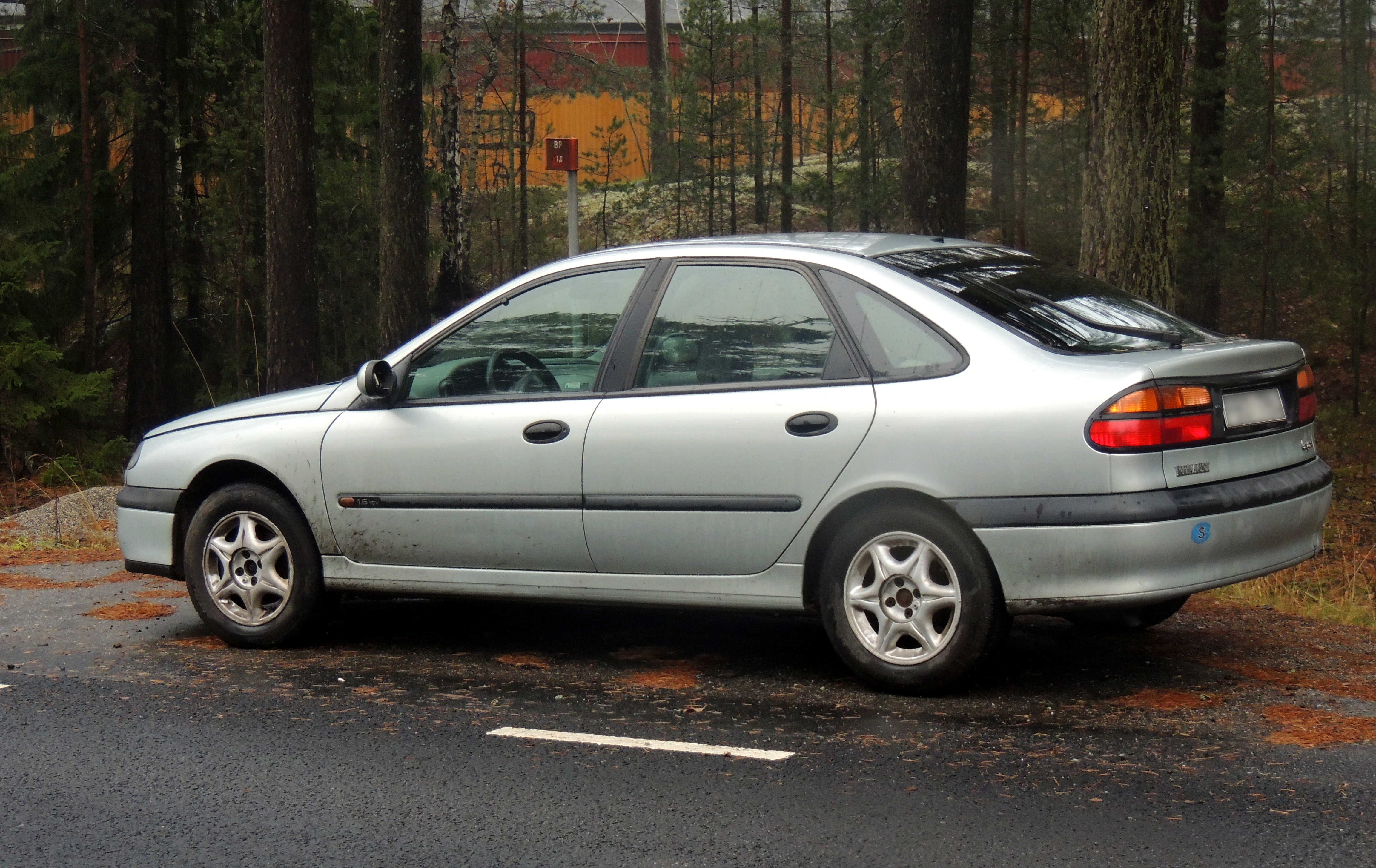
Renault Laguna, 1994

### Formkörper (seit Mitte der 1990er Jahre)

#### Nischenfahrzeuge
In den 1990er-Jahren entstanden viele neue Fahrzeugklassen. Die Roadster erlebten ein Comeback, beginnend mit dem 1989 vorgestellten Mazda MX-5, dem ersten neu konstruierten Roadster seit Jahrzehnten, der zum meistverkauften dieser Klasse wurde. Ab Mitte der 1990er Jahre kamen auch der Mercedes-Benz SLK, der BMW Z3 und der Audi TT auf den Markt. Hinzu kamen innovative Fahrzeugkonzepte wie der smart.

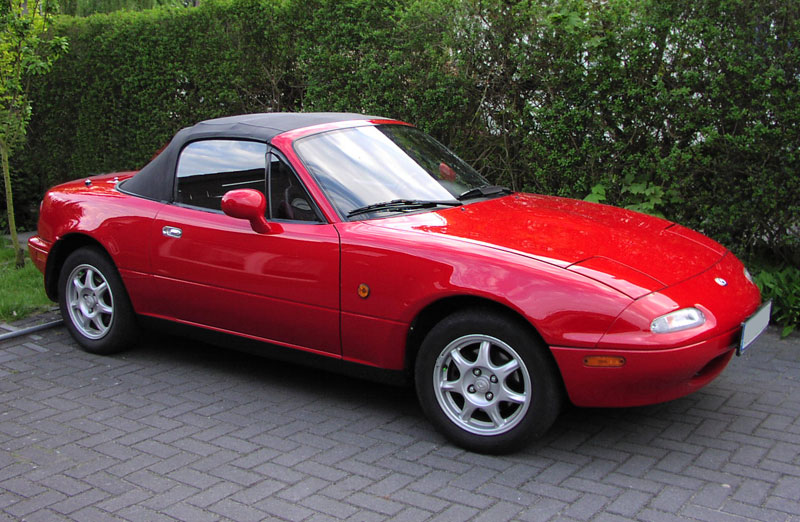
Meistverkaufter Roadster: Mazda MX-5, 1989
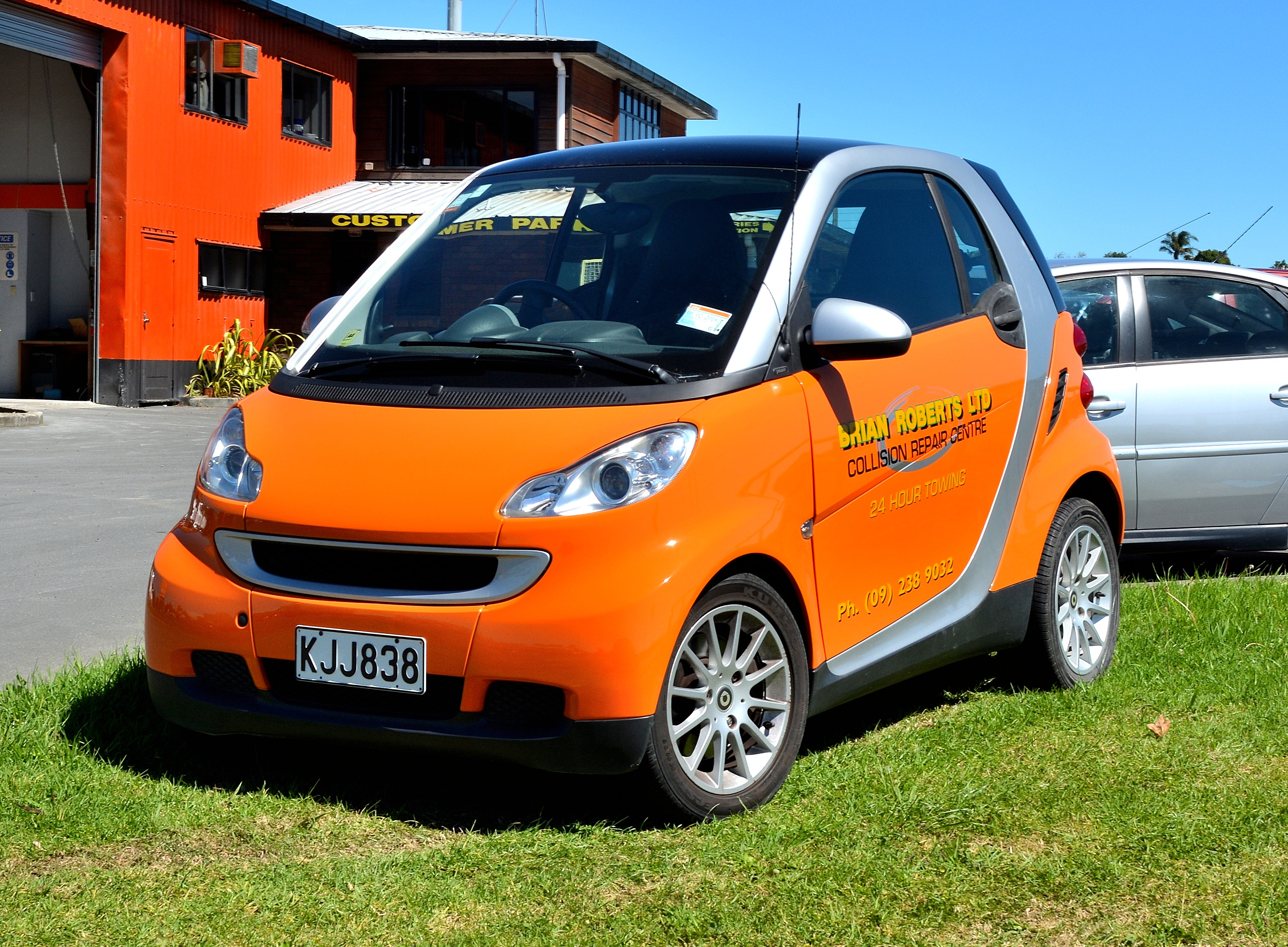
Zweisitzer: Smart, 1994

#### Das SUV
Diese Fahrzeuggattung ist seit etwa 1994 bekannt, als Toyota mit dem RAV4 das erste SUV auf den Markt brachte. 1997 erschien die M-Klasse von Mercedes-Benz. Nach der Jahrtausendwende wurden die SUVs immer populärer, sodass 2022 der RAV4 in der vierten Modellgeneration mit über einer Million verkaufter Fahrzeuge das weltweit meistverkaufte Fahrzeug wurde. Mittlerweile ist dieser Fahrzeugtyp in vielen Größen sowie als sogenanntes SUV-Coupé und Cabriolet verfügbar. Auch stieg mit der Übernahme der sportlich wirkenden Keilform, dem Sicherheitsbedürfnis und dem Trend zu Vans und SUV die Gürtellinie der Fahrzeuge an. Das führte teilweise zu stärker geneigten Frontscheiben und einer schlechteren Rundumsicht. Durch Rückfahrkameras und Warnsysteme soll dieser Mangel technisch ausgeglichen werden.

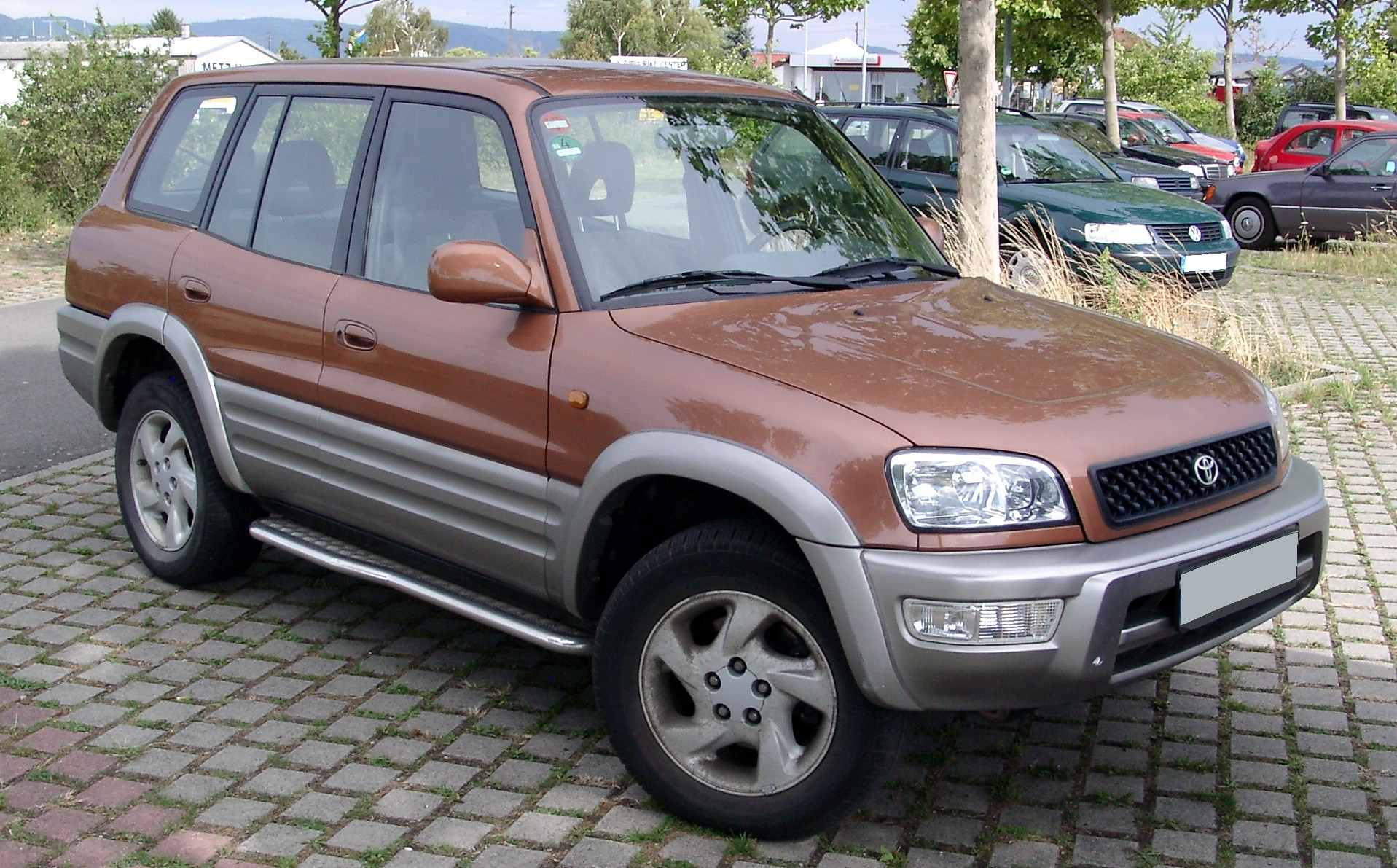
Erstes SUV: Toyota RAV4, 1994
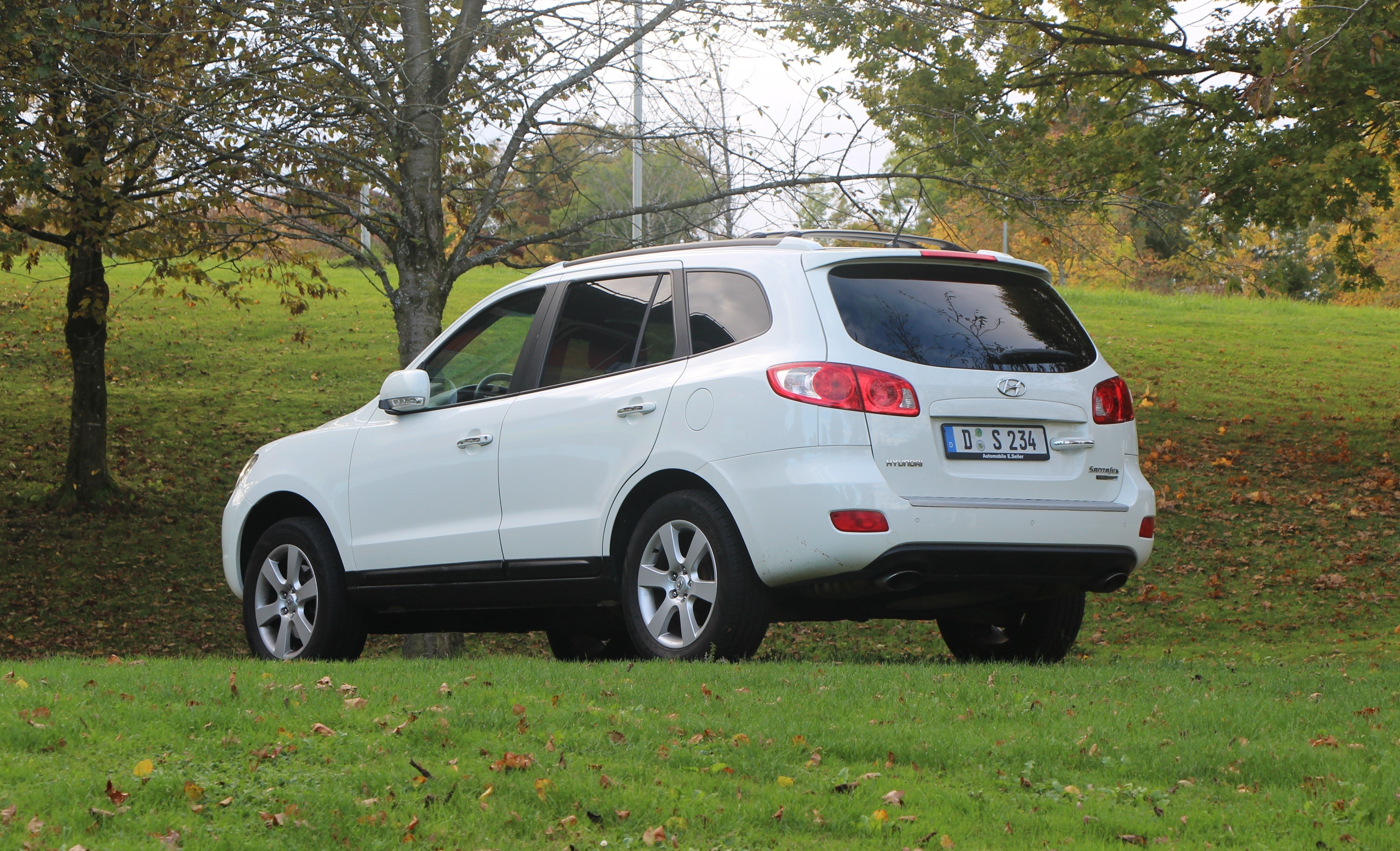
Hyundai Santa Fe, 2000, hier die Version 2009–2015
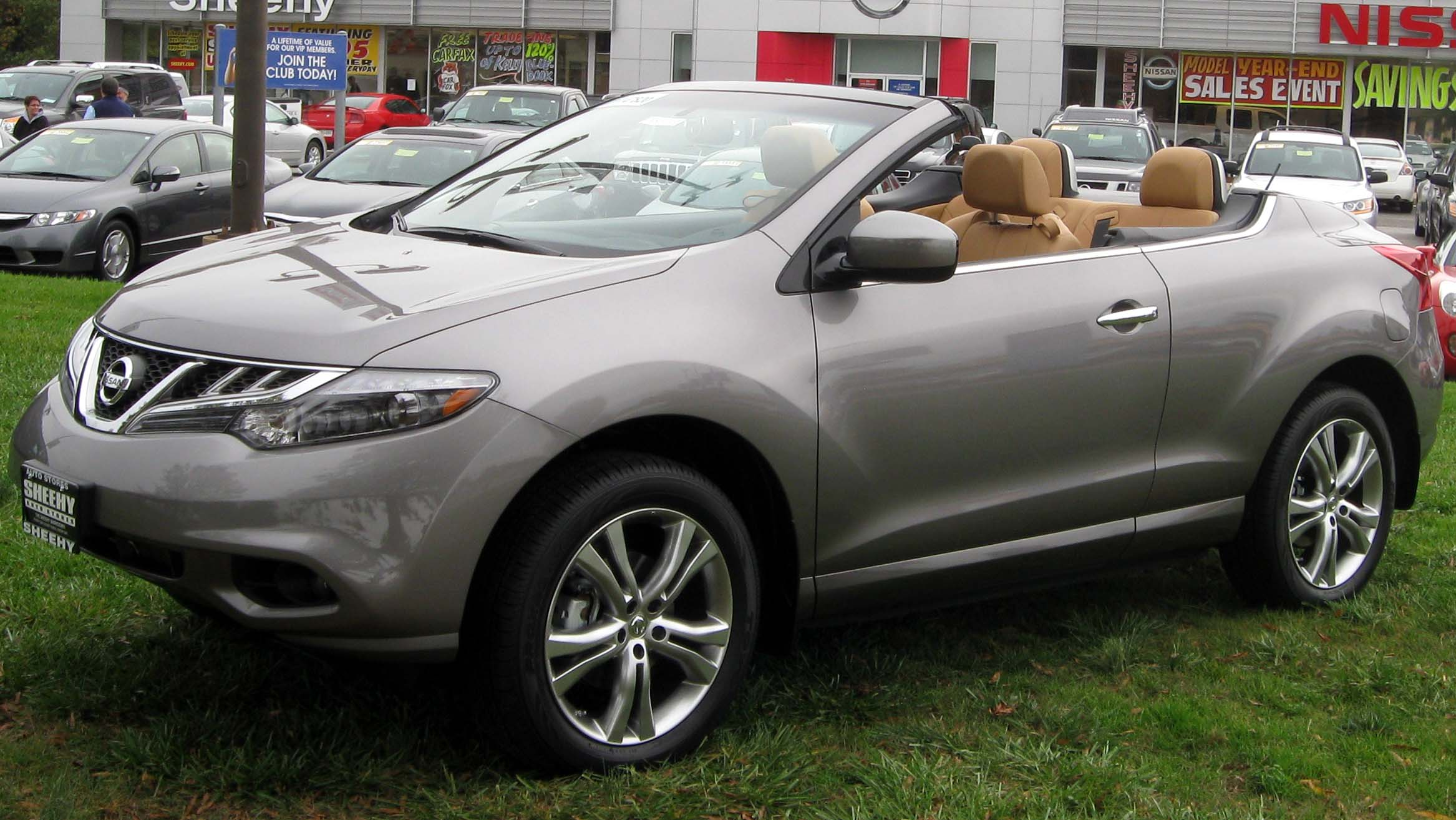
Nissan Murano Cabrio, 2011
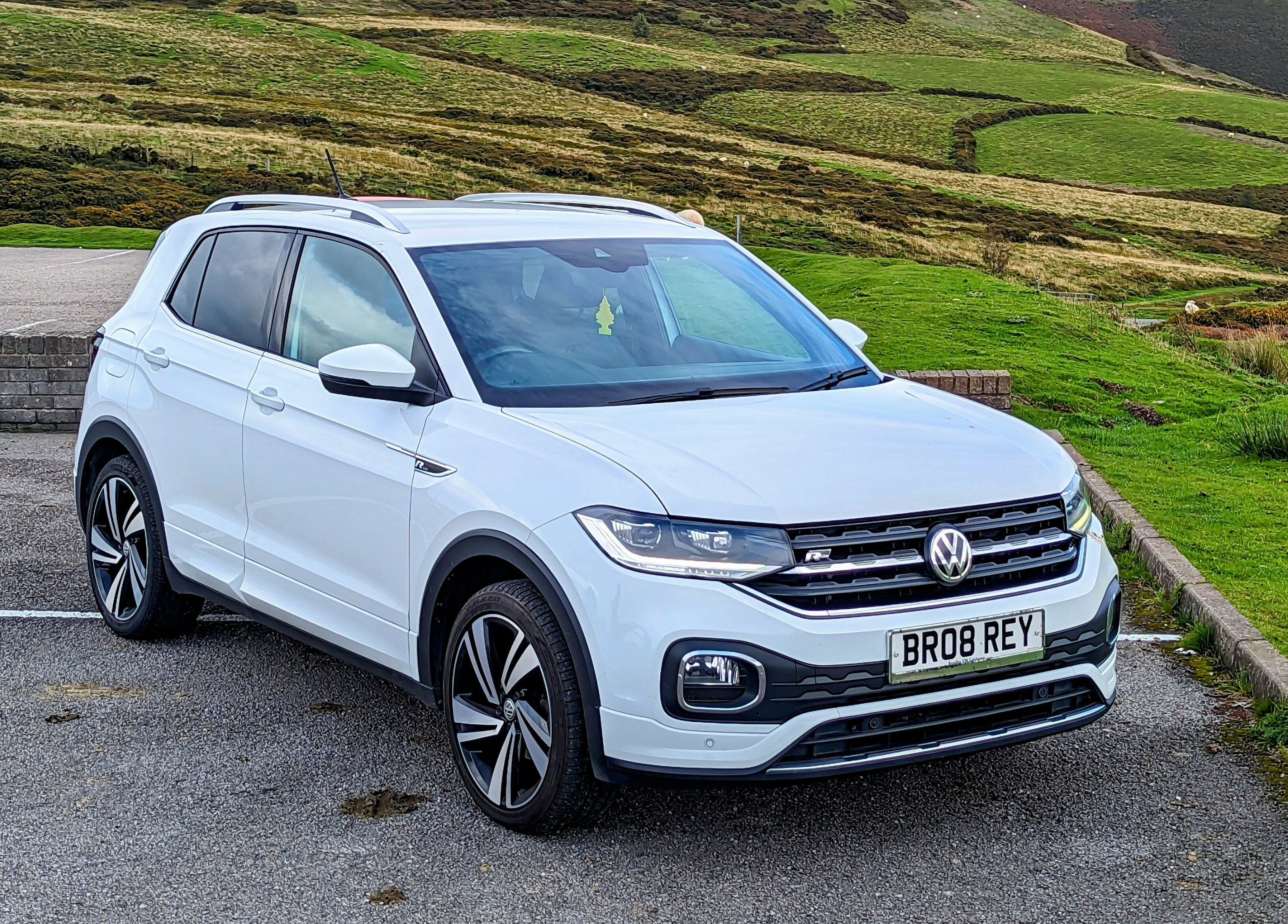
VW T-Cross R-line, 2018
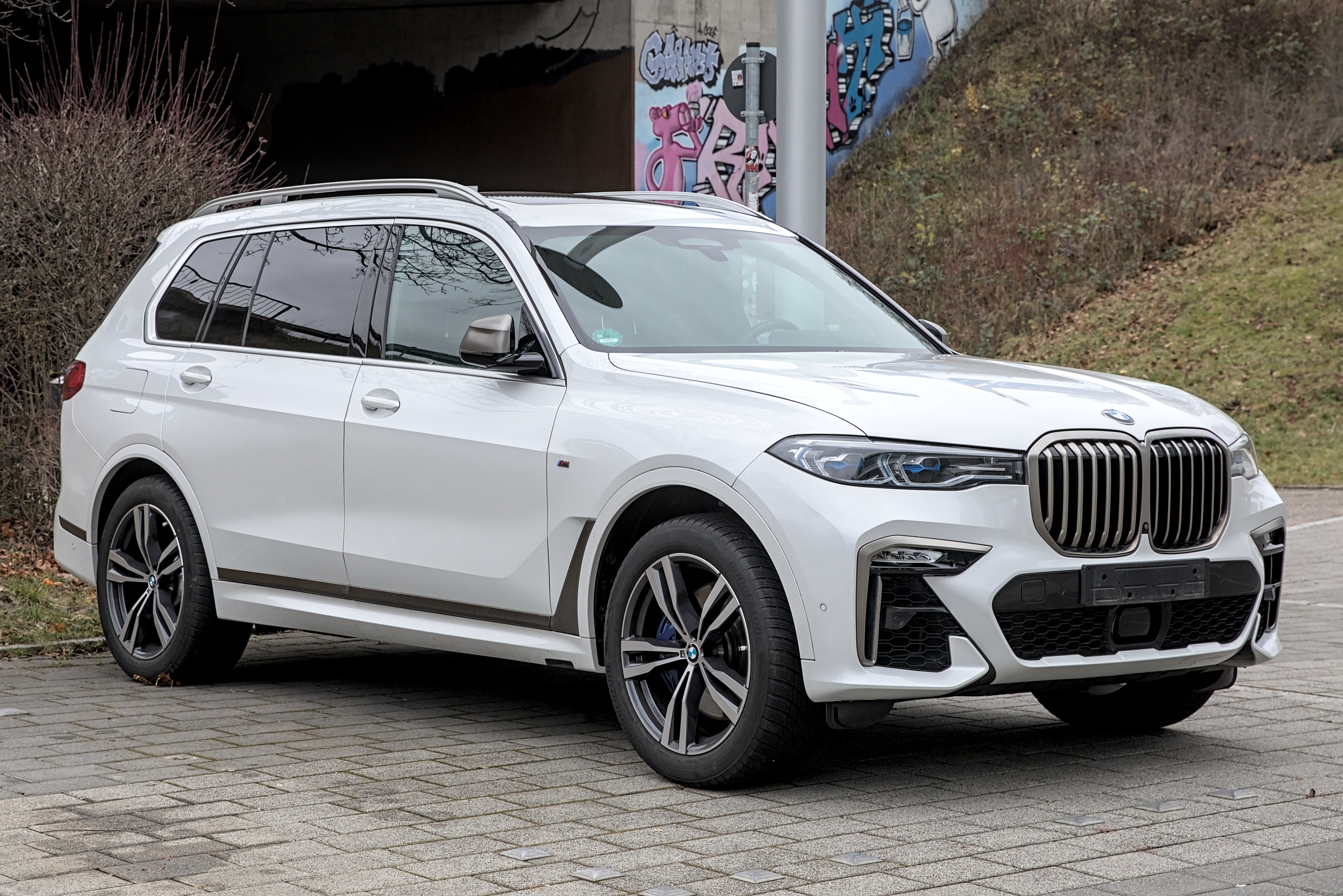
BMW X7, 2019
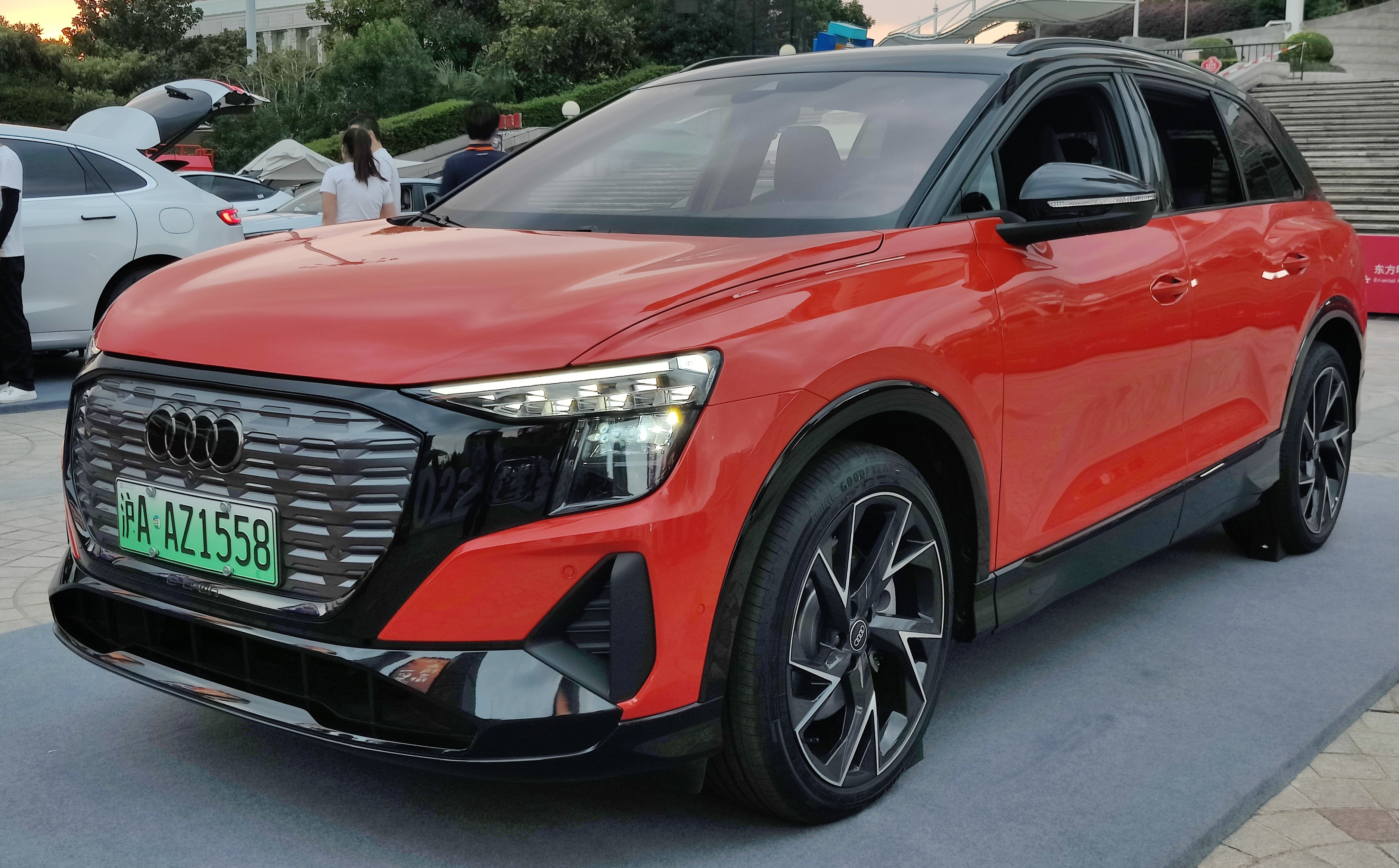
Audi Q5 e-tron, 2022

#### Markengesichter
Markentypische Spielarten des Autodesigns waren beispielsweise das Cab-Forward-Design von Chrysler und das New-Edge-Design und Kinetic Design von Ford. Diese Markenidentität hat zu streng eingegrenzten Formen der Marken-Designs geführt, die sich vor allem der Wiedererkennbarkeit verschrieben haben. Auch markentypische Elemente wie der Kühlergrill wurden verstärkt betont. So ähneln sich die Fahrzeuge einer Marke stark, grenzen sich vom Aussehen her aber deutlich von den Fahrzeugen anderer Marken ab. Klarglasscheinwerfer und Fortschritte in der LED-Technik haben zu raffinierten Designs bei Scheinwerfern und Rücklichtern geführt.

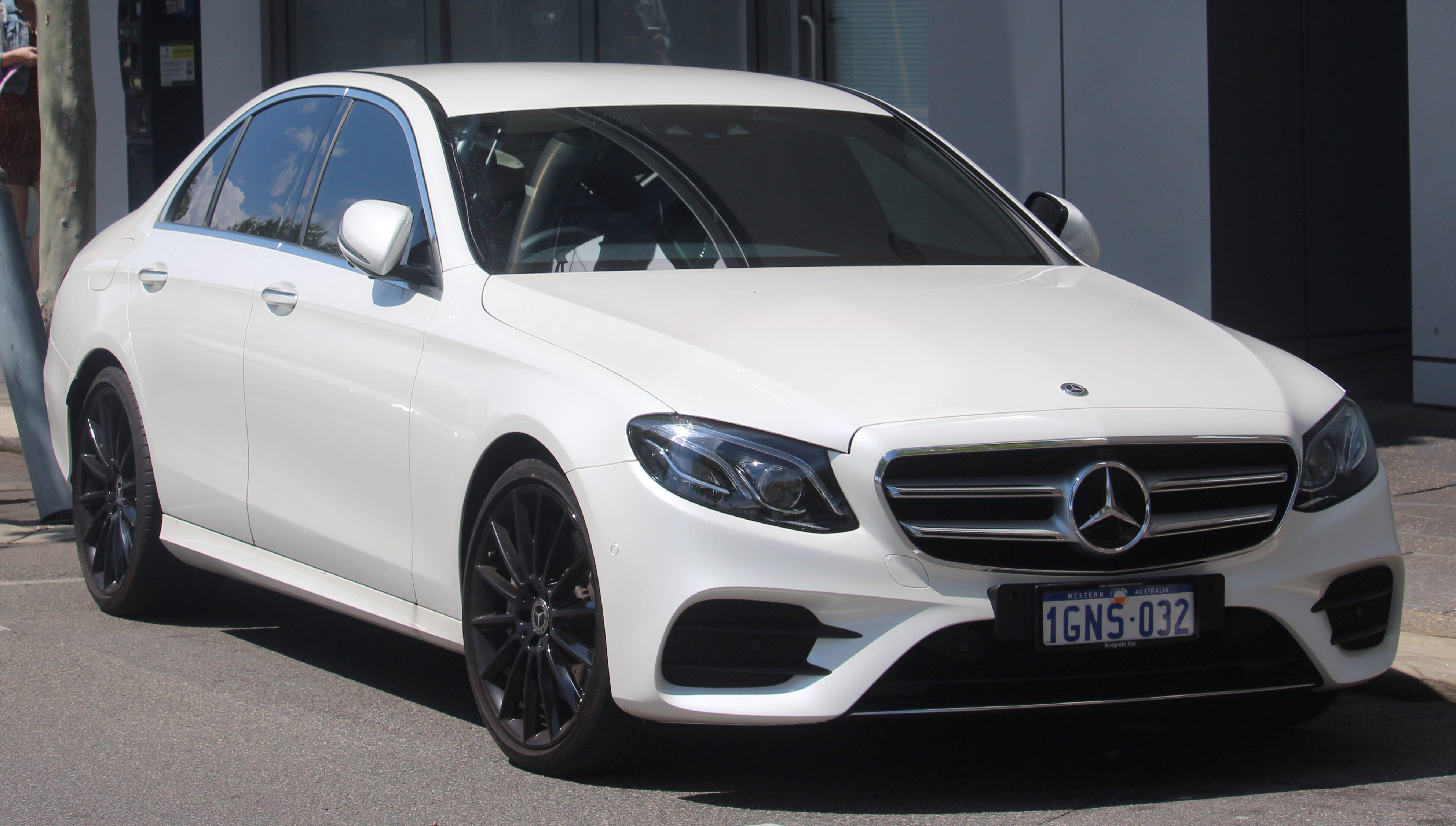
Mercedes-Front mit großem Stern
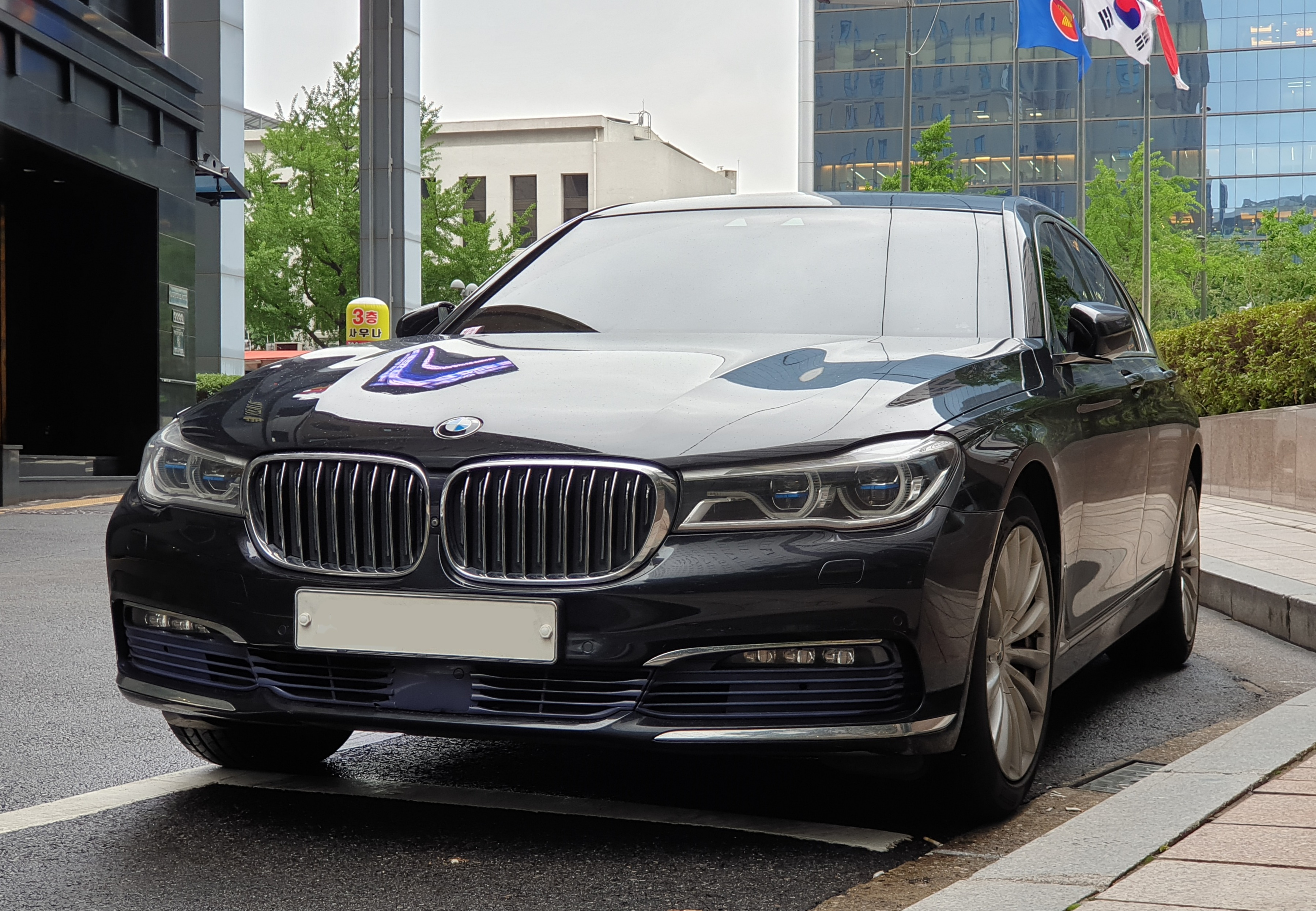
BMW-Niere
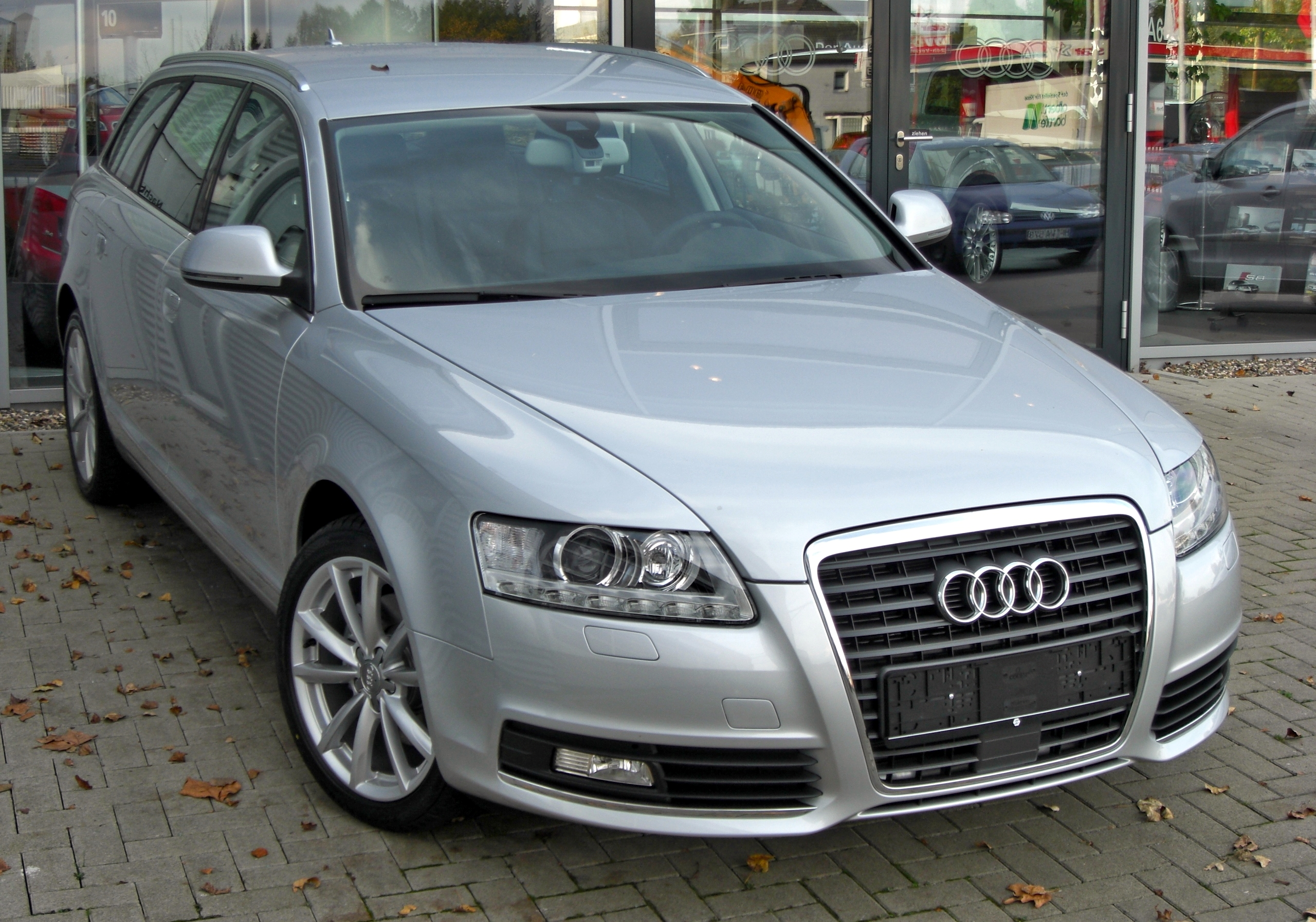
Mit großem Kühlergrill: Audi A6, 2004
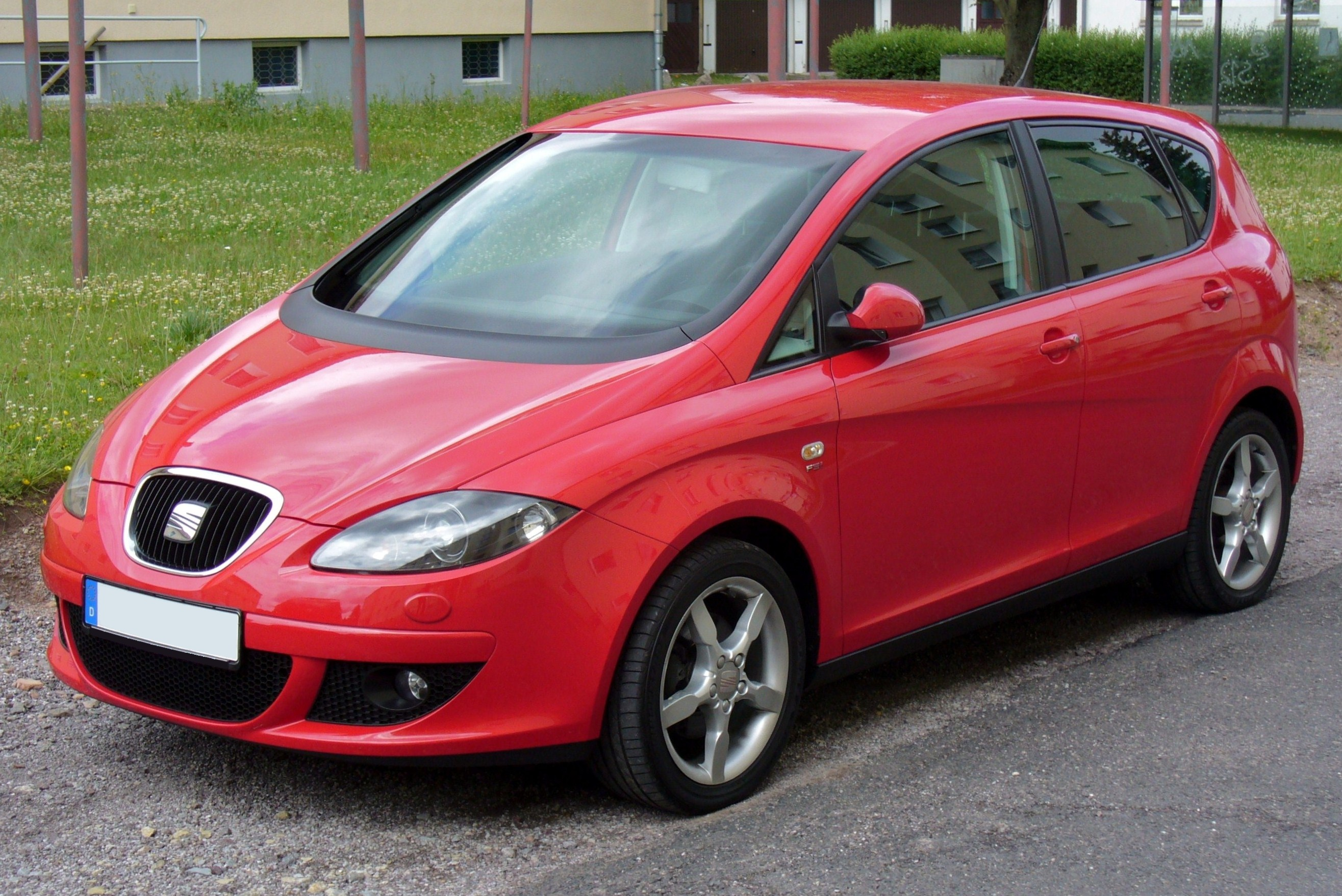
Seat Altea, 2004
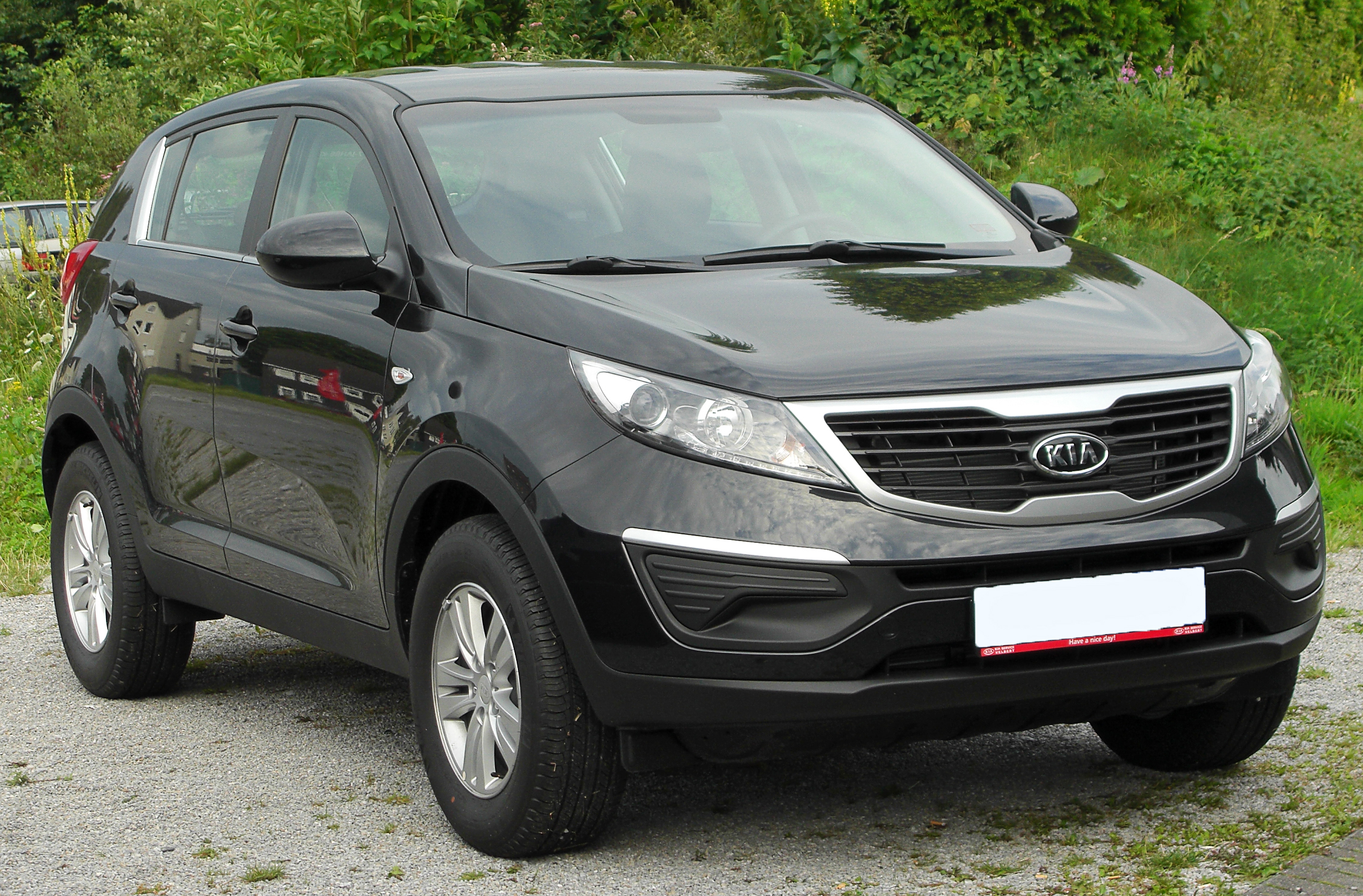
Kia Sportage, 2010

#### Retro-Design
Seit der Jahrtausendwende lässt sich ein Trend zu Retrofahrzeugen erkennen. Sinn des Retro-Designs ist es, Stilelemente historischer Fahrzeuge in einer postmodernen Form wiederaufzugreifen, was nostalgische Gefühle wecken und auf die Unternehmensgeschichte aufmerksam machen soll. 1994 wurde auf der Detroit Motor Show die Studie VW Concept 1 als moderne Neuinterpretation des VW Käfer vorgestellt, der 1998 als VW New Beetle in Serie ging. 1999 folgte der Jaguar S-Type und erinnerte stilistisch an Jaguar-Limousinen der 1960er Jahre, insbesondere die von 1963 bis 1968 gebaute gleichnamige Baureihe. 2000 folgte der Mini, 2007 der Fiat 500. Beide Fahrzeuge entwickelten sich zu Publikumslieblingen. Das Retro-Design kann aber auch nur die Erinnerung an ein bestimmtes Design-Element zur Folge haben, beispielsweise die Heckflossen beim Lancia Kappa Coupé oder die Coke-Bottle-Linie beim Nissan Juke. Am Retro-Trend wird kritisiert, dass er den Fortschritt im Automobildesign durch den Rückgriff auf altmodische Linienführung hemmt.

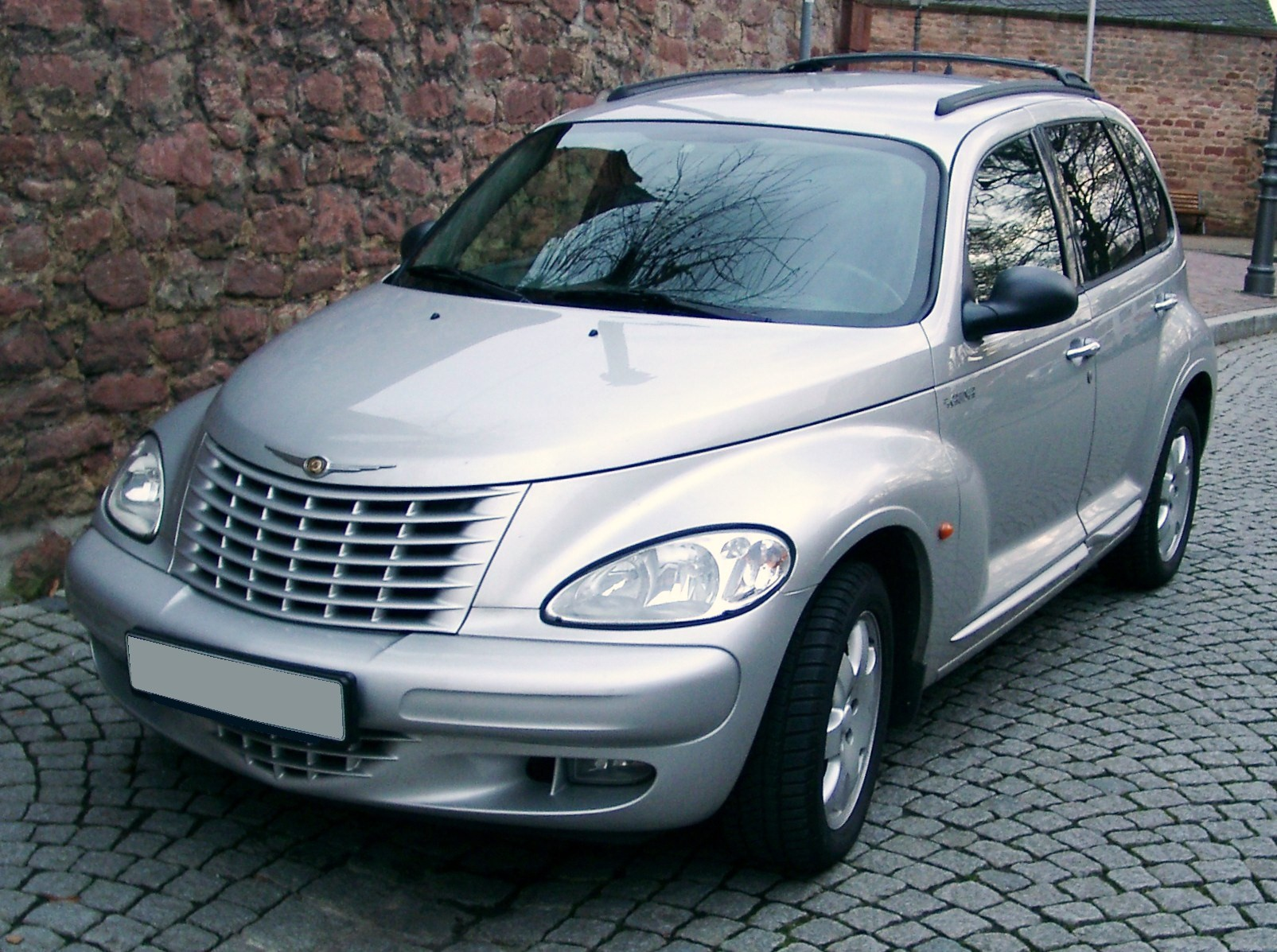
Chrysler PT Cruiser von 2000
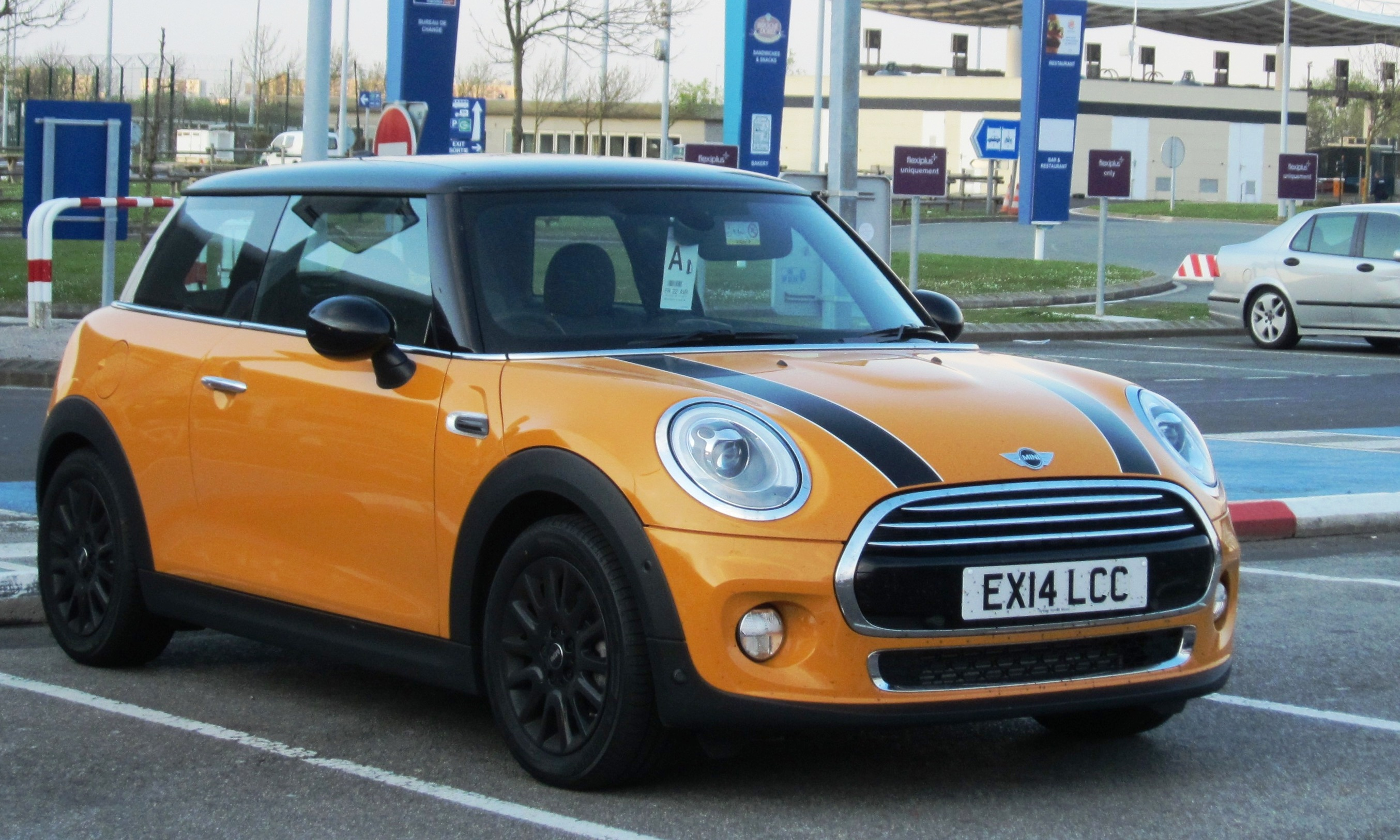
Mini von 2014; erste Generation 2001
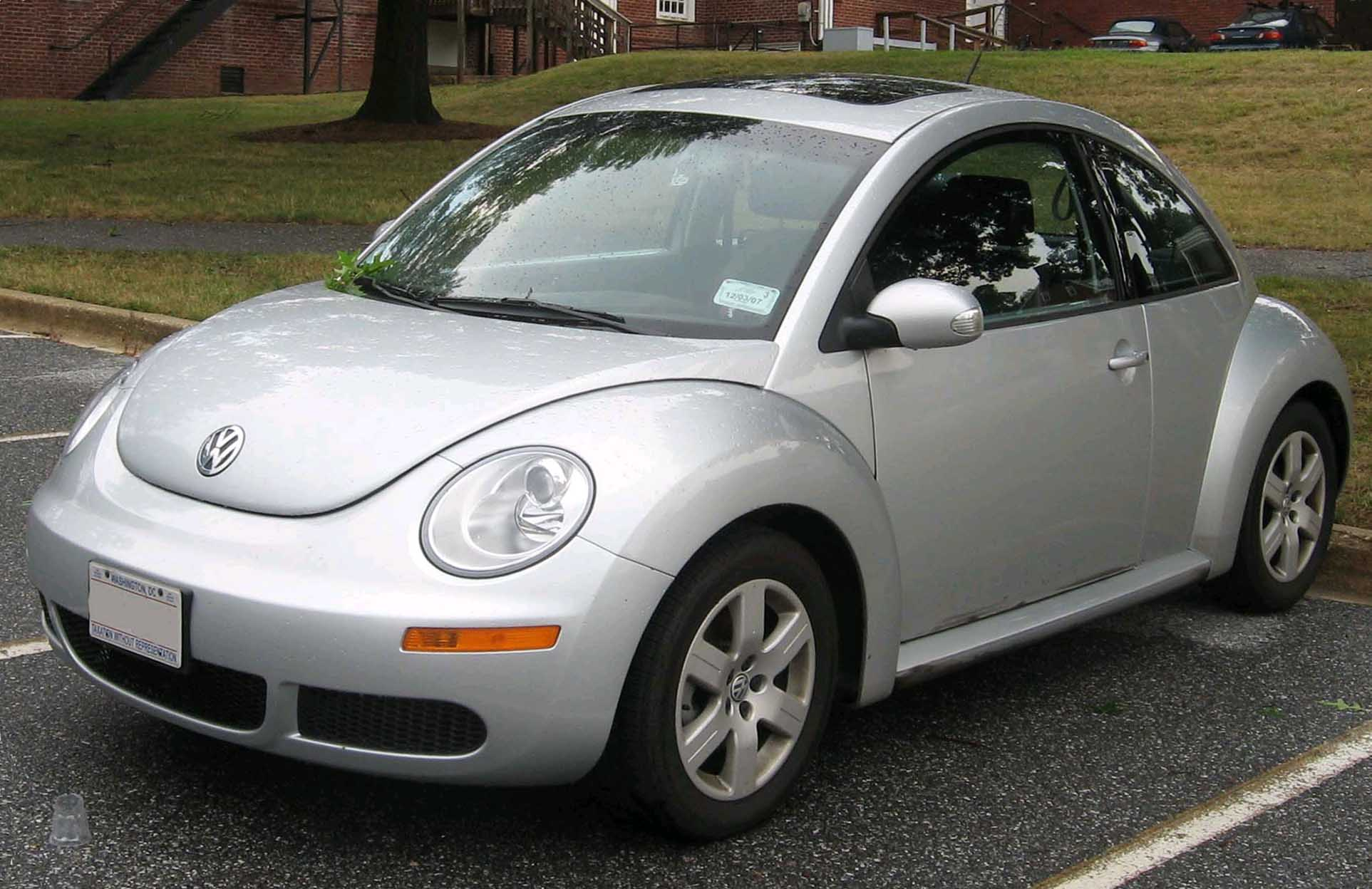
VW New Beetle von 2006
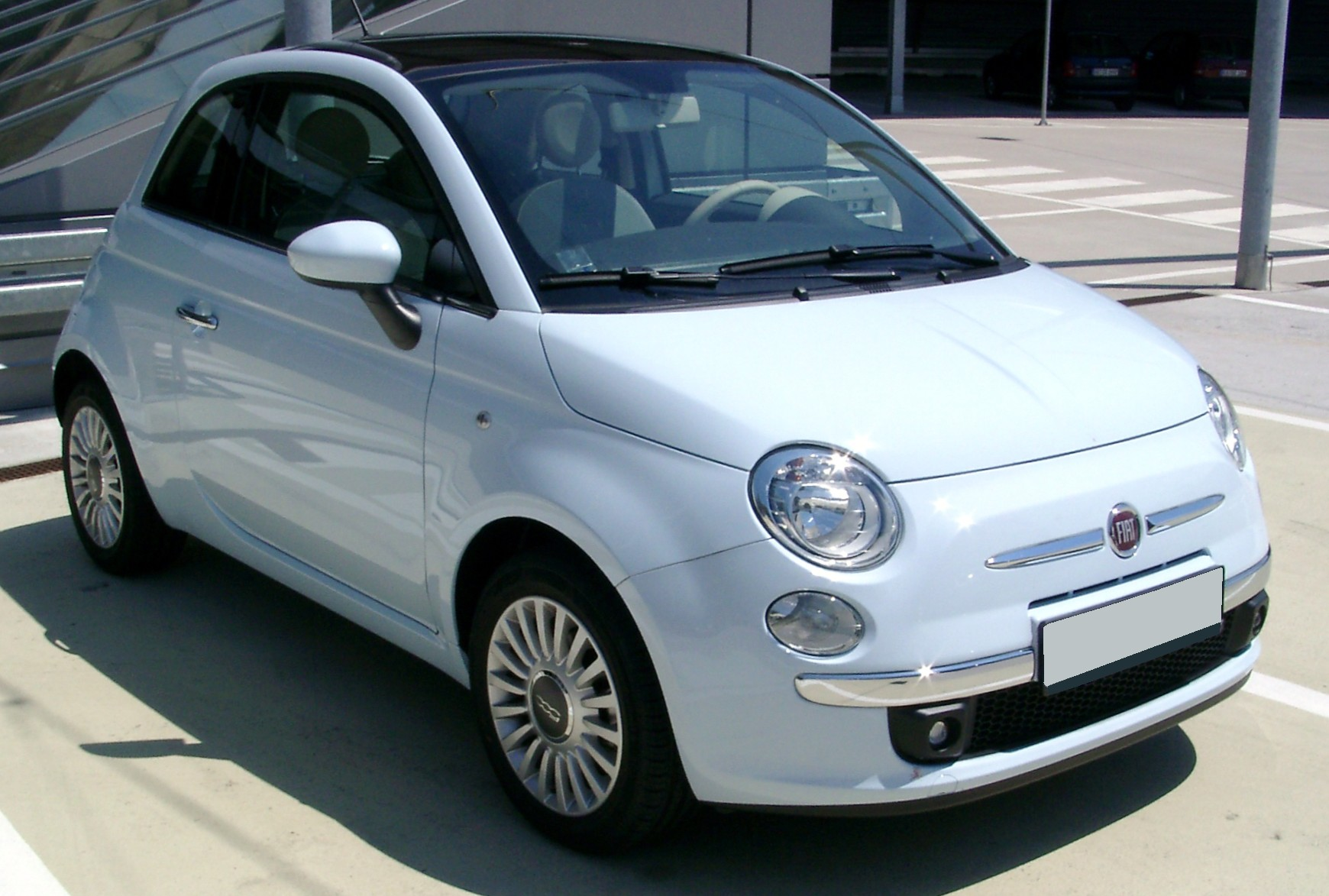
Fiat 500 von 2007
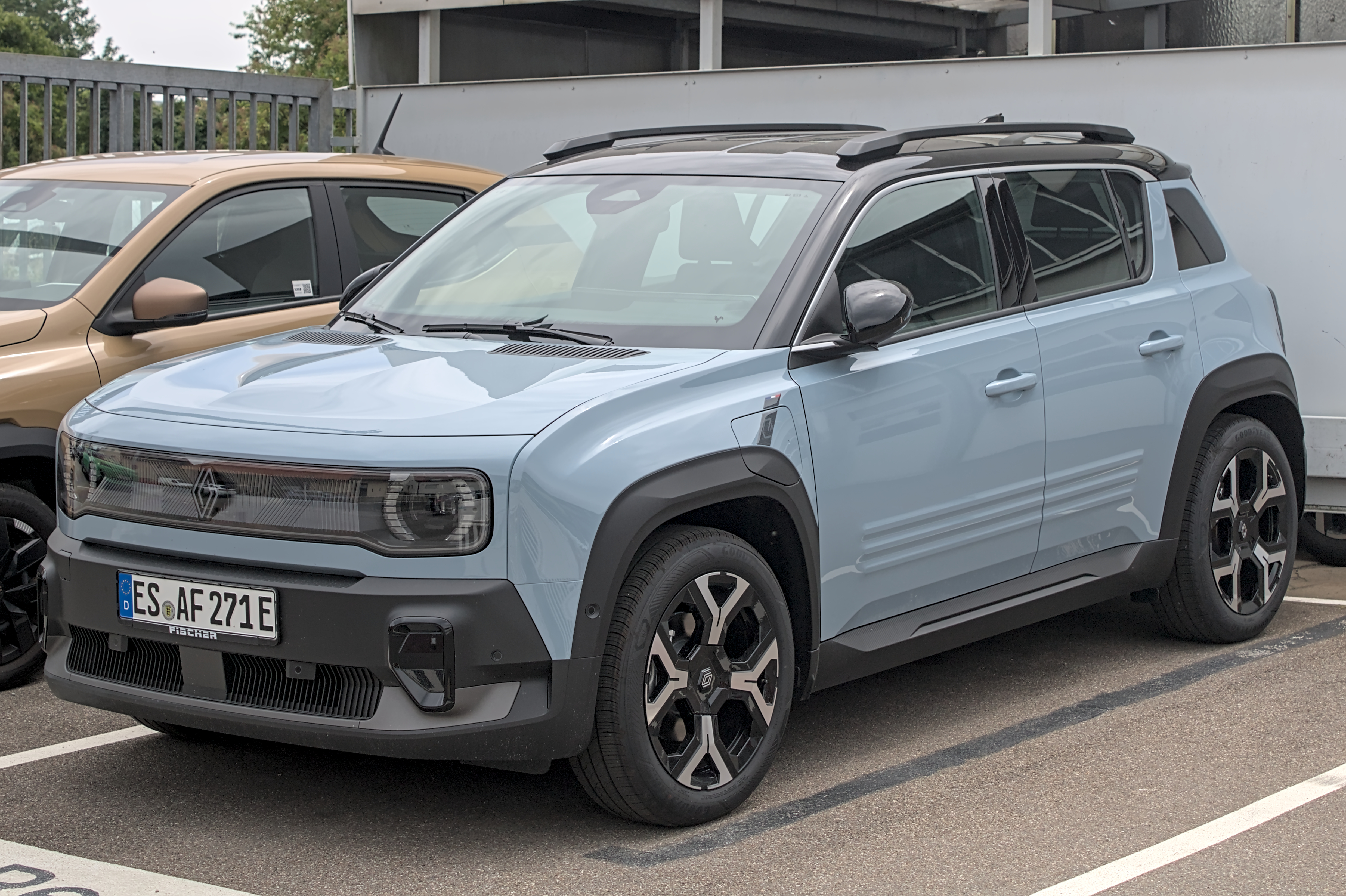
Renault 4 E-Tech von 2025

#### Automobile Skulpturen
Seit den 1990er Jahren ist das Design zudem zum wichtigsten verkaufsrelevanten Kriterium in der Autoindustrie geworden. Bei vielen Marken müssen sich die Designer deshalb an die Kundenwünsche halten.
Design-Philosophie von Chris Bangle hingegen war es, ein möglichst unverwechselbares Auto zu kreieren, das ähnlich einer Skulptur aus seiner Umgebung heraussticht. Bangle brach deshalb als Chefdesigner von BMW mit dem gewohnten Markendesign und führte eine neue Formensprache ein, was vor allem bei der Gestaltung des Hecks des 2001 vorgestellten BMW 7er (E65) für Kritik sorgte. Der E65 wurde dennoch zum meistverkauften Modell der Siebener-Baureihe. In der Zeit von Chris Bangle als Chefdesigner verdreifachte BMW seine Verkaufszahlen, wobei nicht alle von ihm verantworteten Baureihen Diskussionen auslösten.

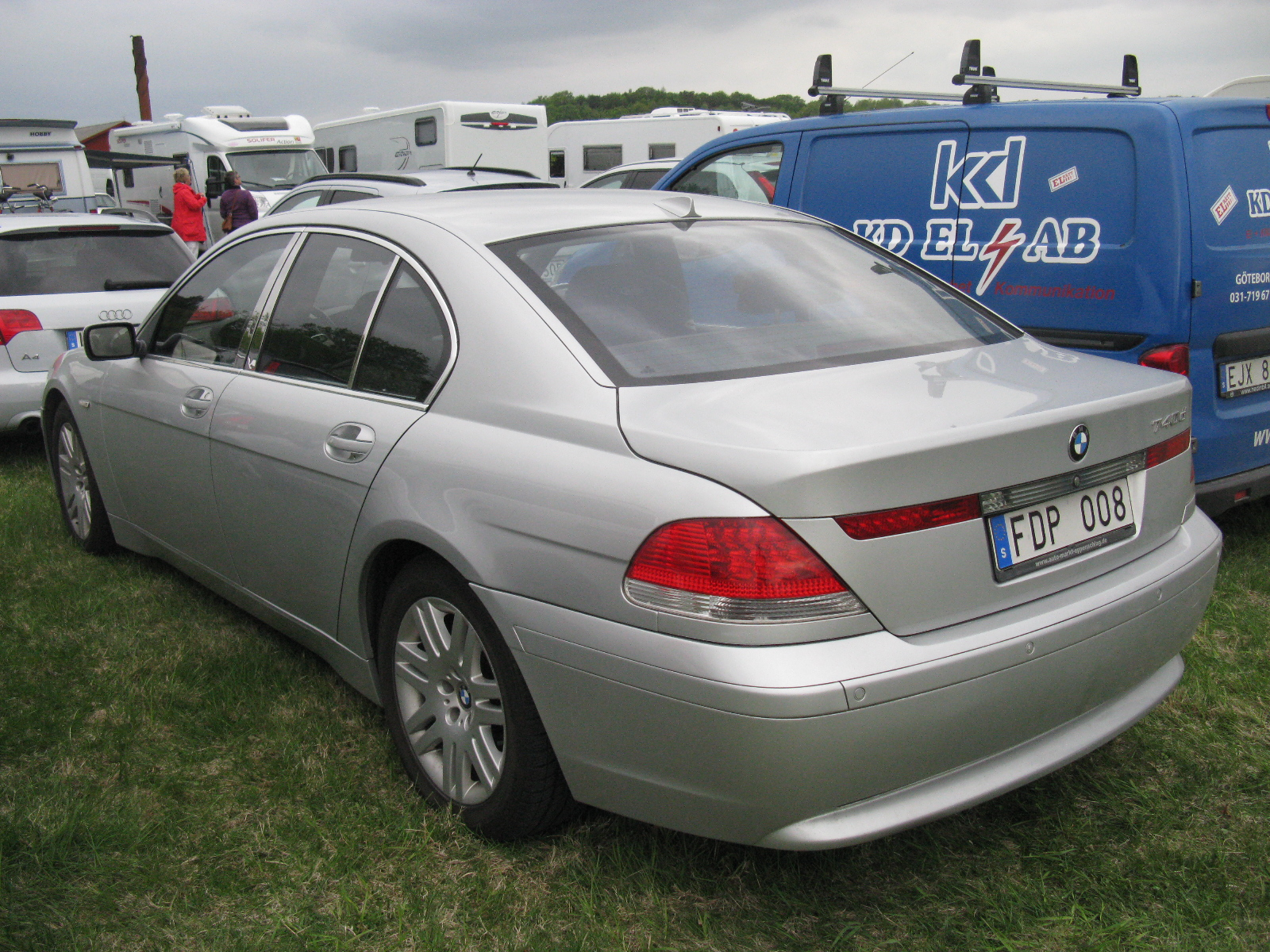
Eigenwillig: BMW 7er, 2001
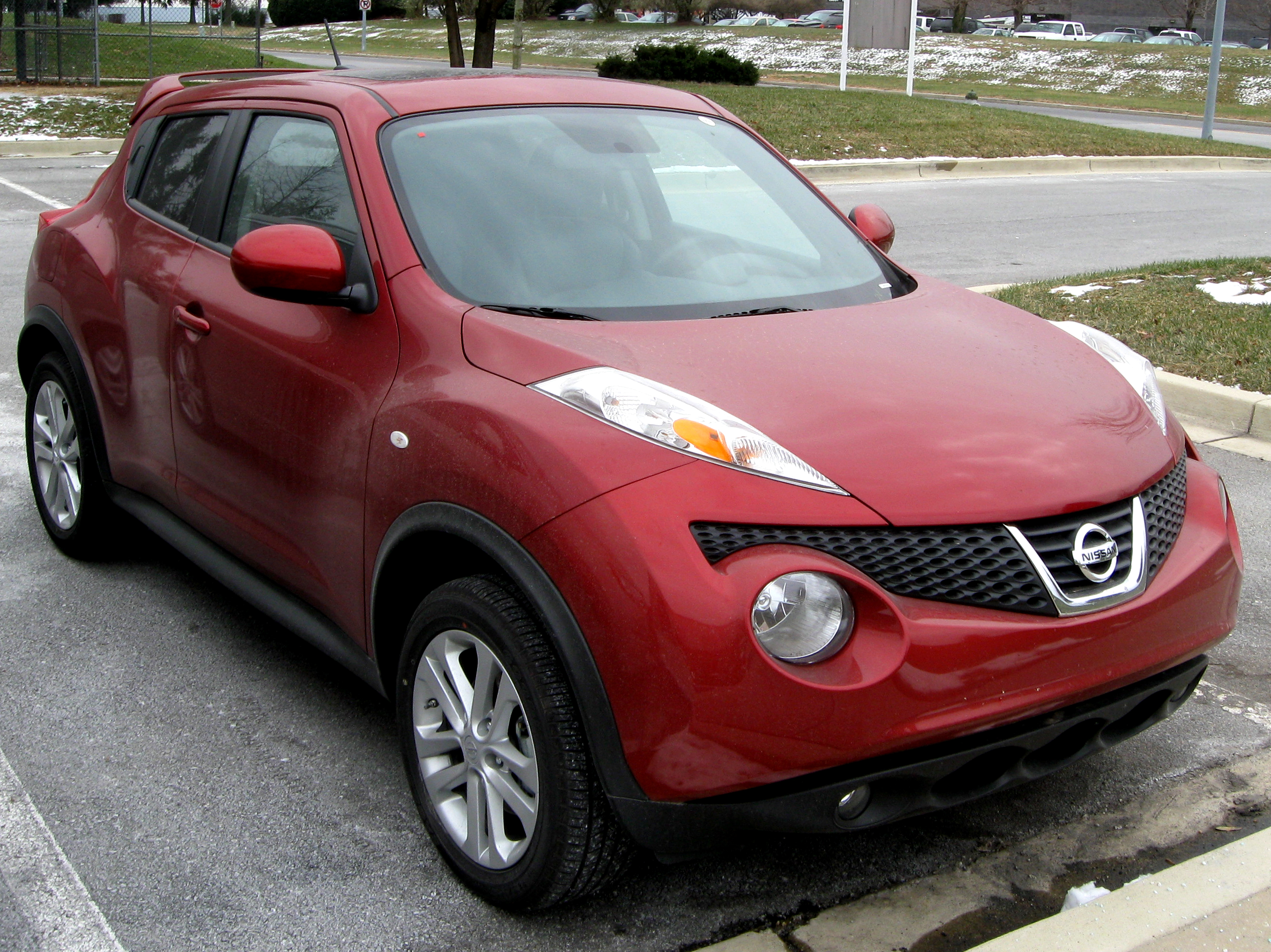
„Wie eine barocke Kirche“:[259] Nissan Juke, 2011
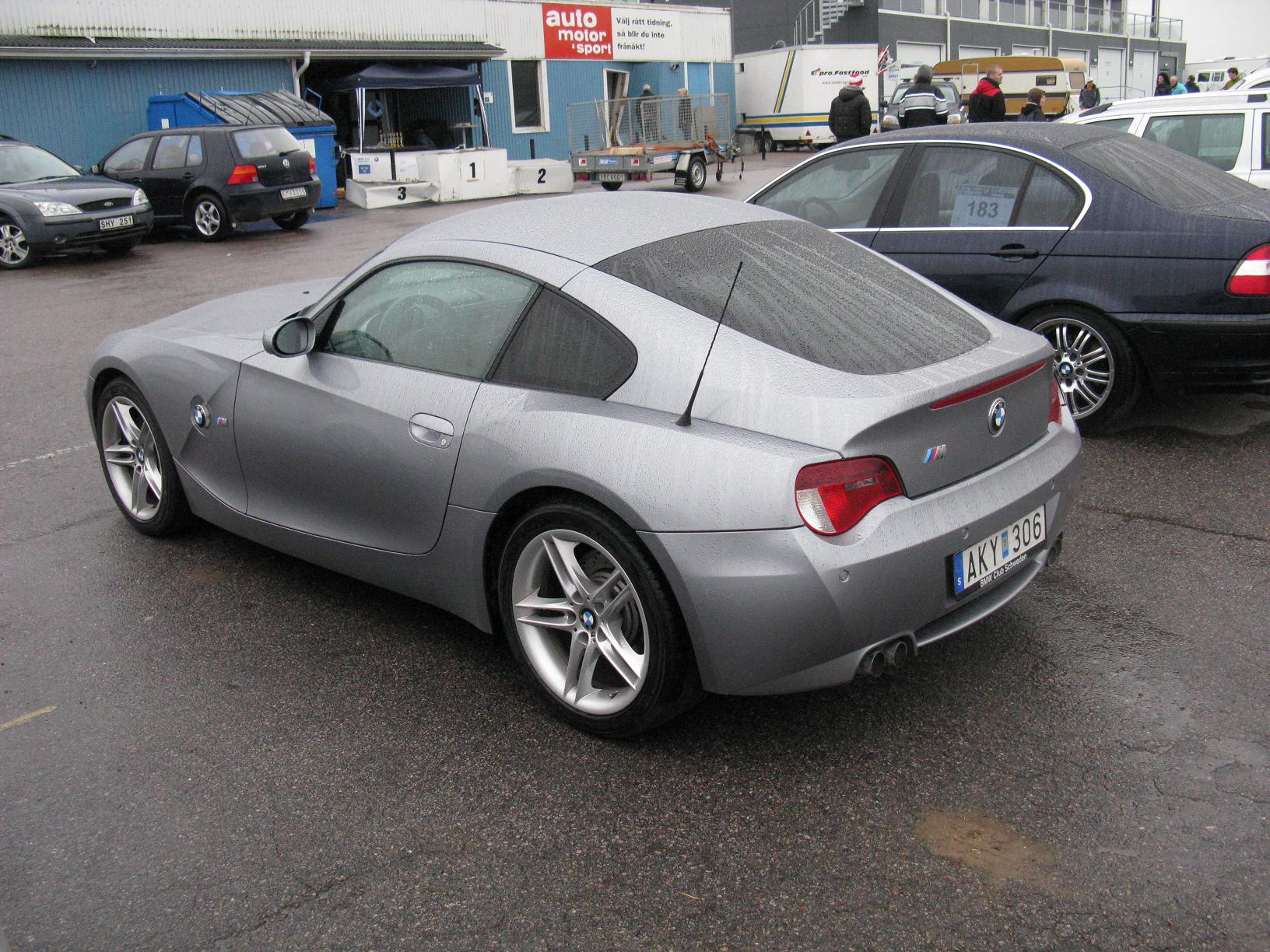
BMW Z4, 2005

### Lichtspiele (seit Anfang der 2000er Jahre)
Durch den Einsatz der LEDs zeigten sich etwa seit 2008 neue Gestaltungsmöglichkeiten bei Scheinwerfern durch die Verbreitung des Tagfahrlichts. Die LED-Gestaltung fand auch Eingang bei den Heckleuchten.

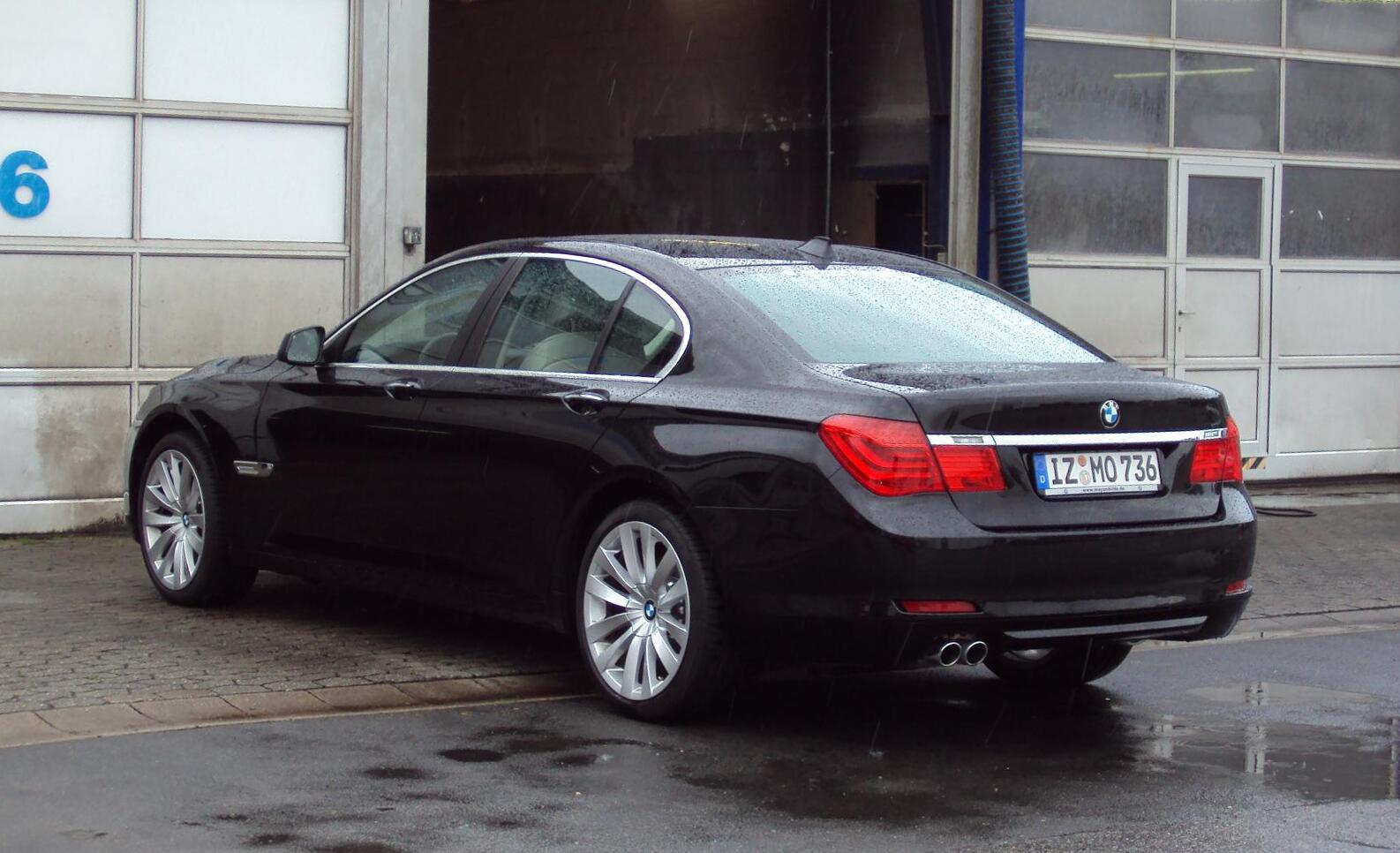
Heckleuchten BMW 7er, 2008
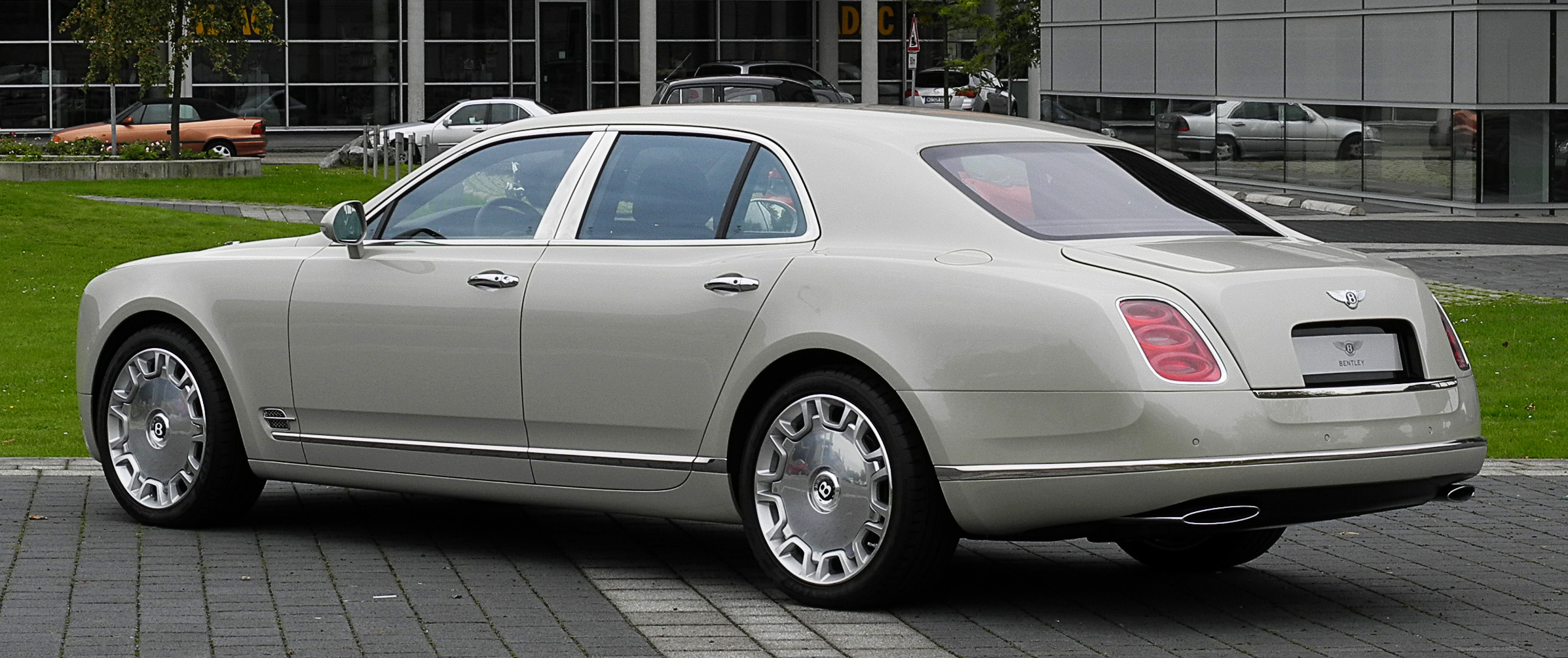
Bentley Mulsanne, 2009
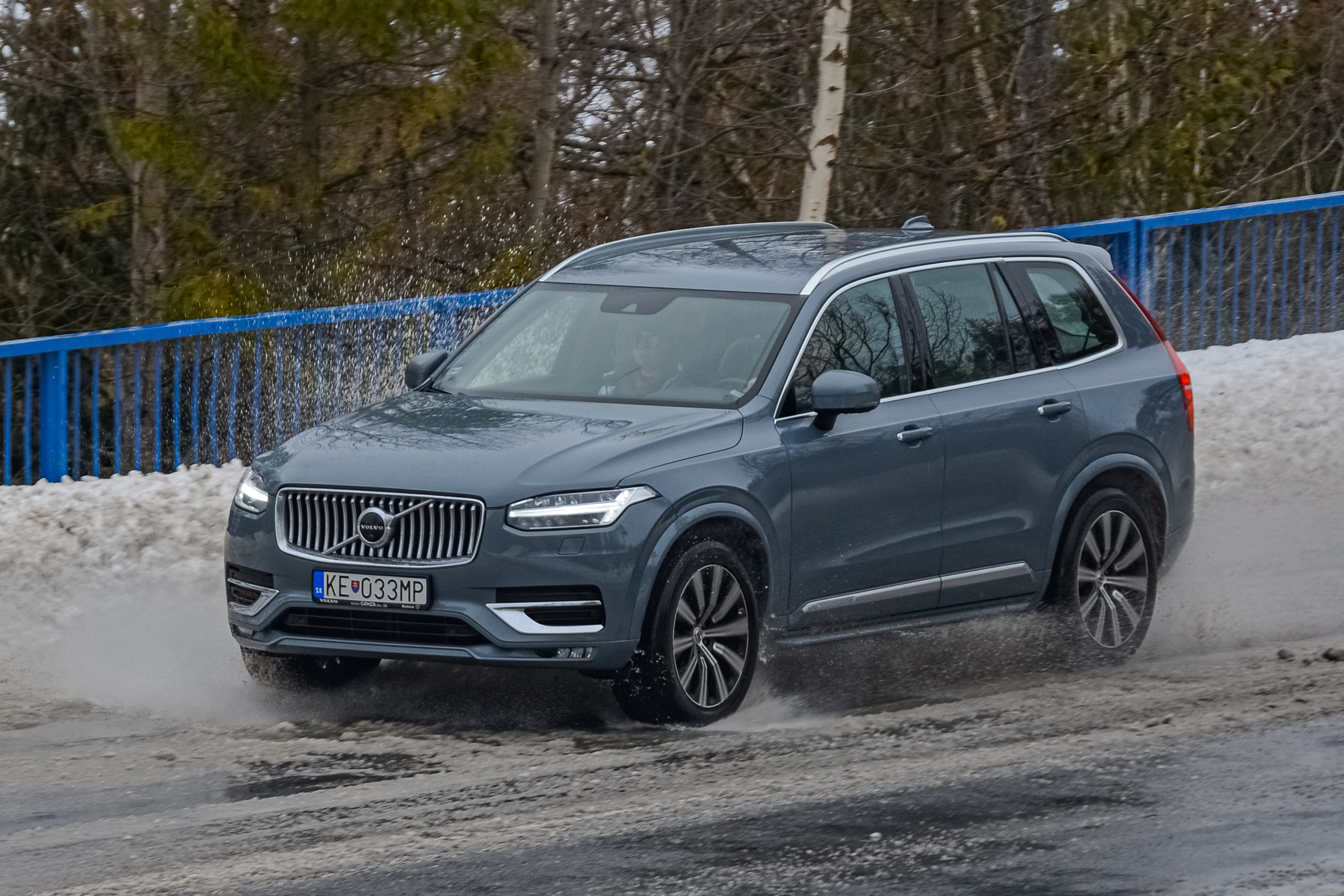
Volvo XC90, 2015
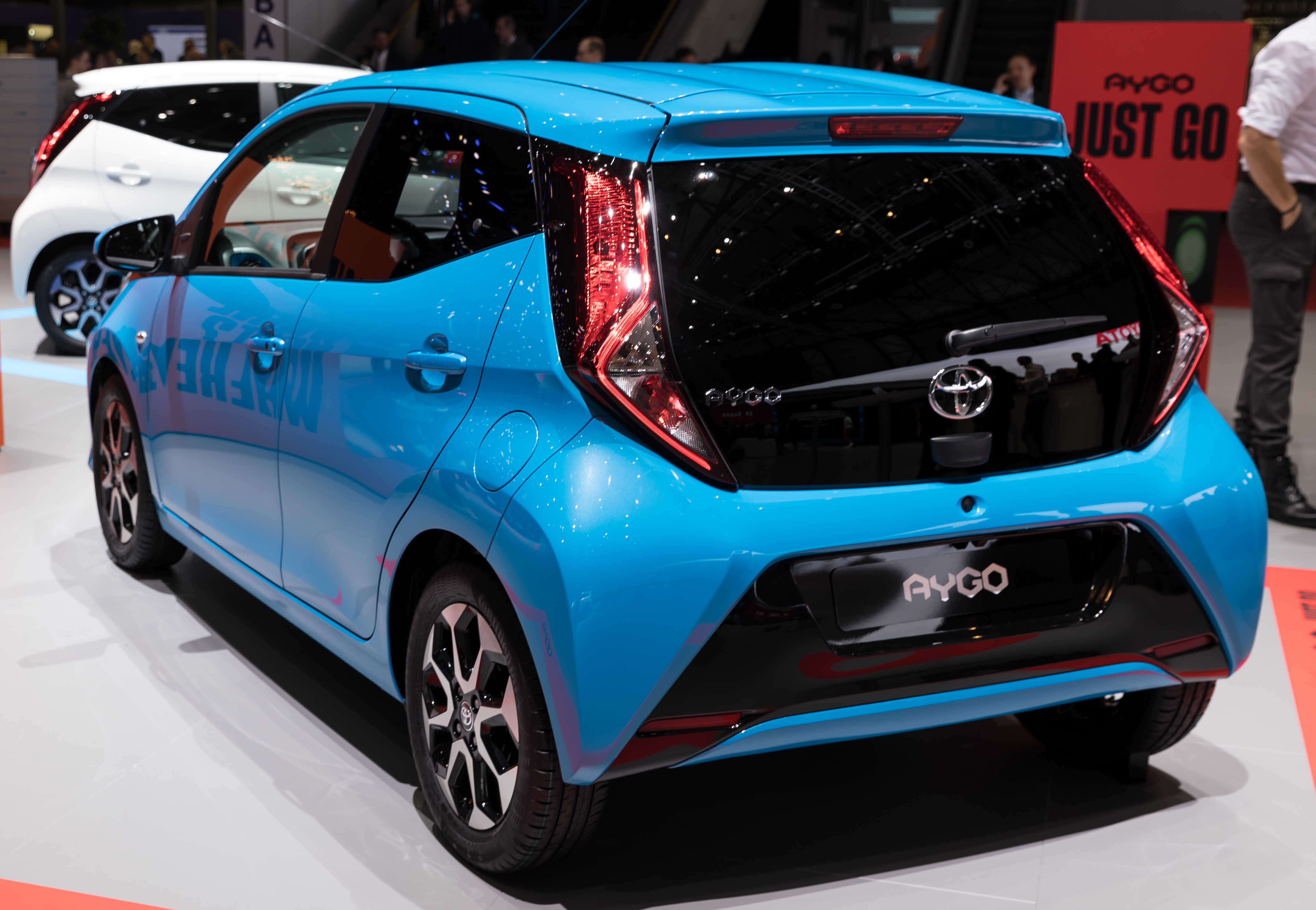
Toyota Aygo, 2018
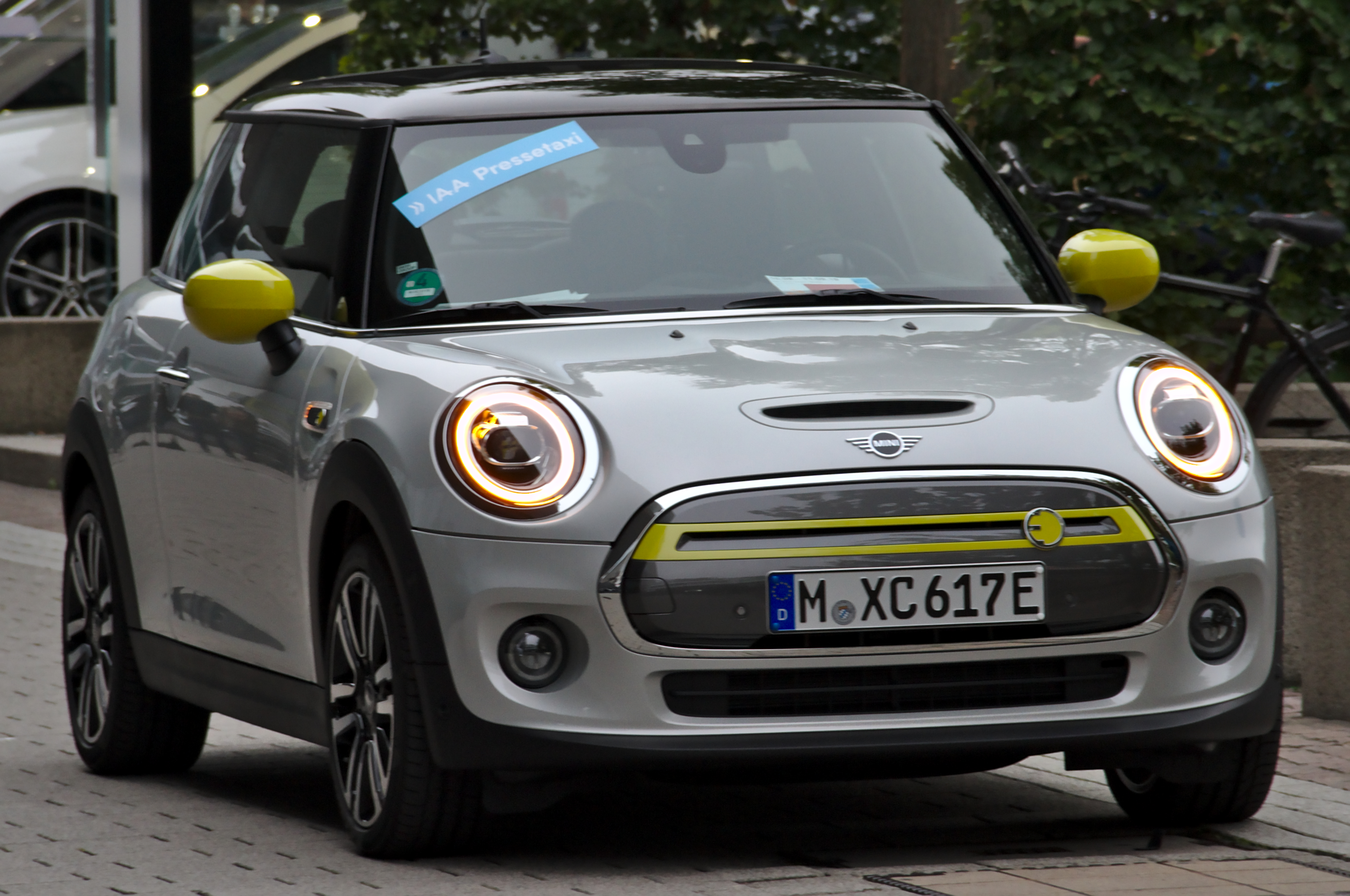
Mini Electric, 2019
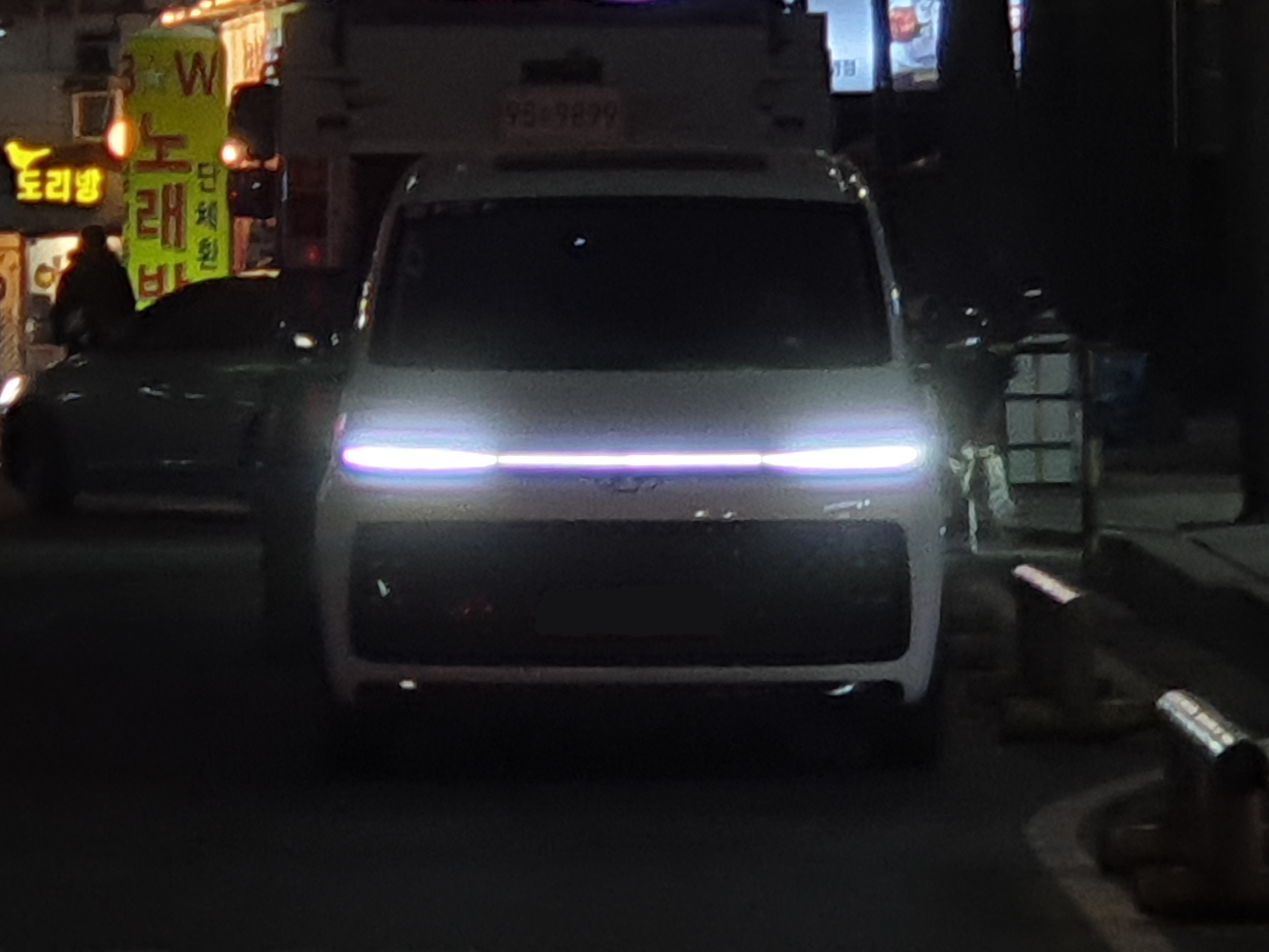
Hyundai Staria, 2021
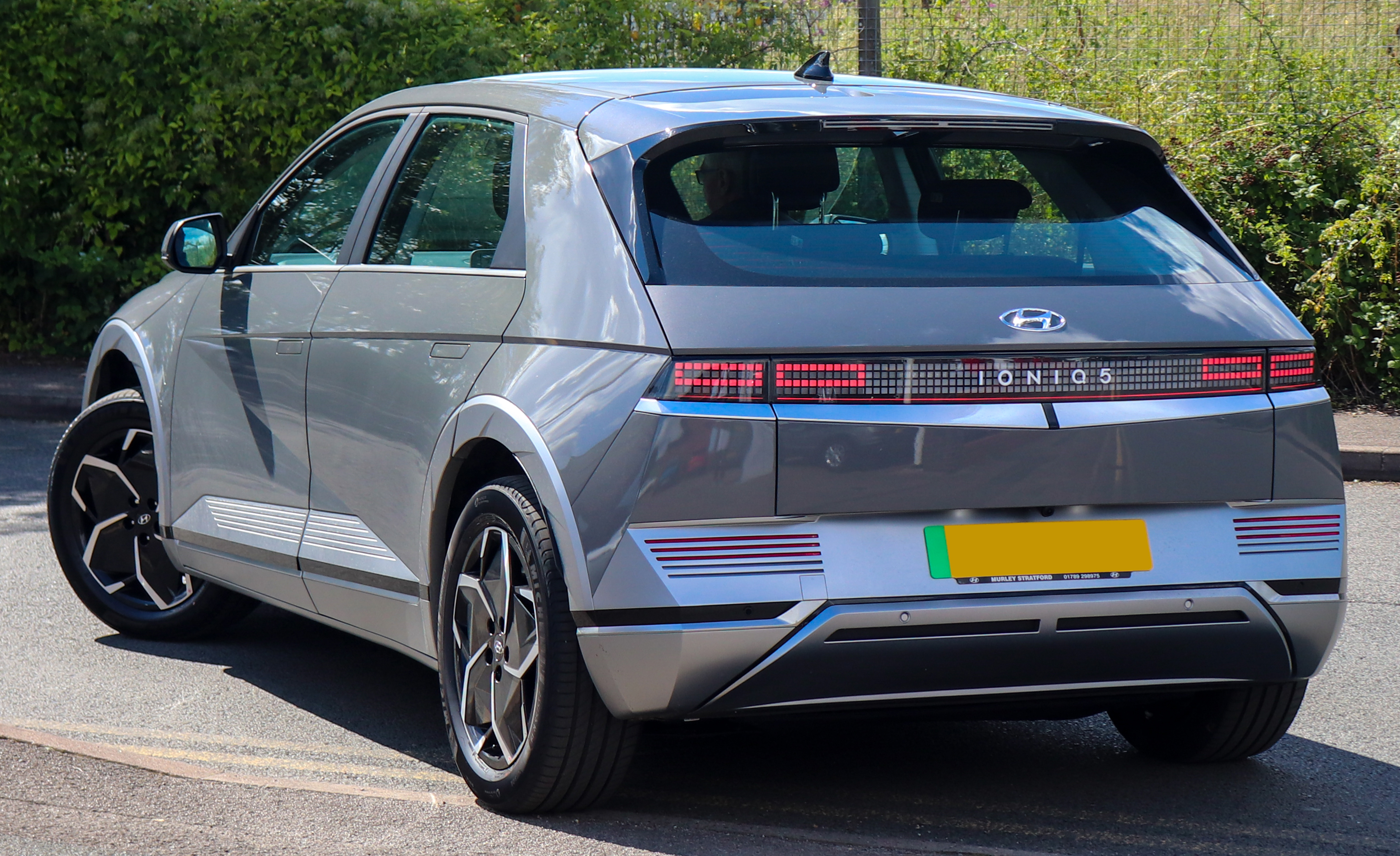
Hyundai Ioniq 5, 2021
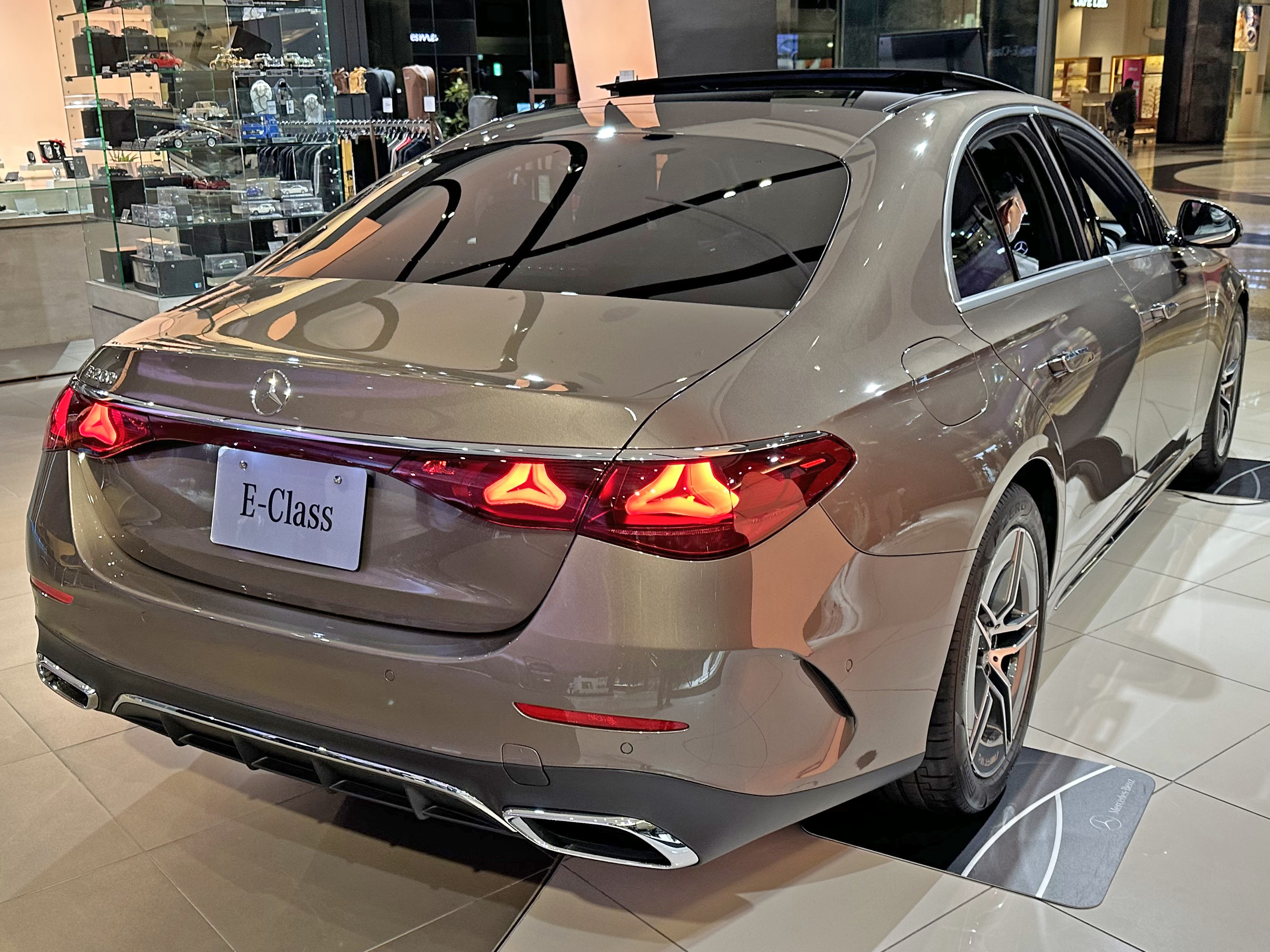
Mercedes E-Klasse, 2023
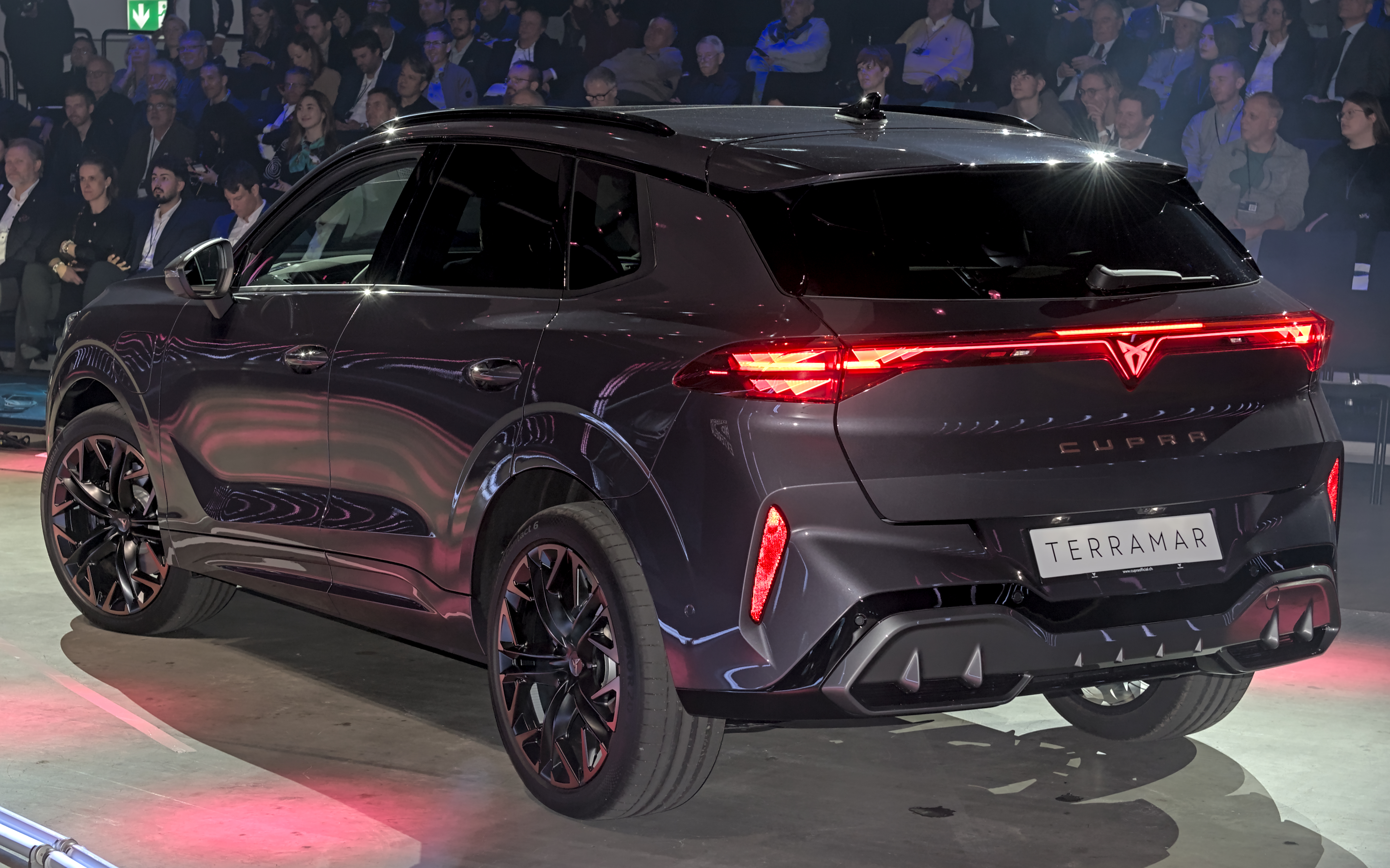
Cupra Terramar, 2024

#### Böser Blick
Gegenwärtiges Automobildesign erweckt in der Frontpartie häufig den Eindruck eines bösen Blicks. Der Effekt entsteht durch die Scheinwerfer-Gestaltung, aber auch die serienmäßig starke Verspoilerung im Bereich der Frontschürze und ein insgesamt sehr gedrungen wirkendes Äußeres. Derartige Gestaltungselemente waren früher lediglich der Tuning-Szene zum Erreichen eines besonders sportlich-aggressiven Eindrucks vorbehalten. Autos generell serienmäßig so zu gestalten, stößt bei Verkehrspsychologen mitunter auf Kritik. Beispielhaft ist der Modellwechsel beim Mazda6 im Jahr 2013: Hatte Mazda-Chefdesigner Youichi Sato mit dem bisherigen Modell noch einen sanften Eindruck angestrebt, sollte das neue Kodo-Design vor allem äußere Schärfe vermitteln. Der aggressive Eindruck wird durch die vergrößerten Abmessungen der zunehmend stärker verbreiteten SUVs noch verstärkt.

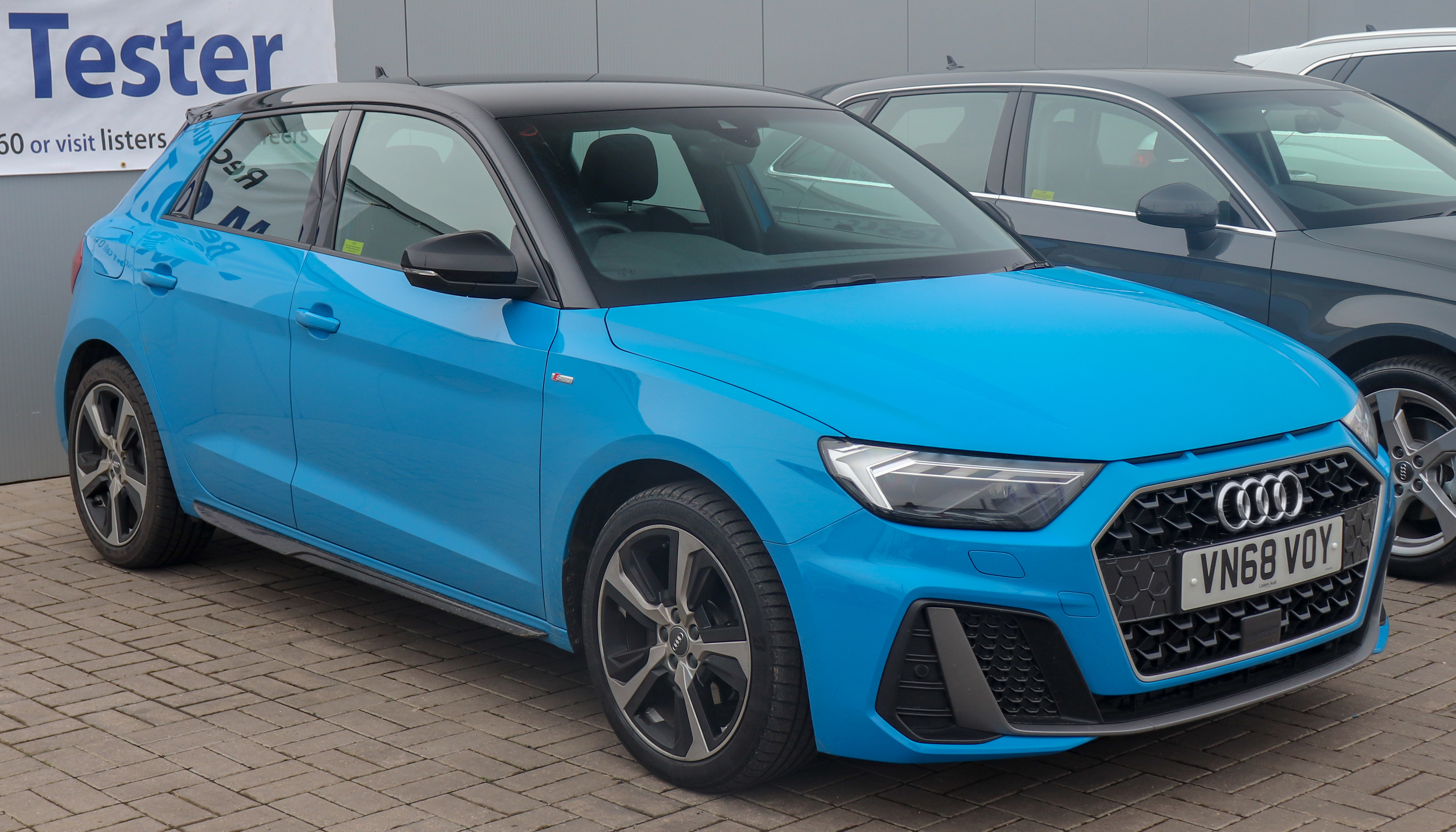
Der Kleinwagen Audi A1 GB
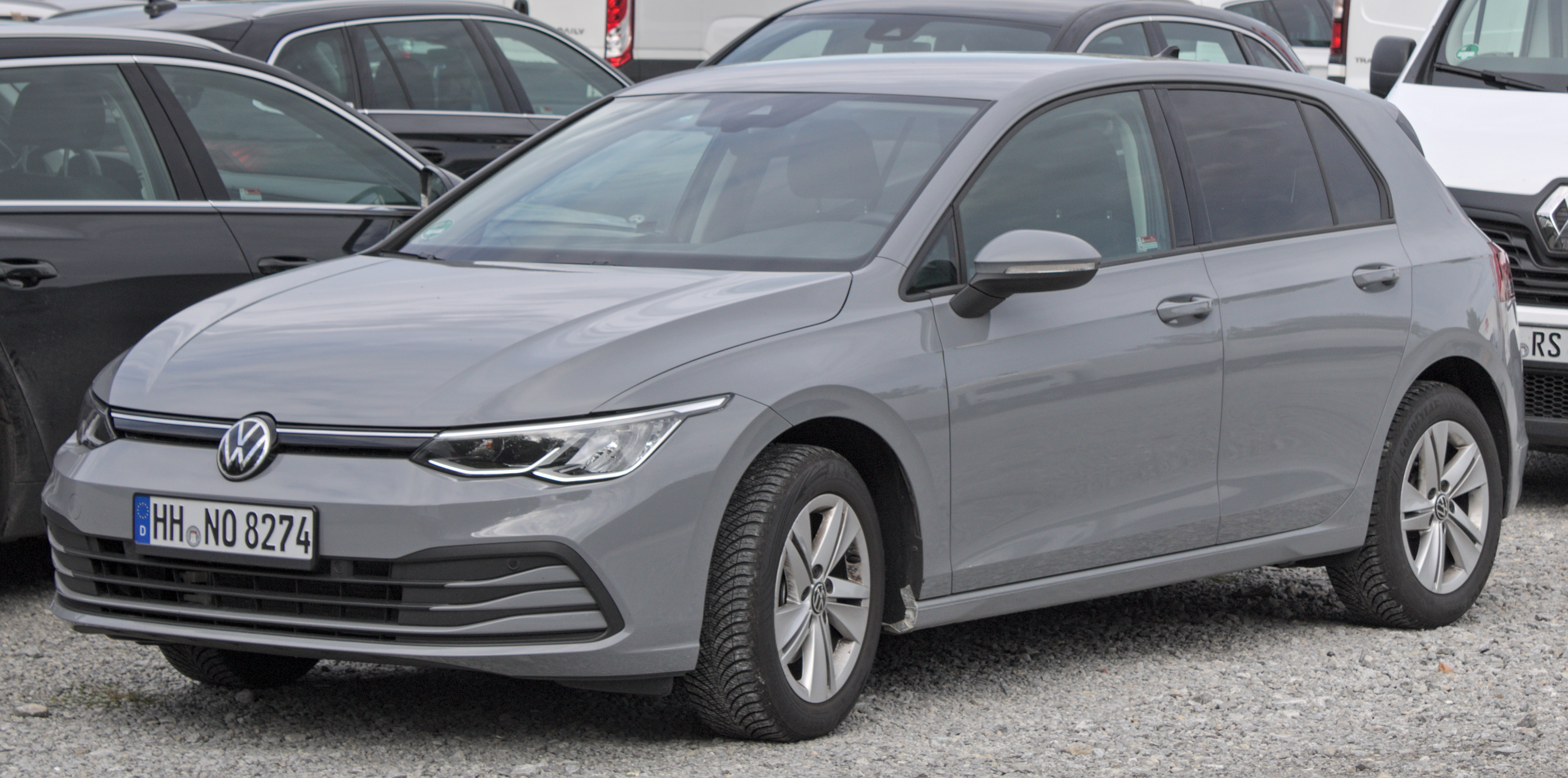
Der Kompaktwagen VW Golf VIII
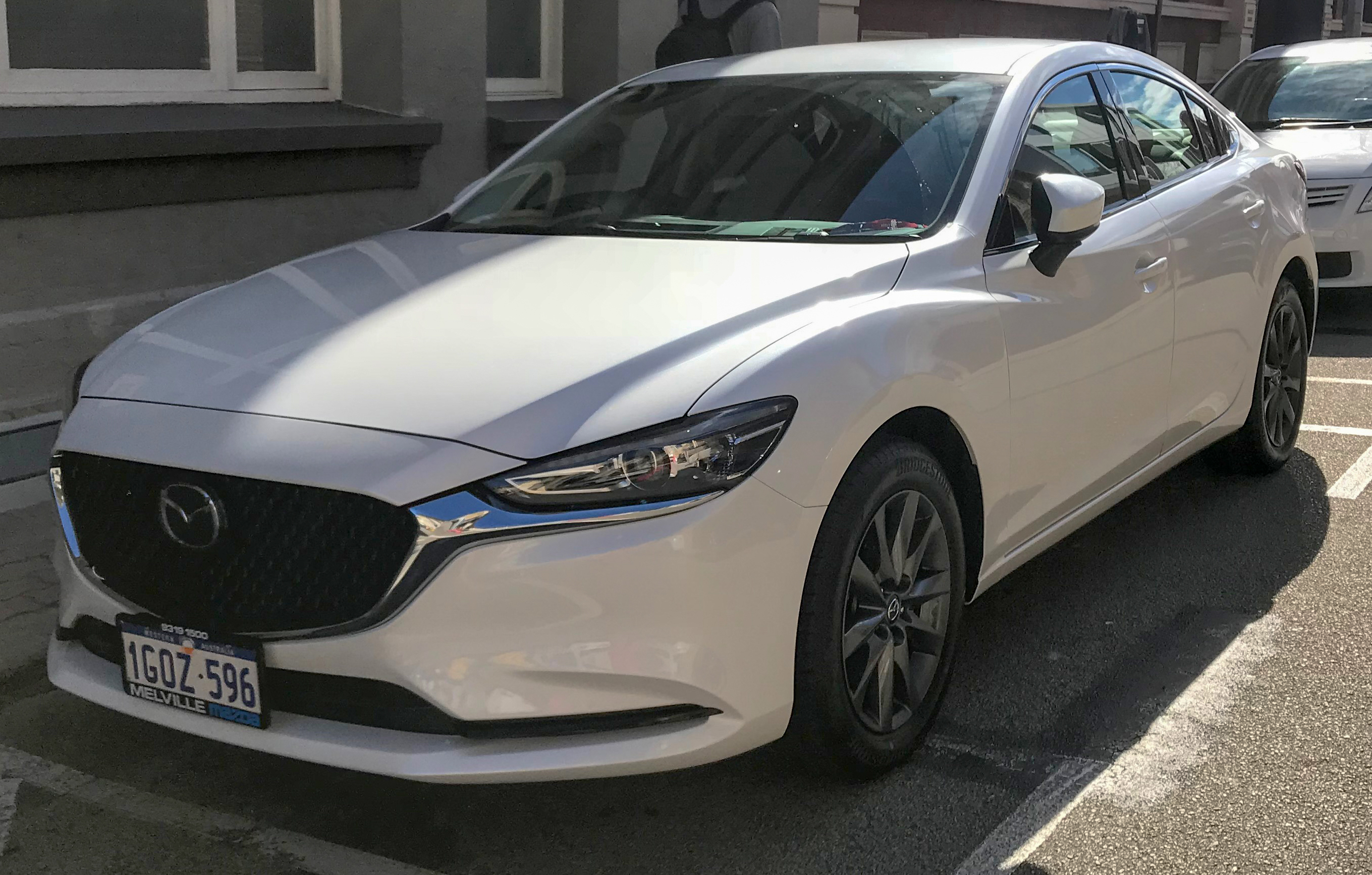
Mazda6 GL, eine Limousine der Mittelklasse
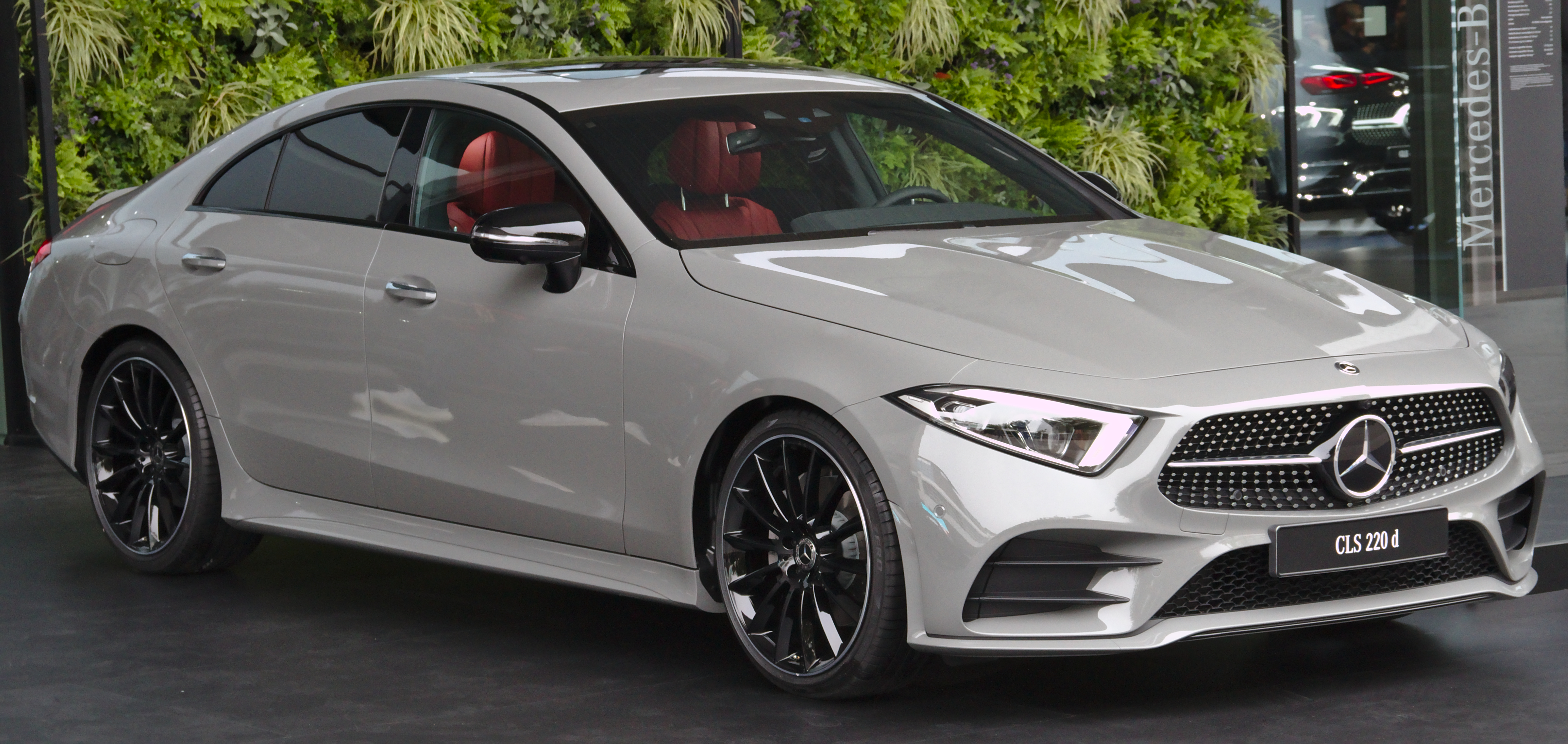
Mercedes-Benz C 257, eine Limousine der Oberklasse
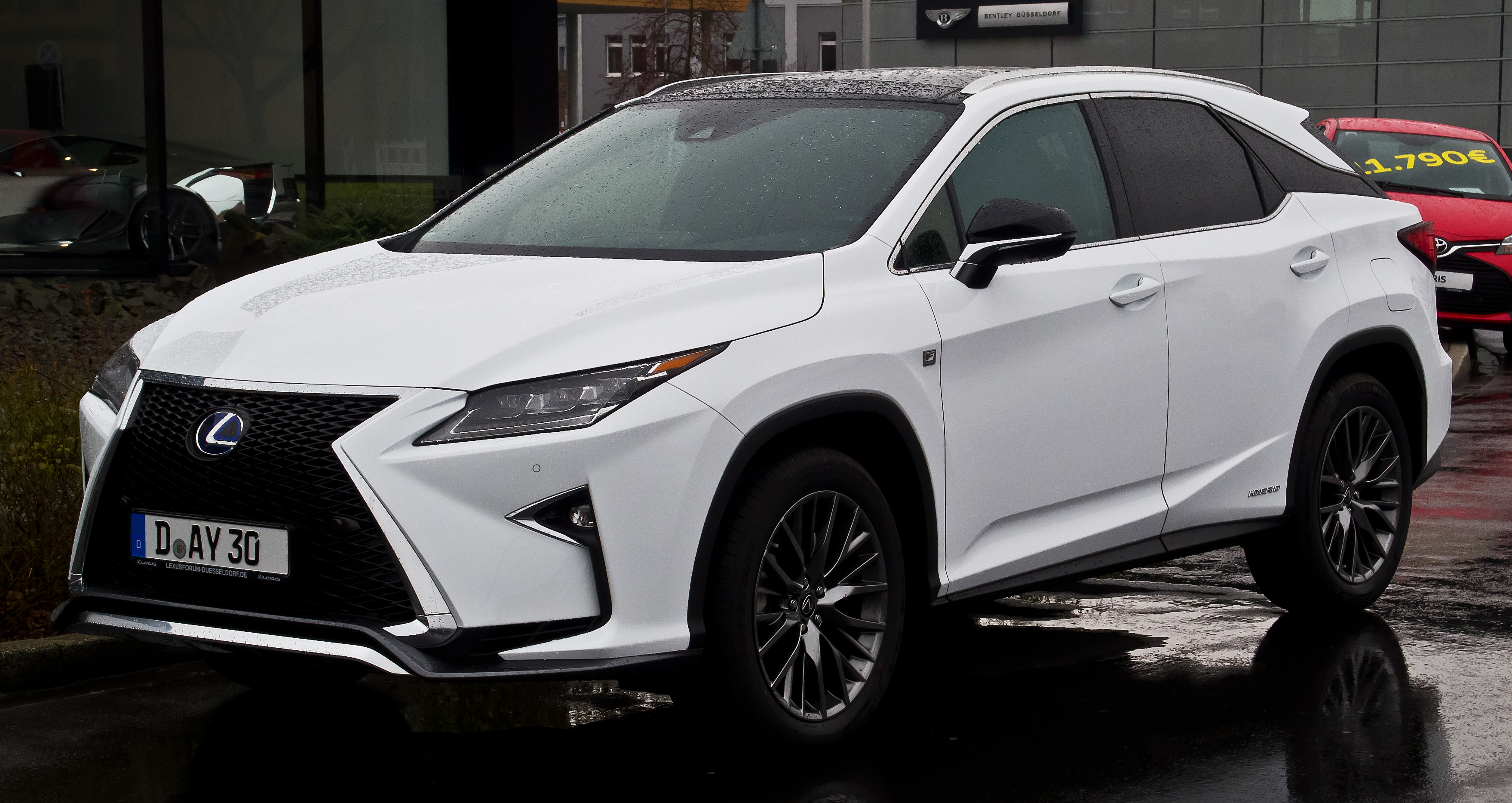
Lexus RX, ein SUV
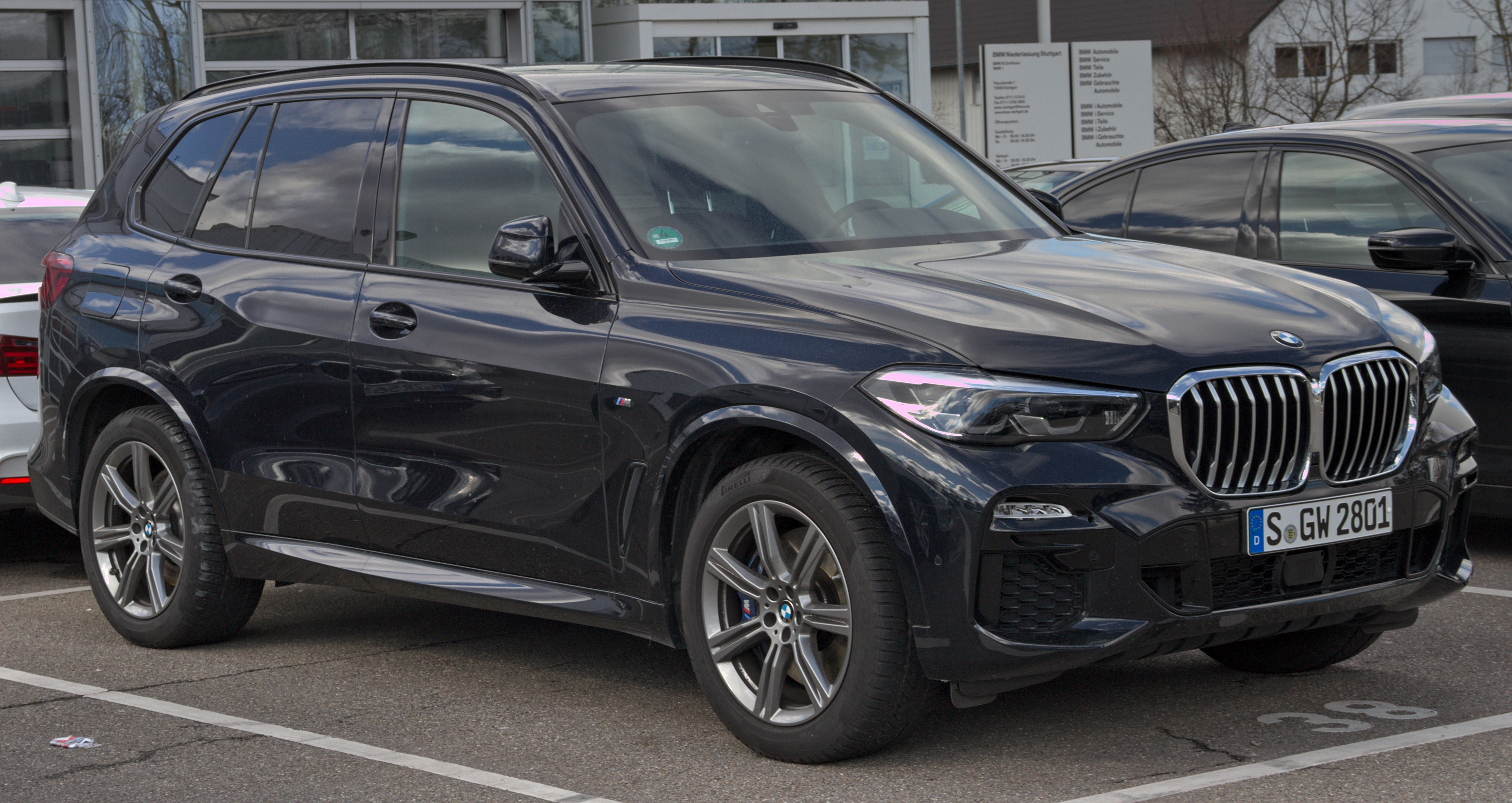
BMW G05, ein SUV

## Ausbildung und Tätigkeit des Automobildesigners
In den Vereinigten Staaten wurden die ersten Designschulen in den 1930er Jahren eingerichtet. Heute gehören zu den bekannten Schulen das Center for Creative Studies in Detroit und das Art Center College of Design in Pasadena. In Europa gehören das Royal College of Art in London und das Instituto Europeo di Design in Turin zu den häufig genannten Ausbildungsstätten. Die Hochschule Pforzheim bietet in Deutschland einen der bekanntesten Studienschwerpunkte für Transportation Design an.
Automobildesigner finden eine Anstellung in den Designabteilungen der Automobilhersteller, der Automobilzulieferer oder in den oft mittelständisch geprägten Designstudios. Darüber hinaus gibt es zahlreiche selbständige Design-Büros. Zu den berühmtesten Freelance-Designern gehören vermutlich Marcello Gandini und Paolo Martin.
→ Liste von Fahrzeugdesignern